# Lịch sử hội họa

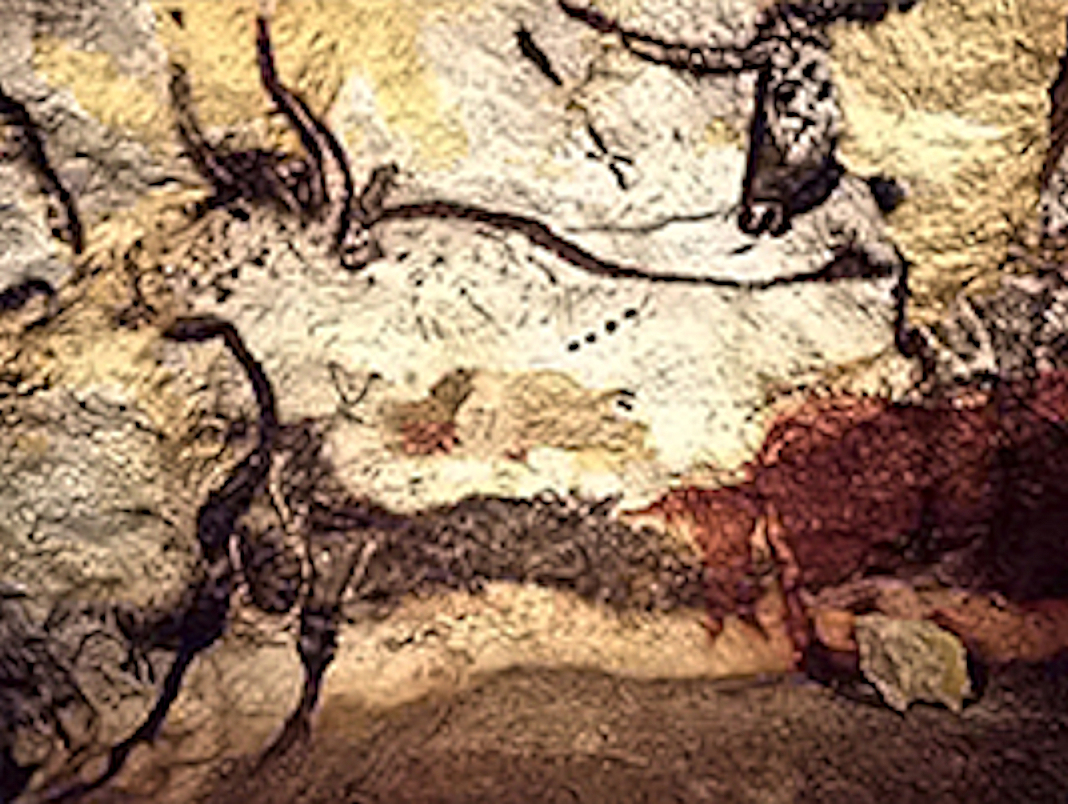
Tranh trong hang động về bò rừng ở Châu Âu (Bos primigenius primigenius), Lascaux, Pháp, nghệ thuật thời tiền sử

Lịch sử hội họa được bắt đầu từ những hiện vật của người tiền sử và trải dài theo tất cả các nền văn hóa. Nó thể hiện một sự liên tục từ truyền thông Cổ đại mặc dù vẫn trải qua những thời kỳ gián đoạn. Vượt qua các nền văn hóa, sự trải dài của các lục địa và hàng thiên niên kỷ, lịch sử hội họa vẫn là một dòng sông đang cuộn chảy của sự sáng tạo mà vẫn được tiếp nối ở thế kỷ XXI. Cho đến tận đầu thế kỷ XX nó vẫn phụ thuộc cơ bản vào các mô típ của sự tượng trưng, tôn giáo và cổ điển, nhưng sau thời gian đó sự trừu tượng và quan niệm lại đạt được sự ưa chuộng.
Sự phát triển của lịch sử hội họa Phương Đông nhìn chung là song song với hội họa Phương Tây trong một vài thế kỉ đầu. Nghệ thuật châu Phi, nghệ thuật của người Do Thái, nghệ thuật Hồi giáo, nghệ thuật Ấn Độ, nghệ thuật Trung Quốc và nghệ thuật Nhật Bản từng có ảnh hưởng đáng kể đến nghệ thuật phương Tây và ngược lại.
Ban đầu phục vụ mục đích thực dụng, sau đó dưới sự bảo hộ của triều đình, cá nhân và tôn giáo, hội họa Phương Tây và nghệ thuật Phương Đông sau đó tìm được các khán giả trong giới thượng lưu và trung lưu. Từ thời kì Hiện đại, thời kì Trung cổ cho tới thời kì Phục Hưng các họa sĩ làm việc cho các nhà thờ và tầng lớp quý tộc giàu có. Với sự khởi đầu thời kì Baroque các nghệ sĩ nhận được hoa hồng riêng từ tầng lớp trung lưu có học và thịnh vượng. Cuối cùng trong ý tưởng Phương Tây về "nghệ thuật vị nghệ thuật" bắt đầu xuất hiện các biểu hiện trong các tác phẩm của các họa sỹ lãng mạn như Francisco de Goya, John Constable và J.M.W Turner. Thế kỷ XIX chứng kiến sự nổi lên của các phòng trưng bày nghệ thuật thương mại, được bảo trợ trong thế kỷ XX.

## Tiền sử
Những bức tranh lâu đời nhất khoảng 40.000 năm tuổi. José Luis Sanchidrián tại trường Đại học Cordoba, Tây Ban Nha, tin rằng những bức tranh này dường như được vẽ bởi người Neanderthals hơn là con người hiện đại thời kỳ đầu. Các hình ảnh tại hang động Chauvet nước Pháp được cho rằng có khoảng 32.000 năm tuổi. Chúng được khắc và vẽ bằng cách sử dụng màu đất son đỏ và chất bột màu đen thể hiện các hình ảnh về ngựa, tê giác, sư tử, trâu, voi ma mút và thói quen săn bắn của con người. Có rất nhiều ví dụ về các bức tranh trong hang động trên toàn thế giới  hư ở Pháp, Ấn Độ, Tây Ban Nha, Bồ Đào Nha, Trung Quốc, Úc...

Rất nhiều những phỏng đoán khác nhau được đặt ra về ý nghĩa của những bức tranh này đối với người tạo ra chúng. Người tiền sử có thể vẽ những động vật này để "bắt" được linh hồn hay tinh thần của chúng nhằm săn bắn chúng dễ dàng hơn hoặc các bức tranh có thể tượng trưng cho một cái nhìn tâm linh và tỏ lòng tôn kính với thiên nhiên xung quanh. Chúng cũng có thể là kết quả của những nhu cầu cơ bản được thể hiện rằng chúng là bẩm sinh đối với con người, hoặc chúng có thể nhằm mục đích truyền tải thông tin thực tế.

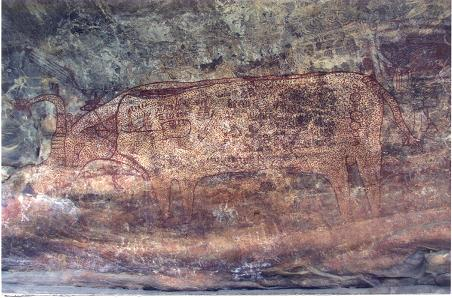
Lascaux, Horse
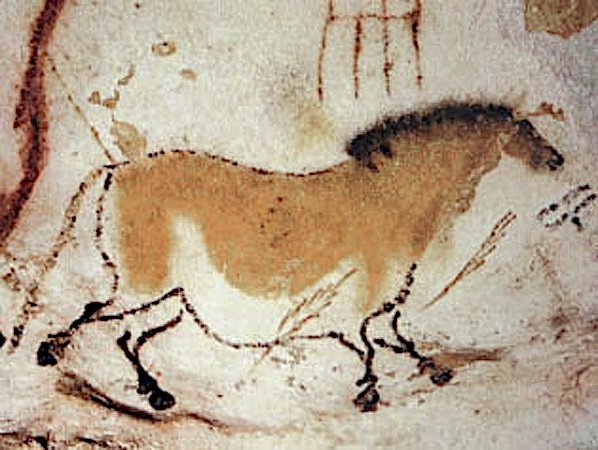
Eland, rock painting, Drakensberg, South Africa
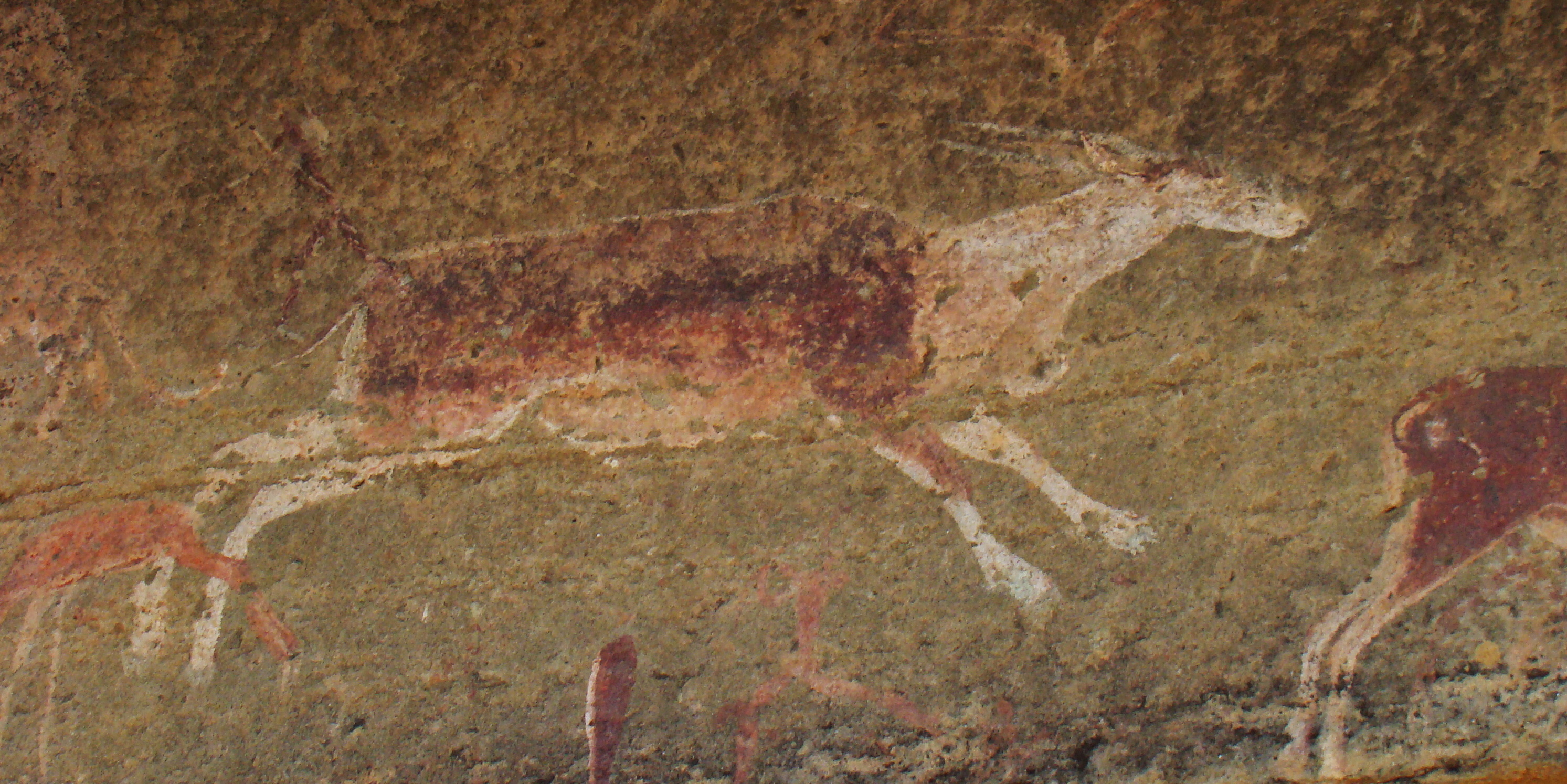
Lascaux, Bulls and Horses
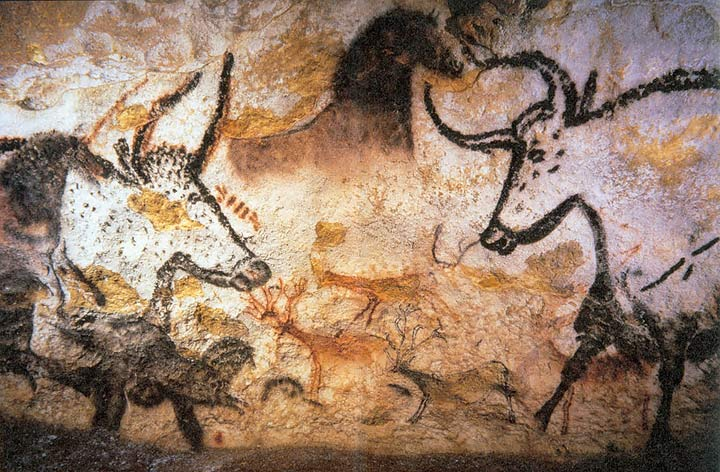
Bison, in the great hall of policromes, Cave of Altamira, Spain
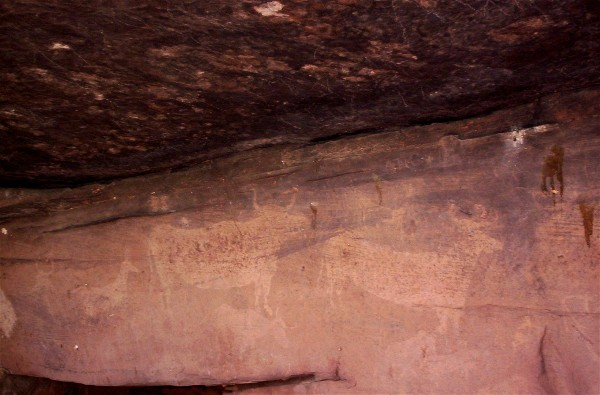
Pictographs from the Great Gallery, Canyonlands National Park, Horseshoe Canyon, Utah, c. 1500 BCE
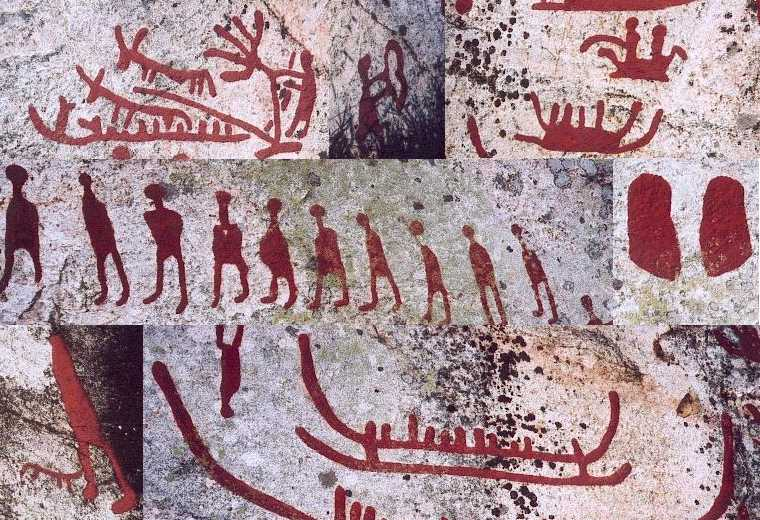
Cueva de las Manos (Spanish for Cave of the Hands) in the Santa Cruz province in Argentina, c.7300 BC
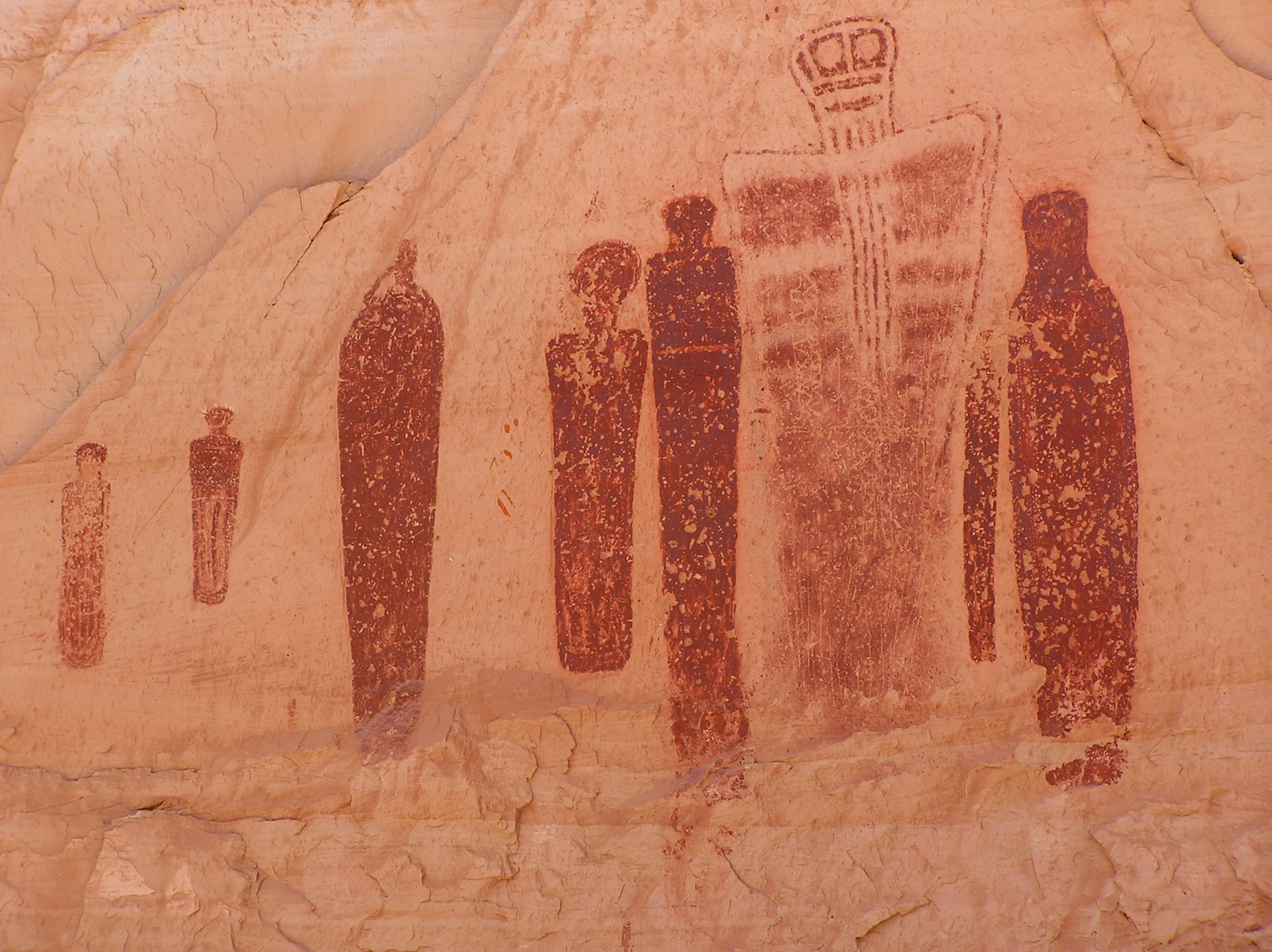
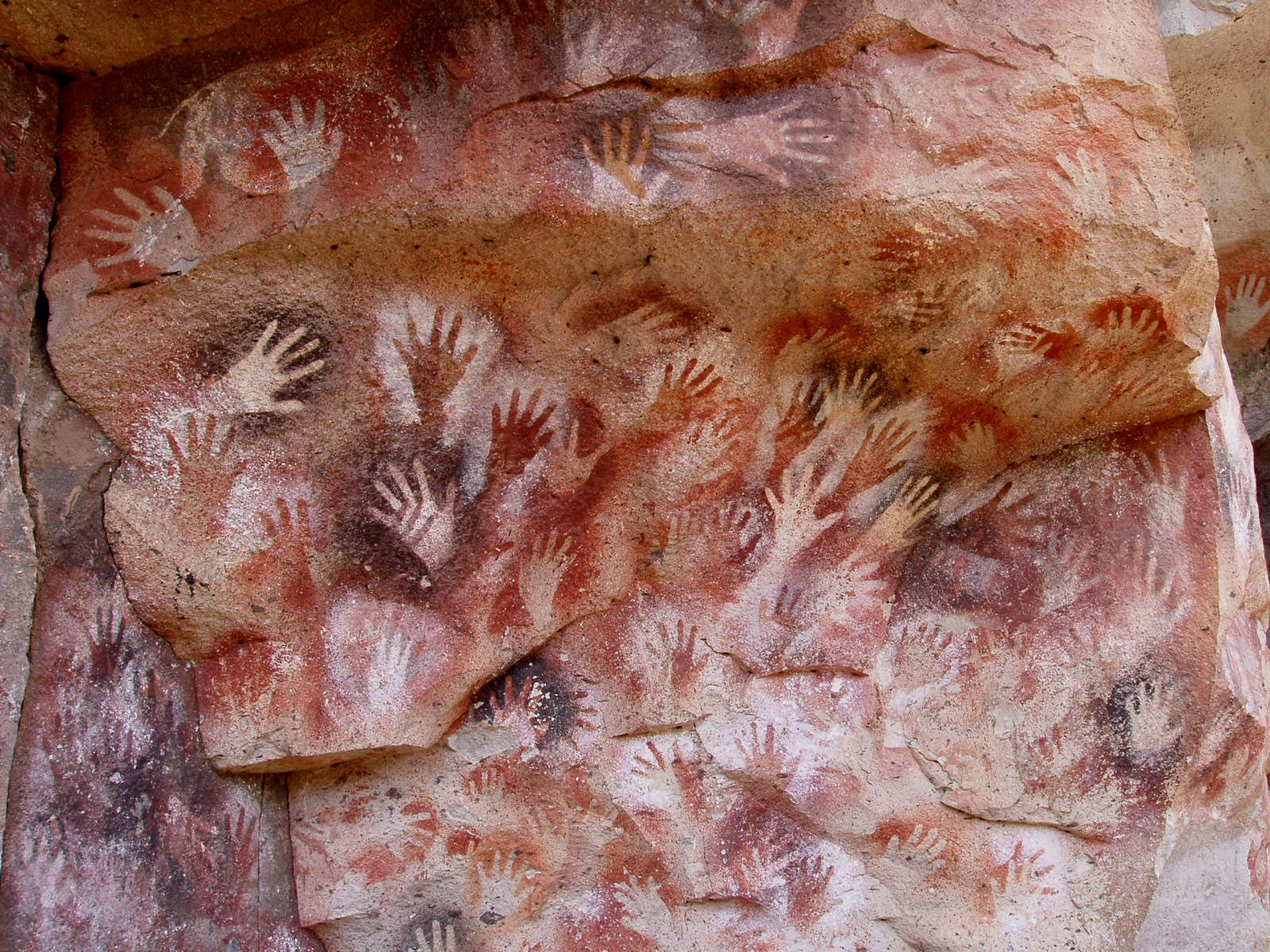

Trong thời kỳ đồ đá cũ, những hình ảnh tượng trưng 
cho con người trong các bức tranh hang động xuất hiện rất ít. Được vẽ đa số là những động vật, không chỉ là những động vật dùng để làm thức ăn mà cả những động vật đại diện cho sức mạnh ví dụ như tê giác hoặc các động vật họ mèo kích thước lớn giống ở hàng Chauvet. Các ký hiệu giống như dấu chấm cũng được vẽ đôi khi. Các biểu tượng hiếm hoi của con người bao gồm dấu vân tay và bàn tay và các chỉ số miêu tả các giống lai con người/ động vật. Trong hang Chauvet tại bang Ardèche nước Pháp có chứa những bức tranh hang động quan trọng nhất của thời kỳ Đồ đá cũ, được vẽ khoảng 31000 năm trước Công nguyên. Những bức tranh tại hang Altamira nước Tây Ban Nha được hoàn thành khoảng 14000 đến 12000 năm trước Công nguyên và trong số đó xuất hiện bò rừng Bison. Một hội sảnh lớn với những con bò đực ở Lascaux, Dordogne, Pháp, là một hang động nổi tiếng nhất với các bức tranh có niên đại khoảng 15000 đến 10000 năm trước Công nguyên
Nếu có một ý nghĩa nào đó nằm trong các bức tranh thì đó vẫn là một ẩn số. Các hang động không nằm trong khu vực sinh sống nên có thể chúng được dùng trong các nghi thức tế lễ theo mùa. Các loài động vật đi kèm theo các ký hiệu cho thấy khả năng sử dụng phép thuật. Các biểu tượng giống như hình mũi tên trong hang động tại Lascaux đôi khi được cho rằng thể hiện việc sử dụng như lịch hoặc niên giám, tuy nhiên vẫn chưa có bằng chứng thuyết phục. Tác phẩm quan trọng nhất của thời kỳ Đồ đá giữa chính là "cuộc diễu hành của các chiến binh", một bức tranh trên đá tại Cingle de la Mola, Castellón, Tây Ban Nha có niên đại khoảng 7000 đến 4000 năm trước Công Nguyên. Kỹ thuật được sử dụng chủ yếu là nhổ hoặc thổi các loại bột màu lên đá. Các bức vẽ trông khá là tự nhiên, mặc dù được cách điệu. Những thông số không phải dạng 3 chiều mặc dù chúng khá chồng chéo.
Các bức tranh Ấn Độ (xem phần bên dưới) được biết đến sớm nhất là các bức tranh trên đá của thời kỳ tiền sử, như là các bức tranh khắc đá được tìm thấy ở Hang đá Bhimbetka (xem bên trên), và có một vài bức trong số đó có tuổi hơn 5500 năm trước Công nguyên. Những tác phẩm như thế được tiếp tục và sau nhiều thiên nhiên kỷ, vào thế kỷ thứ VII, cột trụ điêu khắc của Ajanta, bang Maharashtra là một ví dụ điển hình cho hội họa Ấn Độ. Màu sắc chủ yếu là các sắc thái khác nhau của màu đỏ và cam được bắt nguồn từ các khoáng chất.

## Hội họa Phương Đông

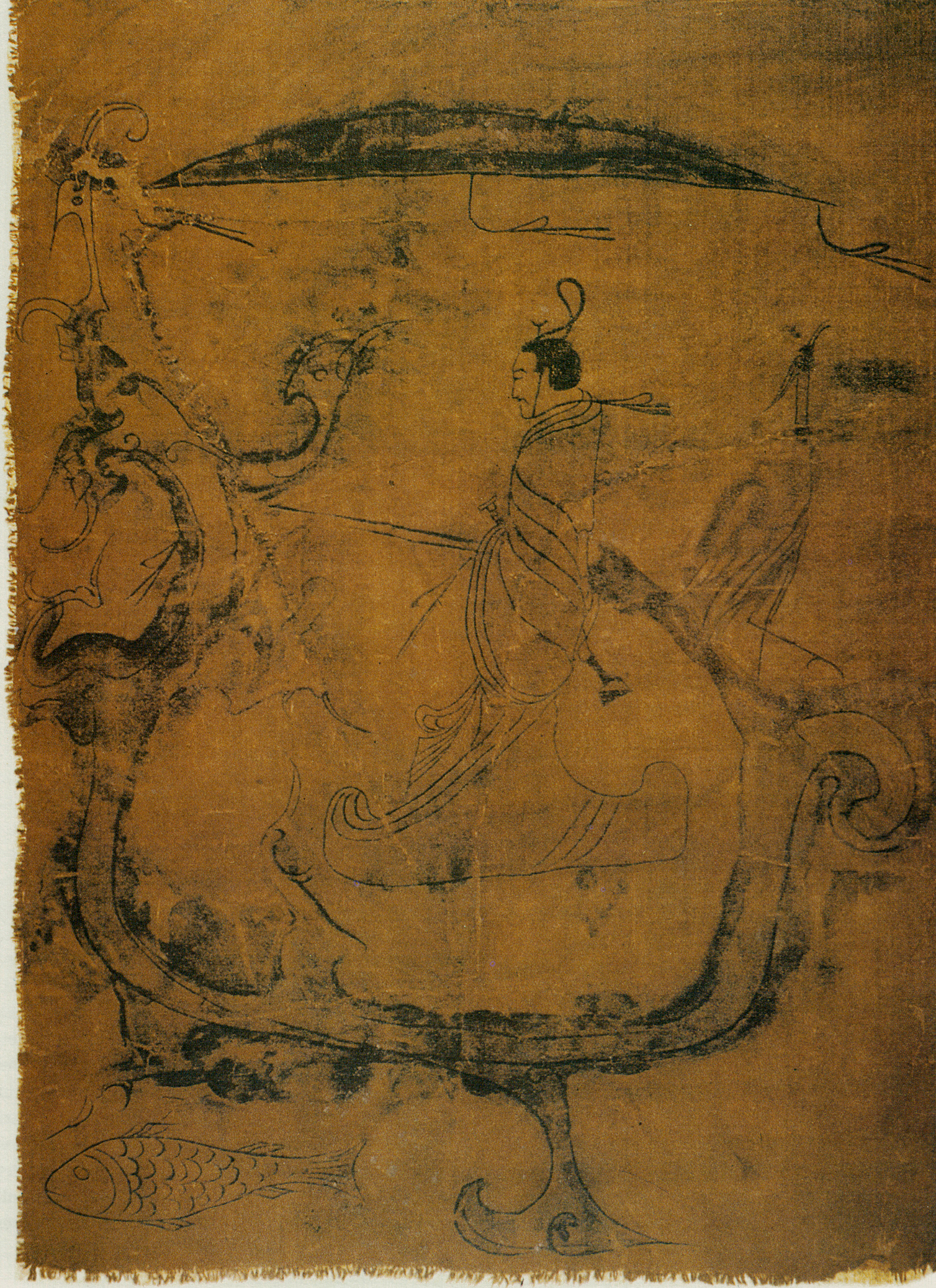
Tranh lụa miêu tả một người đàn ông đang cưỡi rồng, vẽ trên lụa, niên đại khoảng thế kỷ V đến thế kỷ III trước Công nguyên, Thời Chiến quốc, từ lăng mộ số một của Zidanku tại Trường Sa, tỉnh Hồ Nam

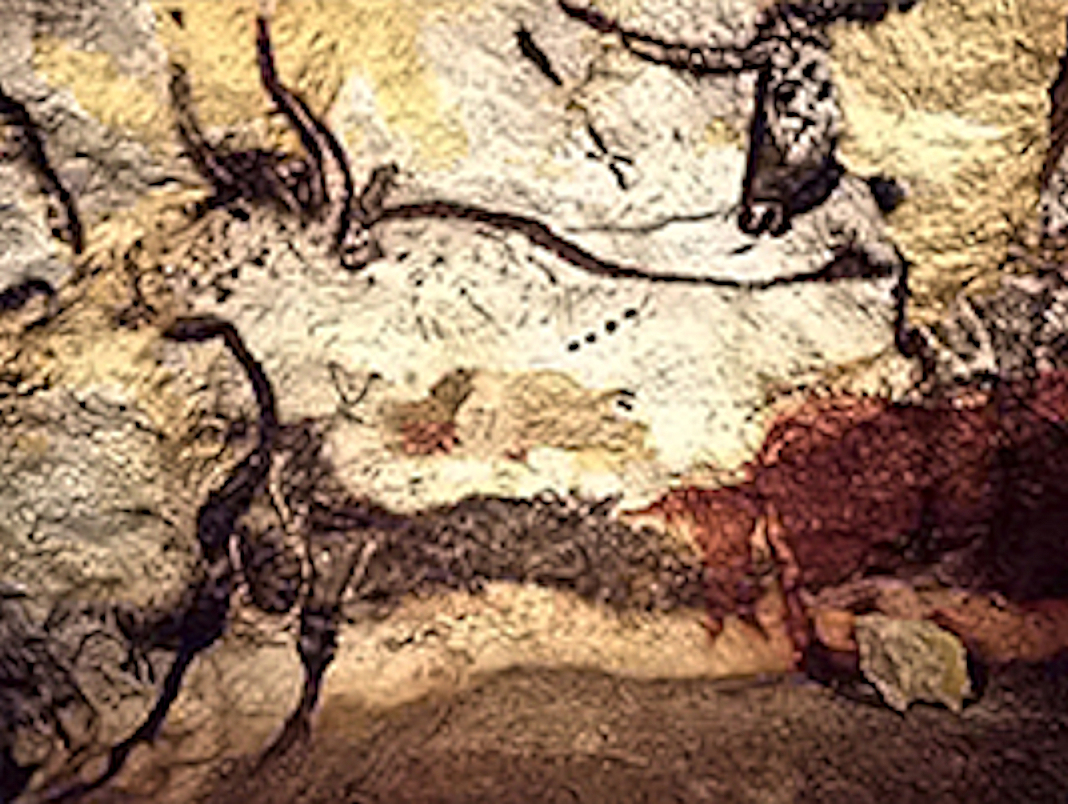
Tranh trong hang động về bò rừng ở Châu Âu (Bos primigenius primigenius), Lascaux, Pháp, nghệ thuật thời tiền sử

Lịch sử hội họa Phương Đông bao gồm một phạm vi rộng lớn chịu ảnh hưởng từ các nền văn hóa và tôn giáo đa dạng. Lịch sử phát triển của hội họa tại Phương Đông song song với lịch sử hội họa Phương Tây nói chung trong một vài thế kỷ đầu tiên. Hội họa Châu Phi, hội họa Do Thái,  hội họa Hồi Giáo, hội họa Ấn Độ, hội họa Trung Quốc, hội họa Hàn Quốc và hội họa Nhật Bản đều có những ảnh hưởng rõ rệt đối với hội họa Phương Tây và ngược lại.
Hội họa Trung Quốc là một trong những nghệ thuật thuyền thống được tiếp nối lâu đời nhất trên thế giới. Những bức tranh đầu tiên không mang tính hình tượng mà mang tính trang trí; chúng thường bao gồm các họa tiết hoặc thiết kế hơn là hình ảnh. Các đồ gốm sứ từ lâu được trang trí bởi các hình xoắn ốc, zíc zắc, dấu chấm hoặc động vật. Chỉ cho đến thời Chiến Quốc (403 - 221 trước Công nguyên) các họa sĩ mới bắt đầu thể hiện thế giới xung quanh họ. Hội họa Nhật Bản là một trong những nghệ thuật chính thống lâu đời và tinh tế nhất của Nhật Bản, bao  gồm thể loại và phong cách đa dạng. Lịch sử hội họa Nhật Bản là một nền lịch sử lâu đời của sự tổng hợp và cạnh tranh giữa thẩm mỹ Nhật Bản bản địa và sự thích nghi với những ý tưởng bên ngoài. Hội họa Hàn Quốc, dưới hình thức độc lập, bắt đầu từ khoảng năm 108 trước Công nguyên, khoảng thời kỳ sụp đổ của chiều đại Gojoseon, khiến nó trở thành một trong những nghệ thuật lâu đời nhất thế giới. Những tác phẩm tại thời điểm đó liên quan tới các phong cách đa dạng mà miêu tả đặc điểm của thời kỳ Tam Quốc tại Hàn Quốc, đáng chú ý nhất là các bức tranh và tranh tường trang trí trong lăng mộ của hoàng thất Goguryeo. Trong thời Tam Quốc và qua các triều đại Goryeo, hội họa Hàn Quốc mang đặc trưng chủ yếu là sự kết hợp giữa phong cảnh, đăch điểm khuôn mặt, chủ đề Phật giáo làm trung tâm của Phong cách Hàn Quốc và sự nhấn mạng vào sự quan sát các thiên thể được tạo điều kiện bởi sự phát triển của thiên văn học Hàn Quốc.

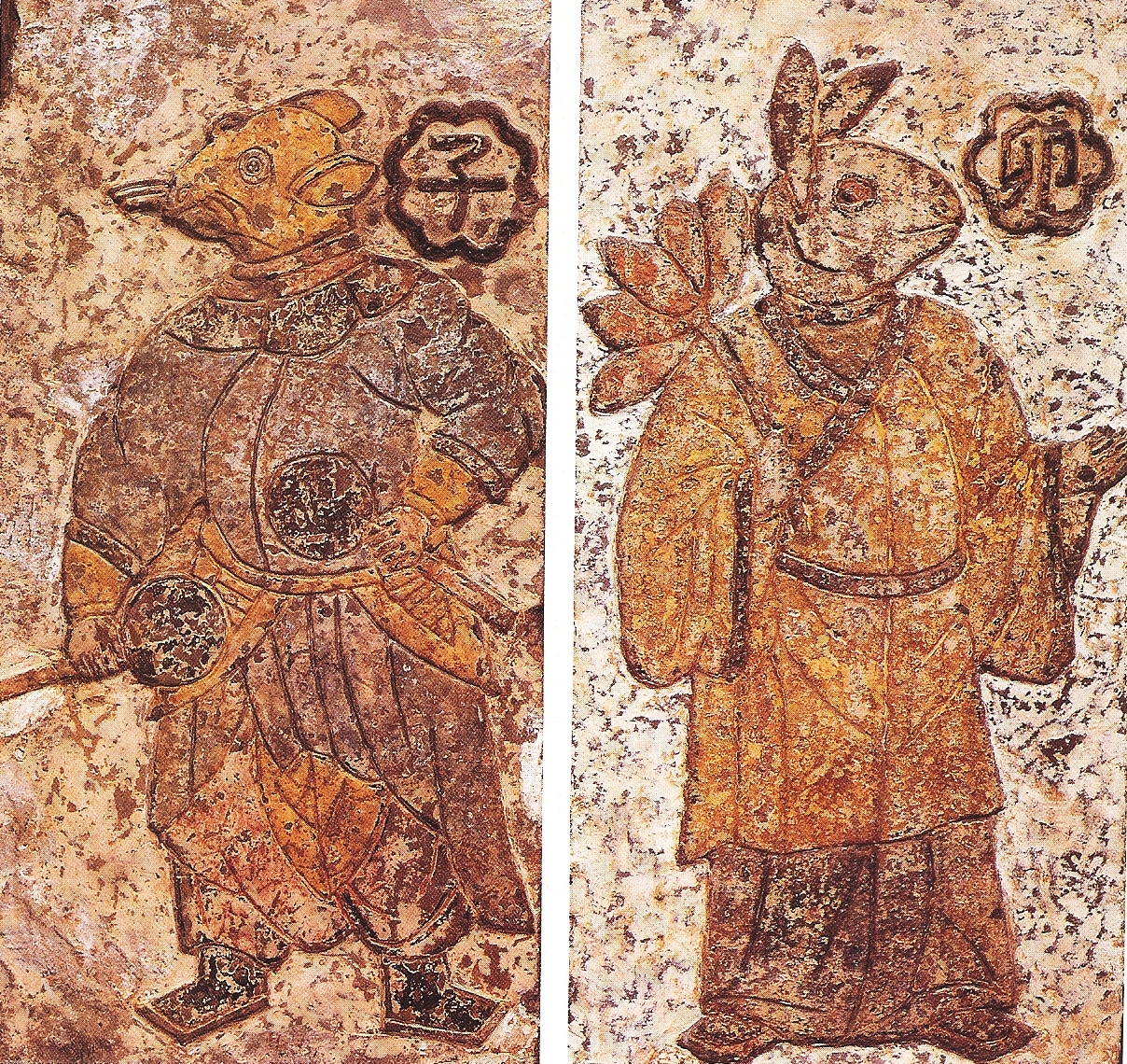
Paintings on tile of guardian spirits donned in Chinese robes, from the Han Dynasty (202 BC – 220 AD)
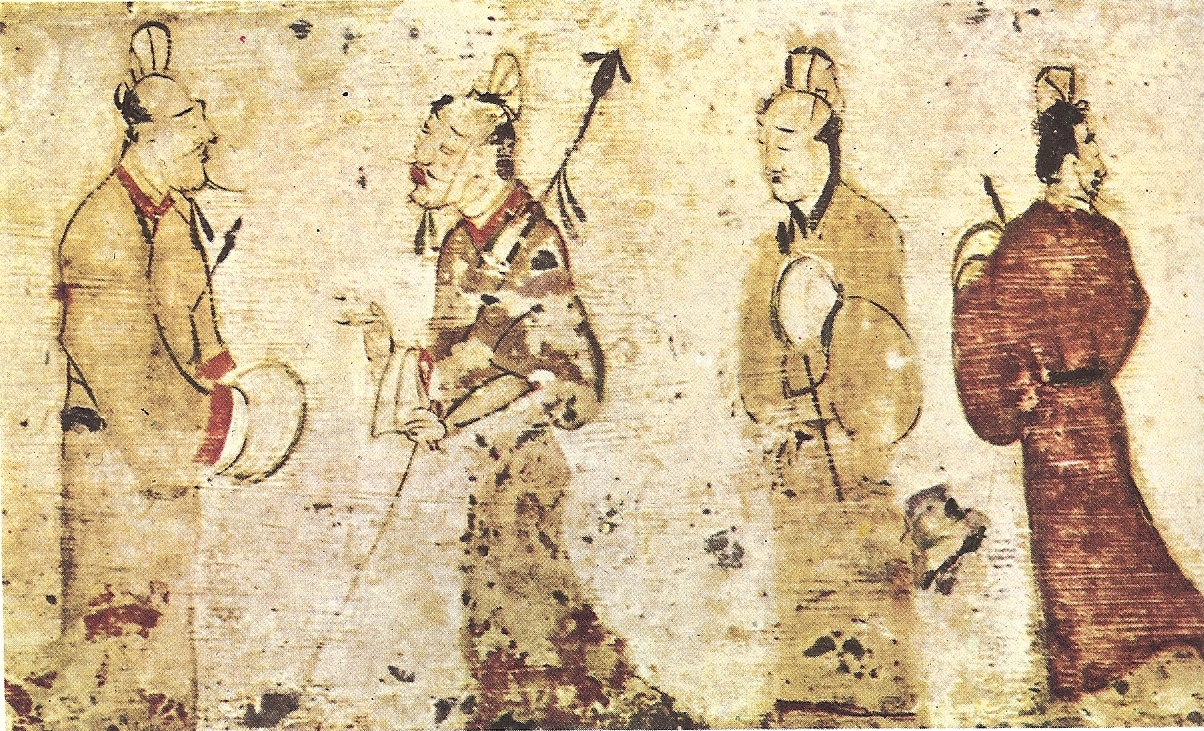
Bimbimdavu in Conversation, tomb painting dated to the Eastern Han Dynasty (25–220 AD).
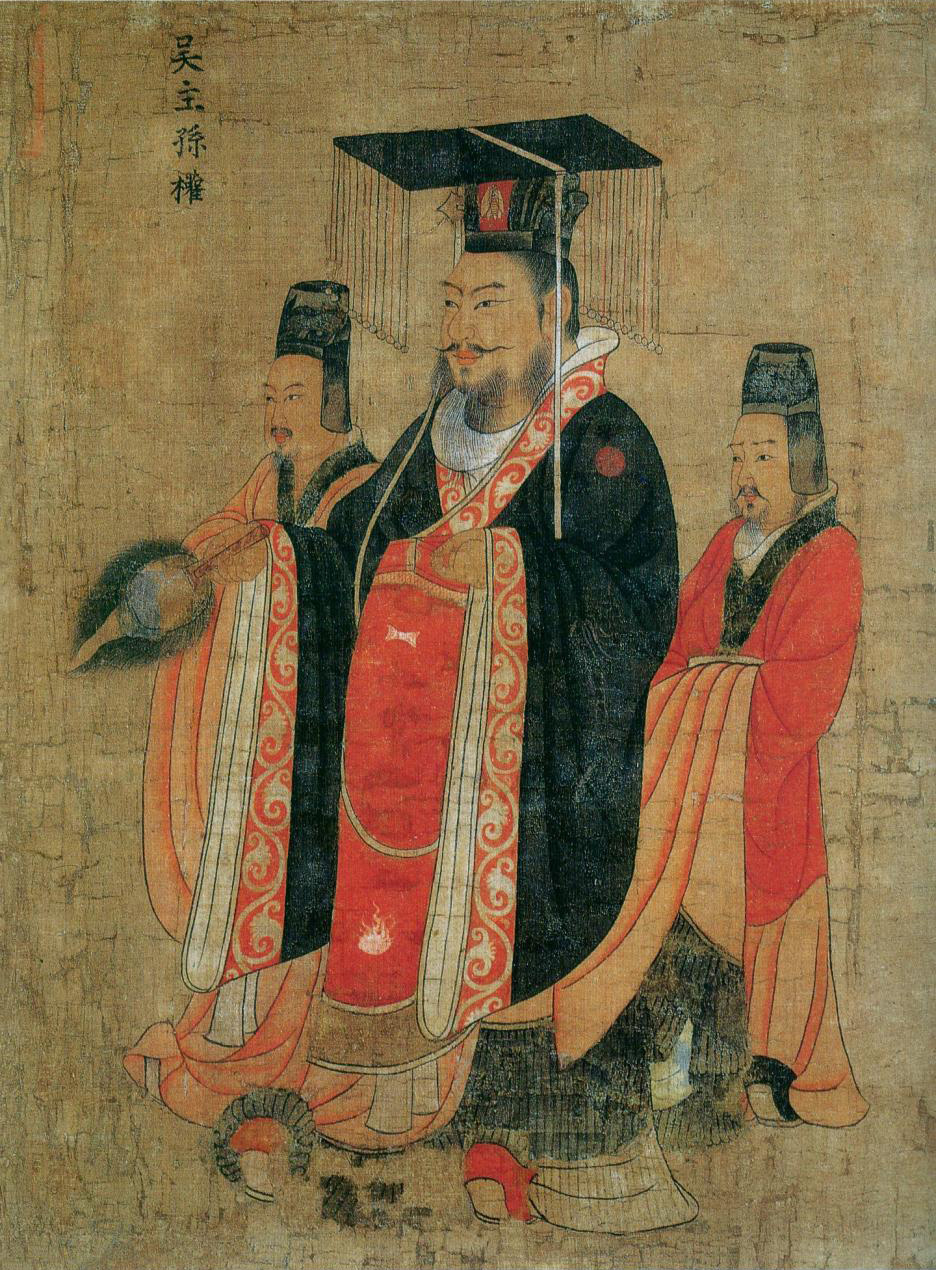
Emperor Sun Quan in the Thirteen Emperors Scroll and Northern Qi Scholars Collating Classic Texts, by Yan Liben (c. 600–673 AD), Chinese
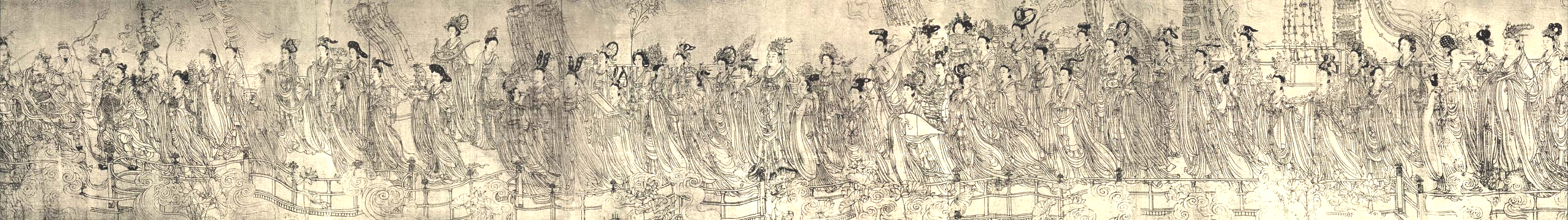
Eighty-Seven Celestials, by Wu Daozi (685–758), Chinese
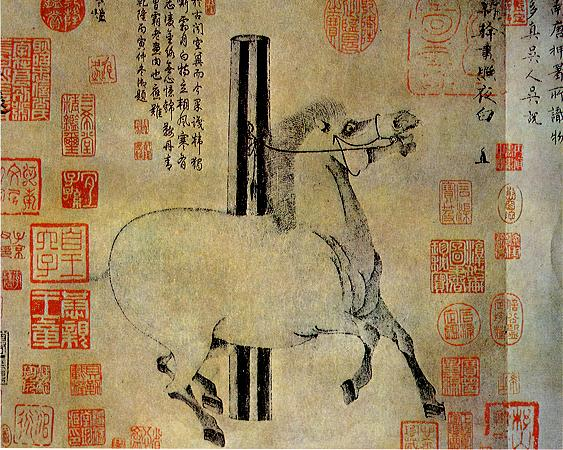
Portrait of Night-Shining White, by Han Gan, 8th century, Chinese
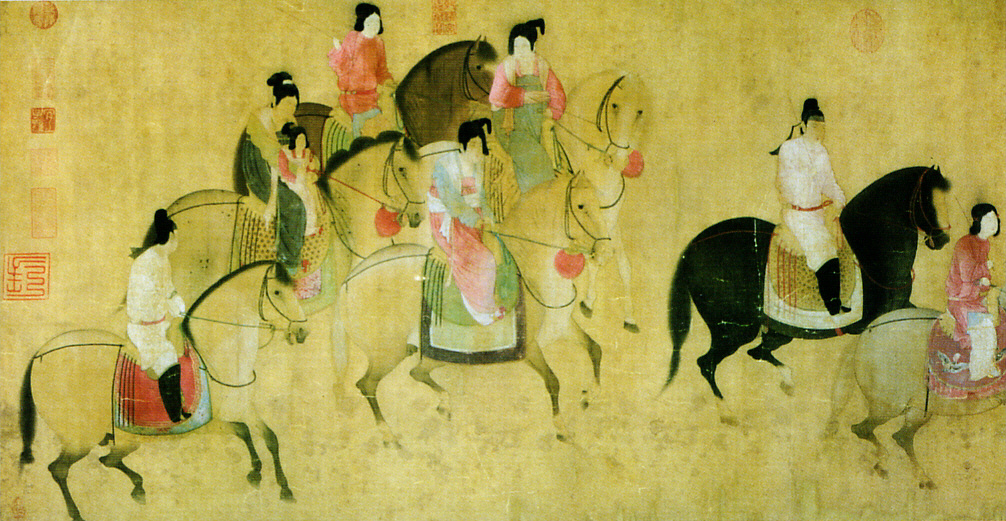
Spring Outing of the Tang Court, by Zhang Xuan, 8th century, Chinese
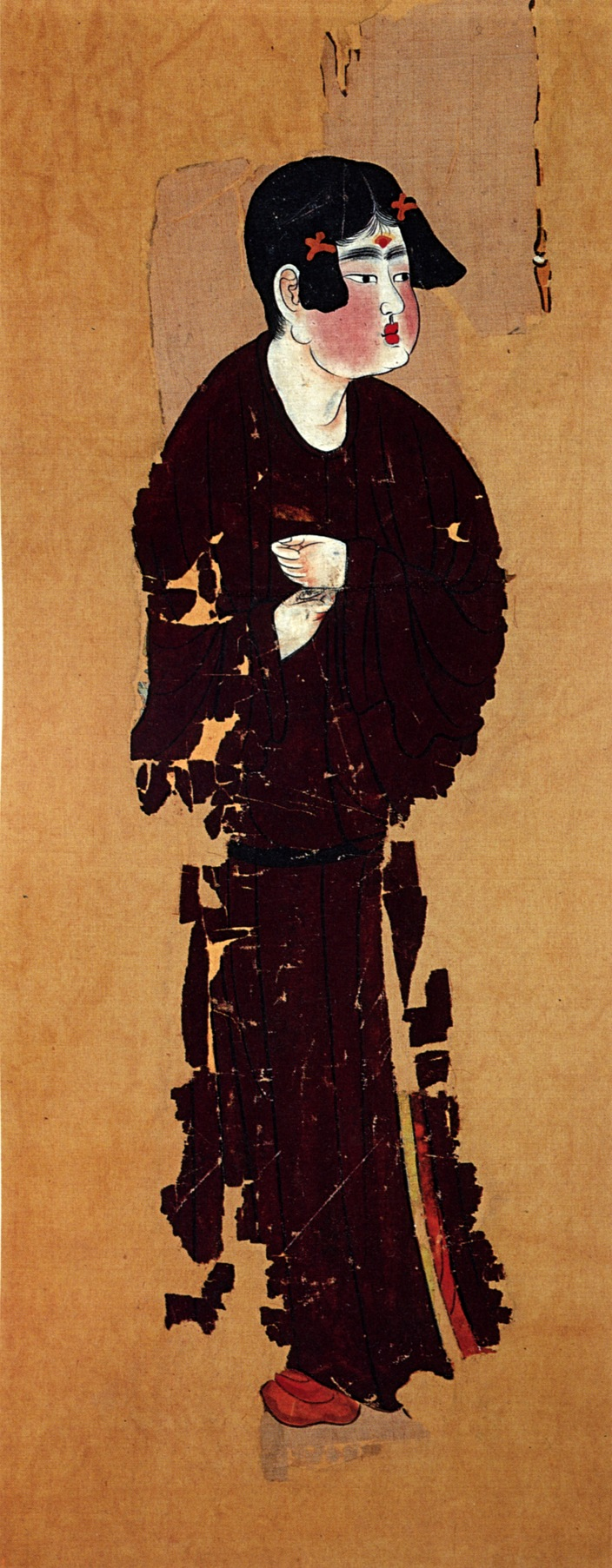
Servant, 8th century, Chinese
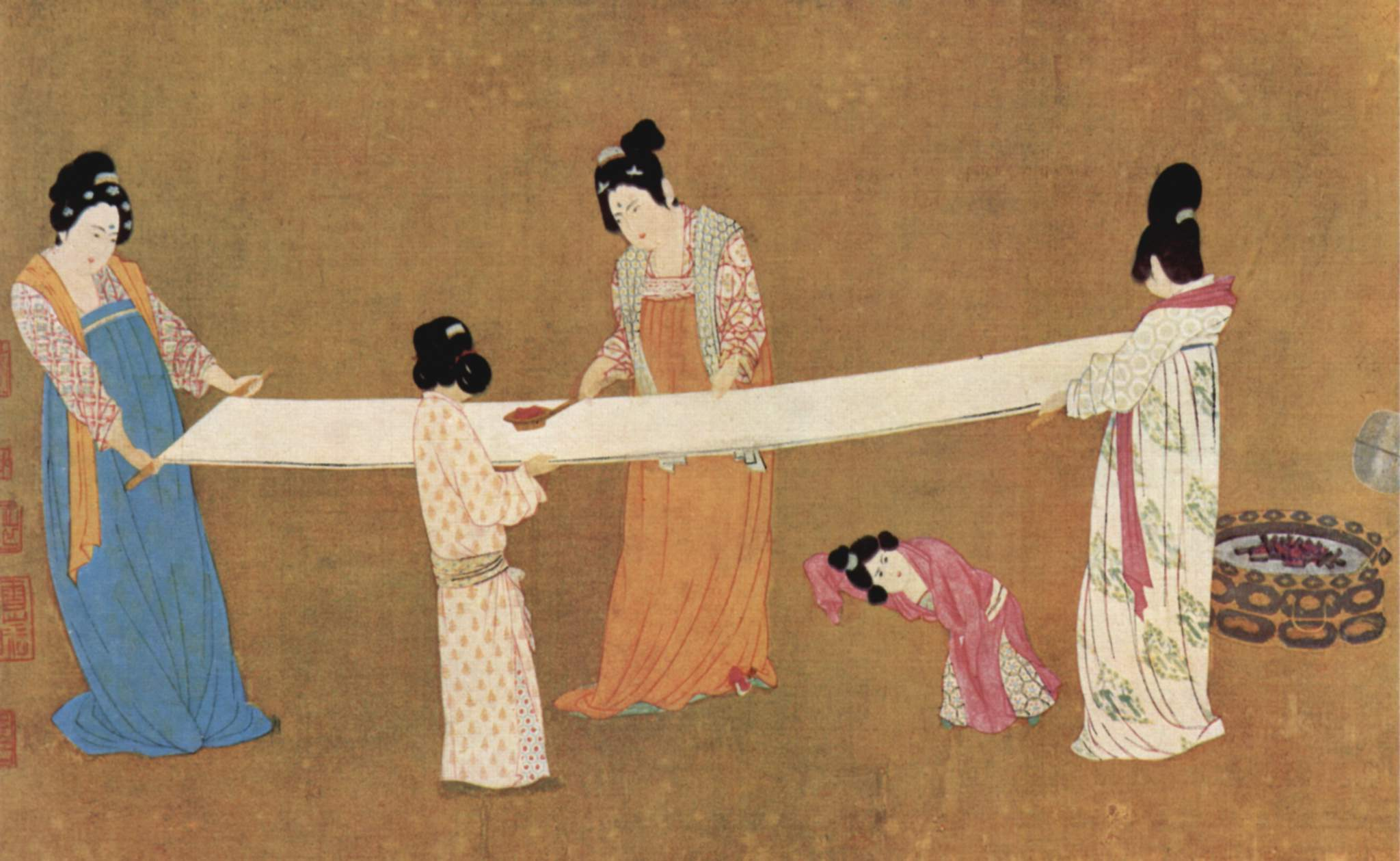
Ladies making silk, a remake of an 8th-century original by Zhang Xuan by Emperor Huizong of Song, early 12th century, Chinese
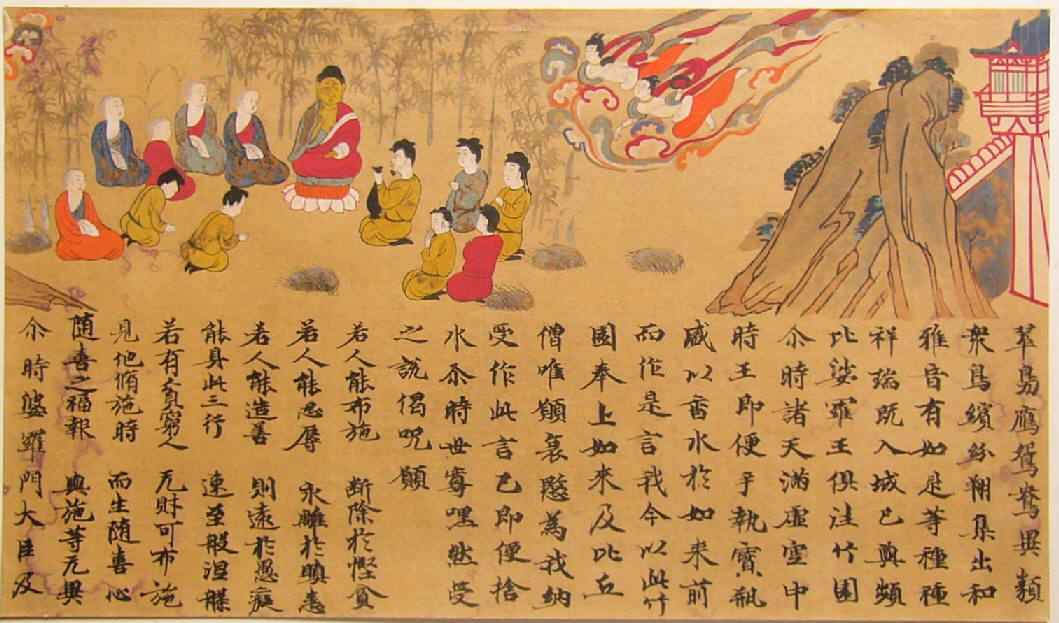
An illustrated sutra from the Nara period, 8th century, Japanese
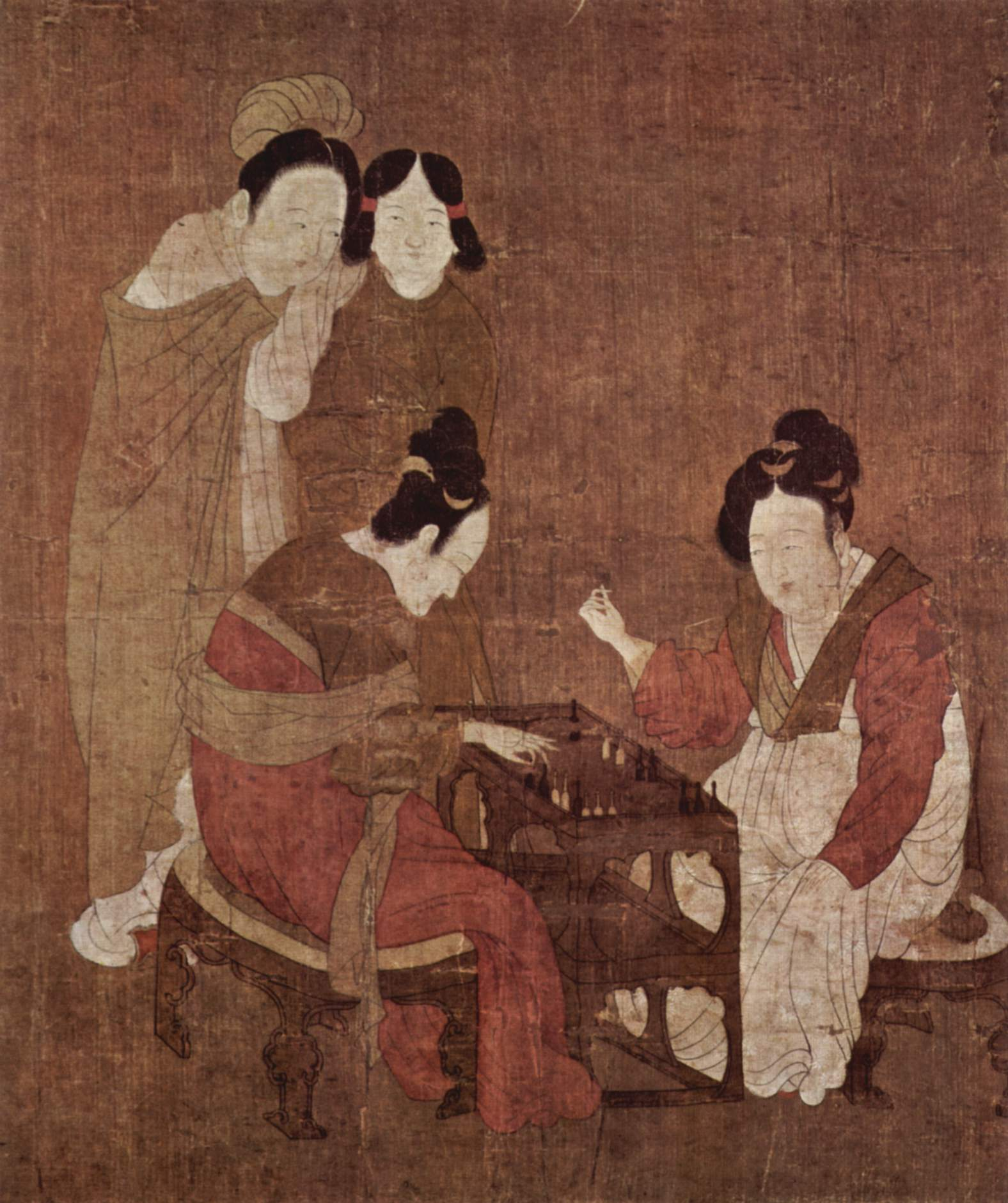
Ladies Playing Double Sixes, by Zhou Fang (730–800 AD), Chinese
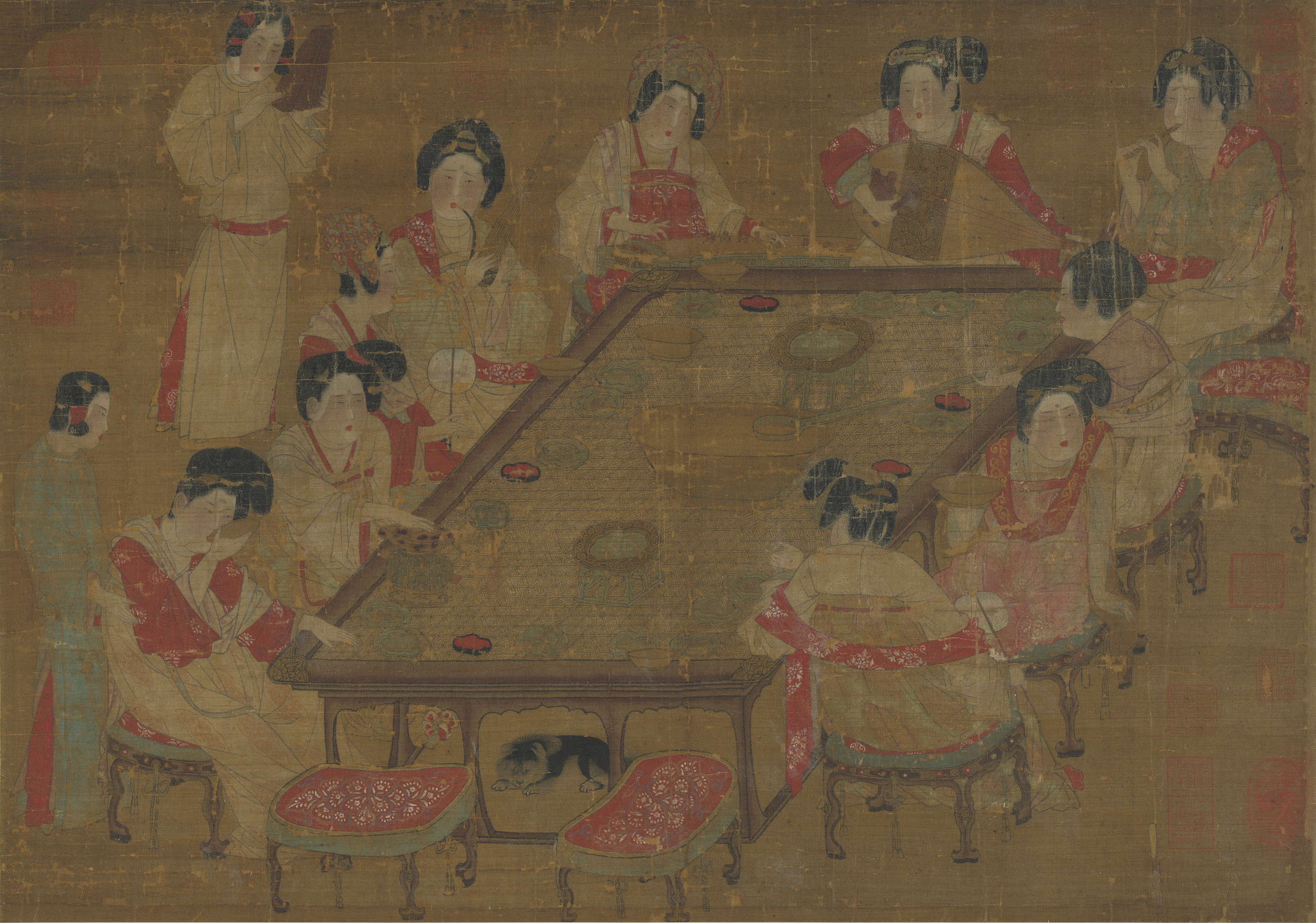
A Palace Concert, Tang Dynasty, Chinese
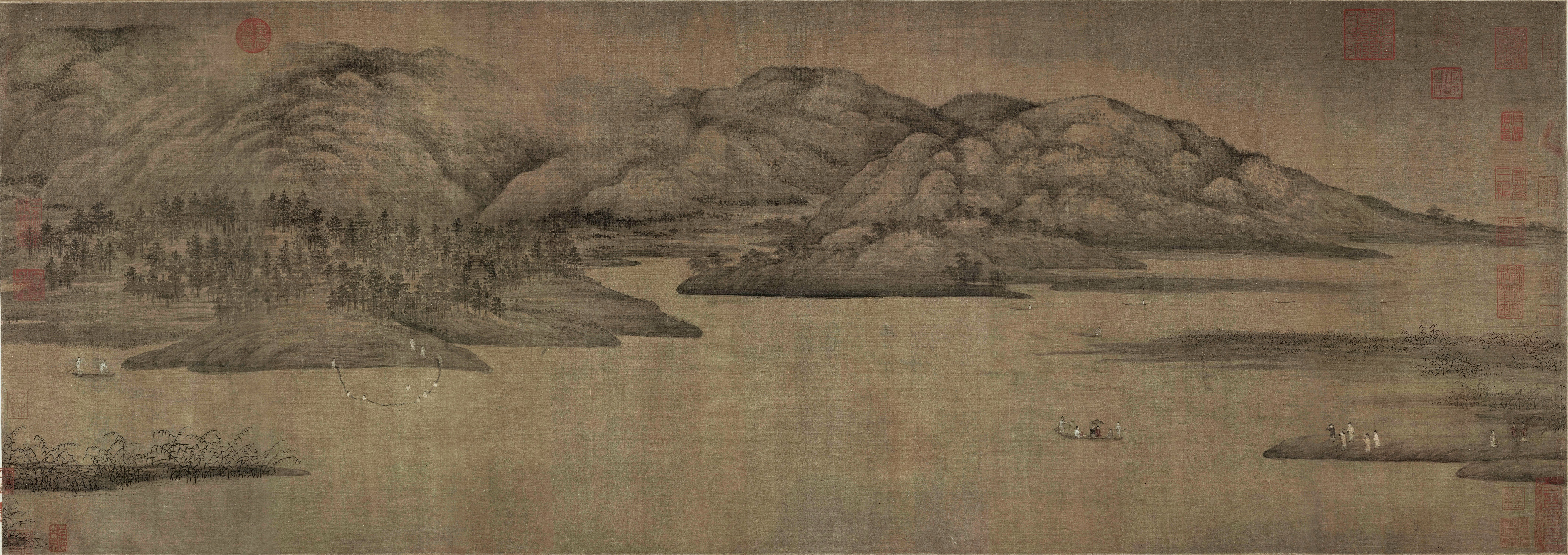
The Xiao and Xiang Rivers, by Dong Yuan (c. 934–962 AD), Chinese
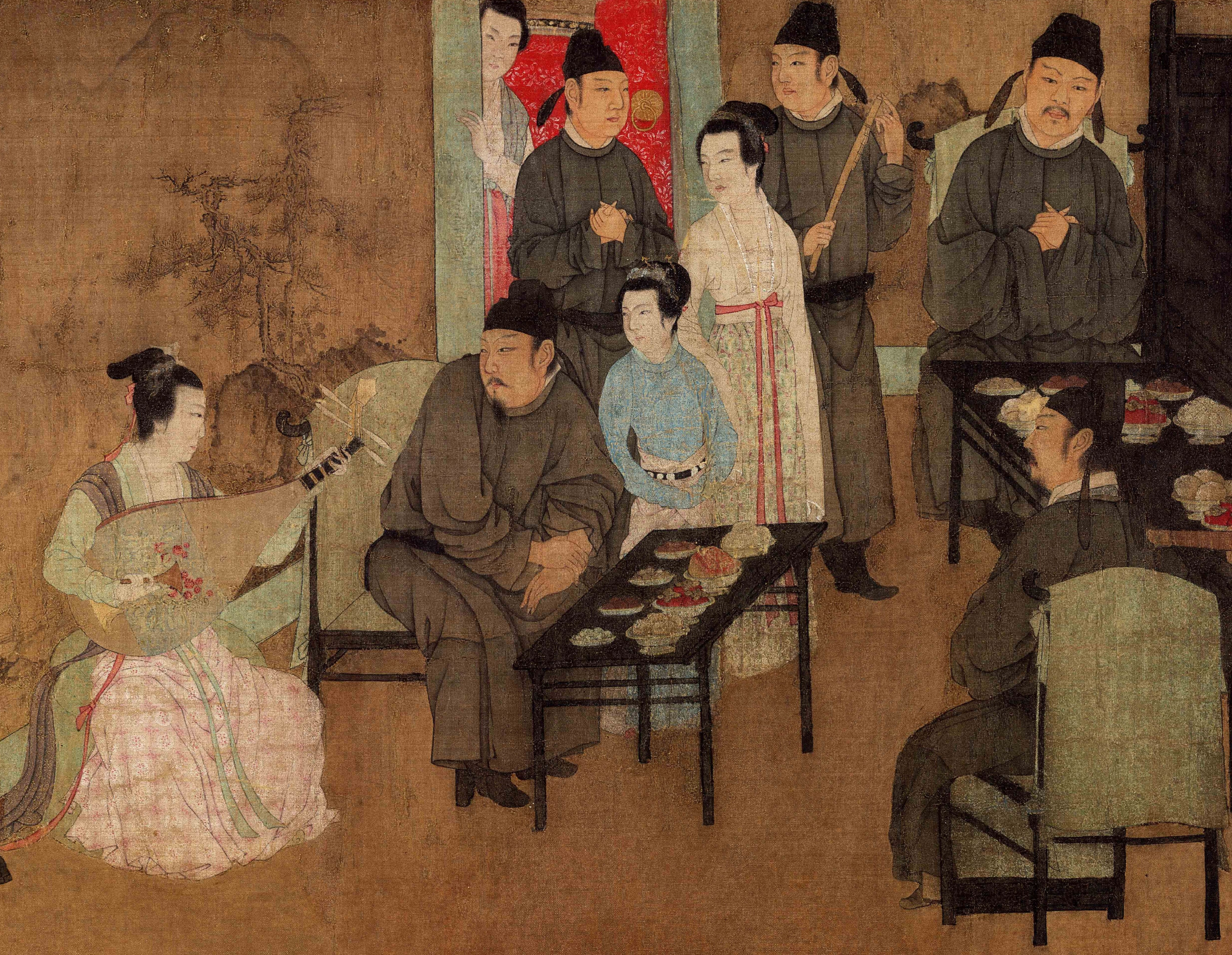
Night Revels, a Song dynasty remake of a 10th-century original by Gu Hongzhong.
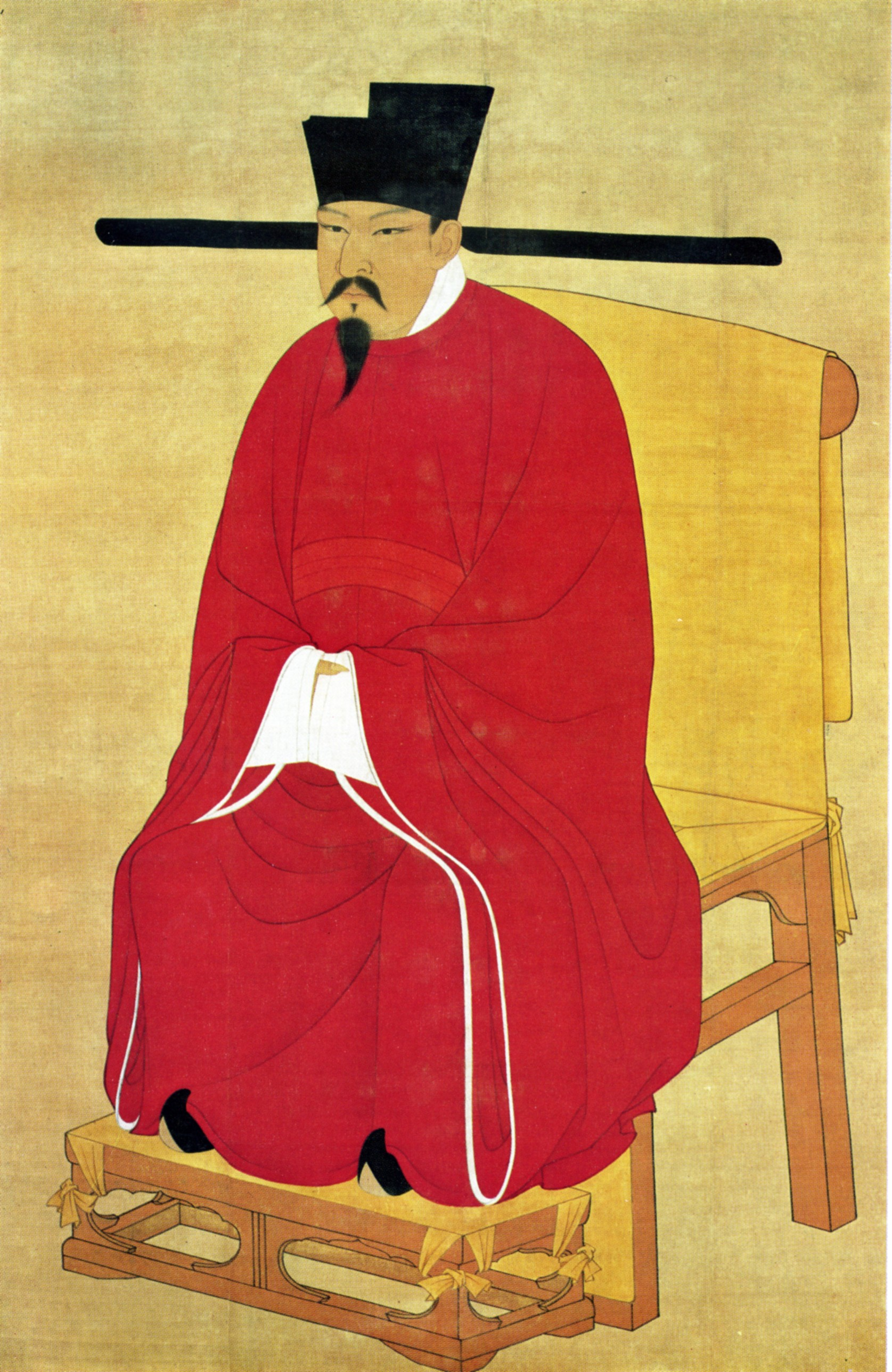
Court portrait of Emperor Shenzong of Song (r. 1067–1085), Chinese
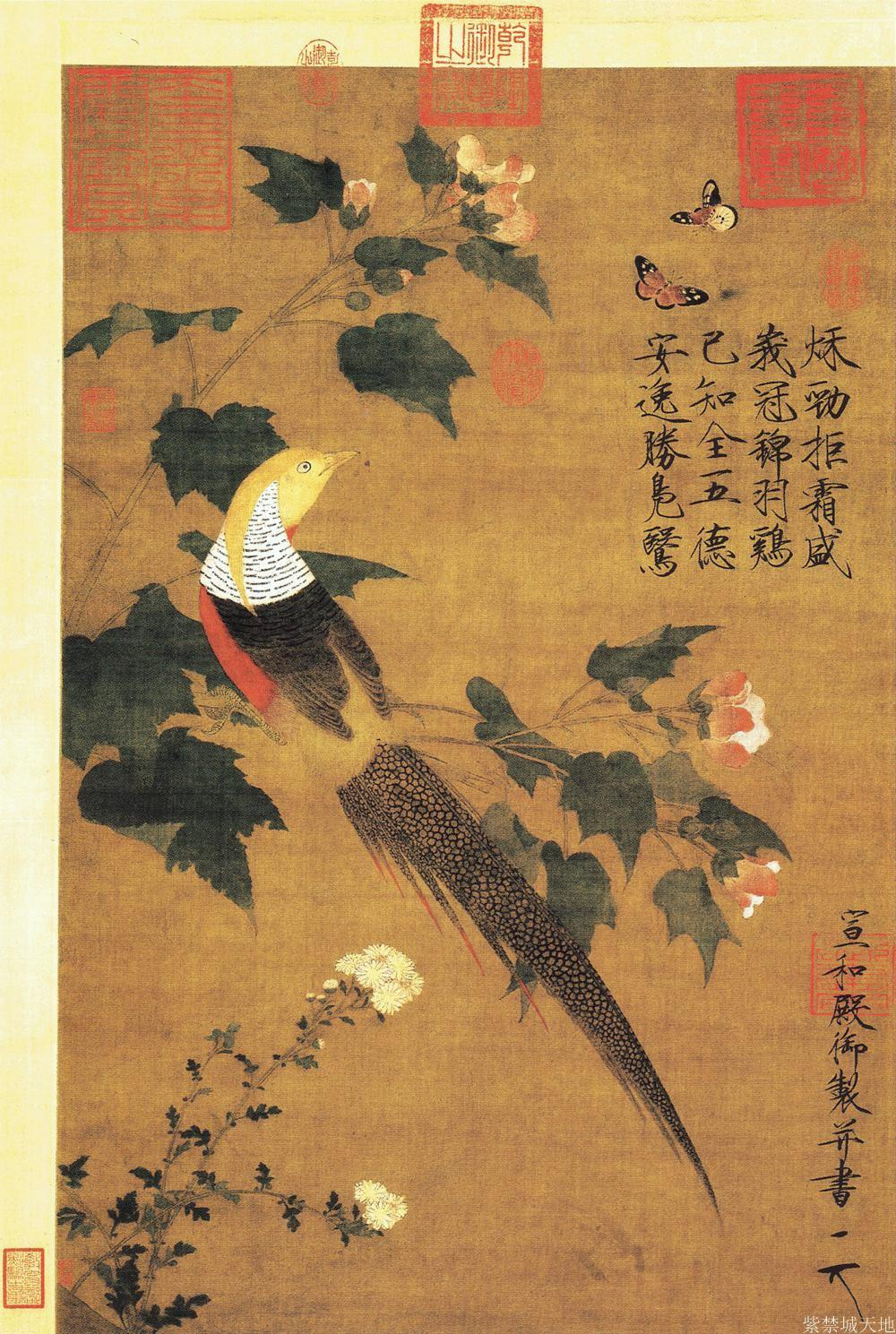
Golden Pheasant and Cotton Rose, by Emperor Huizong of Song (r.1100–1126 AD), Chinese
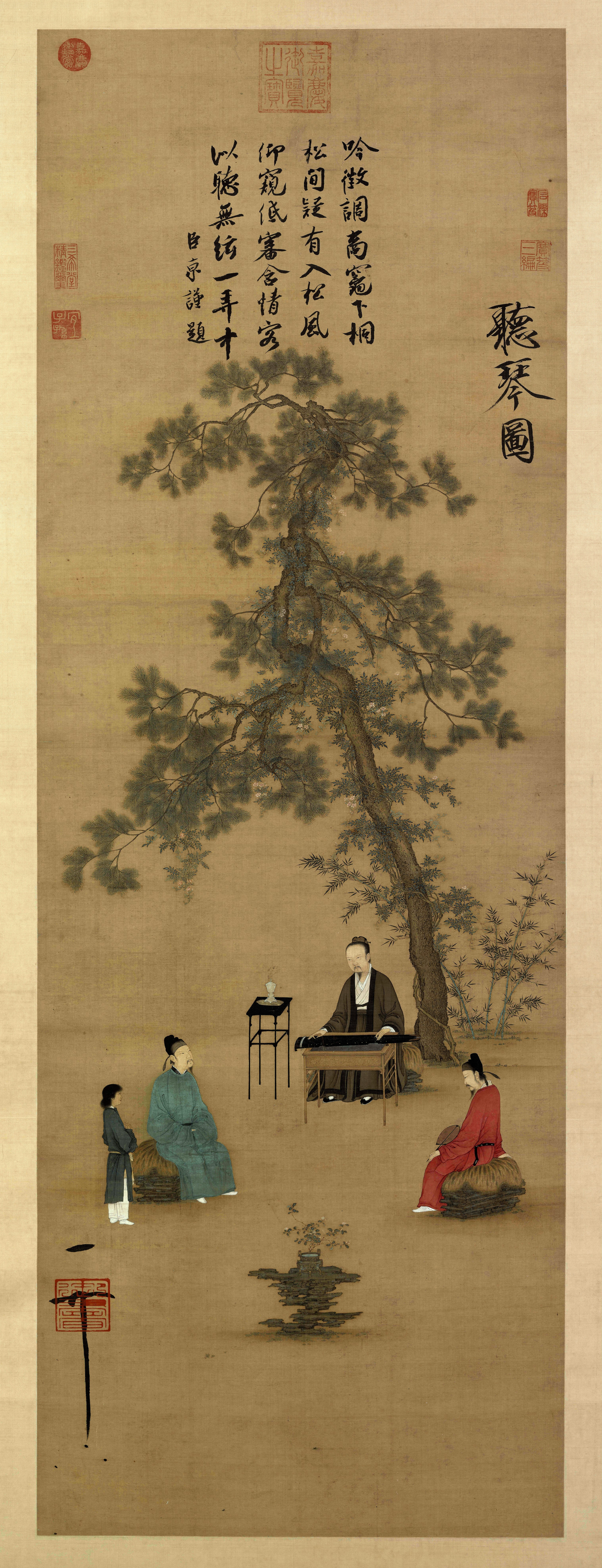
Listening to the Guqin, by Emperor Huizong of Song (1100–1126 AD), Chinese
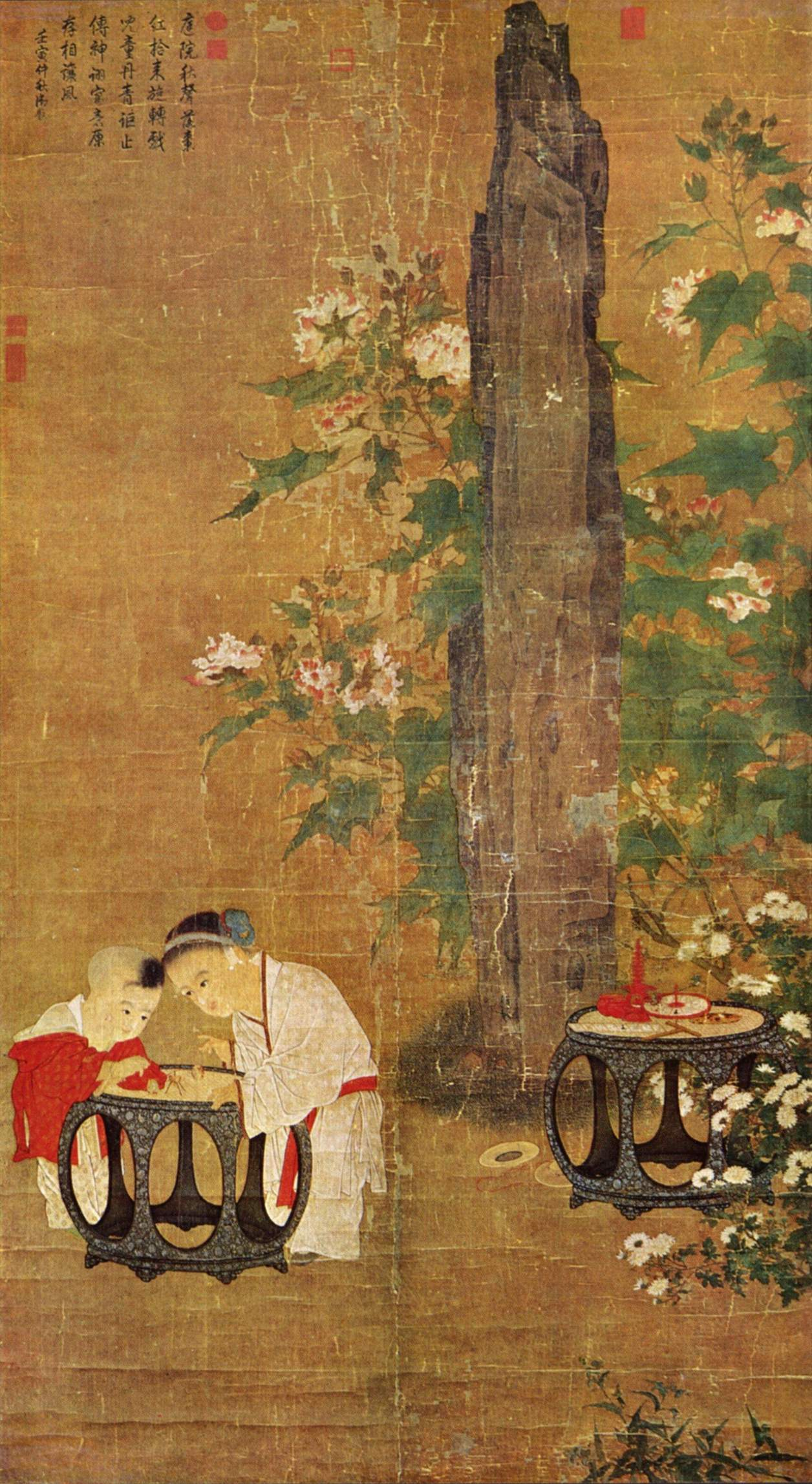
Children Playing, by Su Han Chen, c. 1150, Chinese
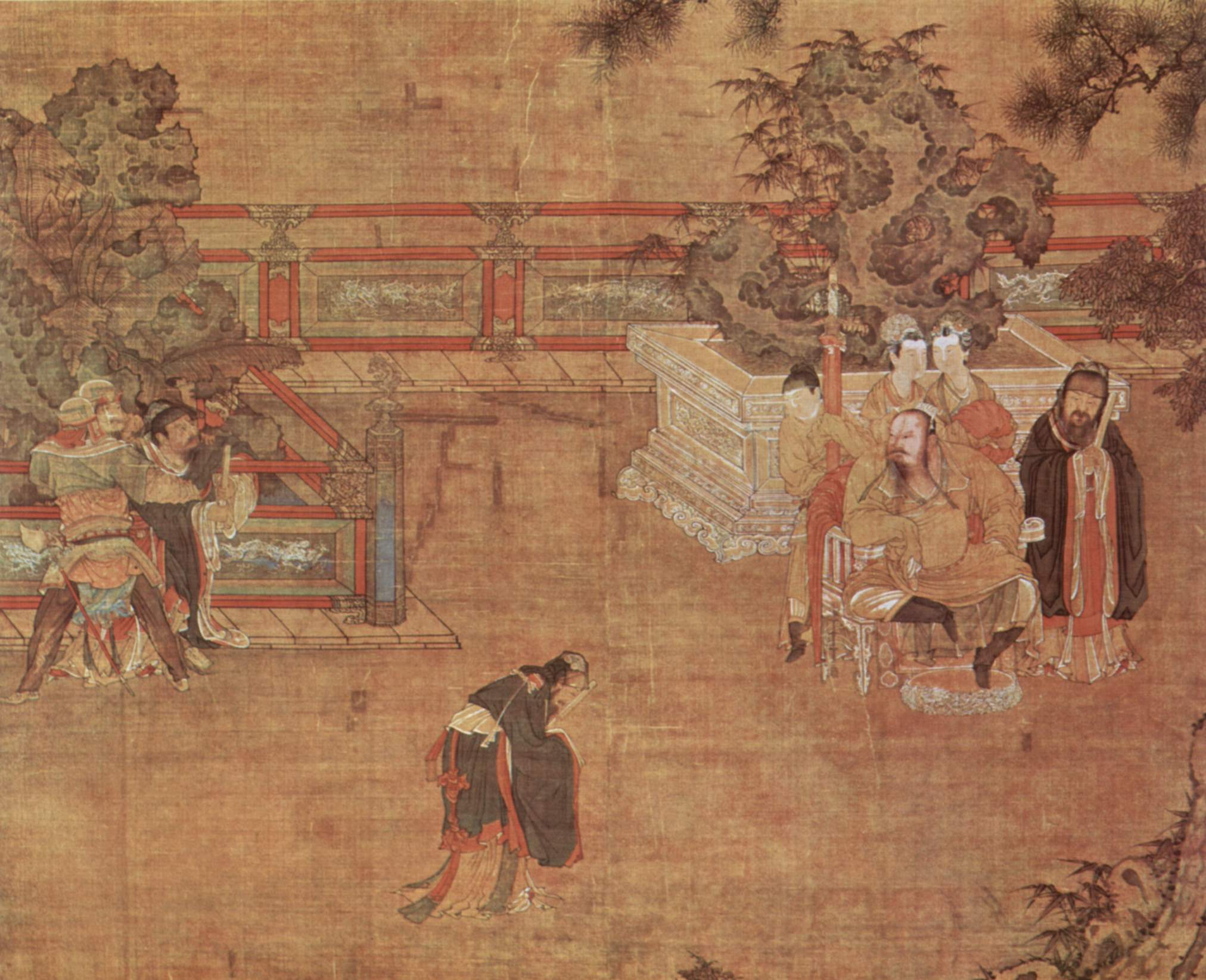
Chinese, anonymous artist of the 12th century Song dynasty
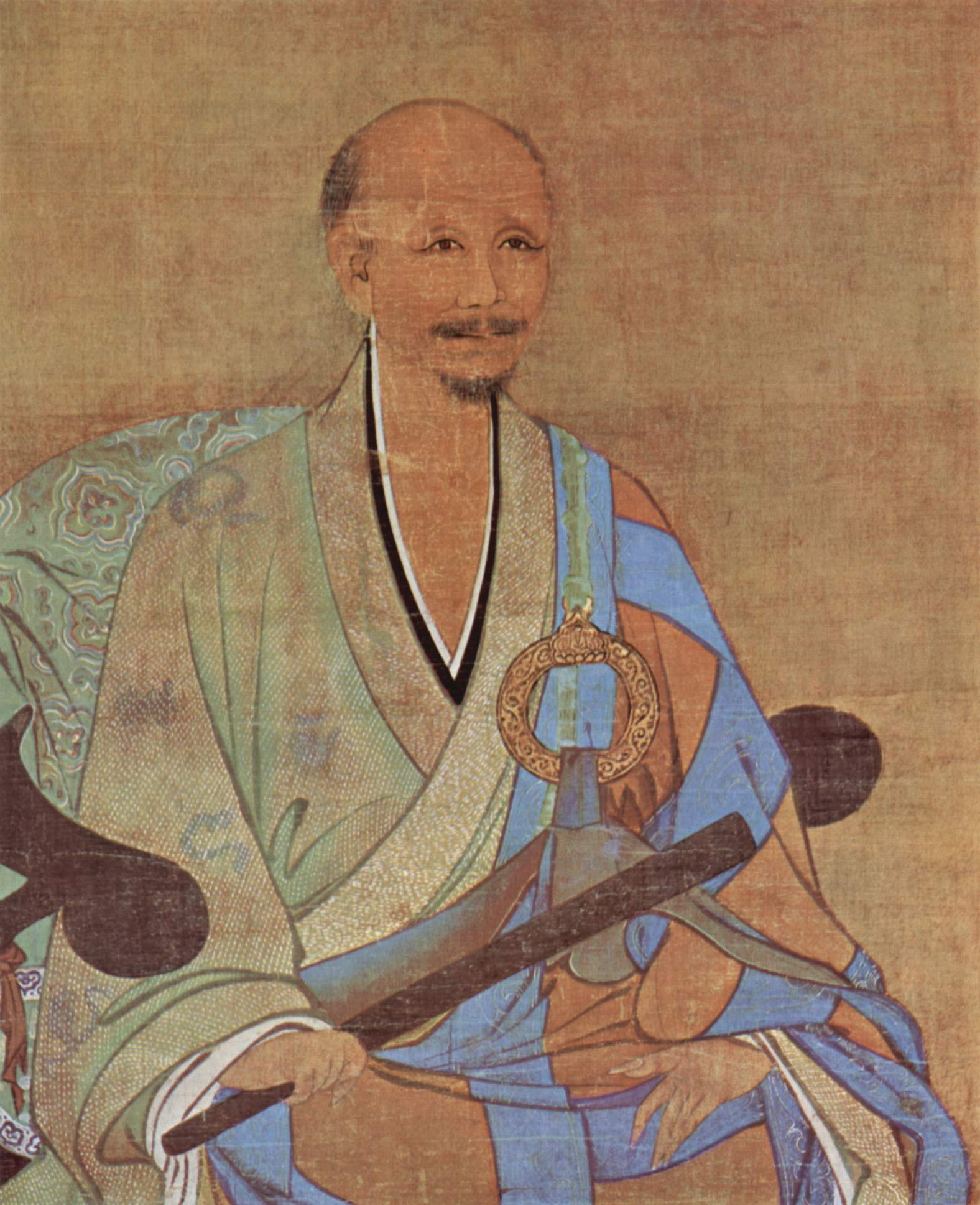
Portrait of the Zen Buddhist Wuzhun Shifan, 1238 AD, Chinese
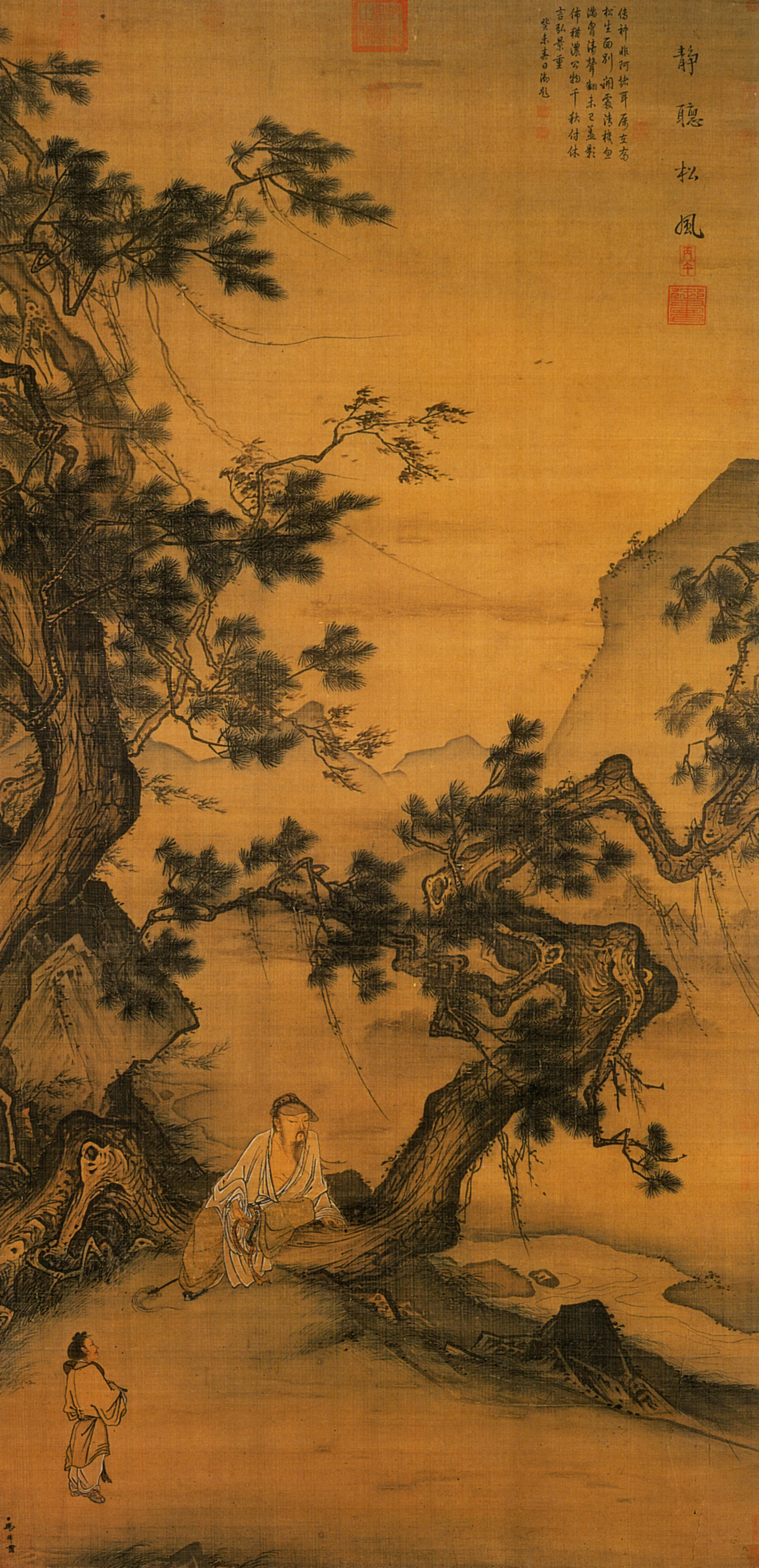
Ma Lin, 1246 AD, Chinese
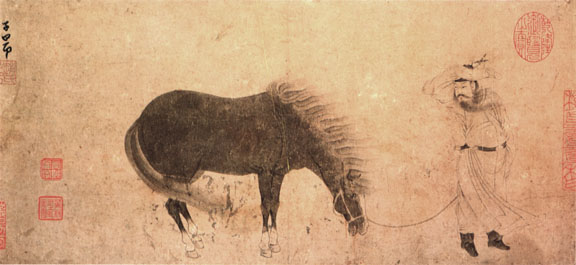
A Man and His Horse in the Wind, by Zhao Mengfu (1254–1322 AD), Chinese
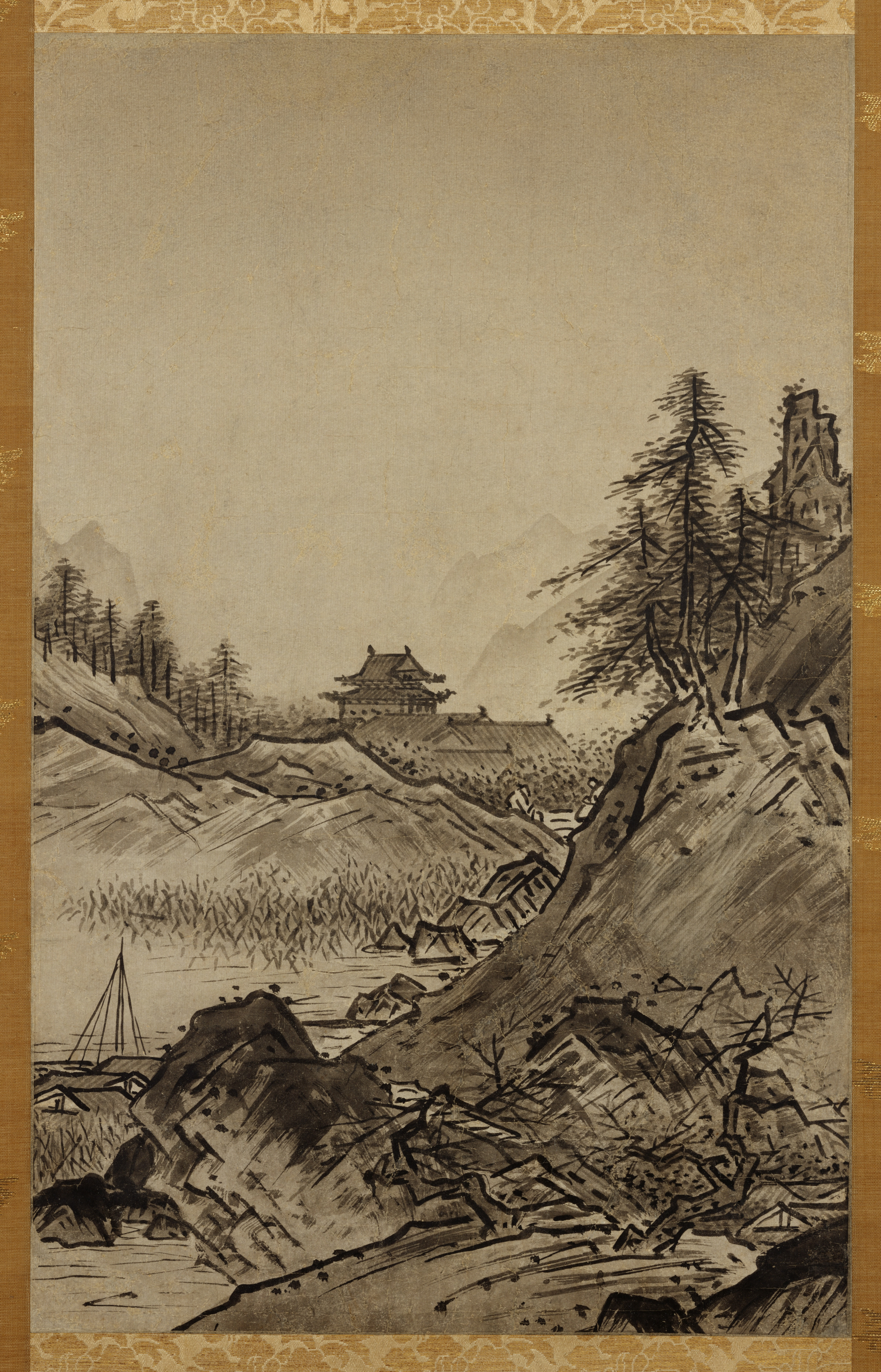
Shukei-sansui (Autumn Landscape), Sesshu Toyo (1420–1506), Japanese
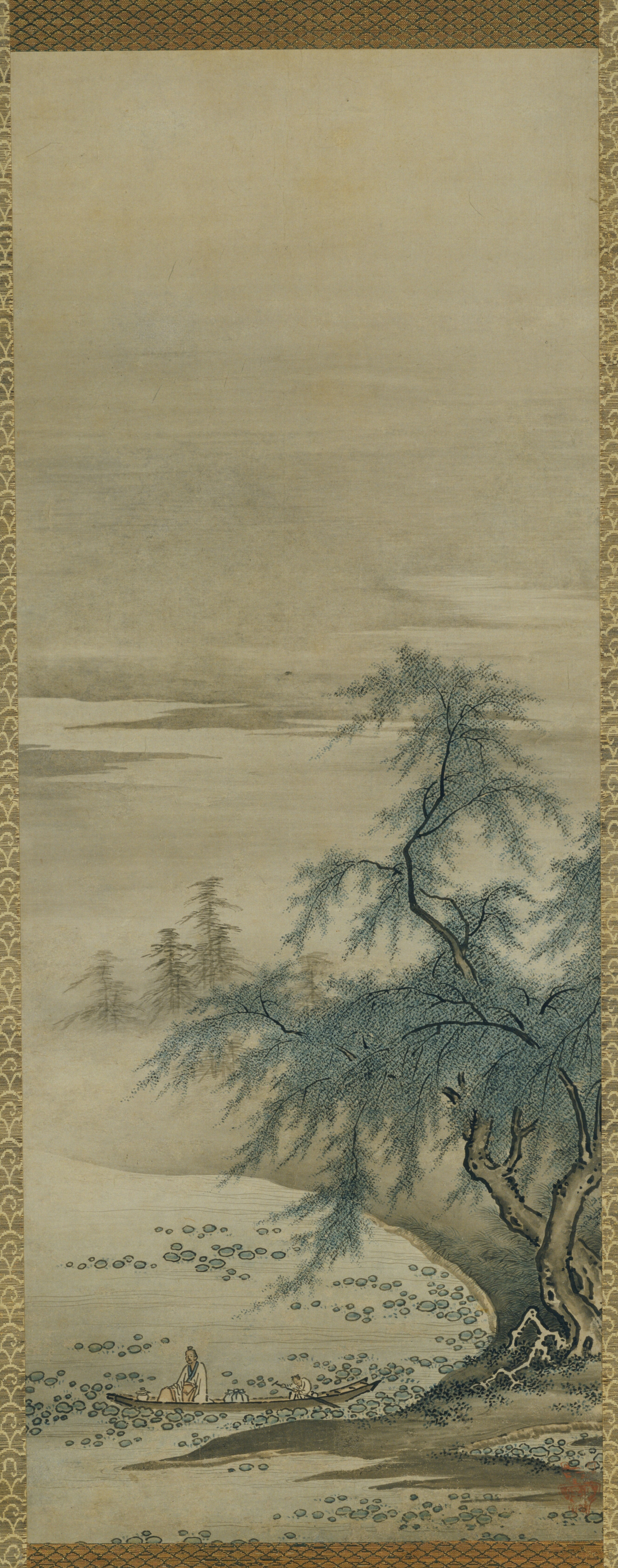
Kanō Masanobu, 15th-century founder of the Kanō school, Zhou Maoshu Appreciating Lotuses, Japanese
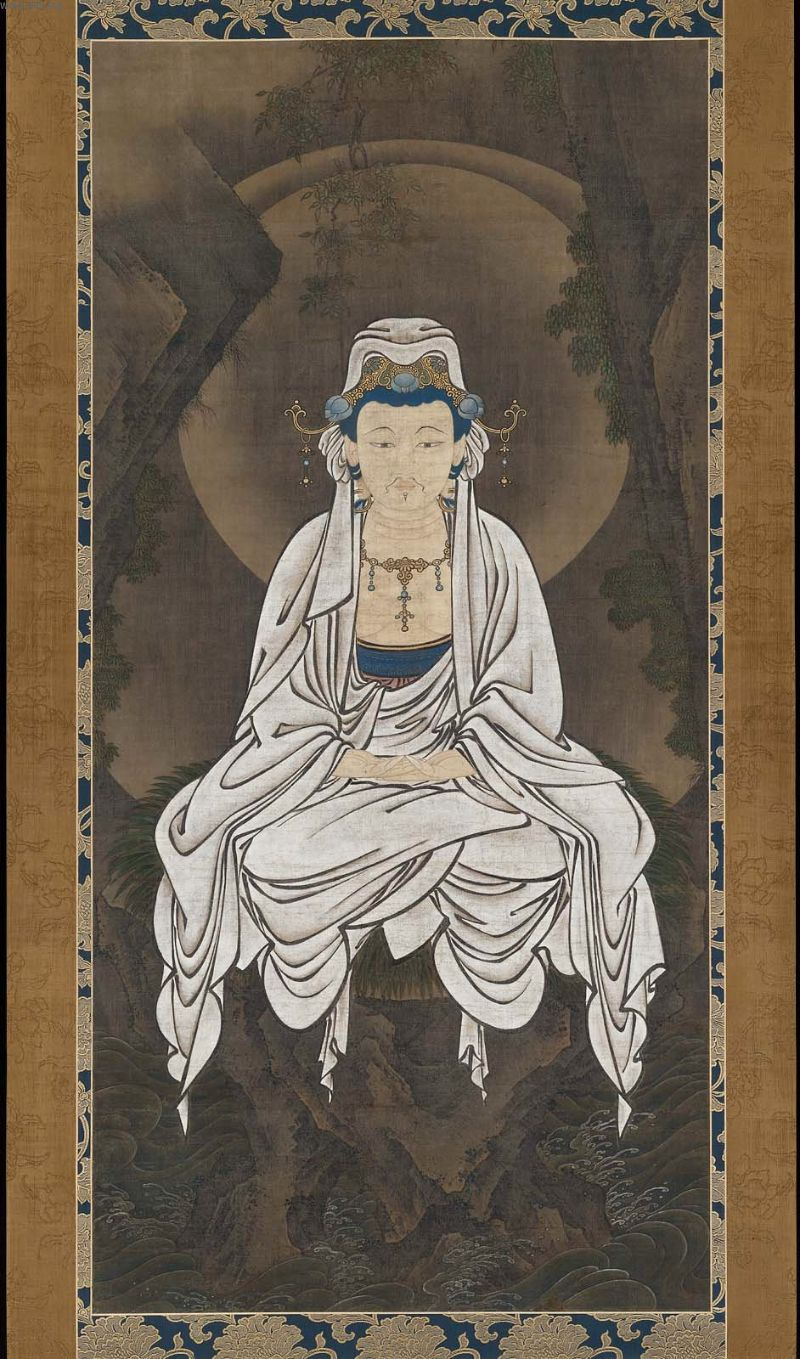
A White-Robed Kannon, Bodhisattva of Compassion, by Kanō Motonobu (1476–1559), Japanese
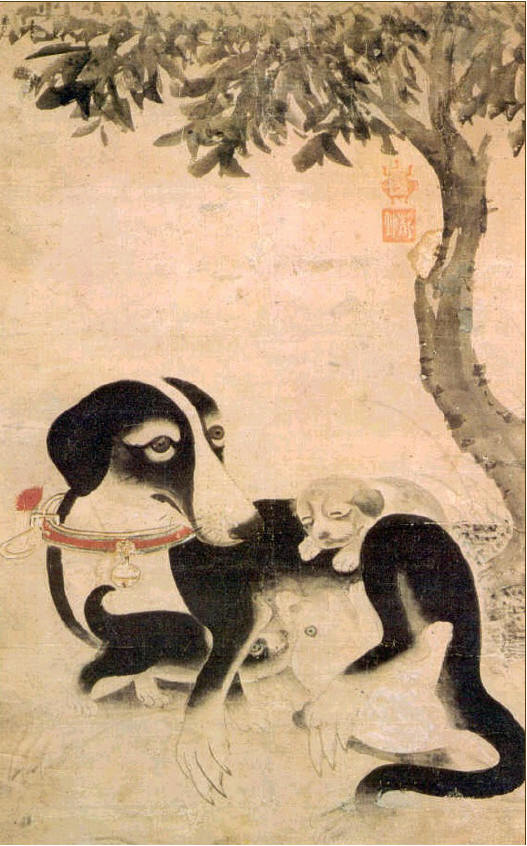
Yi Ahm (1499-?), Mother Dog, 15th century, National Museum of Korea
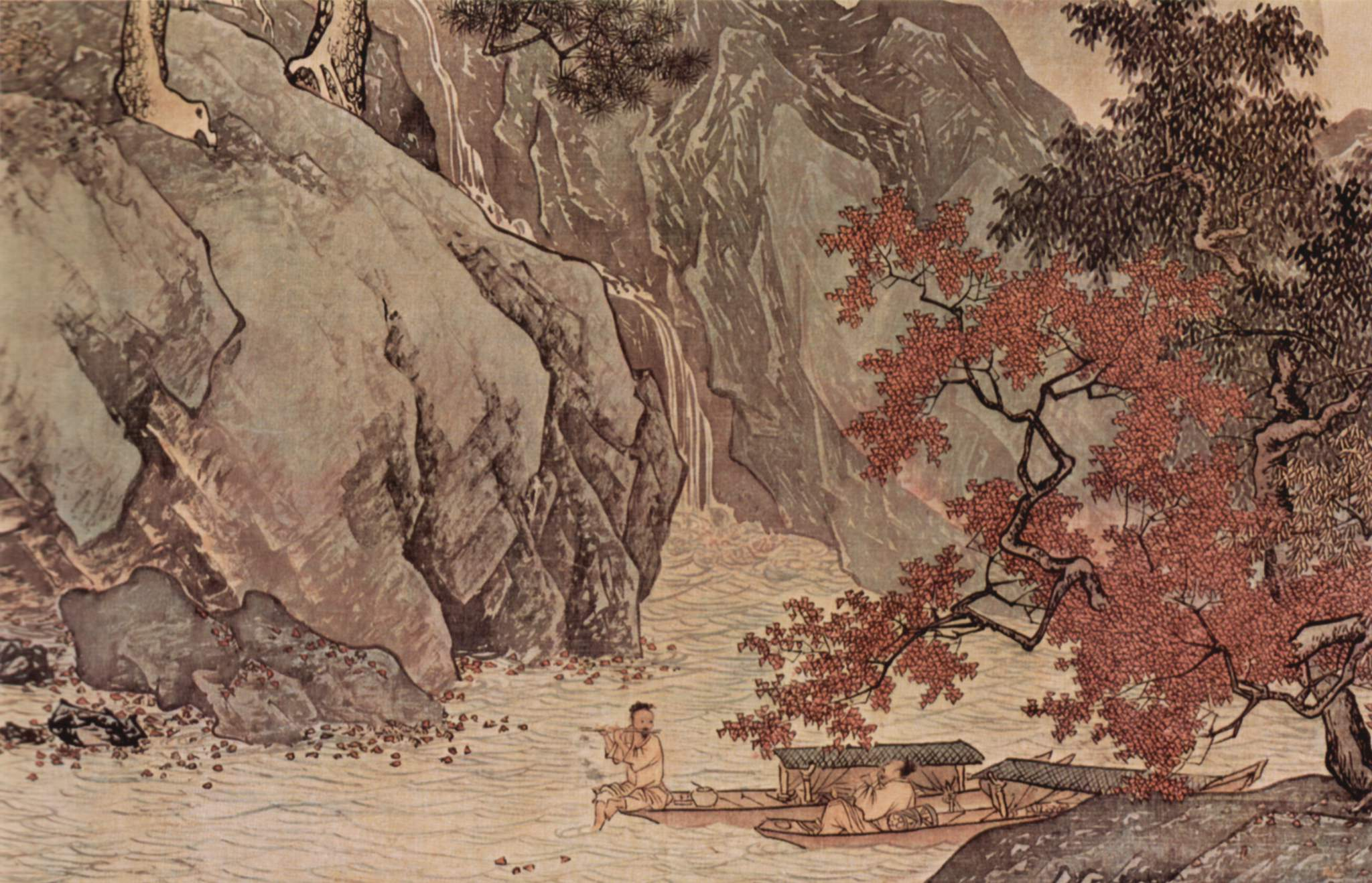
Tang Yin, A Fisher in Autumn, (1523), Chinese
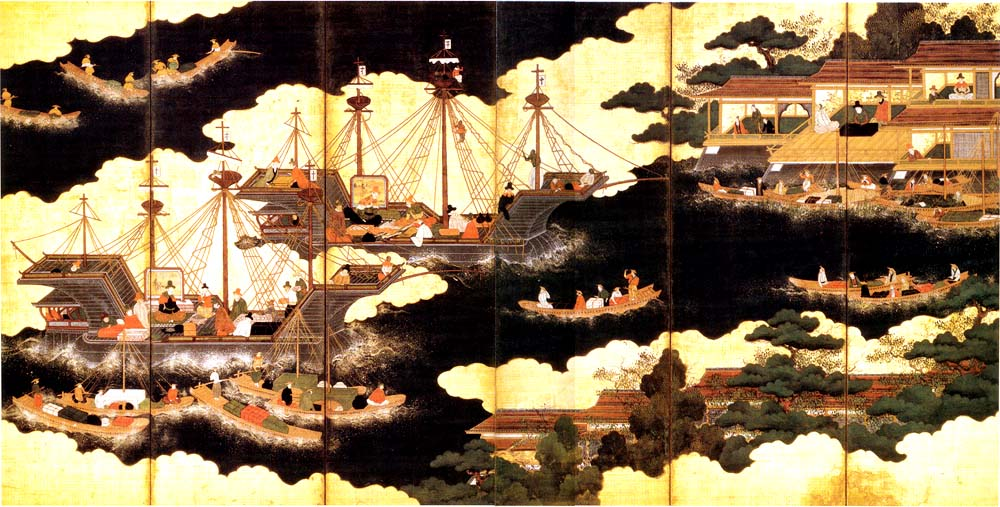
Nanban ships arriving for trade in Japan, 16th century, Japanese
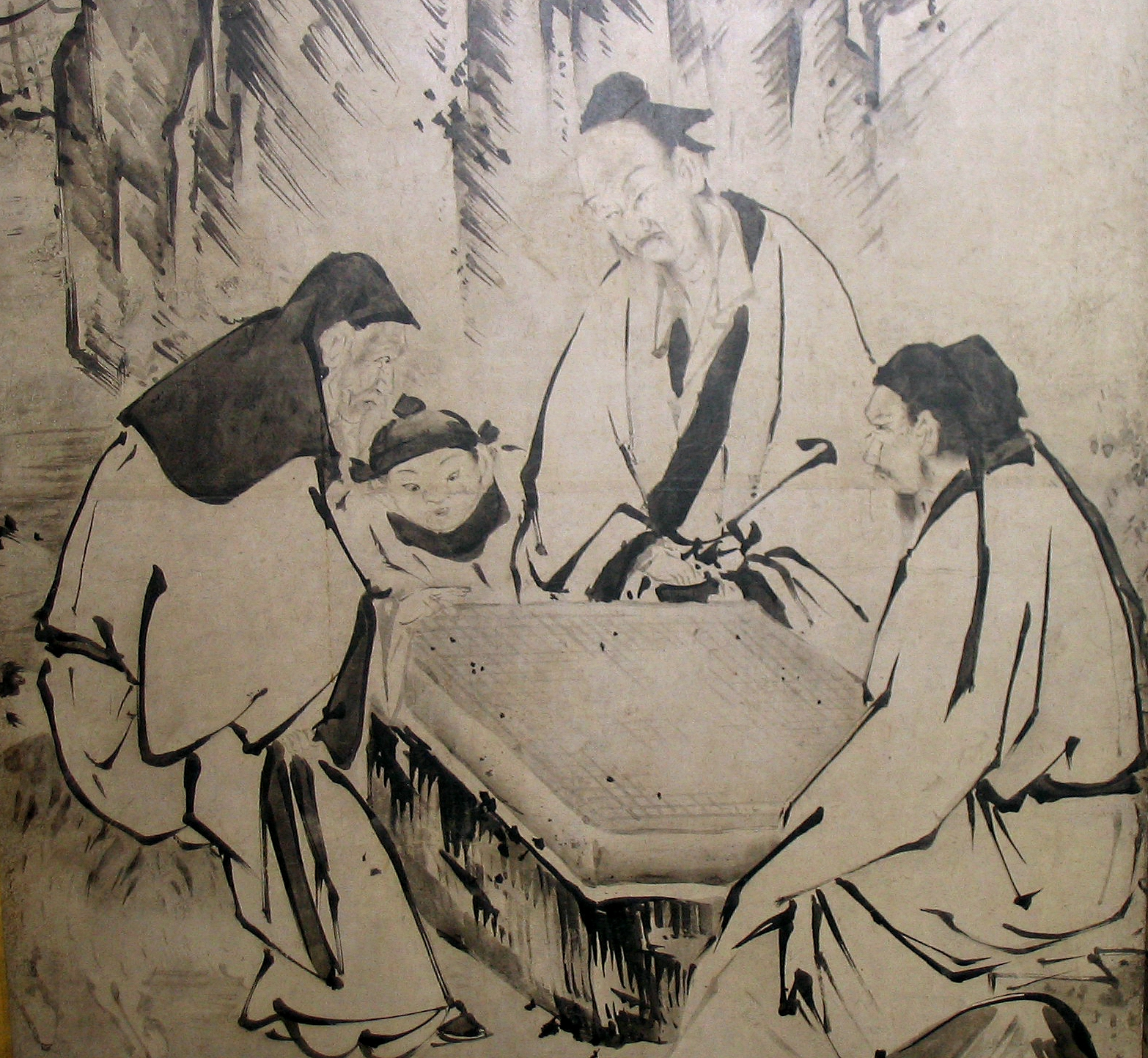
A screen painting depicting people playing Go, by Kanō Eitoku (1543–1590), Japanese
Pine Trees, six sided screen, by Hasegawa Tohaku (1539–1610), Japanese
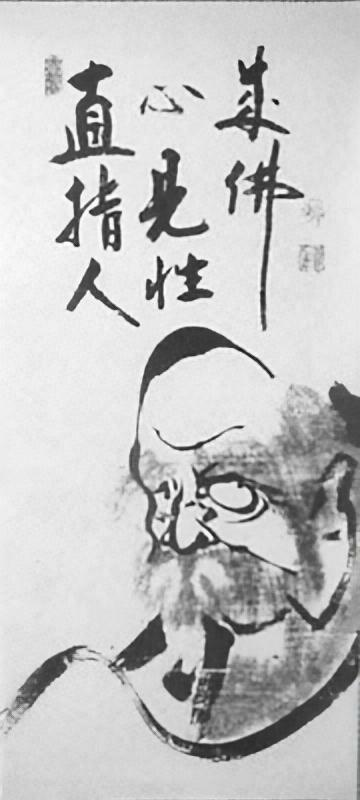
Scroll calligraphy of Bodhidharma, "Zen points directly to the human heart, see into your nature and become Buddha", Hakuin Ekaku (1686 to 1769), Japanese
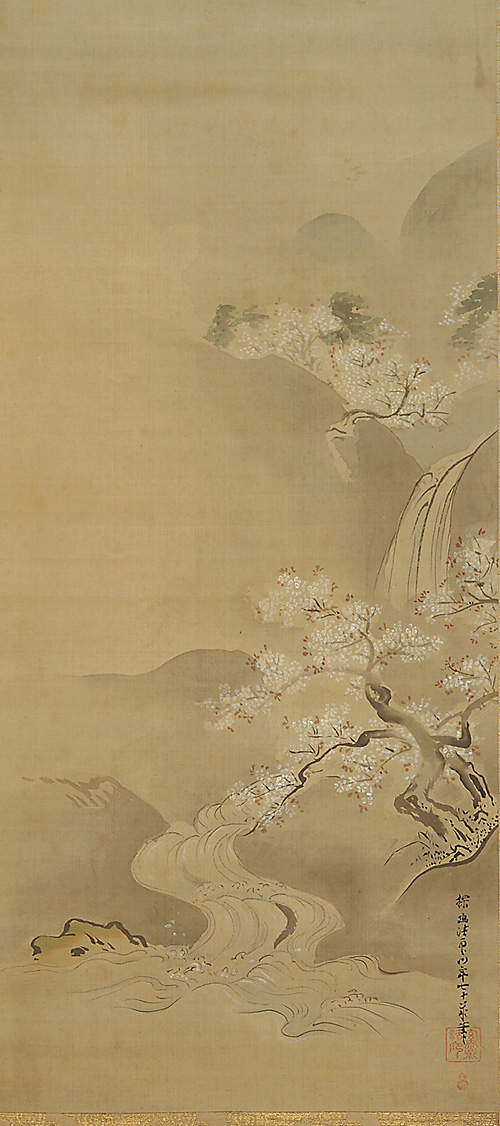
Hanging scroll 1672, Kanō Tanyū (1602–1674), Japanese
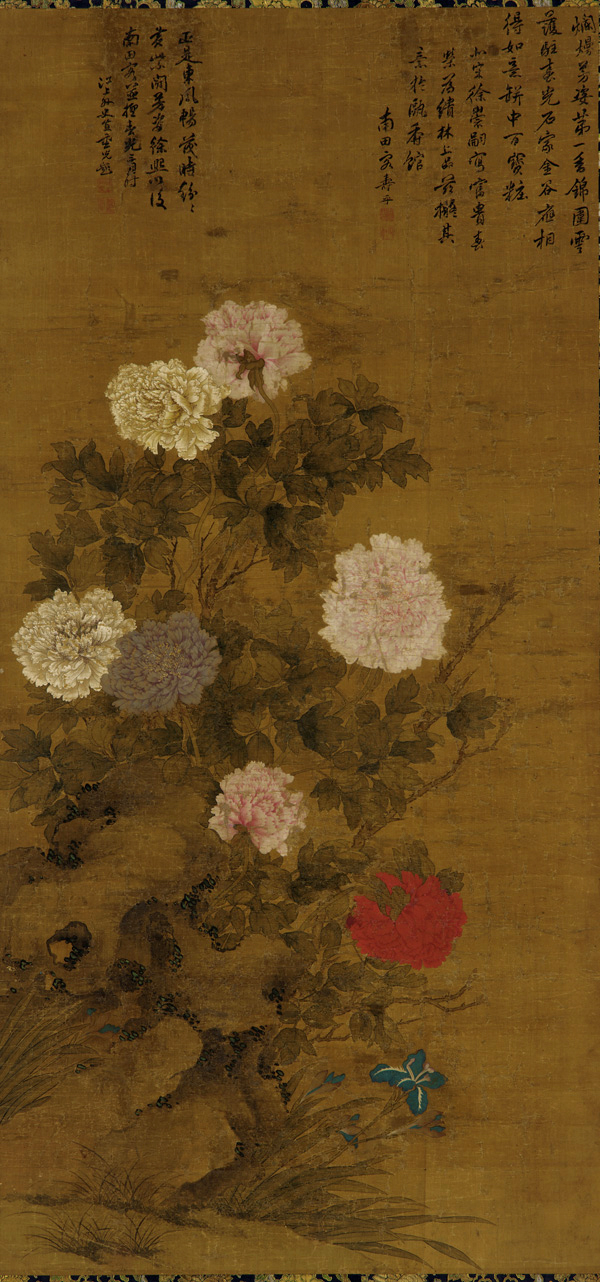
Peonies, by Yun Shouping (1633–1690), Chinese
Genji Monogatari, by Tosa Mitsuoki (1617–1691), Japanese
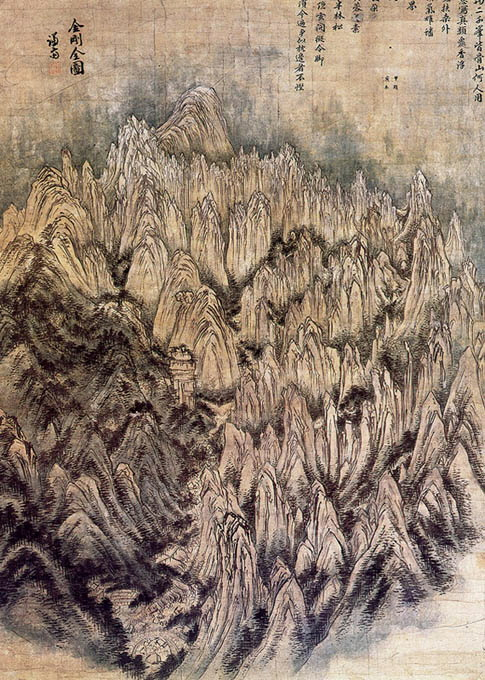
View of Geumgang, Jeong Seon (1676–1759), 1734, Korean
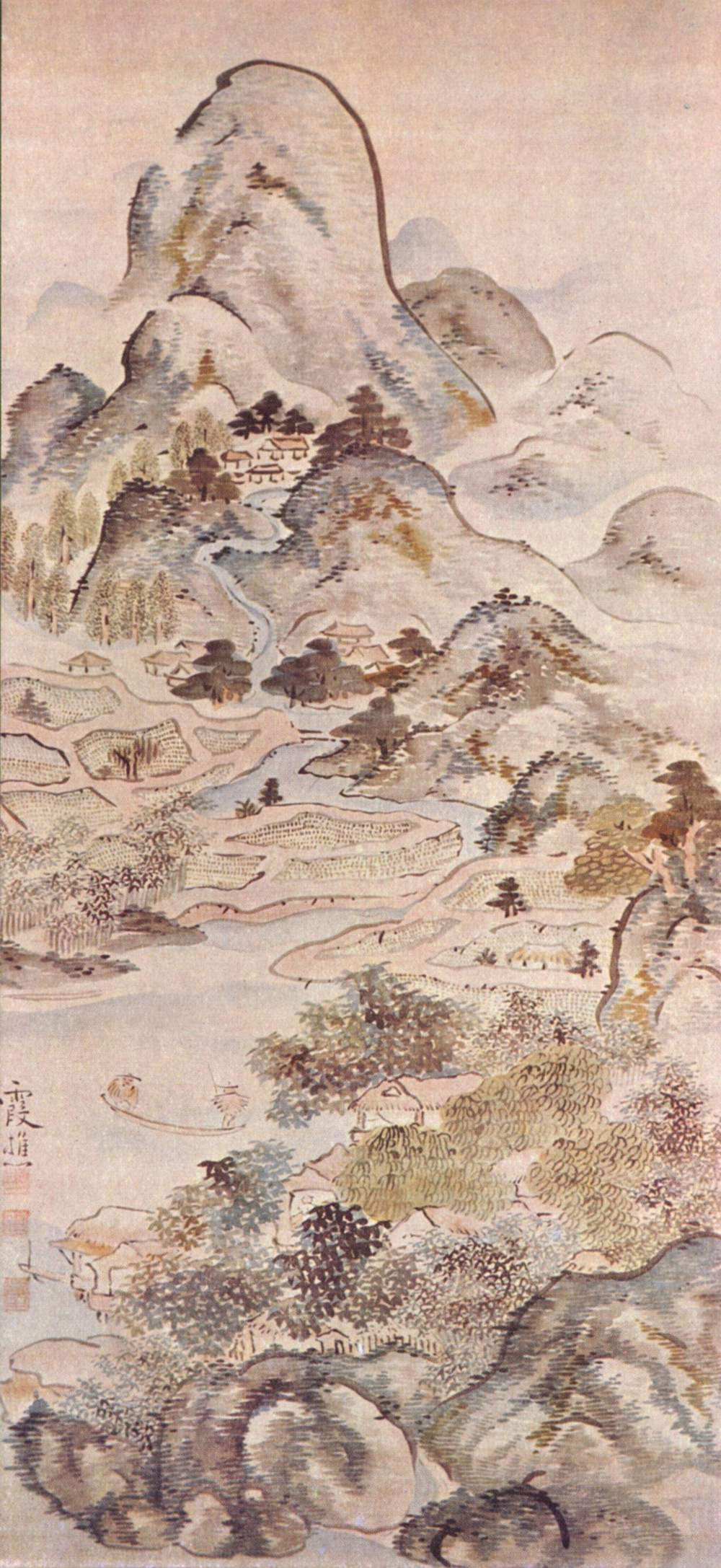
Ike no Taiga (1723–1776), Fish in Spring, Japanese
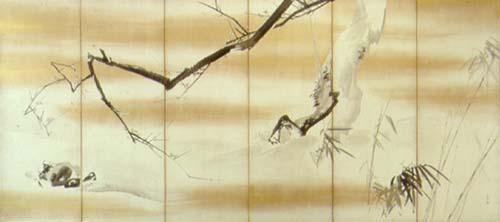
Maruyama school, Pine, Bamboo, Plum, six-fold screen, Maruyama Ōkyo (1733–1795), Japanese
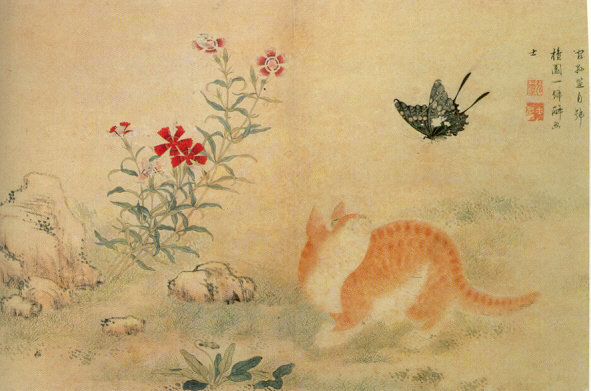
A Cat and a Butterly, Kim Hong-do (1745-?), 18th century, Korean
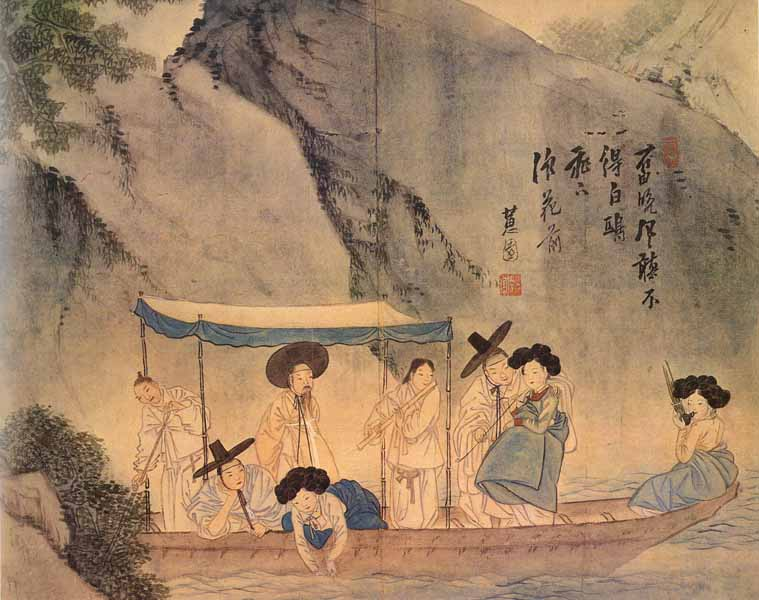
A Boat Ride, Shin Yun-bok (1758-?), 1805, Korean
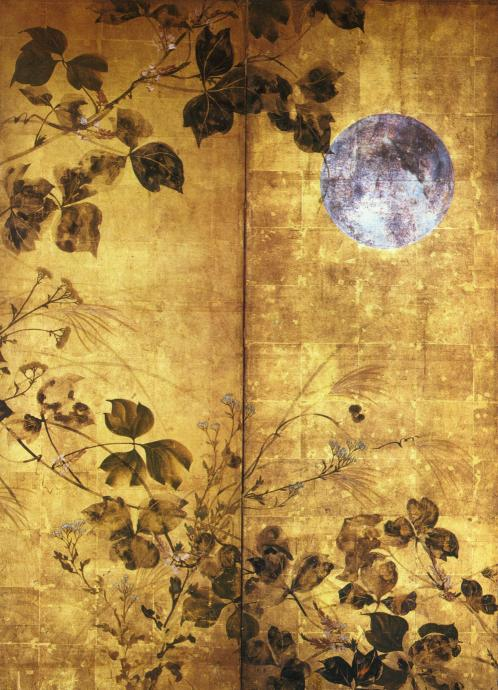
Rimpa school, Autumn Flowers and Moon, Sakai Hoitsu (1761–1828), Japanese
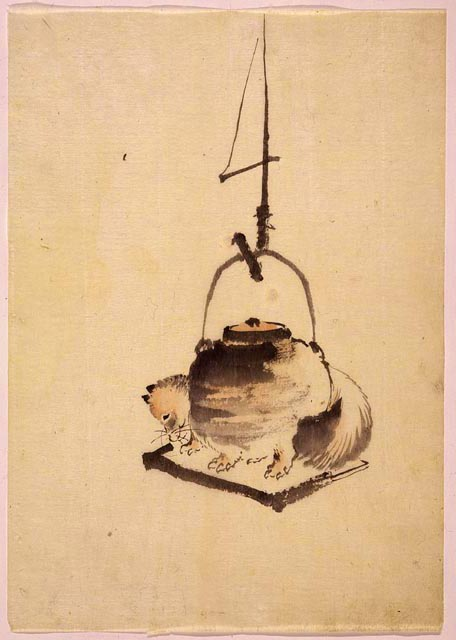
A tanuki (raccoon dog) as a tea kettle, by Katsushika Hokusai (1760—1849), Japanese
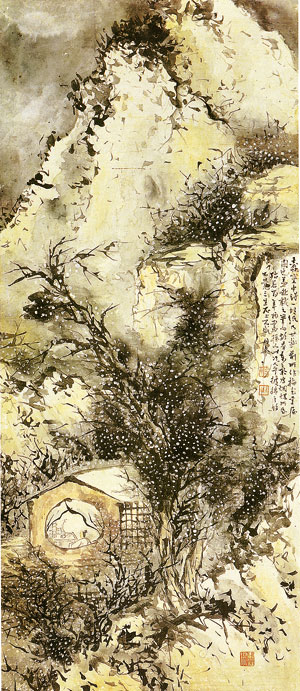
A House amongst Apricot Trees, Jo Hee-ryong (1797–1859), Korean
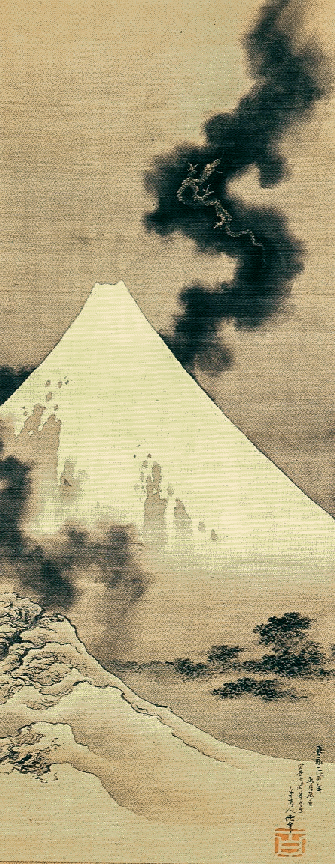
Katsushika Hokusai, The Dragon of Smoke Escaping from Mt Fuji, Japanese
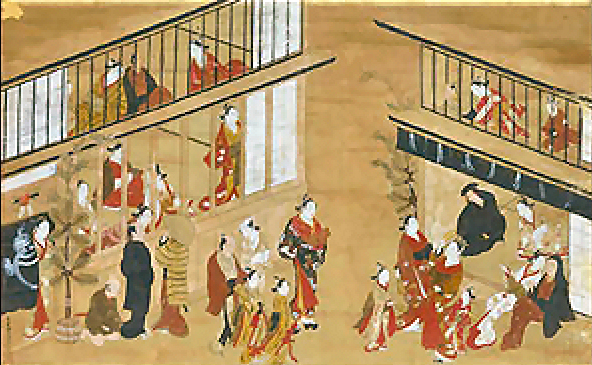
Miyagawa Isshō, untitled Ukiyo-e painting, Japanese
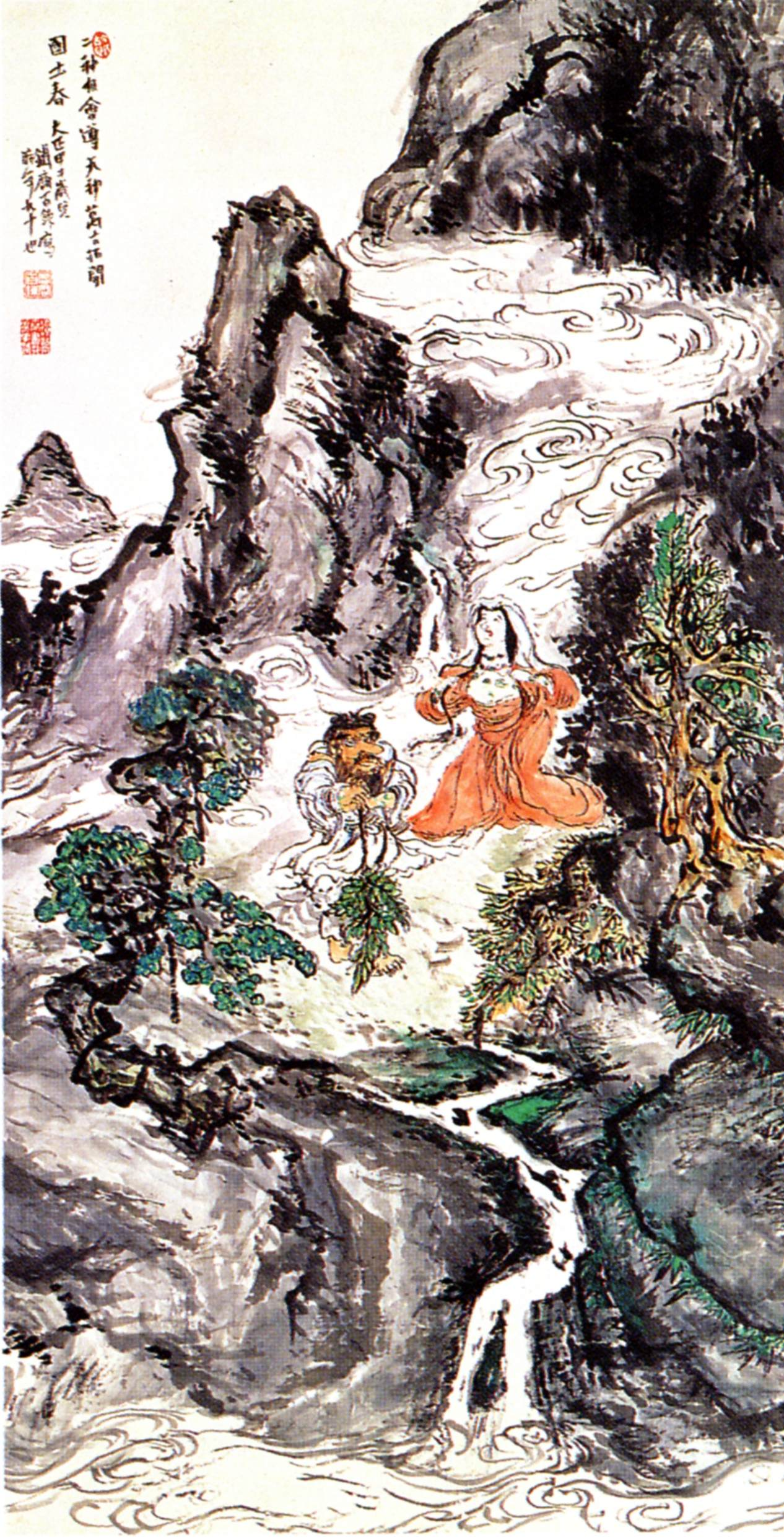
Tomioka Tessai (1837–1924), Nihonga style, Two Divinities Dancing, 1924, Japanese
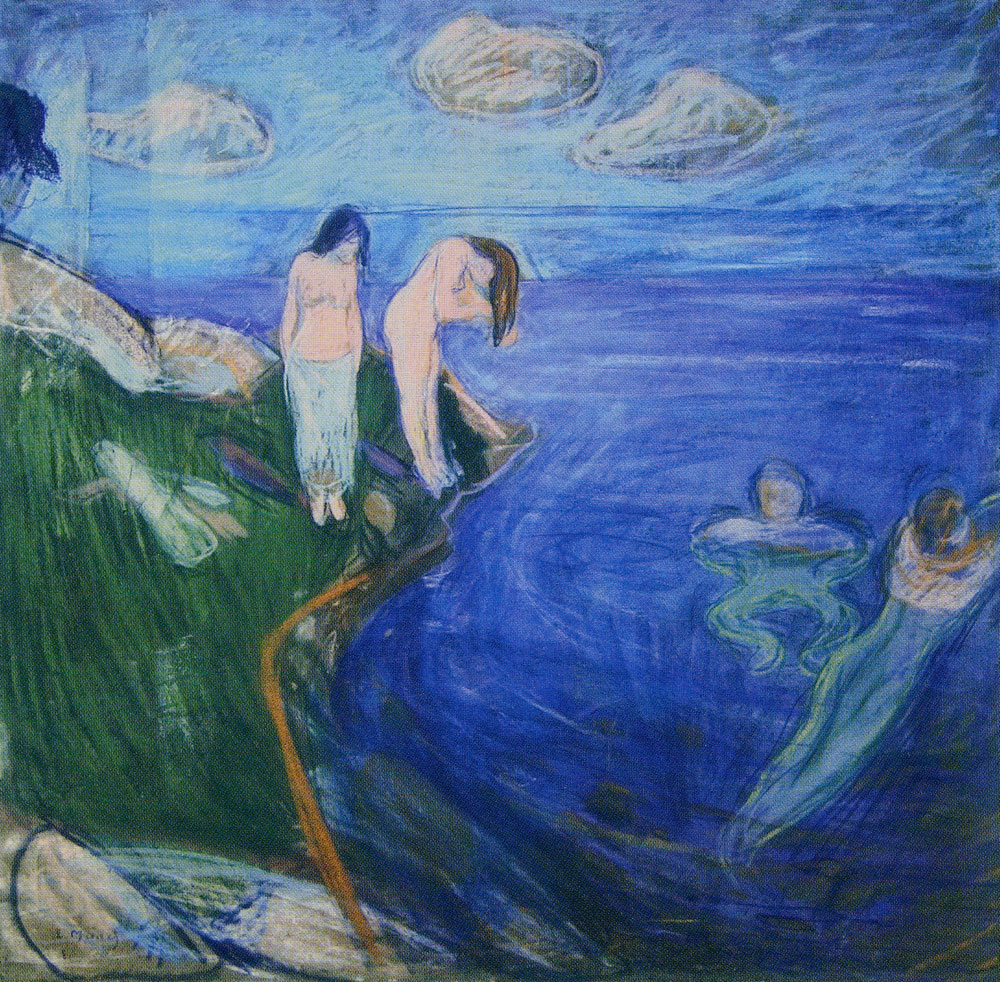

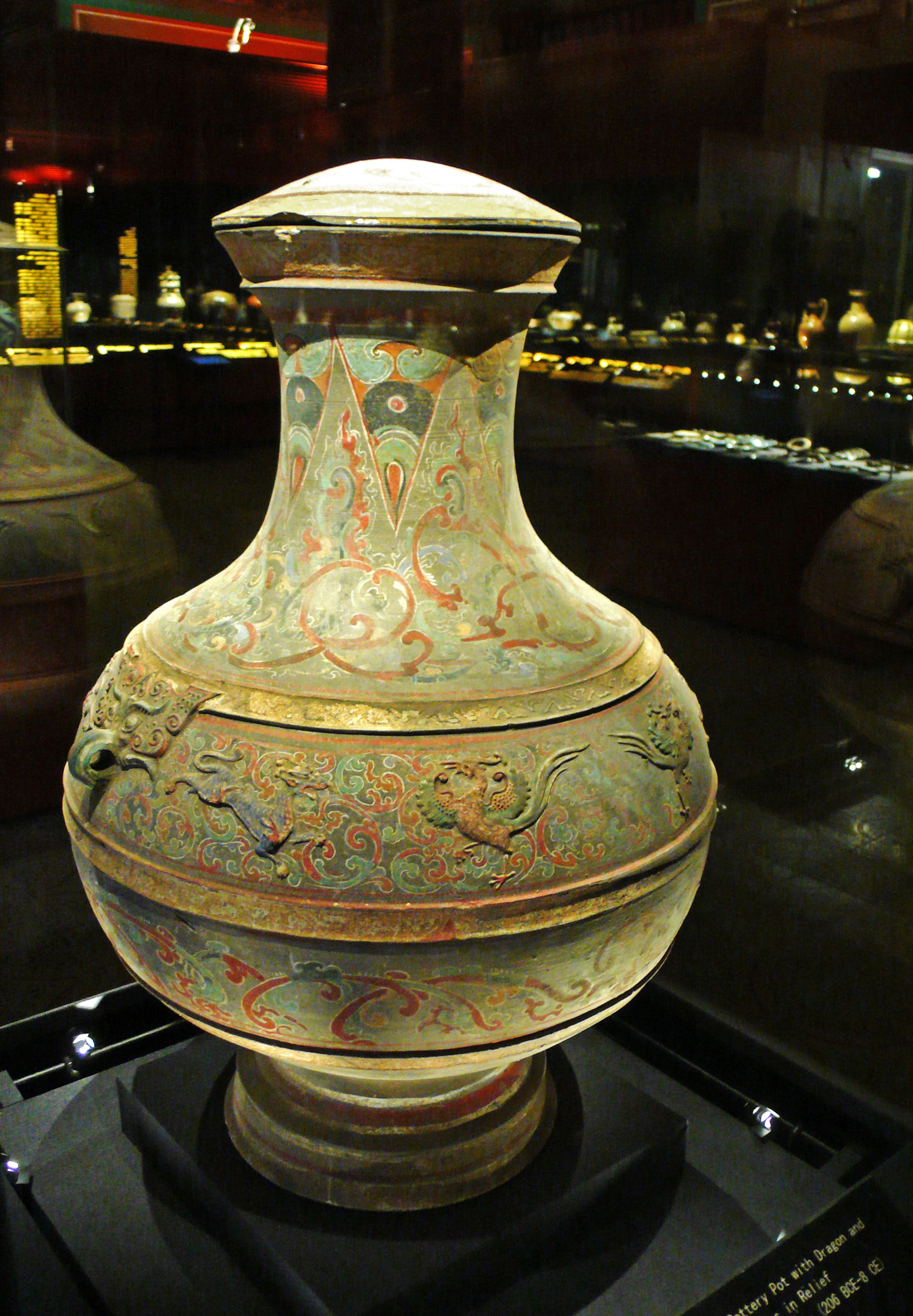
Bình gốm được trang trí họa tiết từ thời Tây Hán (202 TCN - 9CN)

Trung Quốc, Nhật Bản và Hàn Quốc có truyền thống mạnh mẽ trong hội họa cũng đồng thời gắn liền với nghệ thuật thư pháp và tranh in (thứ được đánh giá là rất giống với hội họa). Hội họa Phương Đông lâu đời được đặc trưng bởi kỹ thuật dựa vào nước, các đối tượng ít tính thực tế, "thanh lịch" và cách điệu, tiếp cận để mô tả bằng đồ họa, tầm quan trọng của khoảng trống (hoặc không gian âm) và ưu tiên phong cảnh (thay vì con người) làm chủ đề. Ngoài mực và màu vẽ trên lụa hoặc giấy cuộn, sơn được làm từ vàng mài cũng là một chất liệu phổ biến trong các tác phẩm hội họa Đông Á. Mặc dù lụa là một chất liệu hơi đắt tiền trong quá khứ, sự phát minh ra giấy vào thế kỉ thứ nhất Công nguyên bởi thái giám triều Han tên là Thái Luân không chỉ cung cấp nguyên liệu rẻ và phổ biến cho việc viết lách mà còn là nguyên liệu rẻ và phổ biến cho hội họa (khiến nó dễ tiếp cận với công chúng hơn).
Những tư tưởng của Nho giáo, Đạo giáo và Phật giáo đóng vai trò quan trọng trọng hội họa Đông Á. Các họa sĩ ở triều đại Tống thời trung cổ là Lin Tinggui và bức La Hán giặt đồ ở thế kỷ XII (lưu giữ tại bảo tàng Nghệ thuật tự do của Smithsonian) là một ví dụ điển hình cho tư tưởng phật giáo hợp nhất với các tác phẩm nghệ thuật cổ điển Trung Hoa. Trong bức tranh trên lụa sau đó, các vị La Hán trọc đầu được miêu tả trong một khung cảnh thực thế là đang giặt quần áo bên một con sông. Tuy nhiên, tác phẩm này tự bản thân nó đã là một cái nhìn tuyệt vời, các vị La Hán được miêu tả mộ cách chi tiết và các màu sắc tươi sáng, trong trẻo đối lập với môi trường mờ ảo, rừng gỗ nâu ảm đạm. Ngoài ra, các ngọn cây được bao phủ trong sương mù xoáy, mang tới các "không gian âm" phổ biến đã  được nêu trên trong hội họa Đông Á.
Trong Chủ nghĩa Nhật Bản, những họa sĩ hậu trừu tượng như Van Gogh hay Henri de Toulouse-Lautrec, và các họa sĩ trường phái tôn màu thống nhất như James McNeil Whistler, ngưỡng mộ họa sĩ đầu thế kỷ XIX người Nhật Ukiyo-e cùng với tác phẩm Hokusai (1760 - 1849) và Hiroshige (1797 - 1858) và bị ảnh hưởng bởi chúng.

#### Hội họa Trung Quốc

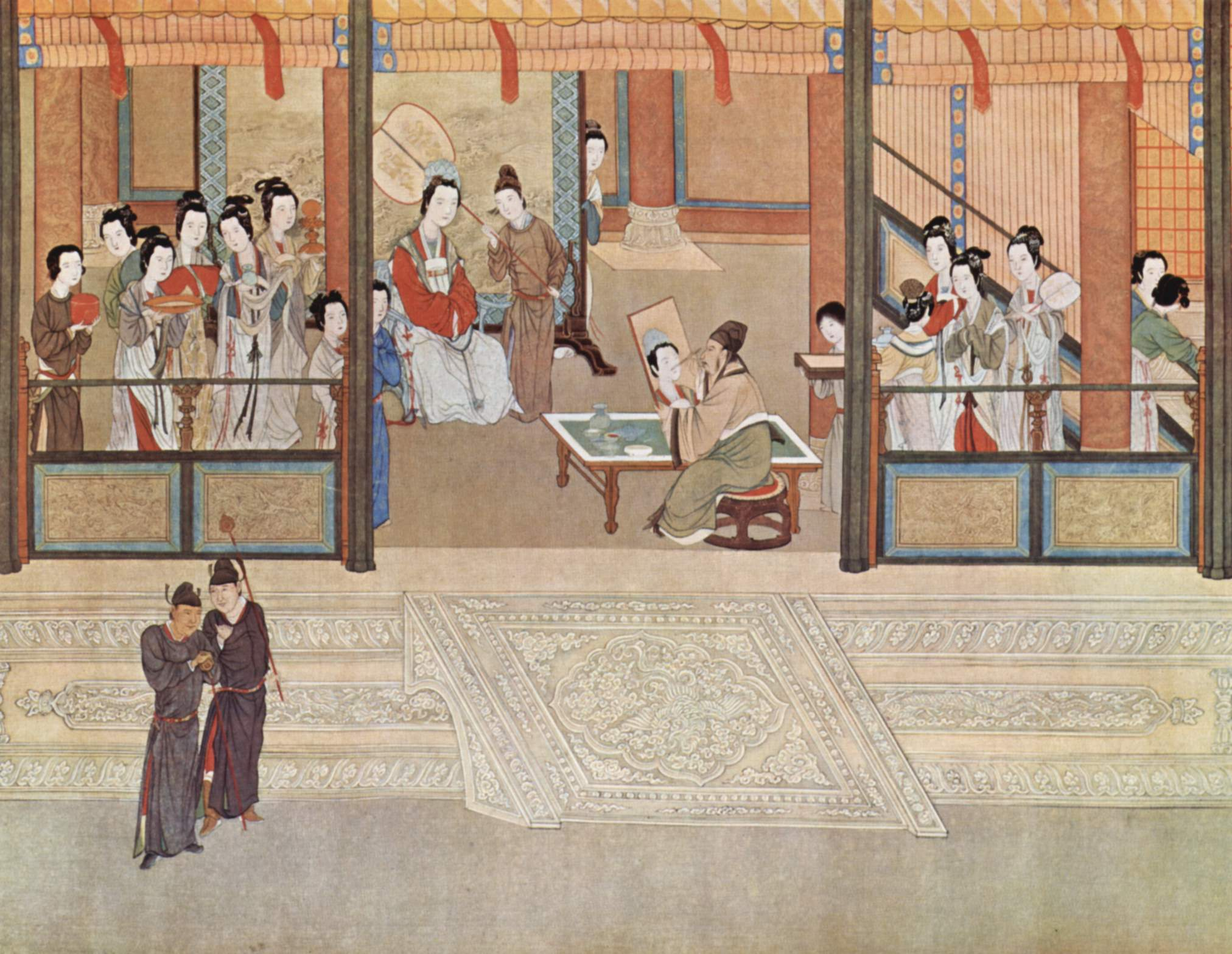
"Sáng mùa xuân trong cung điện Hán", bởi nghệ sĩ Minh triều Cừu Anh (仇英) (1494 - 1552 Công nguyên)

Những ví dụ sống động nhất về các tác phẩm hội họa Trung Quốc đầu tiên từ thời Chiến Quốc (481 - 221 TCN) với các bức tranh trên lụa hoặc tranh mai táng trên tường đá, tường gạch hoặc các khối đá. Chúng thường được cách điệu hình thức đơn giản và ít nhiều đều là các dạng hình học thô sơ. Chúng thường miêu tả các sinh vật thần thoại, phong cảnh, cảnh lao động hoặc các hình ảnh nguy nga với các vị quan trên triều đình. Các tác phẩm trong thời kỳ này và  sau đó là thời nhà Tần (221 - 207 TCN) và nhà Hán (202 TCN - 220 CN) không chỉ mang ý nghĩa nội hàm và cho riêng chúng mà còn thể hiện cho một nhân vật cấp cao, hơn nữa các tác phẩm nghệ thuật tạo ra để tượng trưng và tôn vinh các nghi thức tang lễ, đại diện của các vị thần trong thần thoại hoặc linh hồn của tổ tiên, vân vân. Các bức tranh trên lụa về các vị quan triều đình và phong cảnh trong nước có thể tìm thấy tại triều nhà Hán, bên cạnh đó là cảnh đàn ông săn bắt trên lưng ngựa hoặc tham dự vào các cuộc diễu binh. Cũng có những tác phẩm 3 chiều  như các bức tượng nhỏ và các pho tượng lớn, chẳng hạn như màu sắc ban đầu bao phủ lên tượng các binh lính mà ngựa chiến của Đội quân Đất nung (trong lăng mộ Tần Thủy Hoàng). Trong môi trường xã hội và văn hóa của triều đại Đông Tấn (316 - 420 CN) thủ phủ tại Nam Kinh ở phía nam, hội họa trở thành thú tiêu khiển chính của quý tộc và quan lại Nho học (cùng với âm nhạc được của đàn Tam thập lục, nghệ thuật thư pháp huyền ảo, ngâm và viết thơ). Hội họa trở thành hình thức tự thể hiện phổ biến và trong thời kỳ này họa sĩ cung đình và những họa sĩ ưu tú ngoài dân gian được đánh giá bởi các đồng nghiệp của họ.

Rất nhiều những phòng đoán khác nhau được đặt ra về ý nghĩa của những bức tranh này đối với người tạo ra chúng. Người tiền sử có thể vẽ những động vật này để "bắt" được linh hồn hay tinh thần của chúng nhằm săn bắn chúng dễ dàng hơn hoặc các bức tranh có thể tượng trưng cho một cái nhìn tâm linh và tỏ lòng tôn kính với thiên nhiên xung quanh. Chúng cũng có thể là kết quả của những nhu cầu cơ bản được thể hiện rằng chúng là bẩm sinh đối với con người, hoặc chúng có thể nhằm mục đích truyền tải thông tin thực tế.

Rock Shelters of Bhimbetka, rock painting, Stone Age, IndiaRock Shelters of Bhimbetka, rock painting, Stone Age, India
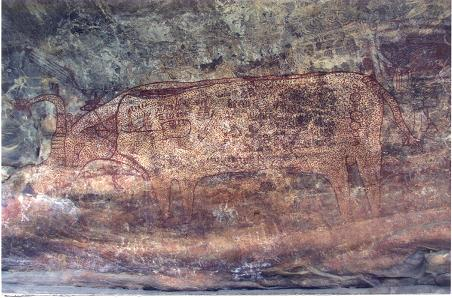
Lascaux, Horse
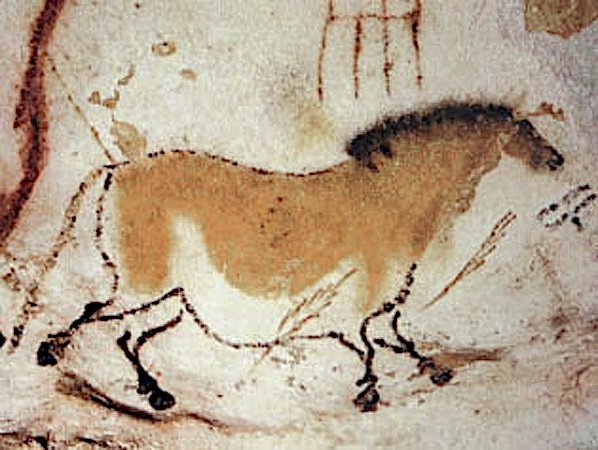
Eland, rock painting, Drakensberg, South Africa
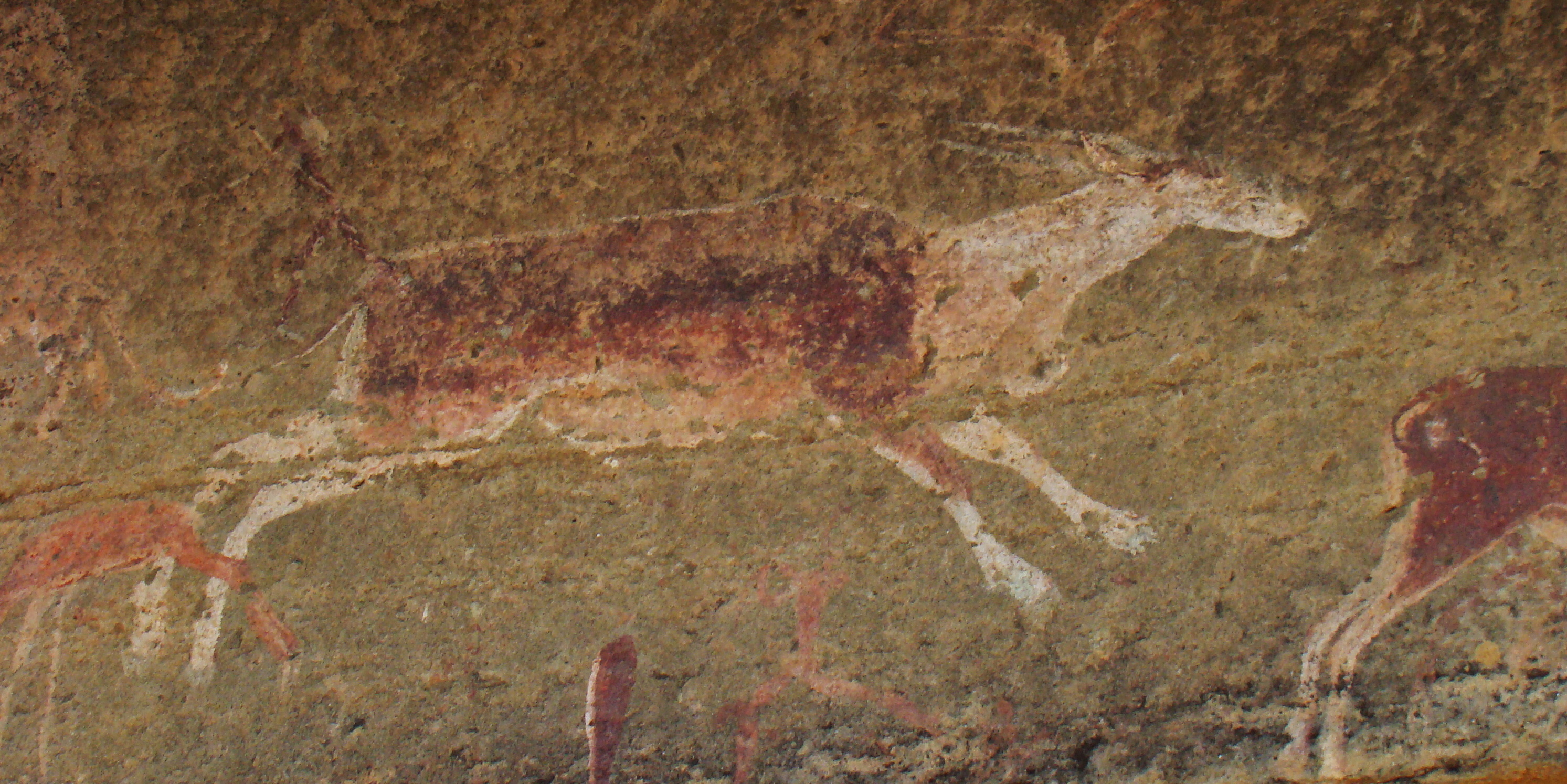
Lascaux, Bulls and Horses
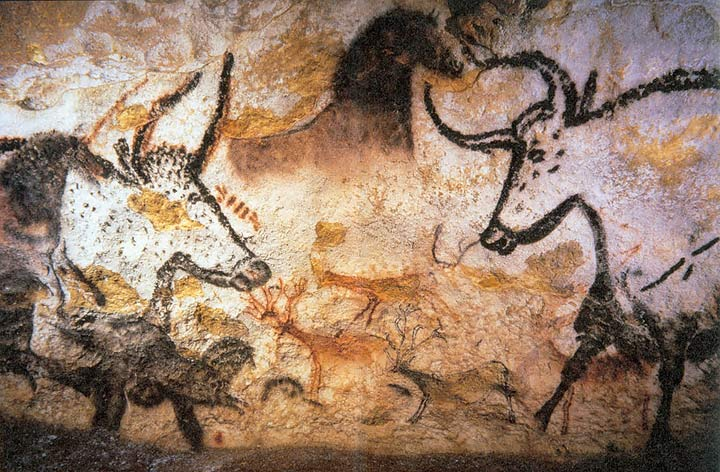
Bison, in the great hall of policromes, Cave of Altamira, Spain
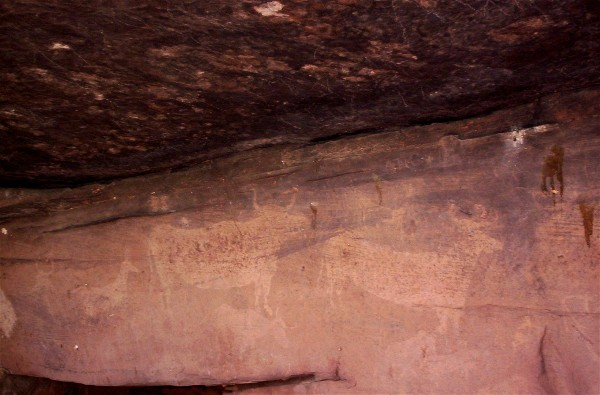
Pictographs from the Great Gallery, Canyonlands National Park, Horseshoe Canyon, Utah, c. 1500 BCE
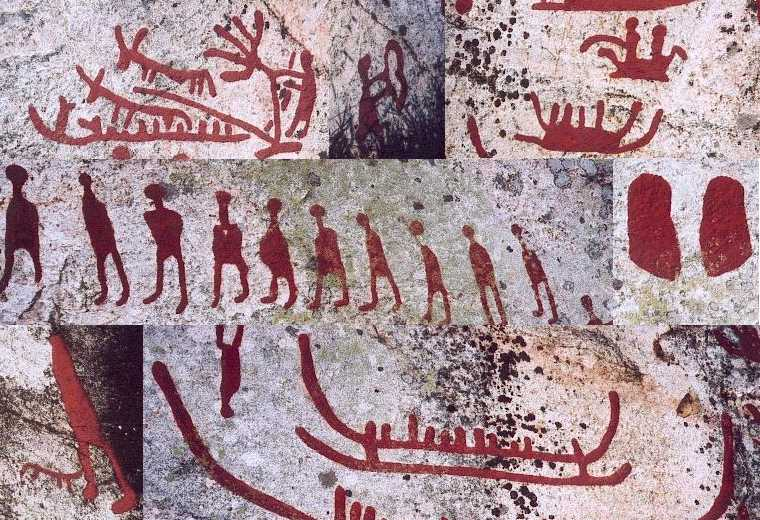
Cueva de las Manos (Spanish for Cave of the Hands) in the Santa Cruz province in Argentina, c.7300 BC
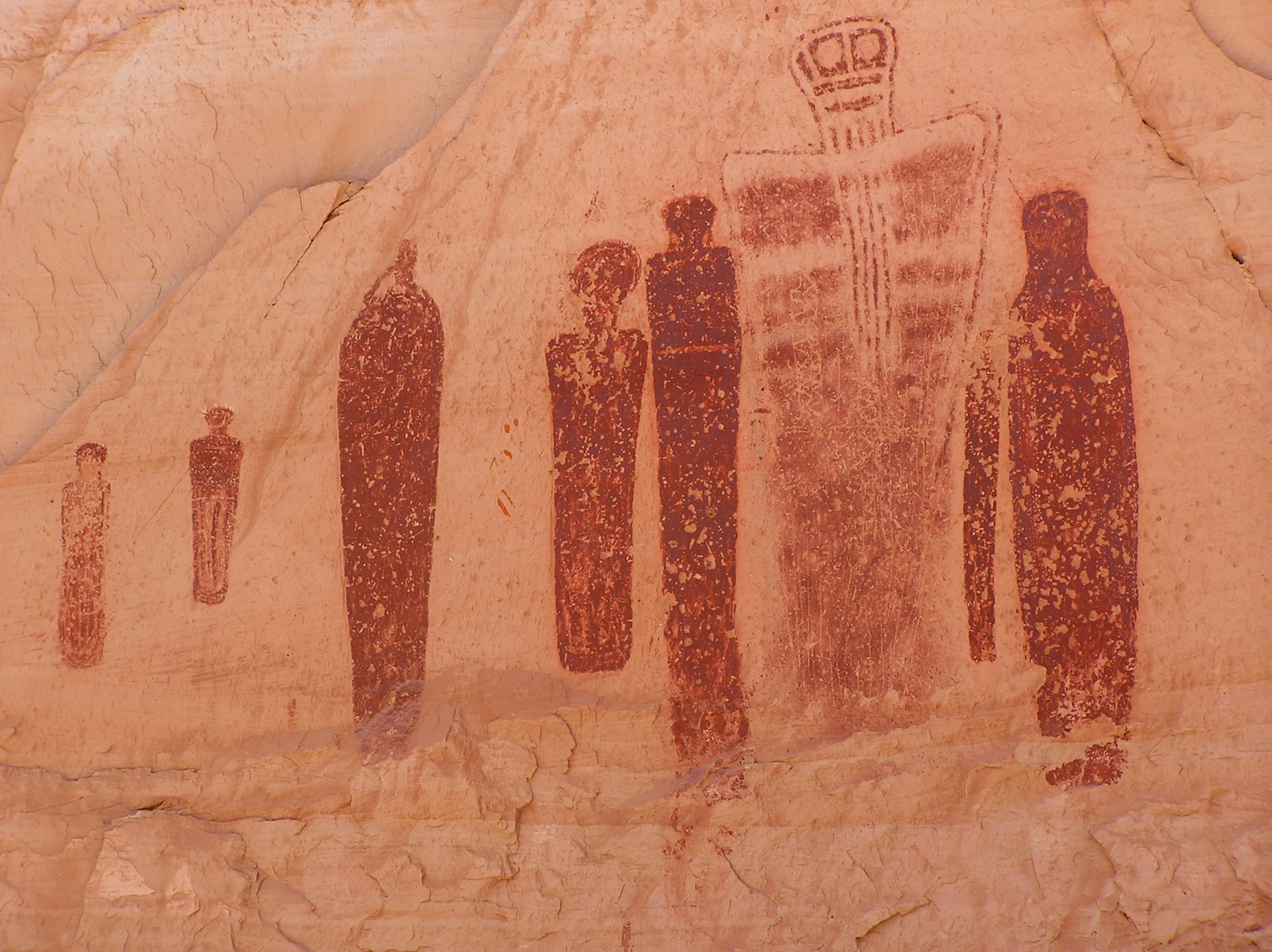
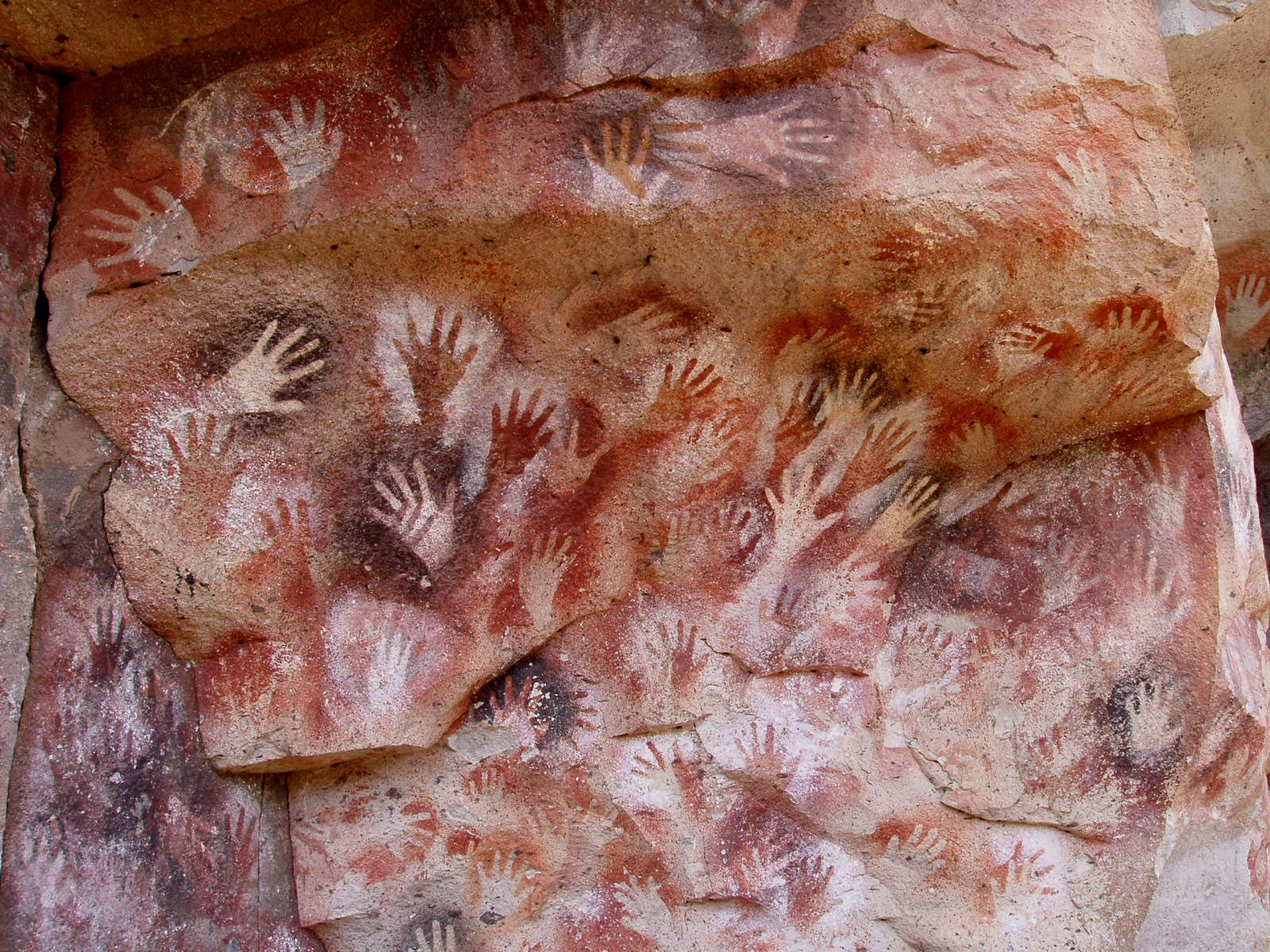

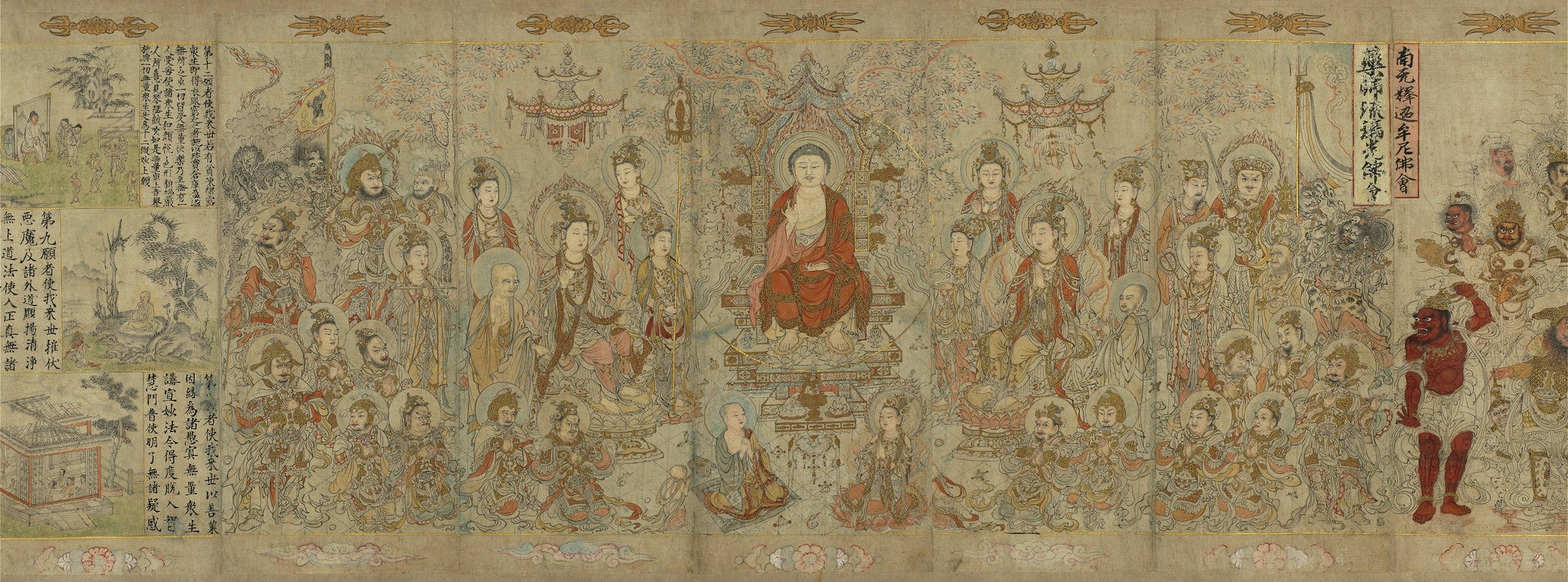
Đức Phật Thích Ca Mâu Ni, bởi Zhang Shengwen, 1173-1176 CN, đời nhà Tống.

Việc hình thành hội họa phong cảnh Trung Quốc cổ điển công nhận phần lớn họa sĩ thời Đông Tấn Gu Kaizhi (344 - 406 CN), một trong những họa sĩ nổ tiếng nhất lịch sử Trung Quốc. Giống như những bức tranh phong cảnh cuộn dài của Kaizhi, họa sĩ thời Đường (618 - 907 CN) Ngô Đạo Tử đã vẽ những tác phẩm nghệ thuật sống động và chi tiết trên các cuộn giấy dài theo chiều ngang (nguyên liệu phổ biến tại thời nhà Đường), ví dụ như bức "Bát thập thất thần tiên đồ quyền" của ông. Các tác phẩm hội họa trong thời nhà Đường gắn liền với những ảnh hưởng của ý tưởng về cảnh quan môi trường, với số lượng thưa thớt của các đối tượng, con người, hoặc hoạt động, cũng như đơn sắc trong tự nhiên (ví dụ: những bức tranh tường trong hầm mộ của Hoàng tử Yide tại lăng Qianling). Có một vài họa sĩ đầu thời nhà Đường ví dụ như Zhan Ziqian, người đã vẽ bức tranh phong cảnh tuyệt vời đóng vai trò tiên phong cho chủ nghĩa hiện thực thời kì đó. Tuy nhiên, tranh phong cảnh nói chung không đạt đến mức độ cao hơn về sự phát triển và tính thực tế cho đến tận thời Ngũ Đại Thập Quốc (907-960 CN). Trong thời kì này, có một vài họa sĩ tranh phong cảnh đặc biệt như Dong Yuan (tham khảo bài viết này cho một ví dụ về tác phẩm nghệ thuật của ông), và những họa sĩ vẽ các bức tranh phong cảnh miêu tả sinh động và thực tế hơn, giống như Cố Hoành Trung và bức "Hàn Hi Tái dạ yến đồ" của ông

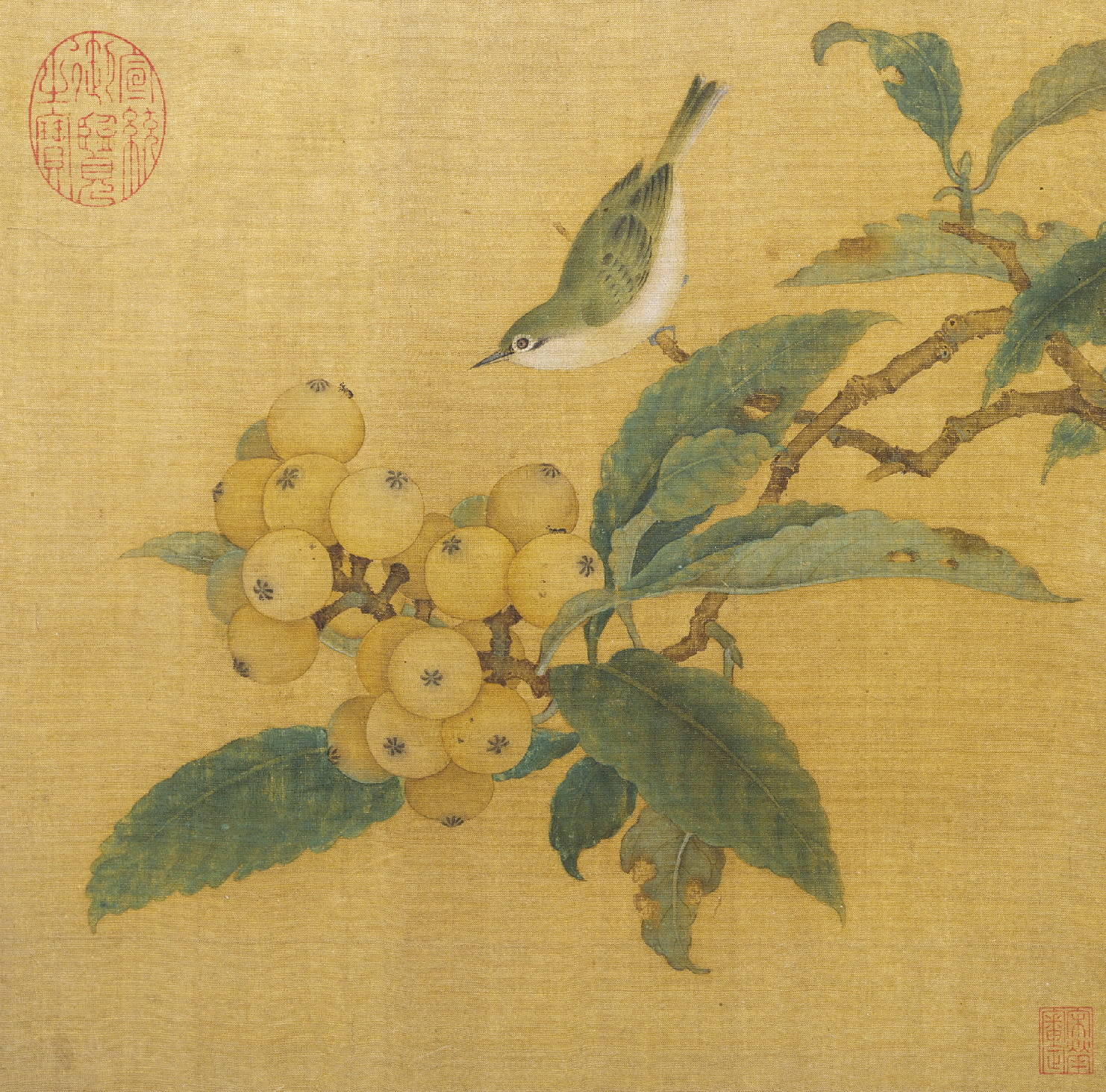
Cây sơn trà và chim trên núi, một bức tranh của nghệ sĩ khuyết danh thời Nam Tống, các bức tranh theo phong cách hoa lá này rất phổ biến trong thời Nam Tống (1127 - 1279)

Trong thời đại Tống Trung Quốc (960 - 1279 CN), không chỉ có tranh phong cảnh có những tiến bộ, mà tranh chân dung cũng trở nên tiêu chuẩn hóa và tinh vi hơn trước (để ví dụ, tham khảo Tống Huy Tông) và đạt đến mức độ trưởng thành cơ bản trong thời nhà Minh (1368 - 1644 CN). Từ cuối thế kỷ XIII và nửa đầu thế kỷ XIV, người Trung Quốc nằm dưới sự đô hộ của người mông cổ triều đại Nguyên Mông không được phép nắm giữ các vị trí cao trong bộ máy chính quyền (chỉ dành cho người Mông Cổ hoặc những dân tộc khác từ Trung Á), và kì thi của Hoàng gia đã được xóa bỏ vào thời kì đó. Nhiều người Trung Quốc theo Khổng giáo đang thất nghiệp cũng chuyển sang nghề hội họa và hát kịch, giống như việc thời nhà Nguyên đã trở thành một thời kì sôi động và phong phú của các tác phẩm nghệ thuật Trung Quốc. Một ví dụ điển hình có được biết đến chính là Qian Xuan (1235 - 1305 CN), người đã từng làm quan thời nhà Tống, như vì lòng yêu nước, ông đã từ chối phục vụ trong chiều đinh nhà Nguyên và dành riêng thời gian cho mình để vẽ tranh. Ví dụ về nghệ thuật hoàng gia từ thời đại này bao gồm các bức tranh vẽ phong phú và chi tiết trong cung điện Vĩnh Lạc, hoặc "Cung điện trường thọ Dachunyang", năm 1262 CN, một trong những di sản văn hóa Thế giới được UNESCO công nhận. Trong cung điện, các bức tranh chiếm diện tích tới hơn 1000 mét vuông và chủ yếu là về Đạo giáo. Trong thời nhà Tống các họa sĩ cũng có thể tự tập trong các đạo quán hoặc các cuộc gỡ và bàn luận về các tác phẩm nghệ thuật của người khách hoặc chính họ, các tác phẩm nhận được những lời khen thường có sức thuyết phục đối với thương mại và rao bán các như các tác phẩm nghệ thuật có giá trị. Tuy nhiên cũng cón những lời phê bính hết sức khắc nghiệt của những người khác, thể hiện sự khác biệt về phong cách và sở thích trong số các họa sĩ khác nhau. Trong năm 1088 CN, các nhà khoa học bác học và chính khách Shen Kuo đã từng viết về tác phẩm của Li Cheng, người mà ông đã bình phẩm như dưới đây:

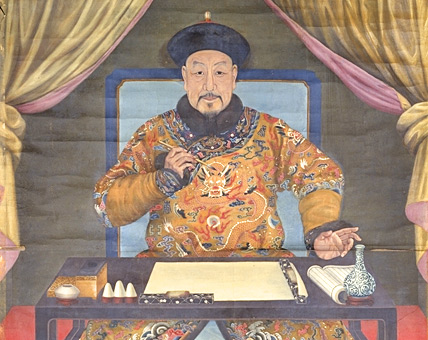
Qianlong Emperor Practicing Calligraphy, mid-18th century.

Mặc dù có mức độ cách điệu cao, sự hấp dẫn huyền bí và sự sang trong siêu thực thường được ưu tiên hơn chủ nghĩa hiện thực (ví dụ như trong tranh sơn thủy), bắt đầu từ nhà Tống thời Trung cổ có rất nhiều họa sĩ Trung Quốc và những thế hệ sau đó đã miêu tả phong cảnh tự nhiên một cách sống động thực sự. Cuối thời nhà Minh các nghệ sĩ nối tiếp các nghệ sĩ thời nhà Tống trong việc thể hiện các chi tiết phức tạp và thực tế  trên các đối tượng trong thiên nhiên, đặc biệt là trong miêu tả động vật (ví dụ như một con vịt, thiên nga, chim sẻ hay hổ vân vân) trong các mảng sắc màu tươi sáng của hoa, các bụi cây và rừng (một ví dụ tốt có thể kể đến bức tranh thời Minh "Chú chim và cành hoa mận" của một nghệ sĩ khuyết danh, được lưu giữ tại Bảo tàng tự do Smithsonian tại Washington). Có rất nhiều họa sĩ nổi tiếng thời nhà Minh, Cừu Anh (仇英) là một ví dụ xuất sắc về một họa sĩ đóng vai trò quan trọng thời nhà Minh (nổi tiếng ngay cả trong thời đại của ông), tập hợp trong các tác phẩm của mình về phong cảnh đất nước, các cảnh tượng nhộn nhịp, nguy nga và cảnh thiên nhiên với những dòng sông trong thung lũng và những ngọn núi được bao phủ ngập tràn trong sương mù và mây xoáy. trong thời nhà Minh đã có rất nhiều các trường nghệ thuật khác nhau và sánh ngang bằng nhau liên kết với hội họa, ví dụ như trường Wu và trường Zhe.
Hội họa Trung Quốc cổ điển tiếp tục cho đến những năm đầu của thời nhà Thanh hiện đại, với các bức chân dung mang tính hiện thực cao giống như trong thời kì cuối của nhà Minh vào đầu thế kỷ XVII. Chân dung của hoàng đế Khang Hy, hoàng đế Ung Chính và hoàng đế Càn Long là một ví dụ điển hình cho hội họa chân dung thực tế Trung Quốc. Trong thời Càn Long và được tiếp tục trong thế kỳ 19, phong cách hội họa Baquero châu Âu có những ảnh hưởng đáng kể đến hội họa chân dung Trung Quốc, đặc biệt với hiệu ứng hình ảnh về ánh sáng và bóng. Tương tự như vậy, hội họa Đông Á và các tác phẩm nghệ thuật khác (ví dụ như gốm sứ và sơn mài) được đánh giá cao ở Châu Âu từ những tiếp xúc ban đầu trong thế kỷ XVI.

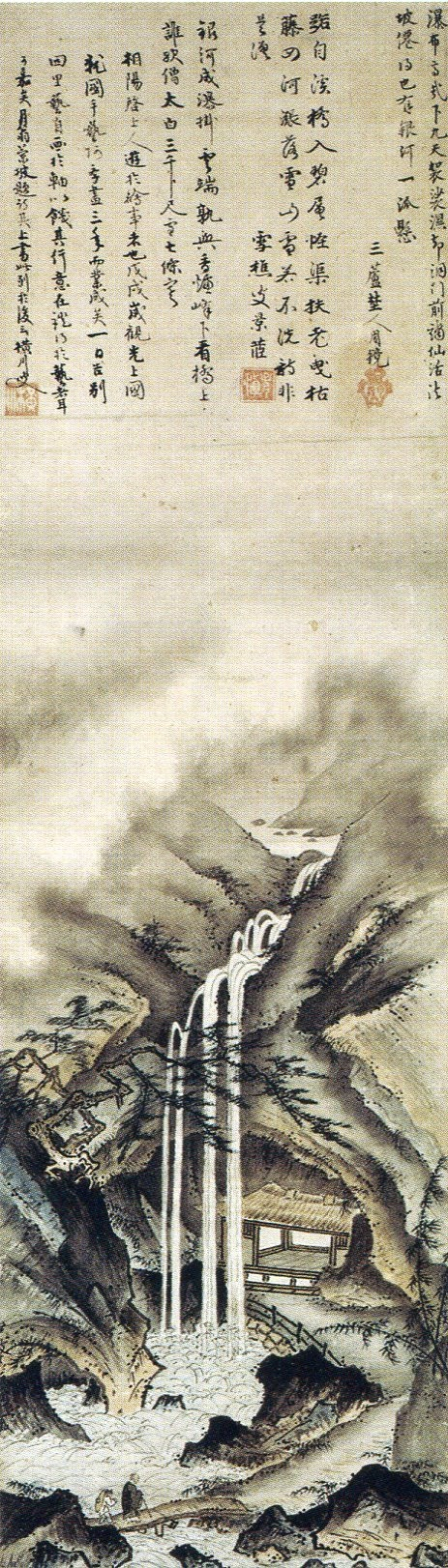
Thời kỳ Muromachi, Shingei (1431 - 1485), Ngắm thác nước, Bảo tàng Nezu, Tokyo

#### Hội họa Nhật Bản
Hội họa Nhật Bản là một trong những nghệ thuật cao cấp và lâu đời nhất trong nghệ thuật Nhật Bản, bao gồm nhiều thể loại và phong cách đa dạng. Giống như nghệ thuật Nhật Bản nói chung, hội họa Nhật Bản phát triển qua một lịch sử tổng hợp lâu đời và sự thích nghi với các ý tưởng du nhập. Ukiyo-e, hoặc biết đến với tên "hình ảnh của thế giới nổi", là một thể loại bản in khắc gỗ Nhật Bản (tranh khắc gỗ) và các bức tranh được thực hiện trong khoảng thế kỷ XVII đến thế kỷ XX, mang đặc điểm của các họa tiết về phong cảnh, sân khấu và các huyện điếm. Nó chính là chủ để nghệ thuật chính của nghệ thuật in khắc gỗ nhật Bản. Những người in khắc Nhật Bản, đặc biệt trong thời kỳ Edo, mang tới một sức ảnh hưởng mạnh mẽ tới hội họa Pháp trong suốt thế kỷ XIX.

#### Hội họa Hàn Quốc
Hội họa Hàn Quốc, được coi là một hình thức độc lập, được bắt đầu khoảng năm 108 TCN, thời kỳ sụp đổ Gojoseon, khiến nó trở thành một trong những nghệ thuật lâu đời nhất thế giới. Các tác phẩm nghệ thuật trong thời kỳ đó liên quan tới phong cách đa dạng mang đặc điểm của thời Tam Quốc tại Hàn Quốc, mà nổi bật nhất là bức tranh và tranh tường trang trí cho lăng hoàng gia Goguryeo. Trong thời kỳ Tam Quốc và triều đại Goryeo, hội họa Hàn Quốc có các đặc điểm cơ bản bởi sự kết hợp giữa phong cách phong cảnh Hàn Quốc, đặc điểm khuôn mặt và chủ để Phật giáo trung tâm, và một sự nhấn mạnh vào sự quan sát các thiên thể đã được tạo điều kiện bởi sự phát triển nhanh chóng của thiên văn Hàn Quốc. Cho tới tận thời kỳ Joseon thì đề tài Nho giáo bắt đầu bén rễ vào hội họa Hàn Quốc, sử dụng hài hòa với các khía cạnh địa phương.
Lịch sử hội họa Hàn Quốc được đặc trưng bởi các phong cách bút pháp đơn sắc đen, thông thương là trên giấy dâu tằm hoặc lụa. Phong cách này thể hiện rõ trong "Min-Hwa", hoặc các bức tranh đầy màu sắc dân gian, tranh trong lăng mộ, nghi lễ và lễ hội, cả hai đều kết hợp việc sử dụng màu sắc phong phú.

### Hội họa Nam Á

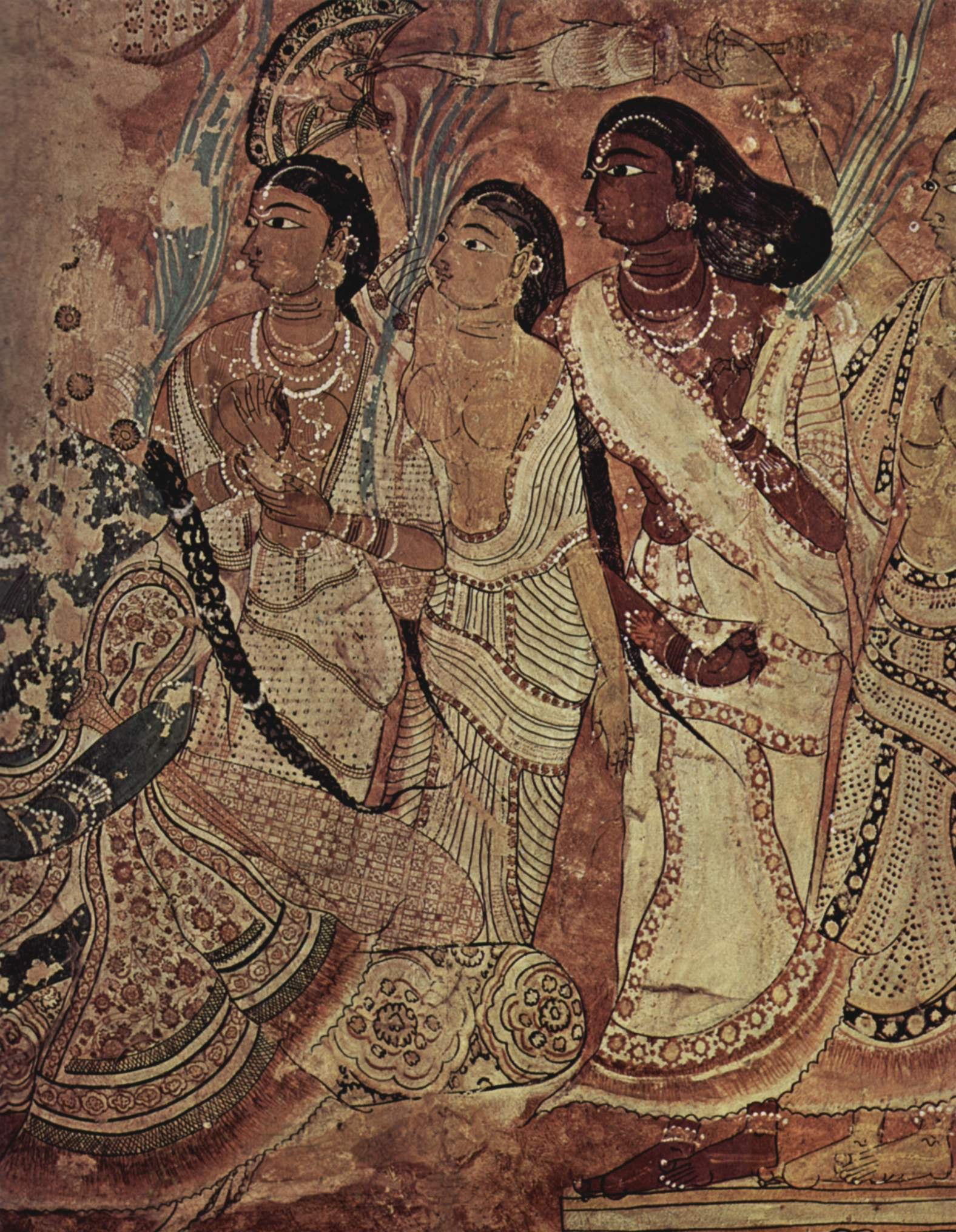
A group of women from South India, Hindupur, c. 1540.
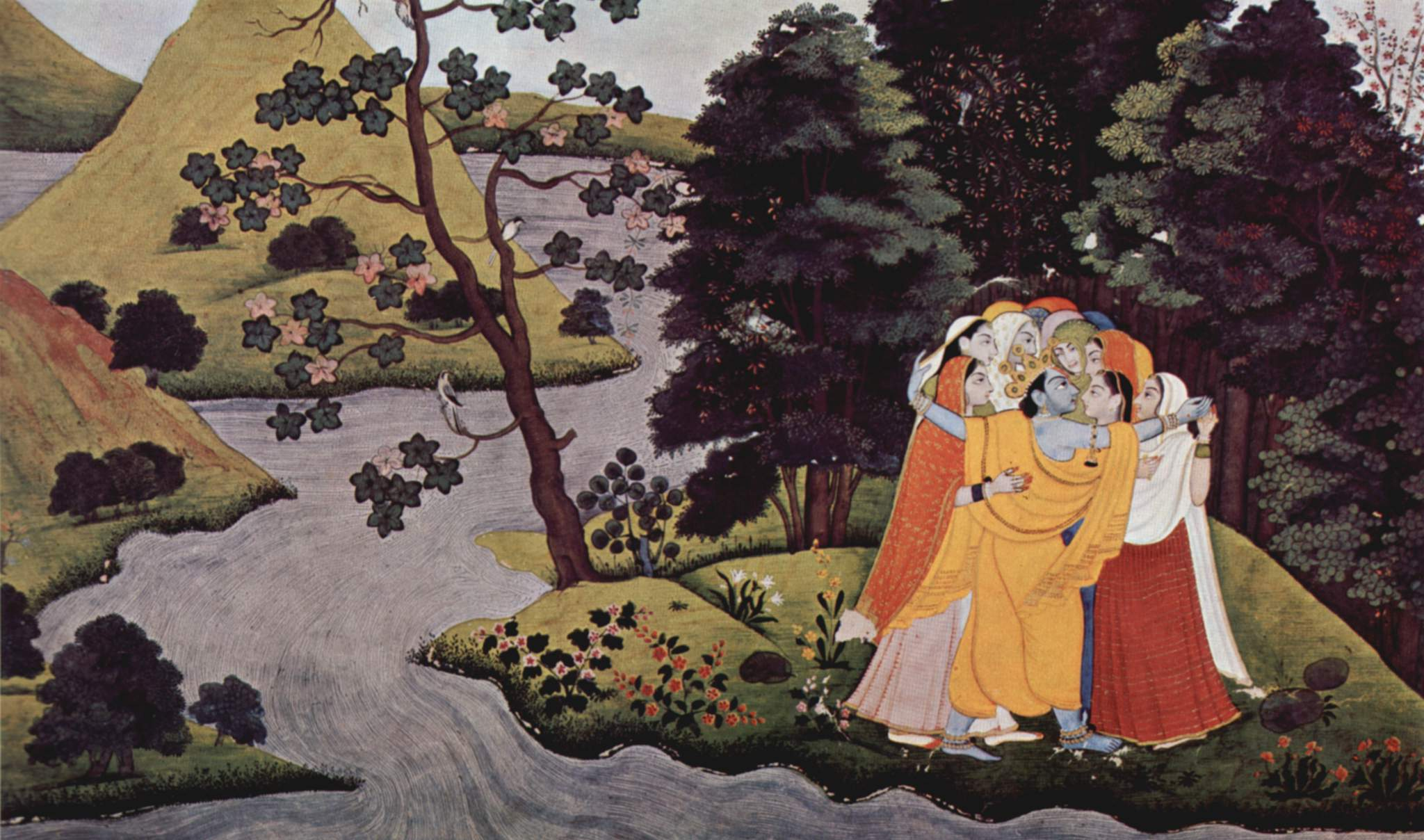
Krishna embraces Gopîs, Gîtâ-Govinda-manuscript, 1760–1765.
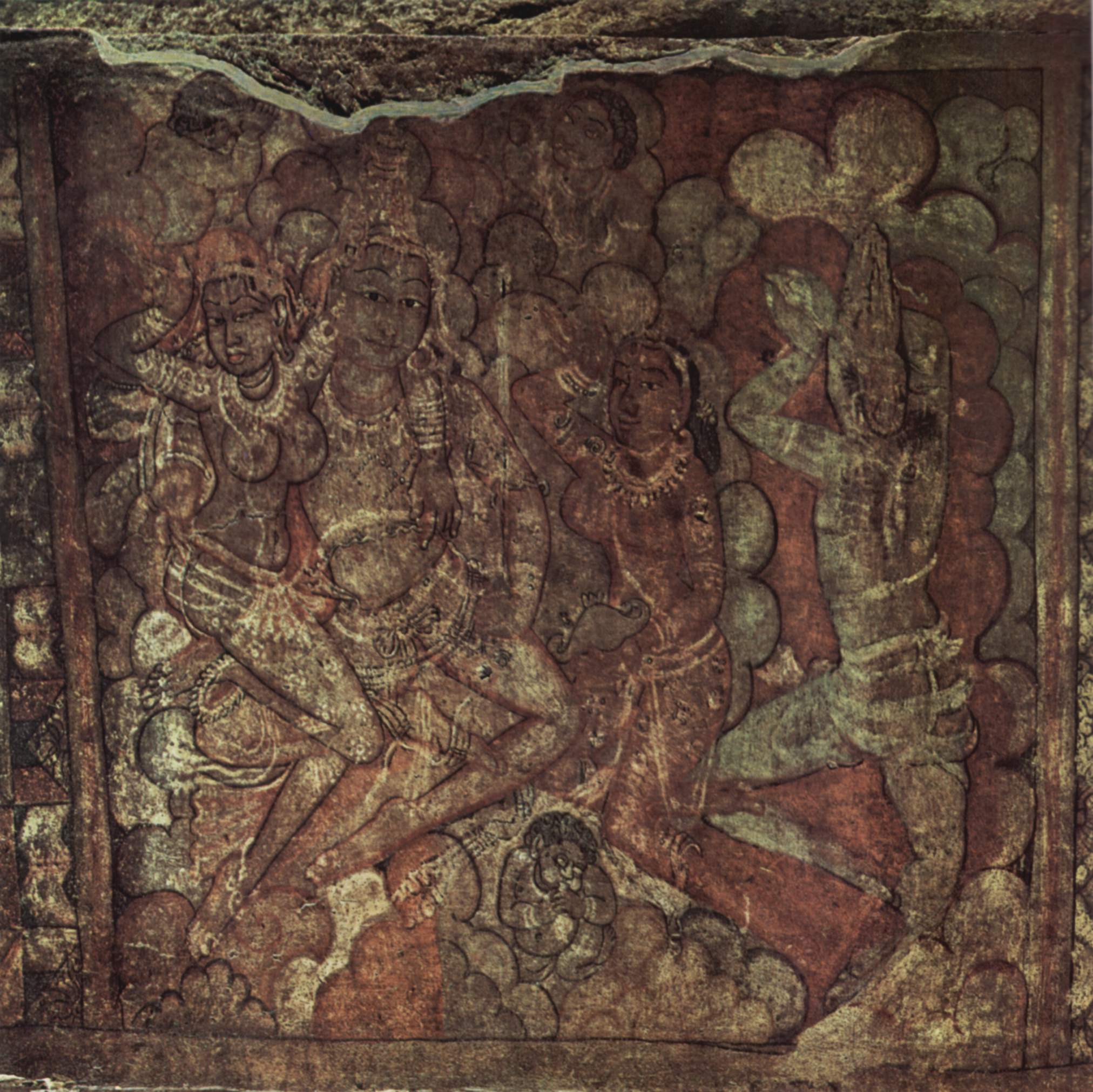
Floating Figures Dancing, a mural of c. 850.
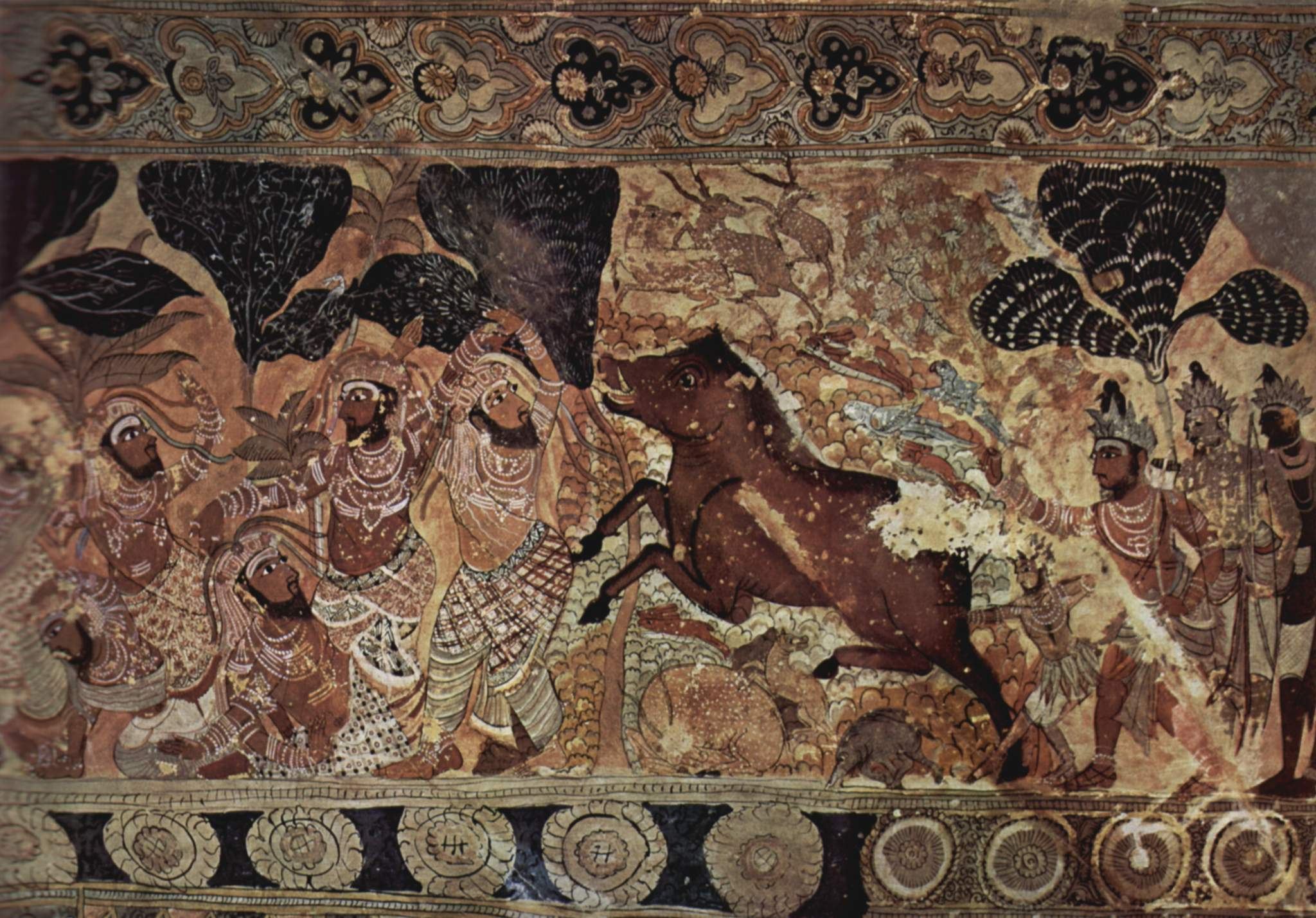
Wild Pig Hunt, c. 1540.
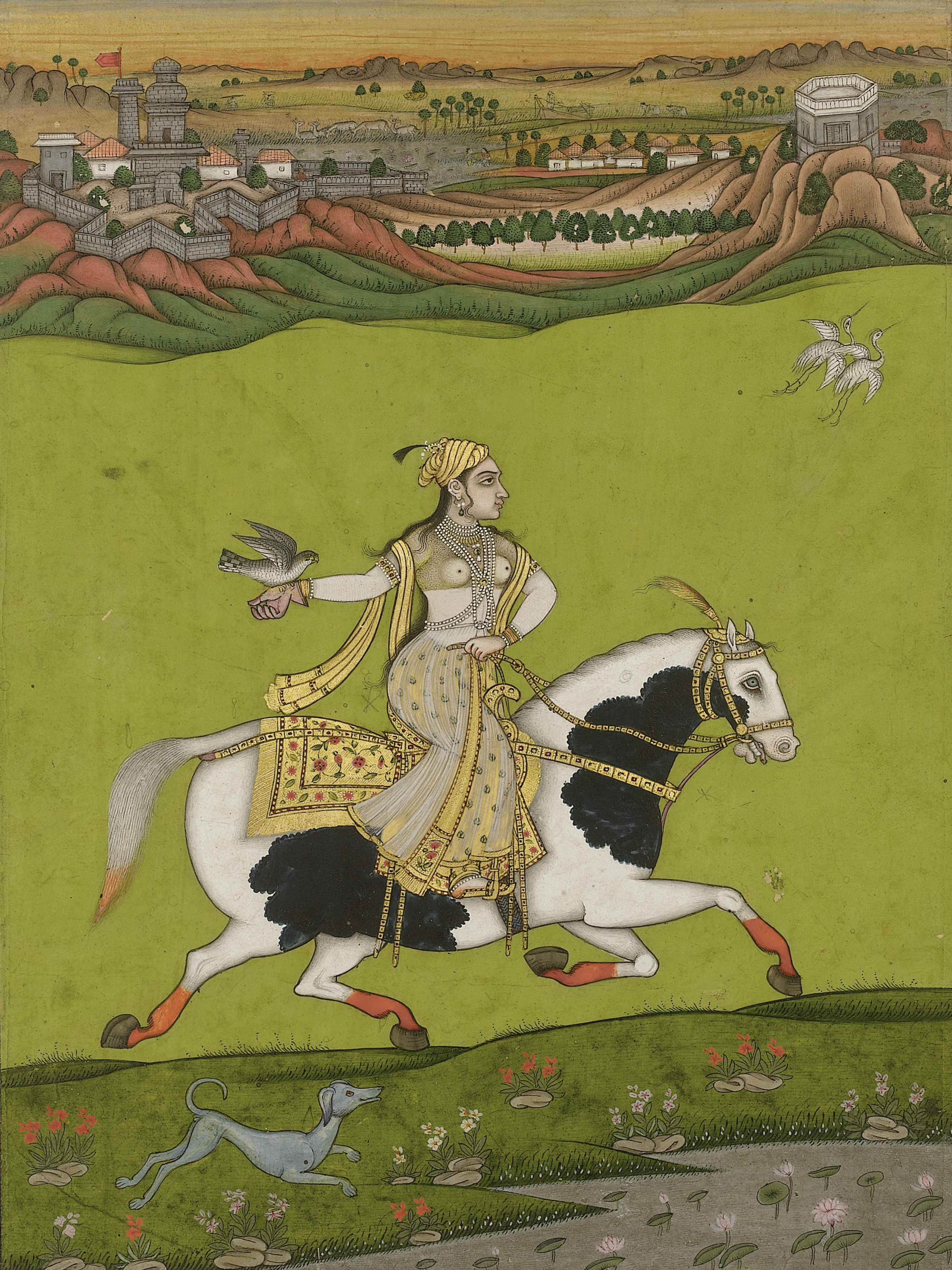
Chand Bibi hawking, Deccan style, 18th century
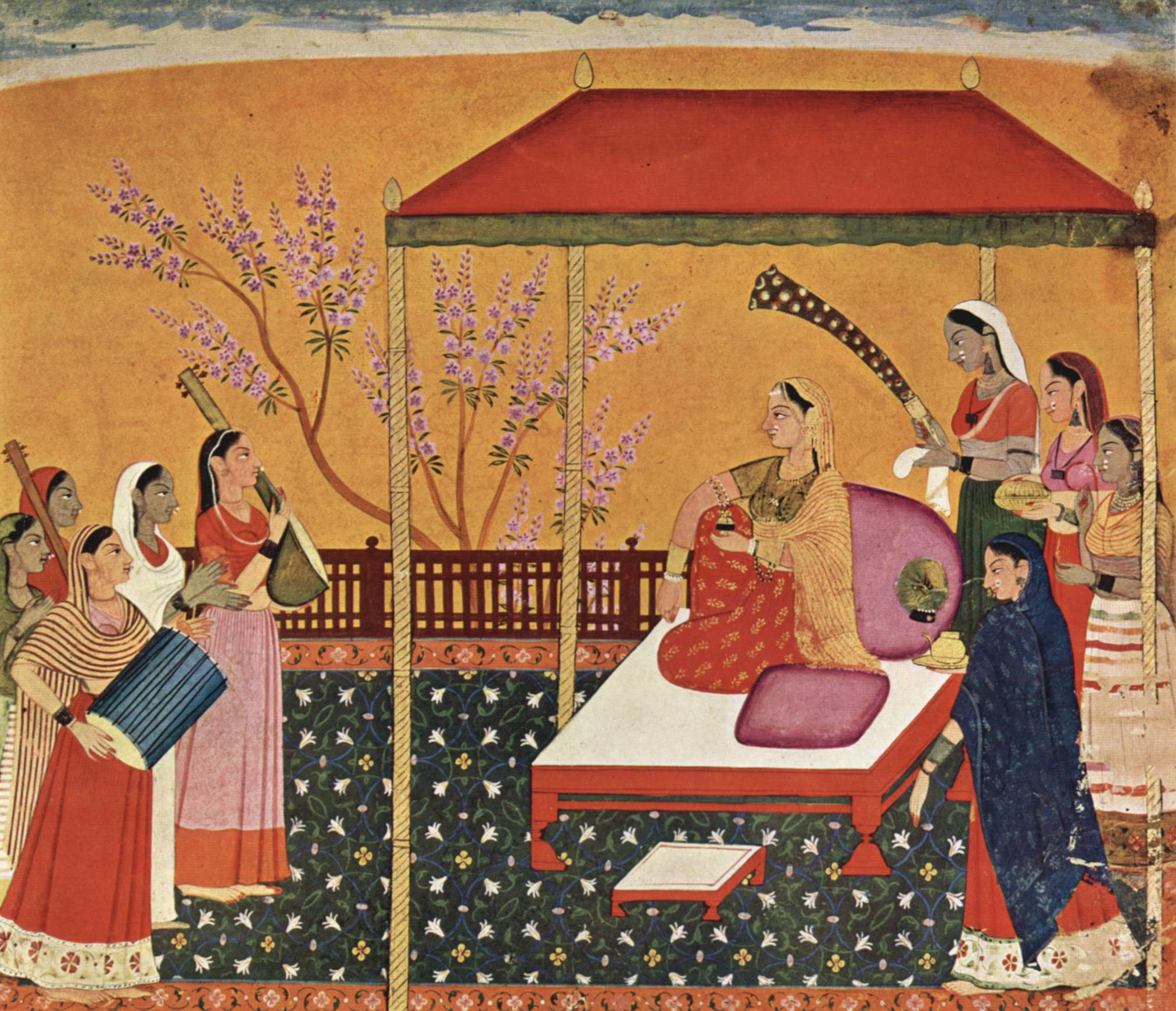
A Lady Listening to Music, c. 1750.
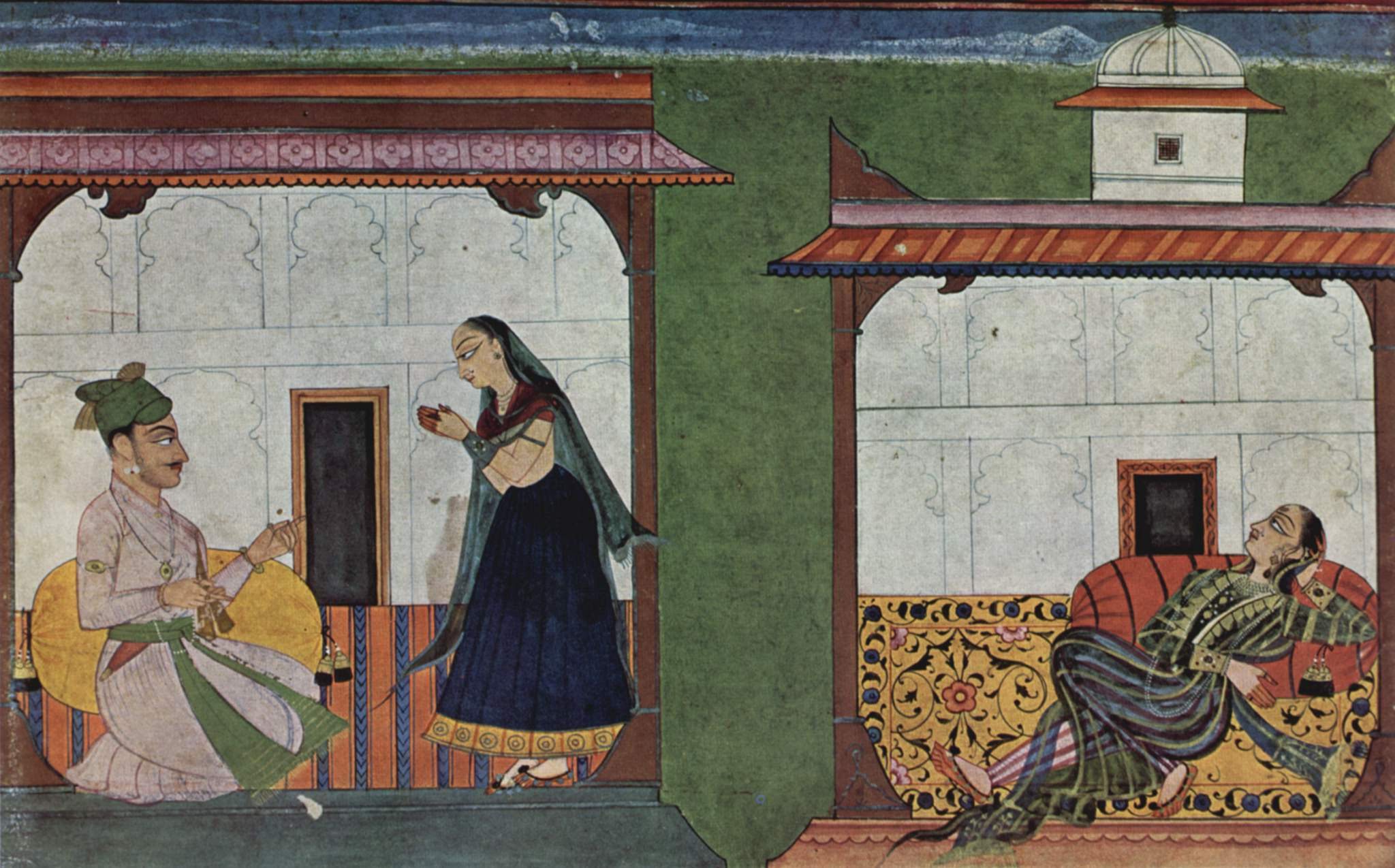
Rasamañjarî manuscript of the Bhânudatta (erotic treatise), 1720.
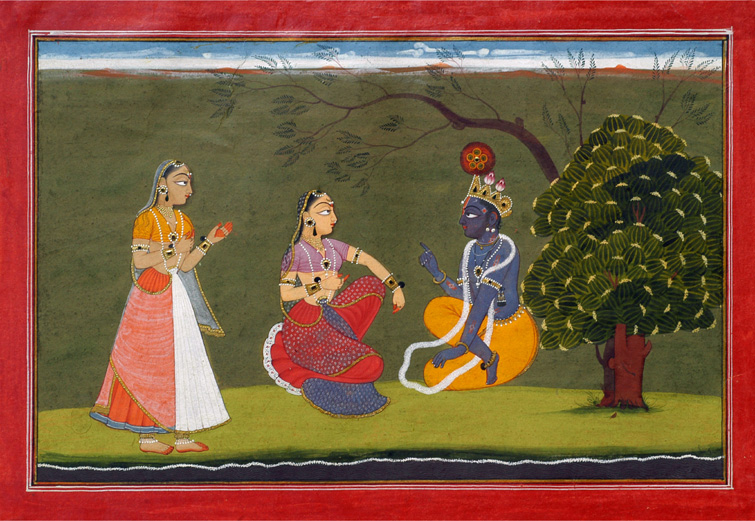
Bahsoli painting of Radha and Krishna in Discussion, c. 1730.
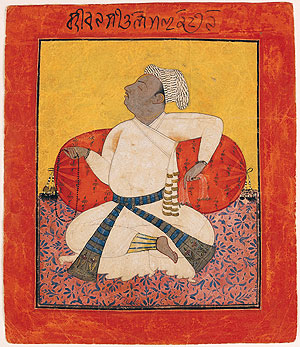
Bahsoli painting of Maharaja Sital Dev of Mankot in Devotion, c. 1690.
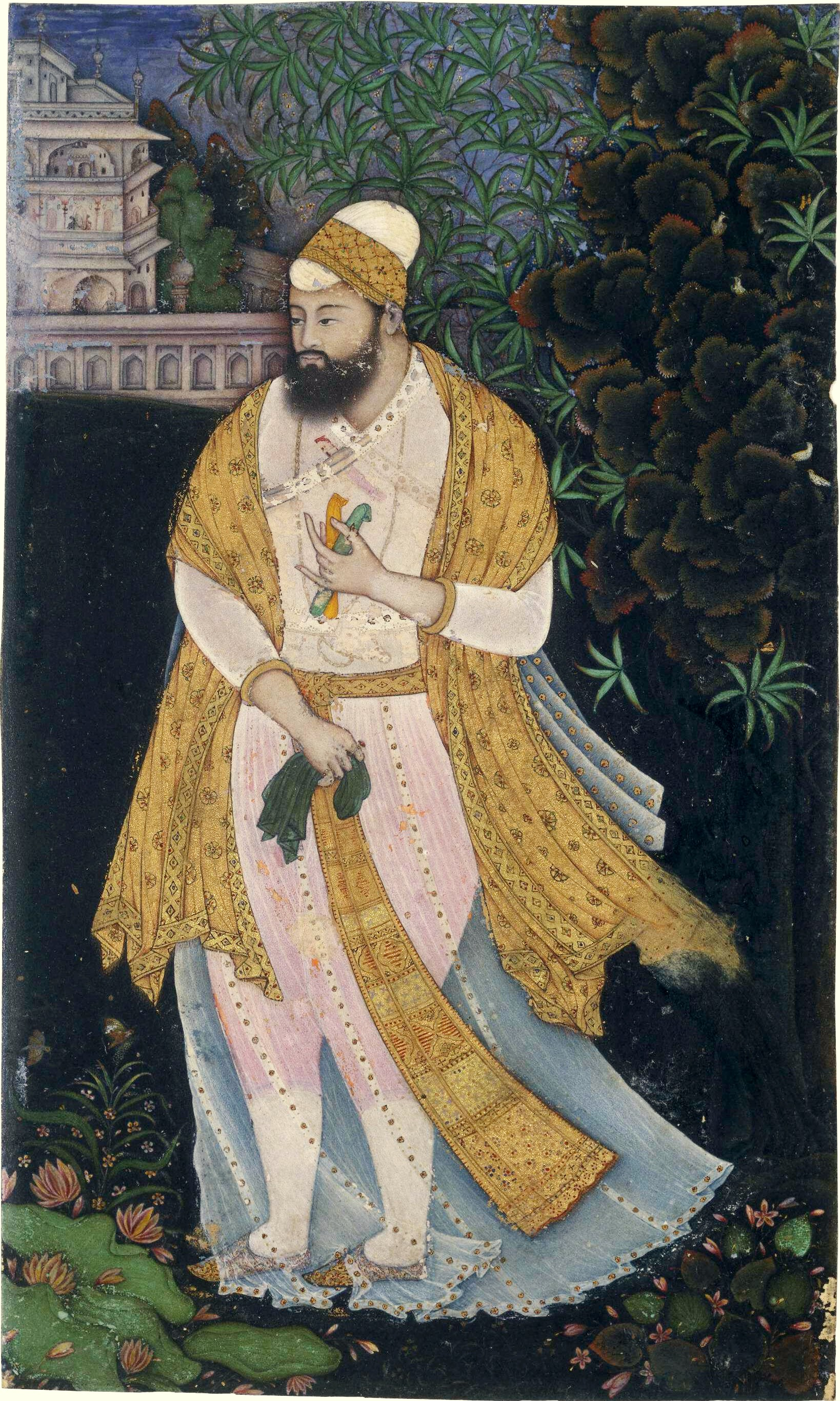
Portrait of Ibrahim Adil Shah II (1580–1626) of Bijapur, 1615.
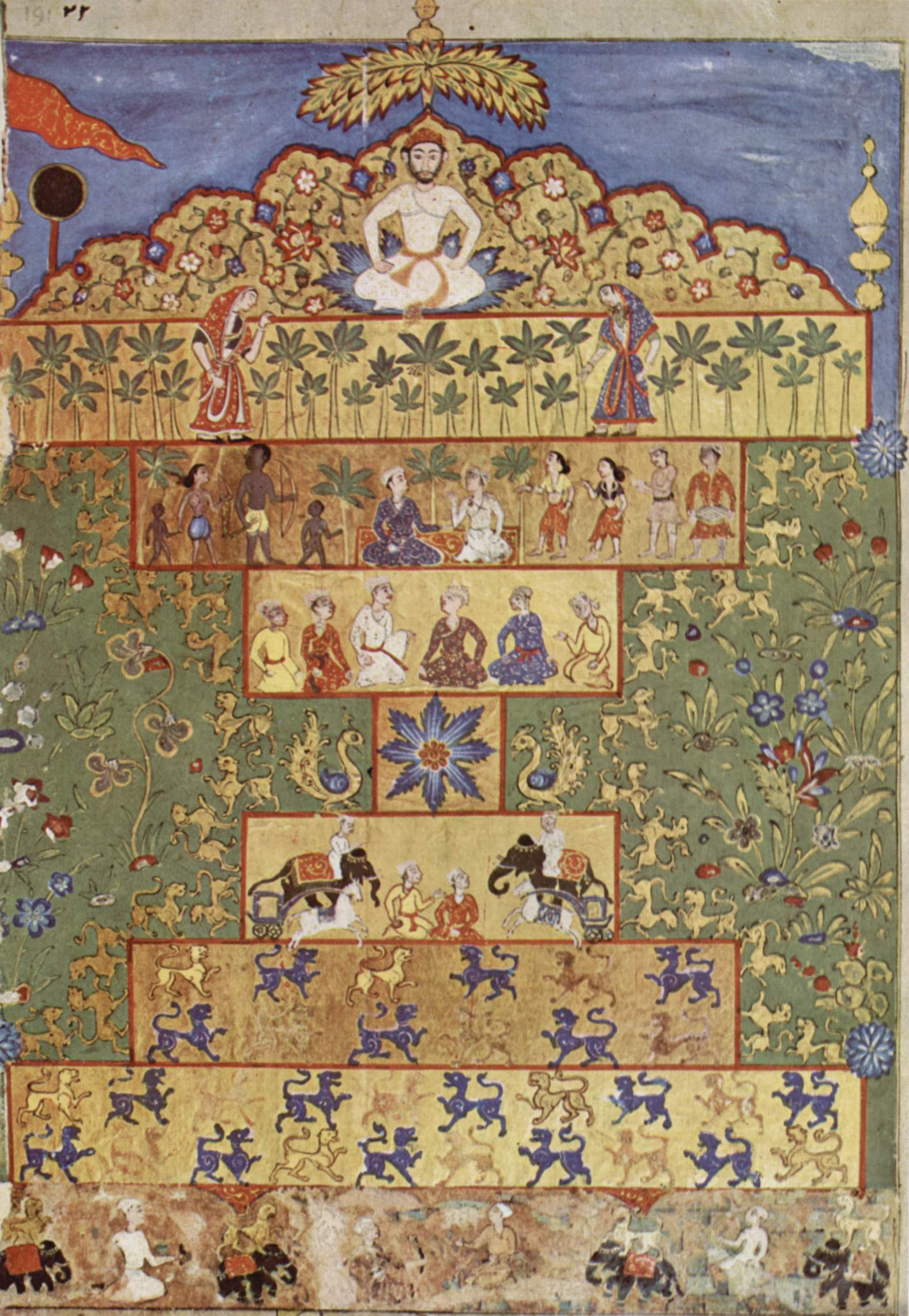
The Throne of the Wealth, Nujûm-al-' Ulûm-manuscript, 1570.
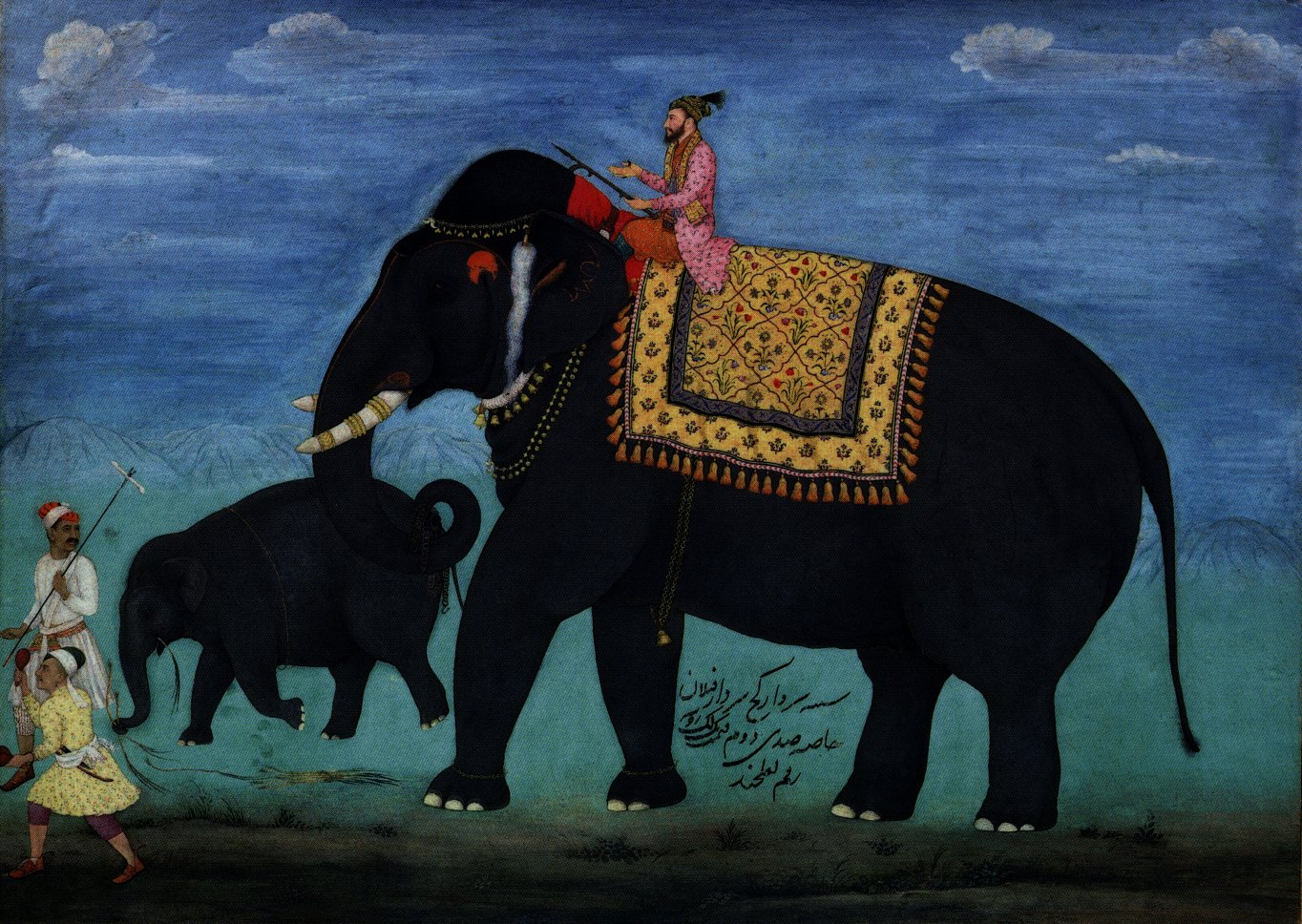
Elephant and cub out of the stable of the Moghul ruler, 17th century.
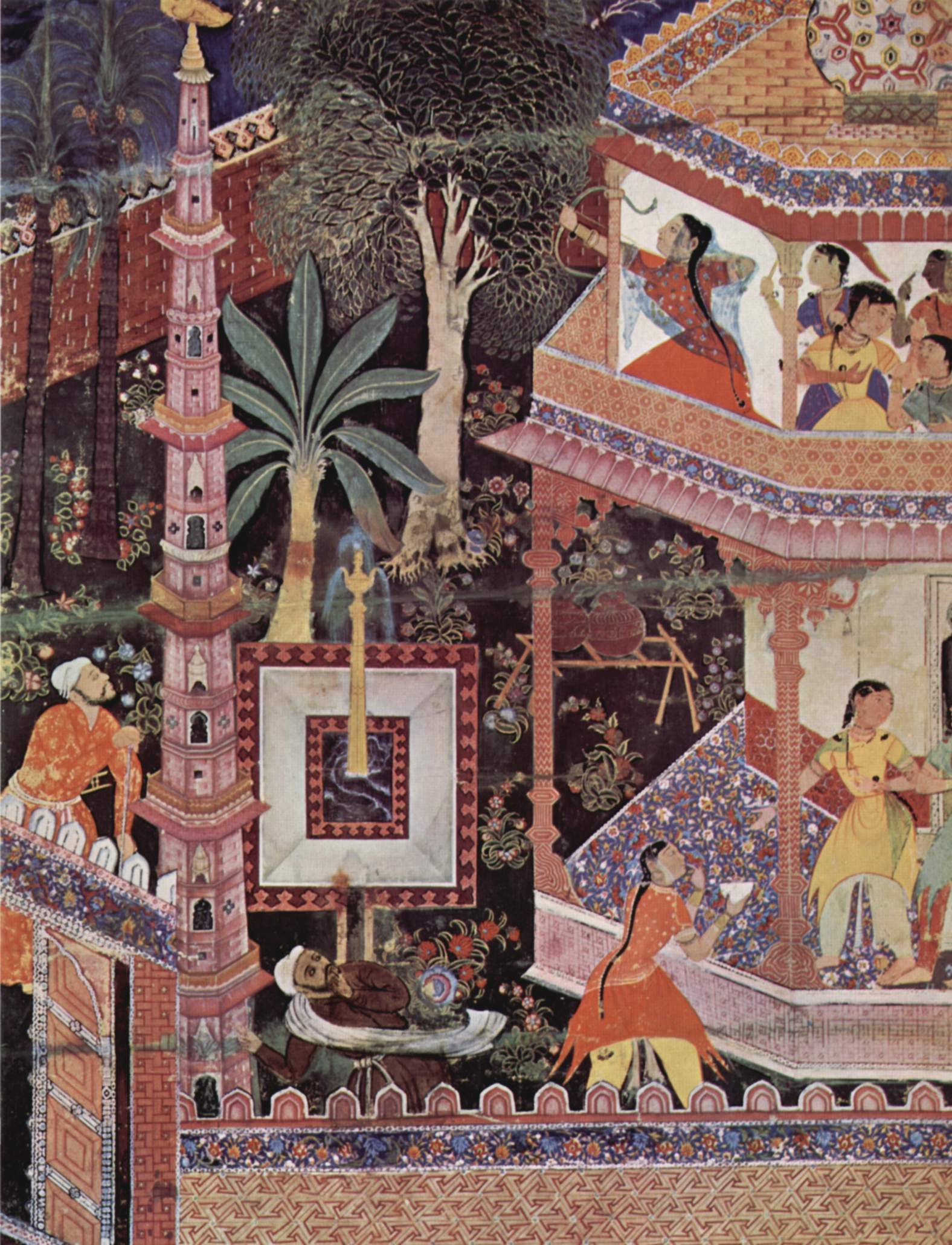
Mihrdukht Shoots an Arrow Through a Ring, 1564–1579.
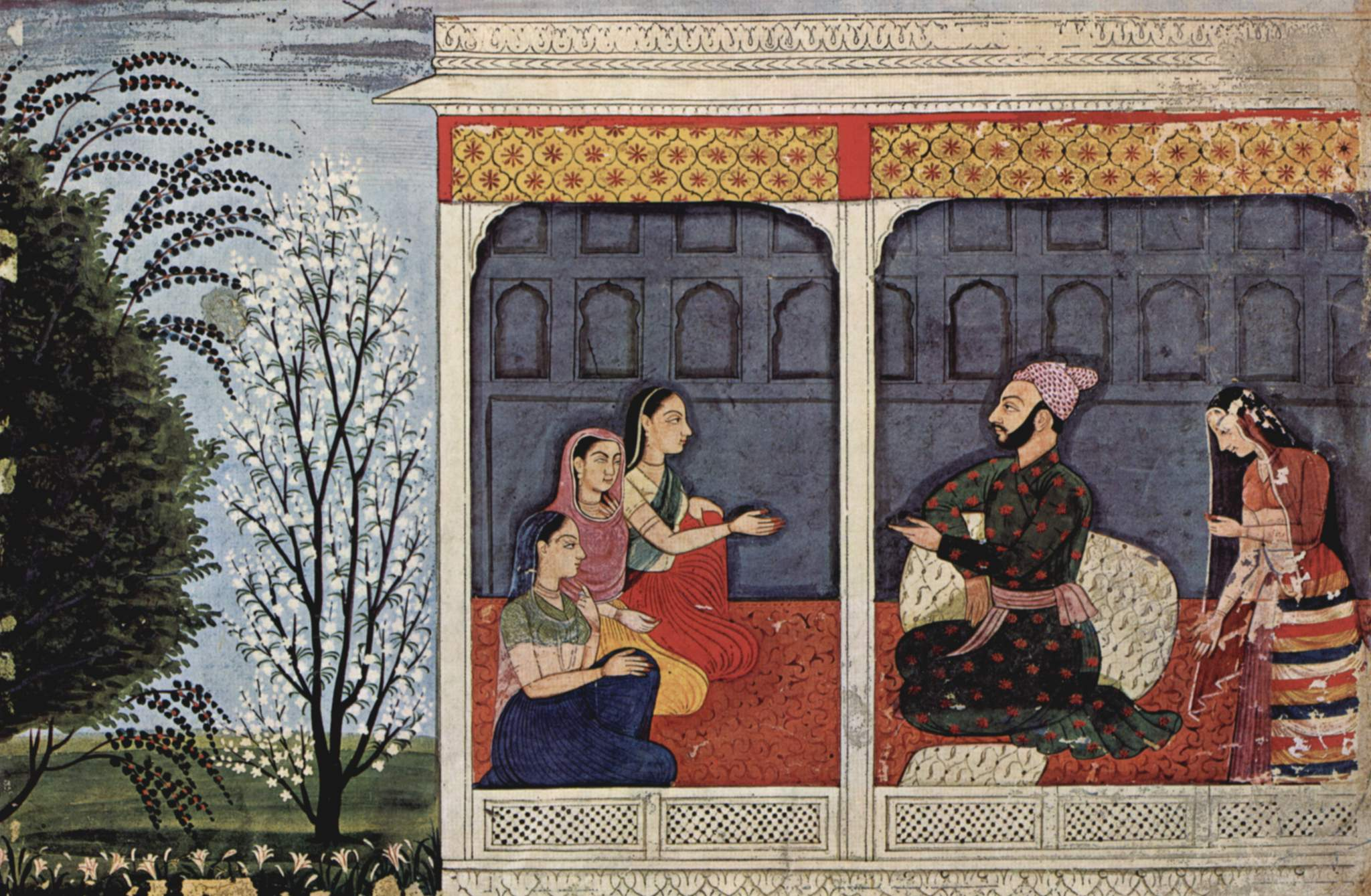
Portrait of the Govardhân Chand, Punjab style, c. 1750.
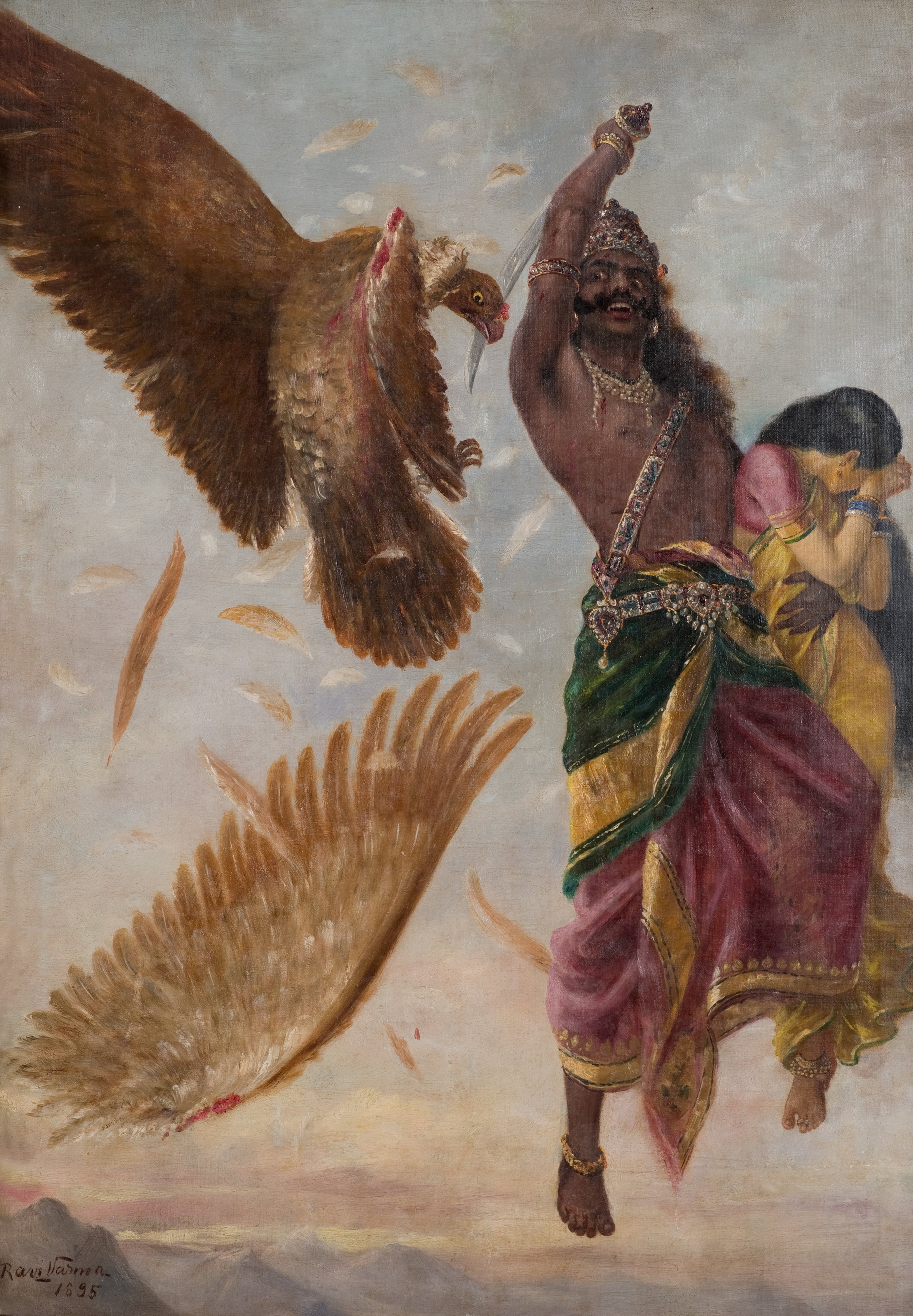
Ravana kills Jathayu; the captive Sita despairs, by Raja Ravi Varma
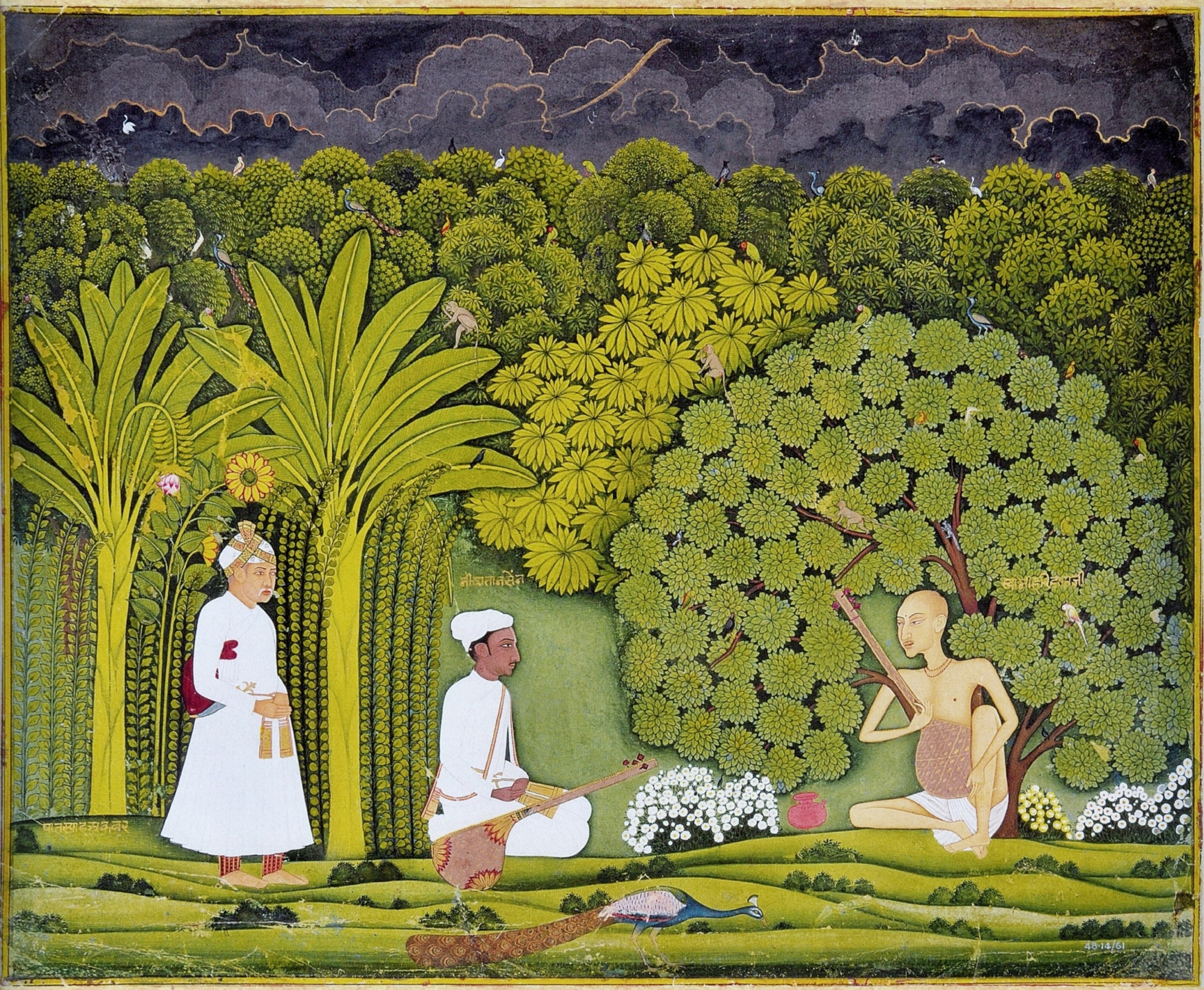
Akbar and Tansen Visit Haridas in Vrindavan, Rajasthan style, c. 1750.
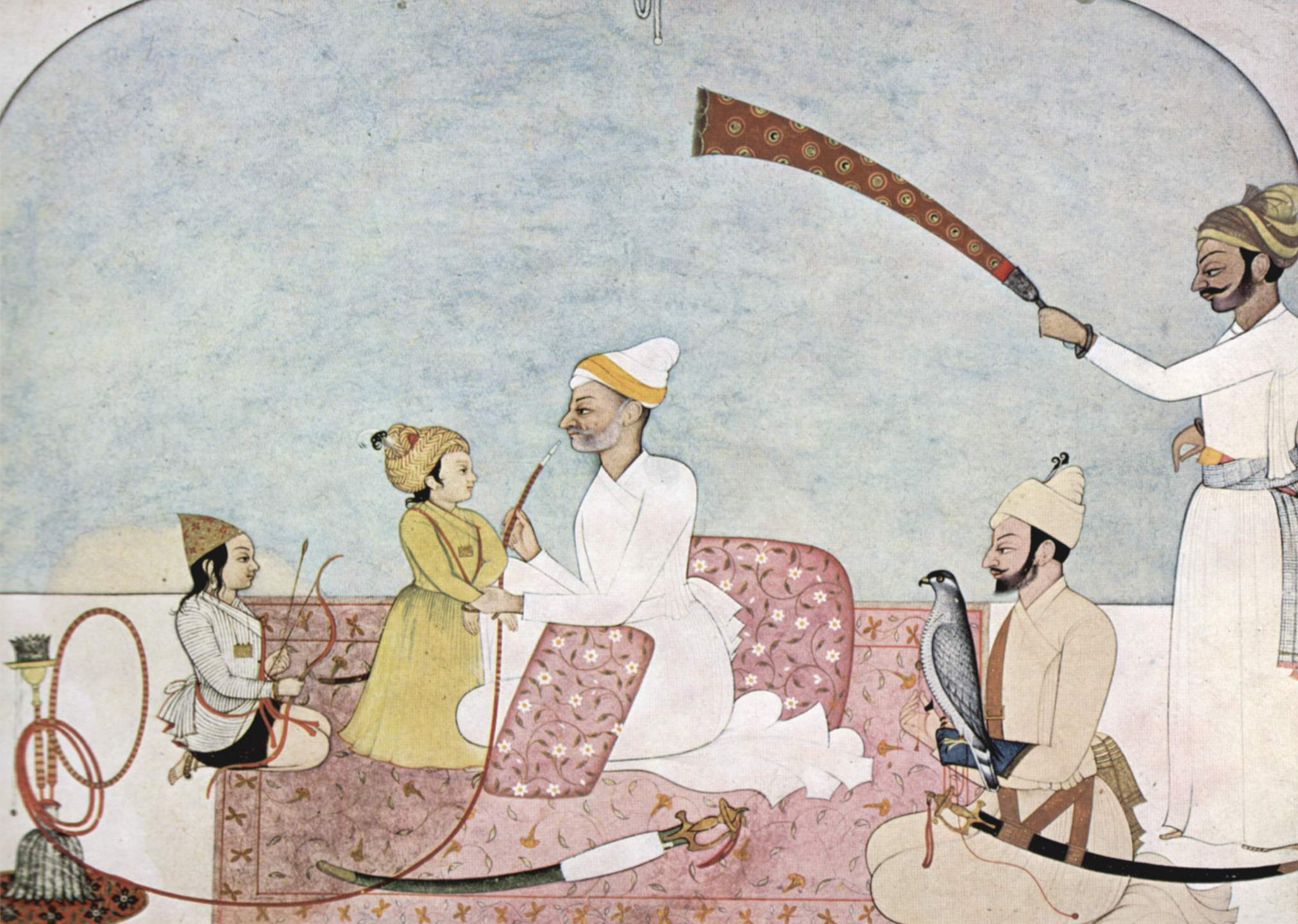
A man with children, Punjab style, 1760.
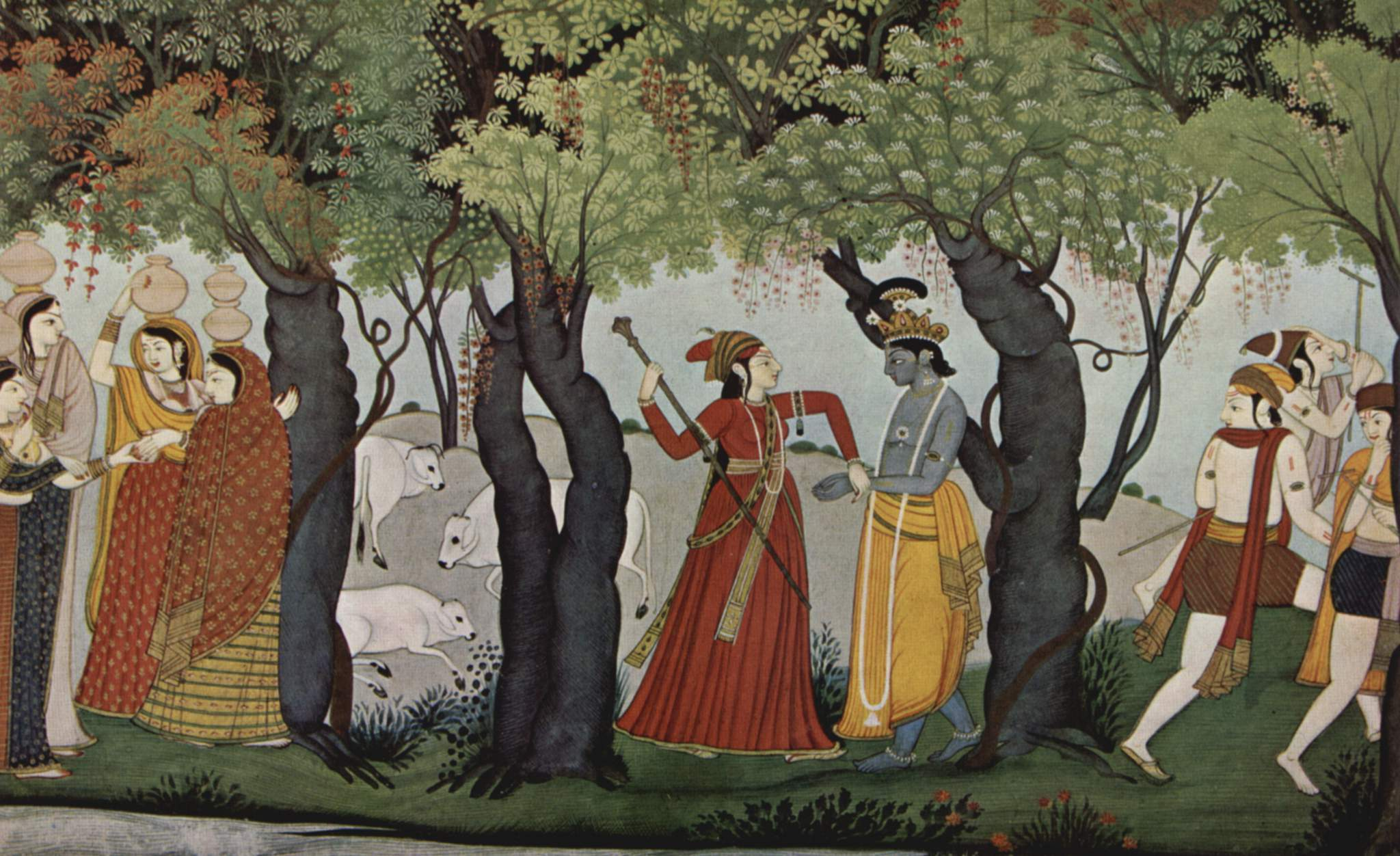
Râdhâ arrests Krishna, Punjab style, 1770.
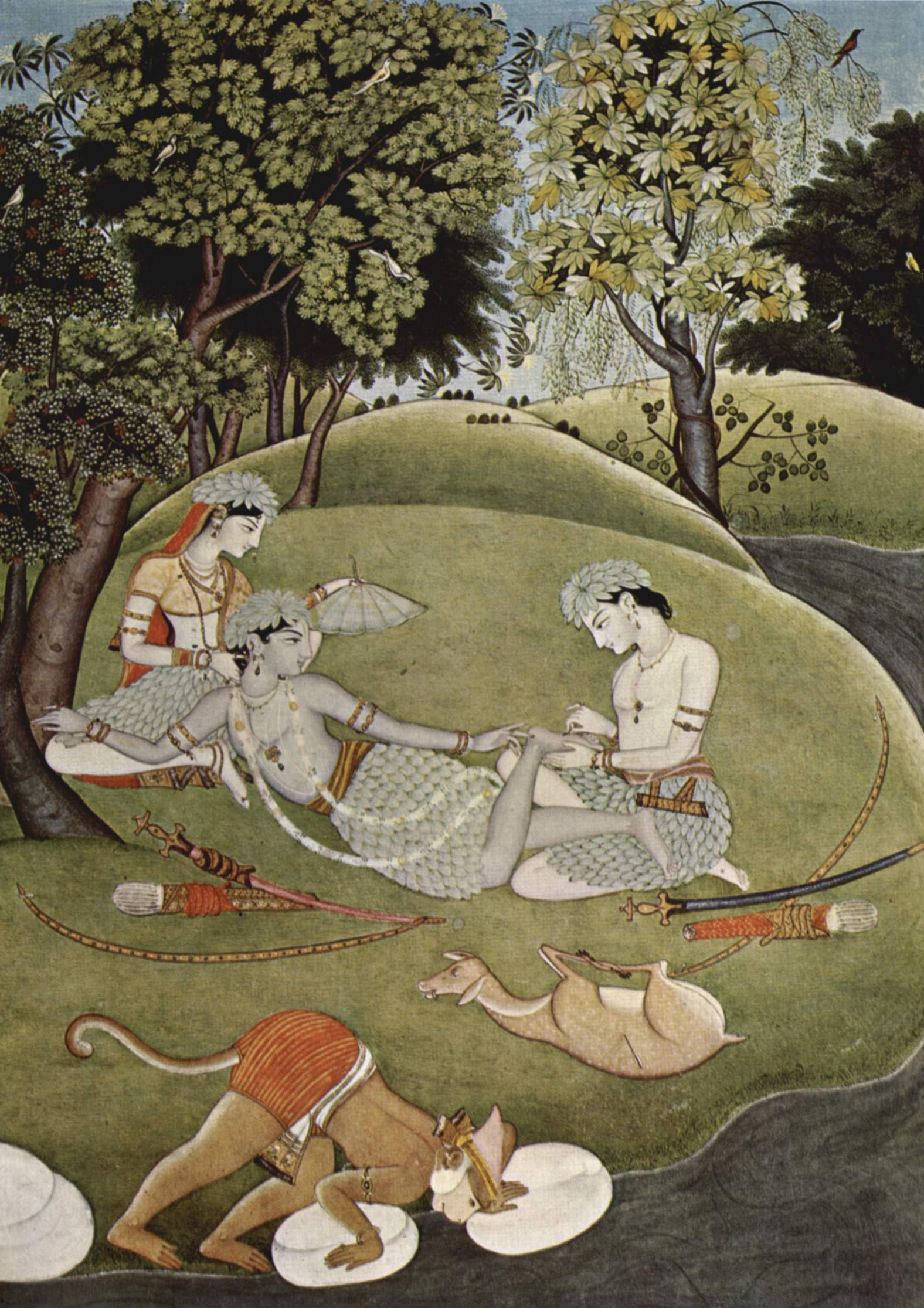
Rama and Sita in the Forest, Punjab style, 1780.
Sigiriya apsara in Sri lanka, 477 CE.Sigiriya apsara in Sri lanka, 477 CE.

### Hội họa Ấn Độ
Lịch sử hội họa Ấn Độ xoay quanh các vị thần trong tôn giáo và các vị vua. Nghệ thuật Ấn Độ là một thuật ngữ chung cho nhiều loại hình nghệ thuật khác nhau tồn tại trên tiểu lục địa Ấn Độ. Các bức tranh đa dạng từ các bích họa lớn trong hang Ajanta đến những bức tranh Mughal thu nhỏ đến các tấm kim loại nhỏ để tôn tạo các công trình trong trường Tanjore. Các bức tranh từ Gandhar-Taxila ảnh hưởng bởi những tác phẩm từ Ba Tư ở phía tây. Phong cách hội họa phương đông đã phát triển quanh trường phái nghệ thuật Nalanda. Các tác phẩm đa phần lấy nguồn gốc từ những hoạt cảnh khác nhau trong Thần thoại Ấn Độ.

### Hội họa Đông Á

#### Lịch sử

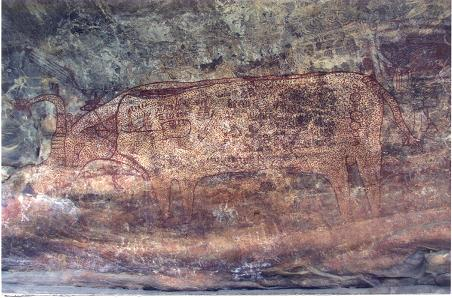
Hang đá Bhinbatka, tranh đá, thời kỳ đồ đá, Ấn Độ

Bức tranh Ấn Độ đầu tiên là tranh đá vào thời tiền sử, những bức tranh khắc đá được tìm thấy ở hang đá Bhimbtka và một số trong đó có tuổi hơn 5500 TCN. Giống như các tác phẩm tiếp nối và sau hàng thế kỷ, vào thế kỷ VII, trụ khắc Ajanta, bang Maharashtra là một ví dụ tốt về hội họa Ấn Độ với màu sắc chủ yếu là các sắc thái khác nhau của màu đỏ và màu cam, được bắt nguồn từ các khoáng chất.
Hang Ajanta tại Maharashtra, Ấn Độ là hang núi  mặt cắt từ thế kỷ II TCN và bao gồm các bức tranh vào điêu khắc được xem là kiệt tác đối với cả nghệ thuật Phật giáo và nghệ thuật tranh phổ thông.
Phong cách Madhubani

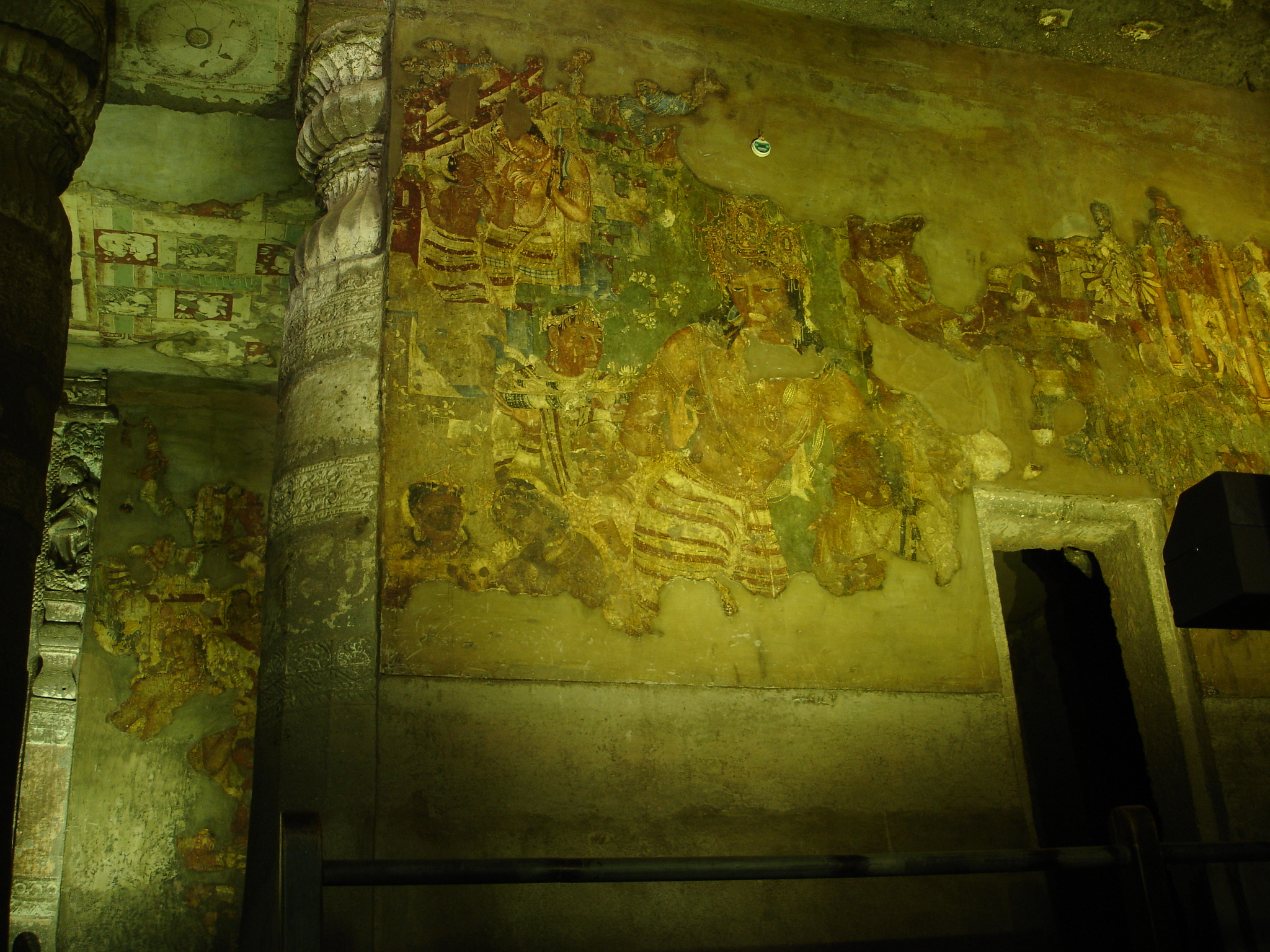
Một bích họa từ hang Ajanta số 1

Phong cách Madhubani là một phong cách hội họa của Ấn Độ, phổ biến trong khu vực Mithila của bang Bihar, Ấn Độ. Nguồn gốc của phong cách Madhubani bắt nguồn từ thời cổ đại.

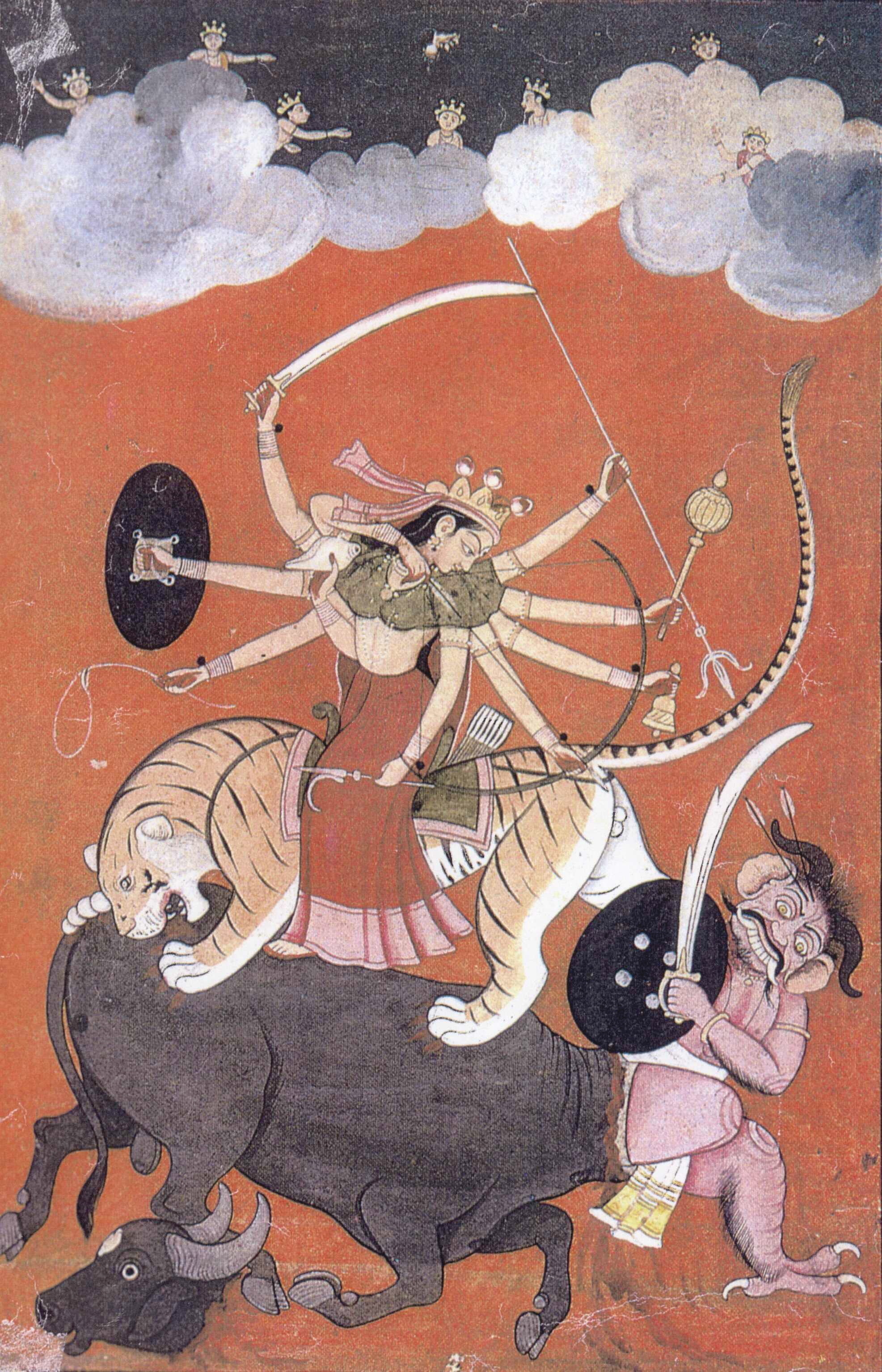
Thánh Mẫu, một bức tranh thu nhỏ theo phong cách Pahari, có niên đại từ thế kỷ XVIII. Parahi và Rajput có những tiểu cảnh mang nhiều đặc điểm chung.

##### Phong cách Rajput
Phong cách Rajput là một phong cách hội họa Ấn Độ, phát triển mạnh mẽ và xuyên suốt thế kỷ XVIII, trong triều đình Rajputana, Ấn Độ. Mỗi Vương quốc Rajput phát triển một phong cách riêng biệt, nhưng có những đặc điểm chung nhất định. Mỗi phong cách Rajput miêu tả một số những chủ đề, sự kiện của sử thi ví dụ như Ramayana và Mahabharata, cuộc sống của Krishna, các phong cảnh đẹp và con người. Tiểu cảnh là những phương tiện ưa thích của phong cách Rajput, tuy nhiên rất nhiều bản thảo mang phong cách Rajput và các bức tranh còn có thể được vẽ trên tờng của cung điện, bên trong khoang của các pháo đài hoặc trong các Havelies, điển hình là havelis ở Shekhawait.
Màu sắc được chiết xuất từ các loại khoáng chất nhất định, từ nguồn gốc thực vật, các loại vỏ xà cừ và thậm chí được bắt nguồn bằng cách xử lý các loại đá quý, vàng và bạc cũng được sử dụng. Việc chuẩn bị cho màu sắc mong muốn là cả một quá trình dài, đôi khi mất đến vài tuần. Cọ vẽ cũng được sử dụng rất tinh tế.

##### Phong cách Mughal

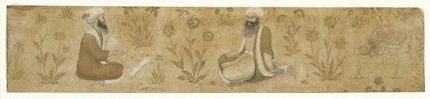
Hai Kinh sư ngồi cùng sách và viết trên bàn đá vớ trong lễ hội trang trí tại phía Bắc Ấn Độ (trường Mughal),1640 - 1650

Phong cách Mughal là một phong cách phổ biến trong hội họa Ấn Độ, thường chỉ giới hạn ở hình minh họa trong các cuốn sách và thực hiện trong các mô hình nhỏ, trong đó nổi lên, phát triển và hình thành trong thời kỳ đế chế Mughal thế kỷ XVI đến thế kỷ XIX.

##### Phong cách Tanjore
Phong cách Tanjore là một hình thức quan trọng của hội họa cổ điển Ấn Độ phổ biến ở vùng Tanjore tại Tamil Nadu. Hình thức nghệ thuật này có niên đại từ thế kỷ IX, một thời kỳ thống trị bởi các luật lệ Chola, người rất ủng hộ văn học và hội họa. Những phong cách này được biết đến bởi tính thanh lịch, màu sắc sặc sỡ, và sự tập trung đến chi tiết. Đa phần chủ đề của phong cách hội họa này là các vị thần và nữ thần trong đạo Hindu và các cảnh trong thần thoại Hindu. Trong thời hiện đại, phong cách hội họa này đã trở thành những món đồ lưu niệm trong các dịp lễ hội ở Nam Ấn.
Quá trình tạo ra một bức tranh Tanjore liên quan tới rất nhiều bước. Bước đầu tiên liên quan đến việc tạo các mẫu phác thảo sơ bộ dựa trên hình ảnh. Các khung đầu tiên bao gồm một miếng vải phủ về một khung gỗ. Sau đó bột phấn hoặc oxit kẽm trộn với chất kết dính đã được hòa tan trong nước và được phủ lên khung gỗ. Để làm khung trở nên mịn hơn, một vài sự mài mòn nhẹ đôi khi cũng được sử dụng. Sau khi bản vẽ được thực hiện, sự trang trí của trang sức và thời trang trong hình ảnh đôi khi được hoàn thành với các loại đá bán quý. Các sợi dây hoặc dải đăng ten cũng được dùng để trang trí cho trang sức. Ở lớp trên cùng được dán lên các lá vàng. Cuối cùng, thuốc nhuộm được sử dụng để thêm màu sắc cho các bức tranh.

##### Trường Madras
Trong thời kì Anh Quốc cai trị Ấn Độ, quốc vương thấy rằng tại Madras có một vài họa sĩ tài năng và trí tuệ nhất. thế giới. Khi mà người Anh cũng thành lập một khu định cư lớn ngay tại Madras và khu vực lân cận, Georgetown được chọn làm nơi thành lập một học viện phục vụ cho các nghệ sĩ triển vọng sẽ phục vụ cho Hoàng gia tại Luân Đôn. Sau đó ngôi trường này được biết đến dưới cái tên Trường Madras. Ban đầu những nghệ sĩ truyền thống được thuê để sản xuất những đồ nội thất gỗ tinh tế, các sản phẩm từ sắt và đồ cổ, hơn nữa các tác phẩm của họ được gửi tới cung điện hoàng gia của Nữ hoàng.
Không giống như Trường Bengal nơi sao chép các chỉ tiêu trong giảng dạy, trường Madras khởi sắc với việc sáng tạo các phong cách, lập luận và xu hướng mới.

##### Trường Bengal

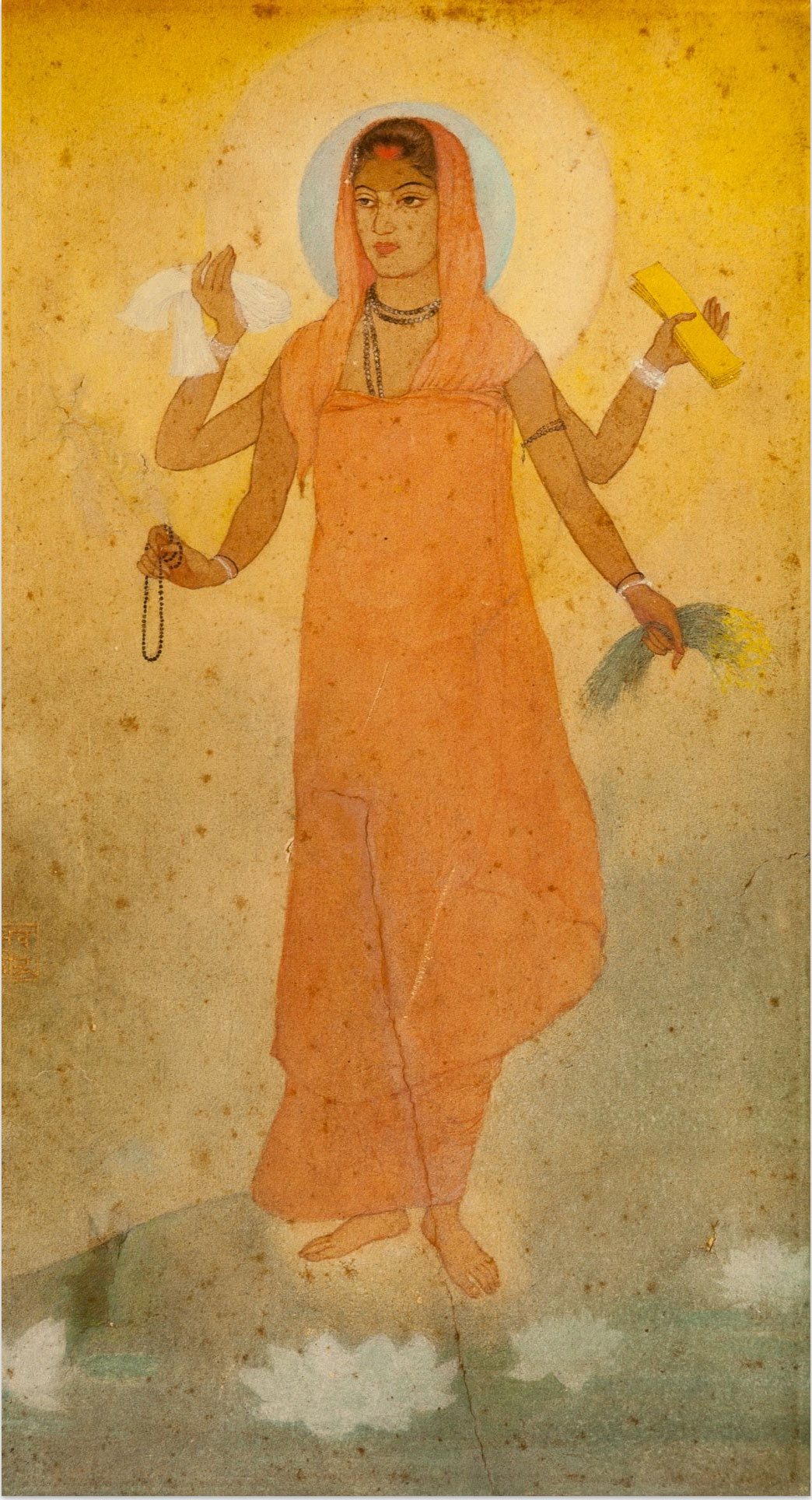
Bharat Mata bởi Abanindranath Tagore (1871-1951), một người cháu của nhà thơ Rabindranath Tagore, và một người tiên phong của phong trào

Trường mỹ thuật Bengal bị ảnh hưởng bởi phong cách nghệ thuật khởi sắc tại Ấn Độ trong suốt thời kỳ Bristish Raj vào đầu thé kỷ 20. Nó được liên kết với tính dân tộc Ấn Độ nhưng cũng được thúc đẩy và hỗ trợ bởi nhiều người quản lý nghệ thuật Anh Quốc.
Trường Bengal nổi lên như một sự tiên phong cho phong trào phản ứng chống lại các phong các học tập nghệ thuật trước đó được hưởng ứng tại Ấn Độ, bởi cả các họa sỹ Ấn Độ ví dụ như Raja Ravi Varma và trong các trường nghệ thuật Anh Quốc. Theo sự ảnh hưởng rộng rãi của ý tưởng tinh thần Ấn Độ tại phía Tây, giáo viên mỹ thuật người Anh Ernest Binfield Havel cố gắng cải cách phương thức giảng dạy tại trường mỹ thuật Calcutta bằng cách khuyến khích học sinh mô phỏng theo mô hình thu nhỏ Mughal. Điều này đã dấn đến nhiều tranh cãi lớn, dẫn đến một cuộc đình công bởi học sinh và bị báo giới phê phán, bao gồm cả những nhà chủ nghĩa dân tộc những người xem nó là một động thái suy đồi. Havel đã được hỗ trợ bởi nghệ sĩ Abanindranath Tagore, một người cháu của nhà thơ Rabindranath Tagore. Tagore đã vẽ nhiều tác phẩm có ảnh hưởng bởi ttruowfg phái nghệ thuật Mughal, một phong cách mà ông và Havel tin tưởng rằng mang ấn tượng về các phẩm chất tâm linh riêng biệt của Ấn Độ, cũng như trái ngược với chủ nghĩa duy vật của Phương Tây. Tác phẩm nổi tiếng nhất của Tagore, Bharat Mata (người mẹ Ấn Độ), miêu tả một người phụ nữ trẻ với bốn cánh tay theo phong cách của các vị thần Hindu, đang nắm giữ một vật tượng trưng cho khát vọng quốc gia Ấn Độ. Sau đó Tagore cũng cố gắng để phát triển mối liên kết với các họa sĩ Nhật Bản giống như một phần hy vọng của việc xây dựng một hình thức nghệ thuật liên kết Á Đông.
Ảnh hưởng của Trường Bengal tại Ấn Độ suy giảm với sự bao phủ của những ý tưởng hiện đại những năm 1920. Trong giai đoạn sau độc lập, các họa sỹ Ấn Độ thể hiện rõ ràng hơn sự du nhập giống như việc họ mượn tính tự do từ phong cách phương Tây và hợp nhất chúng một cách tự do với các họa tiết Ấn Độ trong một hình thức hội họa mới. Trong khi những họa sĩ như Francis Newton Souza và Tyeb Mahta tiếp cận phong cách phương tây nhiều hơn, lại có những người khác như Ganesh Pyne và Maqbool Fida Husain người phát triển triệt để phong cách bản địa trong các tác phẩm. Ngày nay sau quá trình tự do hóa thị trường Ấn Độ, các họa sĩ được tiếp xúc nhiều hơn với nghệ thuật Quốc tế đã giúp họ khơi dậy các hình thức nghệ thuật mới mẻ mà tại thời điểm đó chưa xuất hiện bao giờ xuất hiện tại Ấn Độ.  Jitish Kallat đã trở nên cực kỳ nổi tiếng vào cuối thập niên 1990 với các bức tranh vừa hiện đại vừa vượt ra khỏi những định nghĩa chung chung. Tuy nhiên, trong khi các họa sĩ Ấn Độ trong thế kỷ mới đang thử nghiệm những phong cách, chủ đề và tính ẩn dụ mới, một điều khó có thể nhận biết được nhanh chóng đó là sự tham gia của các nhà kinh doanh vào nghệ thuật - một lĩnh vự mà chưa bao giờ tham gia trước đây

##### Hội họa Ấn Độ hiện đại
Amrita Sher-Gil là một họa sĩ Ấn Độ, đôi khi được nhắc đến như Frida Kahlo của Ấn Độ, và cho đến nay được coi là nữ họa sĩ quan trọng của Ấn Độ thế kỷ XX, người có di sản sánh ngang tầm với những bậc thầy của Bengal Renaissance, và cũng là người nữ họa sĩ "đắt gia nhất" của Ấn Độ.
Ngày nay, bà là một trong 9 Bậc thầy, những người mà tác phẩm của họ được công nhận là di sản nghệ thuật bởi  Cơ quan khảo sát khảo cổ của Ấn Độ, trong năm 1976 và 1979, và hơn 100 bức tranh của bà hiện đang được trưng bày tại triển lãm Quốc gia Nghệ thuật Hiện đại, New Delhi.
Trong thời kỳ thuộc địa, sự ảnh hưởng Phương Tây bắt đầu tạo nên một tác động tới nghệ thuật Ấn Độ. Nhiều nghệ sĩ phát triển phong cách sử dụng ý tưởng Phương Tây làm chất liệu. Một số khác ví dụ như Jamini Roy, lại có ý thức lấy cảm hứng từ nghệ thuật dân gian.
Tại thời điểm độc lập vào năm 1947, nhiều trường mỹ thuật Ấn Độ cung cấp sự tiếp cận với ý tưởng và kỹ thuật hiện đại. Các phòng tranh được mở ra để trung bày các tác phẩm của họa sĩ. Các họa sĩ Ấn Độ hiện đại đặc biệt thể hiện sự ảnh hưởng vởi phong cách Phương Tây, tiu nhiên vẫn thường lấy cảm hứng từ chủ đề và hình ảnh Ấn Độ. Các họa sỹ lớn cũng bắt đầu đề cập đến sự công nhận của quốc tế, ban đầu là trong cộng đồng Ấn Độ và sau đó là cả những khán giả ngoài Ấn Độ.
Nhóm Họa sĩ Tiến bộ, được thành lập ngay sau khi Ấn Độ độc lập năm 1947, dự định thành lập một cách thức mới trong thể hiện Ấn Độ sau độc lập. Những người sáng lập bao gồm 6 họa sĩ nổi tiếng -  K. H. Ara, S. K. Bakre, H. A. Gade, M.F. Husain, S.H. Razad và F. N. Souza, mặc dù nhóm bị giải tán năm 1956, nhưng nó đã ảnh hưởng một cách sâu sắc đến cách diễn đạt của hội họa Ấn Độ. Hầu như tất cả các họa sĩ lớn của Ấn Độ những năm 1950 đã liên kết với nhóm. Một số trong họ rất nổi tiếng ngày nay như Bal Chabda, Manishi Dey, Mukul Dey, V. S. Gaitonde, Ram Kumar, Tyeb Mehta và Akbar Padamsee. Một vài họa sĩ nổi tiếng khác như Bal Chabda, Manishi Dey, Mukul Dey, V. S. Gaitonde, Ram Kumar, Tyeb Mehta và Akbar Padamsee đã làm phong phú cho văn hóa Ấn Độ. Họ đã trở thành những biểu tượng của hội họa Ấn Độ hiện đại. Những nhà sử học nghệ thuật như giáo sư Rai Anand Krishna cũng ưu tiên những tác phẩm của các họa sĩ hiện đại mà phản ánh nét đặc biệt của Ấn Độ. Geeta Vadhera đã được ca ngơị vì phiên dịch sự phức tạp, chủ đề tinh thần Ấn Độ vào tranh sơn dầu ví dụ như suy nghĩ Sufi,  Upanishads và Bhagwad Geeta.
Nghệ thuật Ấn Độ đã được tăng cường với sự tự do hóa kinh tế của đất nước kể từ đầu những năm 1990. Họa sĩ từ các lĩnh vực khác nhau bây giờ bắt đầu mang lại phong cách đa dạng trong tác phẩm.Trong thời kỳ hậu tự do hóa Ấn Độ, nhiều họa sĩ đã tự tạo lập cho mình trong thị trường nghệ thuật quốc tế như các họa sĩ trừu tượng Natvar Bhavsar, nghệ sĩ biểu trưng Devajyoti Ray và nhà điêu khắc Anish Kapoor với tác phẩm nghệ thuật tối giản về voi ma mút đã có được sự chú ý vì kích cỡ của chúng. Nhiều ngôi nhà nghệ thuật và phòng trưng bày cũng đã mở ra tại Mỹ và châu Âu để giới thiệu tác phẩm nghệ thuật Ấn Độ

### Hội họa Philippines

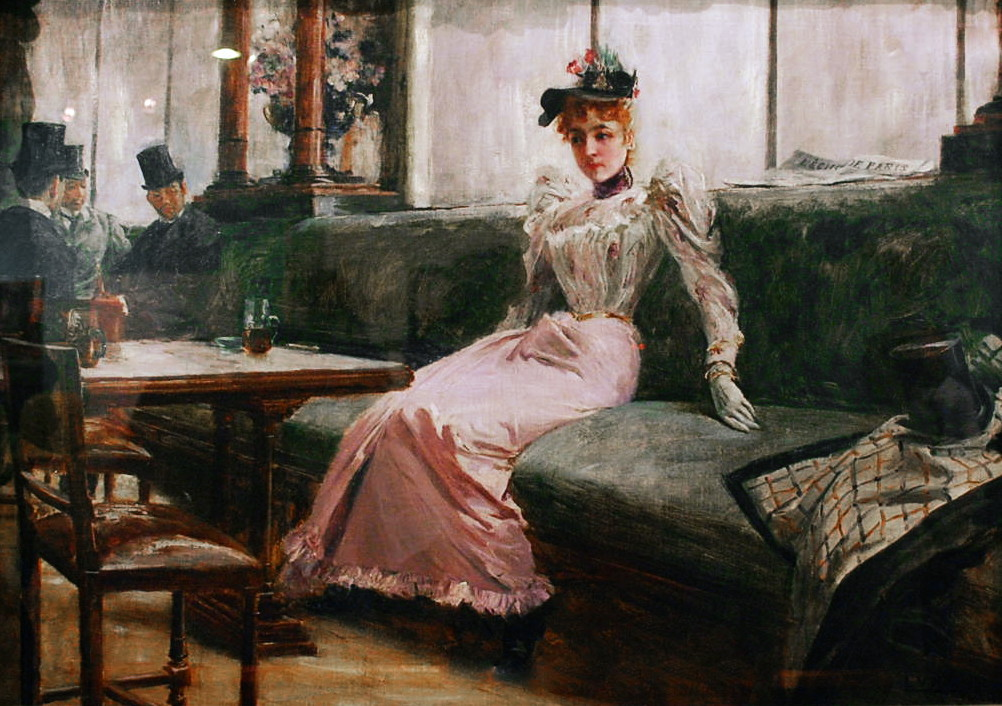
Juan Luna, đời sống người Paris, 1982

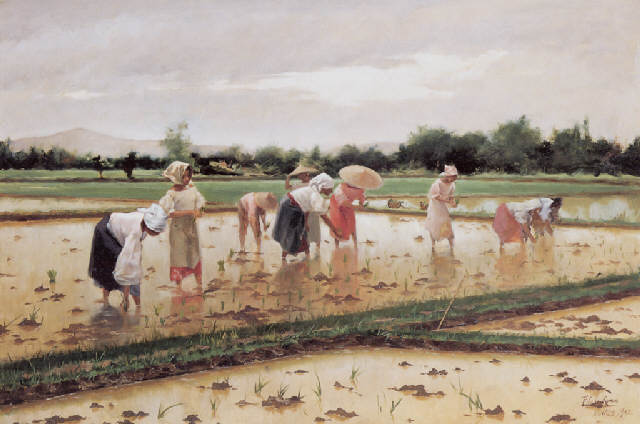
Fabián de la Rosa, Phụ nữ lao động trên đồng ruộng, 1902

Hội họa Philippines có thể được nhìn nhận tổng thể là sự pha trộn ảnh hưởng của nhiều nền văn hóa, mặc dù hiện tại nó mang một hình thức đậm chất phương Tây nhưng lại có nguồn gốc phương Đông. 
Những bức tranh Philippines đầu tiên có thể được tìm thấy trên những miếng đất đỏ (đất sét trộn với nước) được thiết kế để trang trí trên các đồ gốm phục vụ nghi lễ của người Philippines ví dụ bình Manunggul. Các bằng chứng về việc người Philippines làm gốm từ năm 6000 TCN đã được tìm thấy tại hang Sanga-sanga, hang Sulu và hang Laurente, Cagayan. Điều đã được chứng minh rằng vào năm 5000 TCN, việc làm gốm sứ đã trở nên phổ biến trên toàn đất nước. Việc làm gốm ở Philippines bắt đầu sớm hơn so với nước láng giềng Cambuchia và cùng thời điểm với Thái Lan như một phần xuất hiện rộng rãi Kỷ Băng Hà phát triển kỹ thuật gốm sứ. Bằng chứng rõ ràng hơn cho hội họa được thể hiện rõ ràng trong nghệ thuật xăm hình của người Philippines cổ, những người mà người Bồ Đào Nha đã tìm ra với tên gọi Pintados hay "người được vẽ" của Visayas. Các thiết kế đa dạng về hệ thực vật và động vật với các hình trang trí cơ thể tuyệt vời trong nhiều màu sắc khác nhau. Một trong những tác phẩm phức tạp nhất được hoàn thành bởi người Philippines cổ còn tồn tại đến ngày nay có thể thể hiện nghệ thuật và kiến trúc của Maranao người được biết đến bởi điêu khắc Rồng Nāga và Sarimanok và các bức tranh trong Panolong tuyệt đẹp của Torogan hoặc Nhà của Quốc Vương.

Philippines bắt đầu sáng tác các bức tranh theo truyền thông Châu Âu vào khoảng thời kỳ Tây Ban Nha thế kỷ XVII. Những tác phầm đầu tiên của phong cách hội họa này là các bức bích họa Giáo hội, hình ảnh tôn giáo từ các nguồn Kinh Thánh, cũng như khắc, tác phẩm điêu khắc và in thạch bản gồm các biểu tượng Kitô giáo và giới quý tộc châu Âu. Hầu hết các bức tranh và tác phẩm điêu khắc giữa 19 và thế kỷ XX tạo ra một sự pha trộn của các tác phẩm nghệ thuật tôn giáo, chính trị, và cảnh quan, với phẩm chất của vị ngọt, đậm, và nhạt. Họa sĩ hiện đại đầu tiên như Damián Domingo đã được kết hợp với những bức tranh tôn giáo và thế tục. Nghệ thuật của Juan Luna và Félix Hidalgo cho thấy một xu hướng cho các tuyên bố chính trị. Nghệ sĩ như Fernando Amorsolo sử dụng hậu hiện đại để sản xuất những bức tranh minh họa văn hóa, thiên nhiên, và sự hài hòa của Philippin. Trong khi các nghệ sĩ khác như Fernando Zobel sử dụng thực tế và trừu tượng cho tác phẩm của mình.

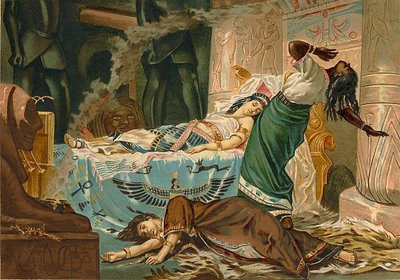
Juan Luna, The Death of Cleopatra, 1881
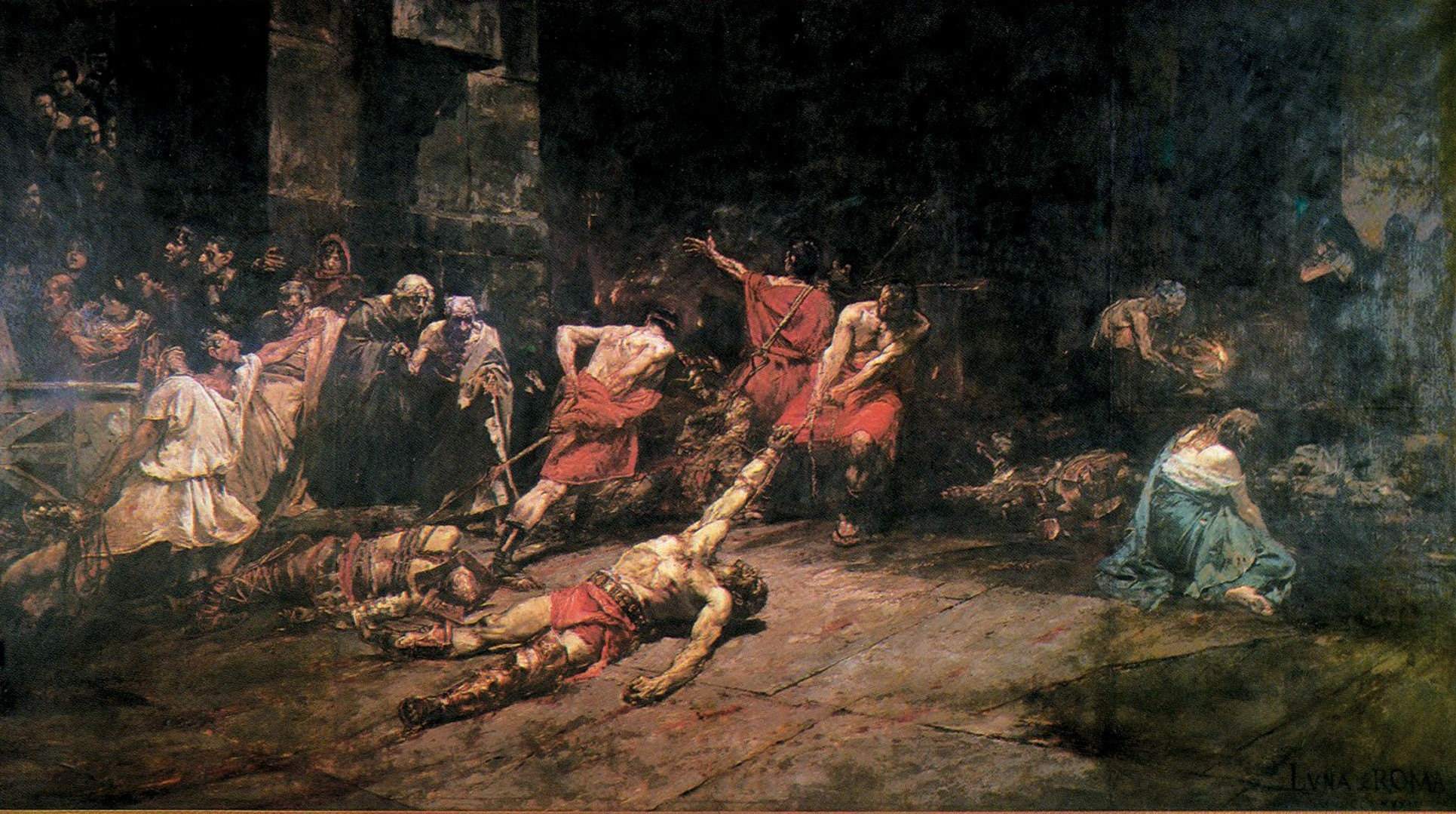
Juan Luna, Spoliarium, c. 1884
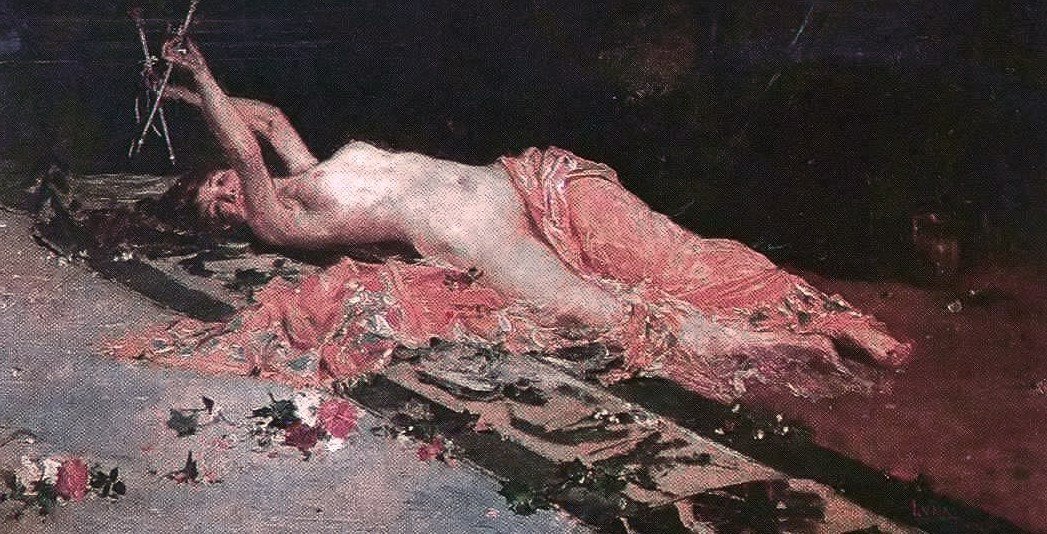
Juan Luna, Odalisque, 1885.
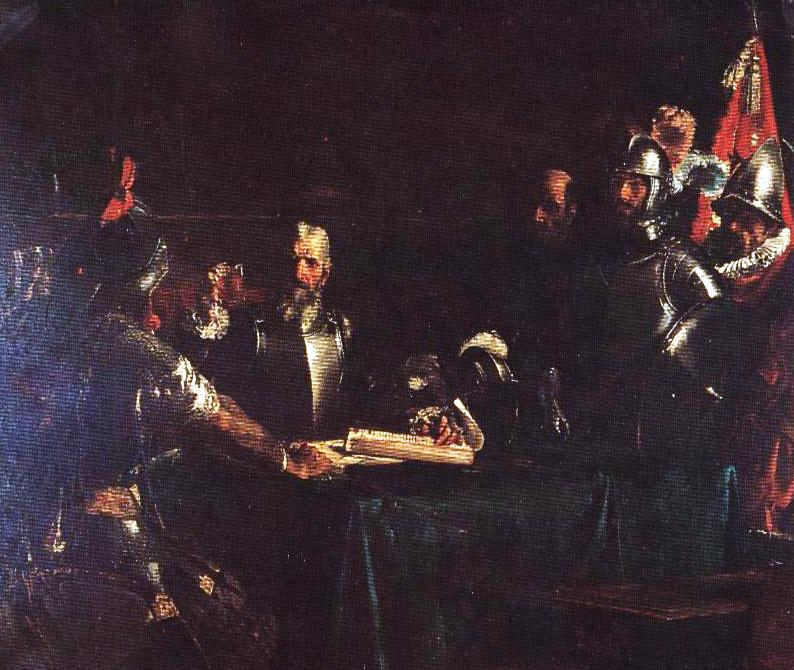
Juan Luna, Blood Compact, 1886
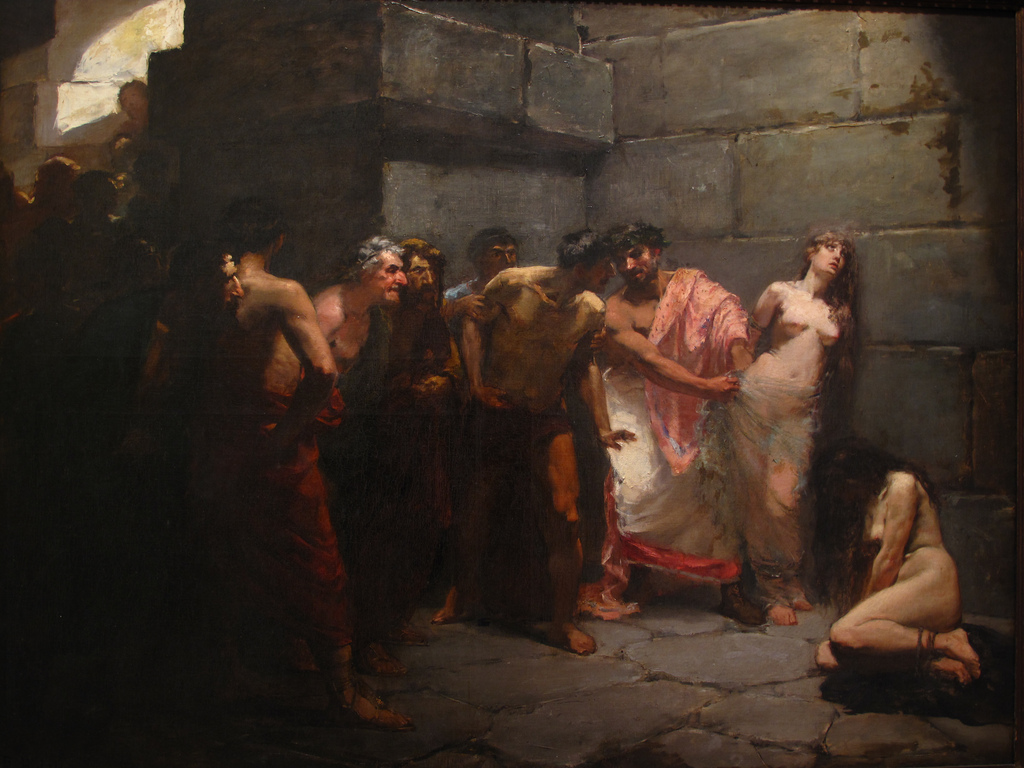
Félix Resurrección Hidalgo, The Christian Virgins Being Exposed to the Populace, 1884
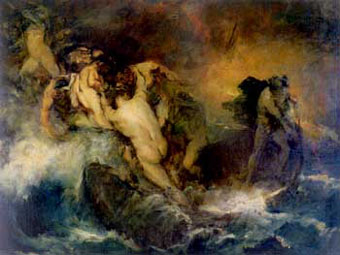
Félix Resurrección Hidalgo, La Barca de Aqueronte, 1887
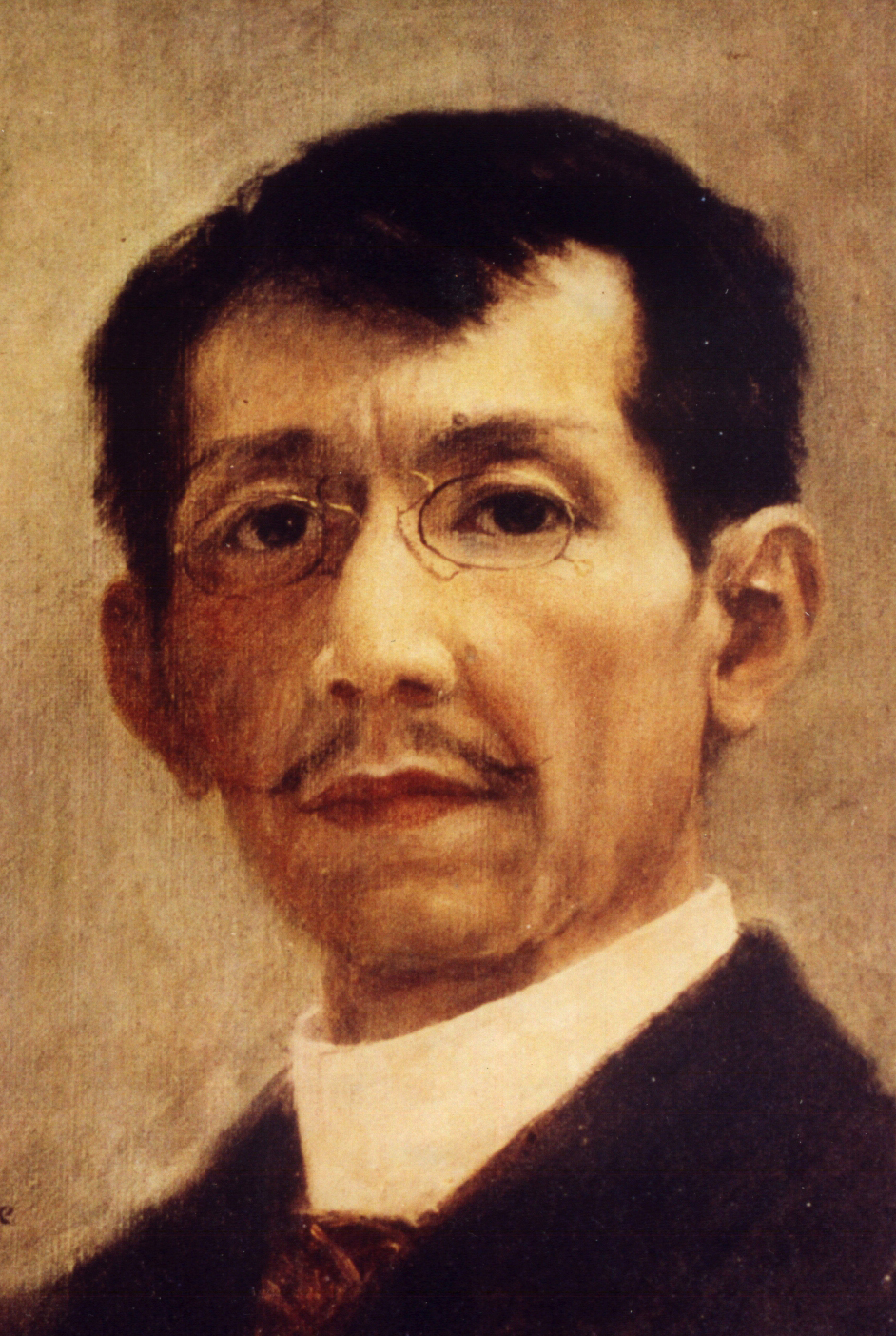
Félix Resurrección Hidalgo, Self Portrait, c. 1901
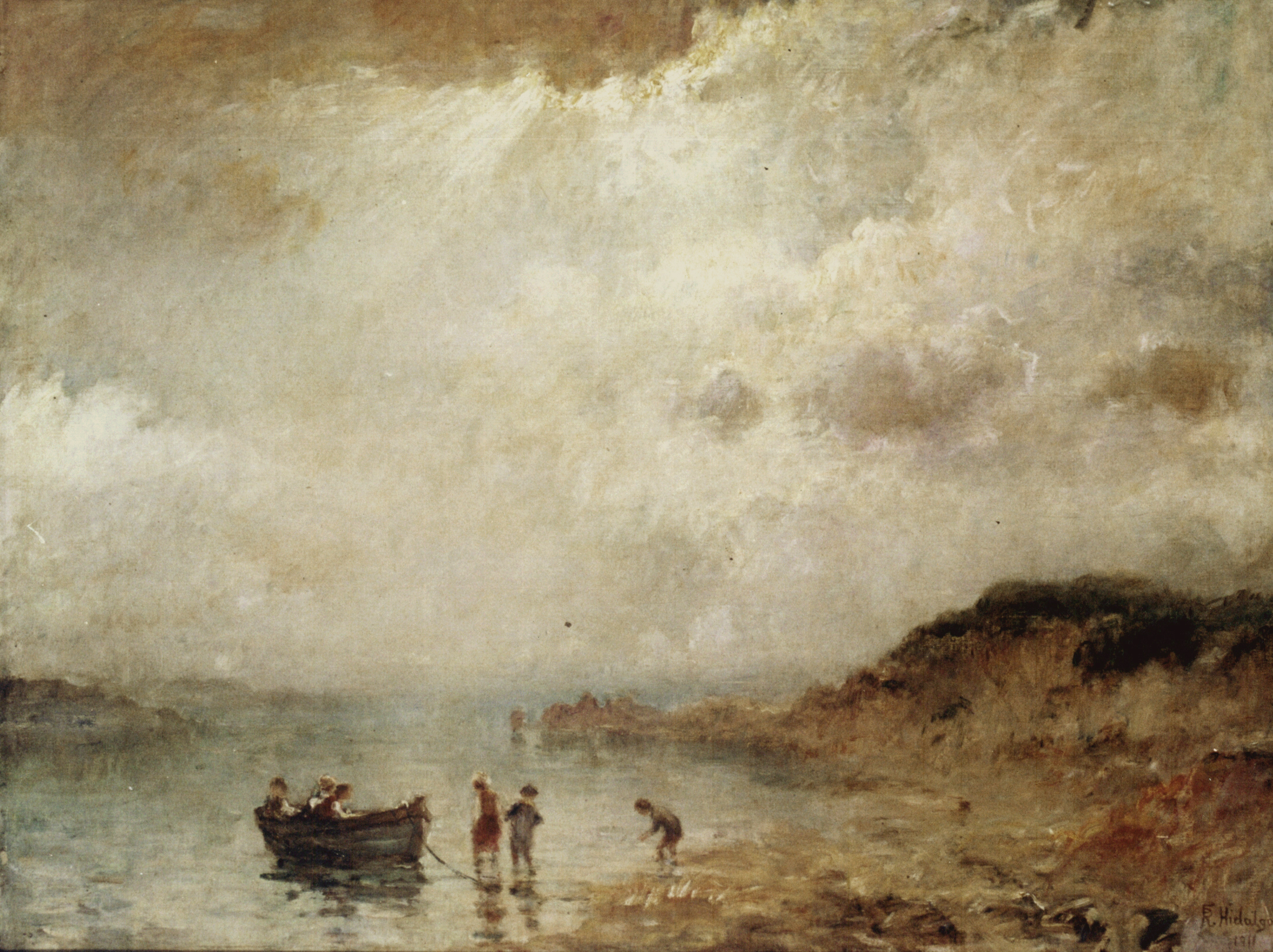
Félix Resurrección Hidalgo, La Marina, 1911, private collection
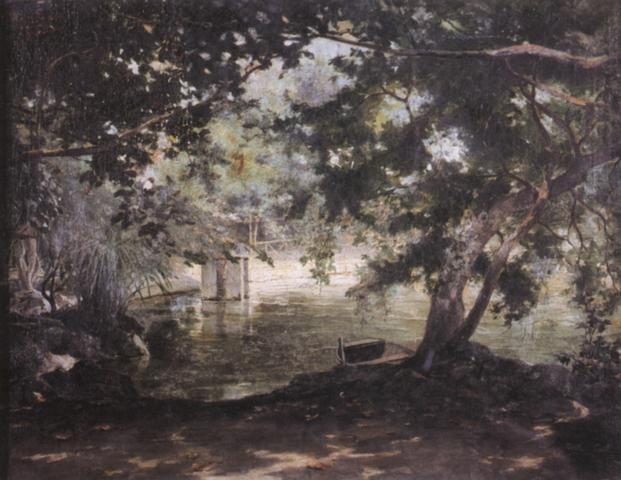

- Tập tin:Tabok1.jpg

## Hội họa Phương Tây

### Ai Cập, Hy Lạp và La Mã
Ai Cập Cổ, một nền văn minh với truyền thống mạnh mẽ về kiến trúc và điêu khắc (cả hai đều được vẽ với những màu tươi sáng) cũng có nhiều bích họa trong đền thờ và các tòa nhà và các bức tranh minh họa trên bản thảo giấy cói. Tranh và trang trí trên tường của người Ai Cập thông thường là đồ họa, đôi khi mang tình biểu tượng nhiều hơn là thực tế. Hội họa Ai Cập miêu tả các chỉ số trong các đường biên in đậm và hình dạng phẳng, mà trong đó đối xứng là một đặc tính cố định. Hội họa Ai Cập có mối quan hệ mật thiết với ngôn ngữ viết - được gọi là chữ tượng hình Ai Cập. Các hình vẽ biểu tượng được tìm thấy trong hình thức ban đầu của ngôn ngữ viết. Người Ai Cập cũng vẽ lên vải lanh, một số bức còn sót lại đến ngày nay. Những bức tranh của người Ai Cập cổ còn tồn tại đến nay là do thời tiết cực kỳ khô nóng. Người Ai Cập cổ vẽ tranh để tạo ra một nơi thanh thản cho những người đã khuất. Chủ đề bao gồm chuyến đi qua thế giới bên kia hoặc những thần linh bảo vệ của họ giới thiệu người đã khuất với các vị thần của thế giới bên kia. Một vài ví dụ của những bức tranh như thế có thể kể đến là tranh về các vị thần và nữ thần Ra, Horus, Anubis, Nut, Osiris và Isis. Một vài bức tranh trong lăng mộ cho thấy những hoạt động mà có liên quan đến người đã khuất khi họ còn sống và mong ước sẽ tiếp tục thực hiện trong cõi vĩnh hằng. Trong thời kỳ Vương Quốc Mới và sau đó, Cuốn sách về cái chết được chôn cùng với người trong lăng mộ. Nó được xem như sự giới thiệu quan trọng về thế giới bên kia.

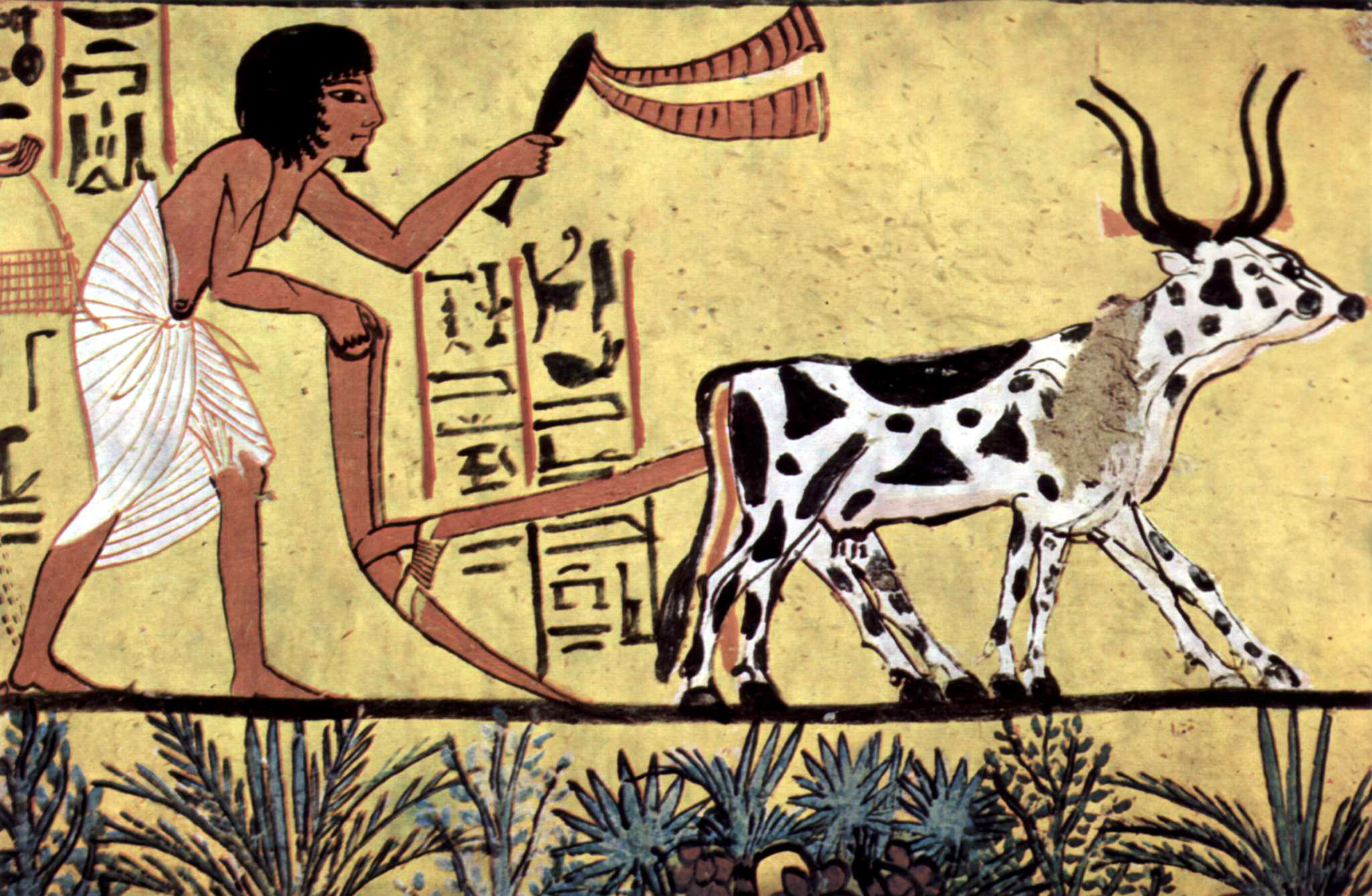
Sennedjem plows his fields with a pair of oxen, c. 1200 BC
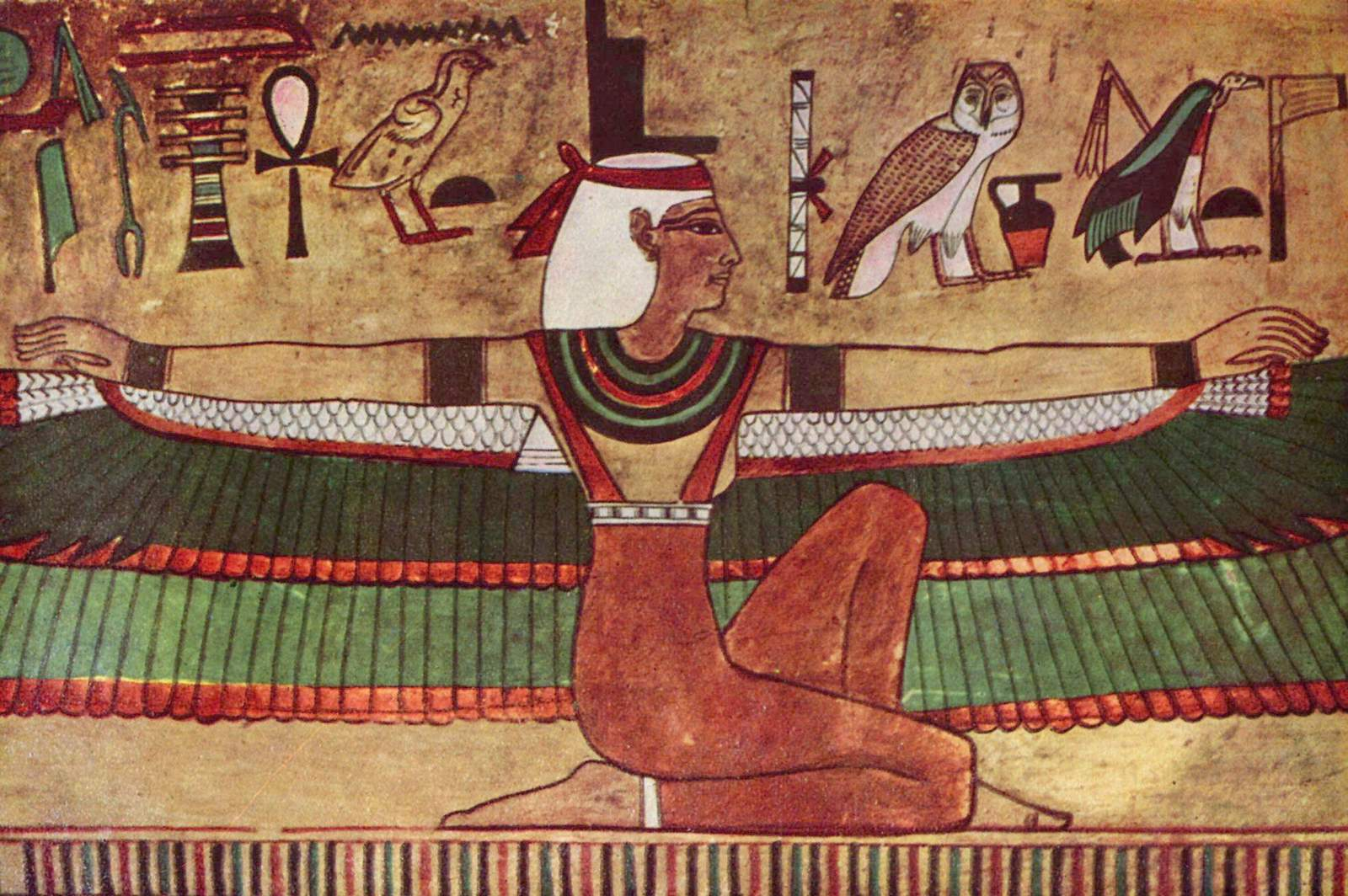
Ancient Egypt,The Goddess Isis, wall painting, c. 1360 BC
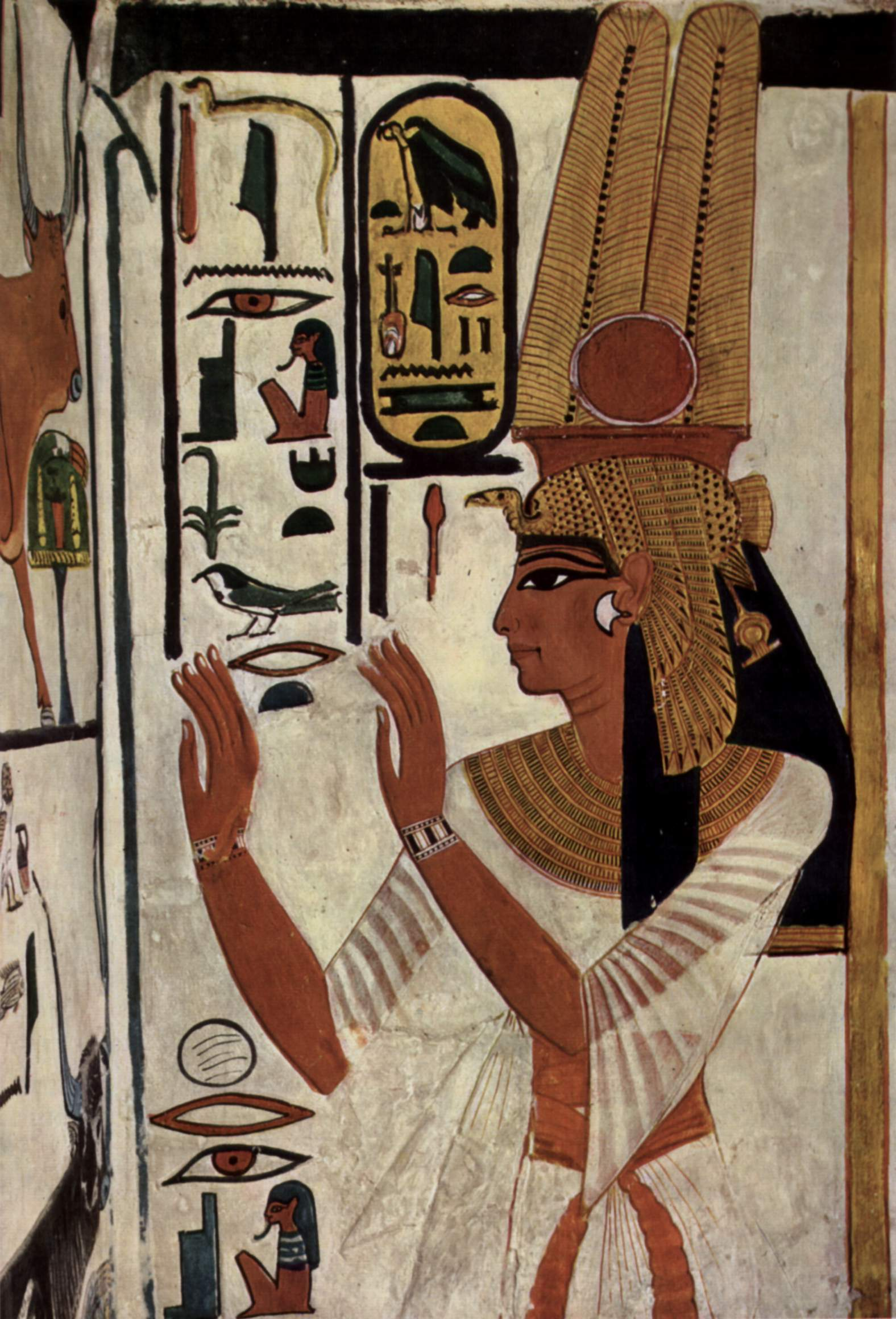
Ancient Egypt, Queen Nefertari
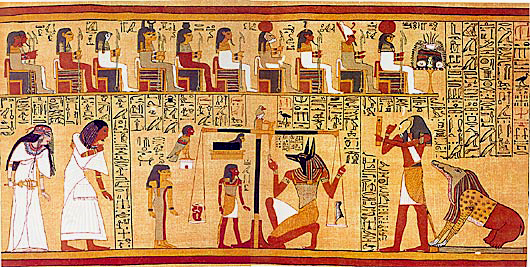
Ancient Egypt, papyrus
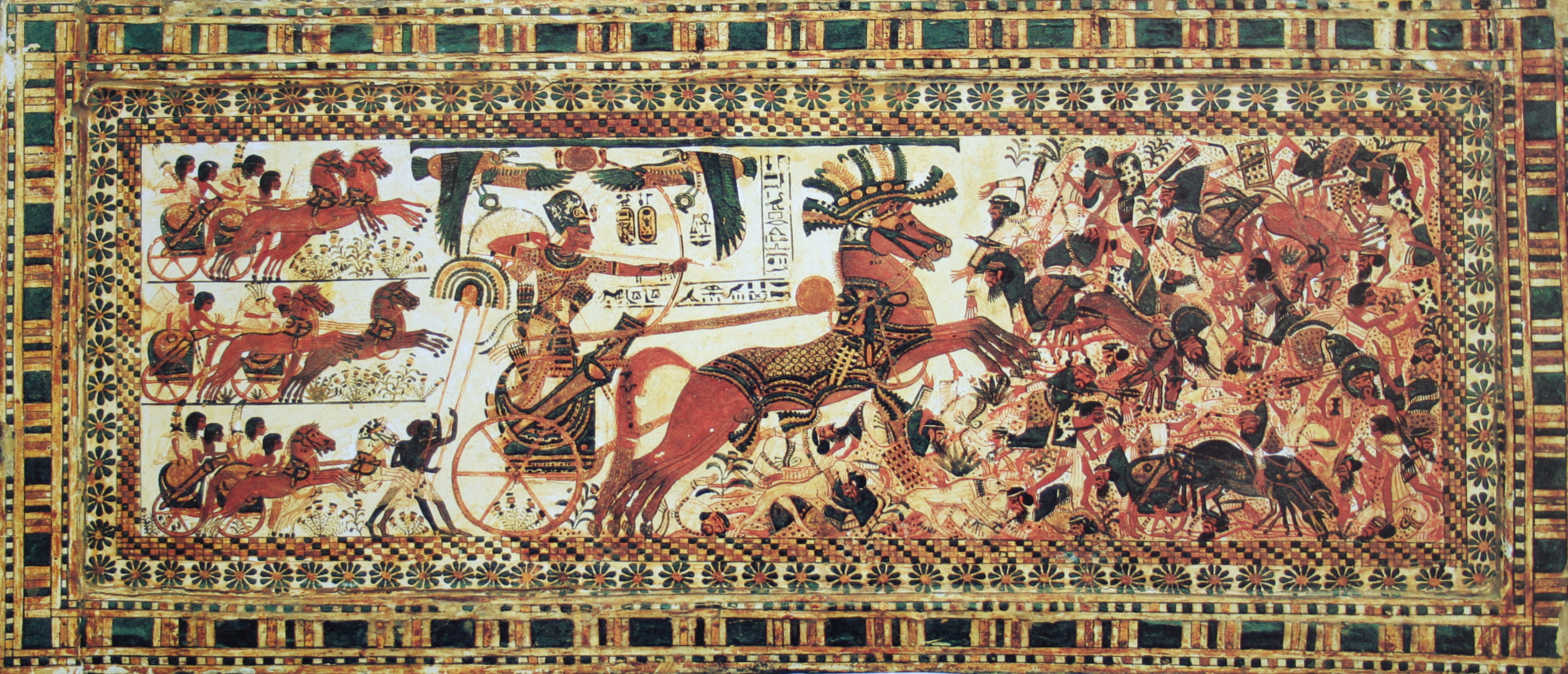
Ancient Egypt
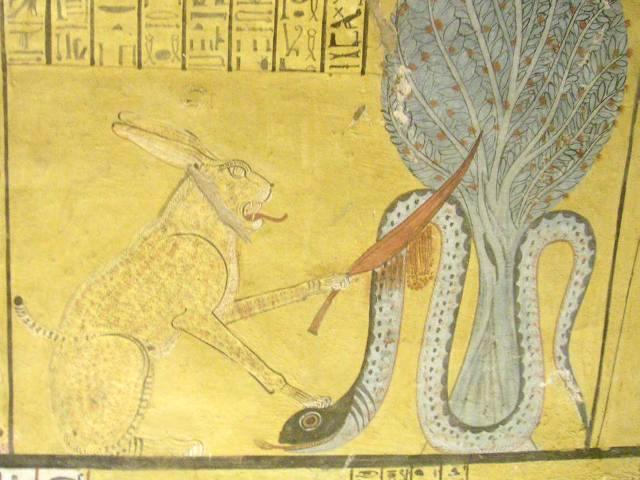
Ancient Egypt
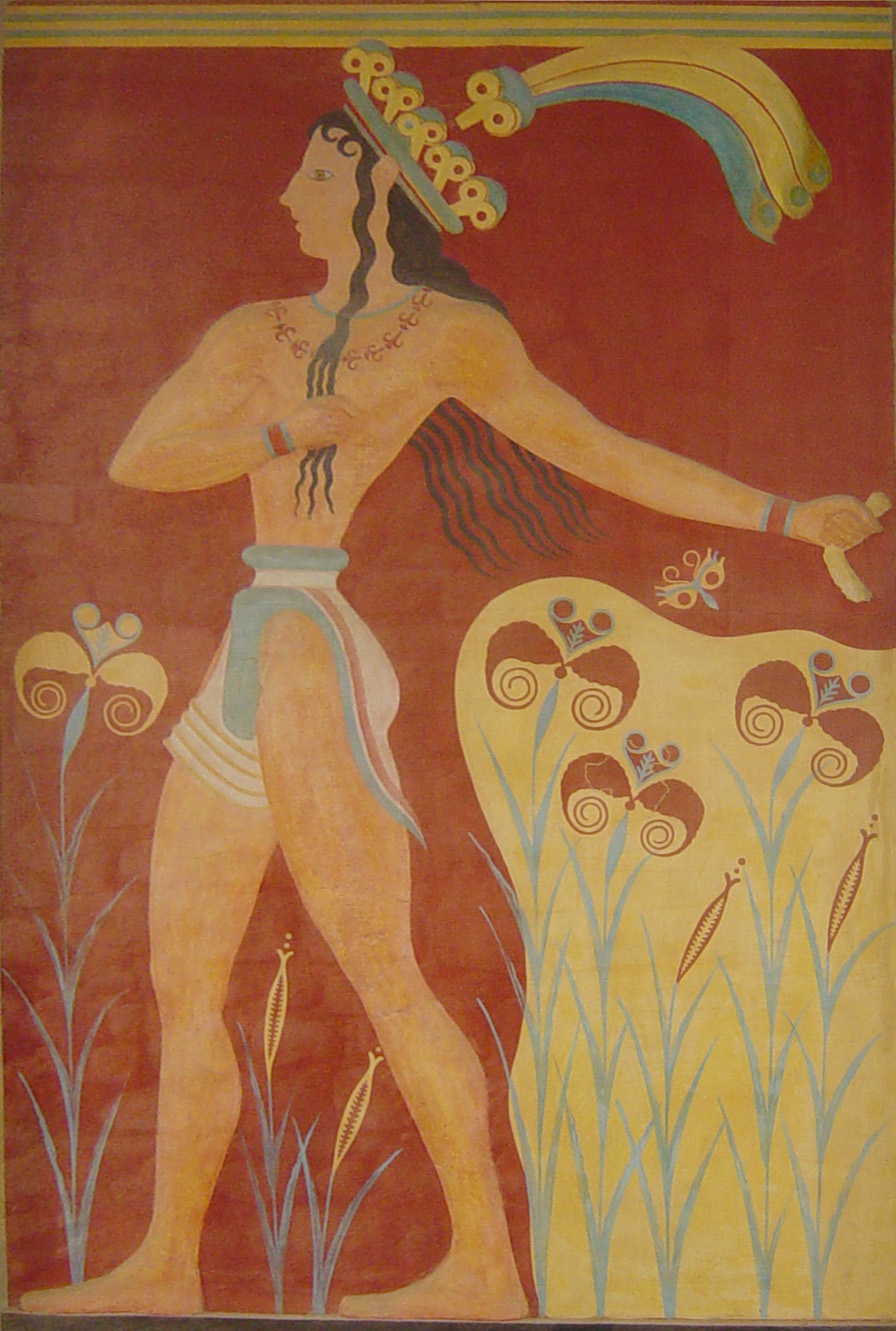
Knossos, Minoan civilization, Bronze Age Crete
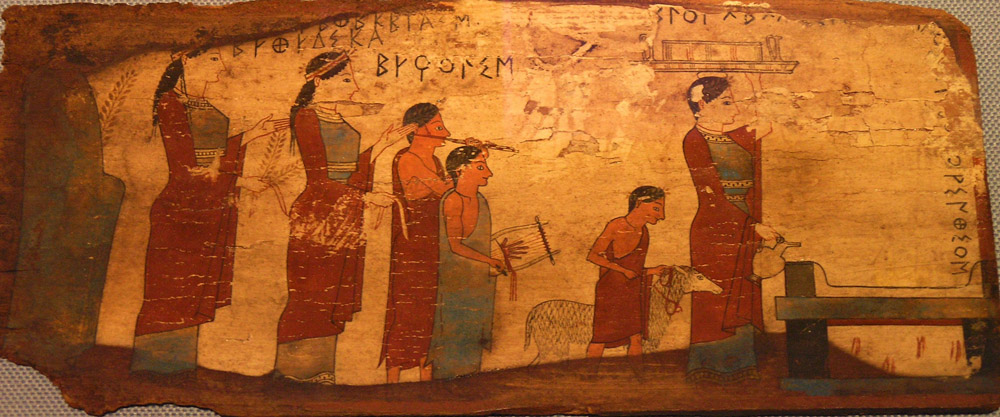
Pitsa panels, one of the few surviving panel paintings from Archaic Greece, c. 540–530 BC
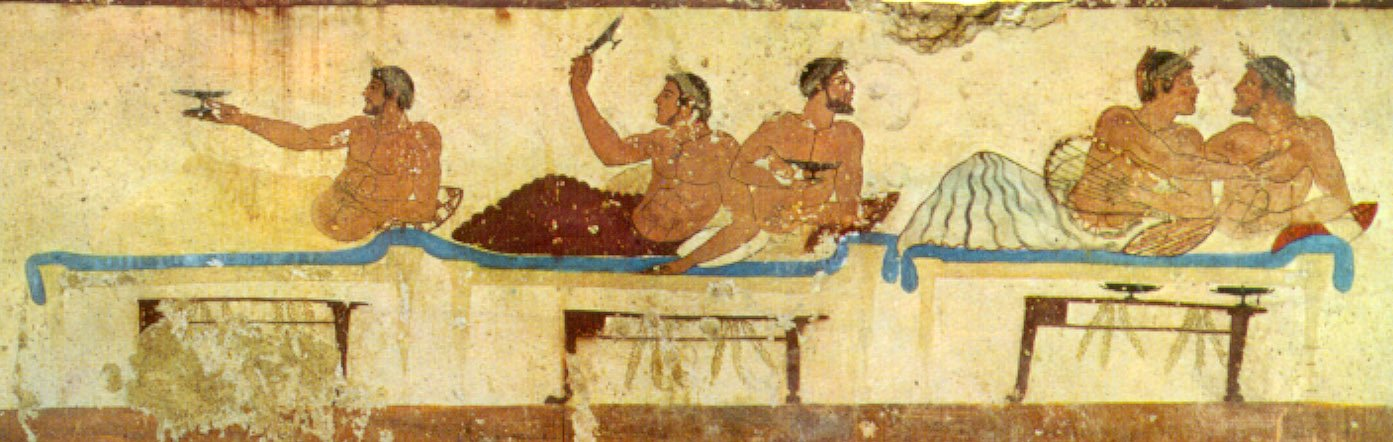
Symposium scene in the Tomb of the Diver at Paestum, circa 480 BC Greek art
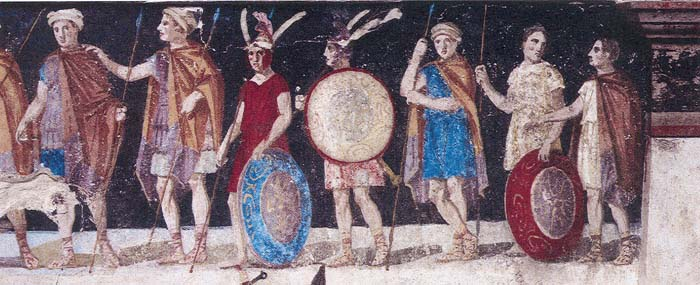
Mural of soldiers from Agios Athanasios, Thessaloniki, Ancient Macedonia, 4th century BC
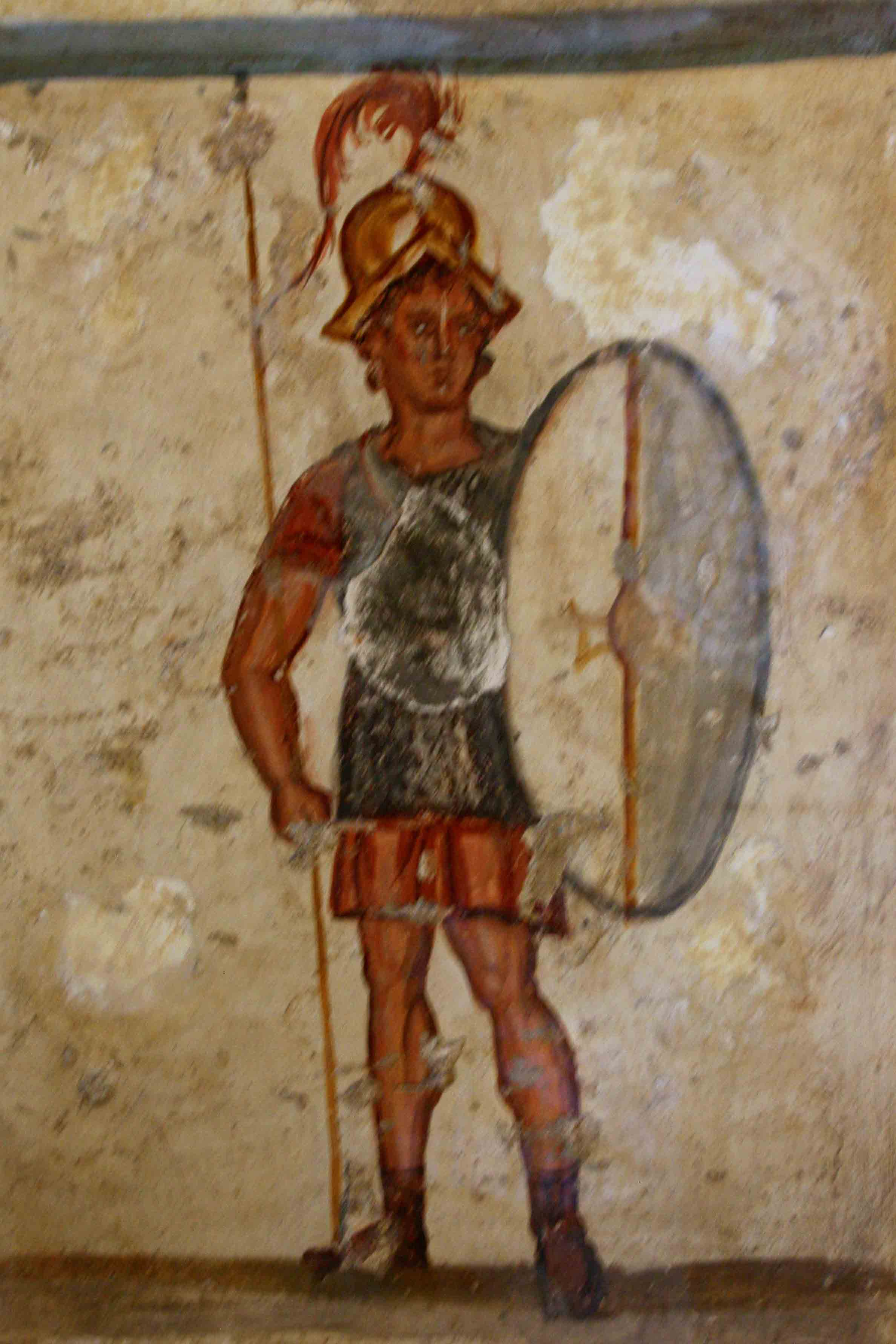
Fresco of an ancient Makedonian soldier (thorakitai) wearing chainmail armor and bearing a thureos shield, 3rd century BC
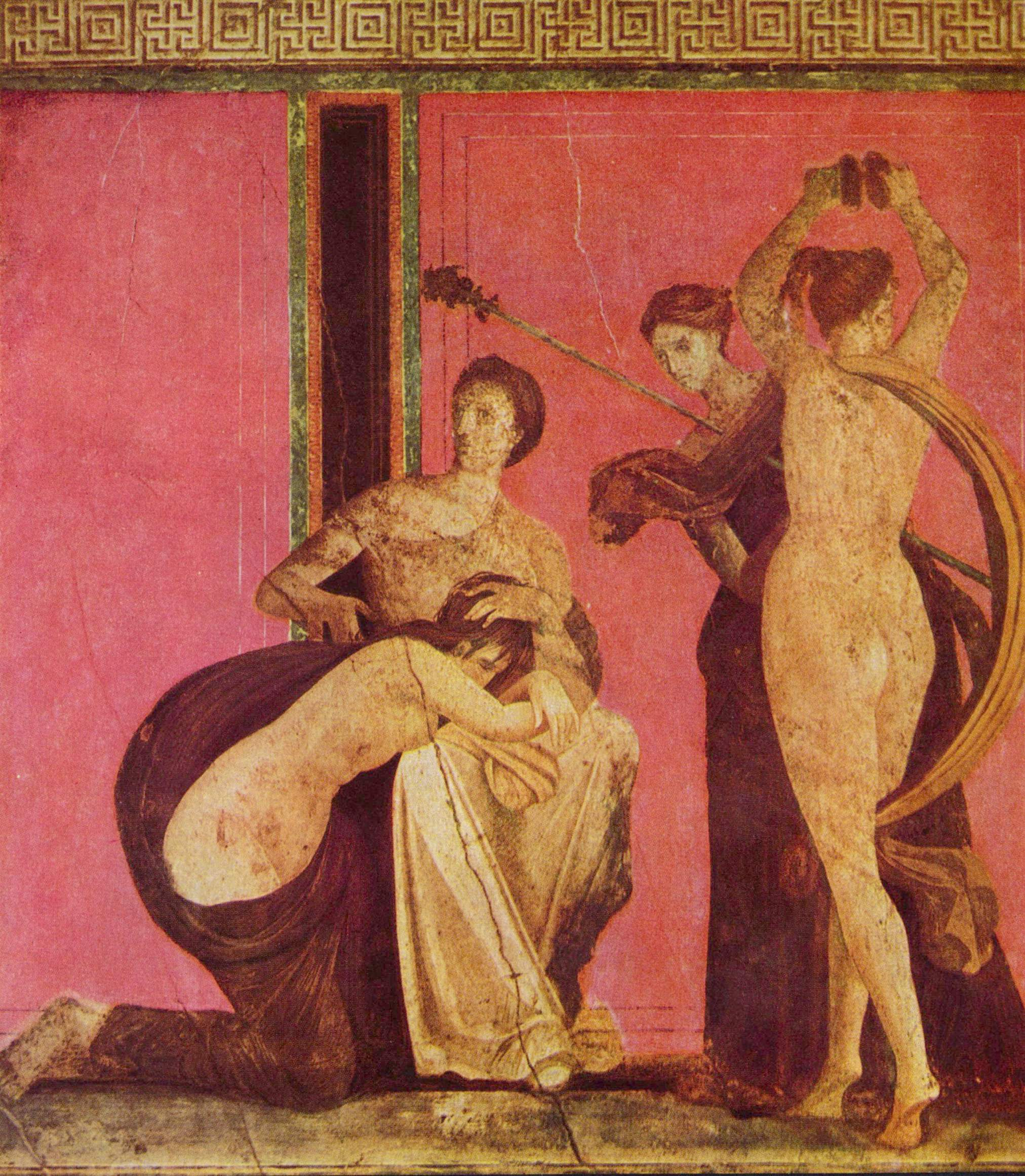
Roman art, Pompeii, Villa of the Mysteries, c. 60-50 BC
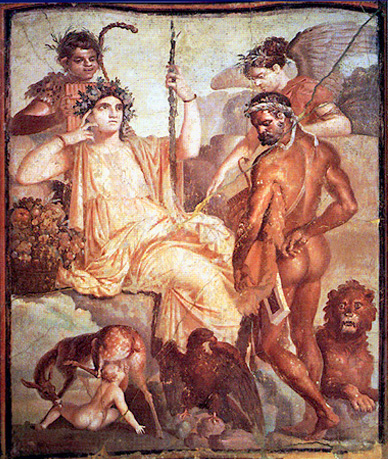
Roman art showing Hercules nad Telephus
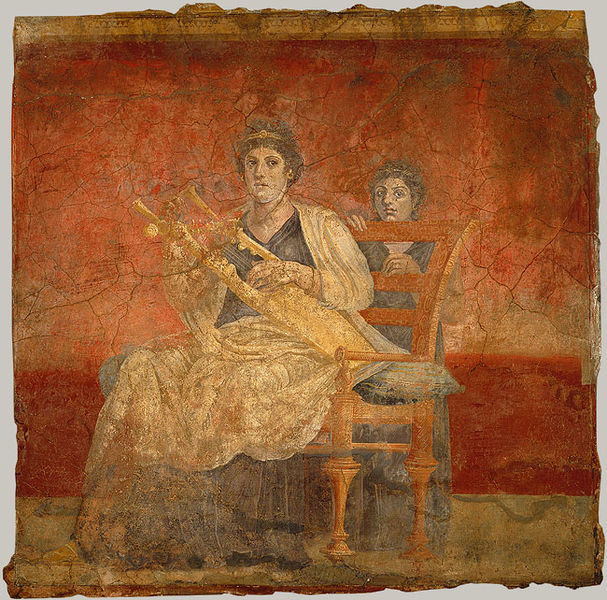
Roman art, Villa Boscoreale frescos, c. 40 BC
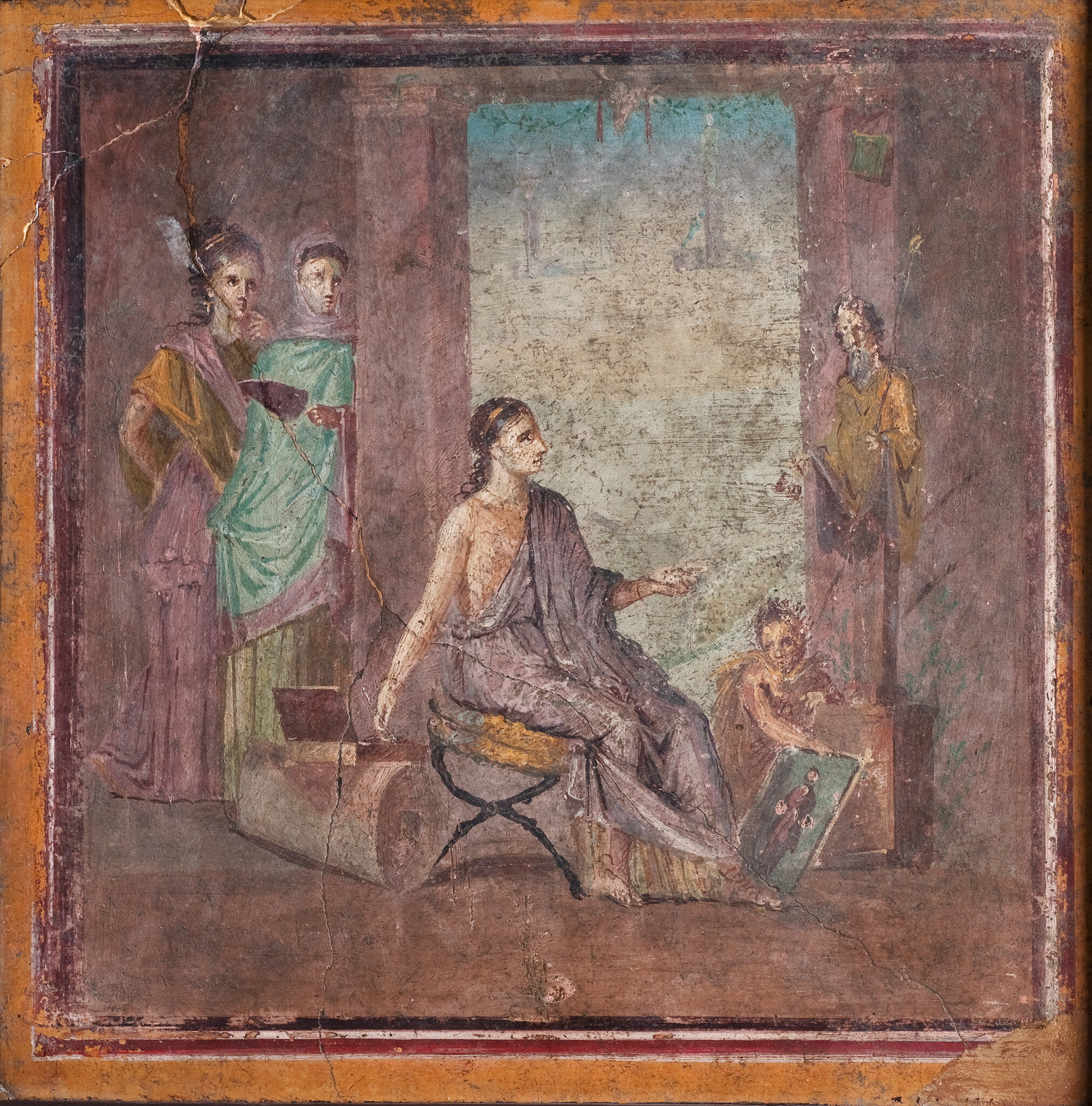
Roman art, Pompeii
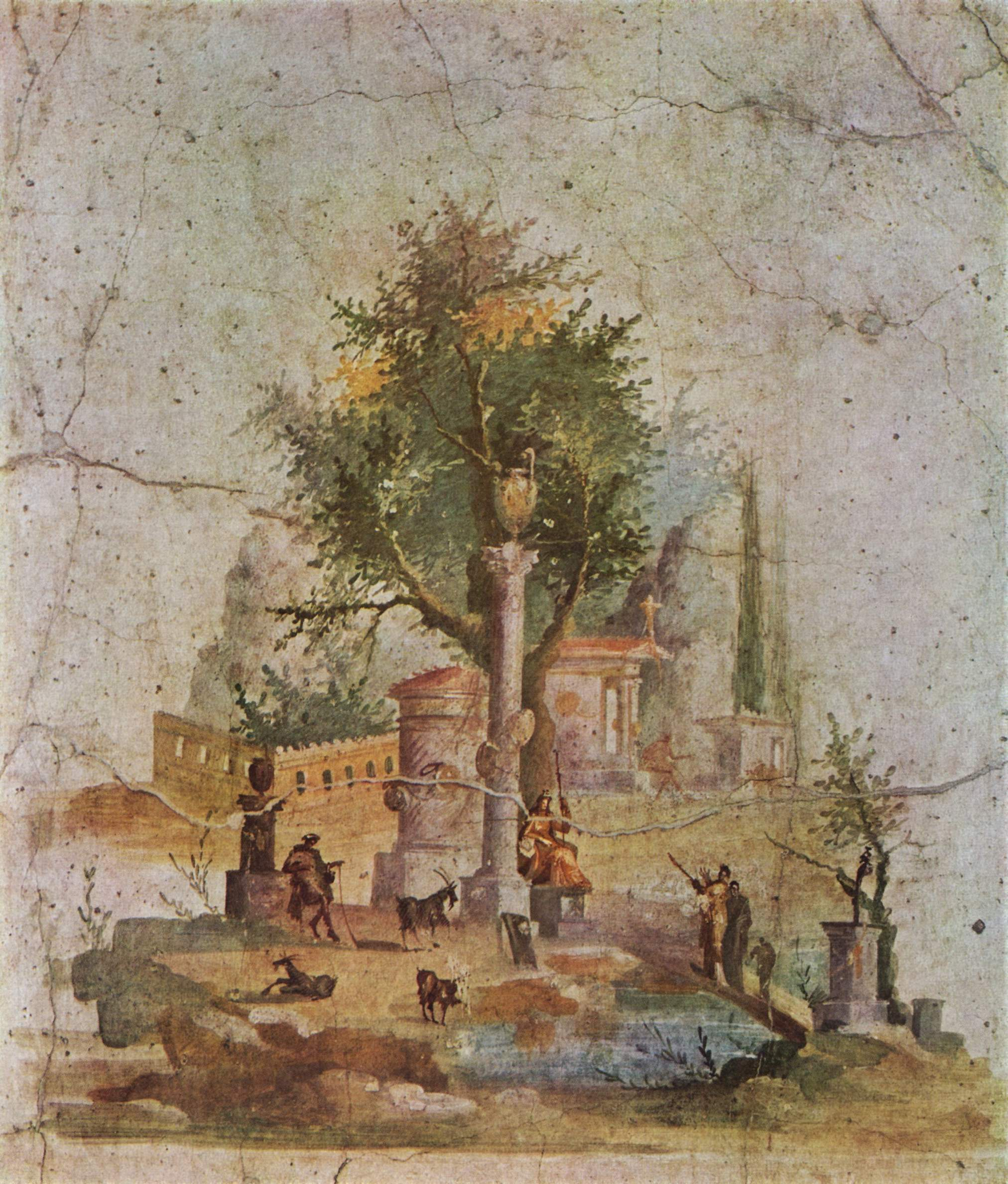
Roman art, Pompeii
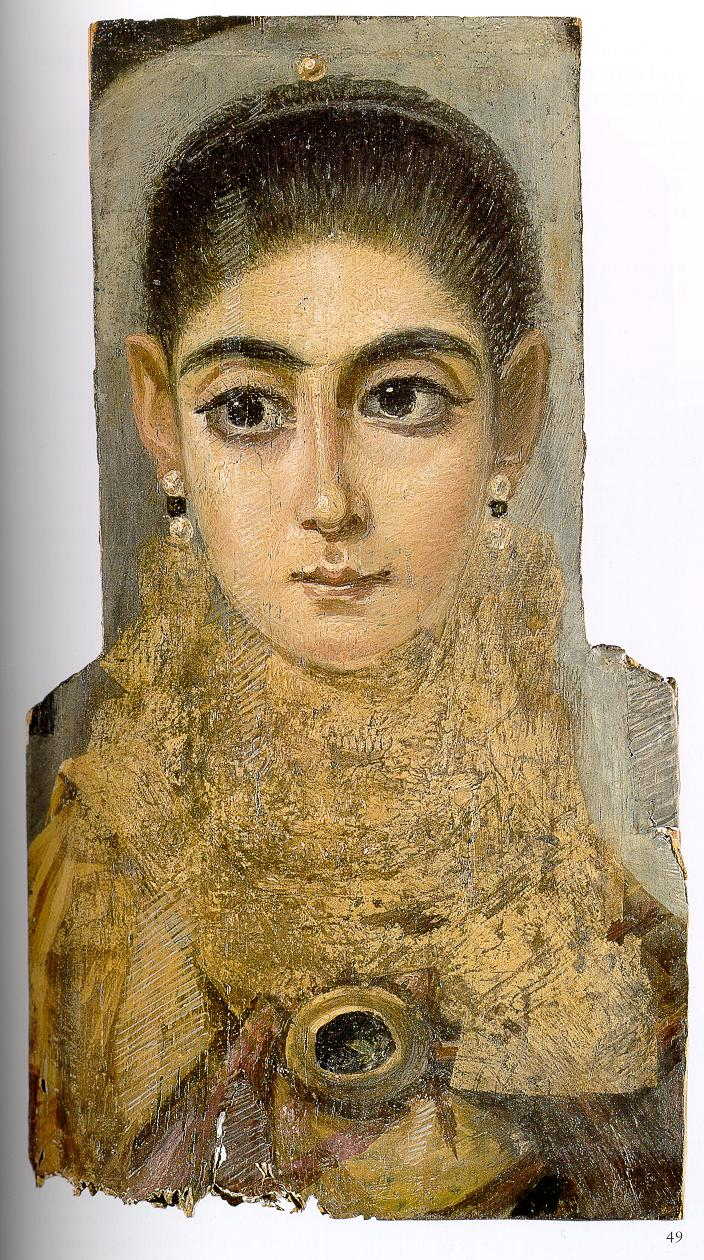
Roman art, Fayum mummy portraits from Roman Egypt
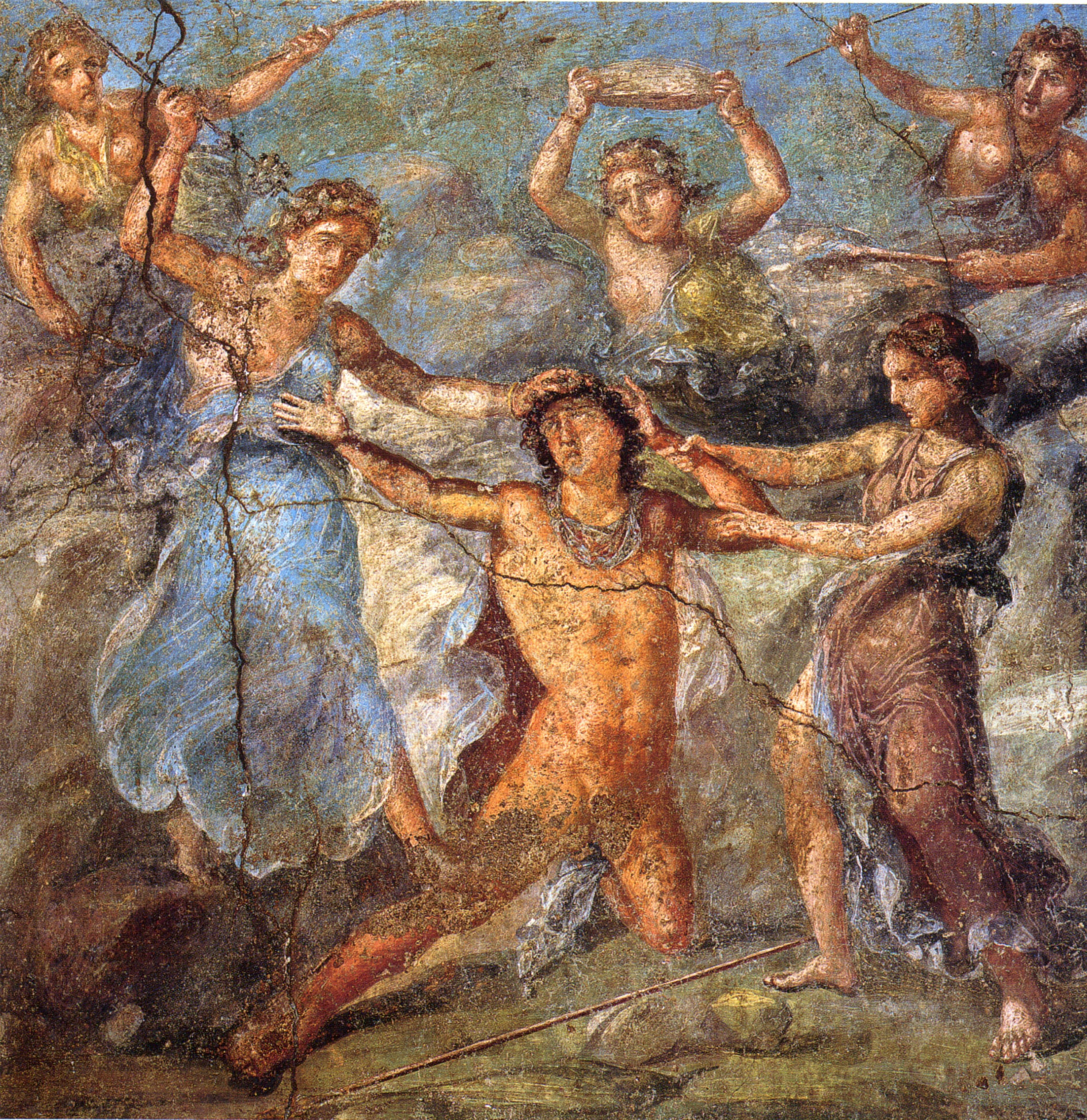
Roman art from the House of the Vettii, Pompeii, 1st century AD
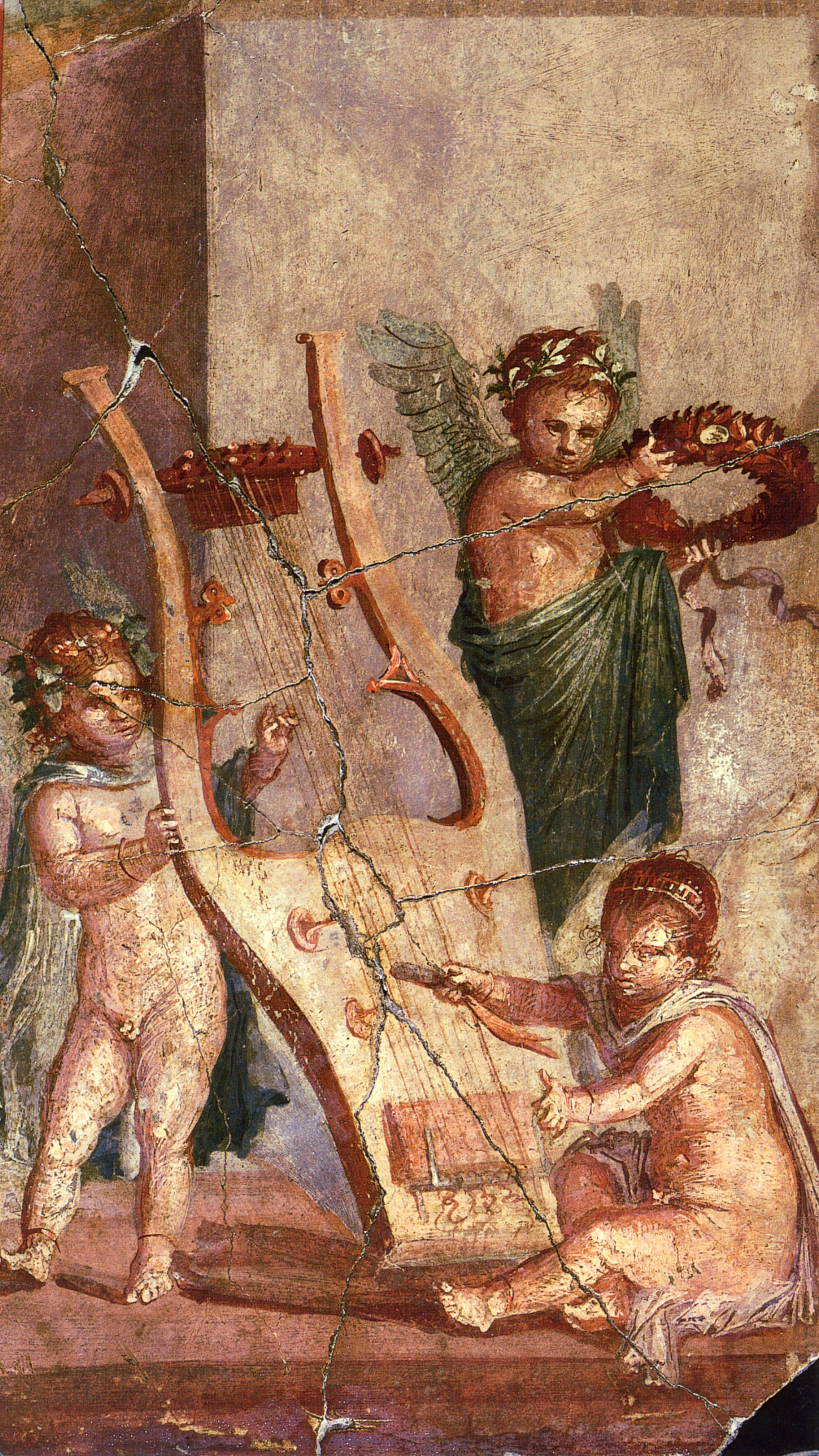
Cupids playing with a lyre, Roman fresco from Herculaneum
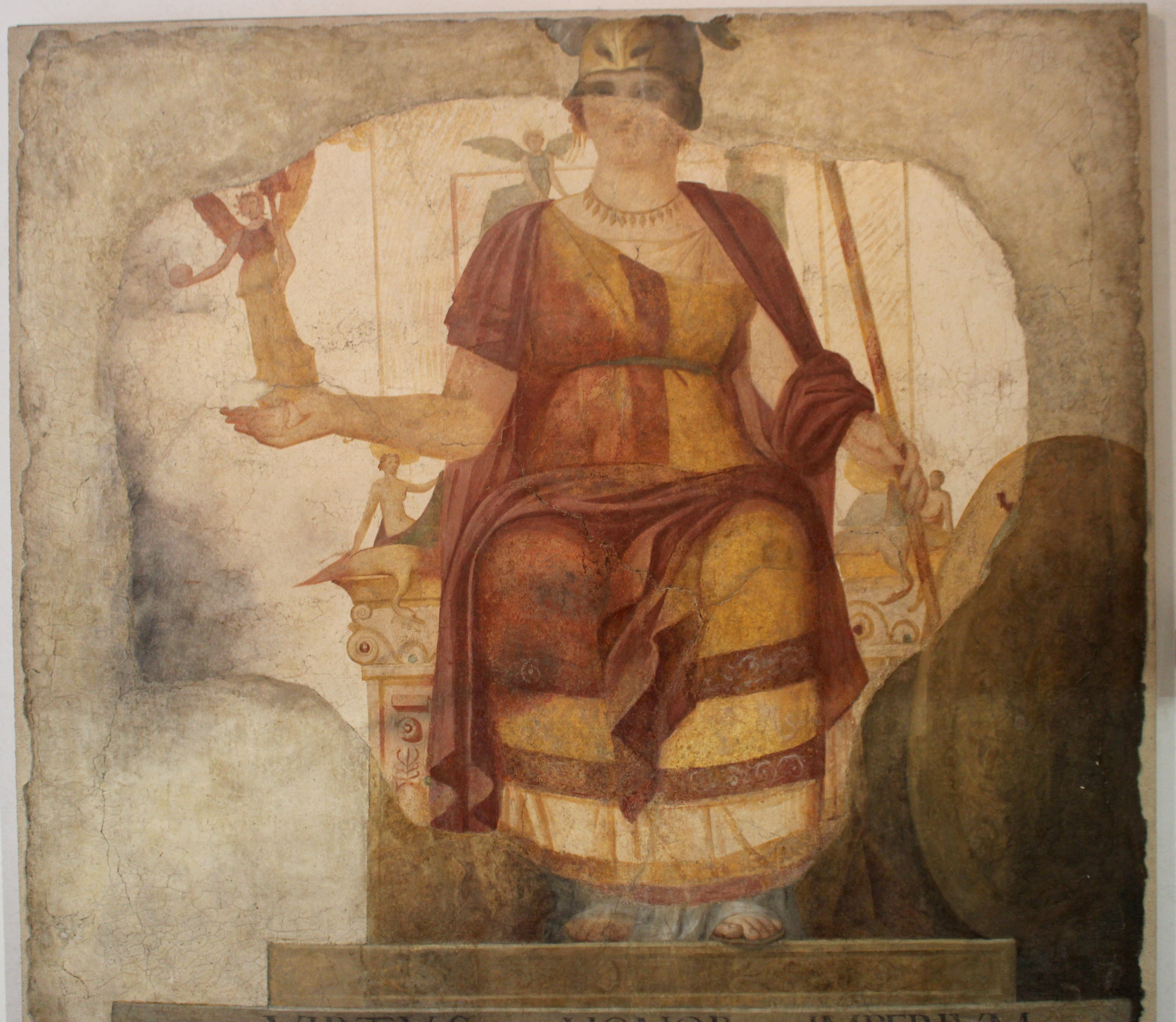
Roman fresco with a seated Venus, the so-called "Dea Barberini", 4th century AD

Về phía bắc của Ai Cập là nền văn minh Minoan trên hòn đảo Crete. Các bức tranh tường được tìm thấy trong cung điện Knossos là tương tự như của người Ai Cập nhưng tự do hơn  nhiều trong phong cách. Khoảng năm 1100 trước Công nguyên, các bộ lạc ở miền bắc Hy Lạp chinh phục Hy Lạp và nghệ thuật Hy Lạp có một hướng đi mới. 
Hy Lạp đã có những họa sĩ và nhà điêu khắc với tay nghề cao (mặc dù ở thời này cả hai chỉ được coi là lao động chân tay đơn thuần), và các kiến trúc sư. Đền Parthenon là một ví dụ về kiến trúc của họ còn tồn tại cho đến ngày nay. Các tác phẩm điêu khắc bằng đá cẩm thạch của Hy Lạp thường được mô tả như là hình thức cao nhất của nghệ thuật cổ điển. Tranh trên gốm và gốm sứ của Hy Lạp cổ đại cung cấp thông tin về cách thức chức năng xã hội ở Hy Lạp đại. Các bình vẽ màu đen và bình vẽ màu đỏ cho ta những ví dụ sống động về hội họa Hy Lạp. Một vài họa sĩ nổi tiếng Hy Lạp đã được ghi vào sử sách đó là Apelles, Zeuxis và Parrhasius, tuy nhiên không còn bất kì ví dụ nào về hội họa Hy Lạp cổ còn tồn tại, chỉ có những miêu tả bởi những người đương thời hoặc những người La Mã. Zeuxis sống vào năm 5-6 TCN và được cho là người đầu tiên sử dụng Sfumato. Theo Pliny the Elder, chủ nghĩa hiện thực trong các bức tranh của ông là như vậy mà thậm chí những chú chim đã cố gắng ăn nho trong tranh. Apelles được mô tả như những họa sĩ vĩ đại nhất của thời cổ cho kỹ thuật hoàn hảo trong bản vẽ, màu sắc rực rỡ và mô hình hóa. 
Hội họa La Mã bị ảnh hưởng bởi Hy Lạp và phần nào đó có thể xem là hậu duệ của hội họa Hy Lạp cổ. Tuy nhiên, hội họa La Mã cũng có những đặc điểm độc đáo quan trọng. Những gì còn xót lại của hội họa La Mã chỉ là các bức tranh trên tường mà chủ yếu từ các biệt thự tọa Campania, ở phía Nam Italia. Hội họa La Mã có thể nhóm lại thành 4 " phong cách" hoặc thời kỳ chính và có thể bao gồm cả những ví dụ đầu tiên của trompe-l'œil, giả quan điểm và phong cảnh đơn thuần. Hầu hết những bức chân dung còn lại từ thời cổ đại là có một số lượng lớn là ảnh thờ cúng được tìm thấy trong các nghĩa trang cổ xưa của Al-Fayum. Mạc dù chúng vừa là những bức tranh đẹp nhất thời kỳ đó vừa có chất lượng tốt nhất, bant thân nó cũng thật sự ấn tượng và đưa ra một ý tưởng về các phẩm chất mà các công trình cổ phải có. Một số lượng rất ít các mẫu thu nhỏ từ các cuốn sách Late Antique vẫn tồn và một số lượng lớn các phiên bản của chúng có từ thời kỳ đầu Medieval.

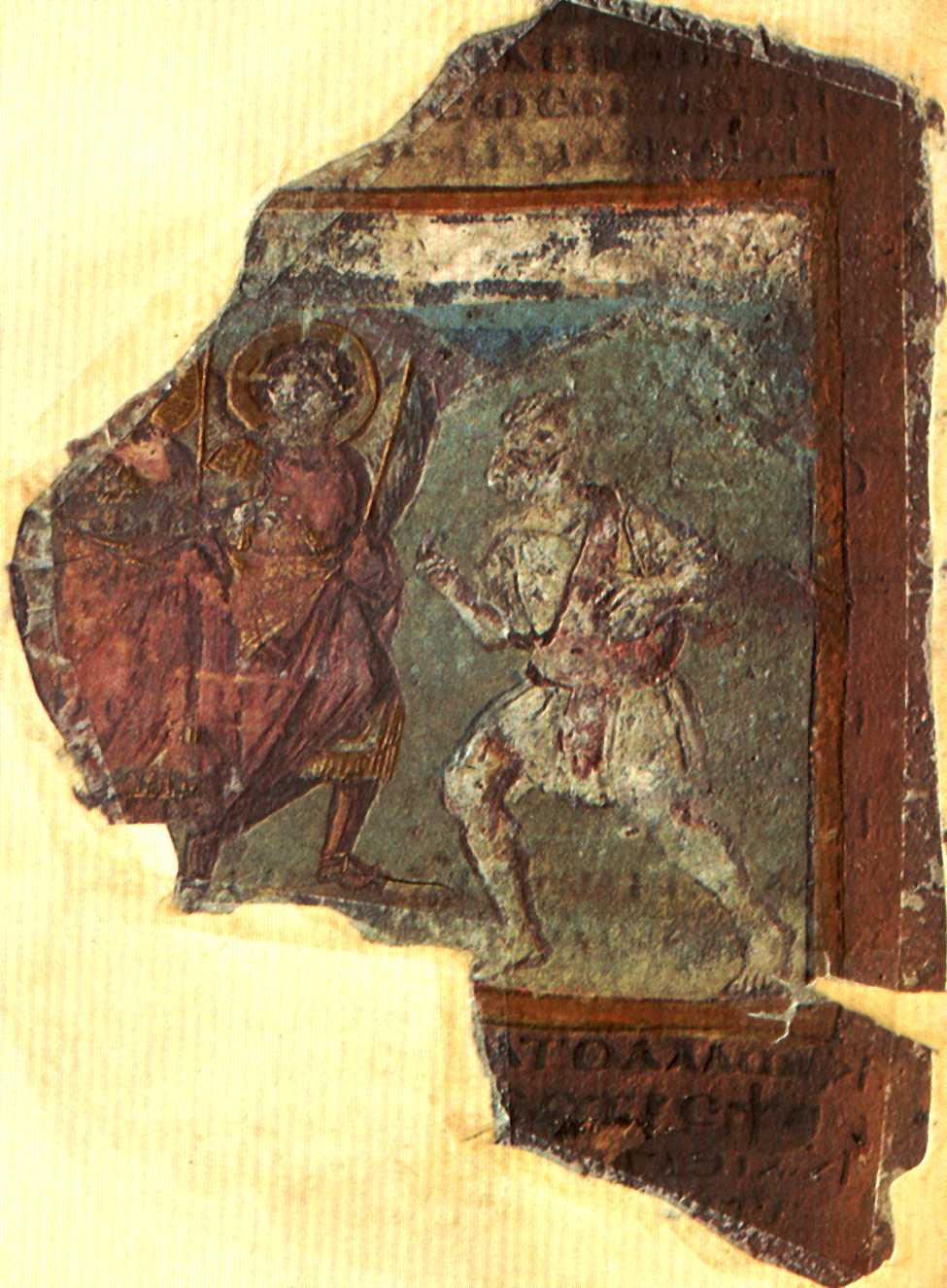
Cotton Genesis A miniature of Abraham Meeting Angels
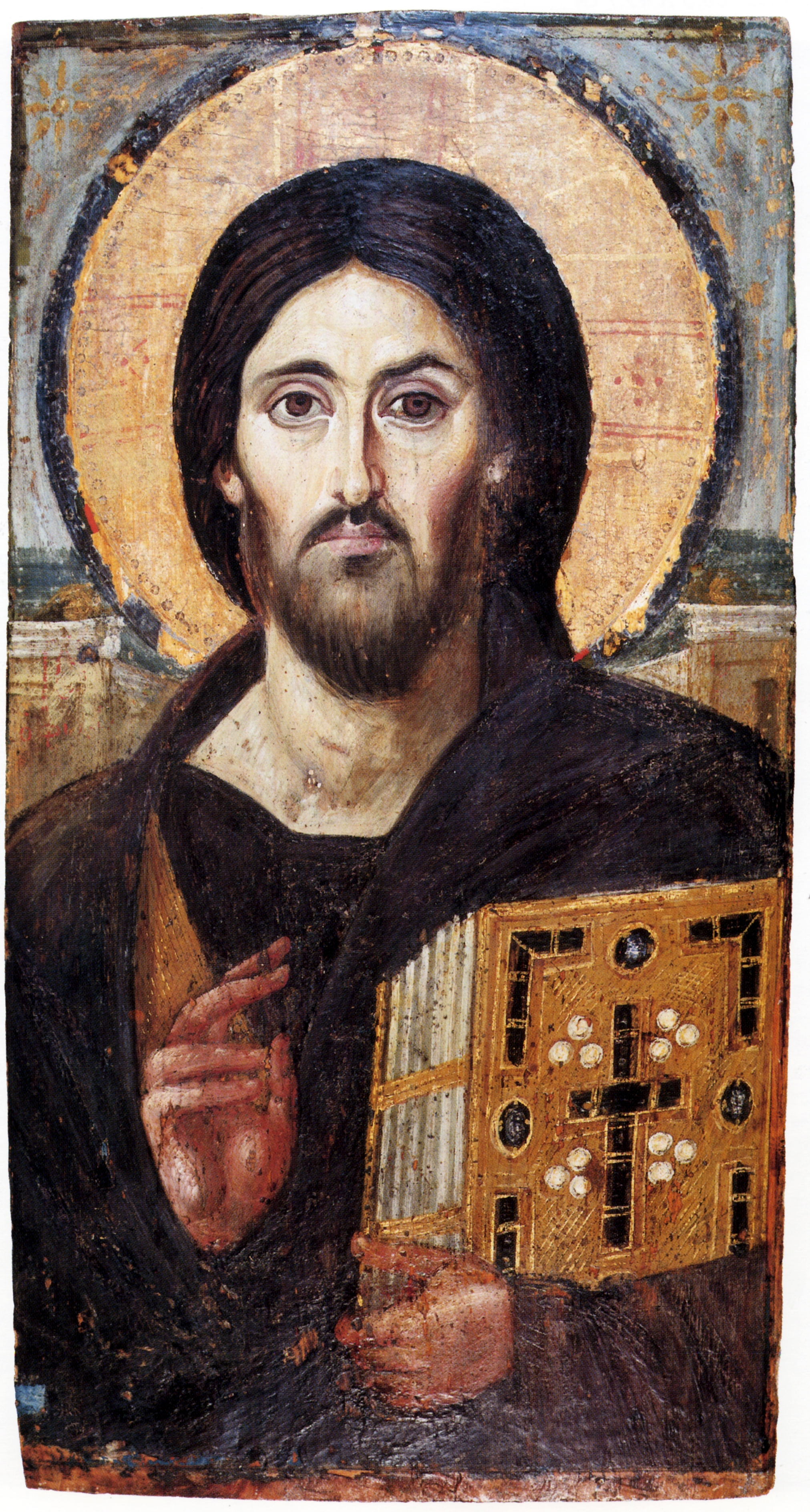
Byzantine icon, 6th century
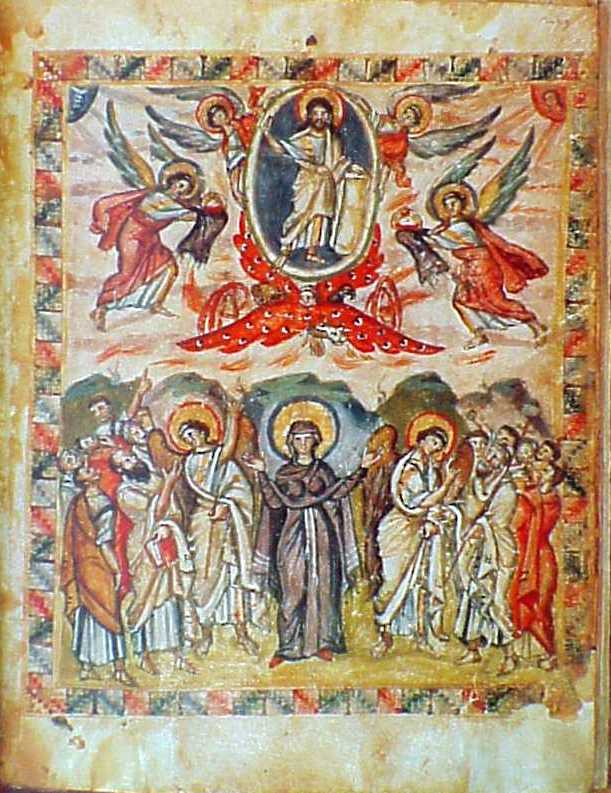
Byzantine, 6th-century
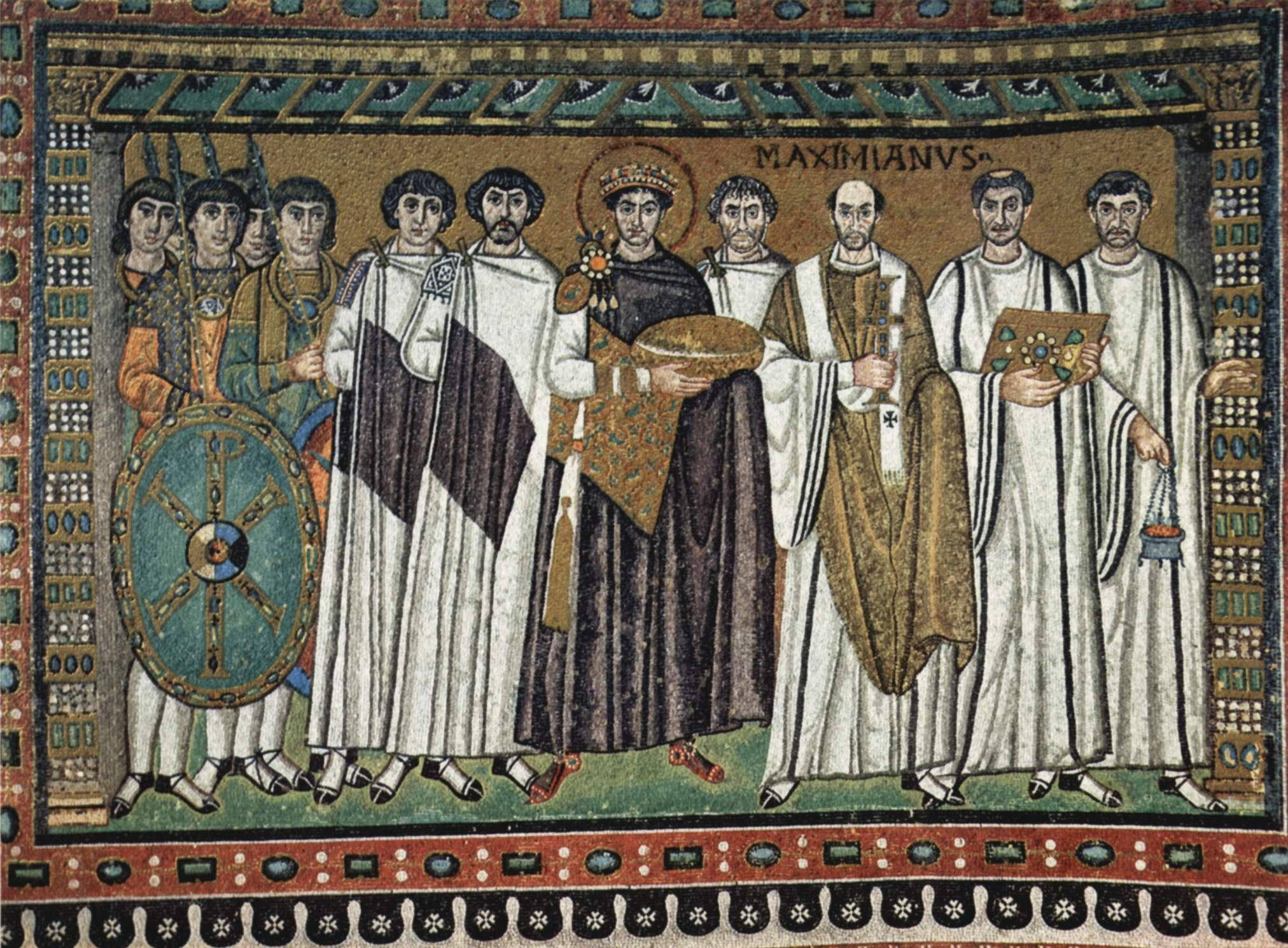
Byzantine art mosaics in Ravenna
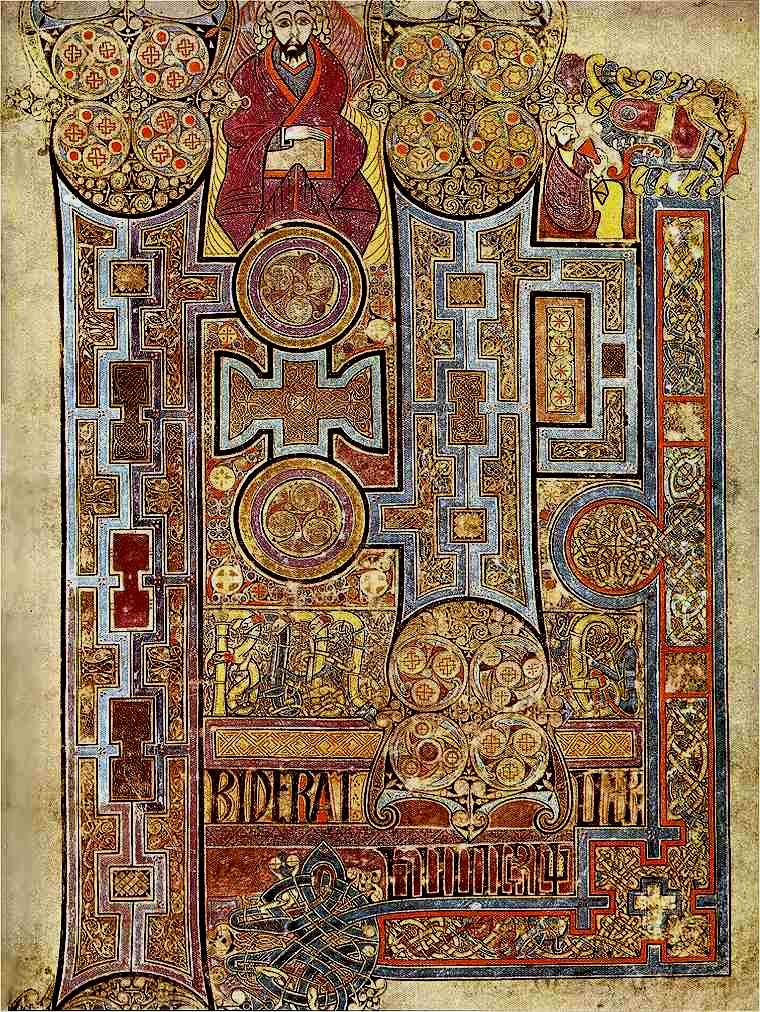
Book of Kells
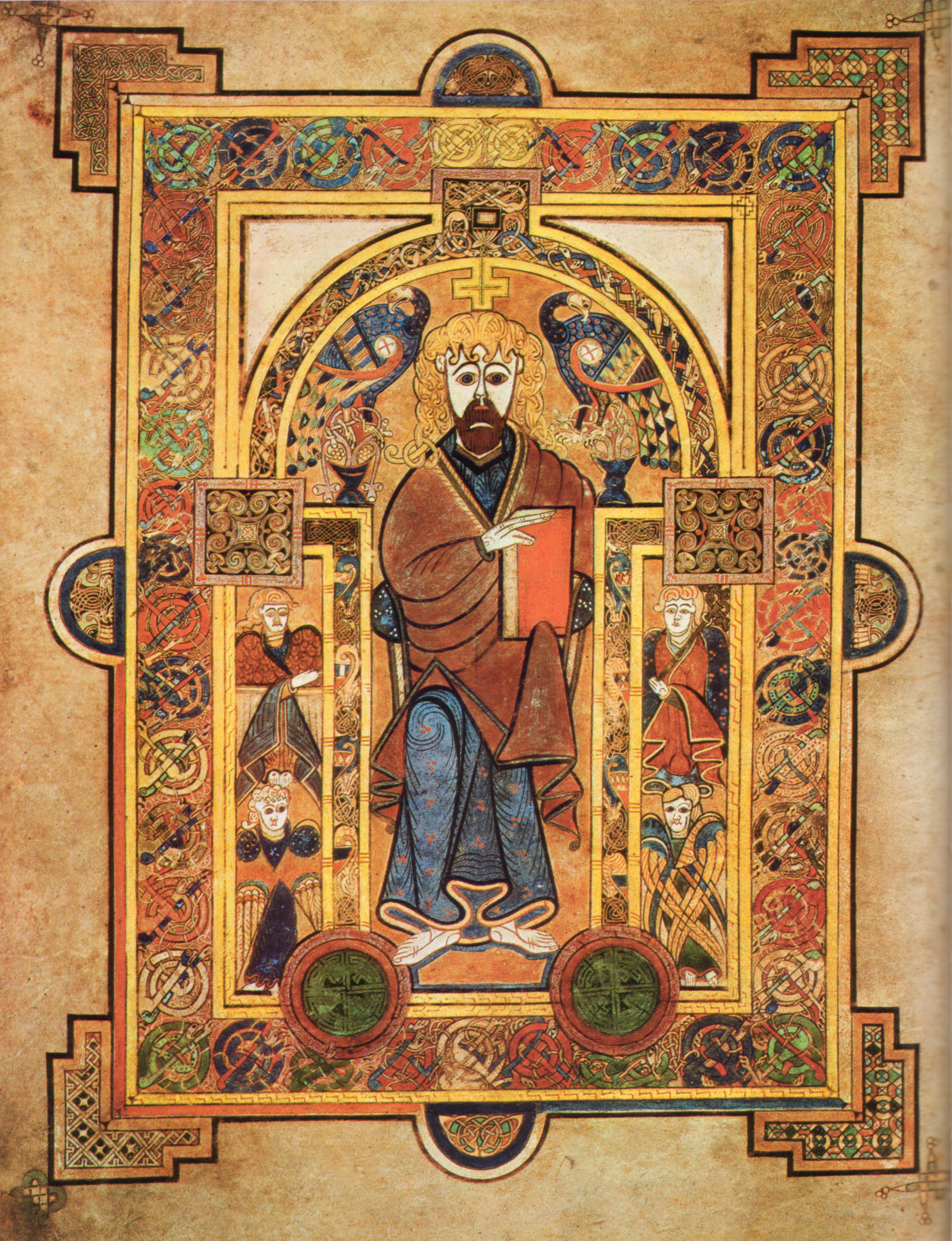
Book of Kells
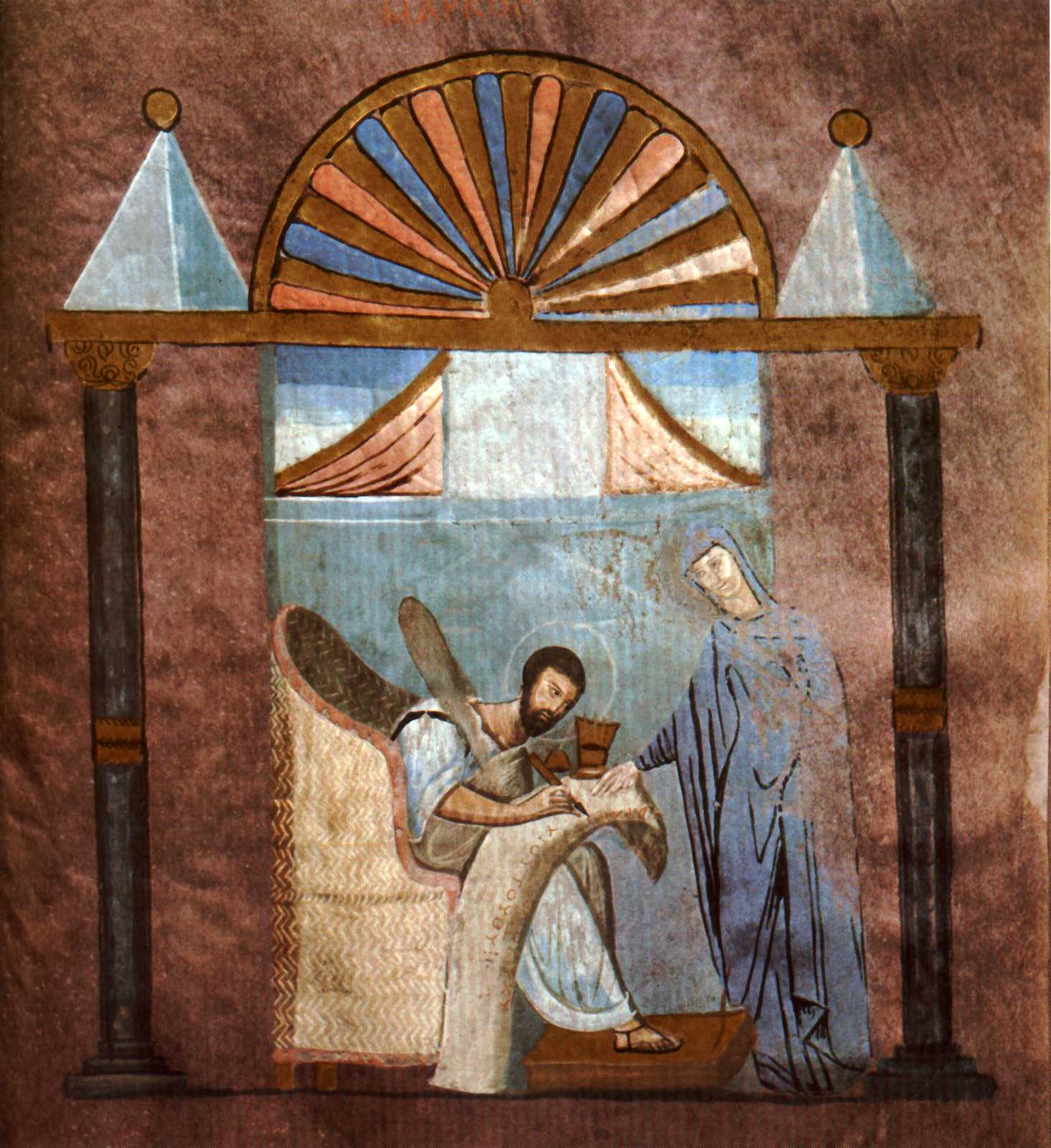
Evangelist portrait
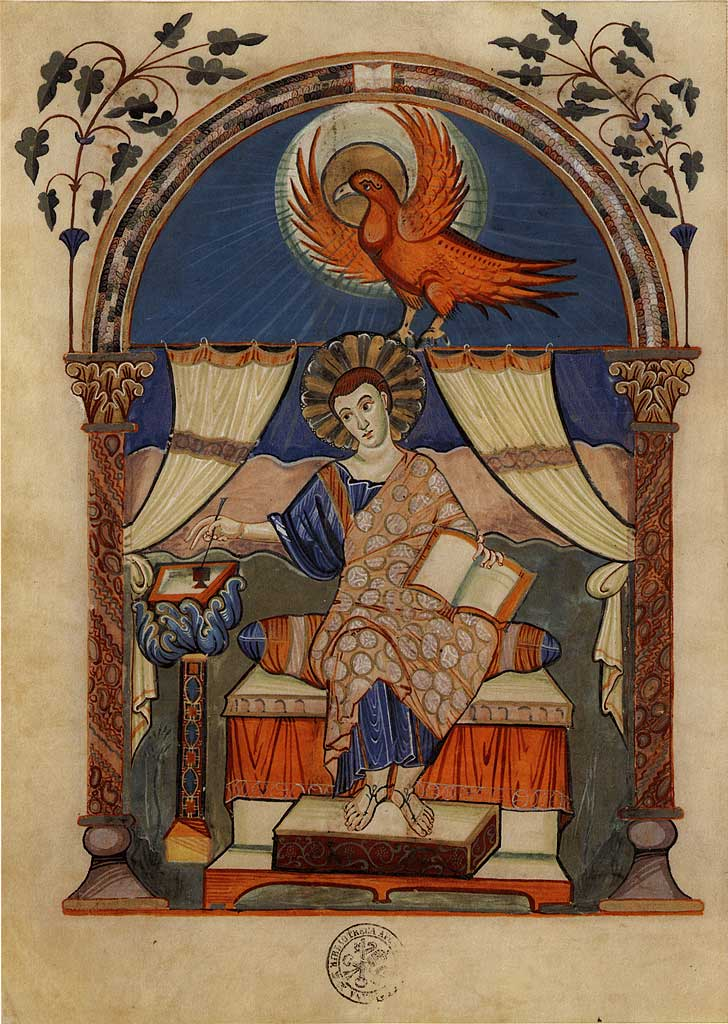
Carolingian
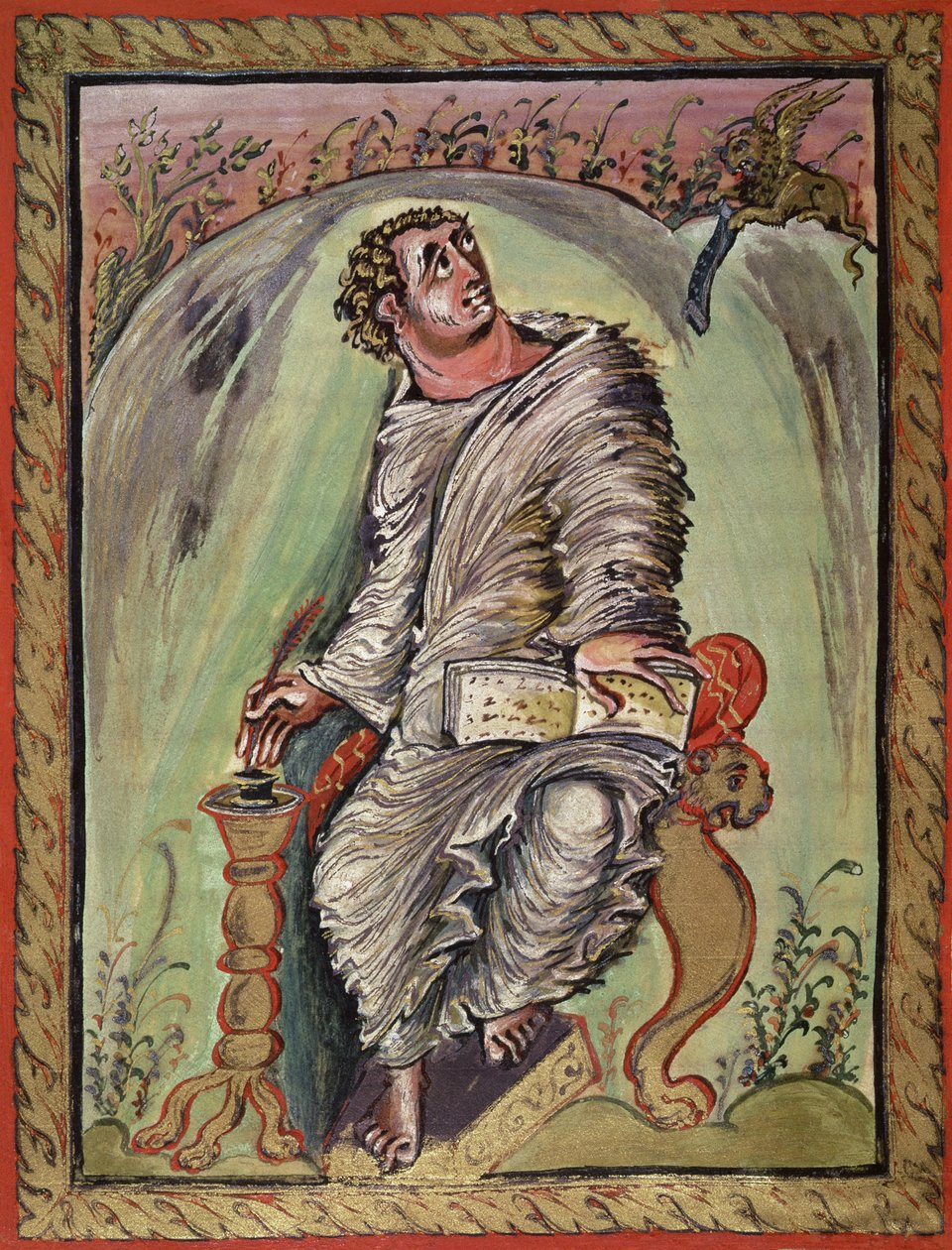
Carolingian Saint Mark
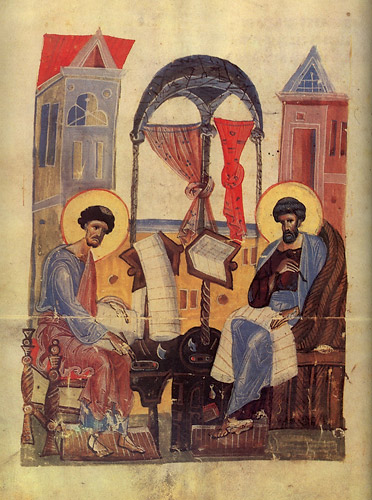
Yaroslavl Gospels c. 1220s
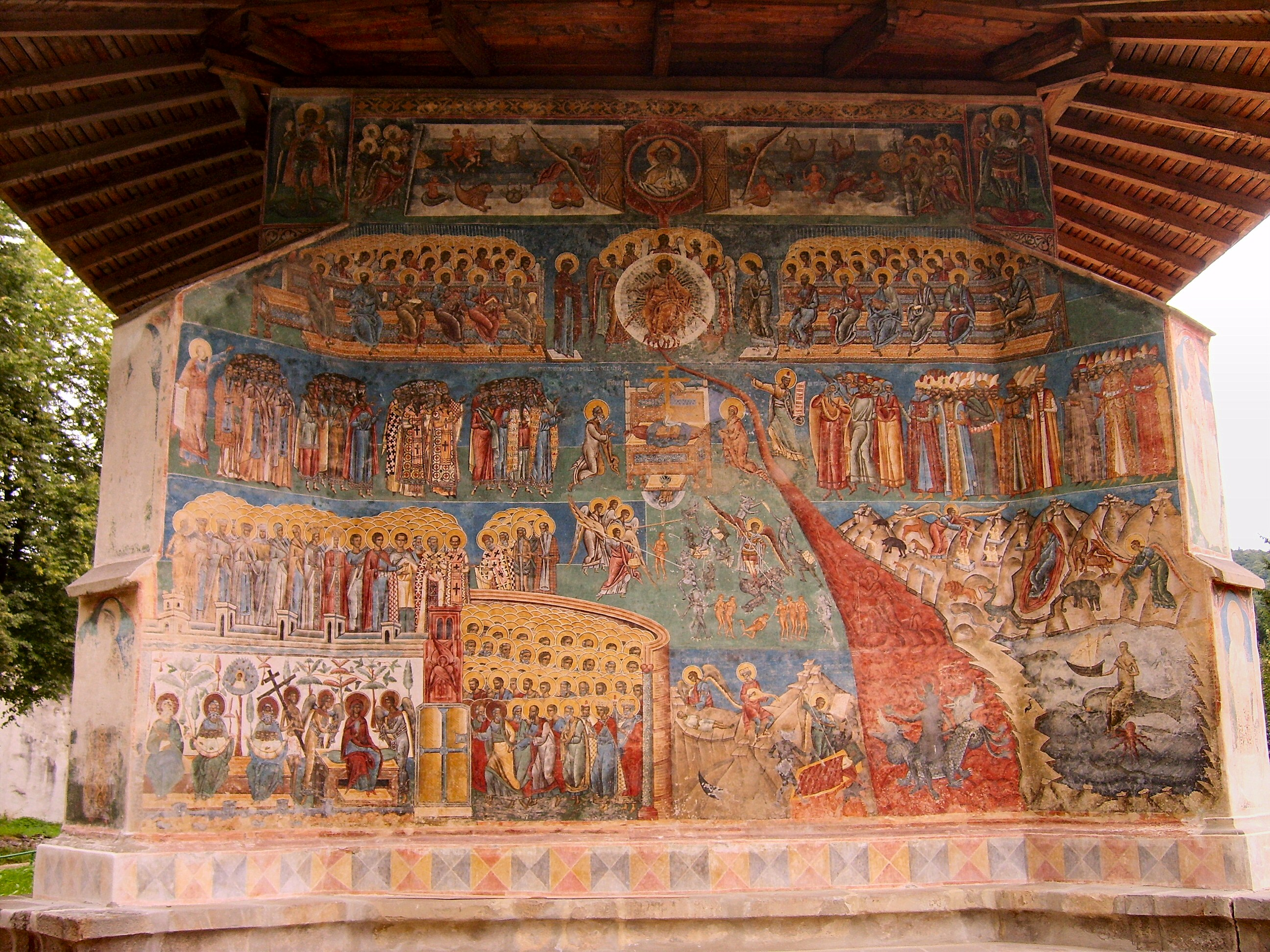
Voronet Monastery
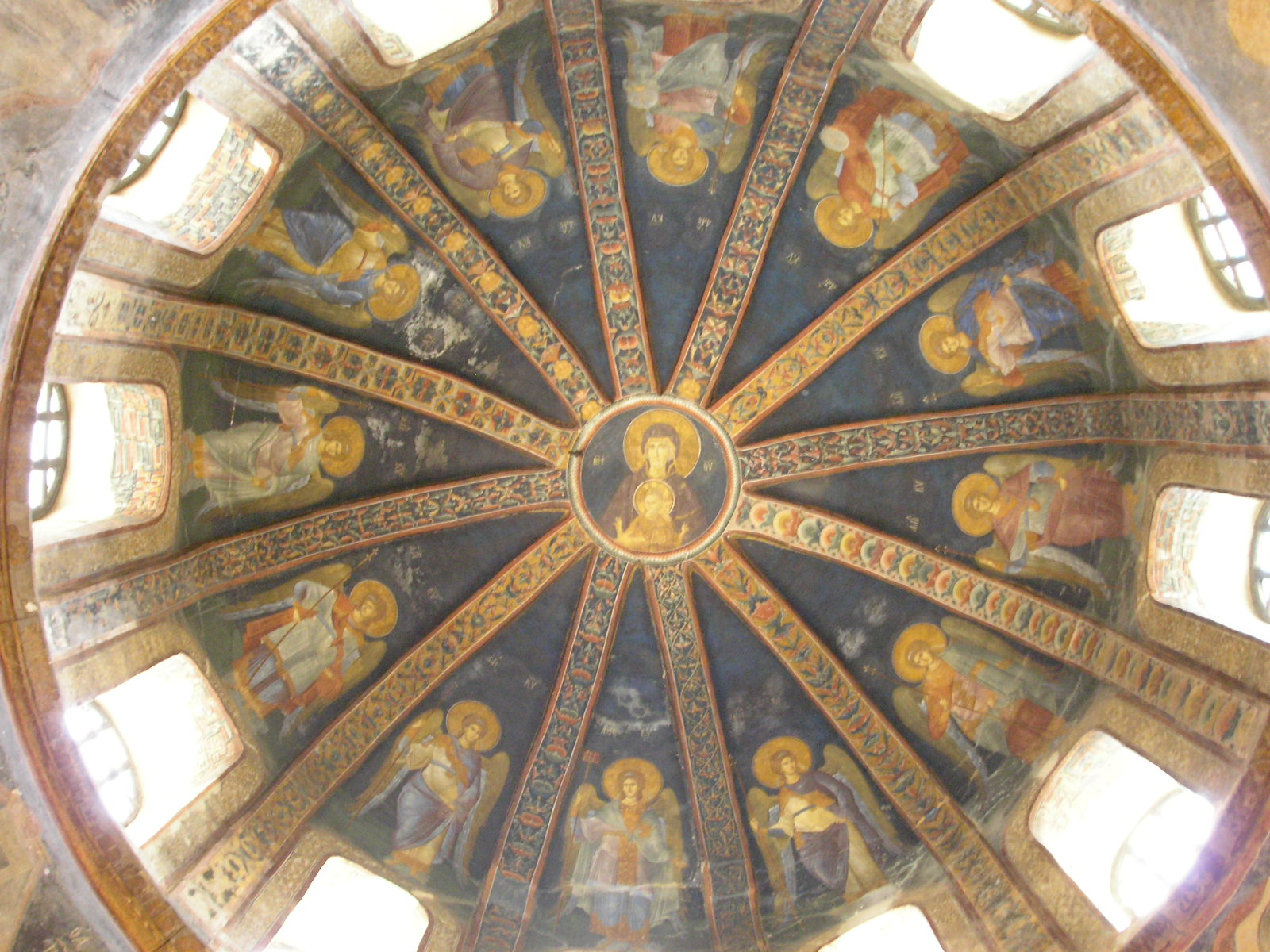
Chora Church
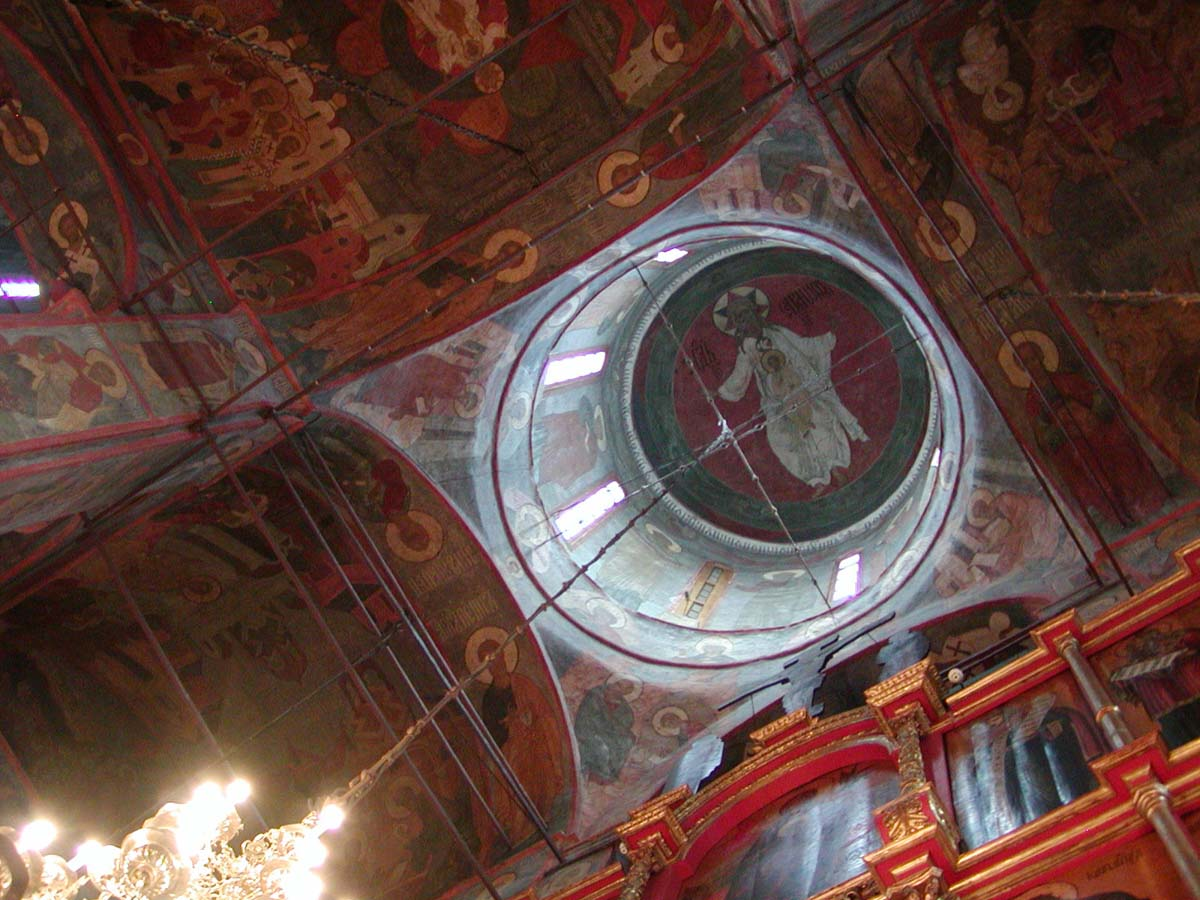
Cathedral of the Archangel
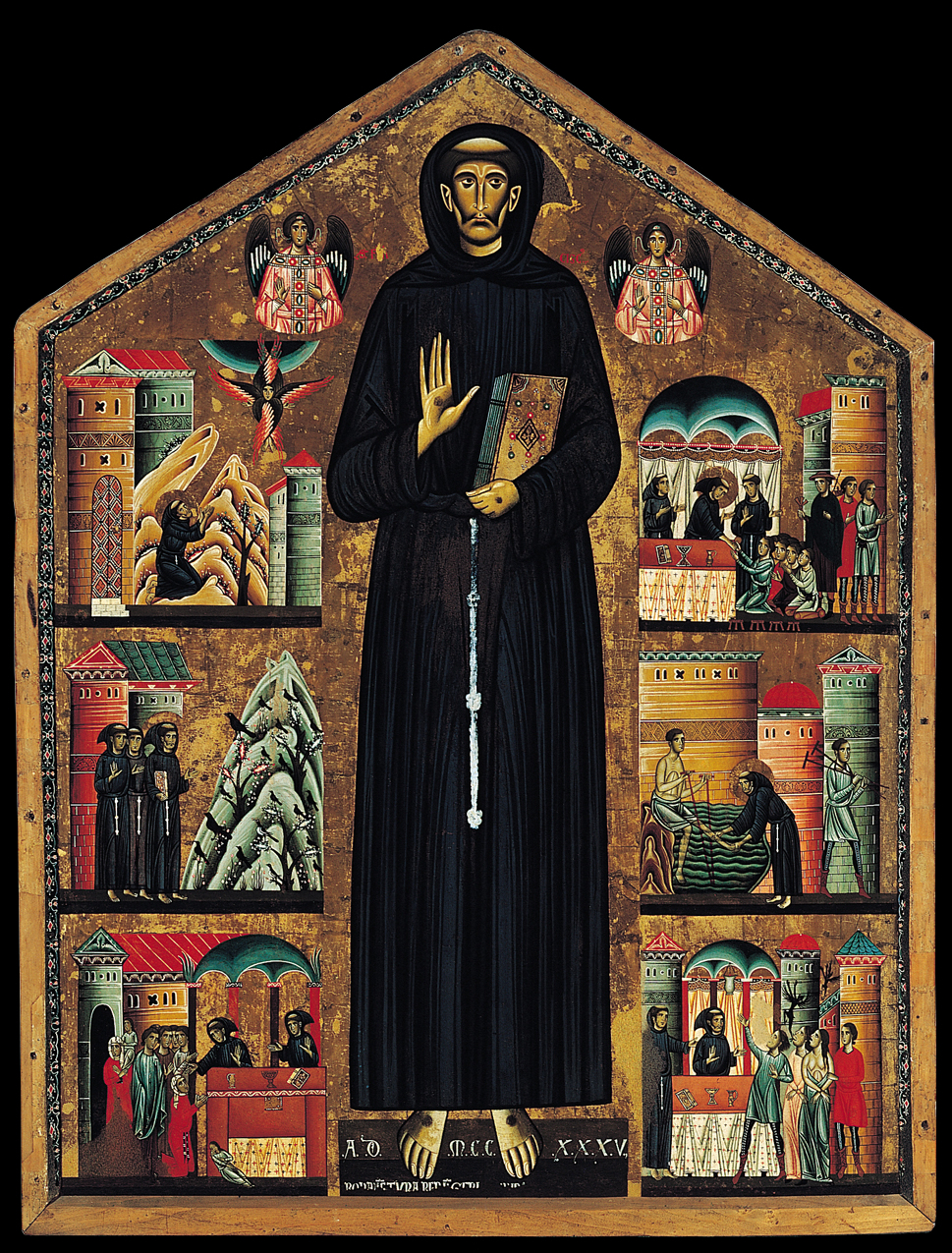
Bonaventura Berlinghieri, St Francis of Assisi, 1235
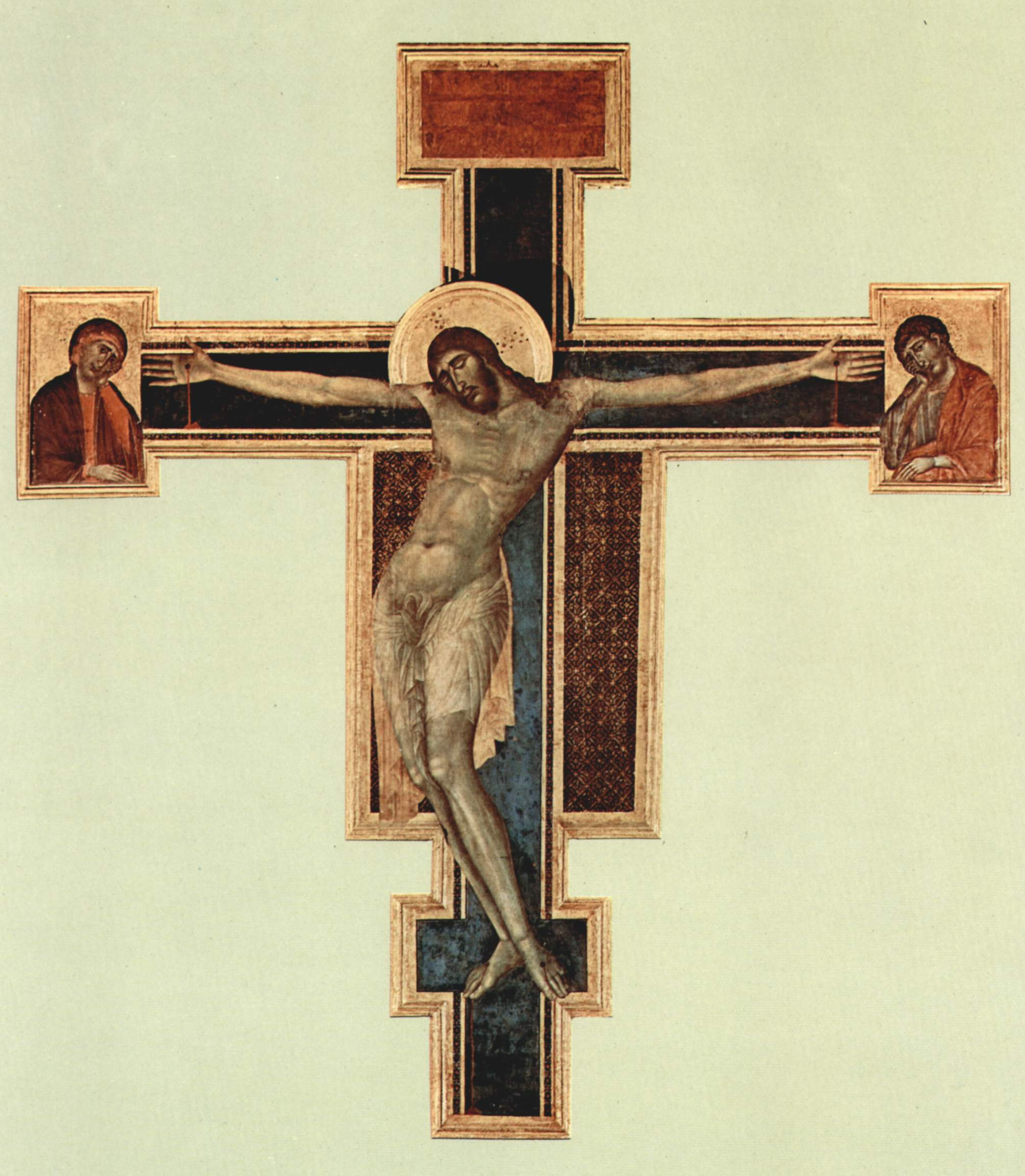
Cimabue's Santa Croce Crucifix
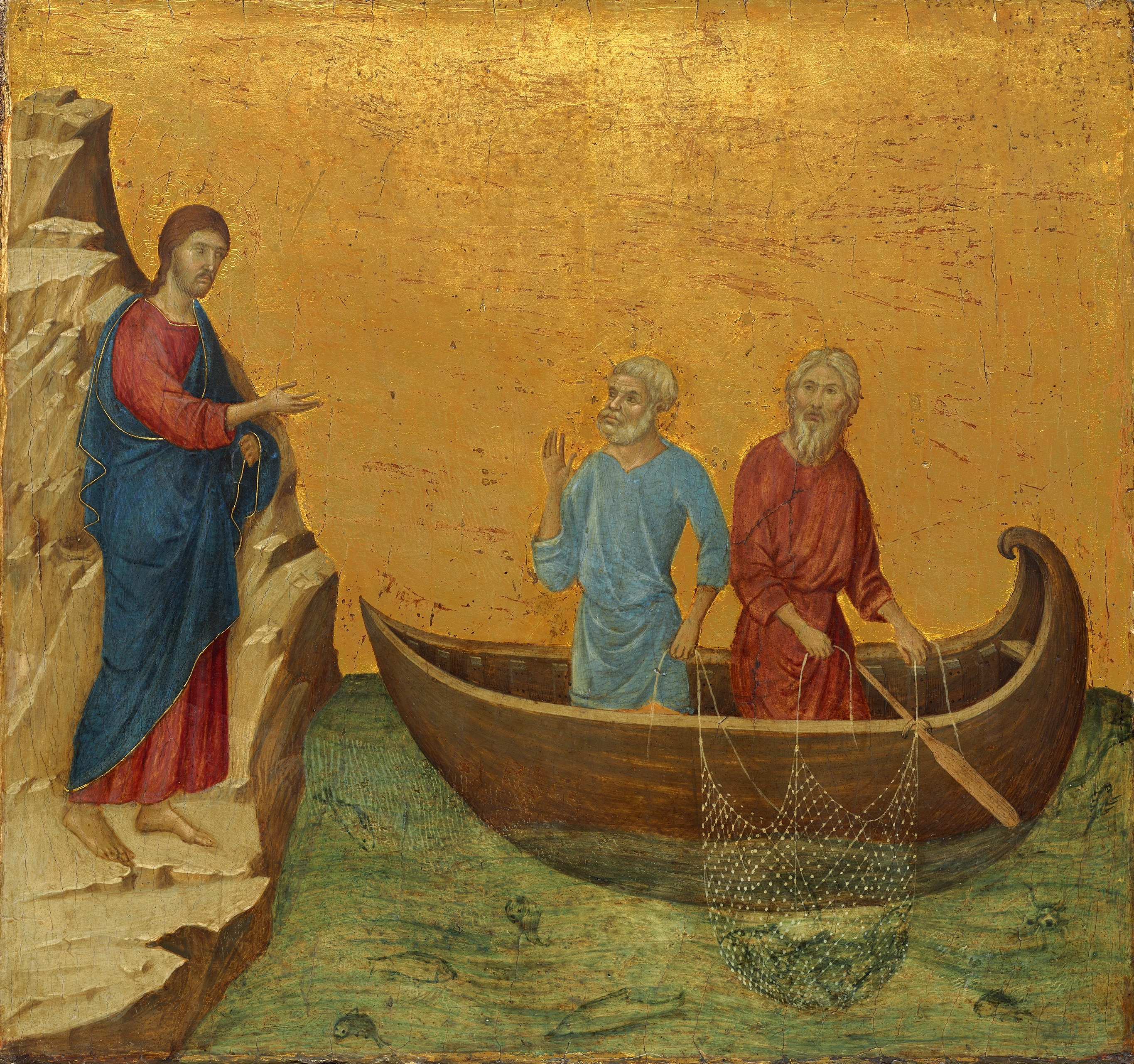
Duccio
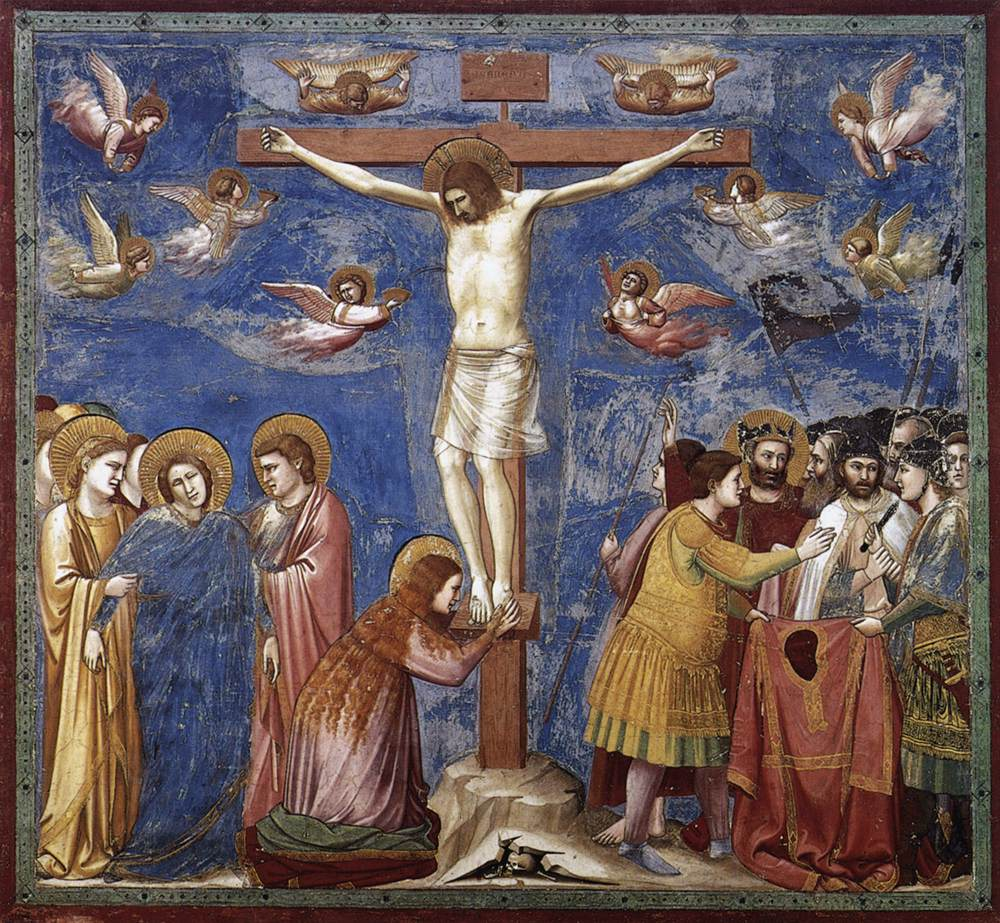
Giotto
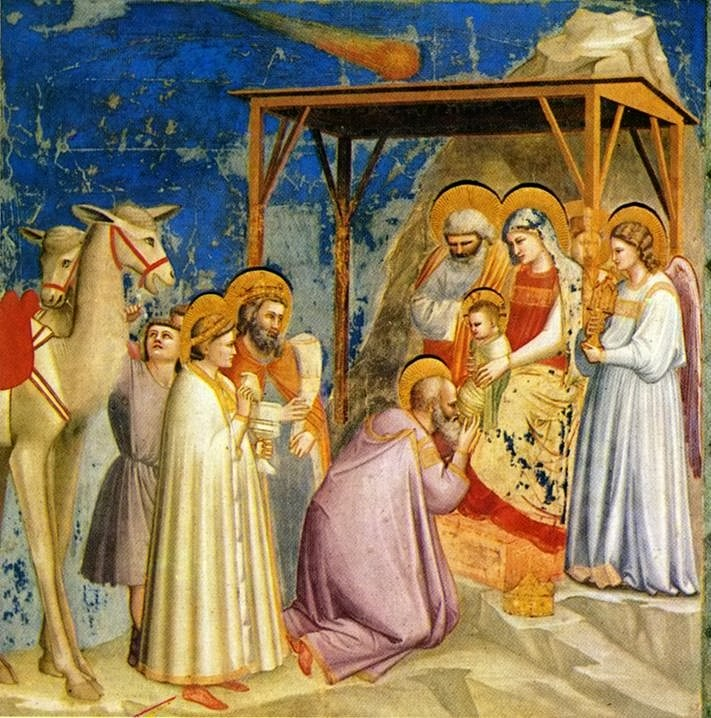
Giotto
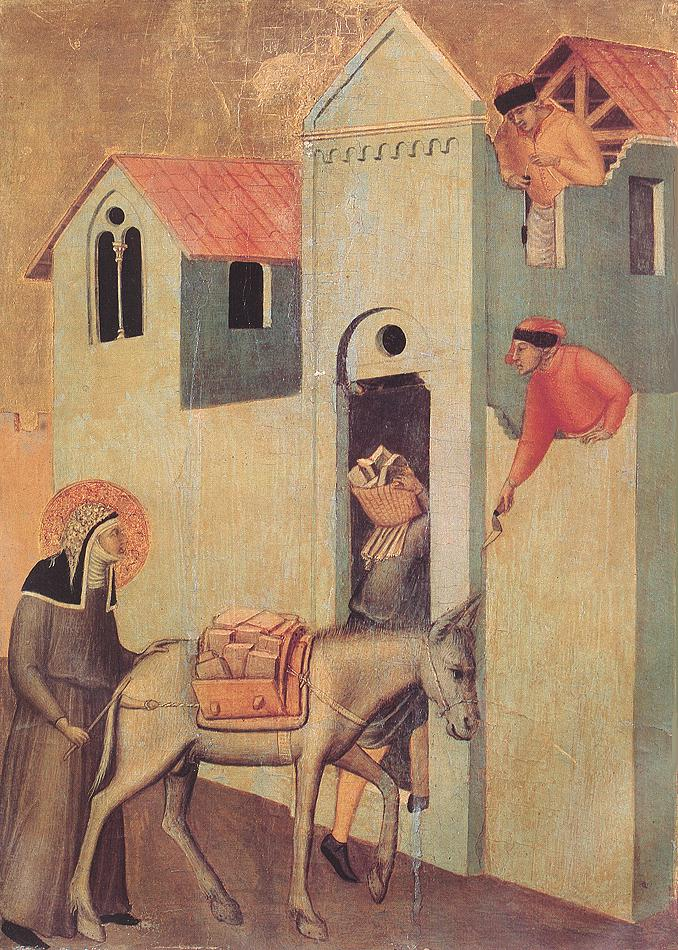
Pietro Lorenzetti
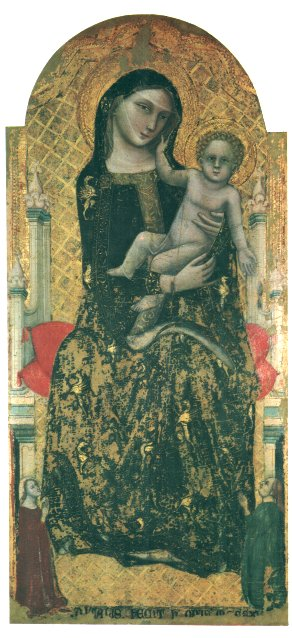
Vitale da Bologna
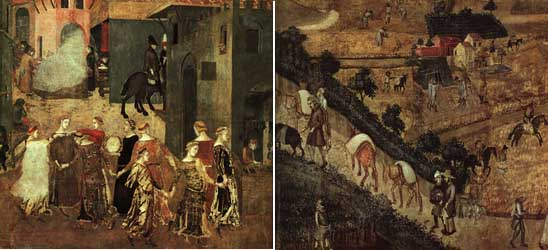
Ambrogio Lorenzetti
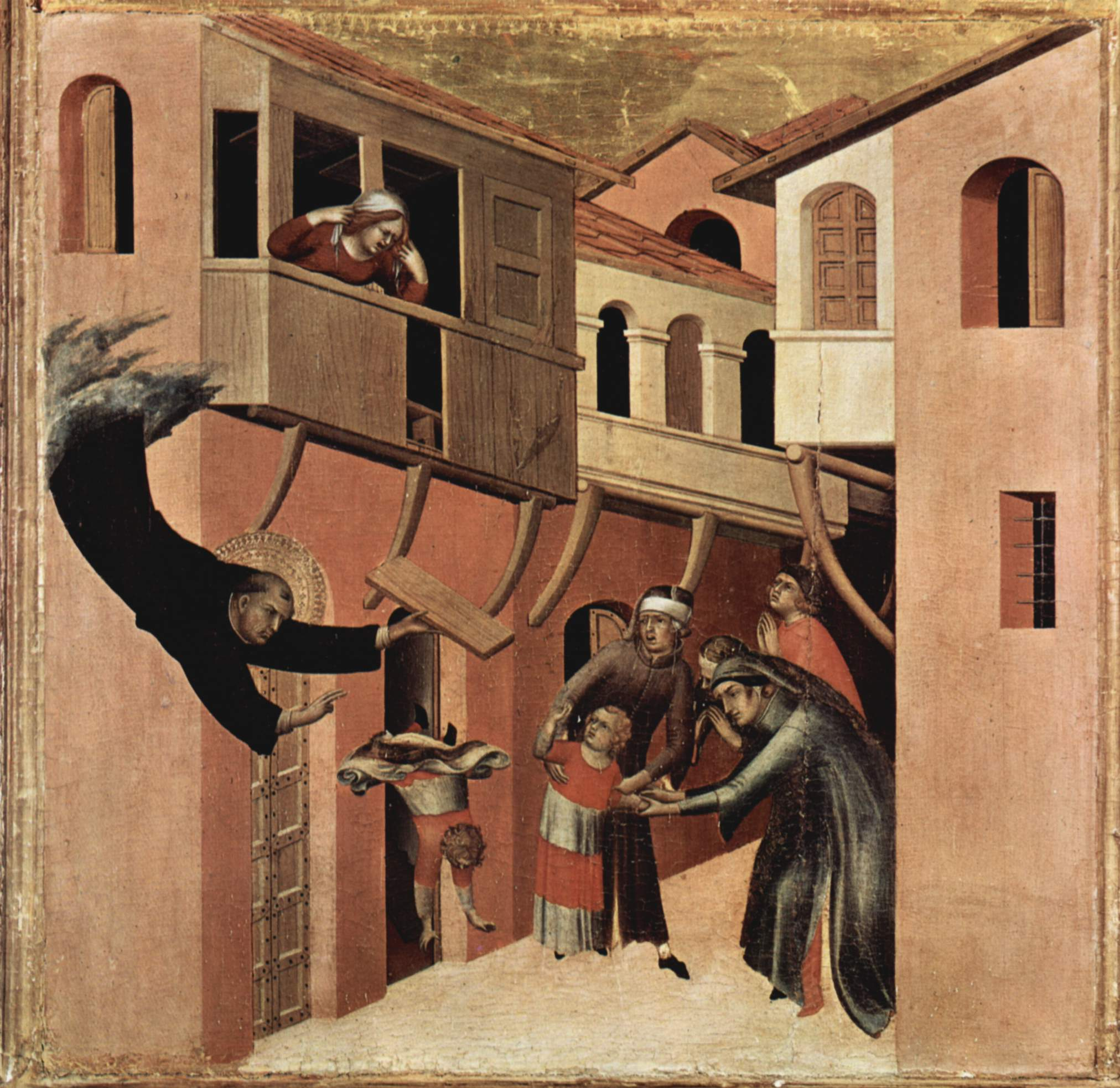
Simone Martini
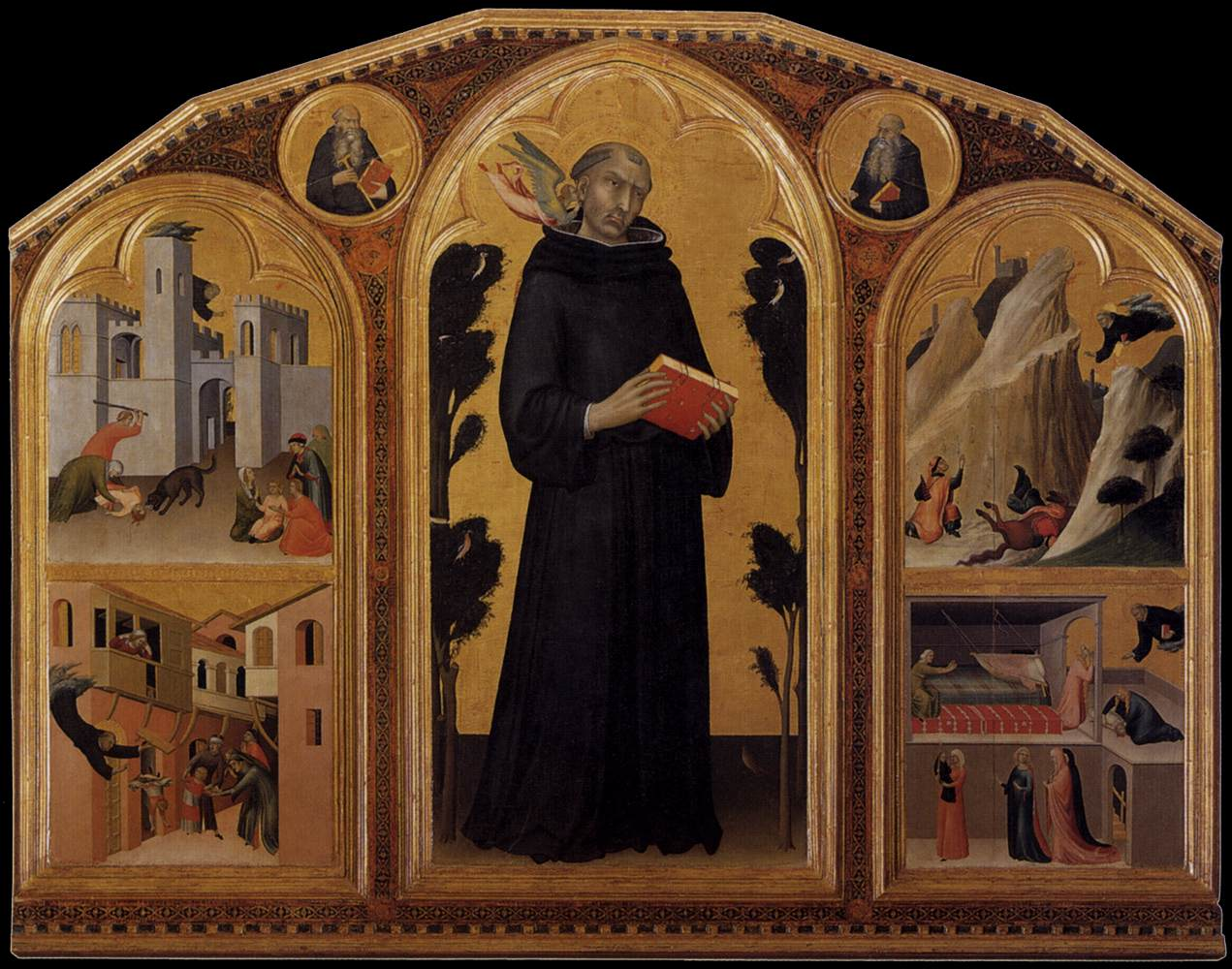
Simone Martini
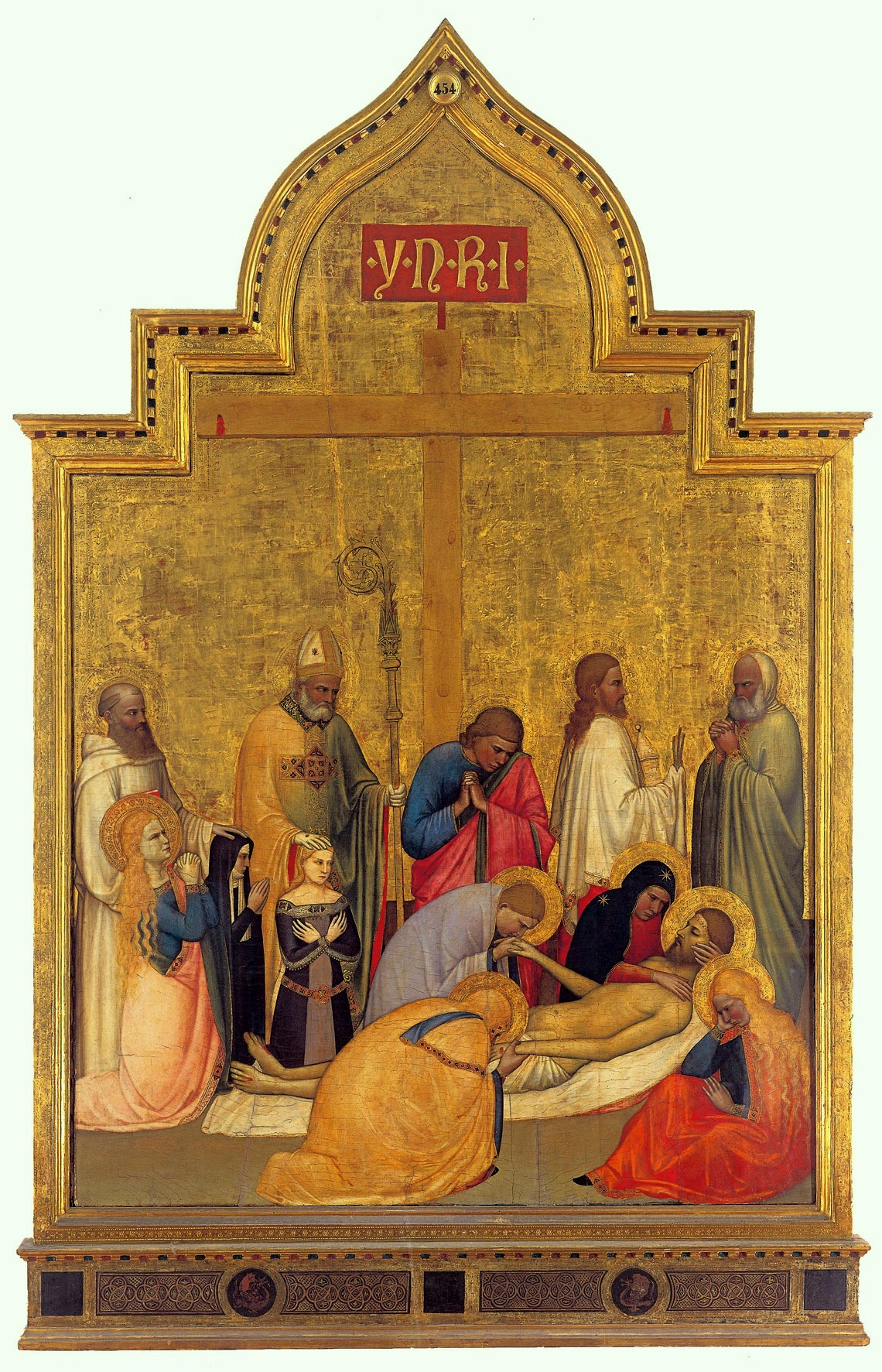
Giottino
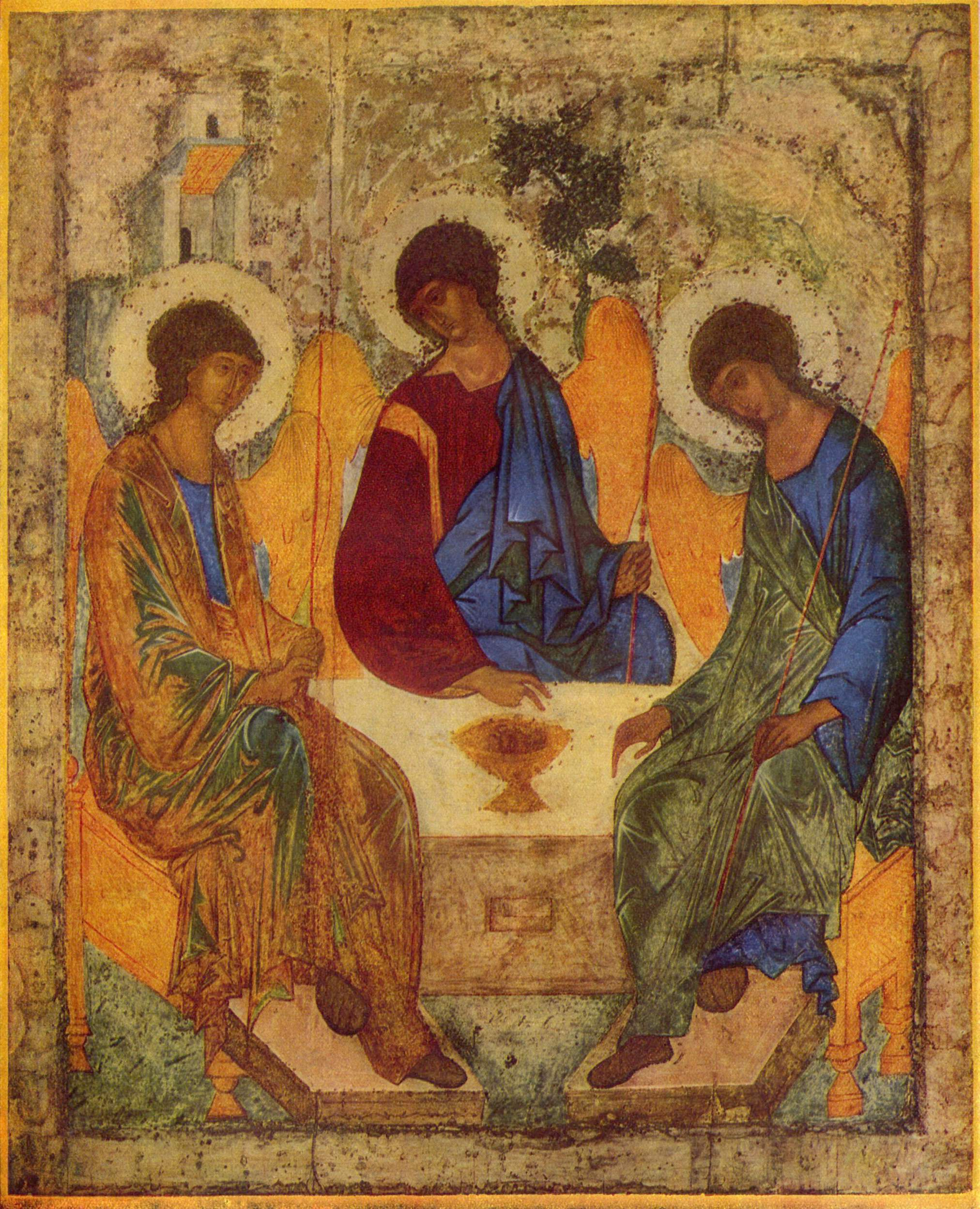
Andrei Rublev
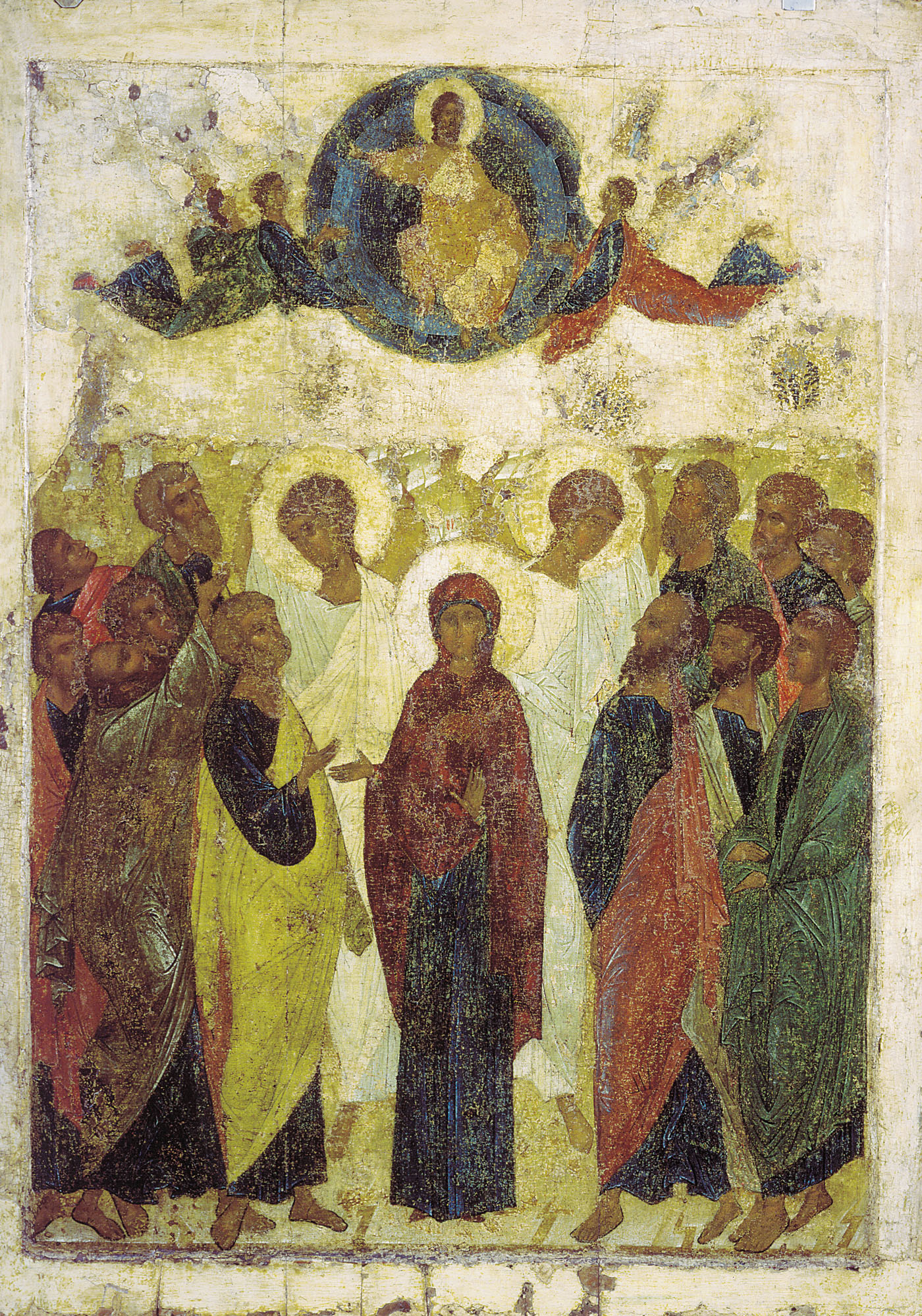
Andrei Rublev, Ascension, 1408
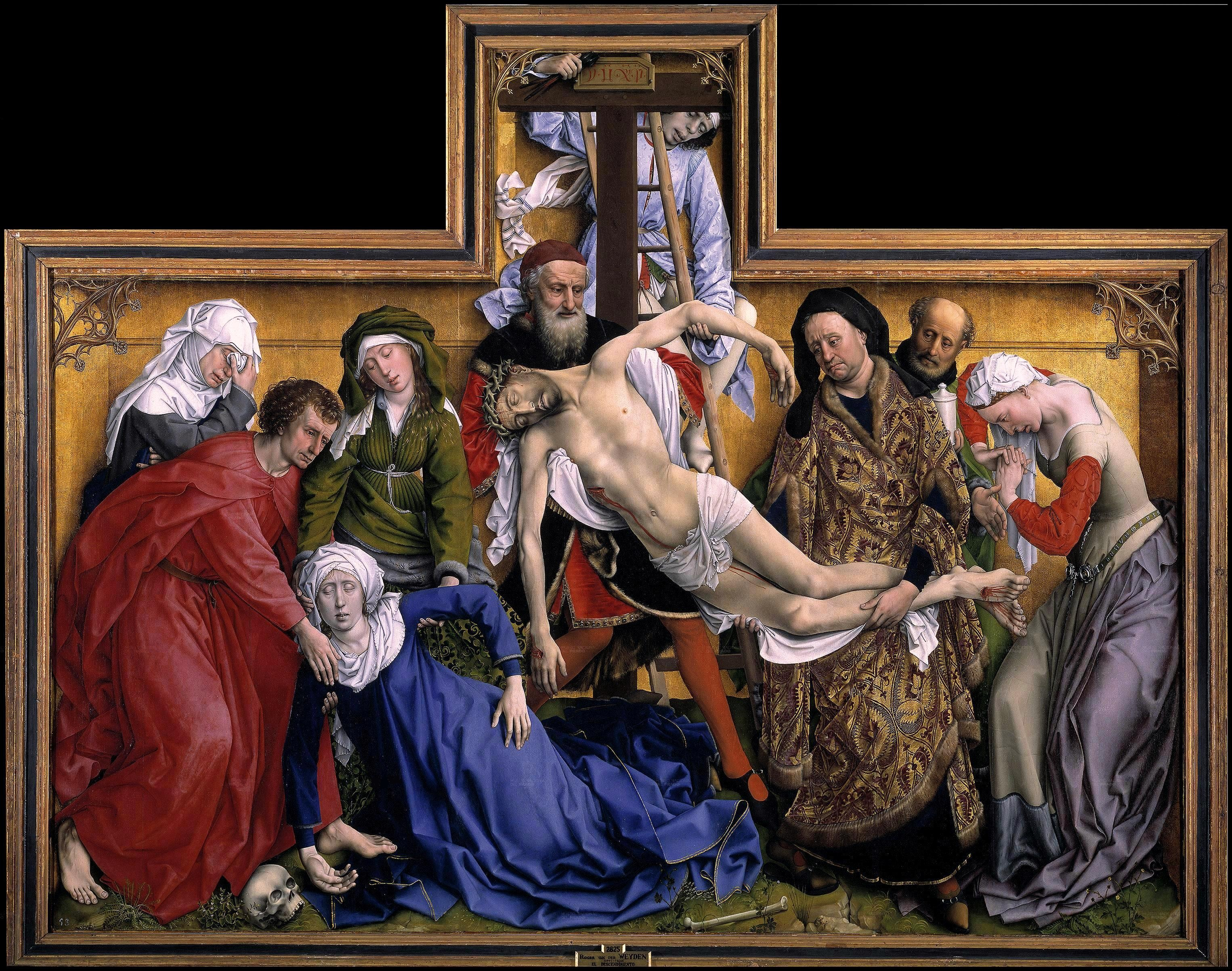
Limbourg Brothers
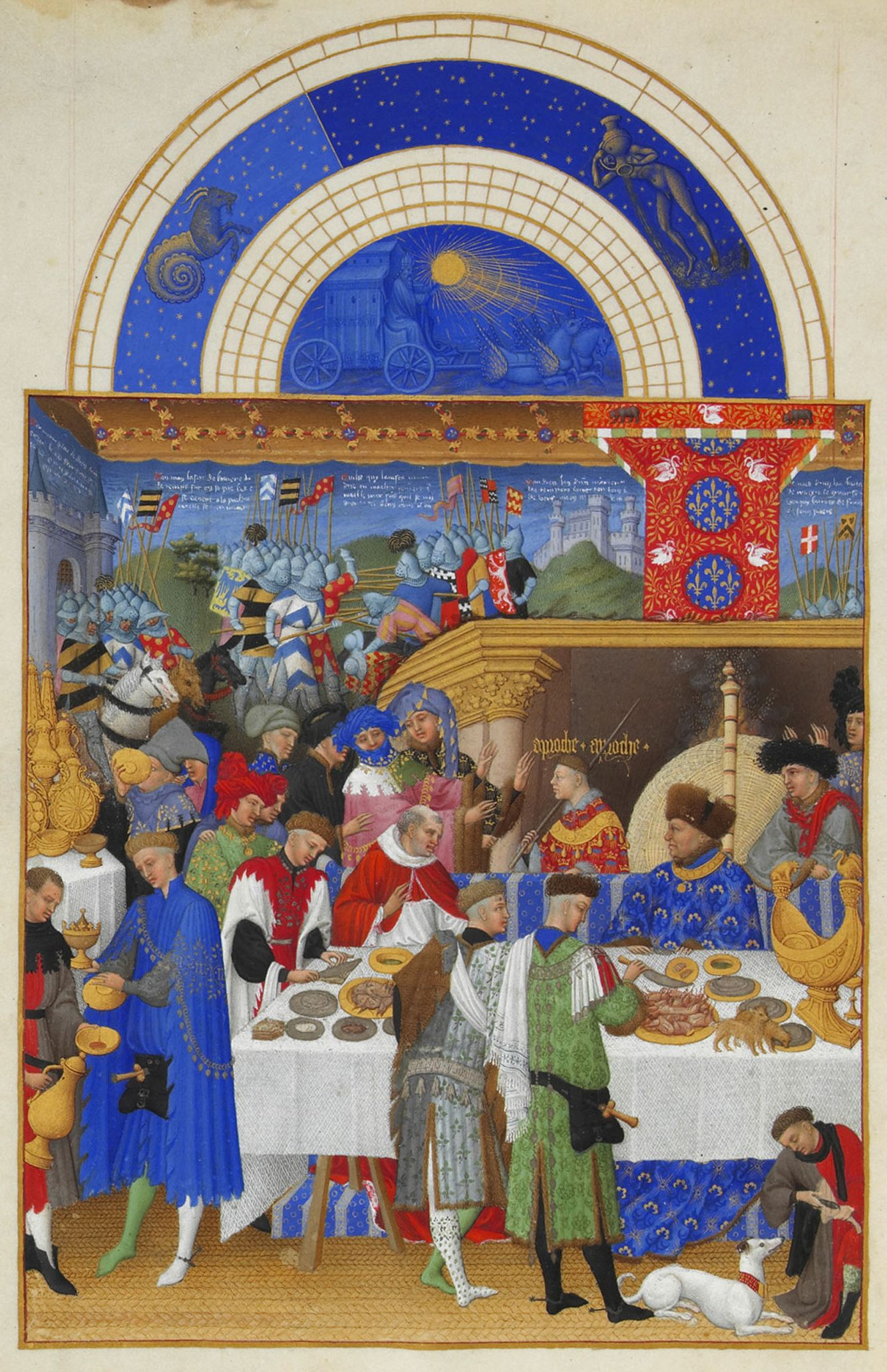
Limbourg Brothers
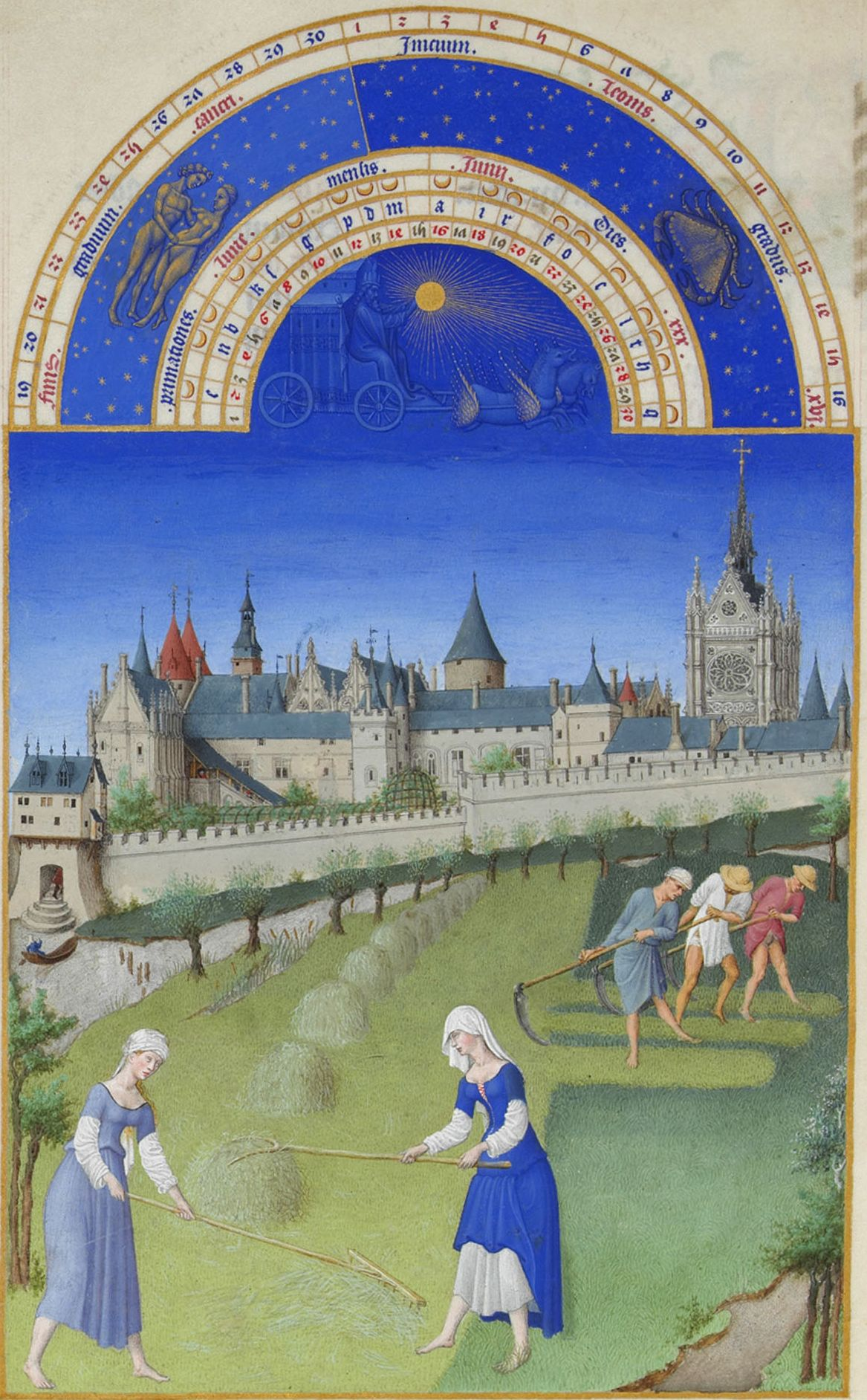
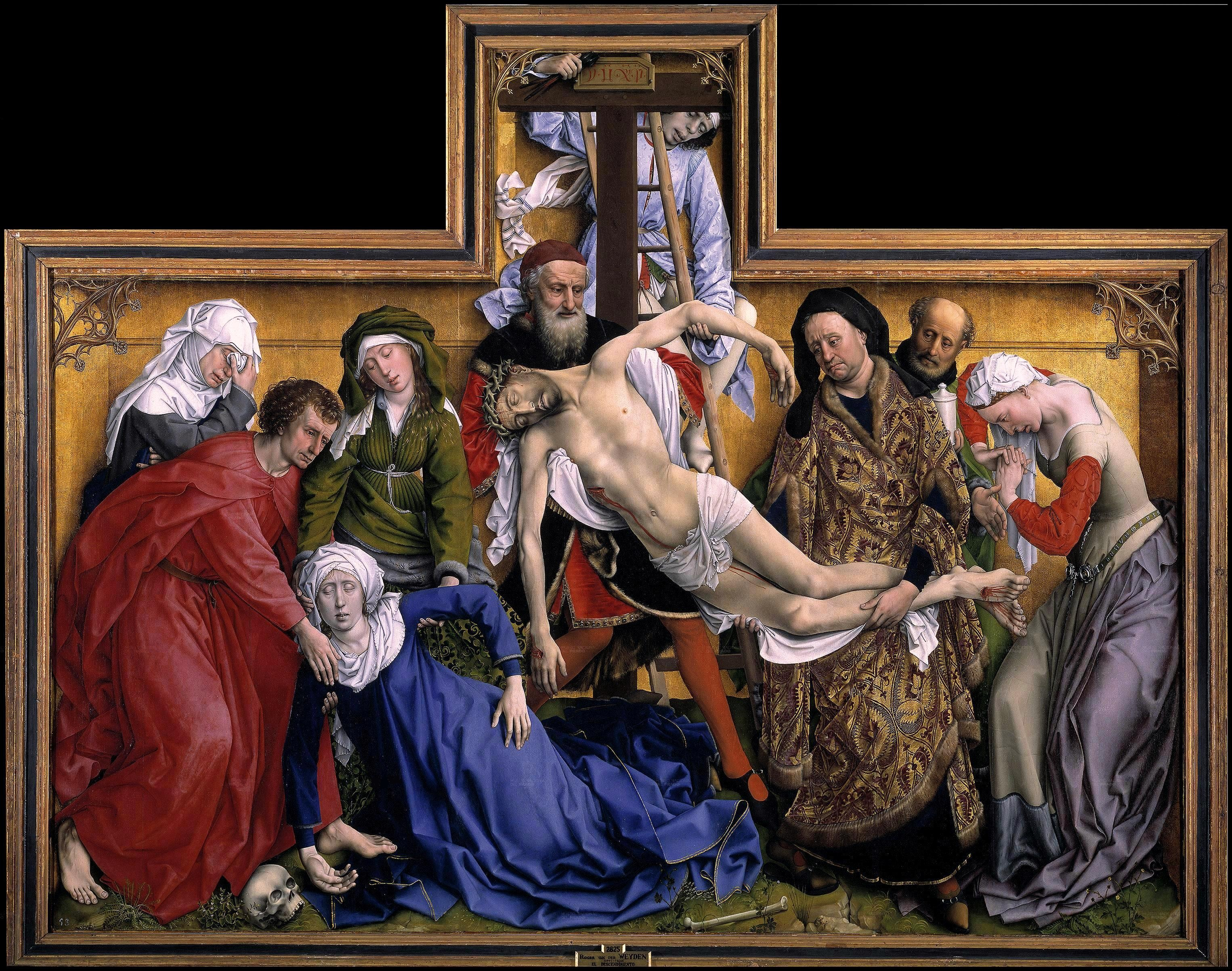
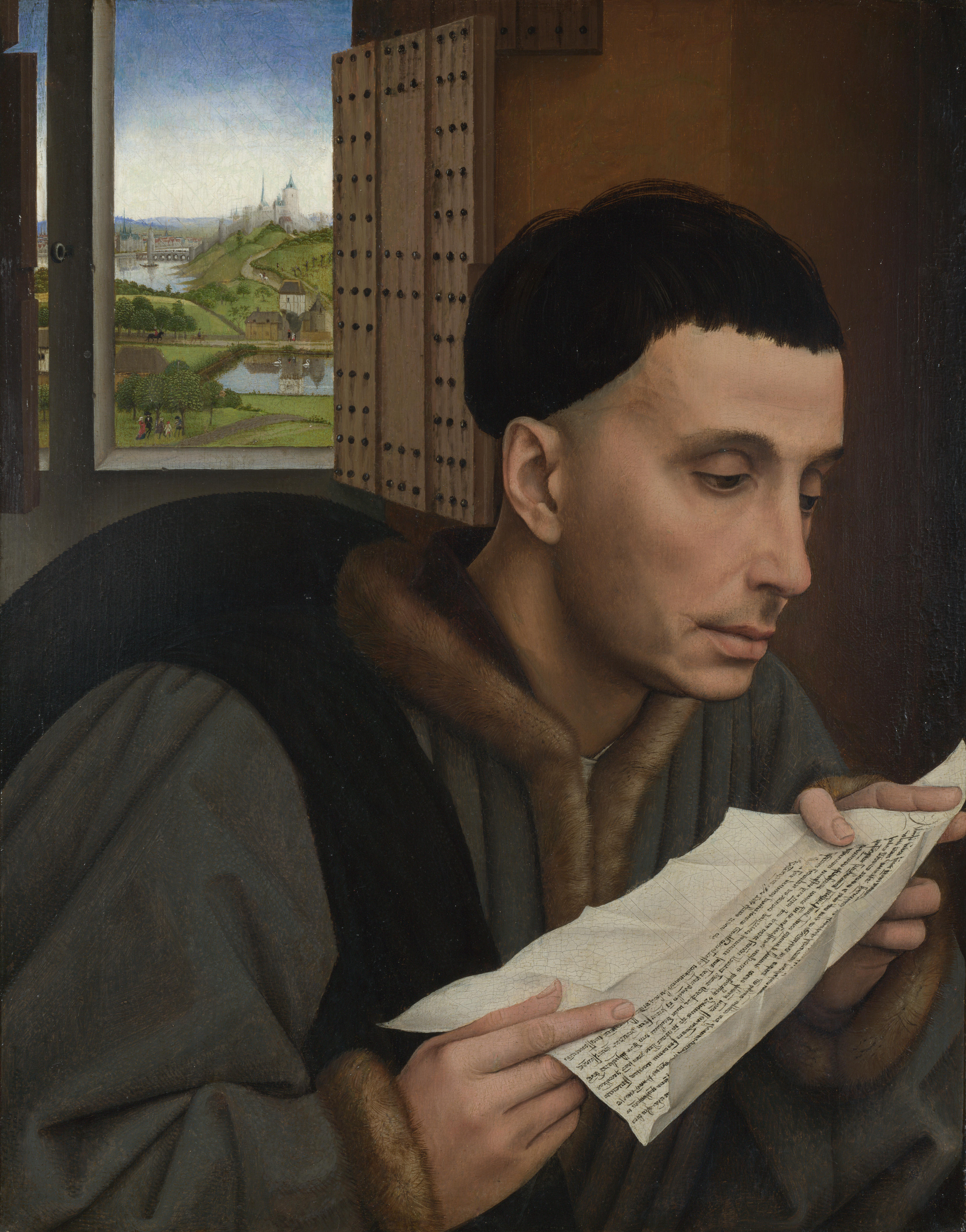
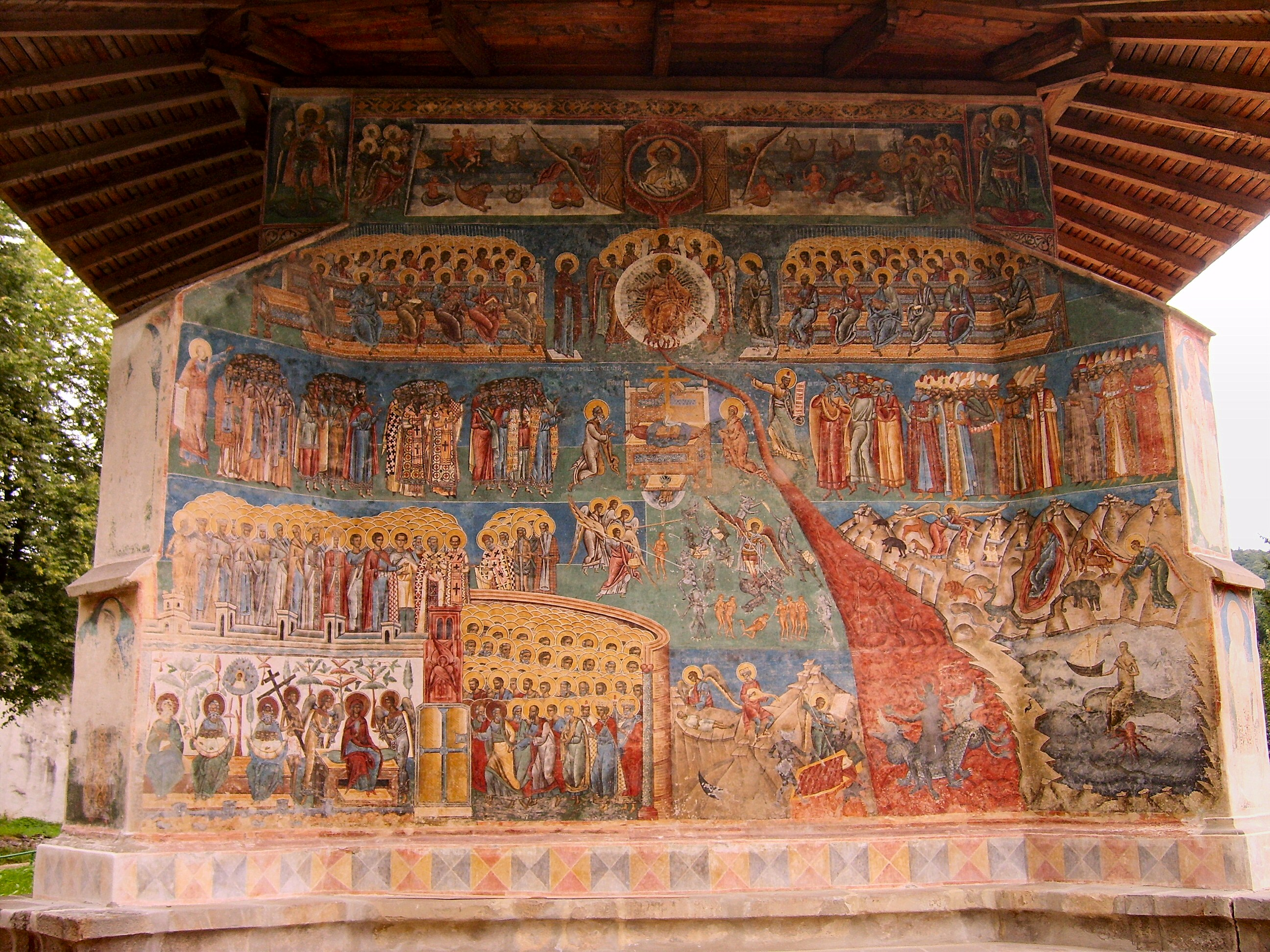

Sự gia tăng của Kito giáo thể hiện một tinh thần khác và hướng tới một phong cách hội họa khác. Hội họa Byzatine, một trong những phong cách được thành lập vào thế kỷ thứ VI, đặt một sự tập trung mạnh mẽ vào sự duy trì hình tượng và phong cách truyền thống và thay đổi tương đối ít trong suốt hàng nghìn năm của đế chế Byzantine và tiếp nối truyền thống biểu tượng của Hy Lạp và Orthodox Nga. Hội họa Byzatine được cho ràng thể hiện tình cảm và biểu tượng của các giáo sĩ. Cũng còn lại rất nhiều tranh bích họa, nhưng chỉ có một số ít la tồn tại từ lâu hơn Byzantine. Nhìn chung ranh giới của Byzantium đối với sự trừu tượng, trong mặt bằng và phong cách cao cấp miêu tả rất cách điệu các nhân vật và phong cảnh. Tuy nhiên, có những thời kì, đặc biệt hội họa Macedonia thế kỷ X,  khi hội họa Byzantine trở nên linh hoạt hơn trong cách tiếp cận.

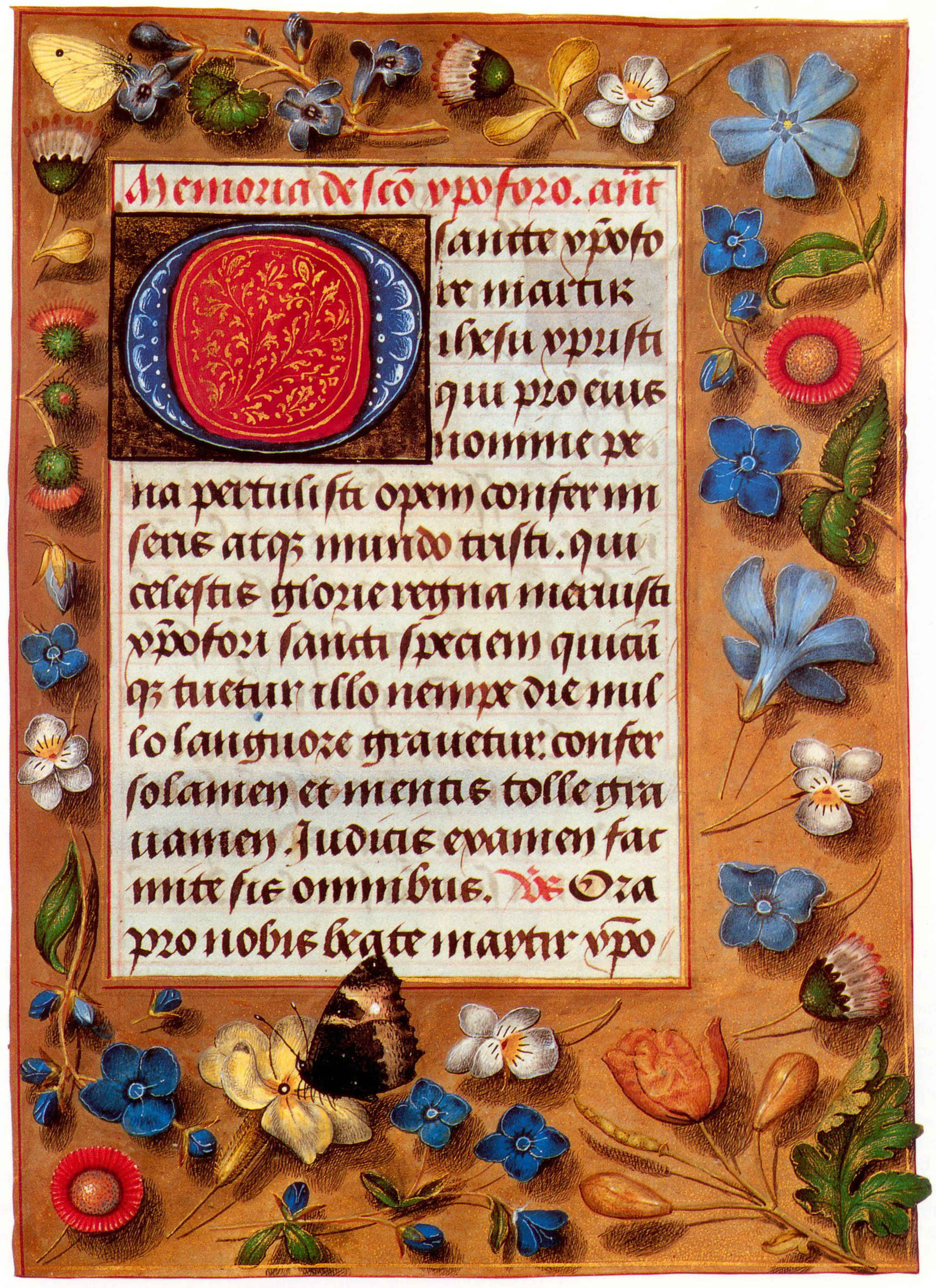

Trong thời kì hậu Thiên Chúa giáo cổ ở Châu Âu lần đầu tiên xuất hiện phong cách nghệ thuật bao gồm hội họa chính là nghệ thuật độc lập nước Anh, nơi mà chỉ còn xót lại một vài ví dụ (và dường như là phương tiện duy nhất mà hội họa đã được sử dụng) là những mô hình phát sáng thu nhỏ ví dụ như Book ò Kells. Chúng là những vật trang trí trừu tượng nổi tiếng nhất, mặc dù các nhân vật hay phong cảnh đôi khi cũng được miêu tả, đặc biệt trong tranh chân dung của Evangelist. Hội họa của Carolingian và Ottonian cũng chủ yếu tồn tại ở dạng bản thảo, mặc dù một số tác phẩm hoàn chỉnh cũng được bảo tồn, và hơn nữa còn được ghi chép lại. Hội họa thời kỳ này kết hợp hai tính chất biệt lập và "man rợ" ảnh hưởng mạnh mẽ bởi Byzatine và khát vọng phục hồi sự hoành tráng và sự đĩnh đạc cổ điển.
Các bức tường trong nhà thời La Mã và Gothic được trang trí với các bích họa cũng như các bức điêu khắc và đa phần trong số ít còn sót lại có cường độ mạnh và bao hàm cả năng lượng trang trí của nghệ thuật biệt lập với tính hoành tráng mới. Nhiều mô hình thu nhỏ trong bản thảo Illuminated tồn tại từ thời kỳ này, cho thấy các đặc điểm giống nhau mà được tiếp tục vào thời kỳ Gothic.
Tranh bảng trở nên phổ biến trong thời kỳ La Mã, dưới sự ảnh hưởng mạnh mẽ của hình tượng Byzantine. Đến giữa thế kỷ XIII, hội họa Trung cổ và Gothic trở nên thực tế hơn với sự bắt đầu với sự quan tâm tới miêu tả số lượng và quan điểm ở Italia cùng với Cimabue và sau đó là học trò của ông Giotto. Từ sau Giotto, việc sử dụng các thành phần bởi các họa sĩ bậc thầy cũng trở nên tự do và sáng tạo hơn rất nhiều. Họ được xem là hai bậc thầy hội họa Trung cổ trong văn hóa phương tây. Cimabue, trong truyền thống Byzantine, sử dụng  cách tiếp cận thực tế và kịch tính hơn cho các tác phẩm của mình. Học trò của ông, Giotto, đổi mới ở mức độ cao hơn cái mà lần lượt thiết lập nền tảng cho hội họa phương tây truyền thống. Cả hai đều là những người tiên phong trong xu hướng thiên nhiên hóa.
Các nhà thờ được xây dựng với ngày càng nhiều các cửa sổ sử dụng các loại kính với màu sắc sặc sỡ trở thành một yếu tố trong trang trí. Một trong những ví dụ nổi tiếng nhất cho điều này được tìn thấy tại nhà thờ Notre Dame de Paris. Từ thế kỷ XIV các xã hội Phương Tây giàu có và mầu mỡ hơn và các họa sĩ tìm thấy những khách hàng quen thuộc của mình trong giới quý tộc và thậm chí cả giai cấp tư sản.Các bản thảo thường có một nhân vật mới và những phụ nhữ gầy, thời trang được thể hiện cùng phong cảnh quanh họ. Phong cách này nhanh chóng được biết đến như phong cách Gothic và hội họa theo mảng quốc tế và tranh thờ cúng cũng đóng một vai trò quan trọng.

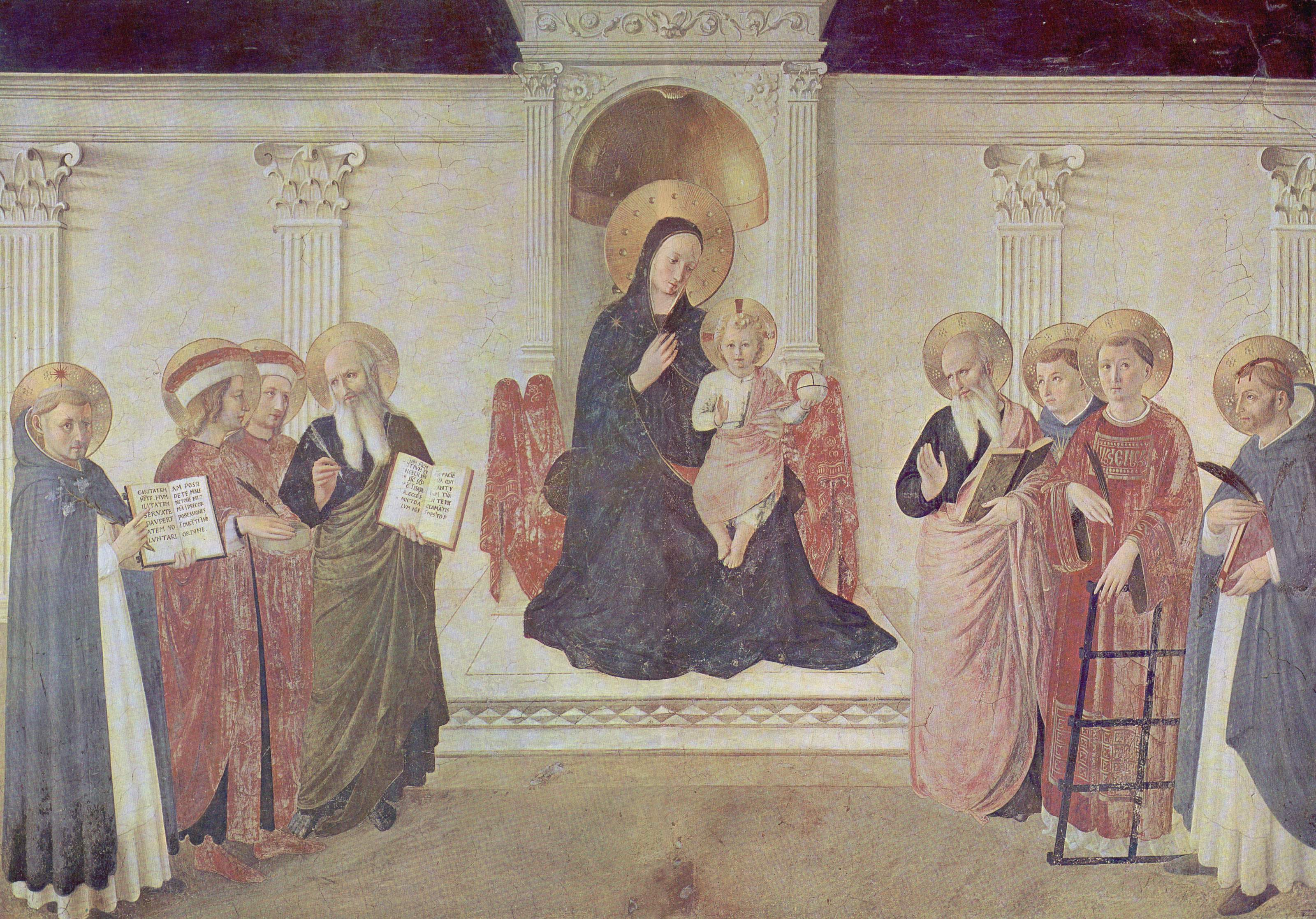
Fra Angelico
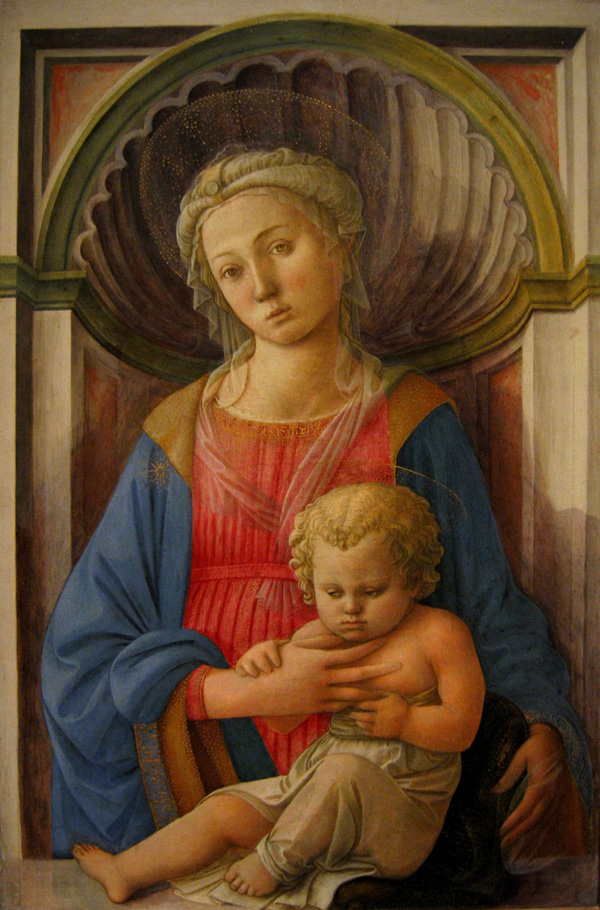
Filippo Lippi
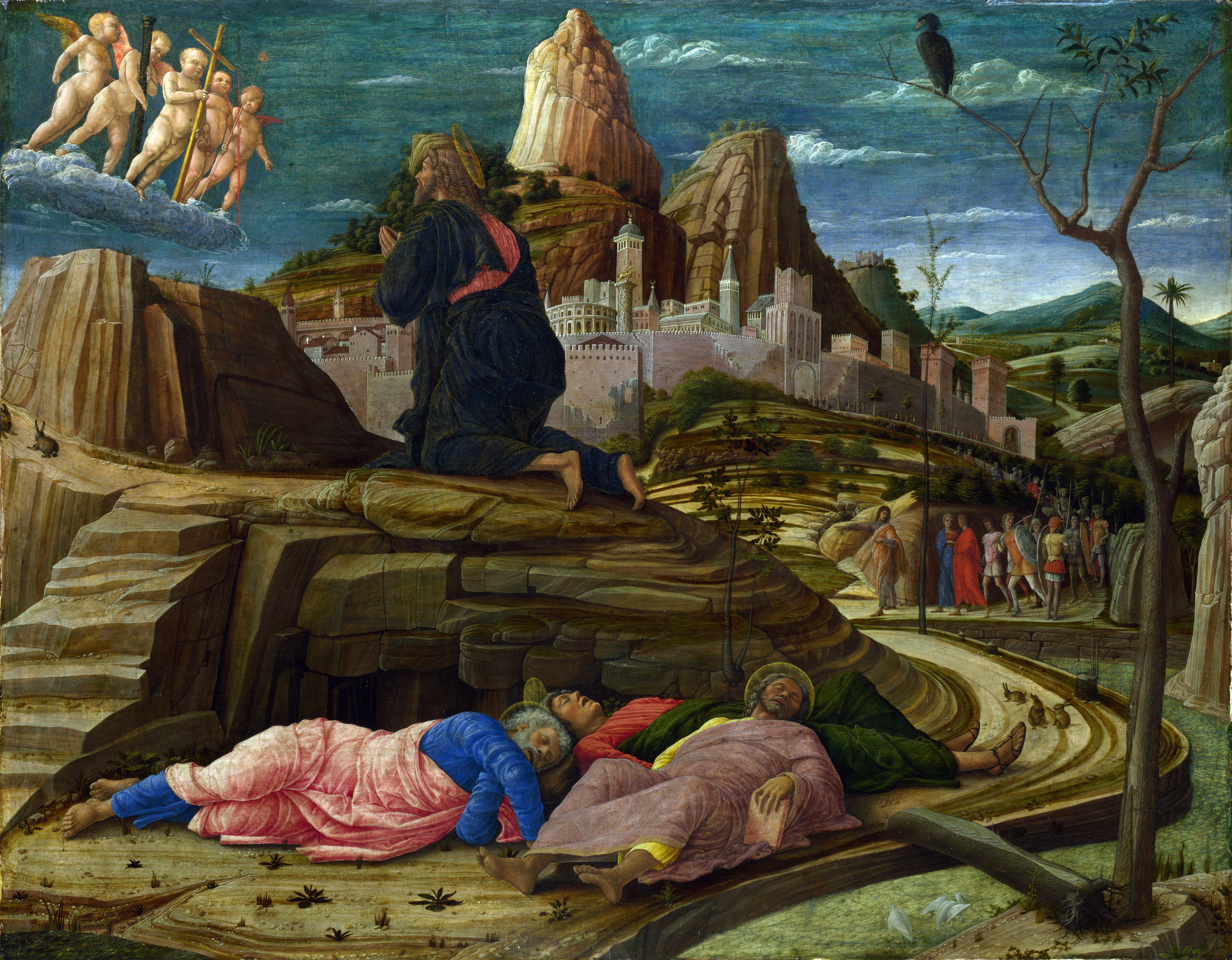
Andrea Mantegna
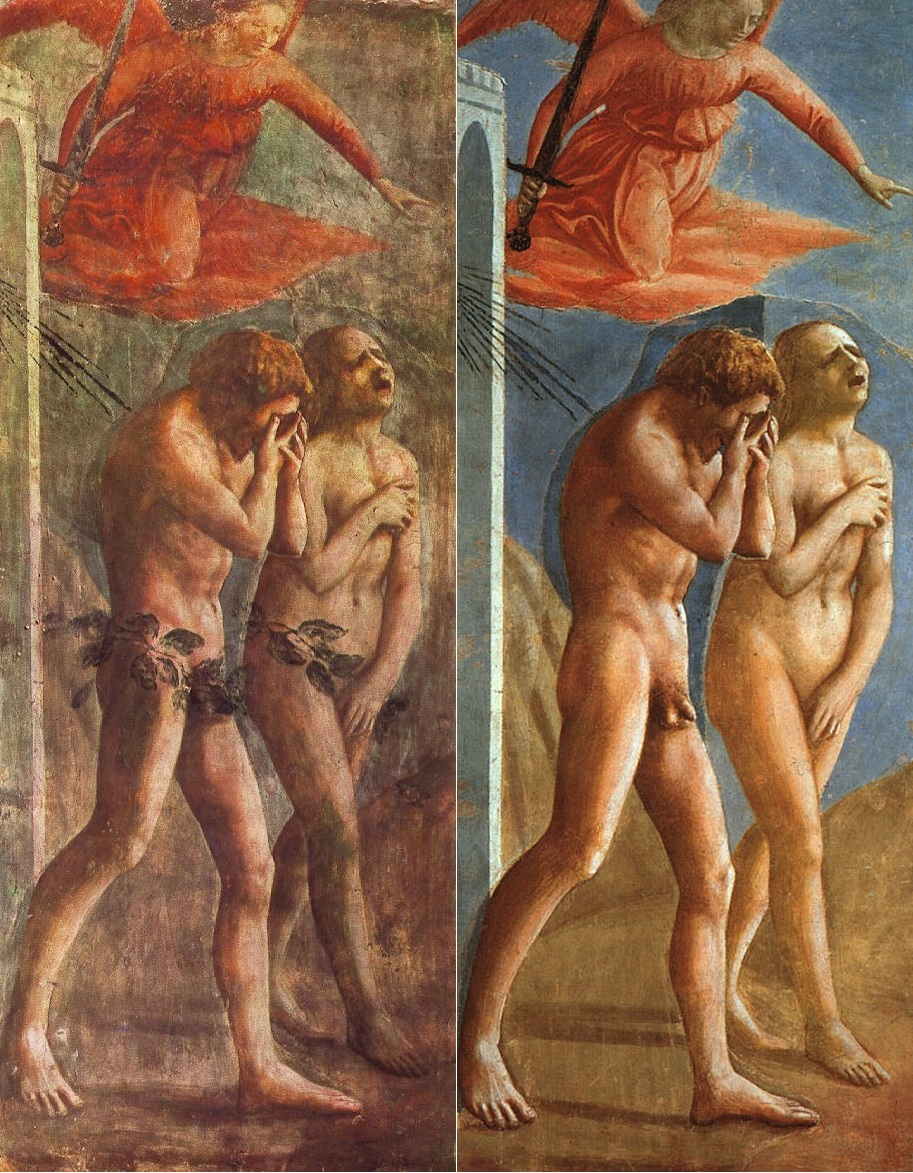
Masaccio The Expulsion of Adam and Eve from Eden, before and after restoration
Paolo Uccello
Leonardo da Vinci
Raphael
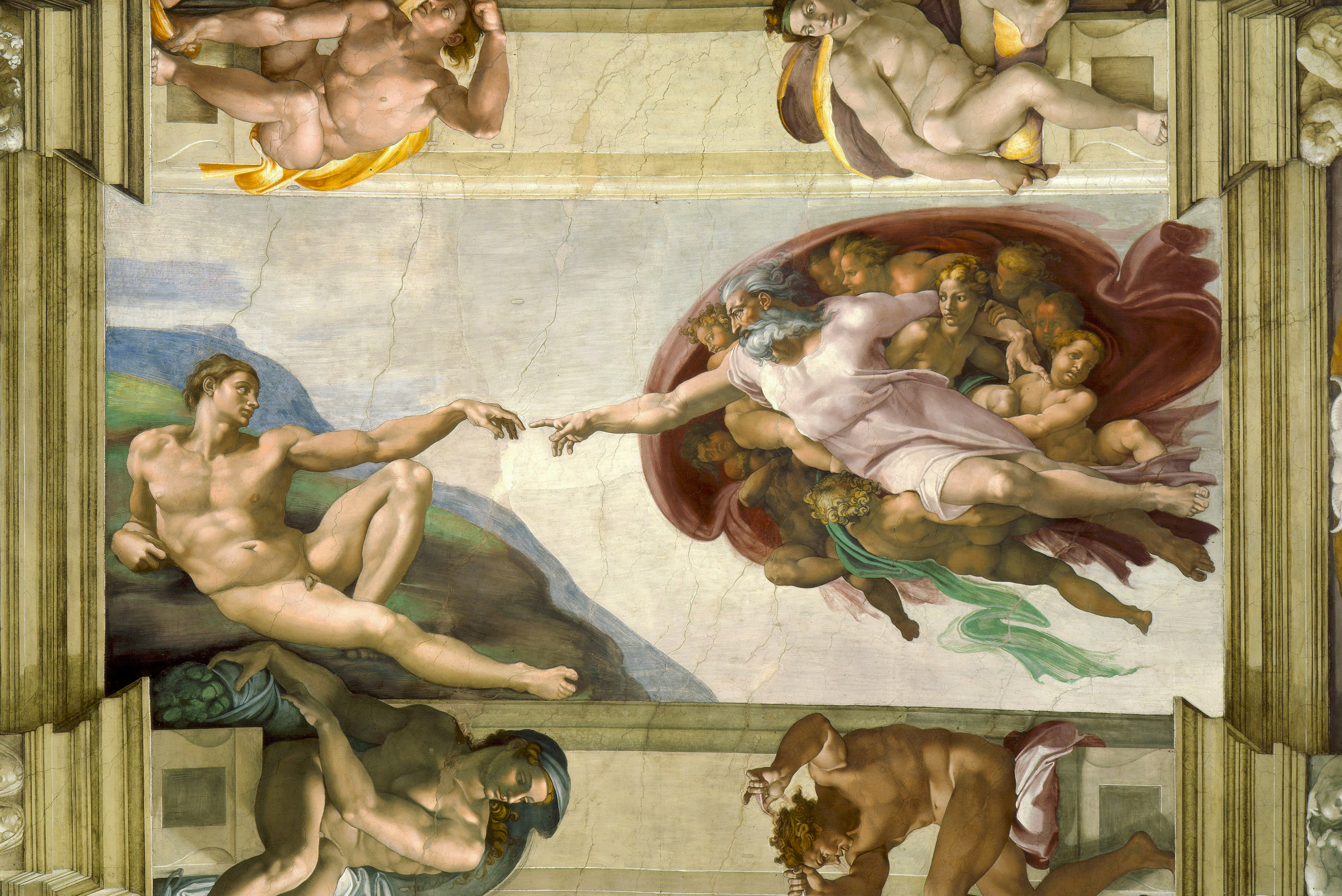
Michelangelo
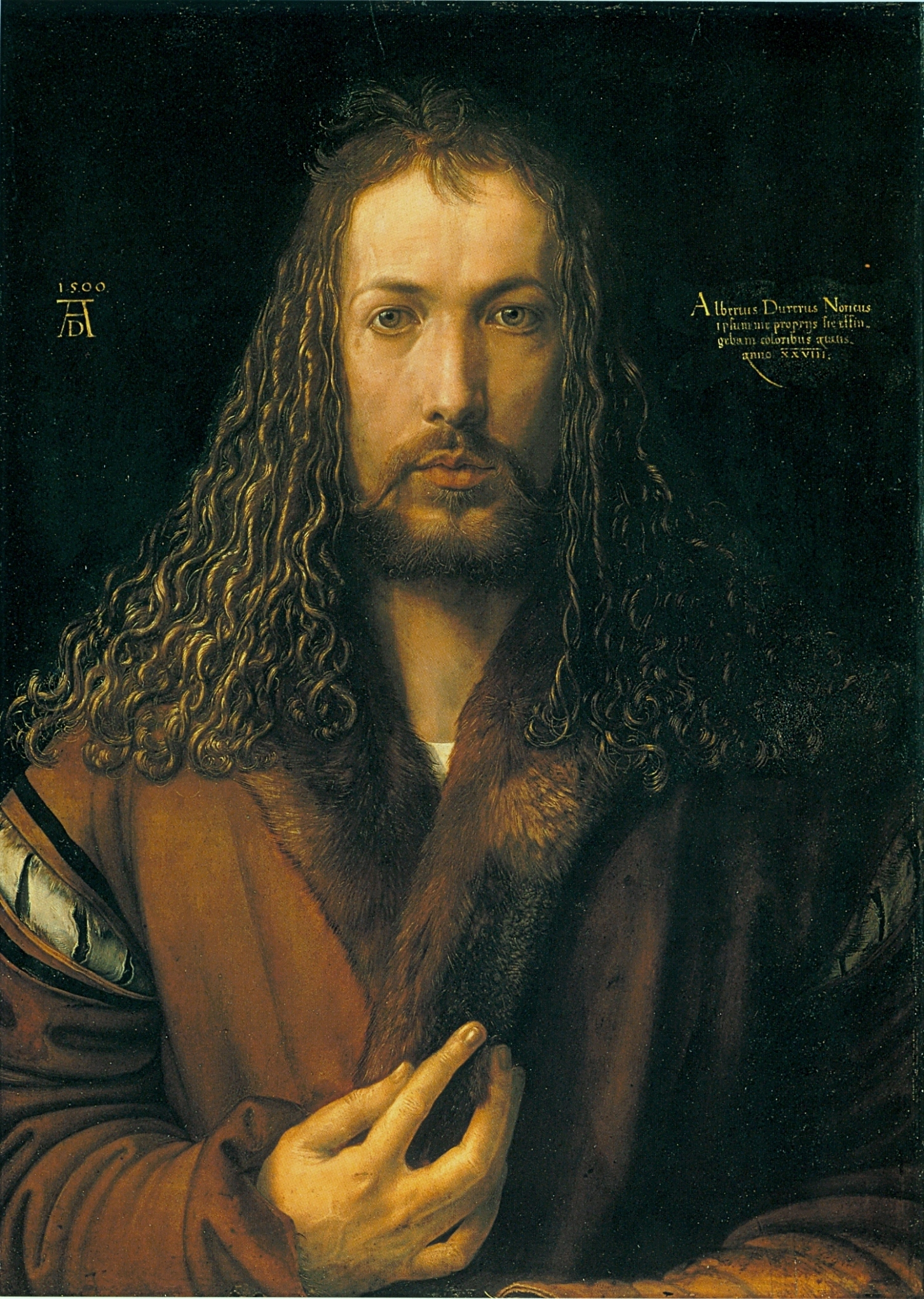
Albrecht Dürer
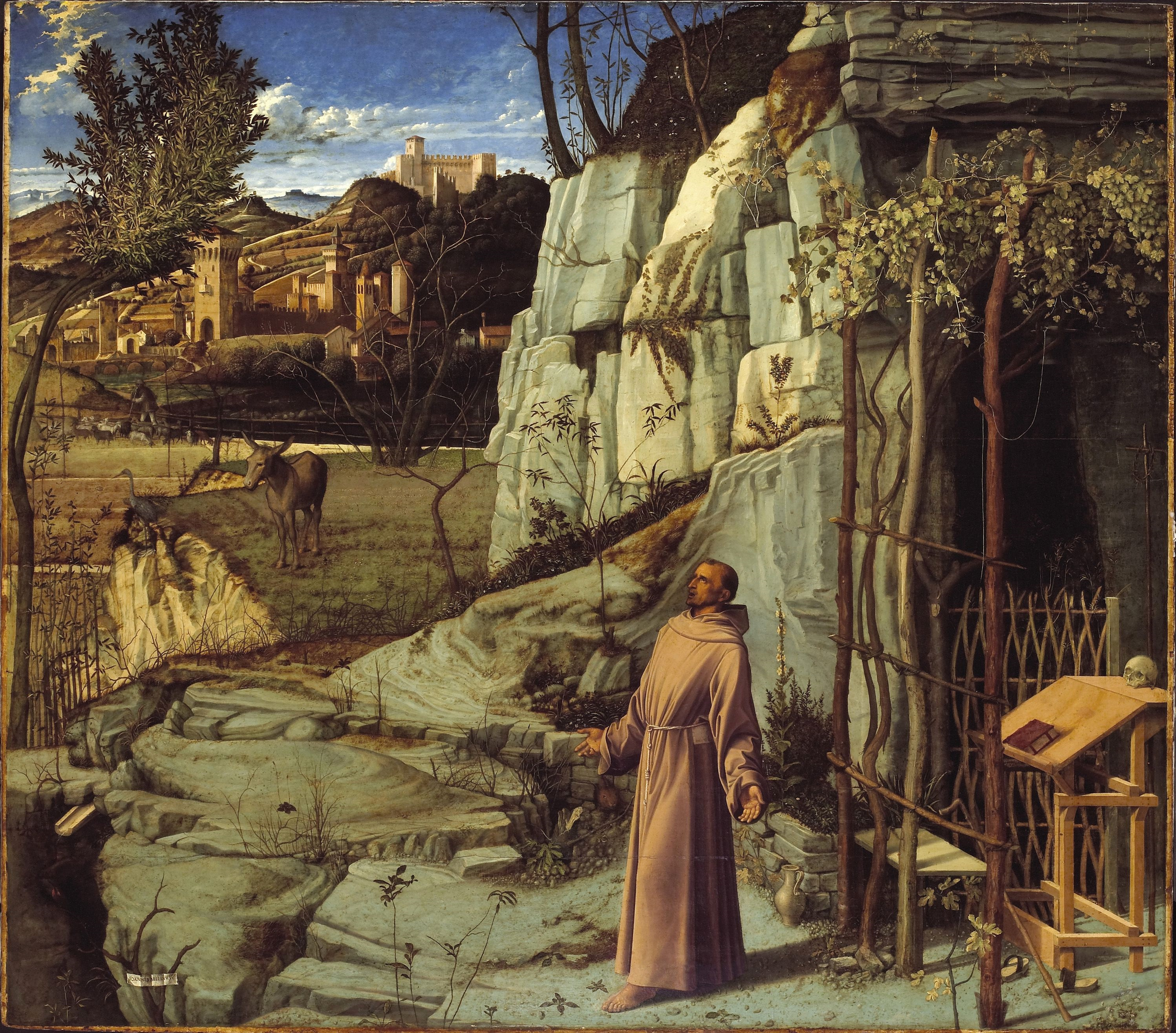
Giovanni Bellini
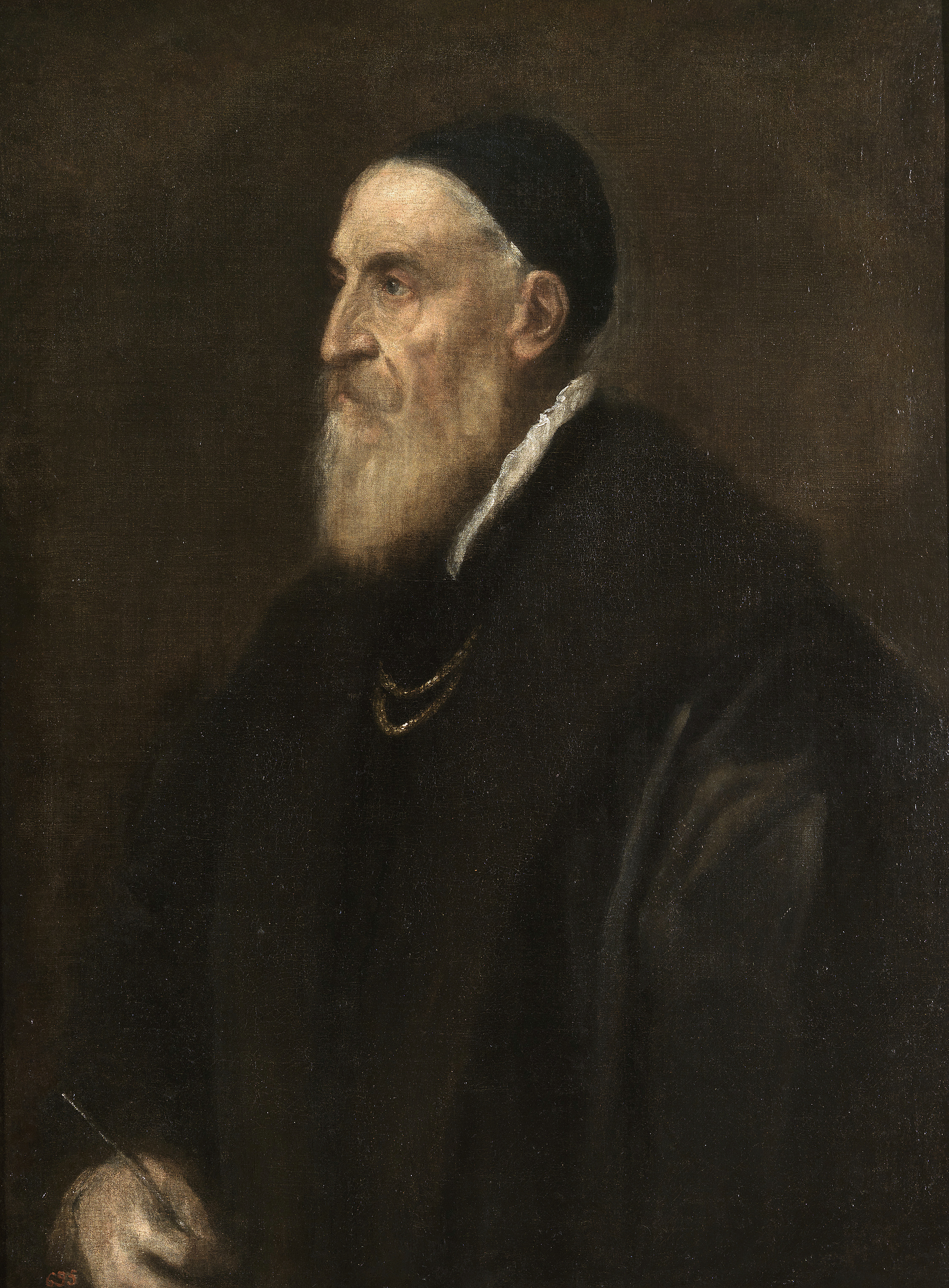
Titian
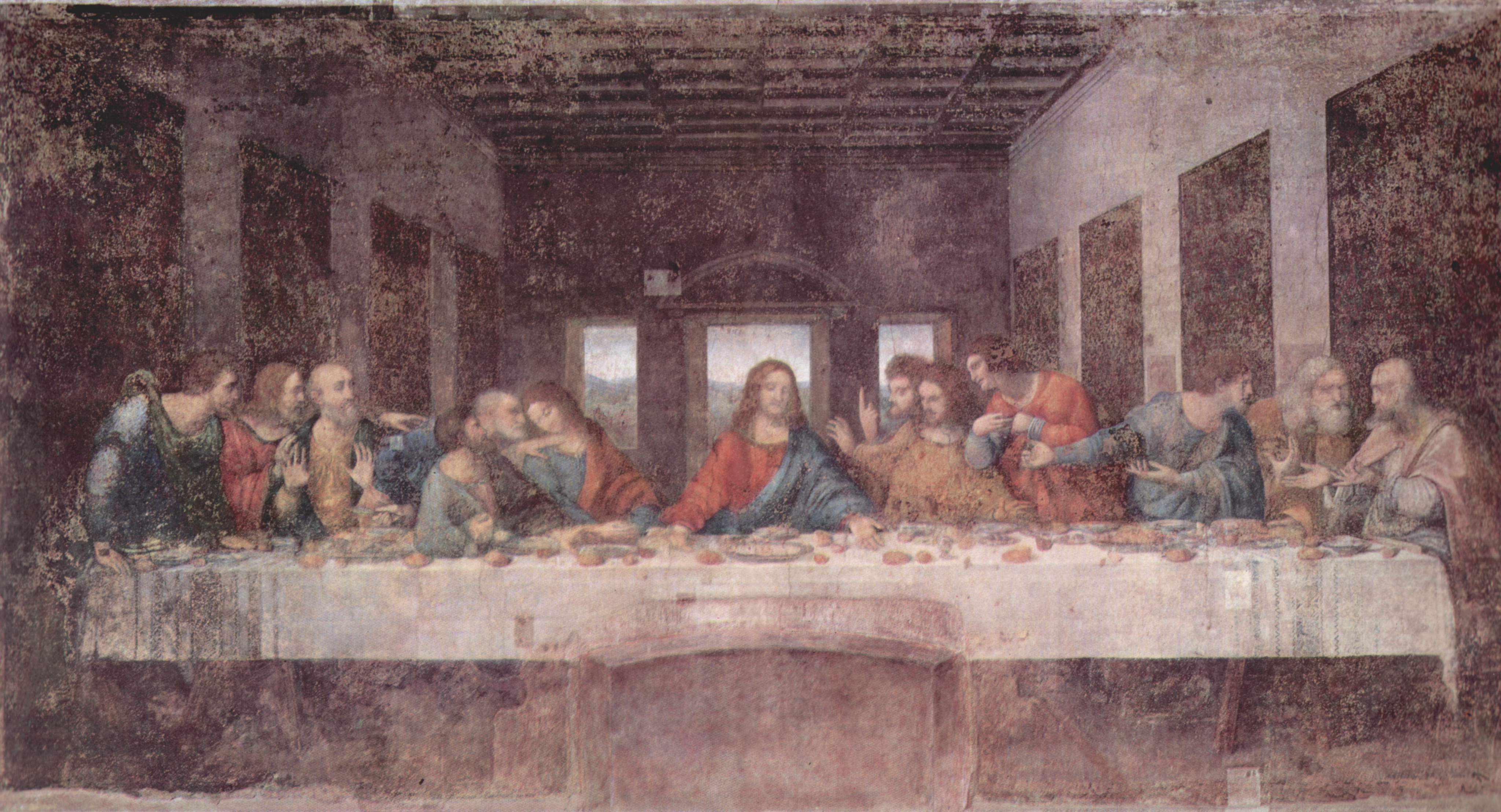
Leonardo da Vinci
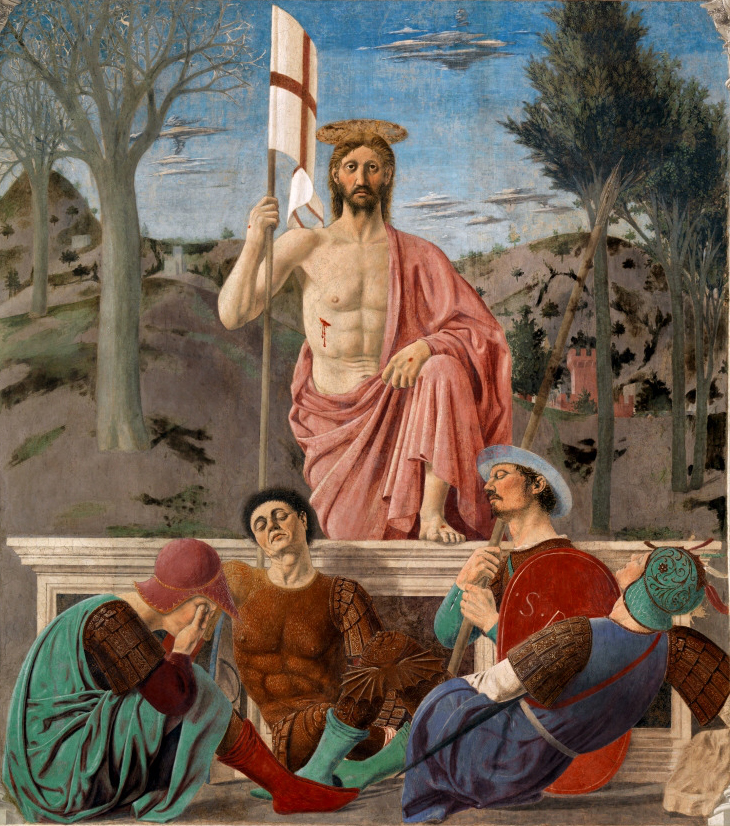
Piero della Francesca
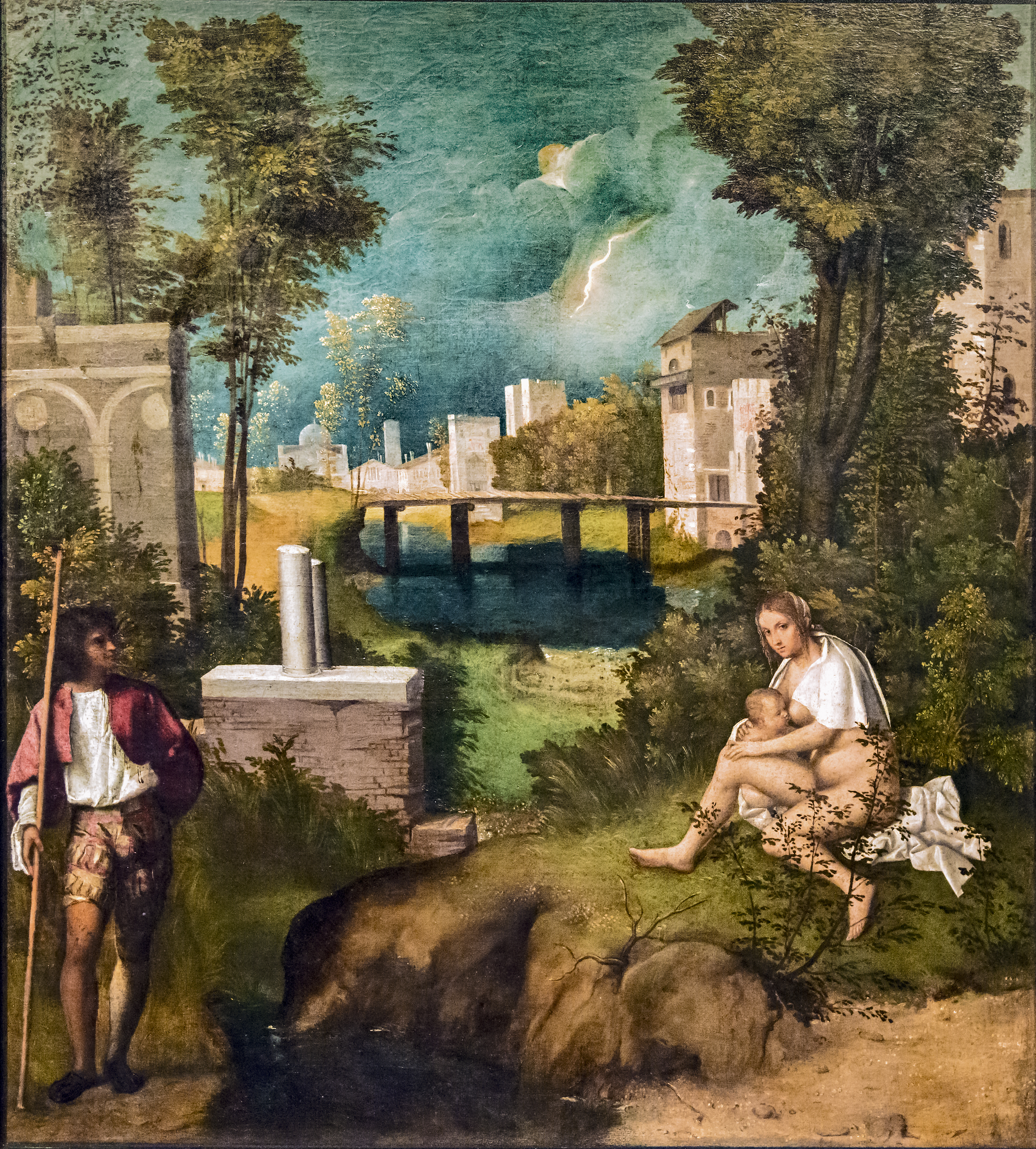
Giorgione
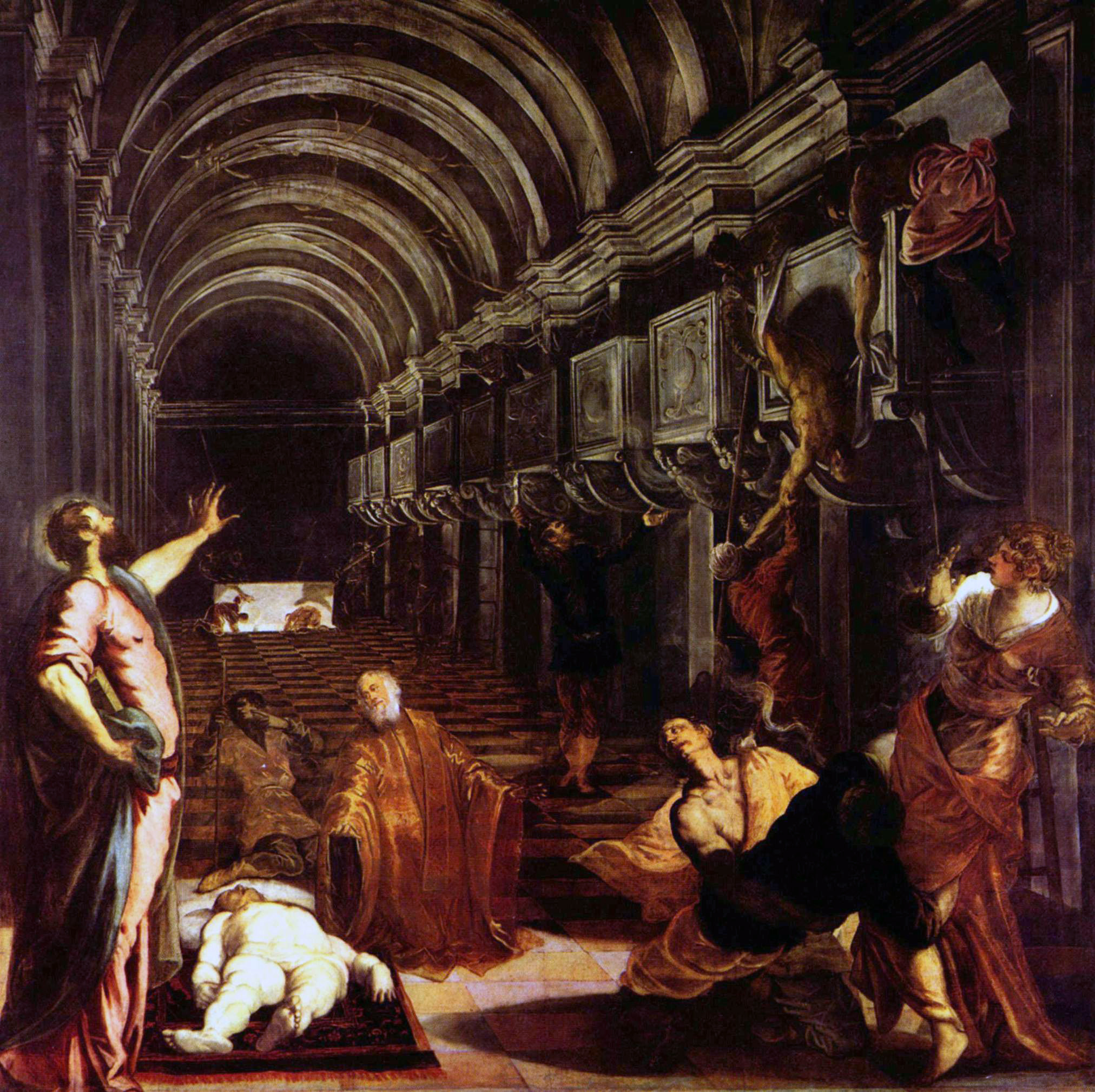
Jacopo Tintoretto
Sandro Botticelli
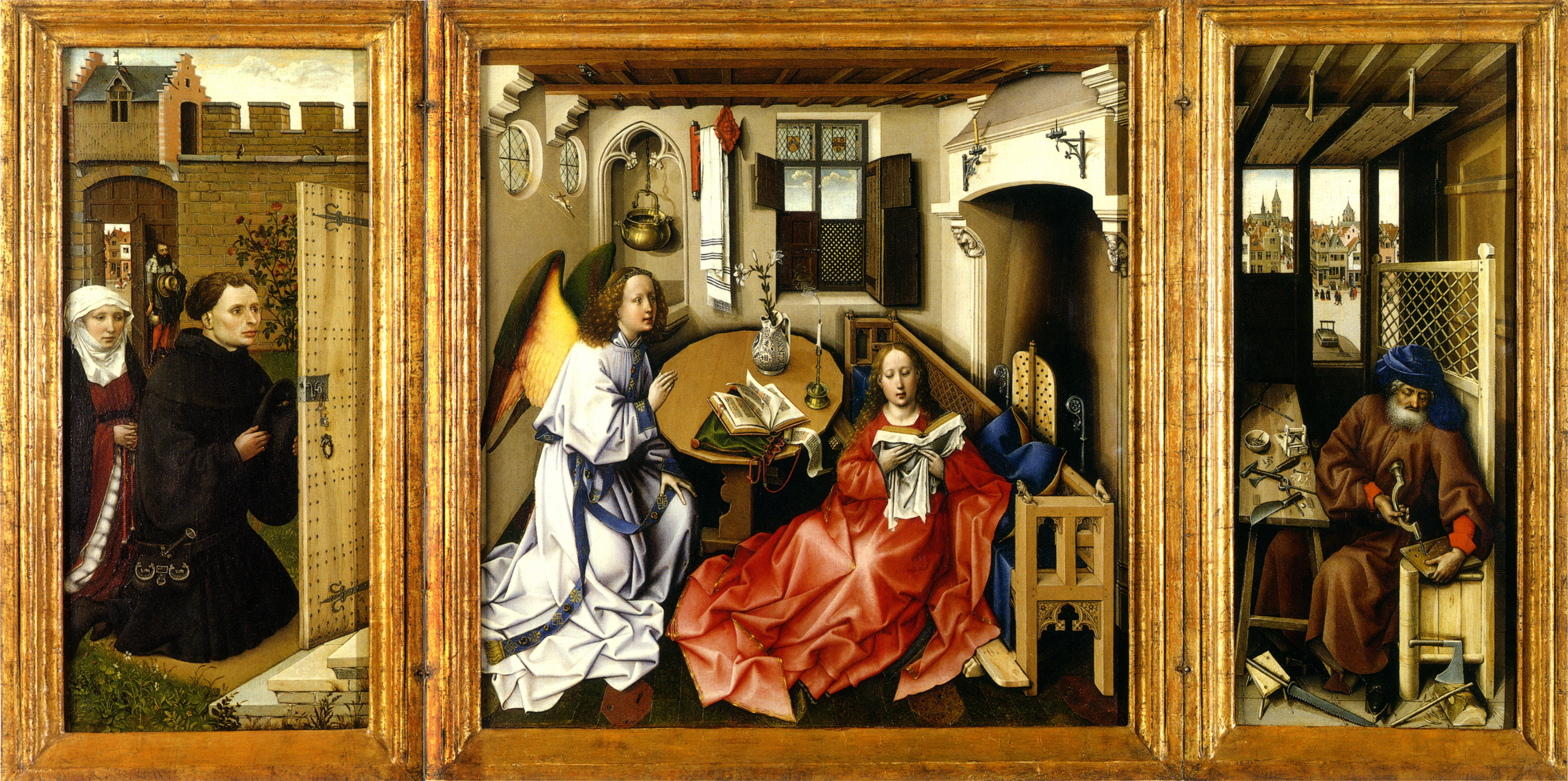
Robert Campin
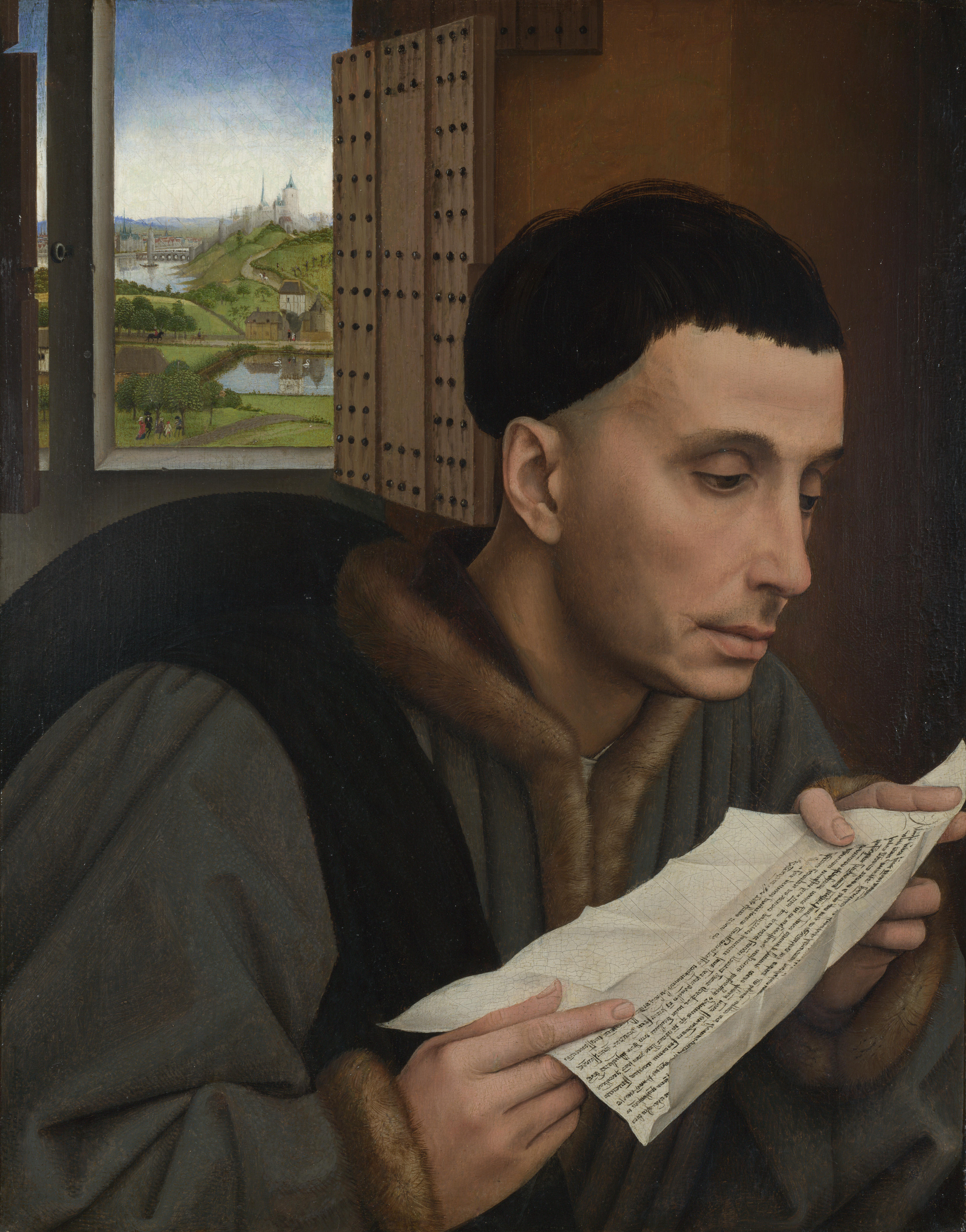
Rogier van der Weyden
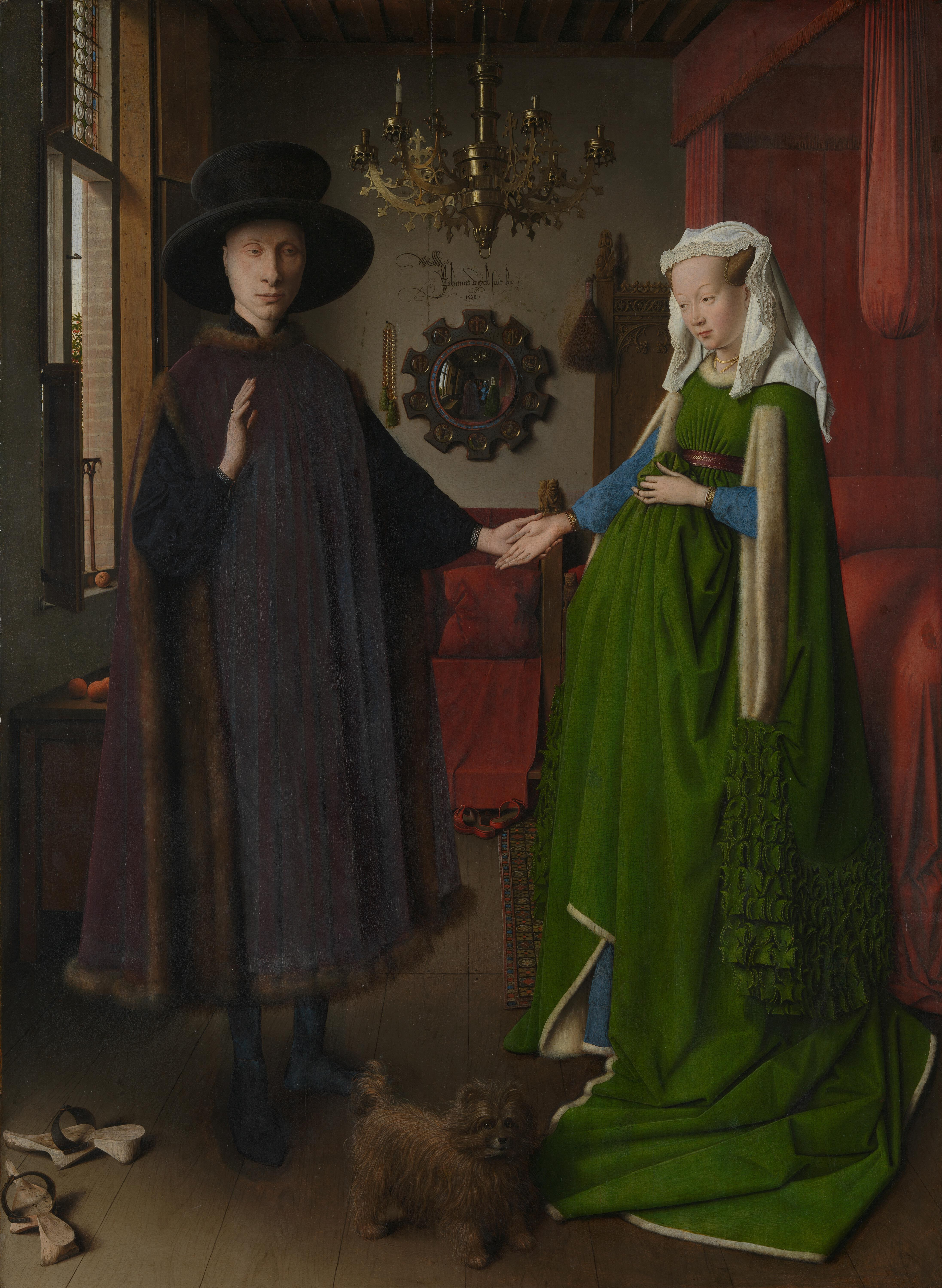
Jan van Eyck
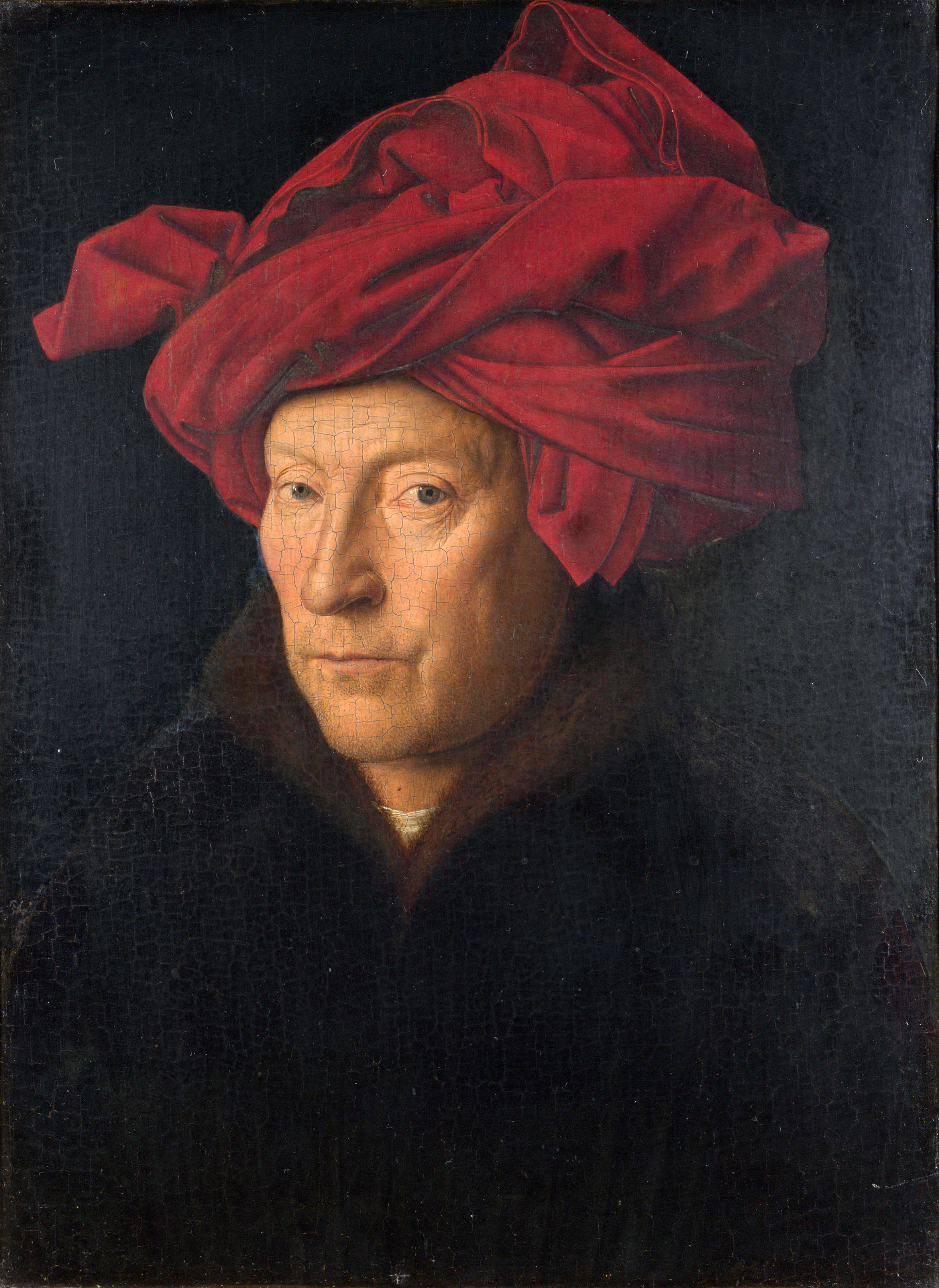
Jan van Eyck
Hieronymous Bosch
Pieter Bruegel
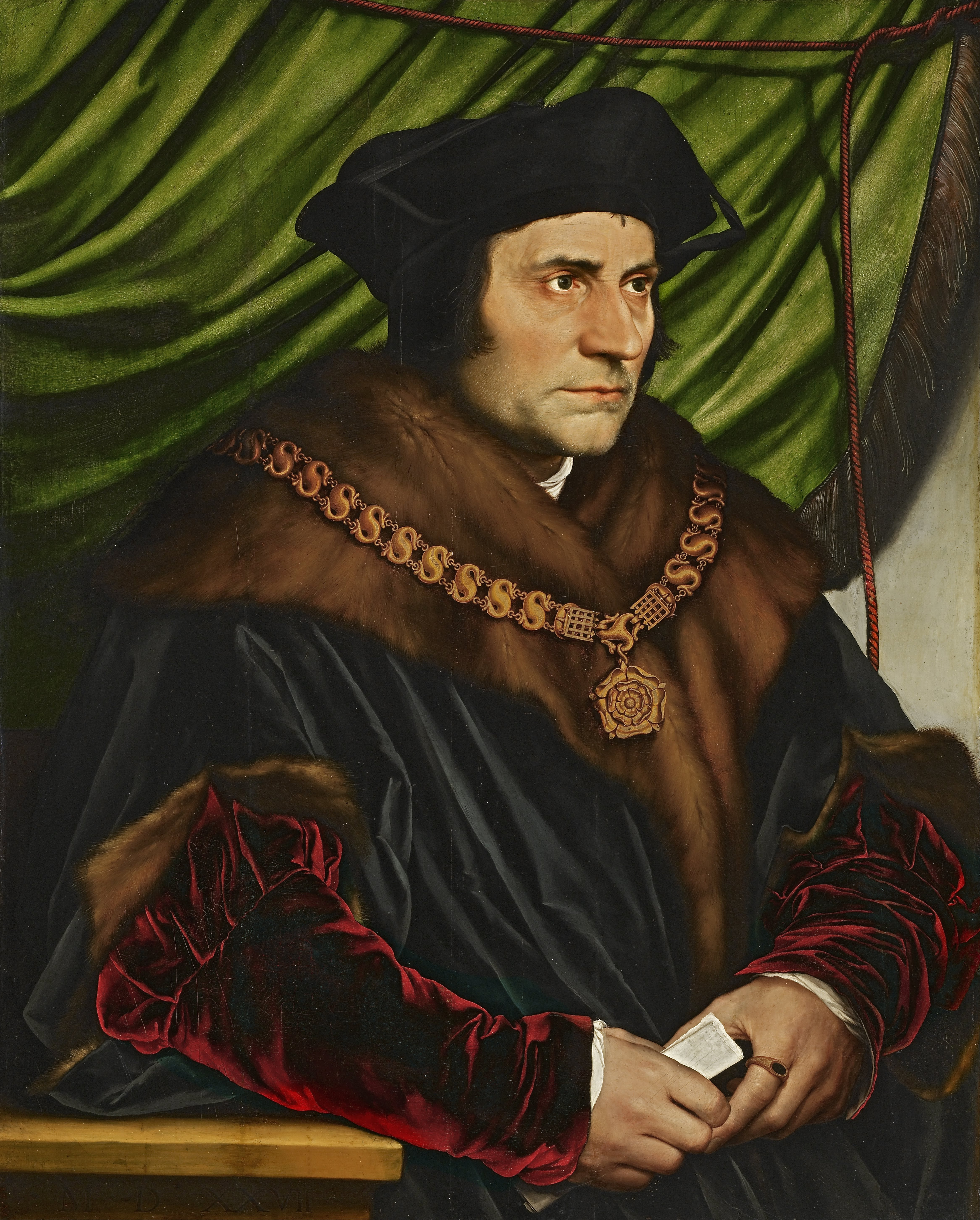
Hans Holbein the Younger
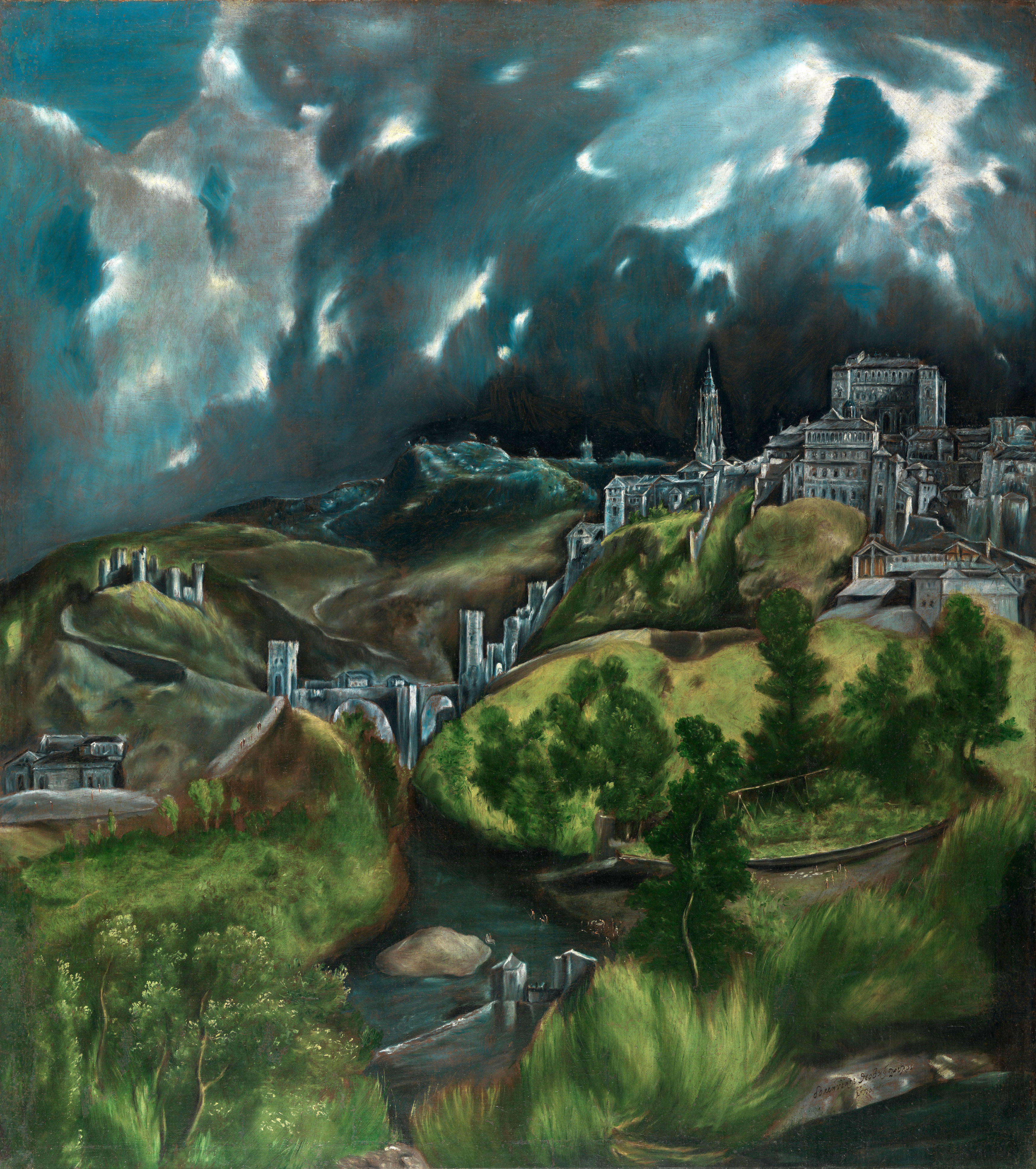
El Greco

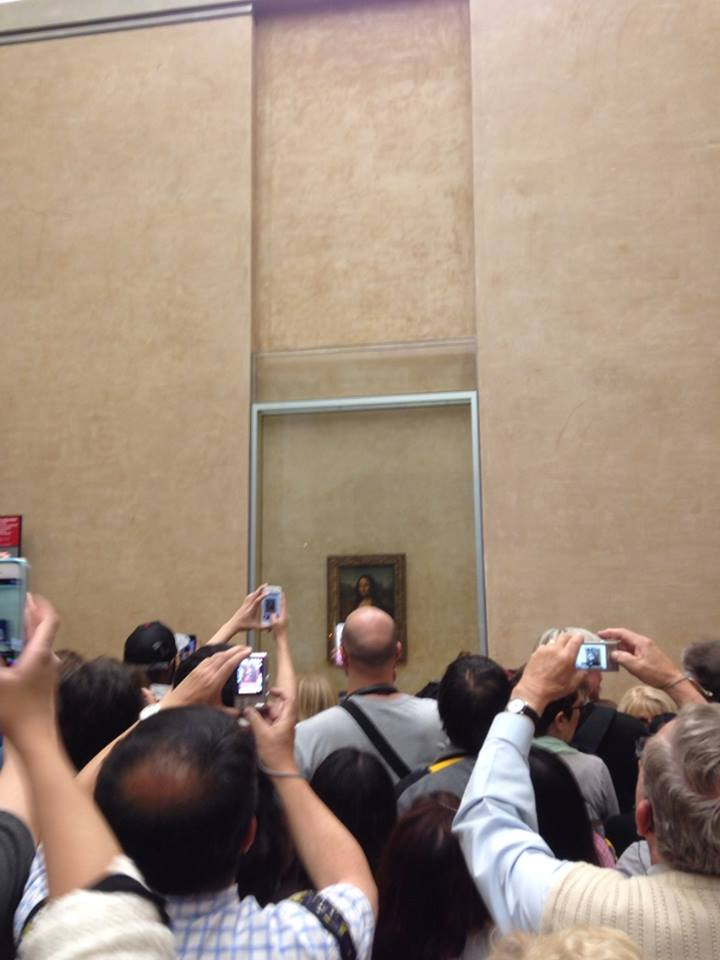
Bức ảnh cho thấy cảnh tượng đông đúc thường trực khi trưng bày bức tranh Nàng Monalisa tại bảo tàng Louvre ở Paris, Pháp

Thời Phục Hưng được nhiều người cho rằng chính là thời kỳ vàng son của hội họa. Khoảng thời gian từ thế kỷ XIV xuyên suốt đến giữa thế kỷ XVII. Một số họa sĩ Italia như
 Paolo Uccello, Fra Angelico, Masaccio, Piero della Francesca, Andrea Mantegna, Filippo Lippi, Giorgione, Tintoretto, Sandro Botticelli, Leonardo da Vinci, Michelangelo Buonarroti, Raphael, Giovanni Bellini, và Titian đưa hội họa lên một tầm cao mới bằng sử dụng nhận thức, nghiên cứu của tỷ lệ và các bộ phận của con người, và thông qua sự phát triển của họ về một sự tinh tế chưa từng có trong kỹ thuật vẽ chì và vẽ màu.
Vào thế kỷ XV và XVI, các bức tranh mảng có thể được treo trên tường và di chuyển xung quanh theo ý muốn trở nên phổ biến trong cả nhà thờ và nhà riêng hơn là các bích họa trên tường hoặc các bức tranh kết hợp với một cấu trúc cố định, ví dụ như tranh thờ cúng. Thời Phục Hưng mang đến sự trối dậy của một phong cách hội họa gọi là trường phái Kiểu cách. Đặt vào hoàn cảnh của sự cân bằng các thành phần và tiếp cận nhận thức hợp lý đó các đặc điểm của hội họa vào cuối thế kỷ XVI, những người theo trường phái Kiểu cách tìm cách ổn định, tinh xảo và mơ hồ. Các cảm xúc khuôn mặt và cử chỉ của Piero della Francesca và Trinh nữ điềm đạm của Raphael được thay thế bằng các biểu thức khó khăn của Pontormo và cường độ cảm xúc của El Greco. Một số thập kỷ sau trườnng phái kiểu cách Phương Bắc thống trị nghệ thuật Hà Lan và Đức cho đến khi có sự xuất hiện của Baroque.

Bức tranh thời phục hưng phản ánh cuộc cách mạng của ý tưởng và khoa học (thiên văn học, địa lý) xảy ra trong thời gian này, nhà Cải cách, và những phát minh của in báo chí. Năm được coi là một trong những nhà điêu khắc vĩ đại nhất của hoa kỳ rằng họa sĩ không chỉ nghệ nhân, nhưng những nhà tư tưởng là tốt. Với sự phát triển của vẽ bức tranh trong thời phục Hưng, bức tranh giành độc lập từ kiến trúc. Sau nhiều thế kỷ thống trị bởi hình ảnh tôn giáo thế tục vấn đề từ từ trở về tranh của phương Tây. Nghệ sĩ có tầm nhìn của thế giới xung quanh họ, hoặc các sản phẩm của họ trí tưởng tượng của riêng trong bức tranh của họ. Những người có đủ khả năng các chi phí có thể trở thành người bảo trợ và ủy ban chân dung của mình hoặc gia đình của họ.

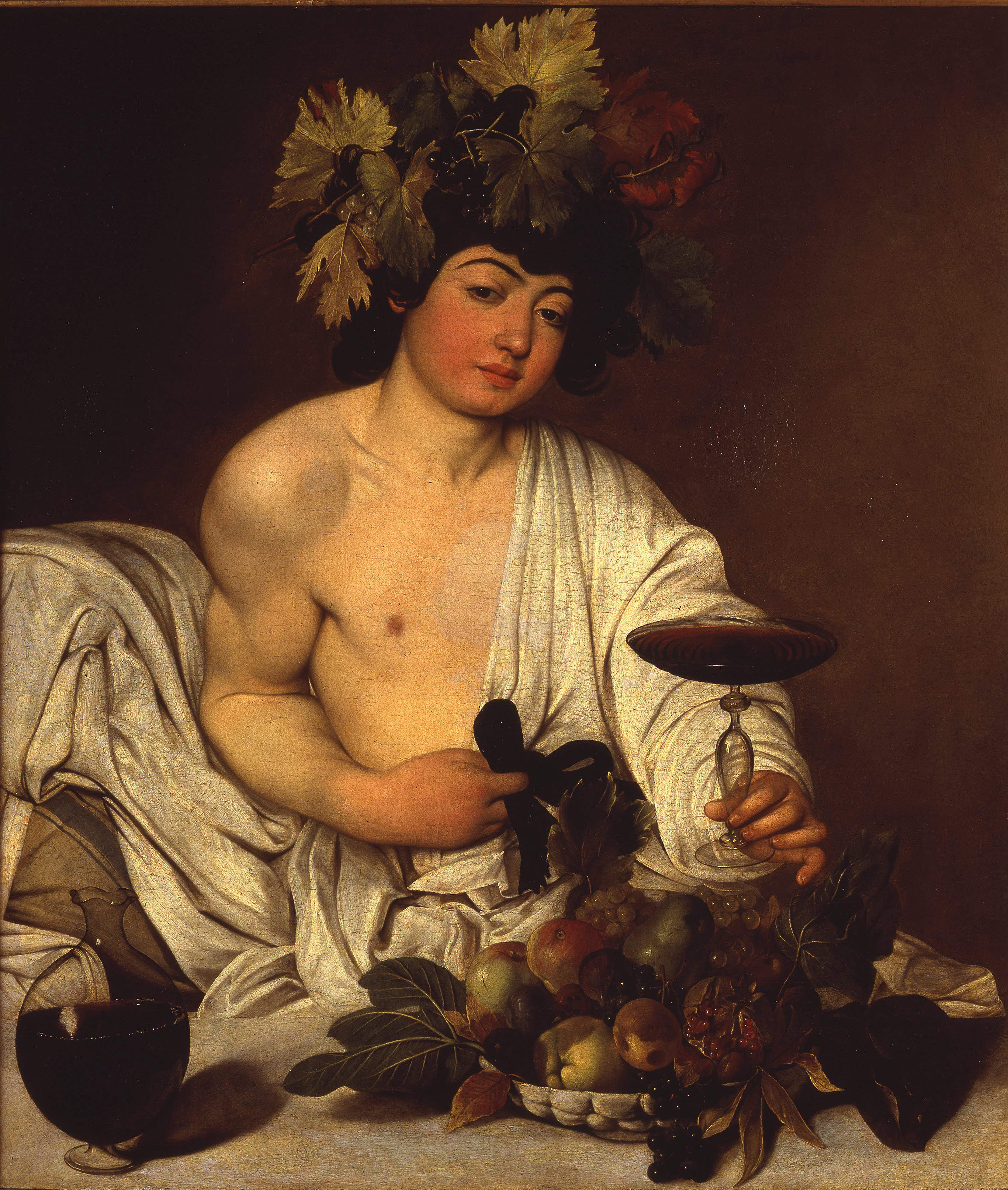
Caravaggio
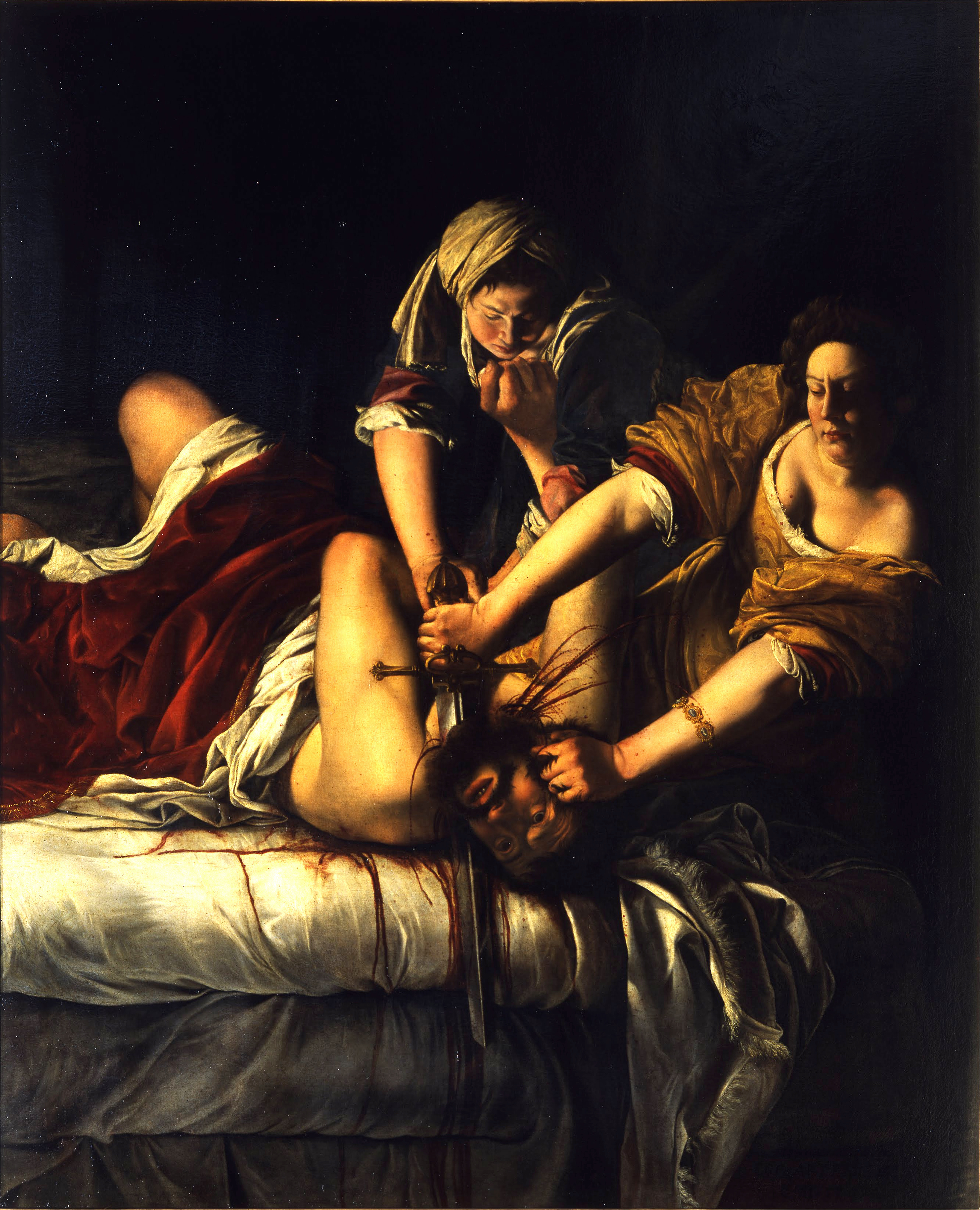
Artemisia Gentileschi
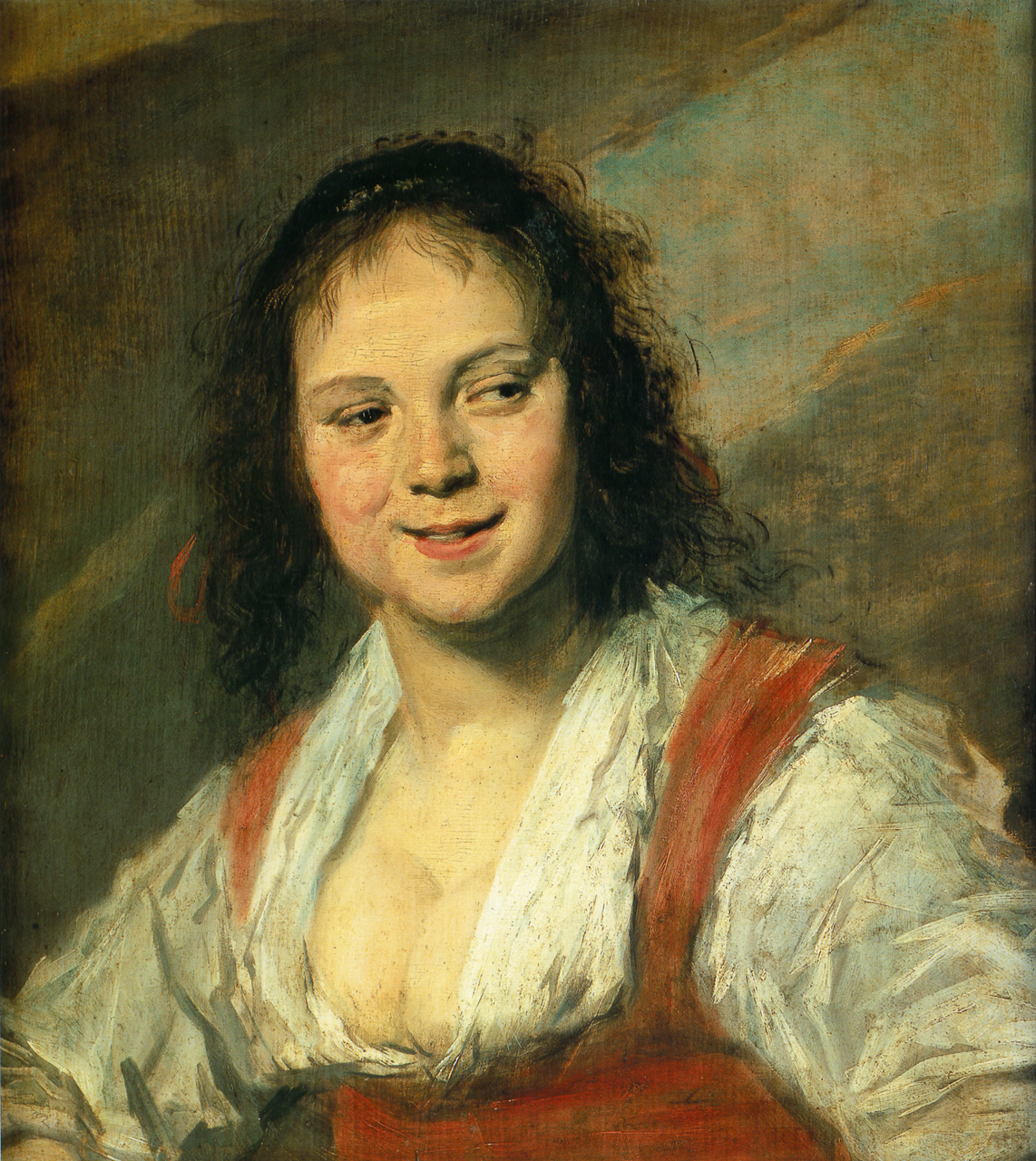
Frans Hals
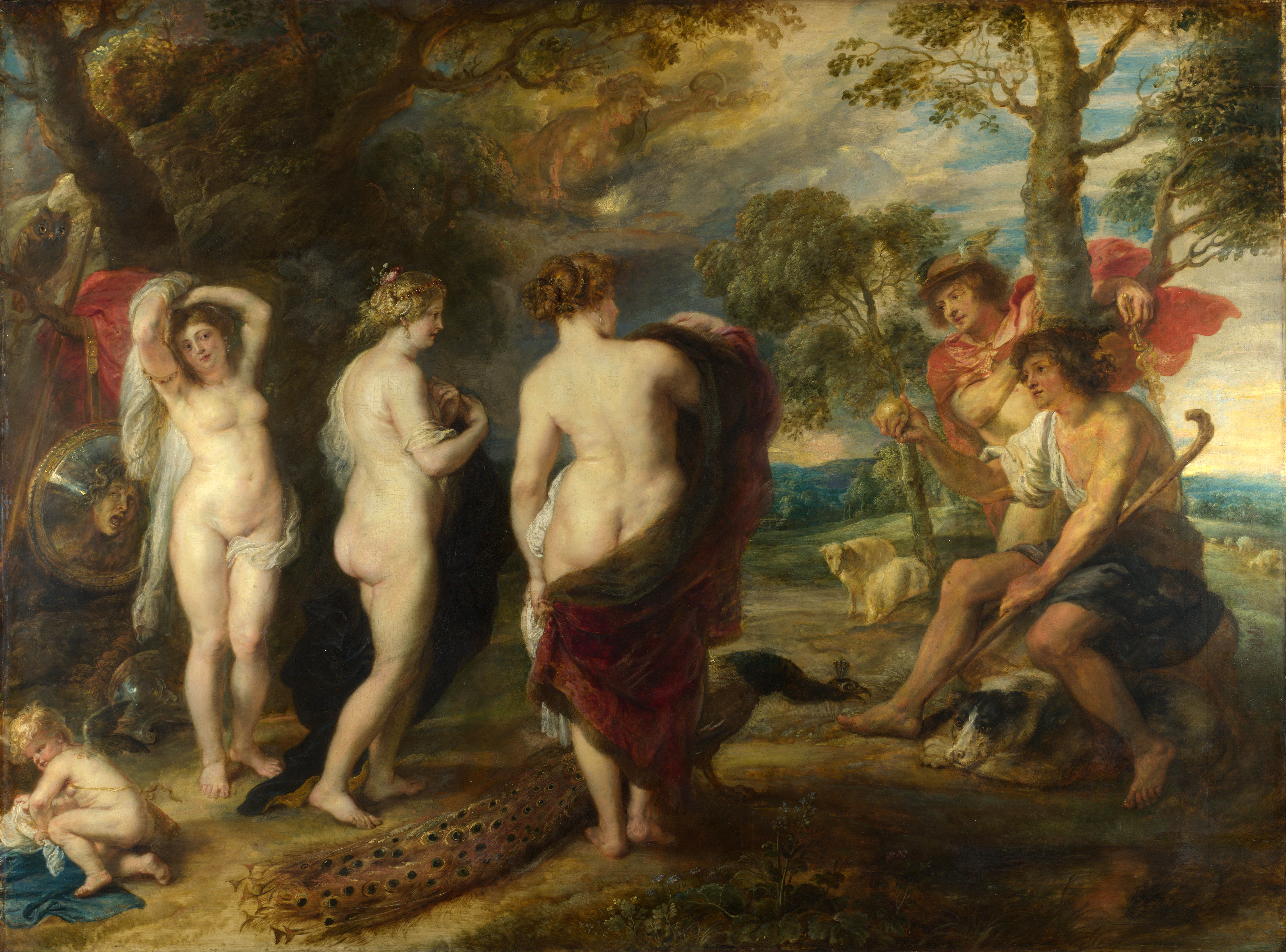
Peter Paul Rubens
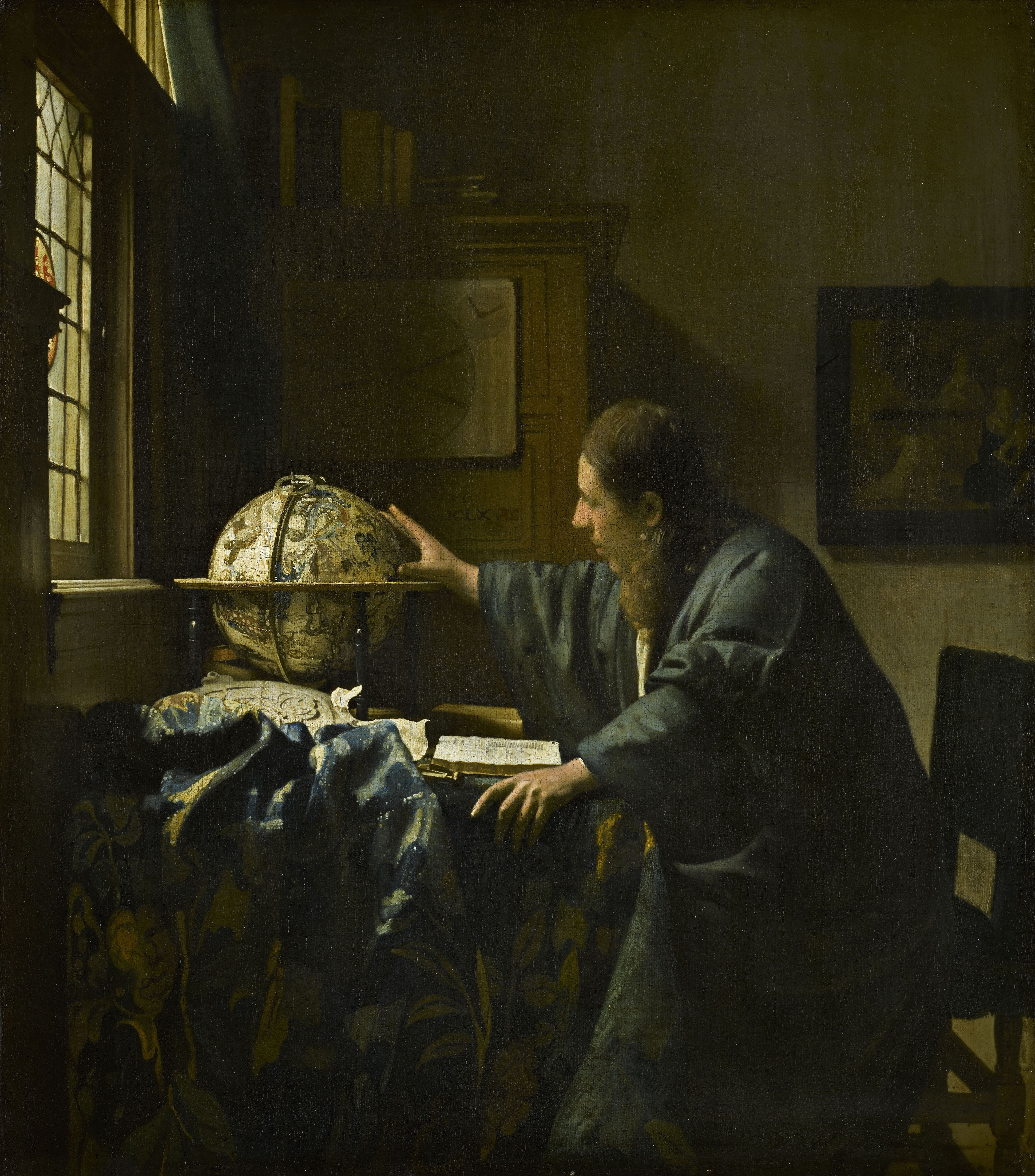
Jan Vermeer
Rembrandt van Rijn
Diego Velázquez
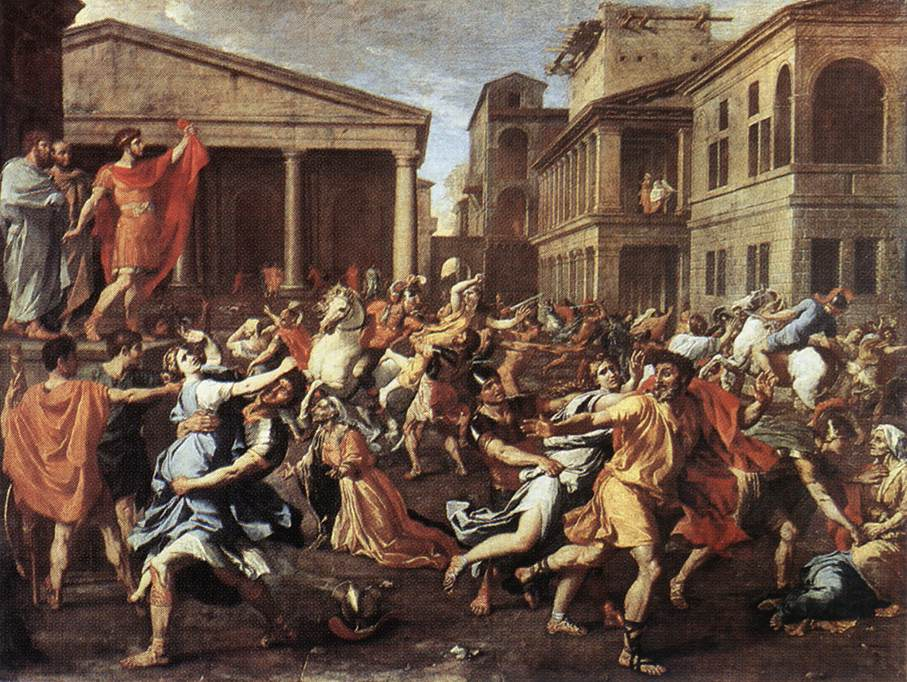
Nicolas Poussin
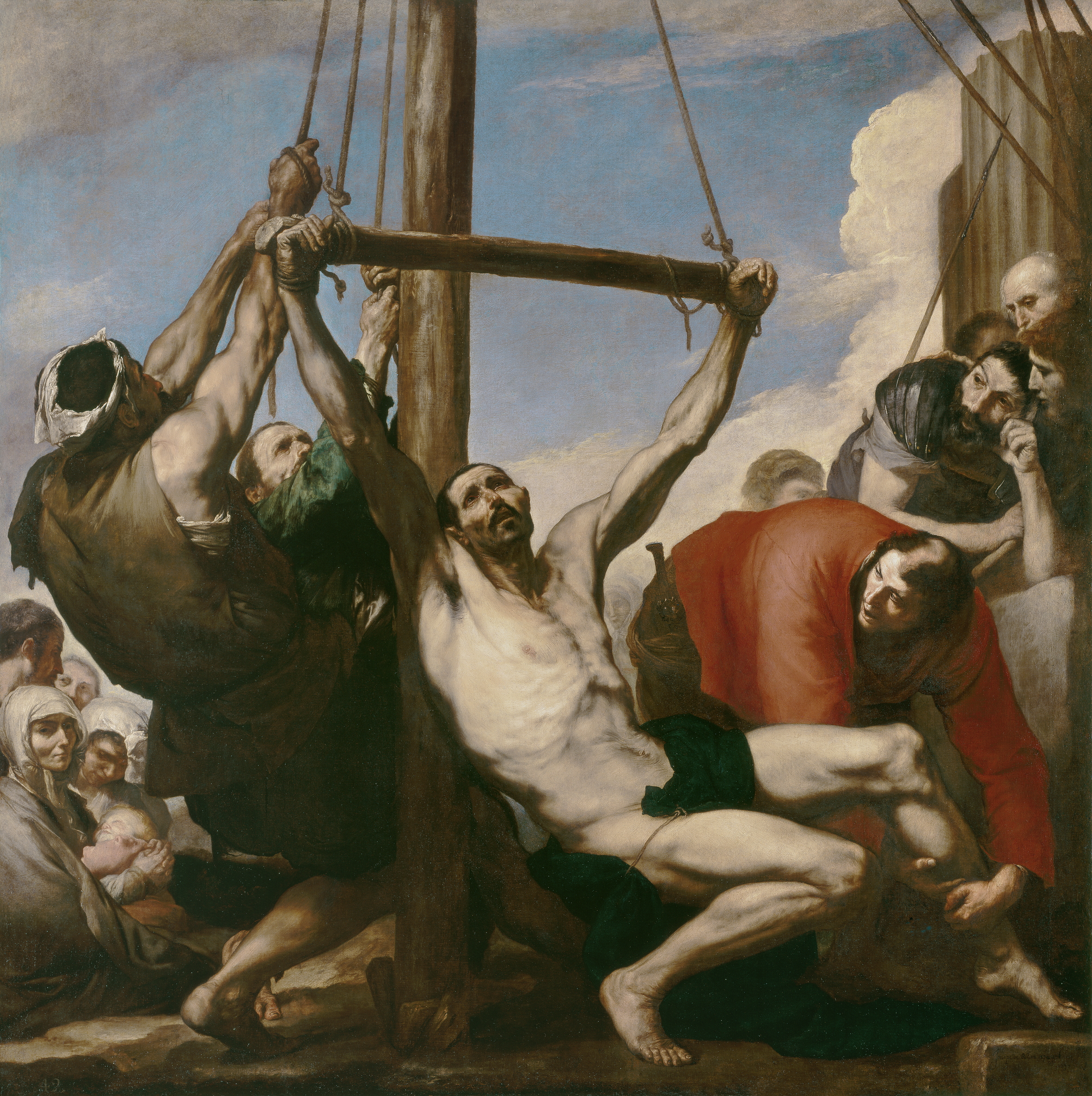
José de Ribera
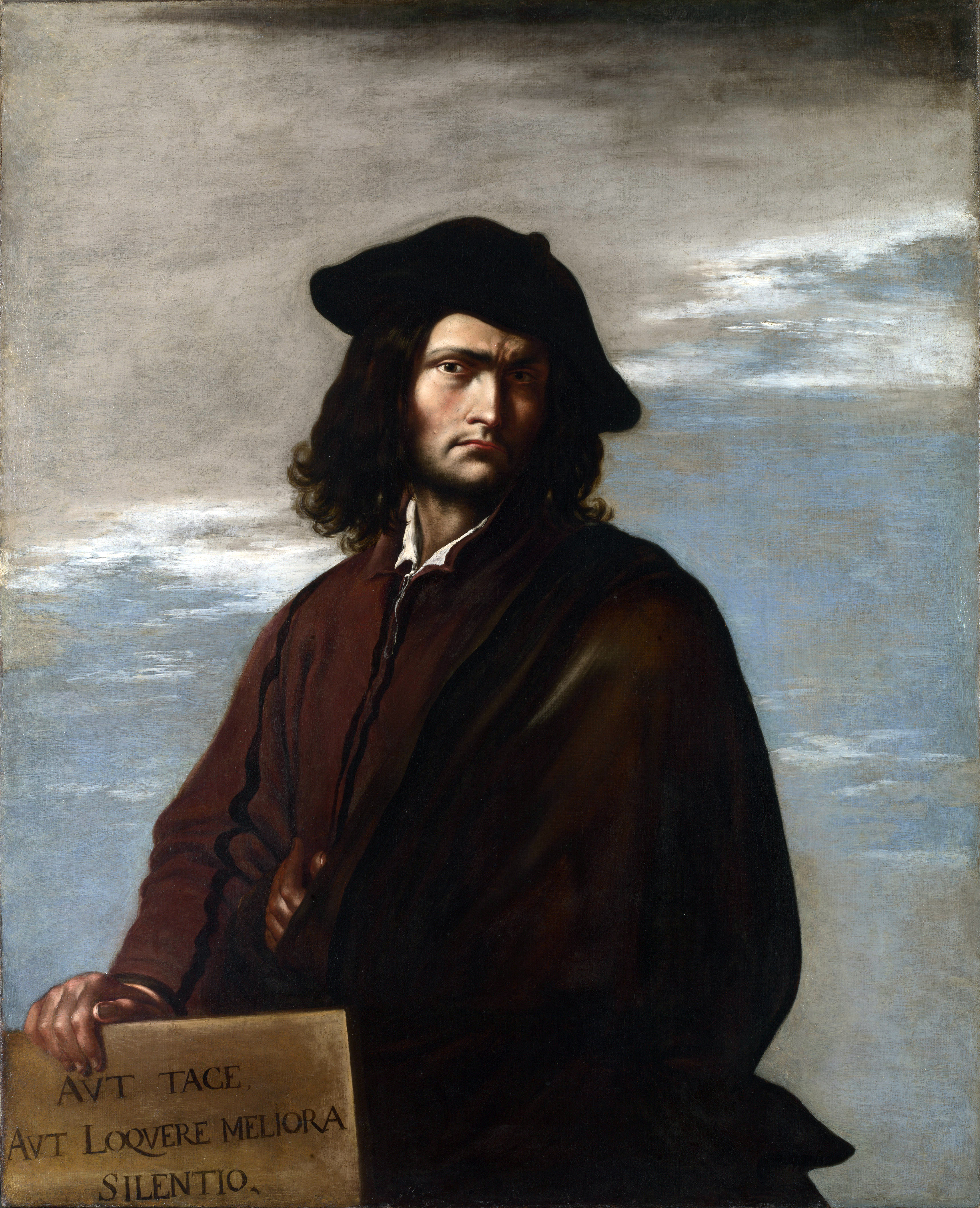
Salvatore Rosa
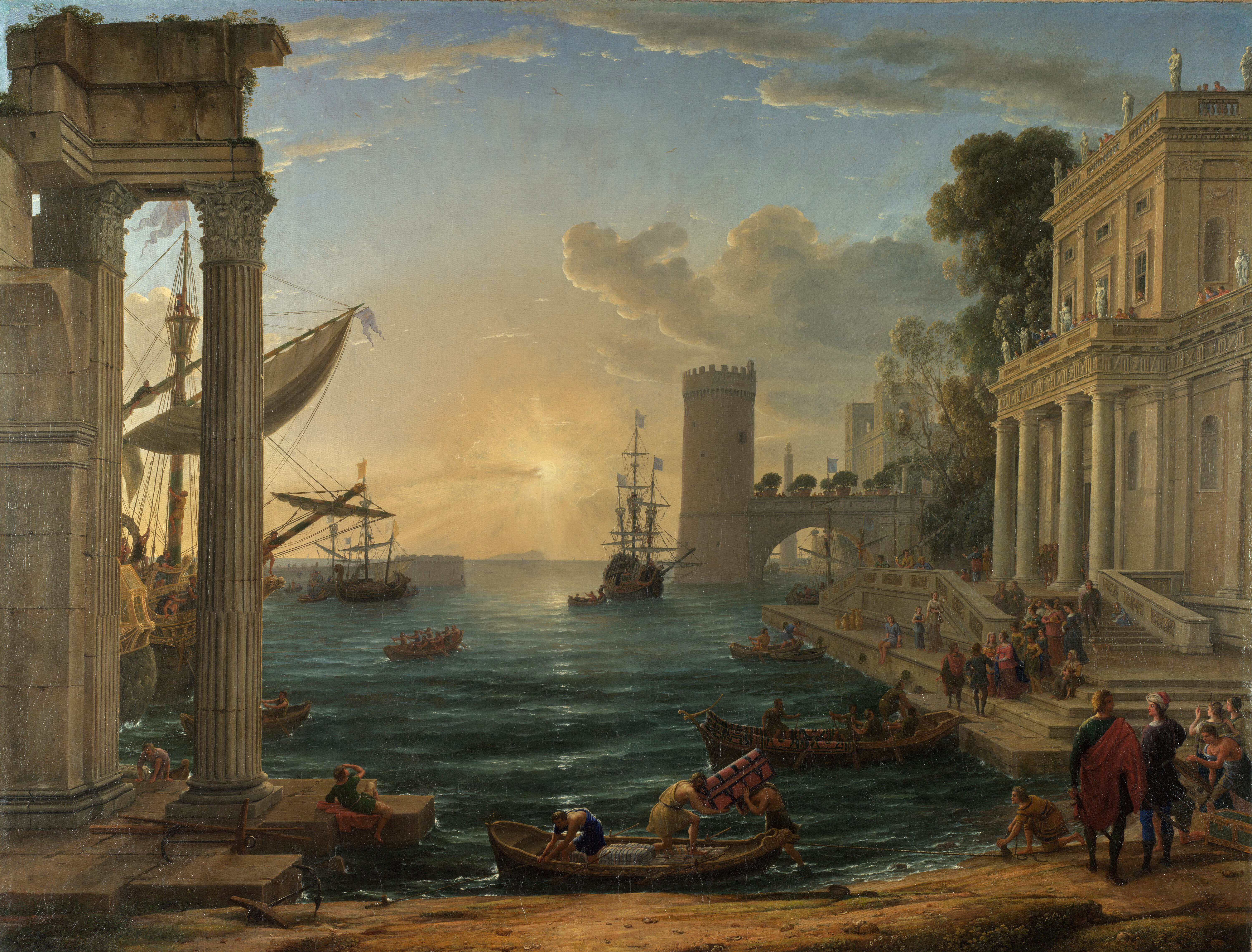
Claude Lorrain
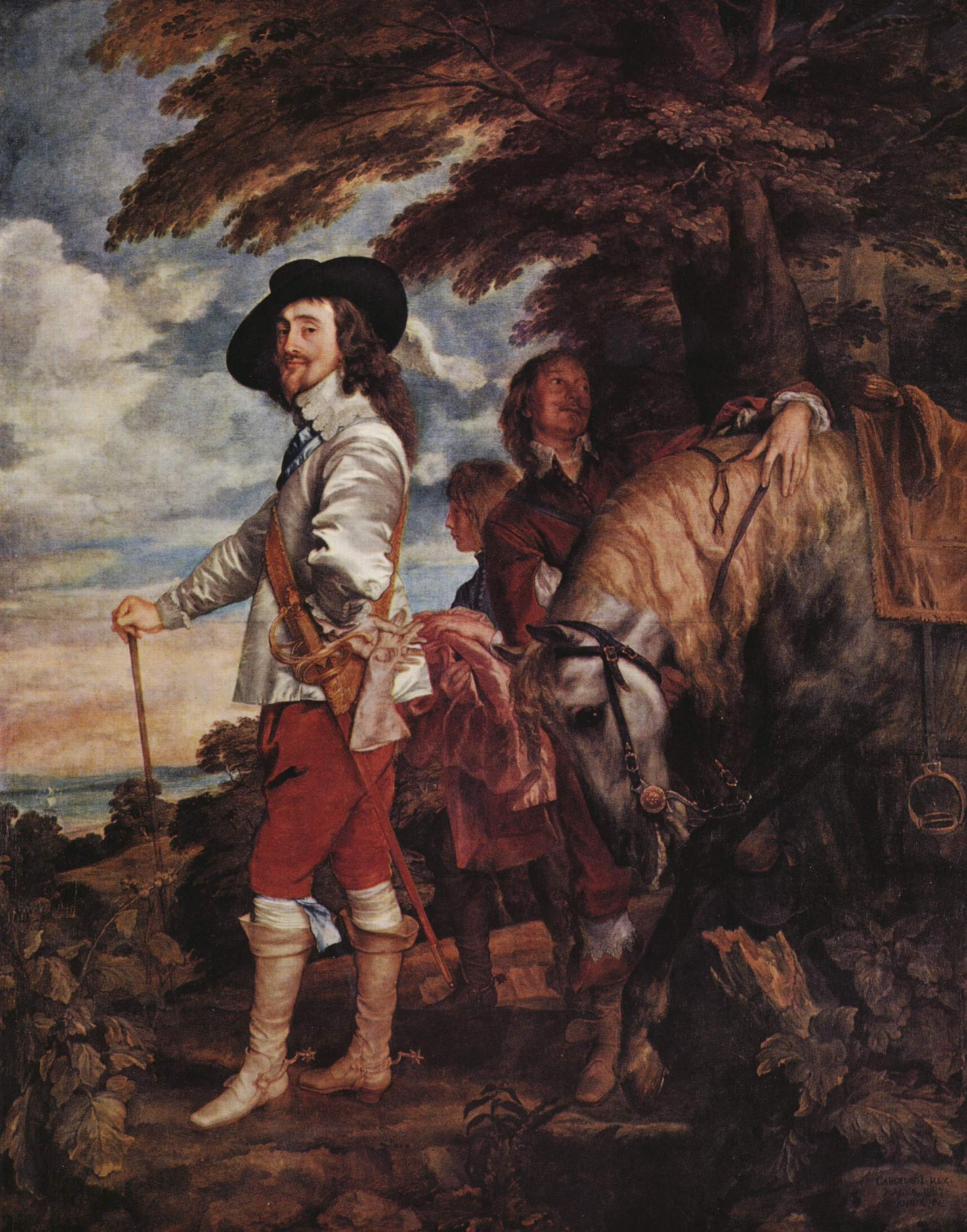
Anthony van Dyck
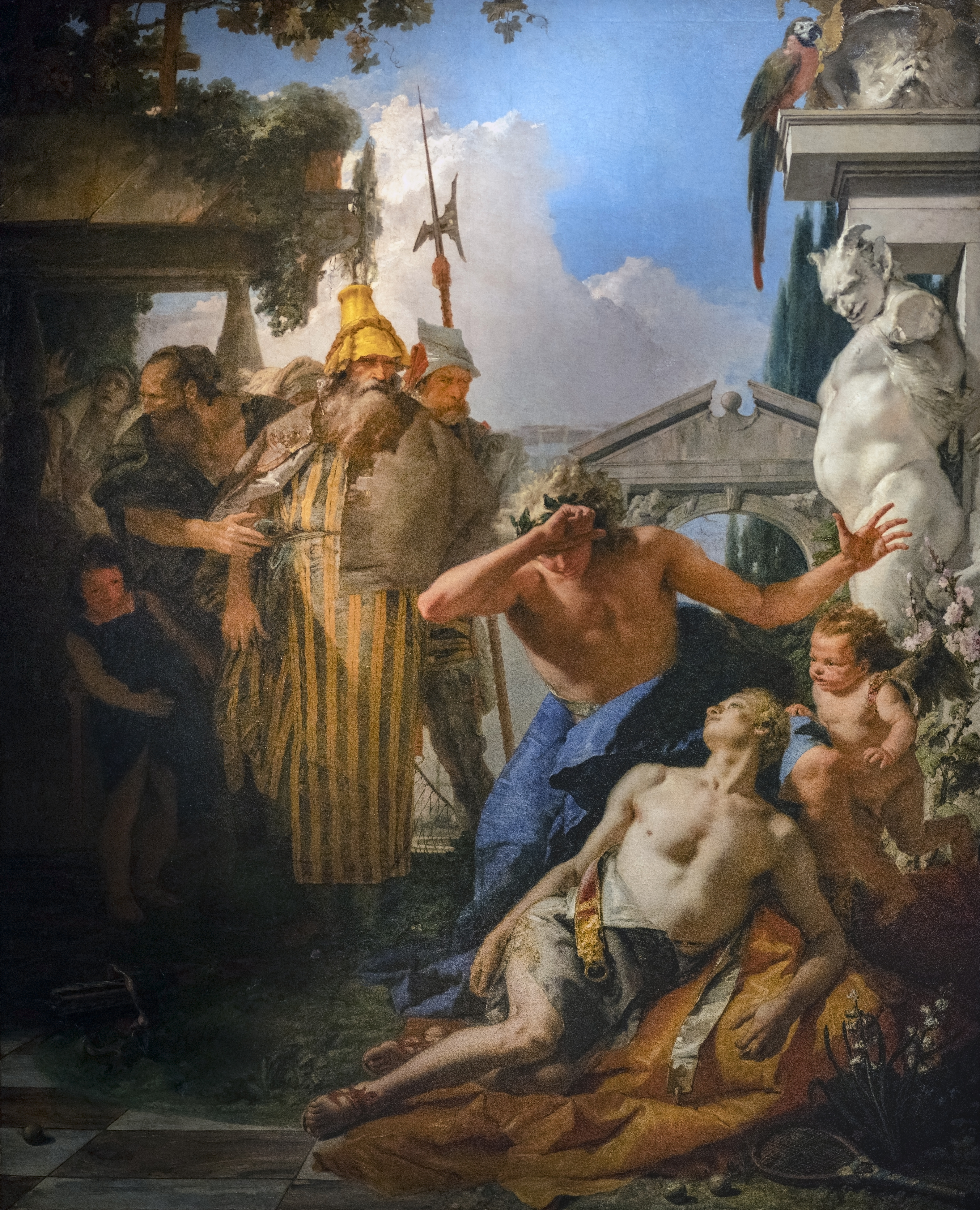
Giovanni Battista Tiepolo
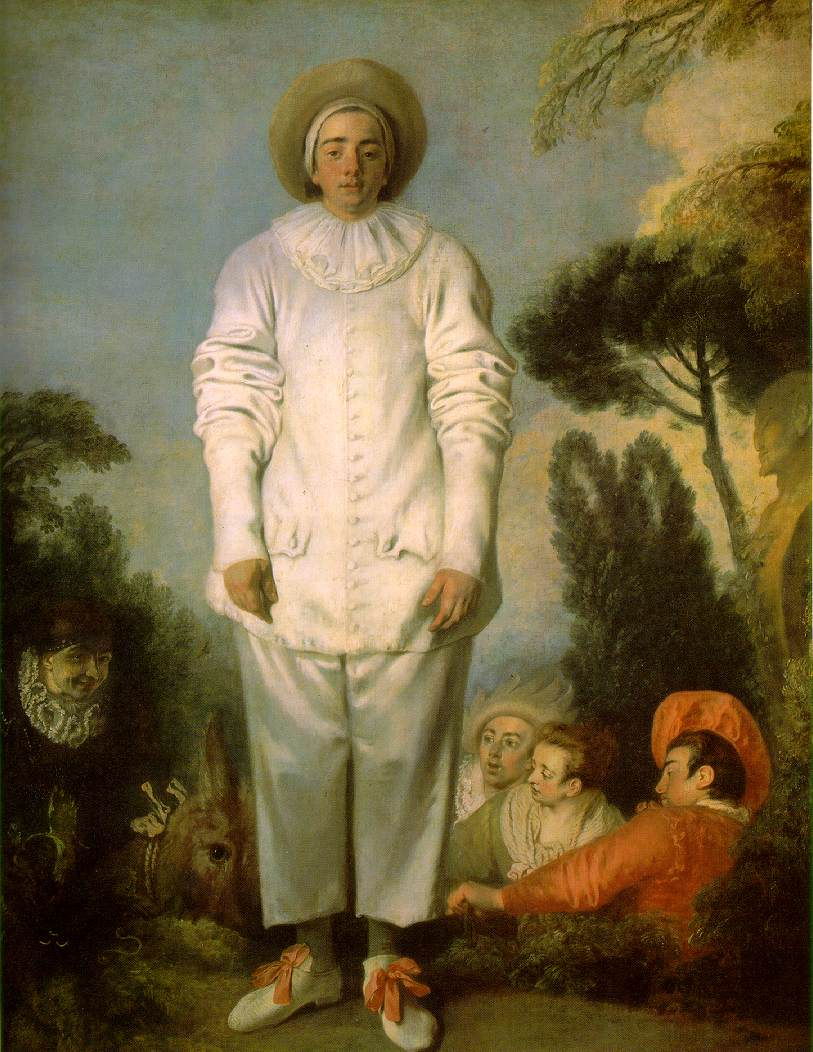
Antoine Watteau
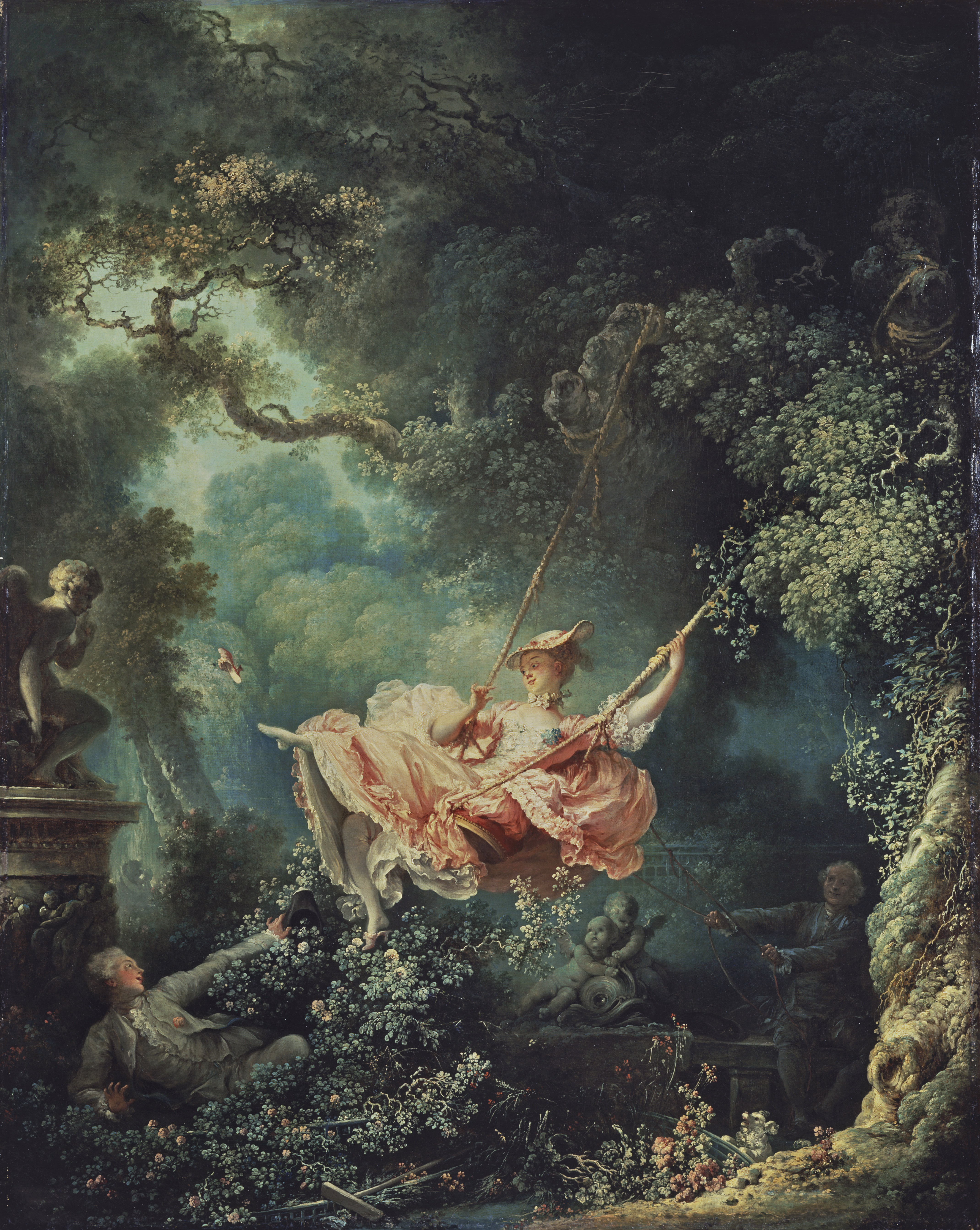
Jean-Honoré Fragonard
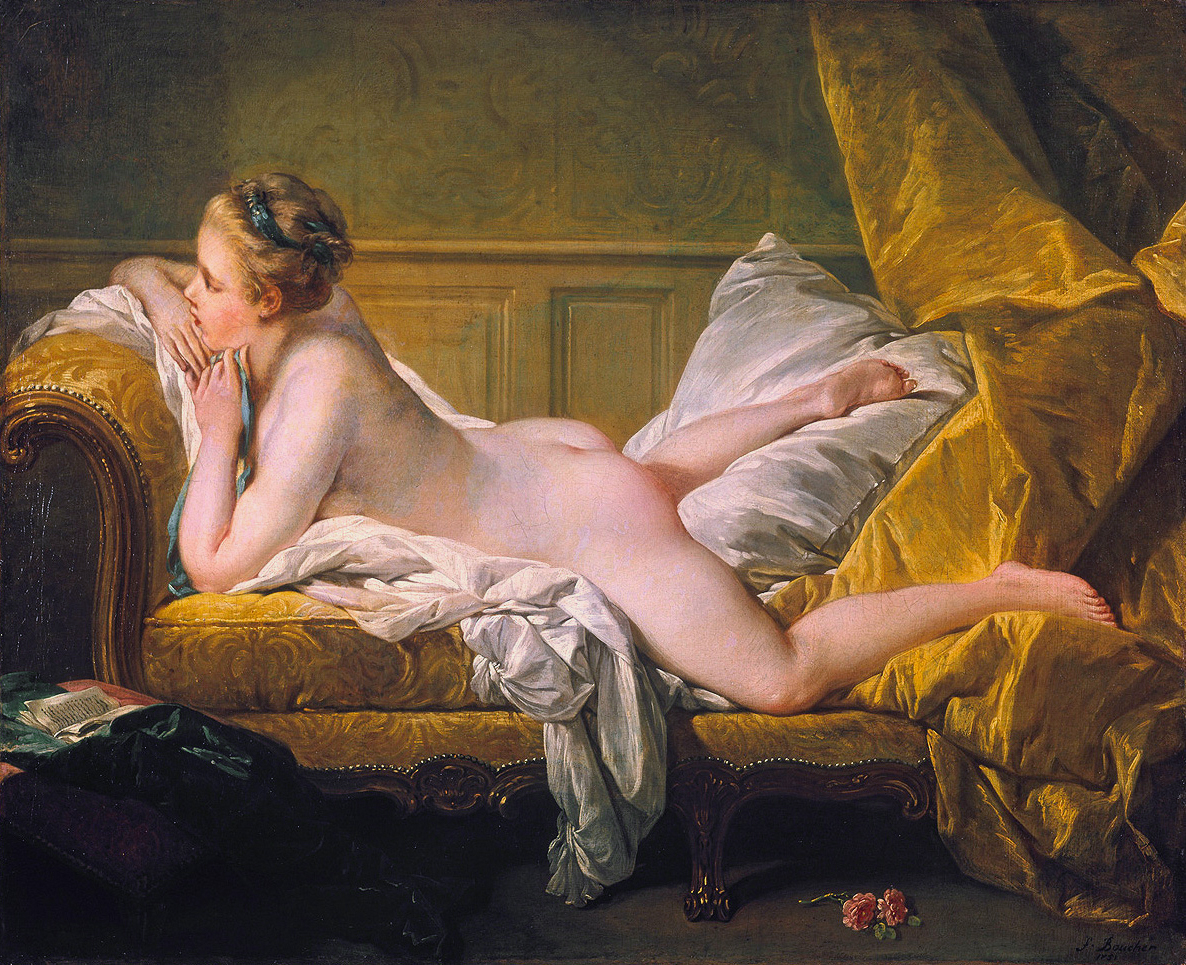
François Boucher
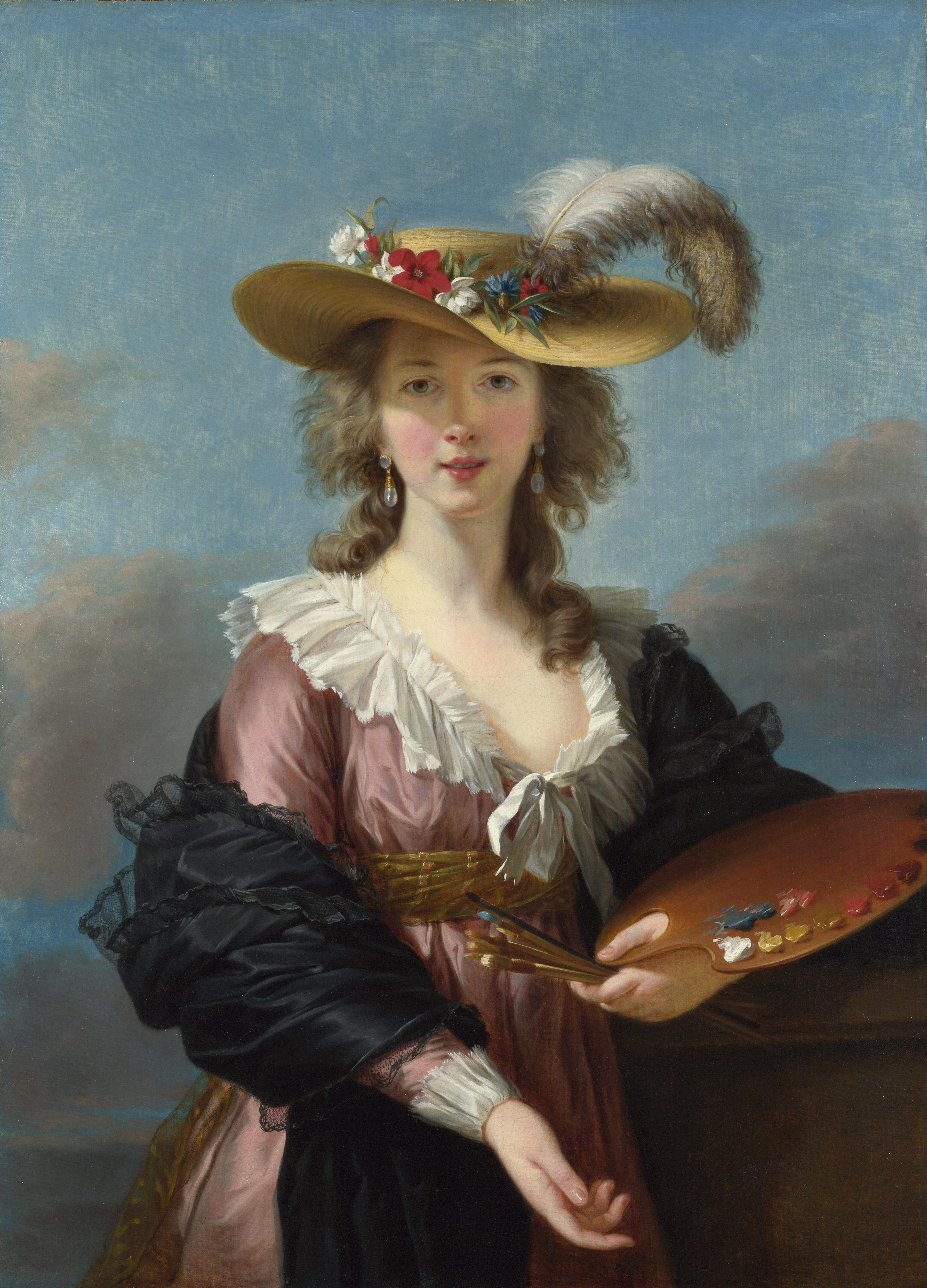
Élisabeth Vigée-Lebrun
Maurice Quentin de La Tour
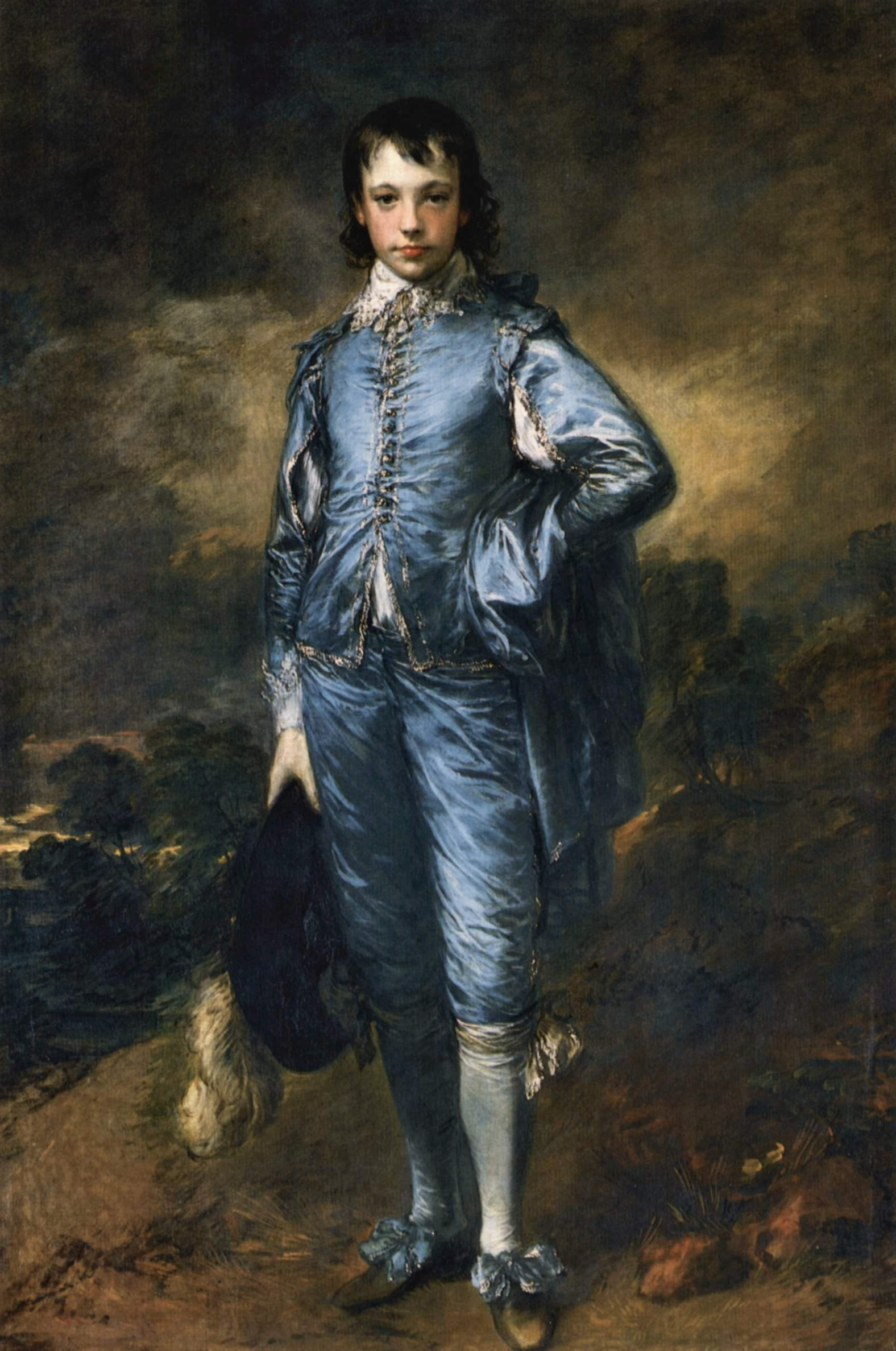
Thomas Gainsborough
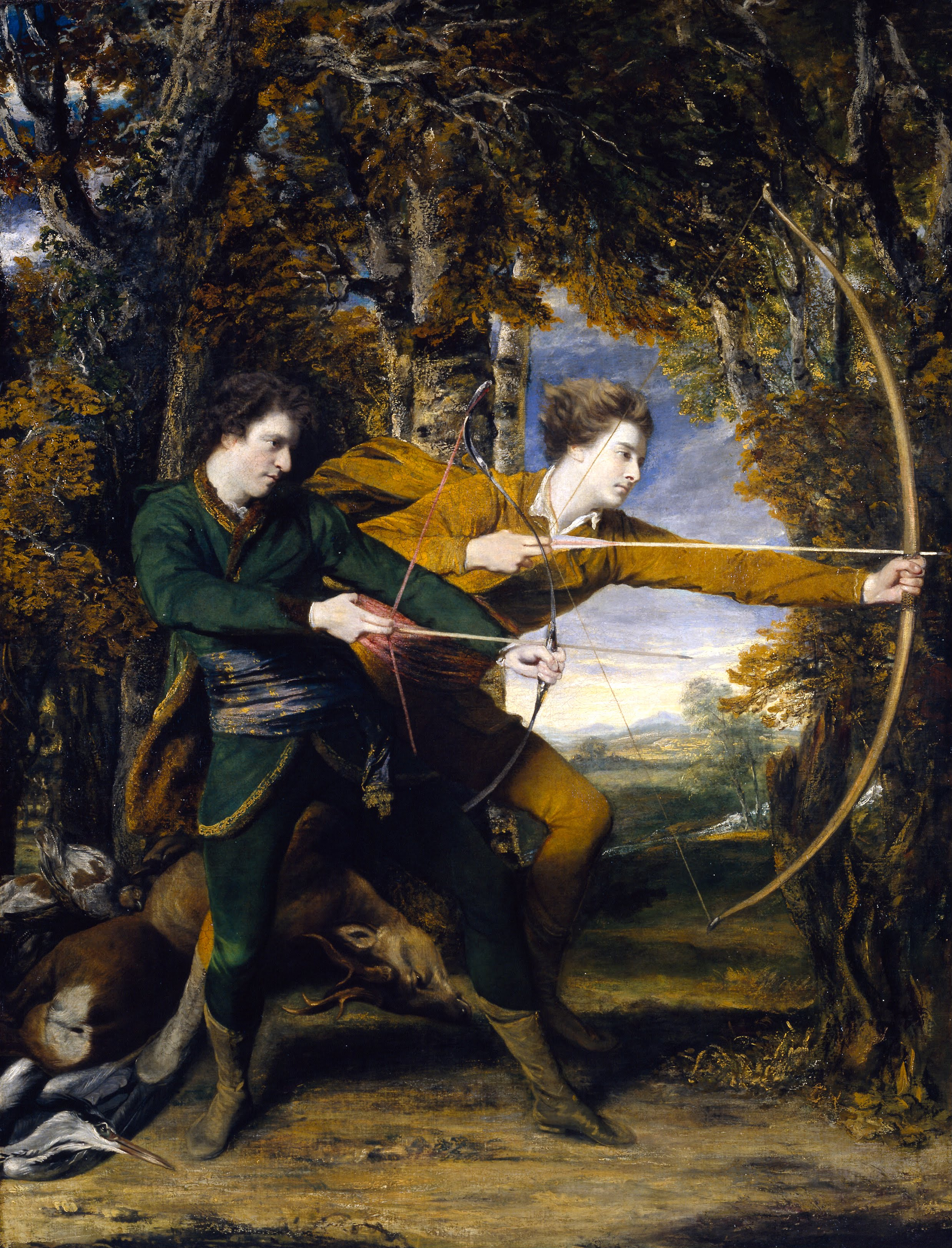
Joshua Reynolds
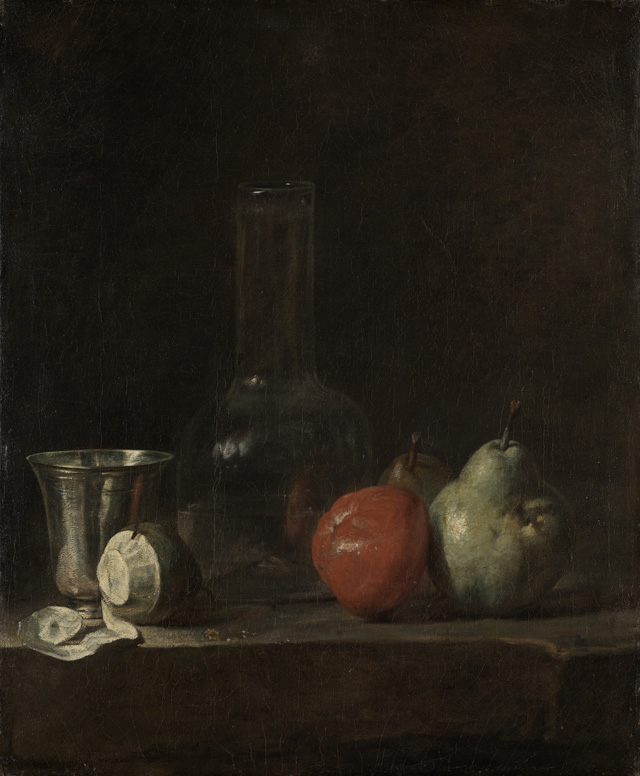
Jean-Baptiste-Siméon Chardin
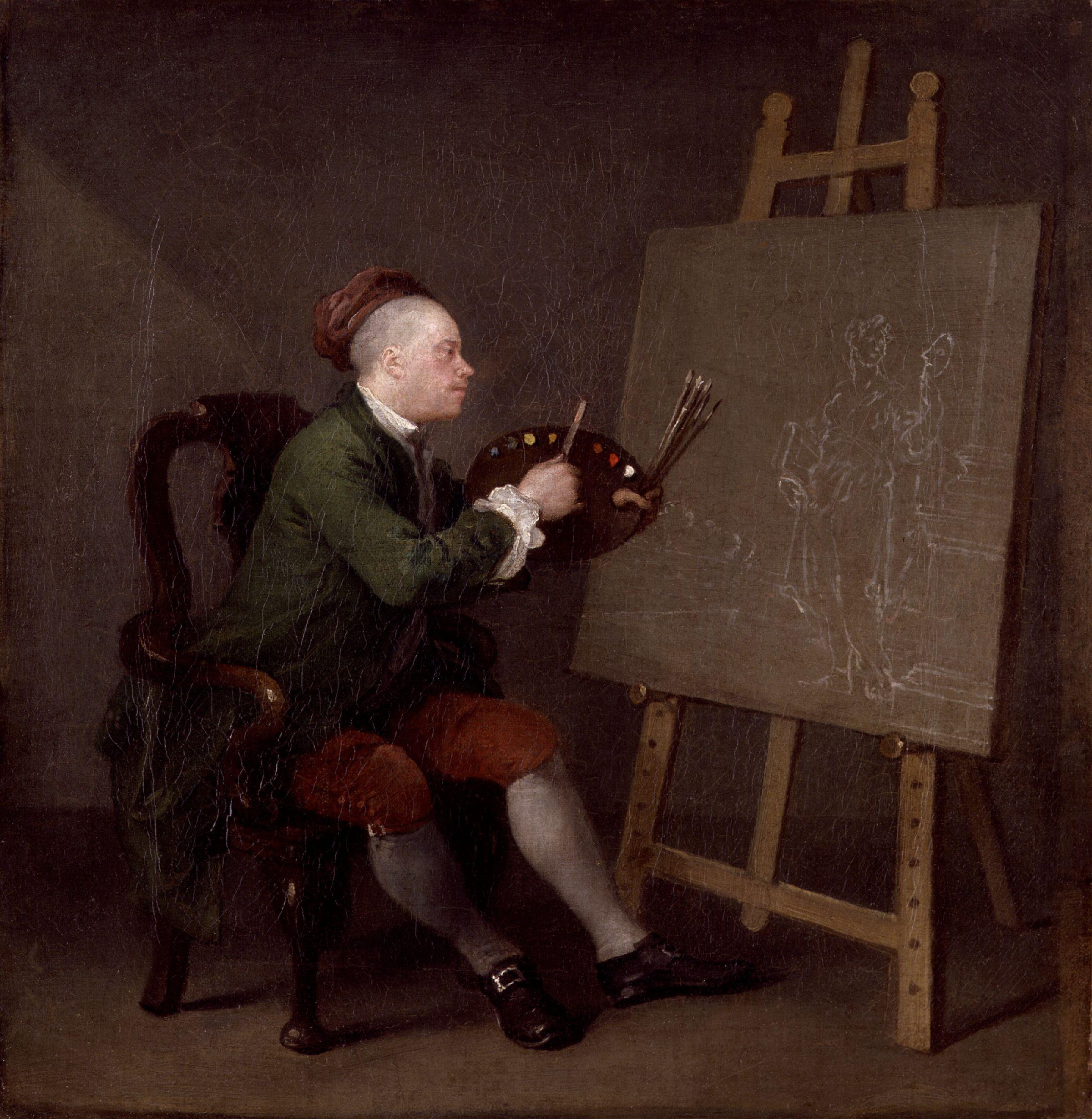
William Hogarth
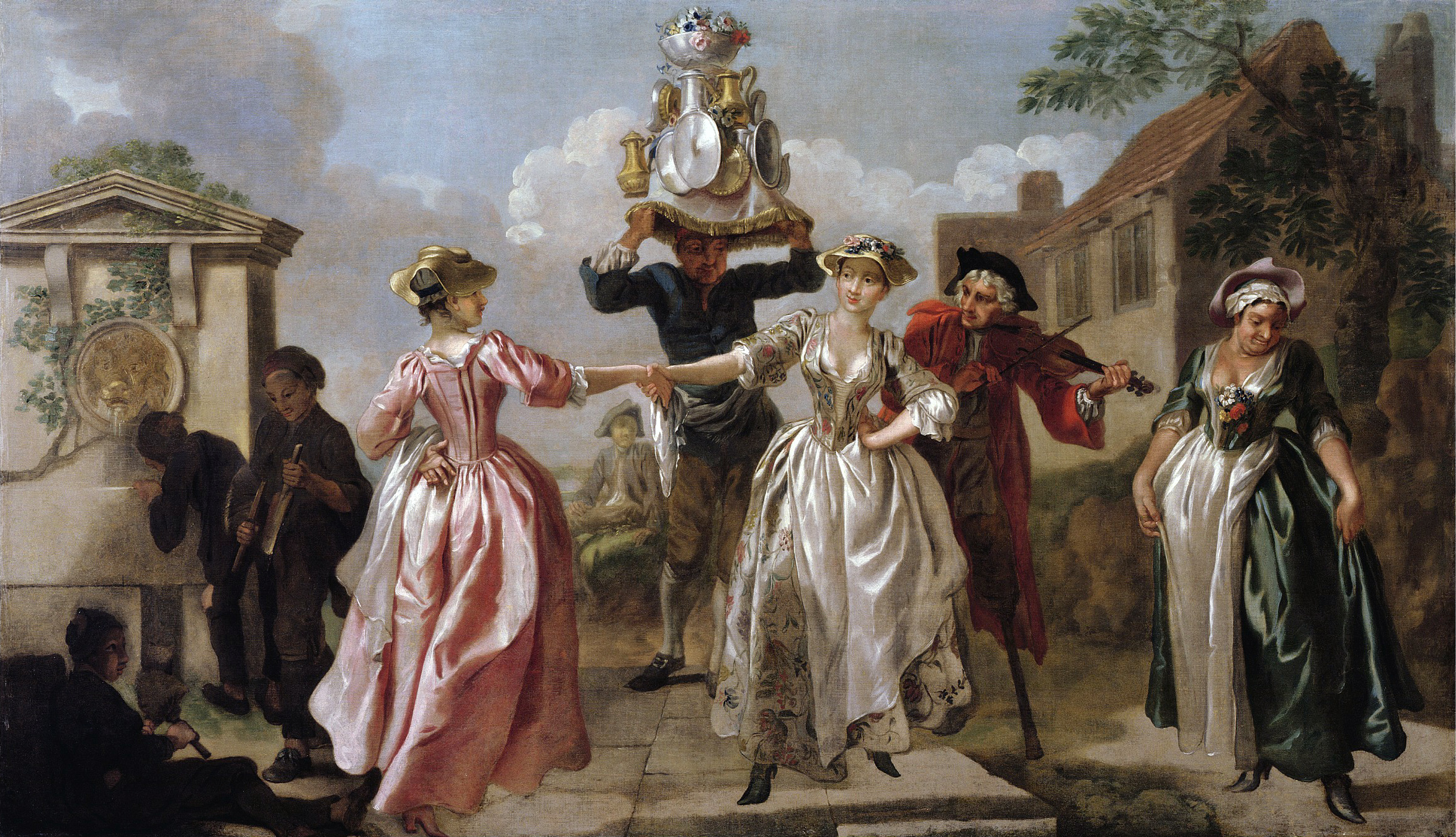
Francis Hayman
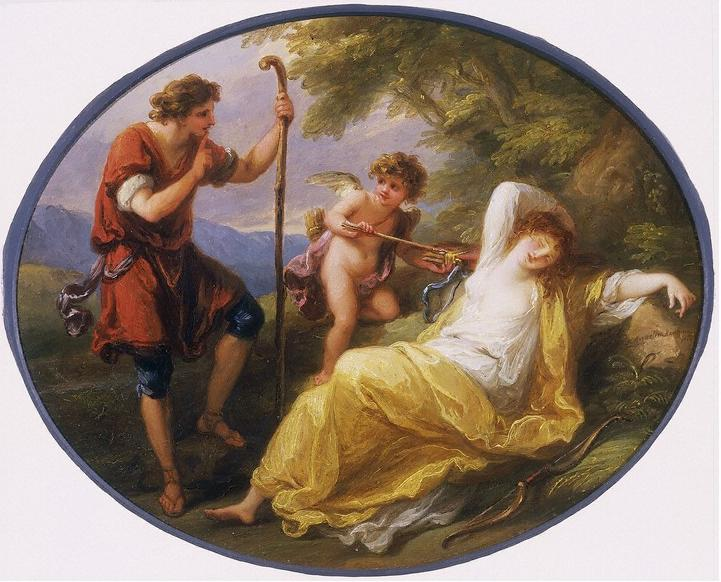
Angelica Kauffman

Baroque liên kết với sự biến động của văn hóa Baroque, một phong trào thường được xác định bằng Thuyết Tuyệt đối và các phong trào Phản Cải cách hay Khôi Phục Công giáo; sự tồn tại của các bức tranh Baroque quan trọng trong trạng thái không có tính tuyệt đối và Tin Lành cũng có, tuy nhiên, nhấn mạnh tính phổ biến của nó, như phong cách lây lan khắp Tây Âu.
Hội họa Baroque đặc trưng bởi kịch tính tuyệt vời, màu sắc sâu, phong phú và cướng độ bóng sáng và tối. Hội họa Baroquechurddichs gợi lên cảm xúc và niềm đam mê thay vì lý trí bình tĩnh được đánh giá cao ở thời Phục Hưng. Trong thời kỳ bắt đầu từ khoảng năm 1600 và tiếp tục đến hết thế kỷ XVII, hội họa mang đặc điểm giống như Baroque. Trong số các họa sĩ lớn của Baroque như
Caravaggio, Rembrandt, Frans Hals, Rubens, Velázquez, Poussin, and Jan Vermeer, Caravaggio là một người thừa hưởng tính nhân văn trong hội họa của thời kỳ Phục Hưng. Cách tiếp cận thực tế đối với các chỉ số con người, vẽ từ đời sống thực tế và những mảng sáng đối chọi với nền tối đã tạo nên cú sốc tại thời điểm của ông và mở ra một chương mới trong lịch sử hội họa. hội họa Baroque thường kịch tính hóa các cảnh sử dụng hiệu ứng ánh sáng; điều này có thể được nhìn thấy trong các tác phẩm của Rembrandt, Vermeer, Lê Nain và La Tour.
Trong suốt thế kỷ XVIII, Rococo theo sau như một phần mở rộng nhẹ của Baroque, thường phù phiếm và khêu gợi. Rococo được phát triển đầu tiên trong nghệ thuật trang trí và thiết kế nội thất tại Pháp. Louis XV đã mang lại một sự thay đổi trong những nghệ sĩ hoàng gia và thời trang nghệ thuật nói chung. Các thập niên 1730, đại diện cho đỉnh cao của sự phát triển Rococo ở Pháp được minh chứng bằng các tác phẩm của Antoine Watteau và François Boucher. Rococo vẫn duy trì phong cách Baroque cho các hình thức phức tạp và các mẫu phức tạp, nhưng do thời điểm này, nó đã bắt đầu để tích hợp một loạt các đặc điểm đa dạng, trong đó có một số phong cách cho các thiết kế phương Đông và bố cục không đối xứng.
Các phong cách Rococo lây lan với nghệ sĩ Pháp và các ấn phẩm khắc. Nó được dễ dàng nhận được trong những phần Công giáo Đức, Bohemia, và Áo, nơi nó được sáp nhập với các truyền thống Baroque sống động của Đức. Đức Rococo được áp dụng với sự nhiệt tình đến nhà thờ và cung điện, đặc biệt là ở miền Nam, trong khi Frederician Rococo phát triển ở Vương quốc Phổ.
Các bậc thầy Pháp như Watteau, Boucher và Fragonard đại diện cho phong cách, cũng như Giovanni Battista Tiepolo và Jean-Baptiste-Siméon Chardin người được xem là phản đối Rococo bởi một số như họa sĩ Pháp tốt nhất của thế kỷ XVIII. Vẽ chân dung là một thành phần quan trọng của hội họa tại tất cả các nước, đặc biệt là ở Anh, nơi các nhà lãnh đạo William Hogarth, trong một phong cách hiện thực thẳng thừng, và Francis Hayman, Angelica Kauffman (người Thụy Sĩ), Thomas Gainsborough và Joshua Reynolds trong phong cách tâng bốc hơn ảnh hưởng bởi Anthony van Dyck. Trong khi ở Pháp trong suốt kỷ nguyên Rococo Jean-Baptiste Greuze (họa sĩ yêu thích của Denis Diderot), Maurice Quentin de La Tour, và Elisabeth Vigée-Lebrun đã hoàn toàn trở thành họa sĩ chân dung và lịch sử.
William Hogarth đã giúp phát triển một nền tảng lý thuyết cho nét đẹp Rococo. Mặc dù không cố ý tham chiếu đến phong trào, ông lập luận trong cuốn Phân tích về vẻ đẹp (1753) rằng các đường nhấp nhô và đường cong chữ S nổi bật trong Rococo là cơ sở cho ân sủng và vẻ đẹp trong nghệ thuật hoặc tự nhiên (không giống như những đường thẳng hay vòng tròn ở Cổ Điển). Sự khởi đầu của sự kết thúc cho Rococo đến vào đầu thập niên 1760 khi các nhân vật như Voltaire và Jacques-François Blondel bắt đầu lên tiếng chỉ trích về sự hời hợt và suy đồi của nghệ thuật. Blondel công khai chỉ trích các "mớ bòng bong vô lý của vỏ ốc, rồng, lau sậy, cây cọ cây và thực vật" trong nội thất đương đại. By 1785, Rococo đã biến mất khỏi thời trang ở Pháp, thay thế bằng các thứ tự và mức độ nghiêm trọng của các nghệ sĩ tân cổ điển như Jacques-Louis David.

### Thế kỷ XVIII và XIX: Tân-Cổ điển, lịch sử hội họa, trường phái Lãng mạn, Ấn tượng, Hậu-Ấn tượng, Tượng trưng

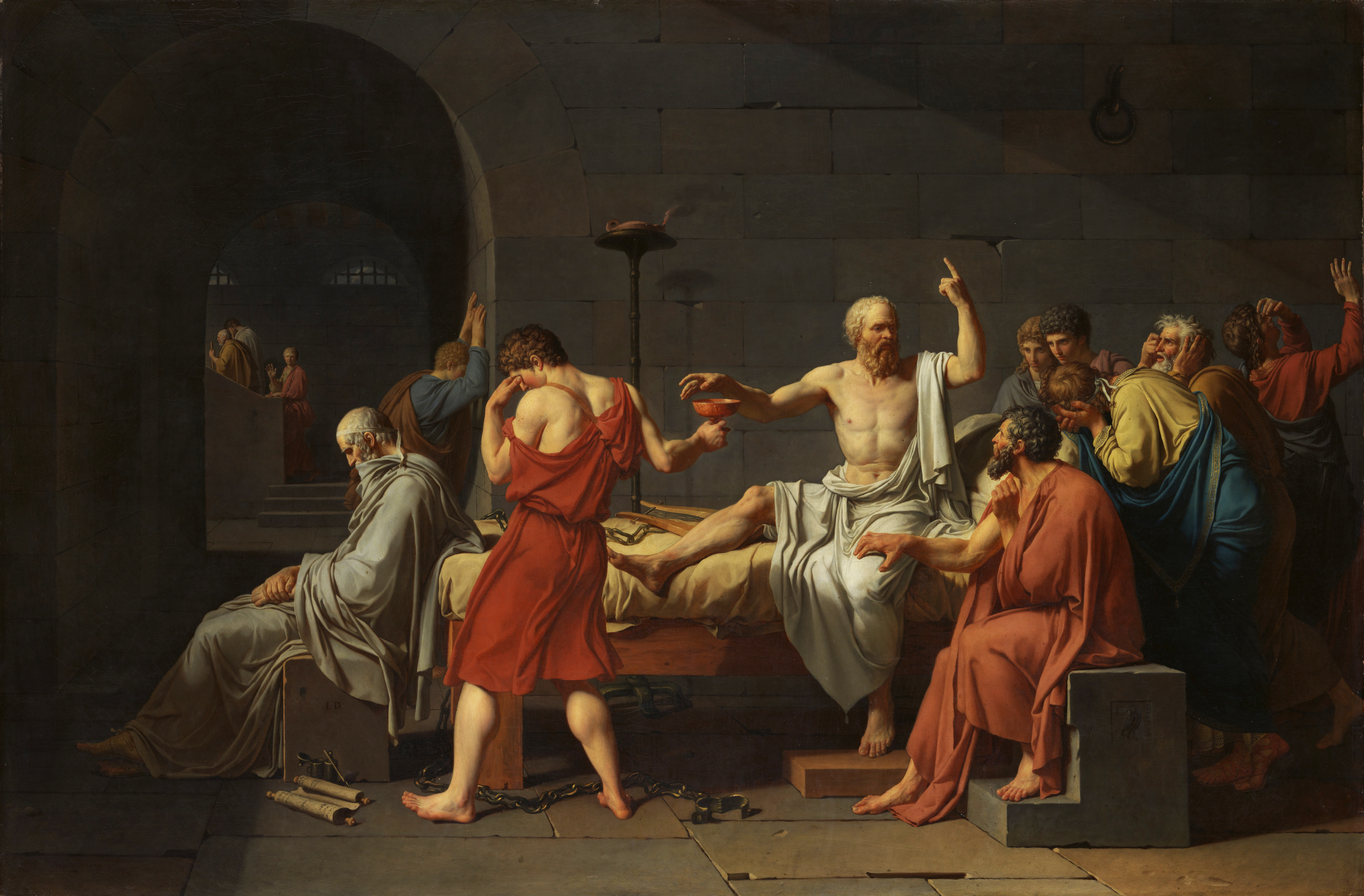
Jacques-Louis David 1787
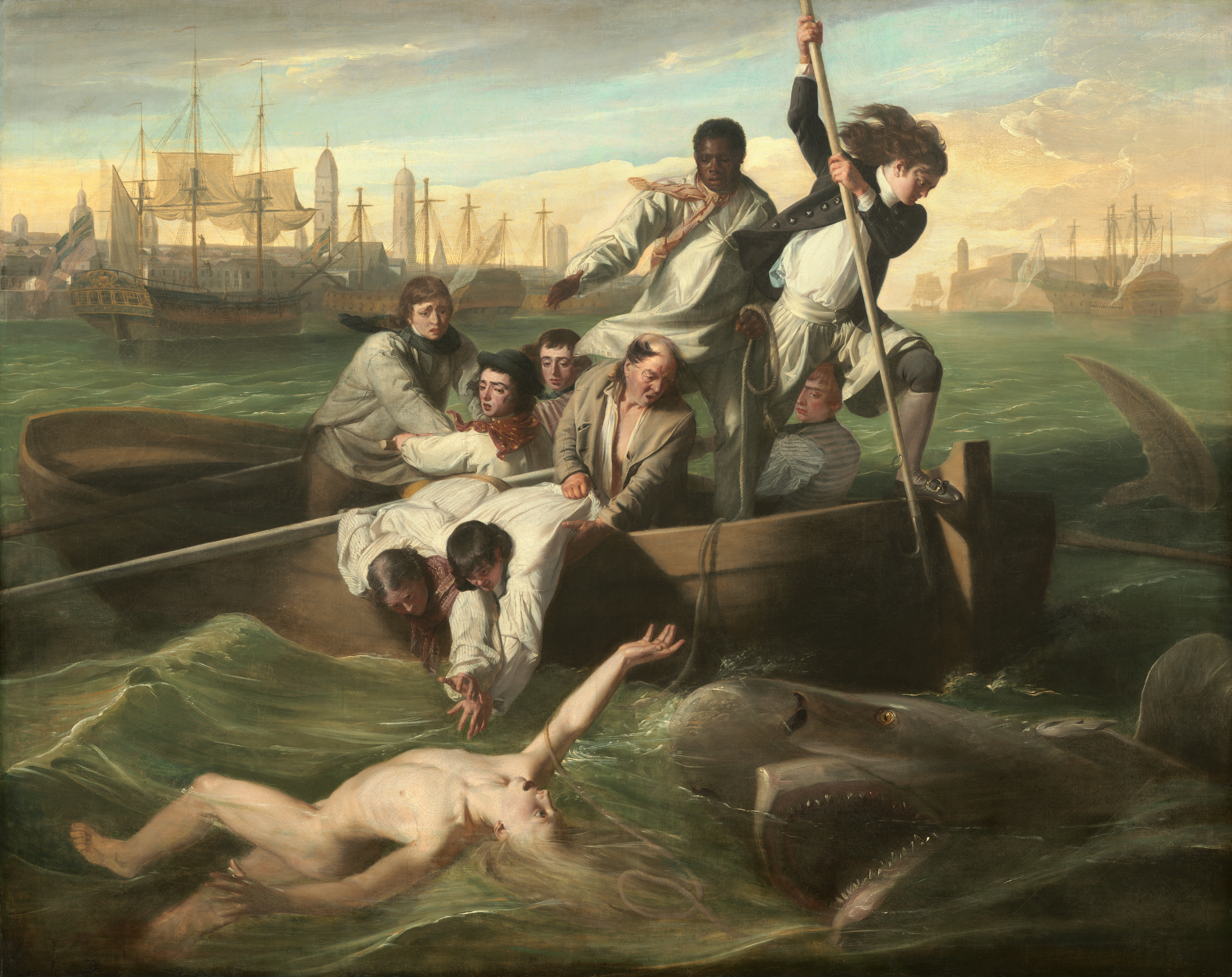
John Singleton Copley 1778
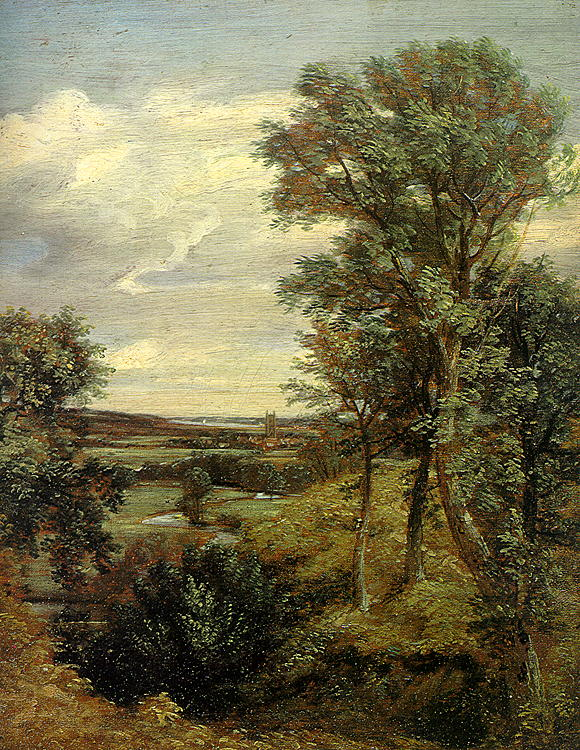
John Constable 1802
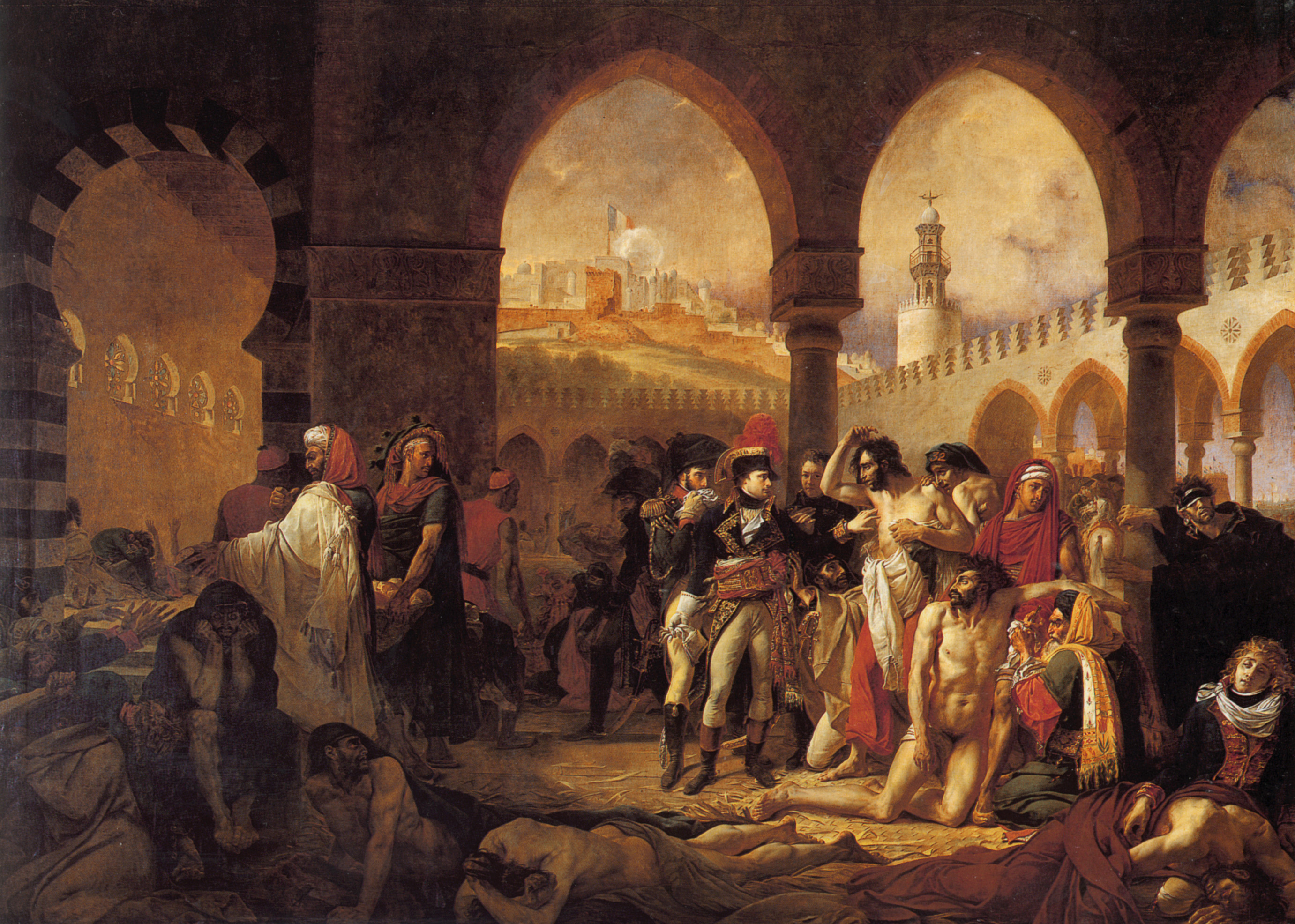
Antoine-Jean Gros, 1804
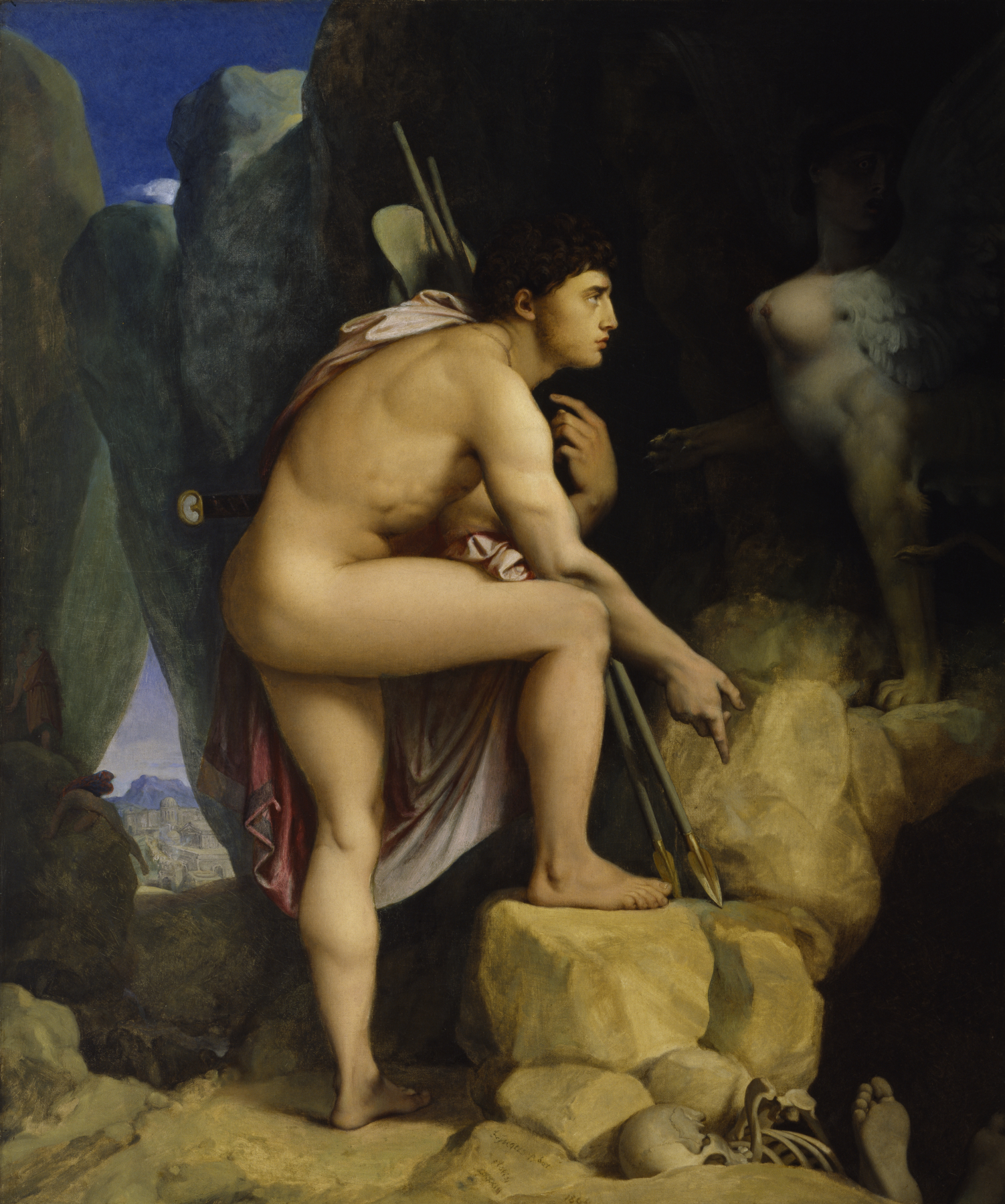
Jean Auguste Dominique Ingres 1814
Francisco de Goya 1814
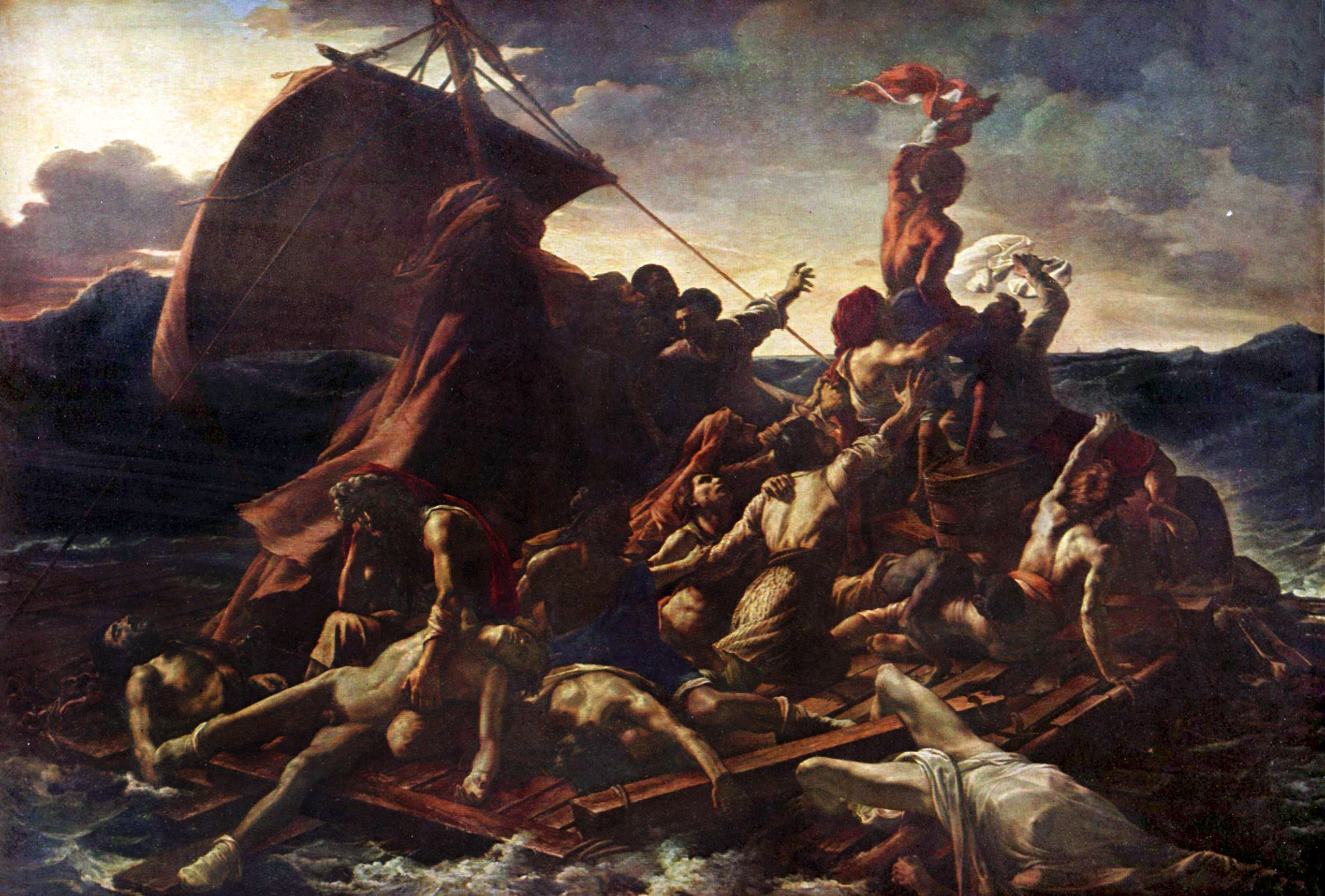
Théodore Géricault 1819
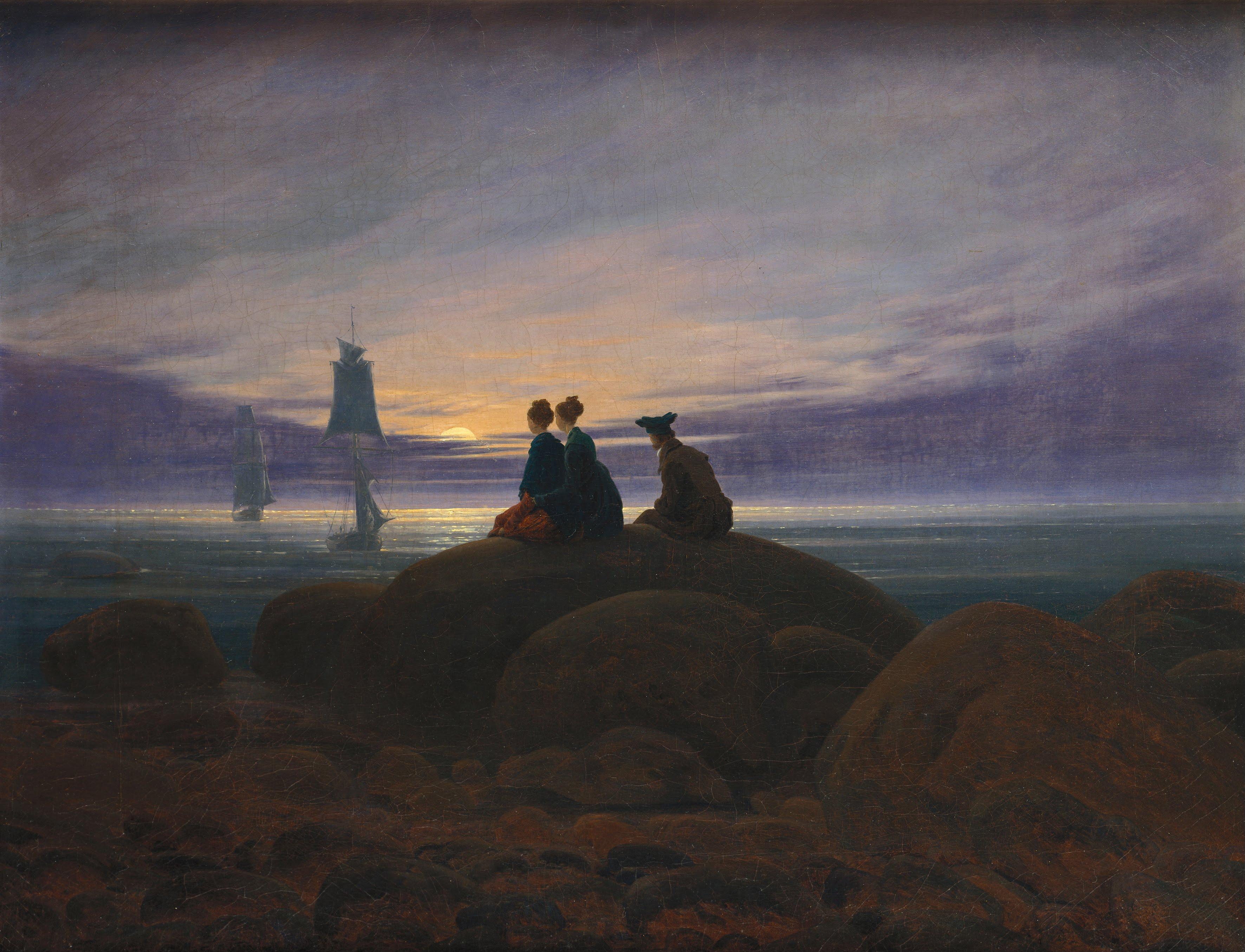
Caspar David Friedrich c.1822
Karl Bryullov 1827
Eugène Delacroix 1830
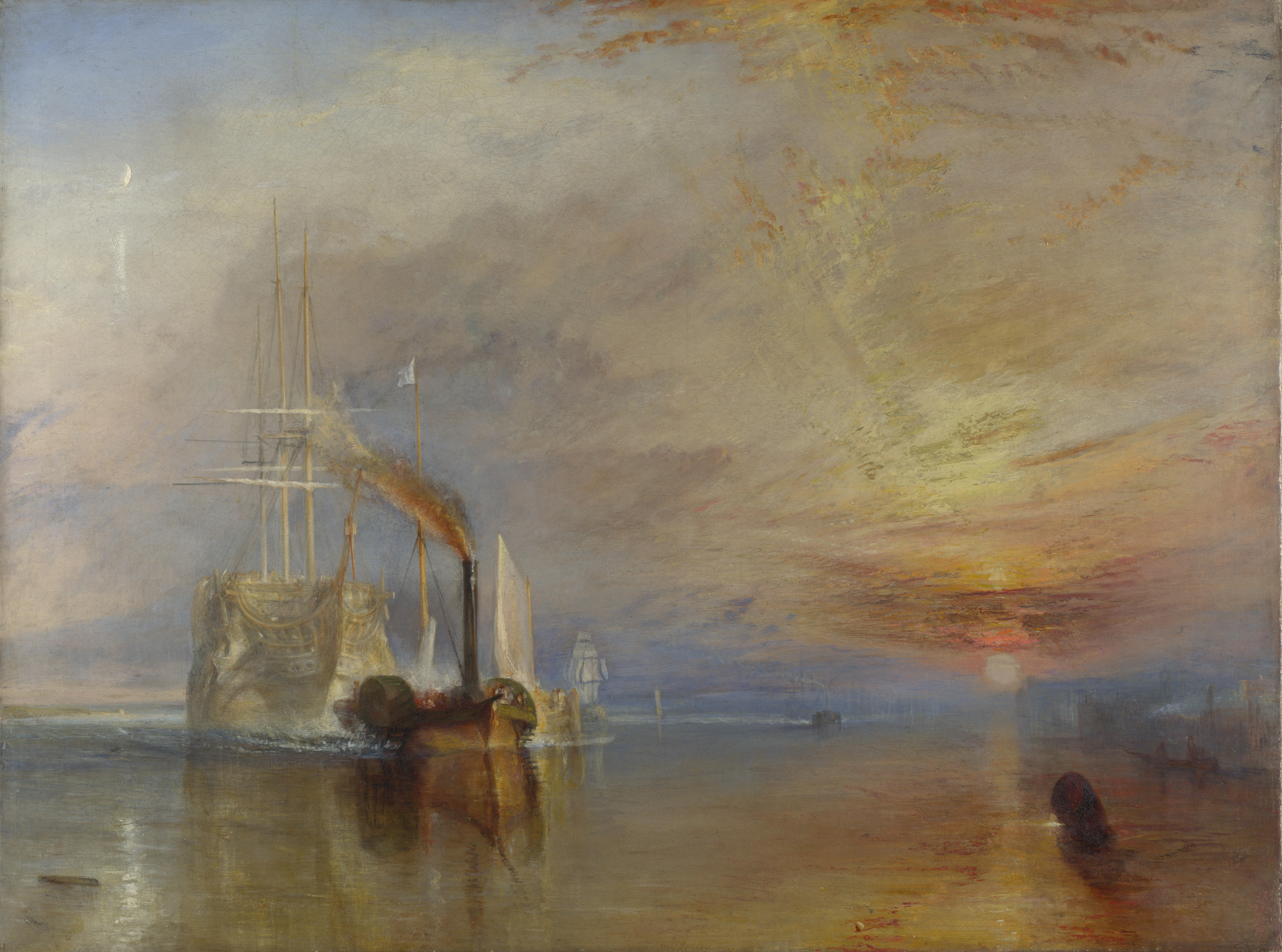
J. M. W. Turner 1838
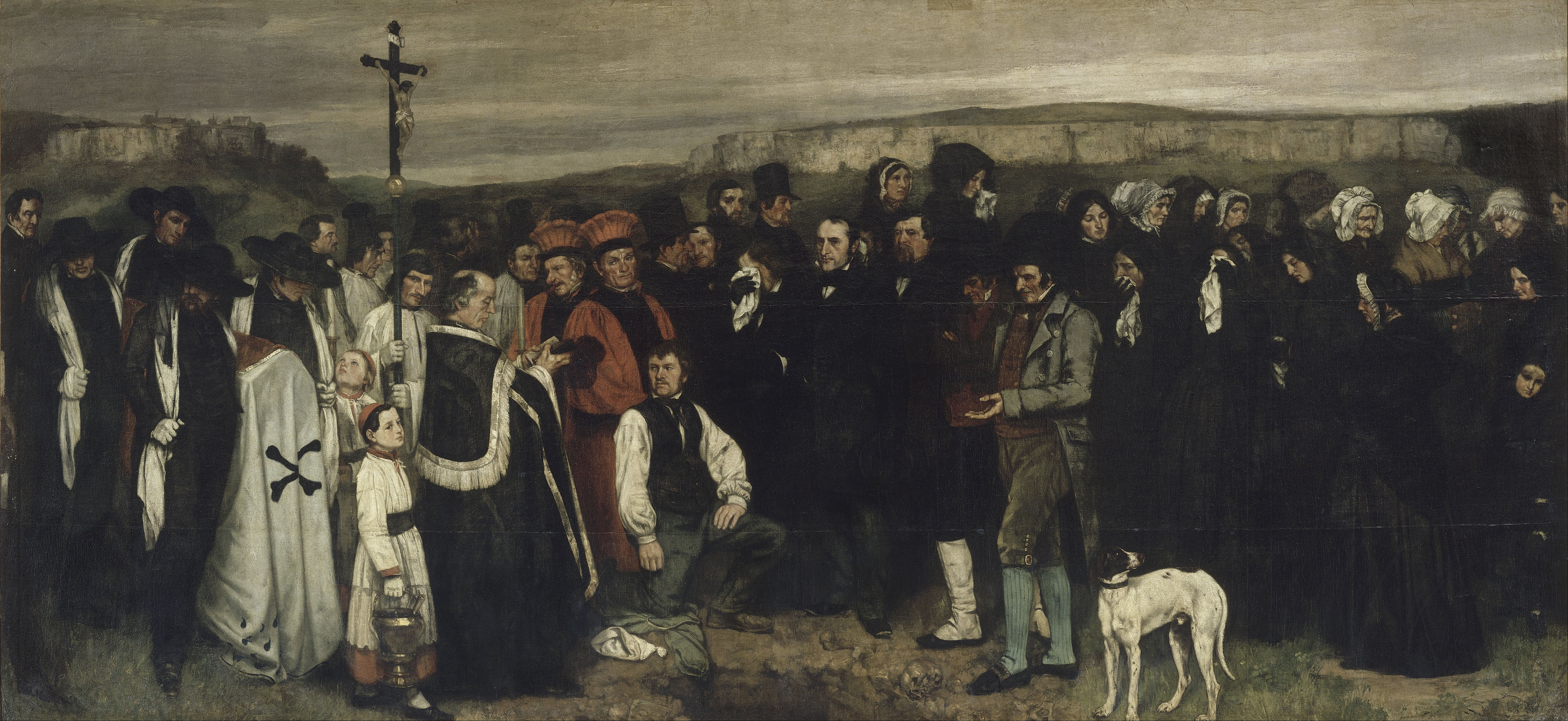
Gustave Courbet 1849–1850
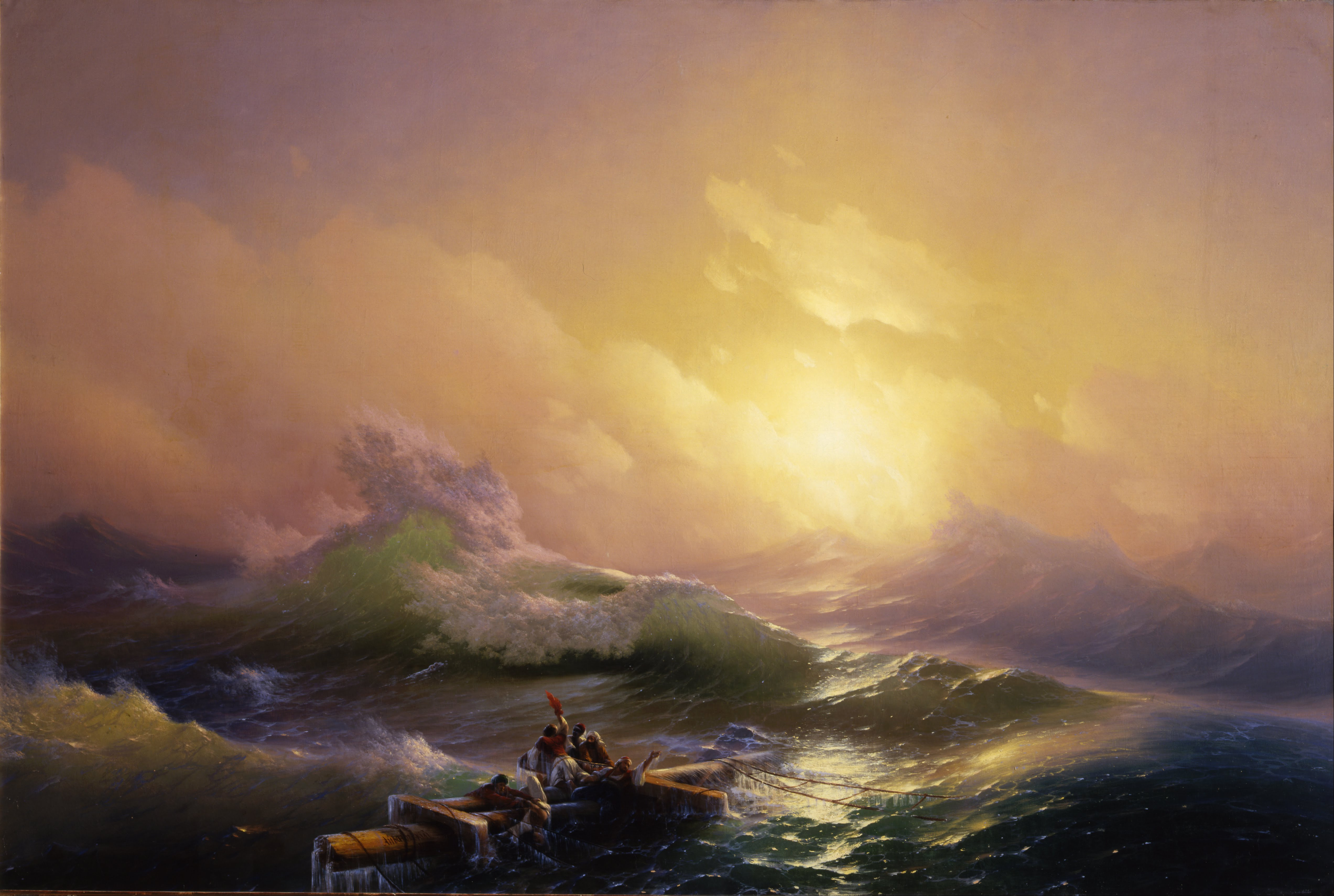
Ivan Aivazovsky 1850
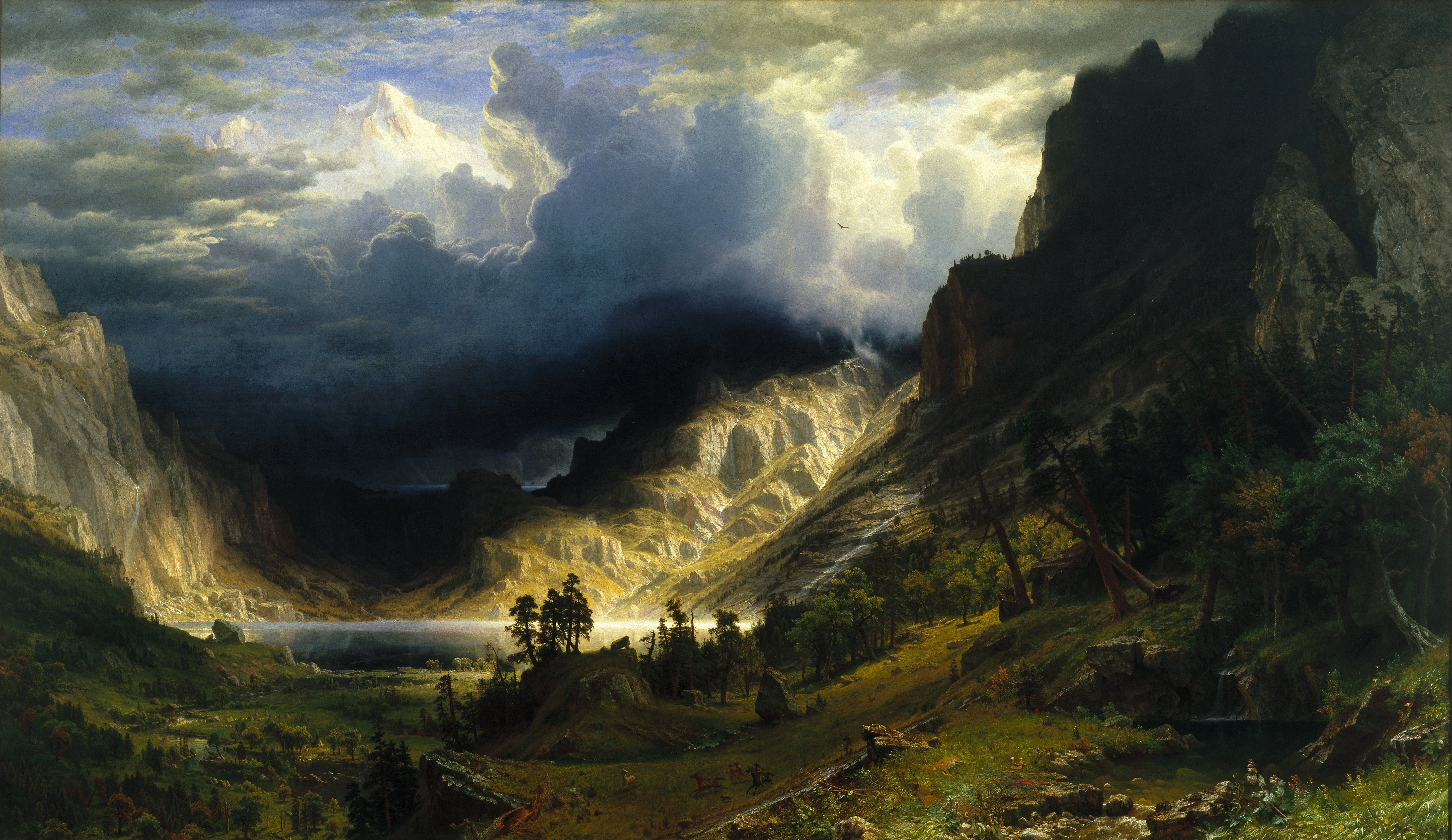
Albert Bierstadt 1866
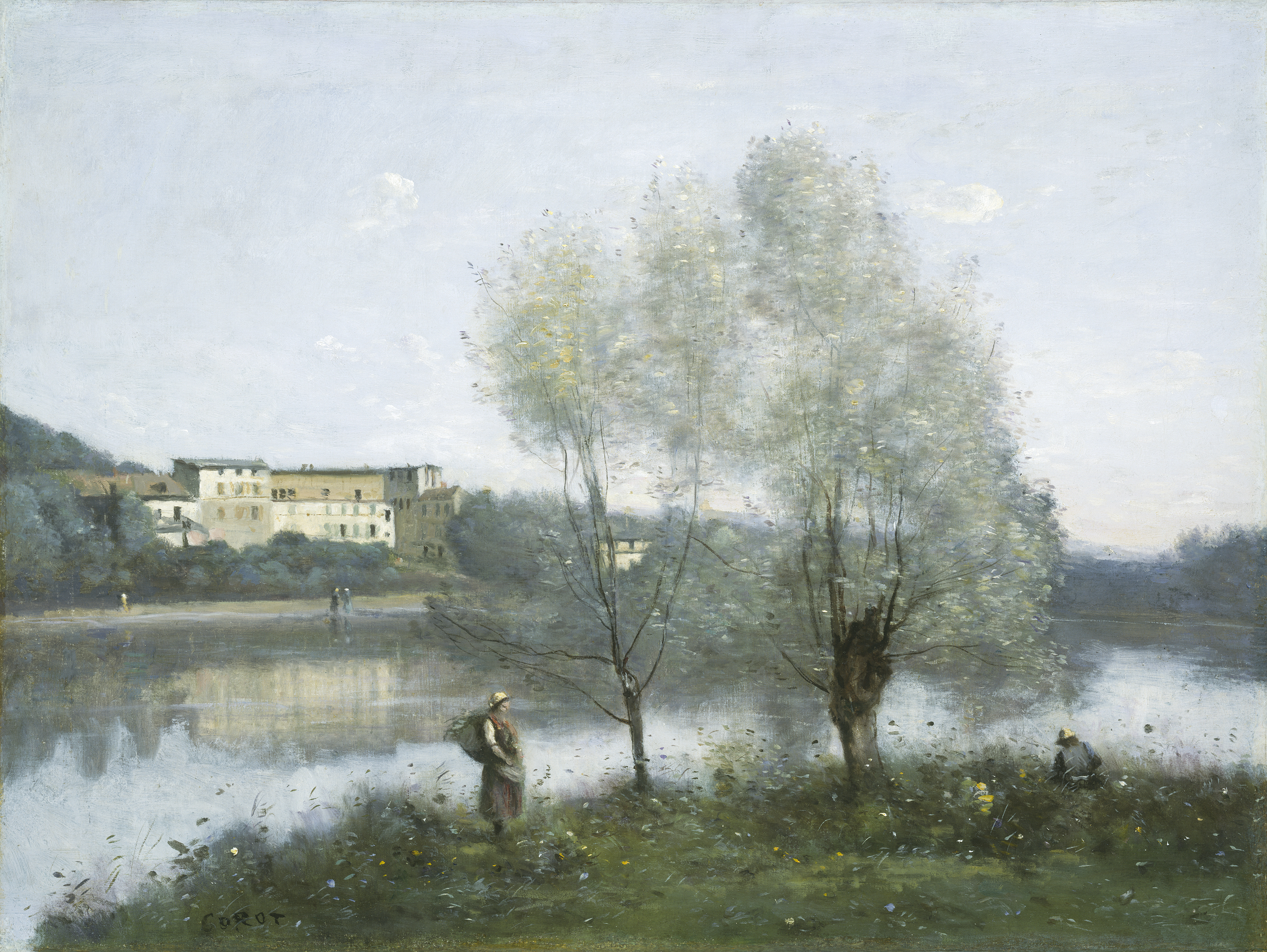
Camille Corot c.1867
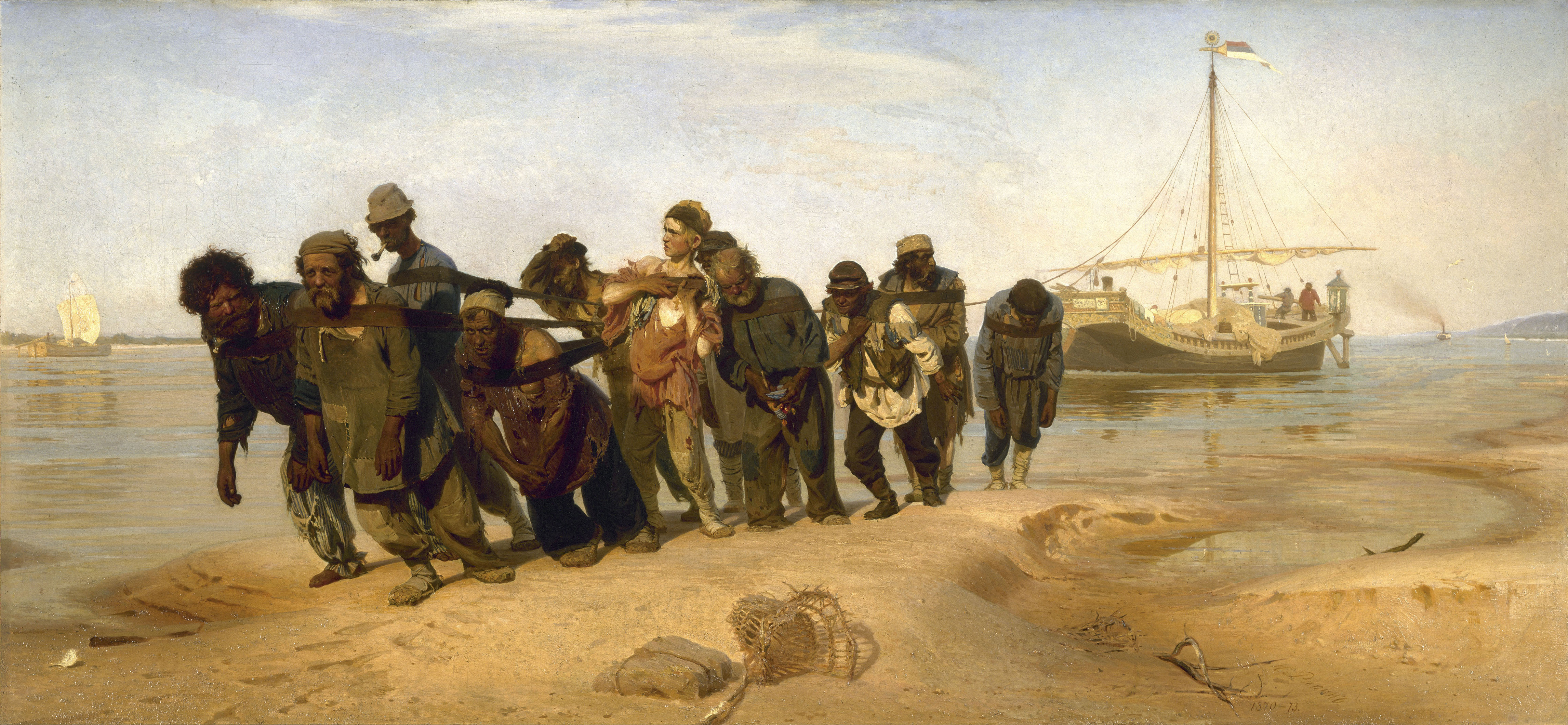
Ilya Repin 1870–1873
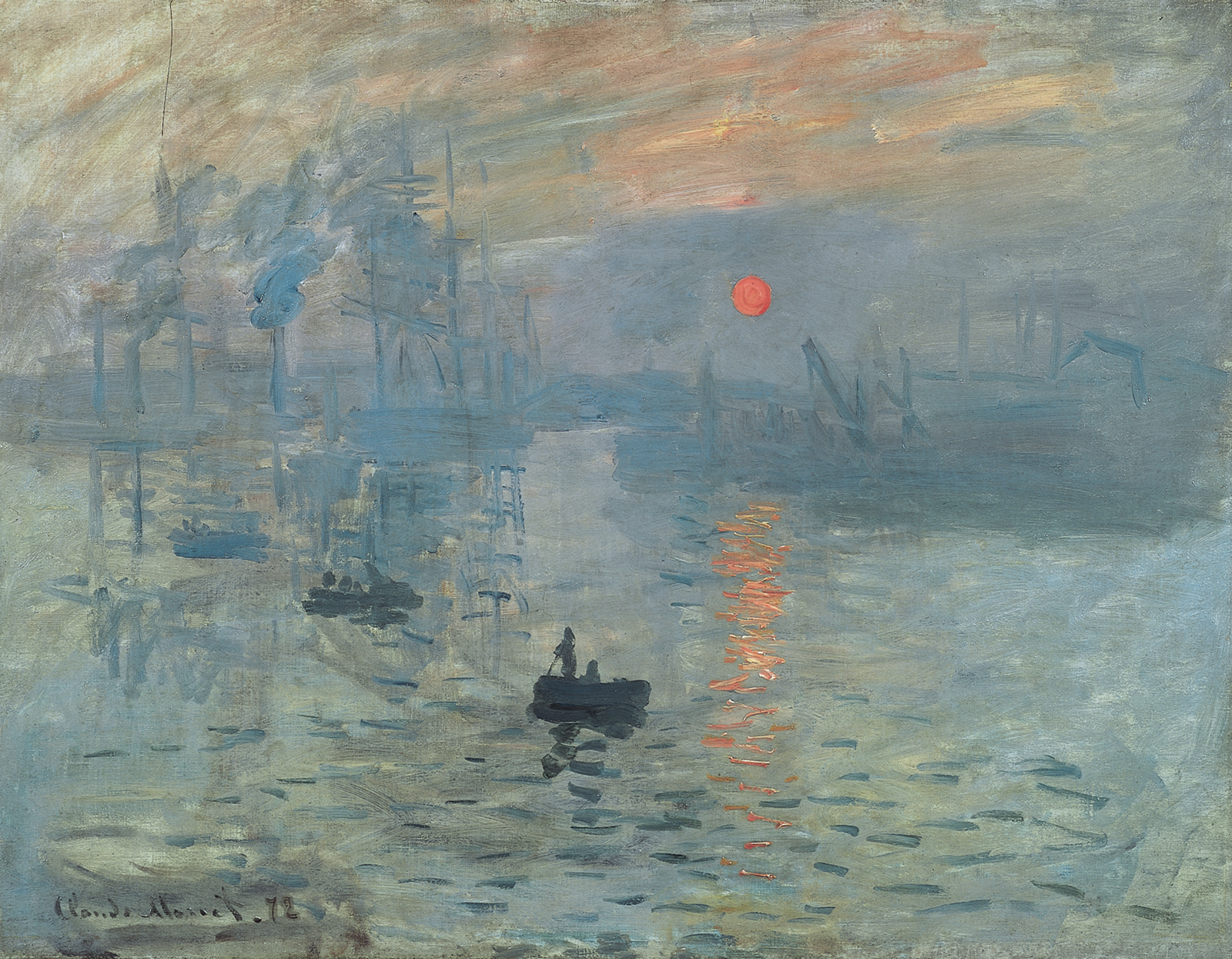
Claude Monet 1872
Pierre-Auguste Renoir 1876
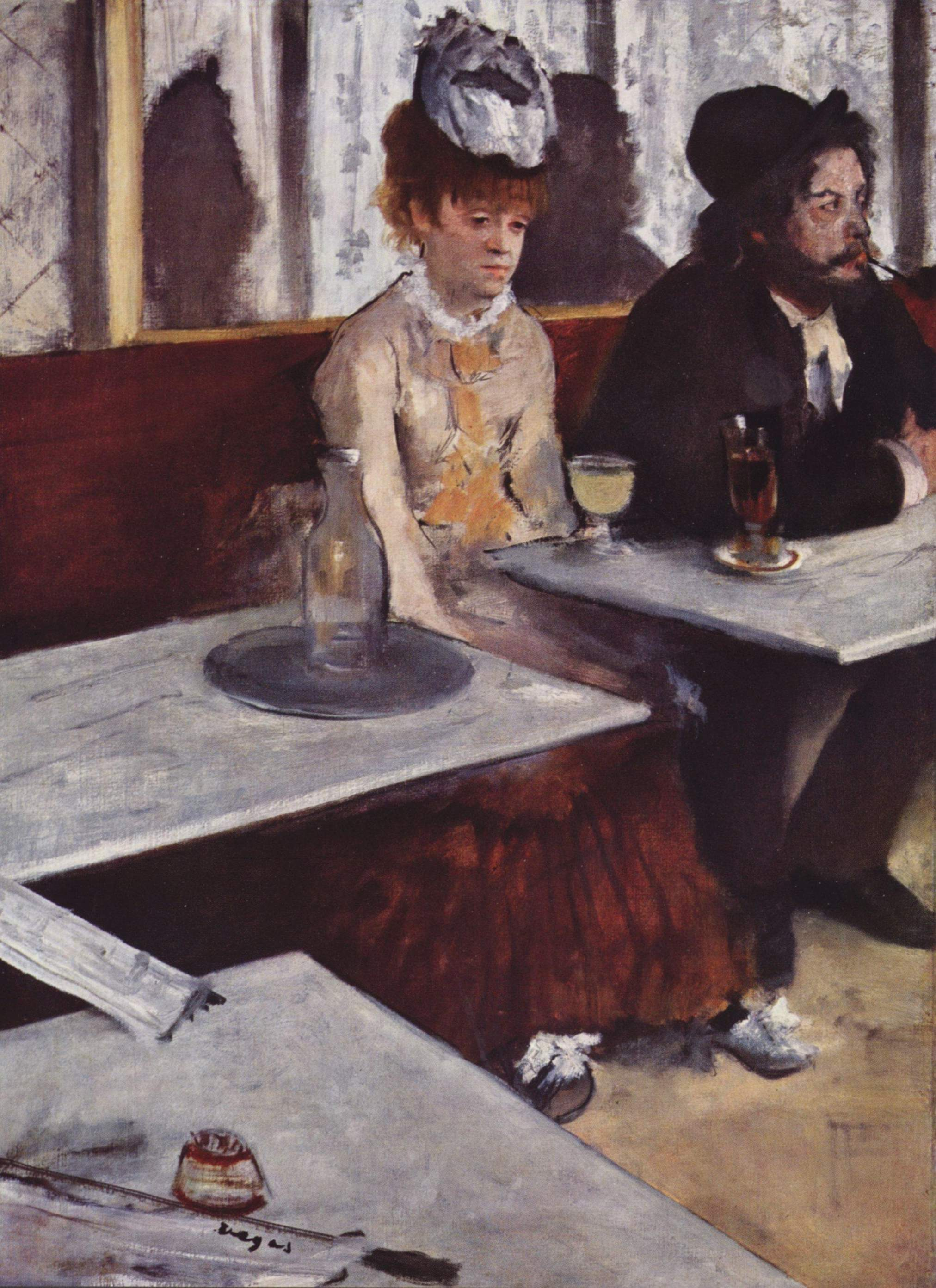
Edgar Degas 1876
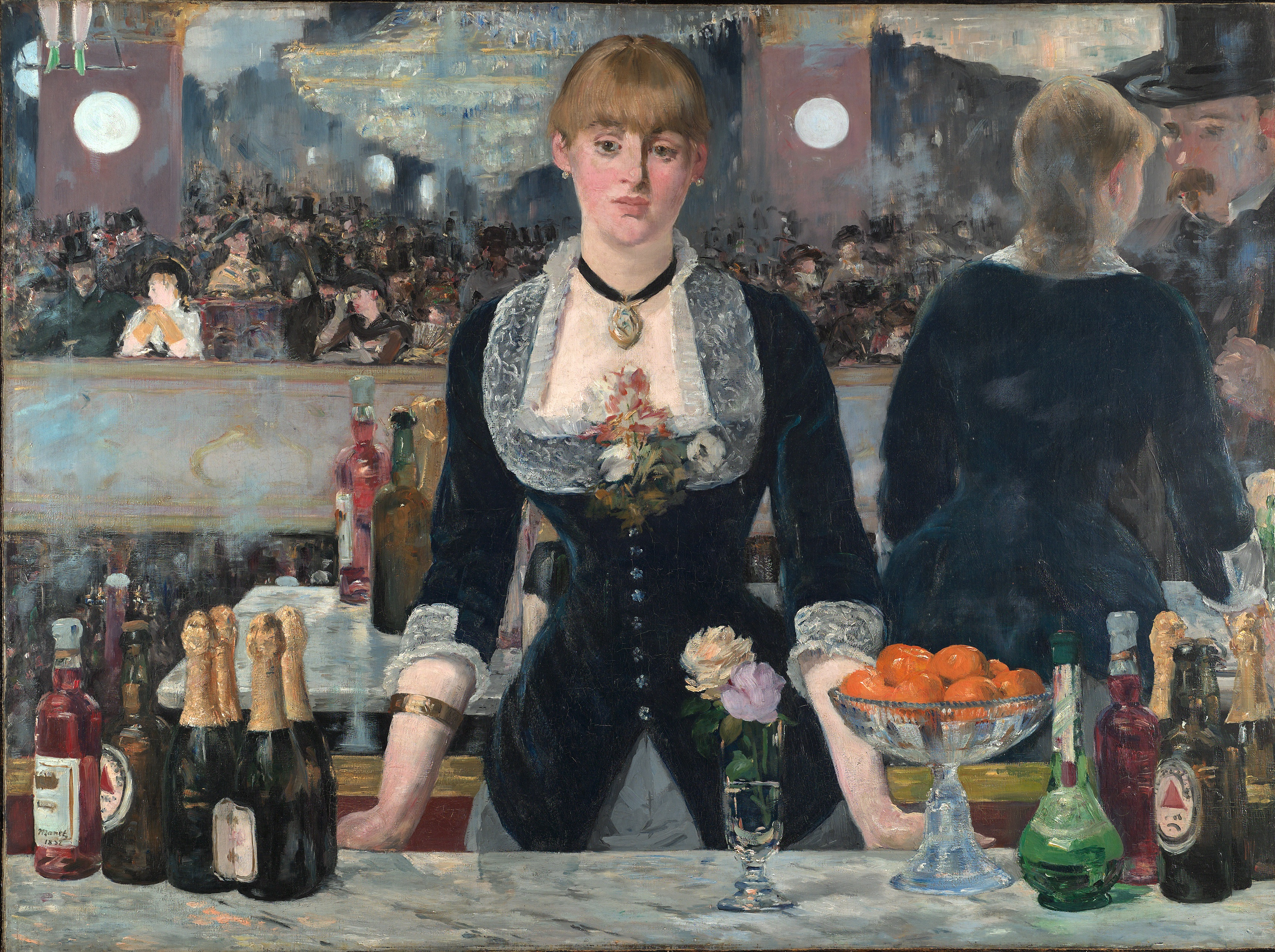
Édouard Manet 1882
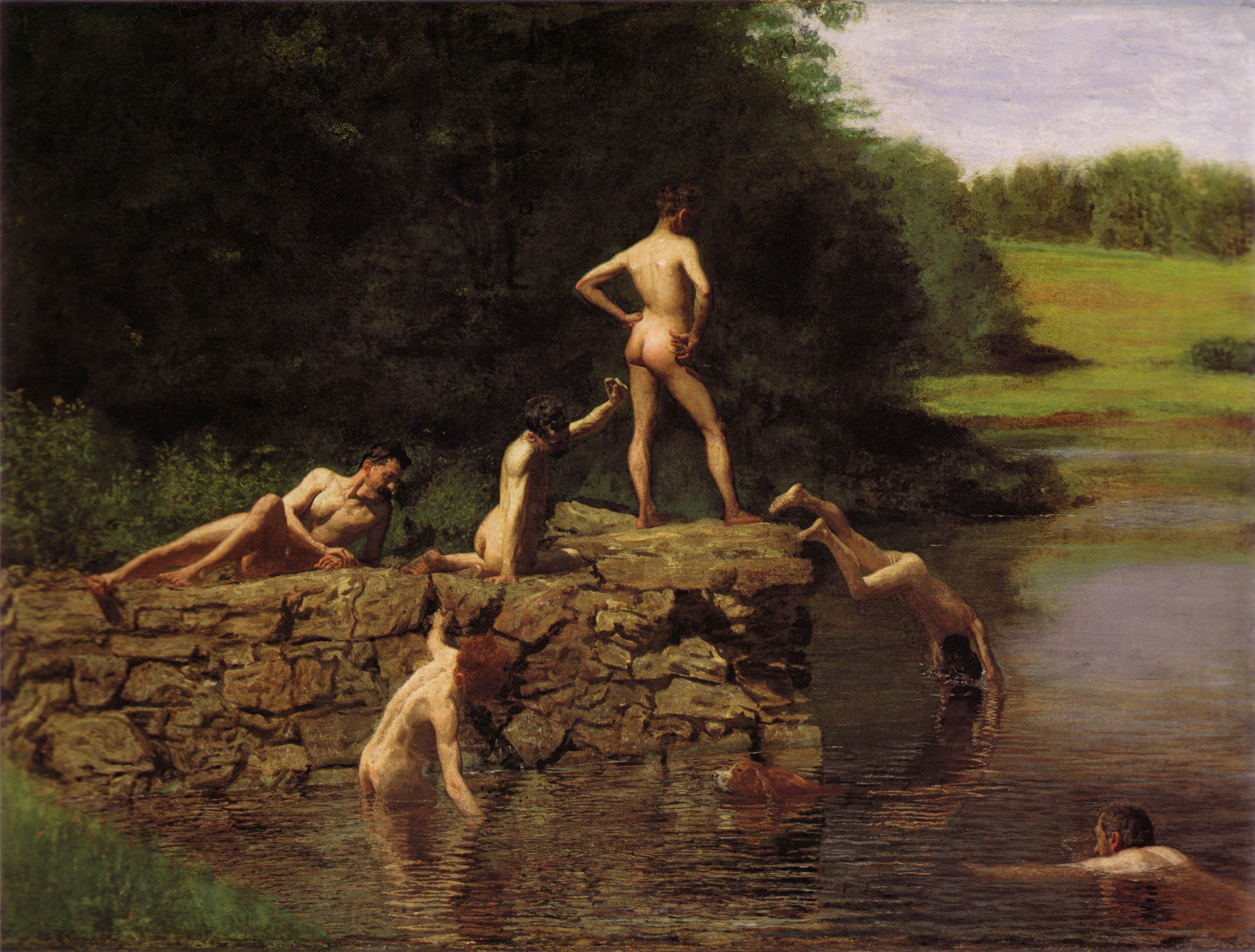
Thomas Eakins 1884–1885
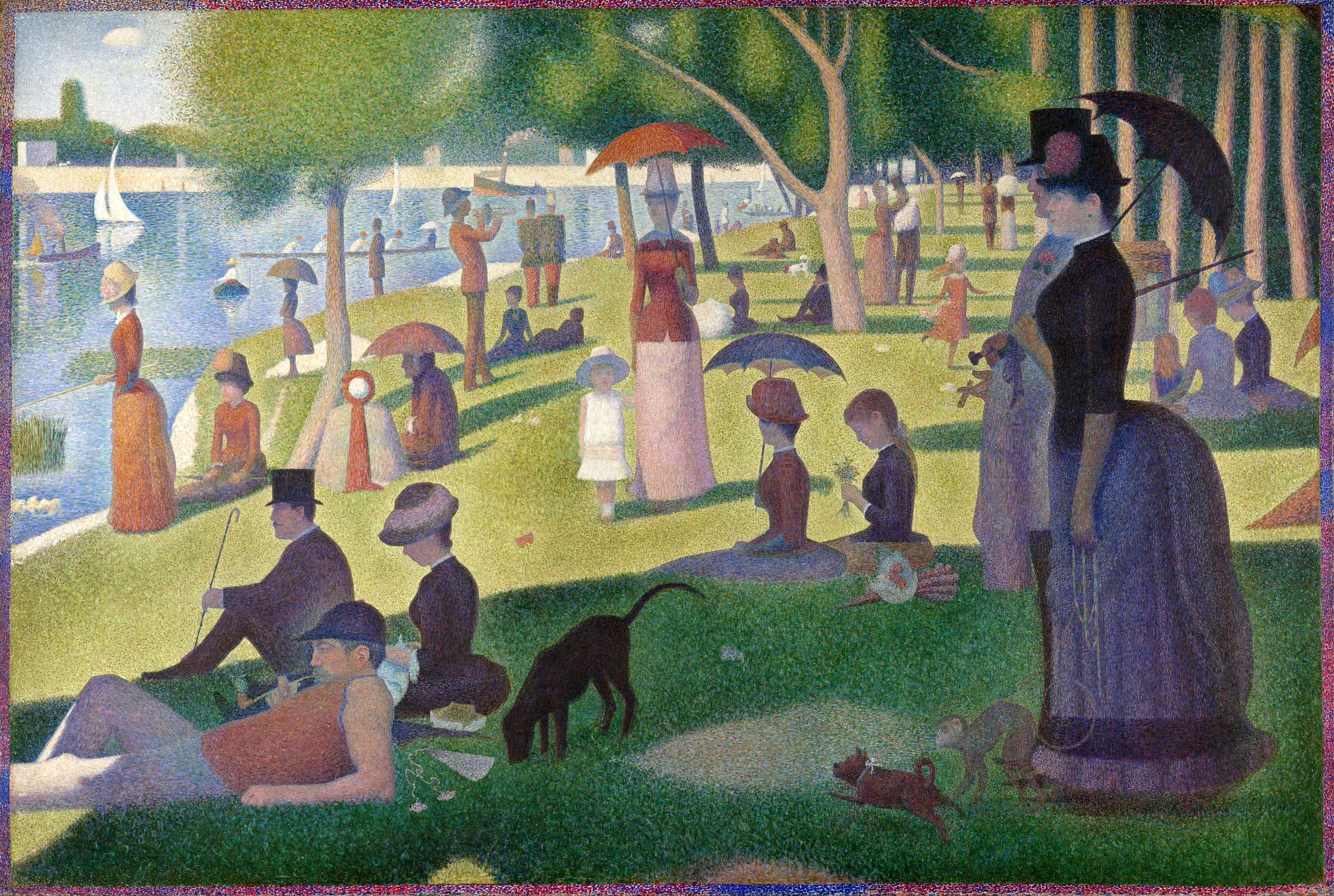
Georges Seurat 1884–1886
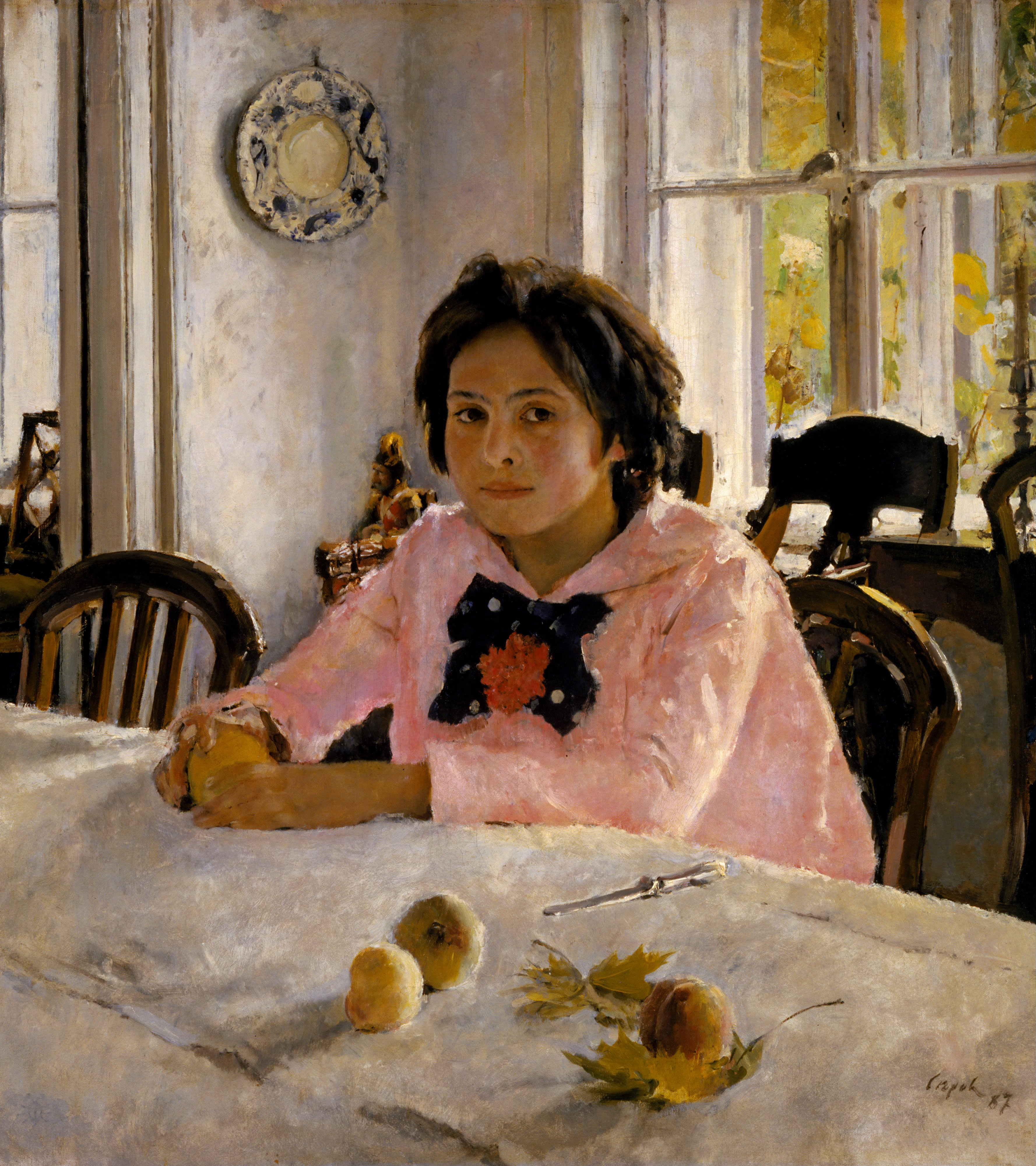
Valentin Serov 1887
Vincent van Gogh 1889
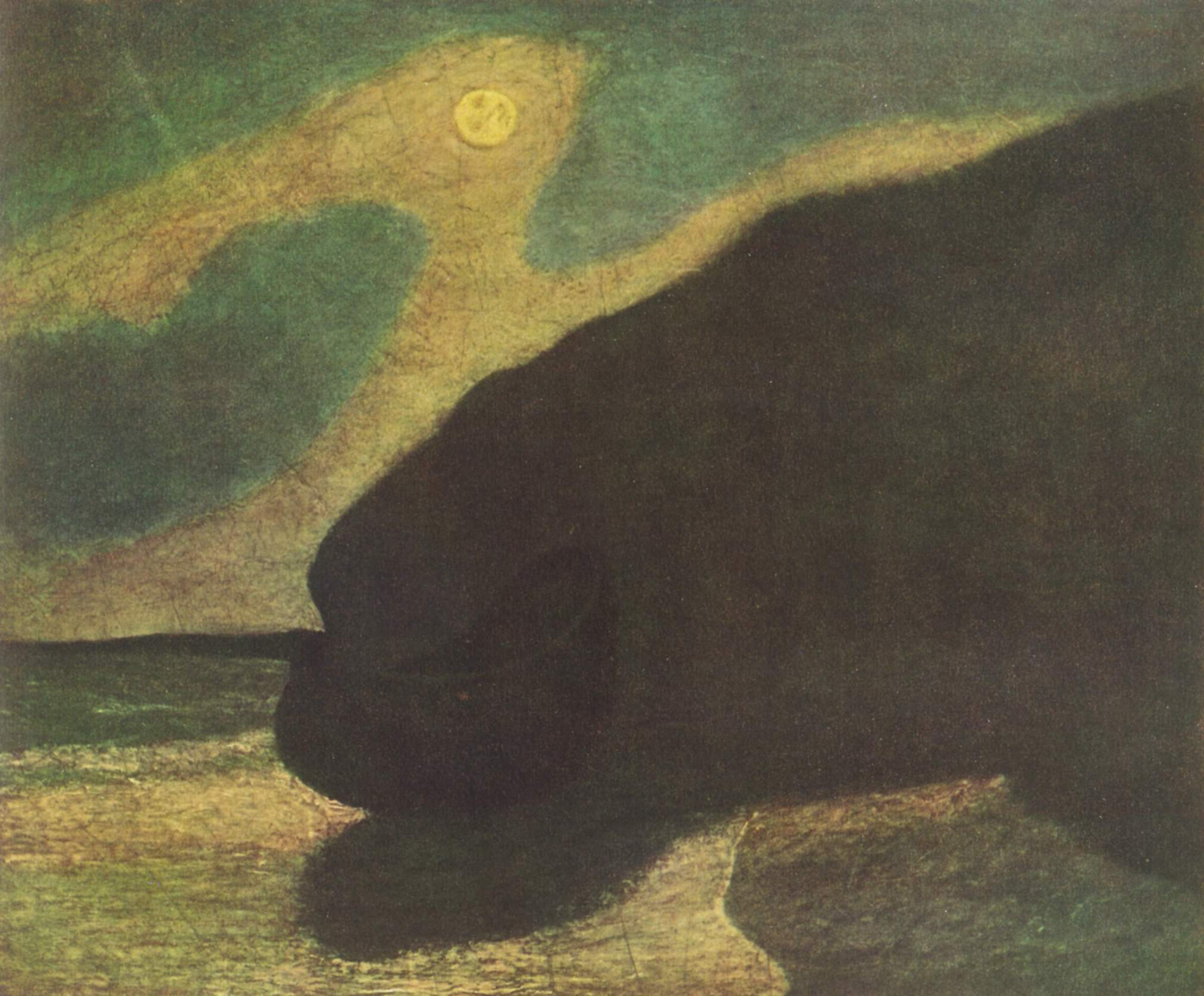
Albert Pinkham Ryder 1890
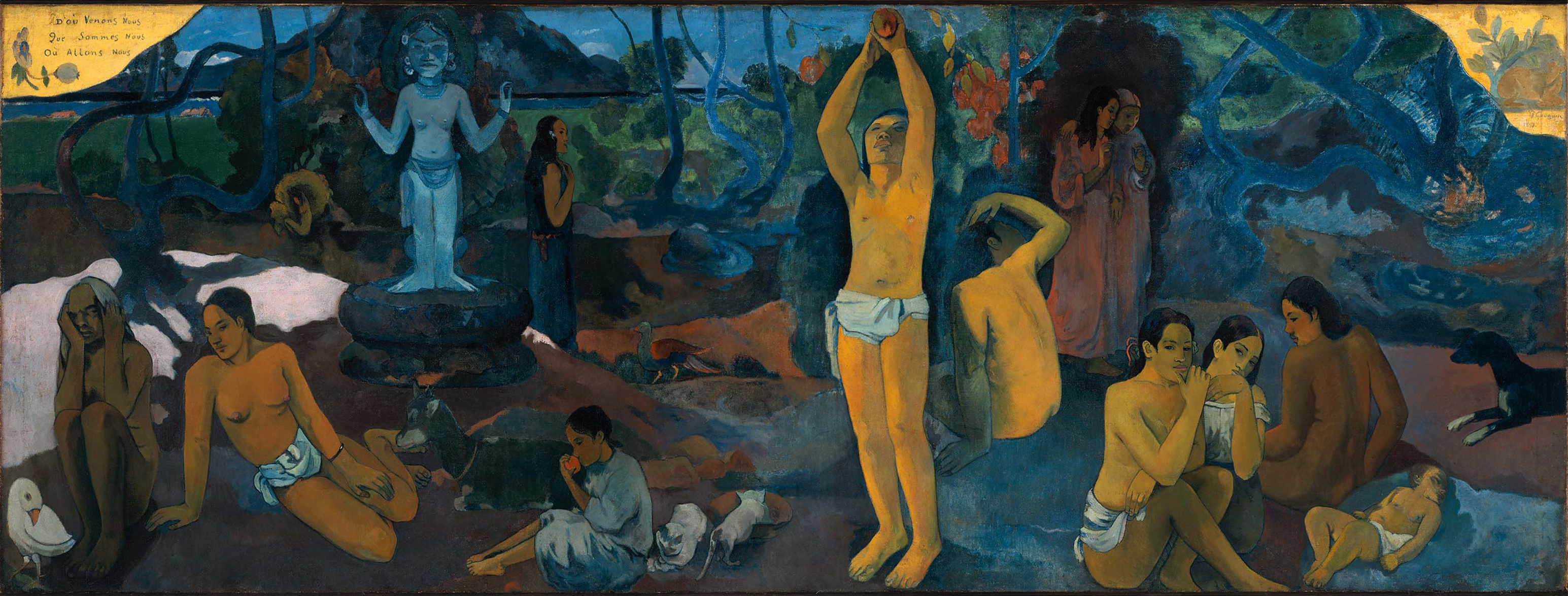
Paul Gauguin 1897–1898
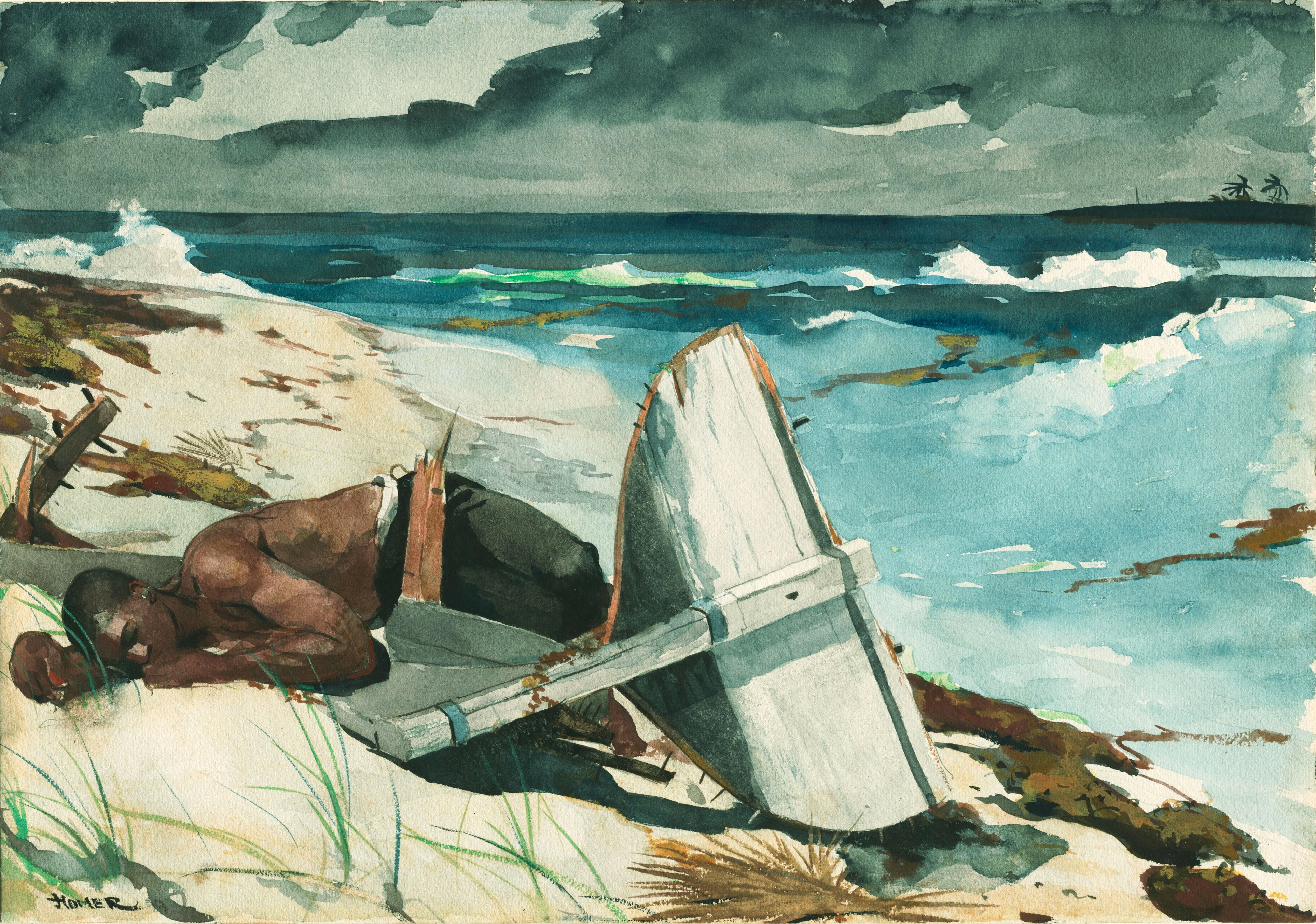
Winslow Homer 1899
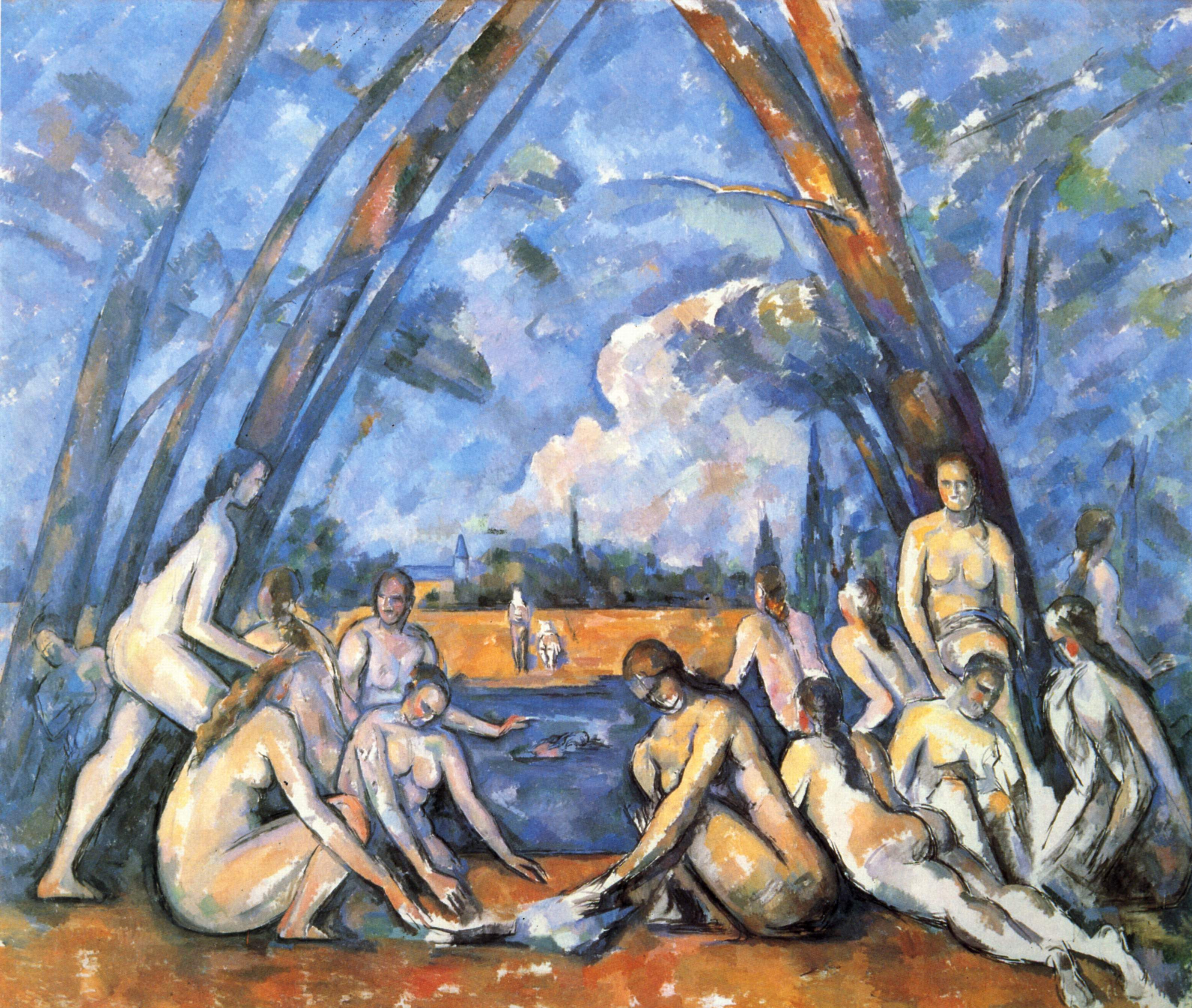
Paul Cézanne 1906

Sau Rococo có một sự phát sinh vào cuối thế kỷ XVIII, trong kiến trúc, và sau đó hội họa tân cổ điển chính thống, tiêu biểu nhất là các nghệ sĩ như David và người thừa kế của ông Ingres. Tác phẩm của Ingres đã có chứa nhiều của nhục dục, nhưng không phải trong sự tự phát, đó là đặc trưng chủ của nghĩa lãng mạn. Phong trào này hướng sự chú ý về phía cảnh quan và thiên nhiên cũng như con số nhân lực và uy quyền của trật tự tự nhiên ở trên ý muốn nhân loại. Có một triết lý người theo thuyết phiếm thần luận (xem Spinoza và Hegel) trong quan niệm này mà phản đối lý tưởng giác ngộ bằng cách nhìn thấy số phận của nhân loại trong một ánh sáng bi đát hơn hay bi quan. Ý tưởng cho rằng con người không phải ở trên các lực lượng của thiên nhiên là mâu thuẫn với lý tưởng của Hy Lạp và Phục Hưng cổ đại, nơi loài người là trên hết mọi sự và sở hữu số phận của mình. Suy nghĩ này khiến các nghệ sĩ lãng mạn để miêu tả tuyệt vời, nhà thờ đổ nát, đắm tàu, vụ thảm sát và sự điên rồ. 
Bởi các họa sĩ giữa thế kỷ XIX trở nên độc lập khỏi những đòi hỏi sự bảo trợ của họ để chỉ miêu tả cảnh từ tôn giáo, thần thoại, vẽ chân dung hoặc lịch sử. Ý tưởng "nghệ thuật vị nghệ thuật" bắt đầu tìm thấy biểu hiện trong tác phẩm của họa sĩ như Francisco de Goya, John Constable, và J.M.W. Turner. họa sĩ lãng mạn biến bức tranh phong cảnh thành một thể loại lớn, được coi là đến lúc đó như một thể loại nhỏ hay làm nền trang trí cho tác phẩm. Một số trong những họa sĩ chính của giai đoạn này là Eugène Delacroix, Théodore Géricault, J. M. W. Turner, Caspar David Friedrich và John Constable. tác phẩm sau đó của Francisco de Goya chứng tỏ sự quan tâm của trường phái lãng mạn tới sự bất hợp lý, trong khi tác phẩm của Arnold Böcklin gợi lên sự bí ẩn và những bức tranh của phong trào thẩm mỹ nghệ sĩ James McNeill Whistler gợi lên cả sự tinh tế và suy đồi. Tại Hoa Kỳ truyền thống lãng mạn của bức tranh phong cảnh đã được biết đến như là Hudson River School: bao gồm Thomas Cole, Giáo hội Frederic Edwin, Albert Bierstadt, Thomas Moran, và John Frederick Kensett. Luminism là một phong trào trong bức tranh phong cảnh Mỹ liên quan đến các Hudson River School.

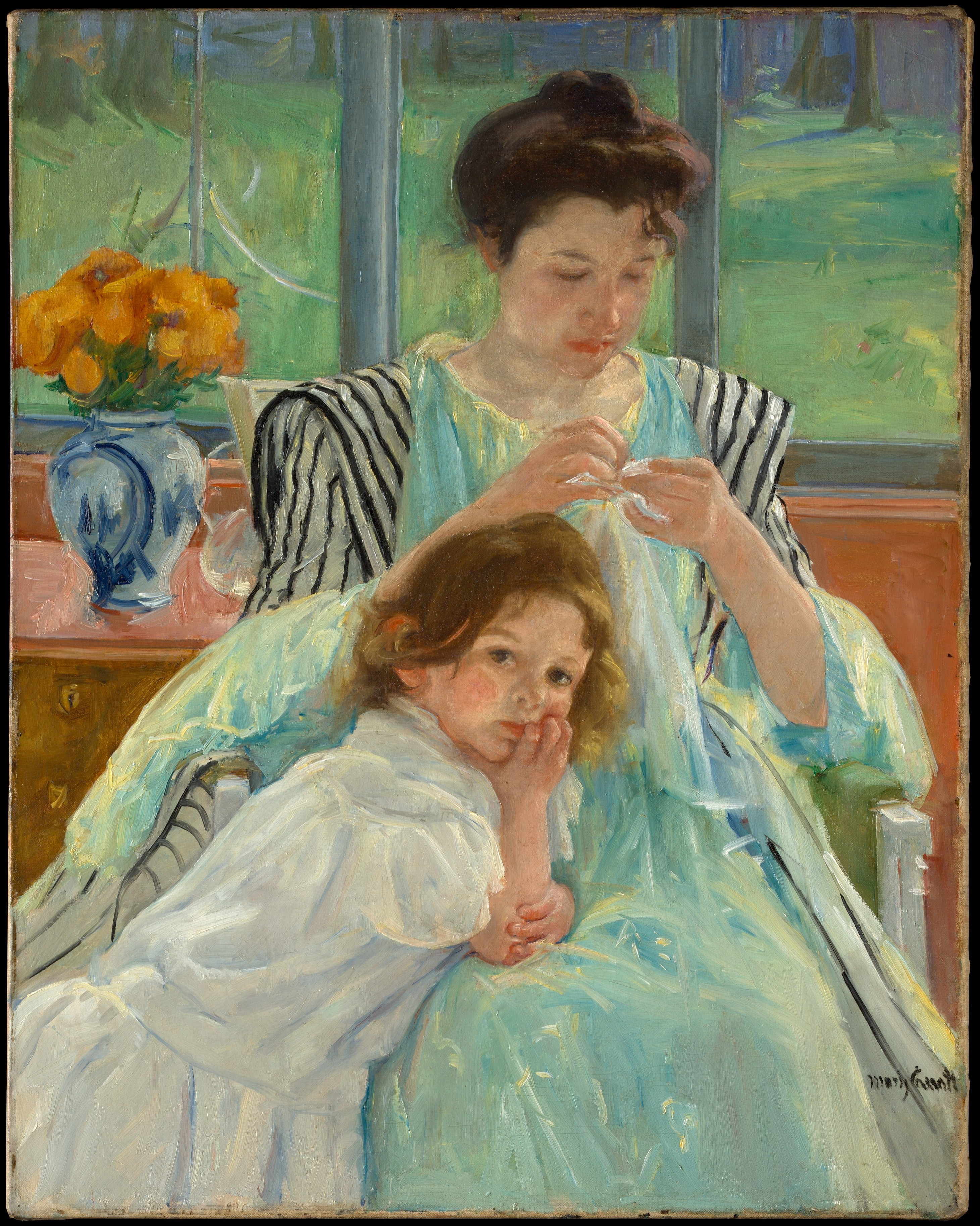
Người mẹ trẻ khâu vá, Mary Cassatt

Họa sĩ đứng đầu tại Trường mỹ thuật Babbizon, Camille Corot vừa theo trường phái thực tế vừa theo trường phái hiện thực, tác phẩm của ông là những tiên báo về trường phái Ấn Tượng, cũng như một họa sĩ khác Eugène Boudin người đầu tiên vẽ phong cảnh ngoài trời. Bousin cũng có những ảnh hưởng quan trọng đến Claude Monet, người giới thiệu phong cách vẽ tranh hoàn toàn ngoài trời (plein air) vào năm 1857. Một nỗ lực lớn để chuyển sang chủ nghĩa hiện thực vào giữa thế kỷ là của Gustave Courbet. Vào 3 thập niên cuối cùng của thế kỷ này những họa sĩ trường phái Ấn Tượng như Édouard Manet, Claude Monet, Pierre-Auguste Renoir, Camille Pissarro, Alfred Sisley, Berthe Morisot, Mary Cassatt, và  Edgar Degas tiếp cận trực tiếp hơn so với những gì đã được trưng bày công khai trước đây. Họ lấy cảm hứng từ những câu truyện ngụ ngôn và các truyện kể theo phong cách phản ứng của cá nhân trong thế giới hiện đại, đôi khi họ vẽ mà không có chuẩn bị hoặc chuẩn bị rất ít, chỉ dựa trên kỹ xảo vẽ tranh và sử dụng bảng pallette màu. 
Manet, Degas, Renoir, Morisot, and Cassatt tập trung chủ yếu vào chủ đề con người. Cả Manet và Degas đều giải thích lại những quy tác cổ điển trong hoàn cảnh hiện đại, trong trường hợp của Manet sự tái hình ảnh lại gặp phải sự phản đối của công chúng. Renoir, Morisot, và Cassatt lại lấy cảm hửng từ chủ đề đời sống trong nước, vơi Renoir tập trung vào các phụ nữ khỏa thân. Monet, Pissarro, và Sisley sử dụng phong cảnh như các motif  chính, sự phù du của ánh sáng và thời tiết đóng một vai trò lớn trong các tác phẩm của họ. Trong khi Sisley tuyệt đối tuân thủ các quy luật của trường phái Trừu tượng trong tranh phong cảnh, Monet lại thách thức với sự gia tăng các màu sắc và điều kiện biến động, mà đỉnh cao là loạt tác phẩm các công trình hoành tráng của Hoa súng nước ở Giverny.

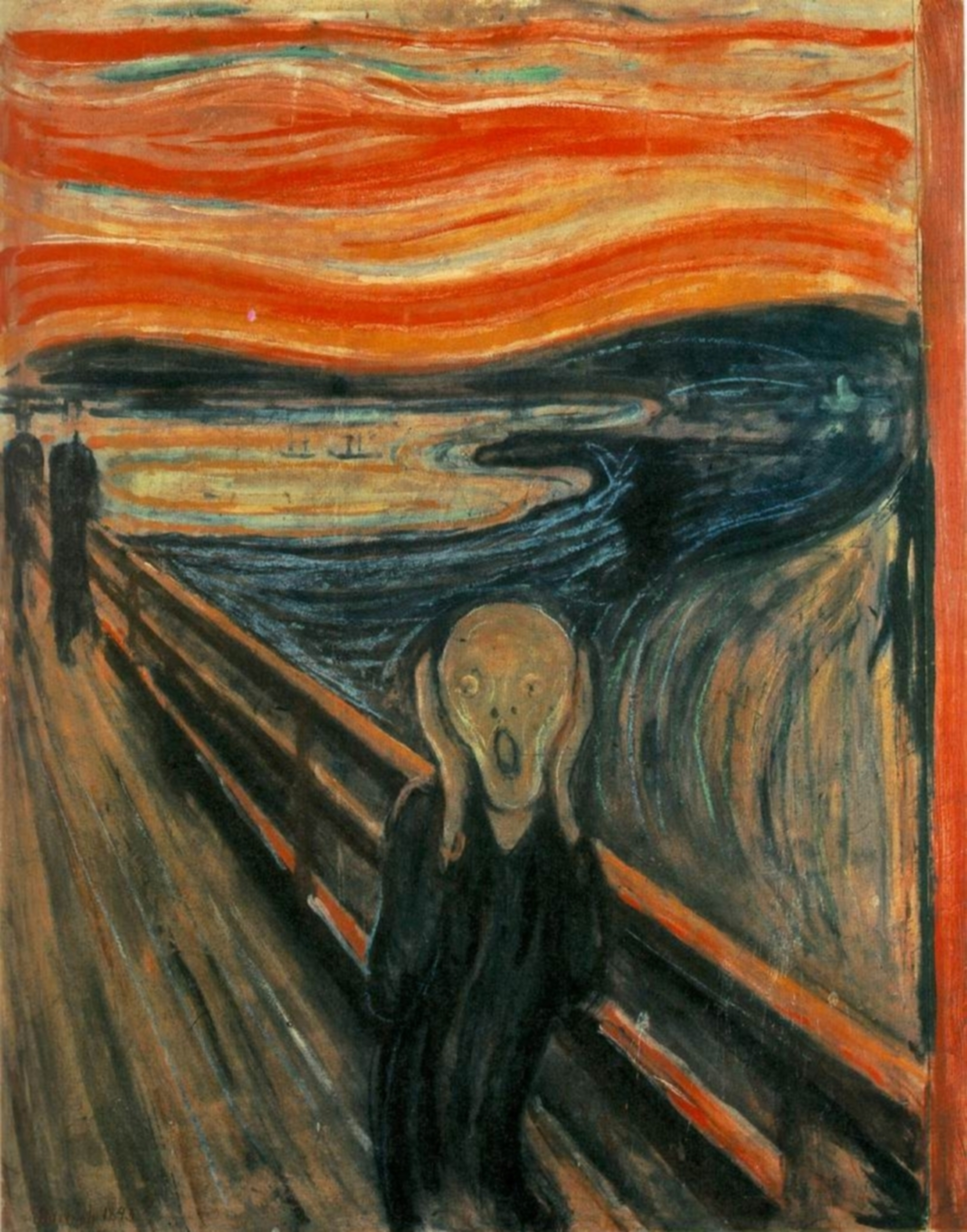
Edvard Munch, 1893, một trong những ví dụ đầu tiên về trường phái Ấn Tượng

Pissarro đã thông qua một số trải nghiệm về trường phái hậu Ấn tượng. Một vài người trẻ tuổi thuộc trường phái hậu Ấn tượng như Vincent van Gogh, Paul Gauguin, và Georges Seurat, cùng với Paul Cézanne hướng hội họa đến chủ nghĩa hiện đại; đối với trường phái Ấn tượng Gauguin nhường chỗ cho biểu tượng cá nhân; Seurat chuyển đổi những mảng màu phá cách thành các nghiên cứu quang học, các cấu trúc trên tác phẩm phù điêu; Van Gogh sử dụng phương pháp hỗn loạn của ứng dụng hội họa, đi cùng với sử dụng chiều sâu của màu sắc, dự doán cho trường phái Biểu hiện và trường phái Hoang dã, và Cézanne, khát khao kết hợp các chất liệu cổ điển với một khái niệm trừu tượng mang tính cách mạng của hình thức tự nhiên, có thể được nhìn nhận như một tiền chất hội họa thế kỷ XX. Phép thuật của chủ nghĩa Ấn tượng được cảm nhận trên toàn thế giới bao gồm cả Hoa Kỳ, nơi mà nó đã trở nên không thể thiếu trong các bức tranh của các họa sĩ trường phái Ấn tượng Mỹ như Childe Hassam, John Twachtman và Theodore Robinson; và tại Australia nơi mà các họa sĩ của Trường 
Heidelberg như là Arthur Streeton, Frederick McCubbin và Charles Conder thường vẽ hoàn toàn ngoại cảnh và thường hứng thú với phong cảnh và ánh sáng ở Australia. Về mặt lý thuyết nó cũng ảnh hưởng tới các họa sĩ không thuộc trường phái ấn tượng, giống như họa sĩ chân dung và phong cảnh John Singer Sargent. Vào cùng thời điểm đó tại Mỹ khi chuyển giao sang thế kỷ XX có tồn tại một chủ nghĩa bản địa và gần như biệt lập như sự đa dạng về thể loại trong các tác phẩm của Thomas Eakins, Trường Ashcan, và tranh phong cảnh và cảnh biển của  Winslow Homer, người mà tất cả các tác phẩm của ông khai thác sâu sắc sự vững chắc của hình thức tự nhiên. Các cảnh quan có tầm nhìn xa, một động lực chủ yếu phụ thuộc vào sự mơ hồ của ai ca, tìm thấy những người ủng hộ tại Albert Pinkham Ryder và Ralph Albert Blakelock.
Trong thời kì Anh Quốc cai trị Ấn Độ, quốc vương thấy rằng tại Madras có một vài họa sĩ tài năng và trí tuệ nhất. thế giới. Khi mà người Anh cũng thành lập một khu định cư lớn ngay tại Madras và khu vực lân cận, Georgetown được chọn làm nơi thành lập một học viện phục vụ cho các nghệ sĩ triển vọng sẽ phục vụ cho Hoàng gia tại Luân Đôn. Sau đó ngôi trường này được biết đến dưới cái tên Trường Madras. Ban đầu những nghệ sĩ truyền thống được thuê để sản xuất những đồ nội thất gỗ tinh tế, các sản phẩm từ sắt và đồ cổ, hơn nữa các tác phẩm của họ được gửi tới cung điện hoàng gia của Nữ hoàng.
Họa sĩ tượng trưng khai thác thần thoại và hình ảnh giấc mơ đối với một ngôn ngữ hình ảnh của linh hồn, tìm kiếm bức tranh gợi cảm mà nhắc nhớ một thế giới tĩnh của sự im lặng. Các ký hiệu dùng trong nghĩa tượng trưng không phải là biểu tượng quen thuộc của hình tượng chủ đạo nhưng tài liệu tham khảo mạnh mẽ của cá nhân, tư nhân, mơ hồ và không rõ ràng. Nó mang tính triết lý nhiều hơn là một phong cách thực tế của nghệ thuật, các họa sĩ tượng trưng ảnh hưởng của phong trào Art Nouveau đương đại và Les Nabis. Trong thăm dò của họ của các đối tượng trong mơ, họa sĩ tượng trưng được tìm thấy trên khắp thế kỷ và các nền văn hóa, vì họ vẫn còn xuất hiện cho tới ngày nay; Bernard Delvaille đã mô tả chủ nghĩa siêu thực René Magritte là "Biểu tượng cộng với Freud".

### Thế kỷ XX hiện đại và đương đại
Các di sản của các họa sĩ như Van Gogh, Cézanne, Gauguin, và Seurat là cần thiết cho sự phát triển của nghệ thuật hiện đại. Vào đầu thế kỷ XX, Henri Matisse và một số nghệ sĩ trẻ khác tạo ra một cuộc cách mạng trong thế giới nghệ thuật Paris với "hoang dã", nhiều màu, biểu cảm, phong cảnh và tranh vẽ con số mà các nhà phê bình gọi là trường phái Hoang Dã. Pablo Picasso làm bức tranh lập thể đầu tiên của ông dựa trên ý tưởng của Cézanne rằng tất cả miêu tả thiên nhiên có thể được tối giản thành ba loại hình khối: khối lập phương, hình cầu và hình nón.

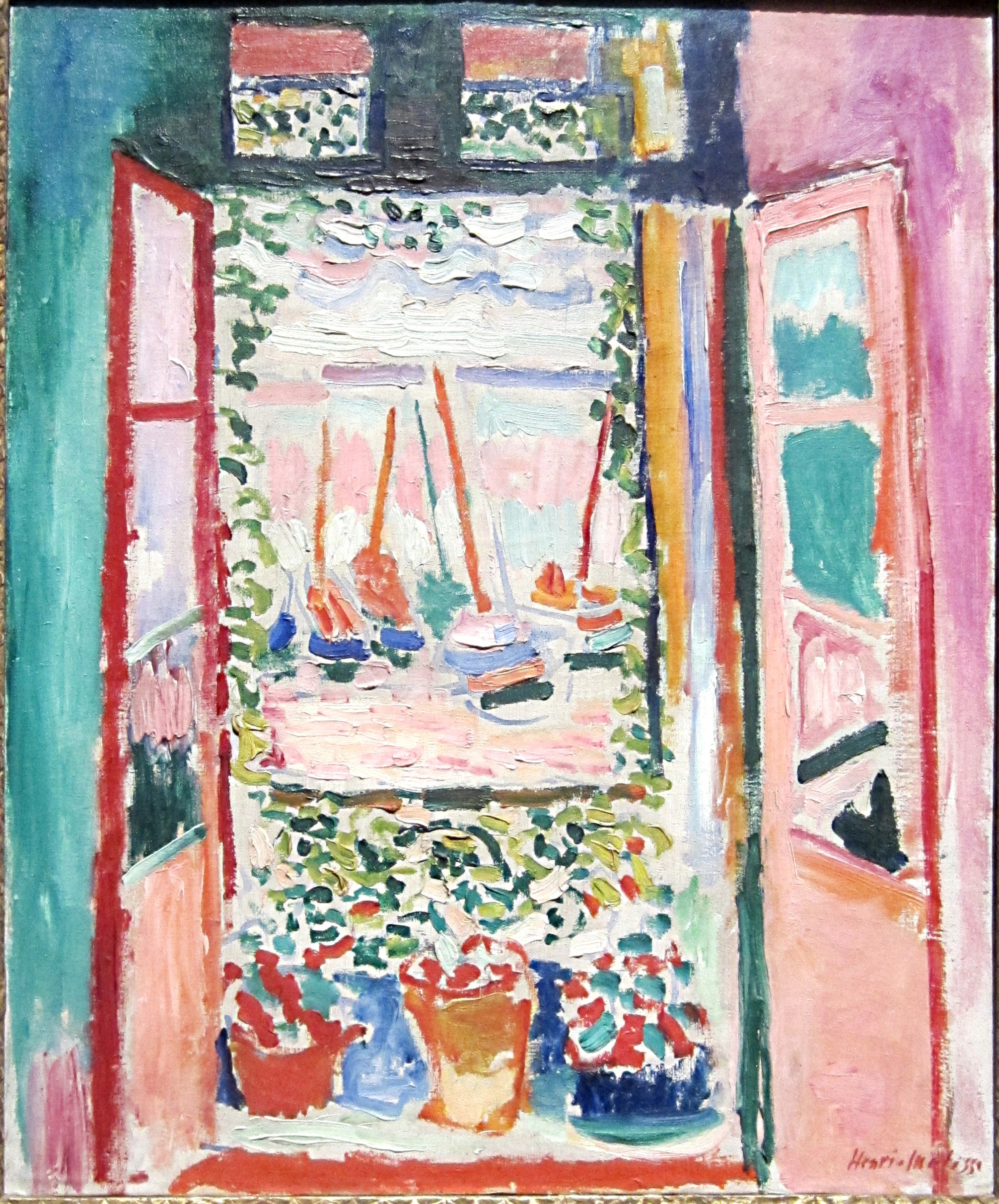
Henri Matisse 1905, Fauvism
Georges Braque 1910, Analytic CubismGeorges Braque 1910, Analytic Cubism
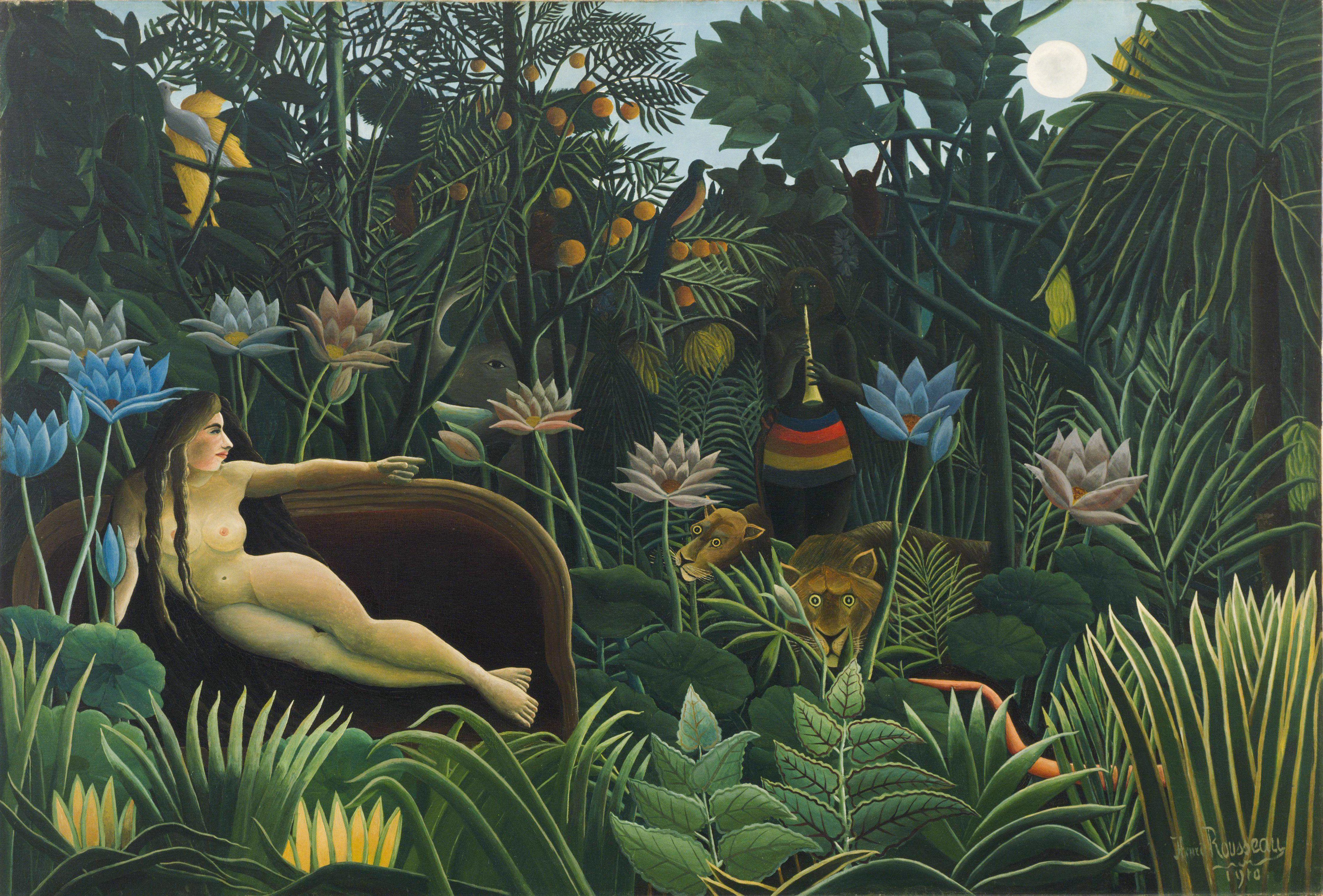
Henri Rousseau 1910 Primitive Surrealism

Trong thời kỳ thuộc địa, sự ảnh hưởng Phương Tây bắt đầu tạo nên một tác động tới nghệ thuật Ấn Độ. Nhiều nghệ sĩ phát triển phong cách sử dụng ý tưởng Phương Tây làm chất liệu. Một số khác ví dụ như Jamini Roy, lại có ý thức lấy cảm hứng từ nghệ thuật dân gian.
Les Fauves (tiếng Pháp của The Wild Beasts) là họa sĩ đầu thế kỷ XX, thử nghiệm với tự do ngôn luận thông qua màu sắc. Tên gọi này được đưa ra, một cách hài hước và không phải là một lời khen, dành cho nhóm các nhà phê bình nghệ thuật Louis Vauxcelles. Trường phái Hoang dã là một nhóm ngắn ngủi và lỏng lẻo của các nghệ sĩ đầu thế kỷ XX có tác phẩm nhấn mạnh chất hội họa, và việc sử dụng trí tưởng tượng của màu sắc sâu hơn các giá trị tượng trưng. Các họa sĩ trường phái Hoang dã tạo nên chủ đề của bức tranh dễ hiểu, phóng đại các quan điểm và dự đoán tiên tri thú vị của trường phái Hoang dã được thể hiện vào năm 1888 bởi Paul Gauguin với Paul Sérusier,
"Làm thế nào để bạn nhìn thấy những cái cây? Chúng thật là vàng vọt. Vì vậy, đặt chúng trong màu vàng; hình bóng này, chứ không phải màu xanh nước biển, sơn nó với màu xanh tươi nguyên chất; những chiếc lá đỏ này? Đặt trong son."
Các nhà lãnh đạo của phong trào là Henri Matisse và André Derain - đối thủ thân thiện của một phong cách họ theo đuổi. Cuối cùng Matisse đã trở thành cực dương cùng với cực âm là Picasso trong thế kỷ XX. Các họa sĩ trường phái Hoang dã bao gồm Albert Marquet, Charles Camoin, Maurice de Vlaminck, Raoul Dufy, Othon Friesz, họa sĩ Hà Lan Kees van Dongen, và đối tác của Picasso trong phái lập thể, Georges Braque giữa những người khác. Trường phái dã thú, như một phong trào, không có lý thuyết cụ thể, và được tồn tại ngắn ngủi, bắt đầu từ năm 1905 và kết thúc vào năm 1907, họ chỉ có ba triển lãm. Matisse đã được xem như là người lãnh đạo của phong trào, do thâm niên của ông trong độ tuổi và trước đó đã tự lập trong thế giới nghệ thuật hàn lâm. Mình 1905 chân dung Matisse The Green Line, (ở trên), gây ra một sự xúc động tại Paris khi nó lần đầu tiên được trưng bày. Ông nói ông muốn tạo ra nghệ thuật để thỏa thích; nghệ thuật như một sự trang trí là mục đích của ông và có thể nói rằng ông sử dụng màu sắc tươi sáng sẽ cố gắng để duy trì sự thanh thoát của thành phần. Năm 1906 theo đề nghị của đại lý của mình Ambroise Vollard, André Derain đã đến Luân Đôn và sản xuất một loạt các bức tranh như Cầu Charing Cross, Luân Đôn (trên) theo phong cách Hoang dã, diễn giải các lạt tranh nổi tiếng của họa sĩ trường phái ấn tượng Claude Monet. Những bậc thầy như Henri Matisse và Pierre Bonnard tiếp tục phát triển phong cách tường thuật của họ độc lập với bất kỳ chuyển biến nào trong suốt thế kỷ XX.
By 1907 trường phái dã thú không còn là một phong trào mới gây sốc, ngay sau đó đã được thay thế bằng chủ nghĩa Lập thể trên màn hình radar của các nhà phê bình là sự phát triển mới nhất trong nghệ thuật đương đại của thời gian. Năm 1907 Appolinaire, cho ý kiến về Matisse trong một bài báo xuất bản ở La Falange, cho biết, "Chúng tôi không có ở đây trong sự hiện diện của một xa hoa hoặc một cam kết cực đoan:. Nghệ thuật Matisse là xuất sắc hợp lý" xu hướng lập thể phân tích (xem bộ sưu tập) được phát triển bởi Pablo Picasso và Georges Braque từ khoảng năm 1908 thông qua năm 1912. Phân tích xu hướng lập thể, biểu hiện rõ ràng đầu tiên của xu hướng lập thể, được theo sau xu hướng lập thể tổng hợp, thực hành bởi Braque, Picasso, Fernand Léger, Juan Gris, Albert Gleizes, Marcel Duchamp và vô số nghệ sĩ khác vào năm 1920. xu hướng lập thể tổng hợp được đặc trưng bởi sự ra đời của kết cấu khác nhau, bề mặt, các yếu tố cắt dán, bột Colle và một lượng lớn các vấn đề sáp nhập.
Từ 1907 trường phái Hoang dã không còn là một phong trào mới gây sốc, ngay sau đó đã được thay thế bằng chủ nghĩa Lập thể trên màn hình radar của các nhà phê bình là sự phát triển mới nhất trong nghệ thuật đương đại của thời gian đó. Năm 1907 Appolinaire, cho ý kiến về Matisse trong một bài báo xuất bản ở La Falange, cho biết, "Chúng tôi không ở đây trong sự hiện diện của một sự xa hoa hoặc một cam kết cực đoan:. Nghệ thuật Matisse là xuất sắc hợp lý" xu hướng lập thể phân tích (xem bộ sưu tập) được phát triển bởi Pablo Picasso và Georges Braque từ khoảng năm 1908 thông qua năm 1912. Phân tích xu hướng lập thể, biểu hiện rõ ràng đầu tiên của xu hướng lập thể, được theo sau bởi xu hướng lập thể tổng hợp, thực hành bởi Braque, Picasso, Fernand Léger, Juan Gris, Albert Gleizes, Marcel Duchamp và vô số nghệ sĩ khác vào năm 1920. Xu hướng lập thể tổng hợp được đặc trưng bởi sự ra đời của kết cấu khác nhau, bề mặt, các yếu tố cắt dán, chất kết dính và một lượng lớn các chủ đề sáp nhập.
Trong những năm 1910 cho đến khi kết thúc Thế Chiến I và sau thời kỳ hoàng kim của hội họa, nhiều phong trào nổi lên ở Paris. Giorgio De Chirico chuyển đến Paris trong tháng 7 năm 1911, sống tại nơi ở của anh trai minh Andrea (nhà thơ và họa sĩ nổi tiếng như Alberto Savinio). Qua anh trai của mình, ông đã gặp Pierre Laprade một thành viên của ban giám khảo tại Salon d'Automne, nơi ông trưng bày ba tác phẩm trong mơ của mình: Enigma của Oracle, Enigma trong một buổi chiều và tự họa. Trong năm 1913, ông trưng bày tác phẩm của mình tại Salon des Indépendants và Salon d'Automne, tác phẩm của ông được chú ý bởi Pablo Picasso và Guillaume Apollinaire và nhiều người khác. Hội họa của ông bí ẩn và hấp dẫn được coi là công cụ để khởi đầu sớm của chủ nghĩa siêu thực. (Xem gallery) Trong nửa đầu của thế kỷ XX ở châu Âu bậc thầy như Georges Braque, André Derain, và Giorgio De Chirico tiếp tục vẽ tranh độc lập với bất kỳ phong trào nào.

#### Người tiên phong cho hội họa hiện đại

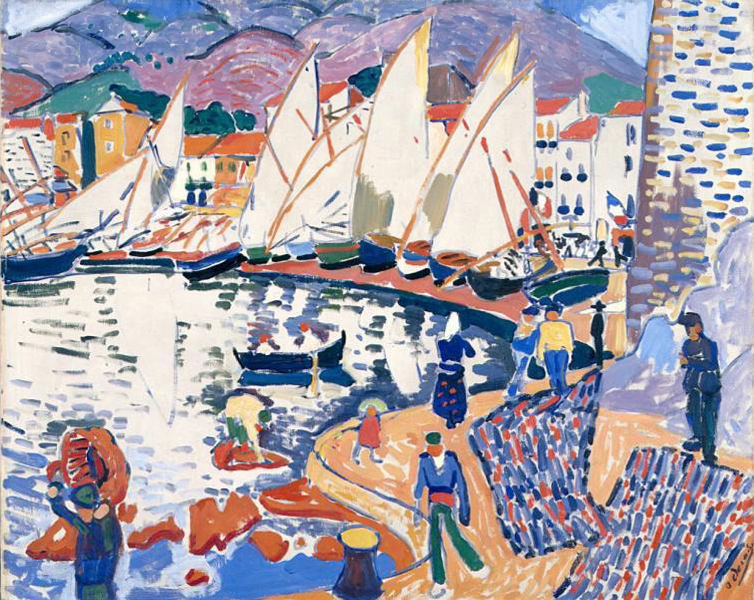
André Derain, 1905, Le séchage des voiles (The Drying Sails), Fauvism
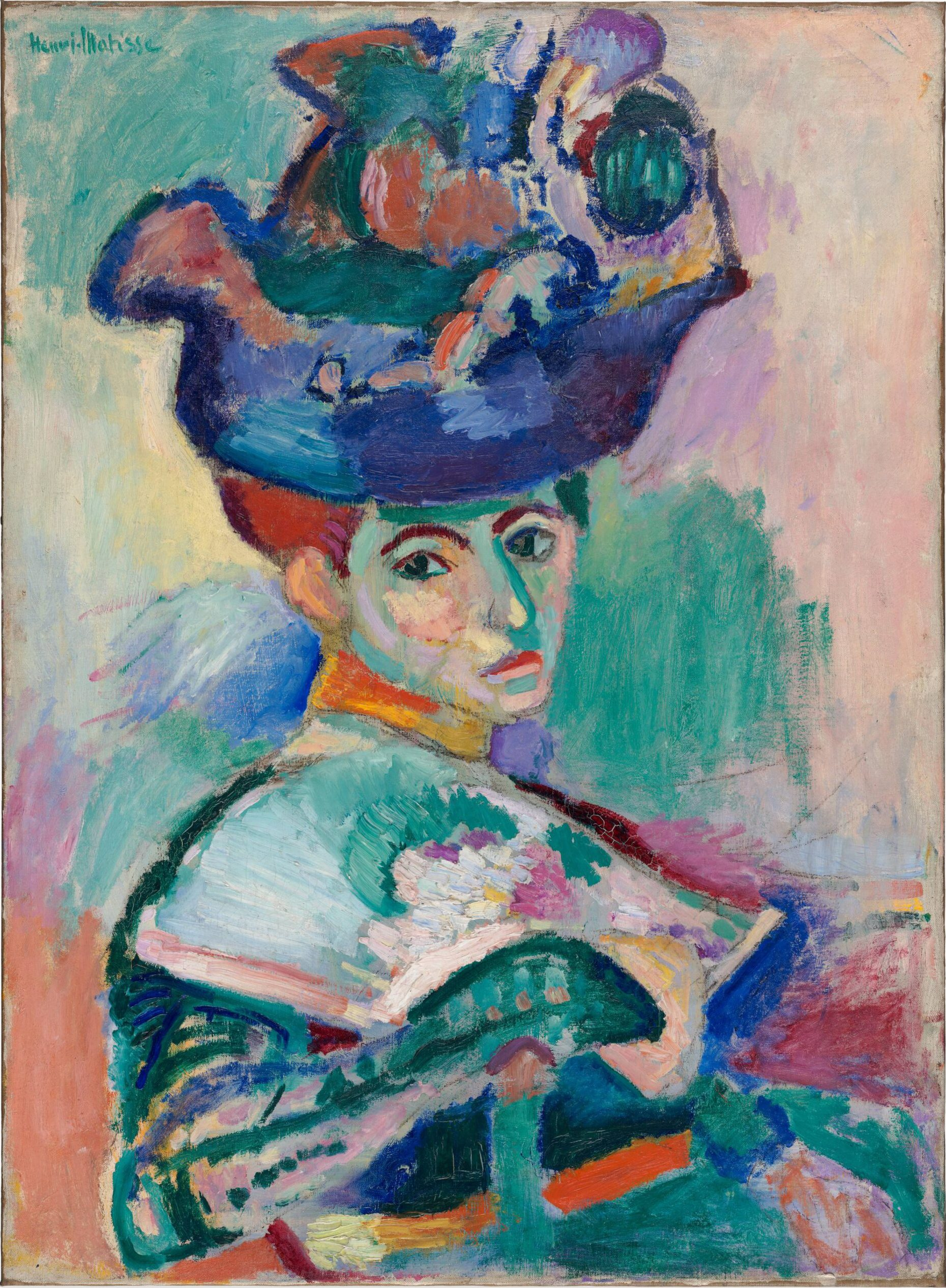
Henri Matisse, 1905, Woman with a Hat, Fauvism
Jean Metzinger, c.1905, Two Nudes in an Exotic Landscape, Divisionism, Proto-CubismJean Metzinger, c.1905, Two Nudes in an Exotic Landscape, Divisionism, Proto-Cubism
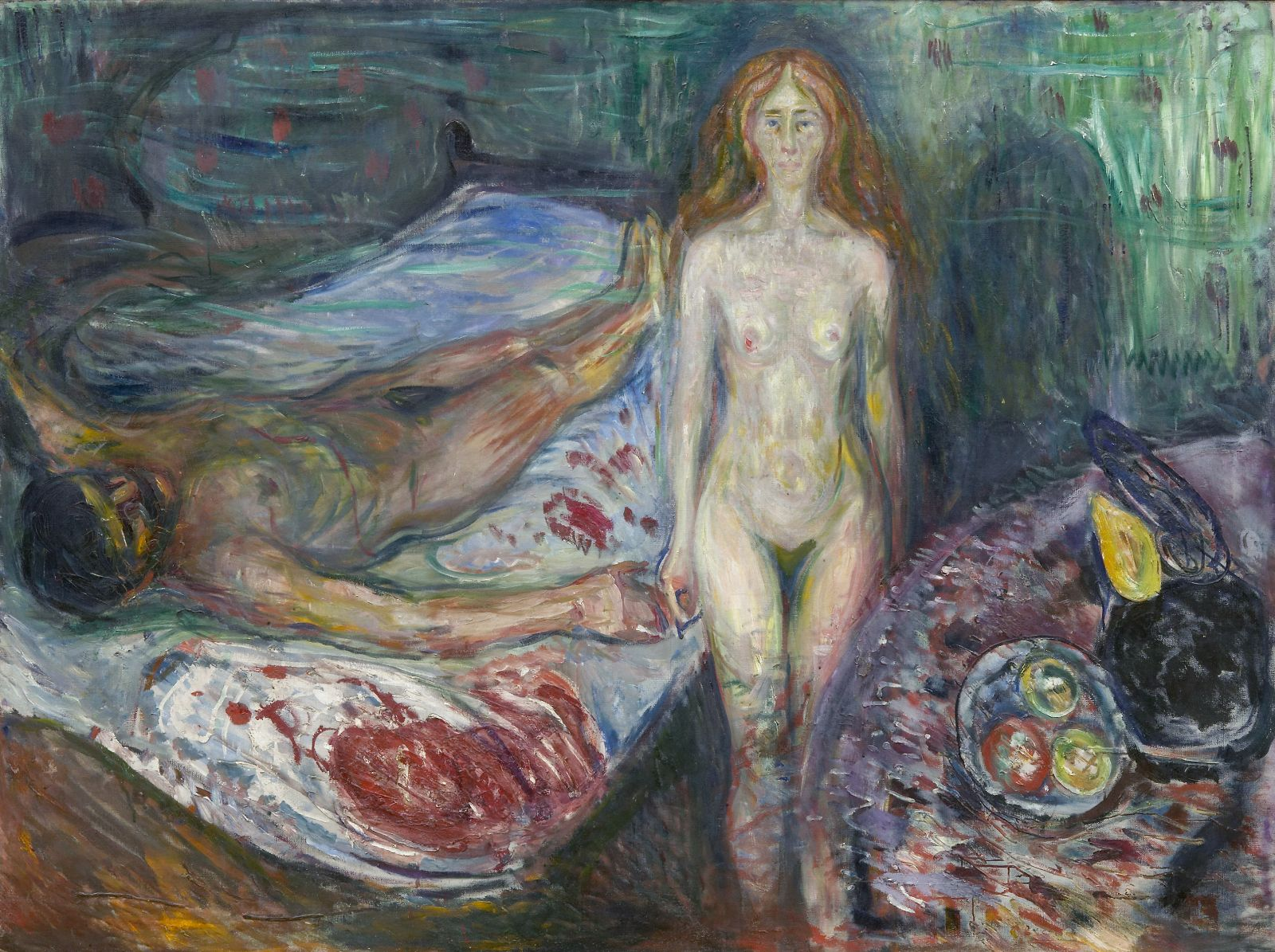
Edvard Munch, Death of Marat I (1907), an example of Expressionism
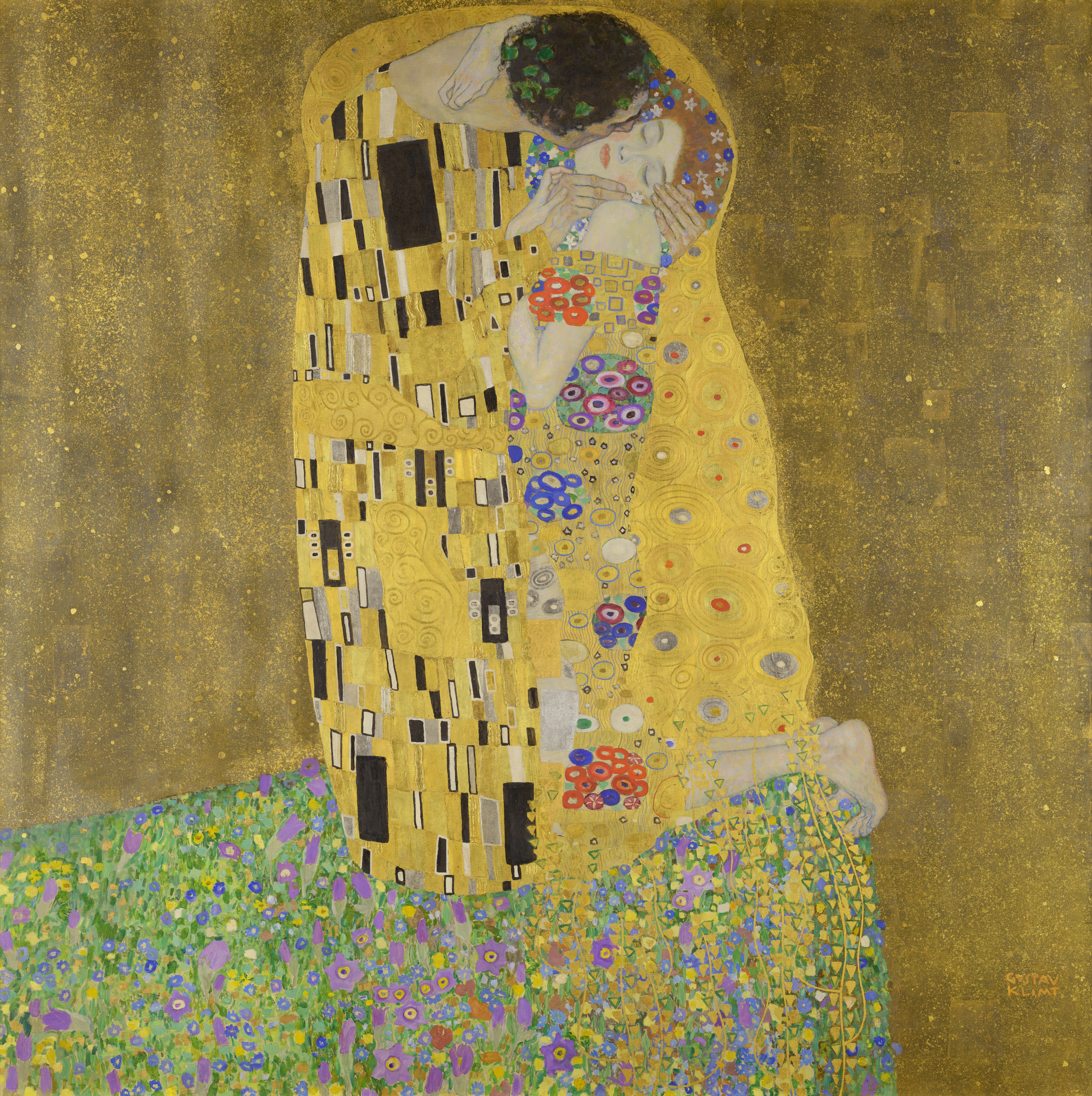
Gustav Klimt, expressionism, 1907–1908
Pablo Picasso, 1908, Dryad, Proto-CubismPablo Picasso, 1908, Dryad, Proto-Cubism
Marc Chagall 1911, expressionism and surrealismMarc Chagall 1911, expressionism and surrealism
Marcel Duchamp, 1911-1912, Cubism and DadaMarcel Duchamp, 1911-1912, Cubism and Dada
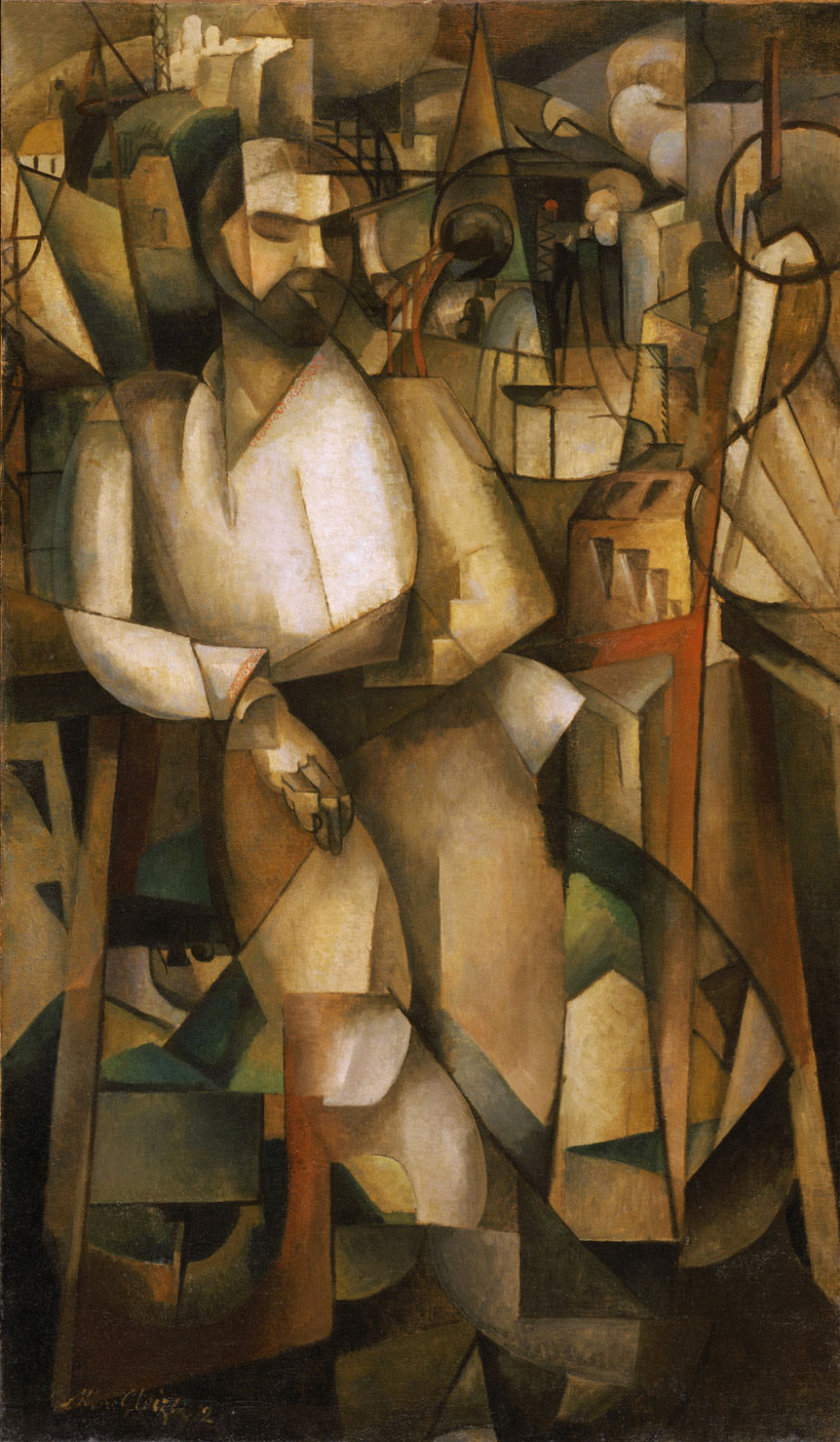
Albert Gleizes, 1912, l'Homme au Balcon, Man on a Balcony (Portrait of Dr. Théo Morinaud), Cubism
Jean Metzinger, 1912, Danseuse au café (Dancer in a café), CubismJean Metzinger, 1912, Danseuse au café (Dancer in a café), Cubism
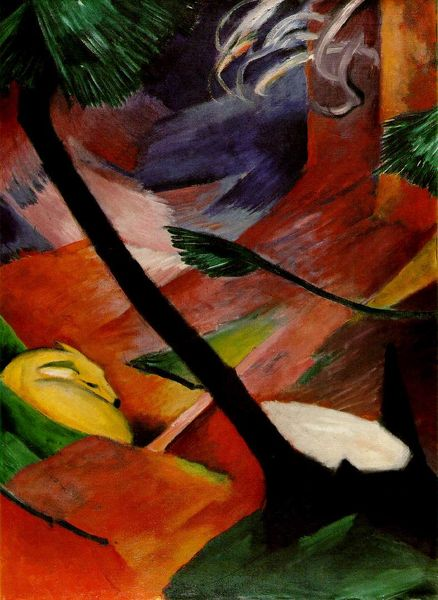
Franz Marc 1912, Der Blaue Reiter
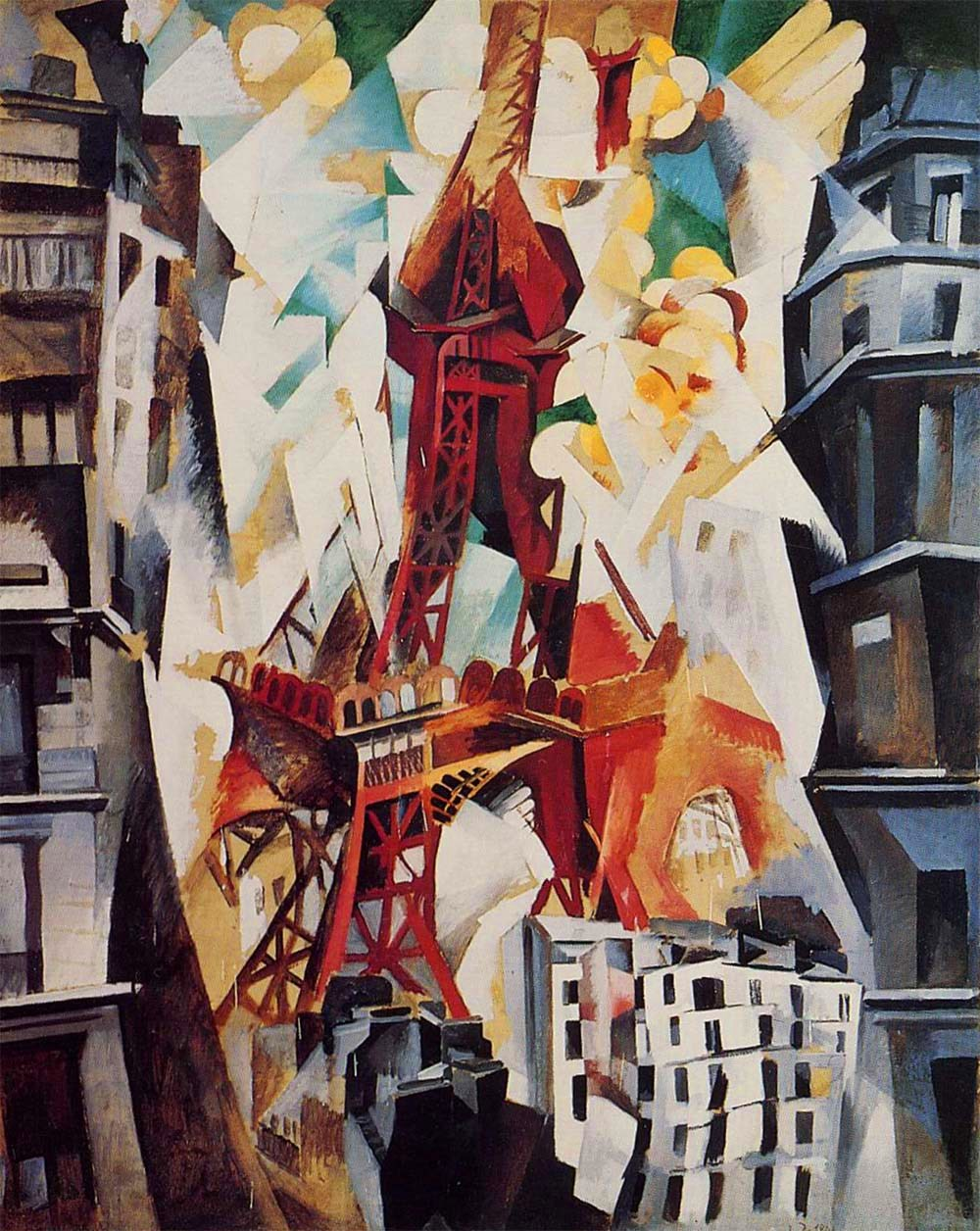
Robert Delaunay, 1911, Orphism
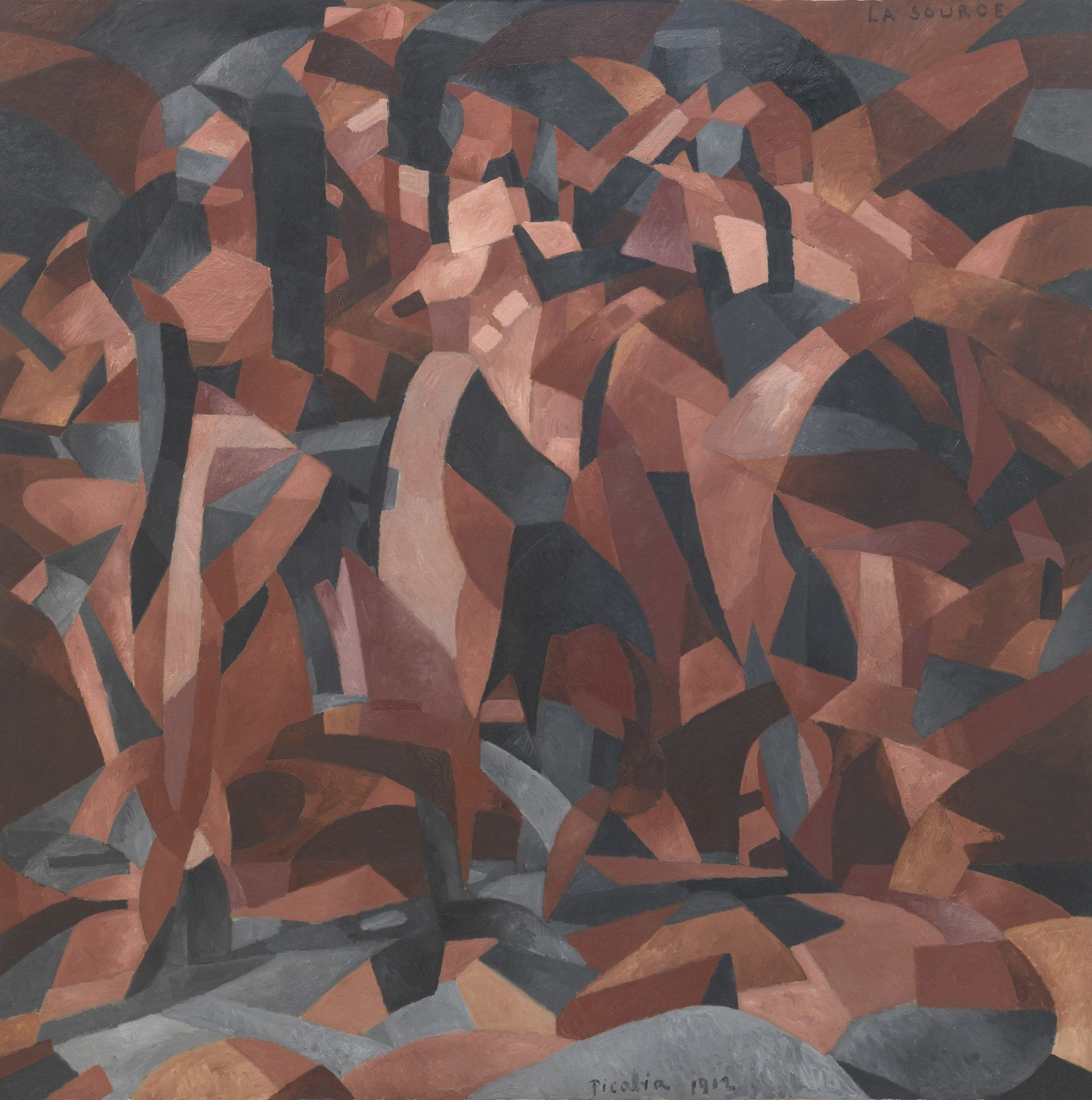
Francis Picabia, 1912, La Source (The Spring), Abstract art
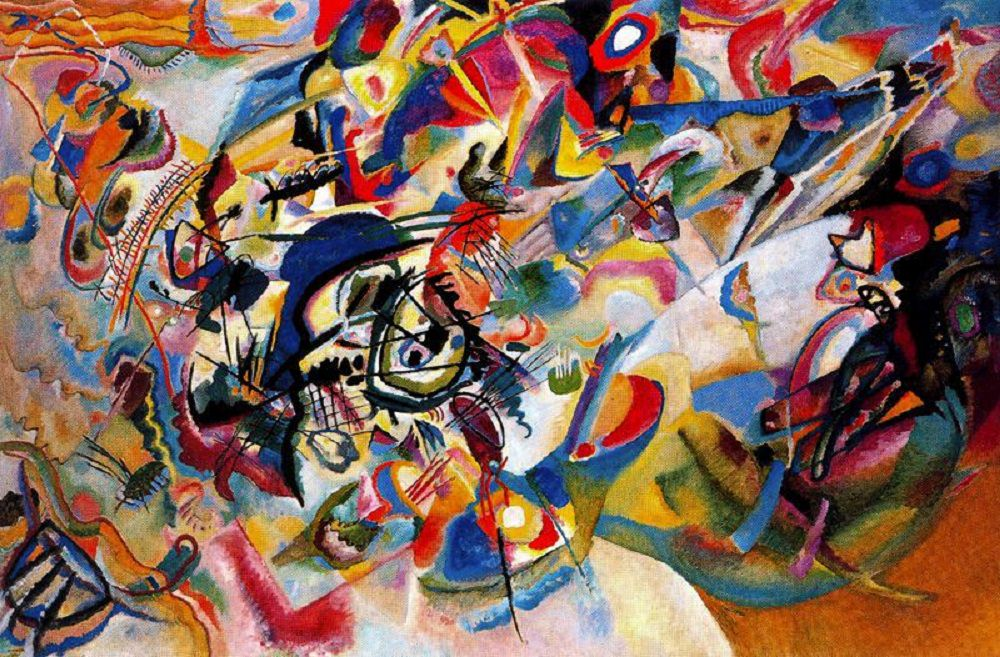
Amedeo Modigliani, Portrait of Soutine 1916, example of Expressionism
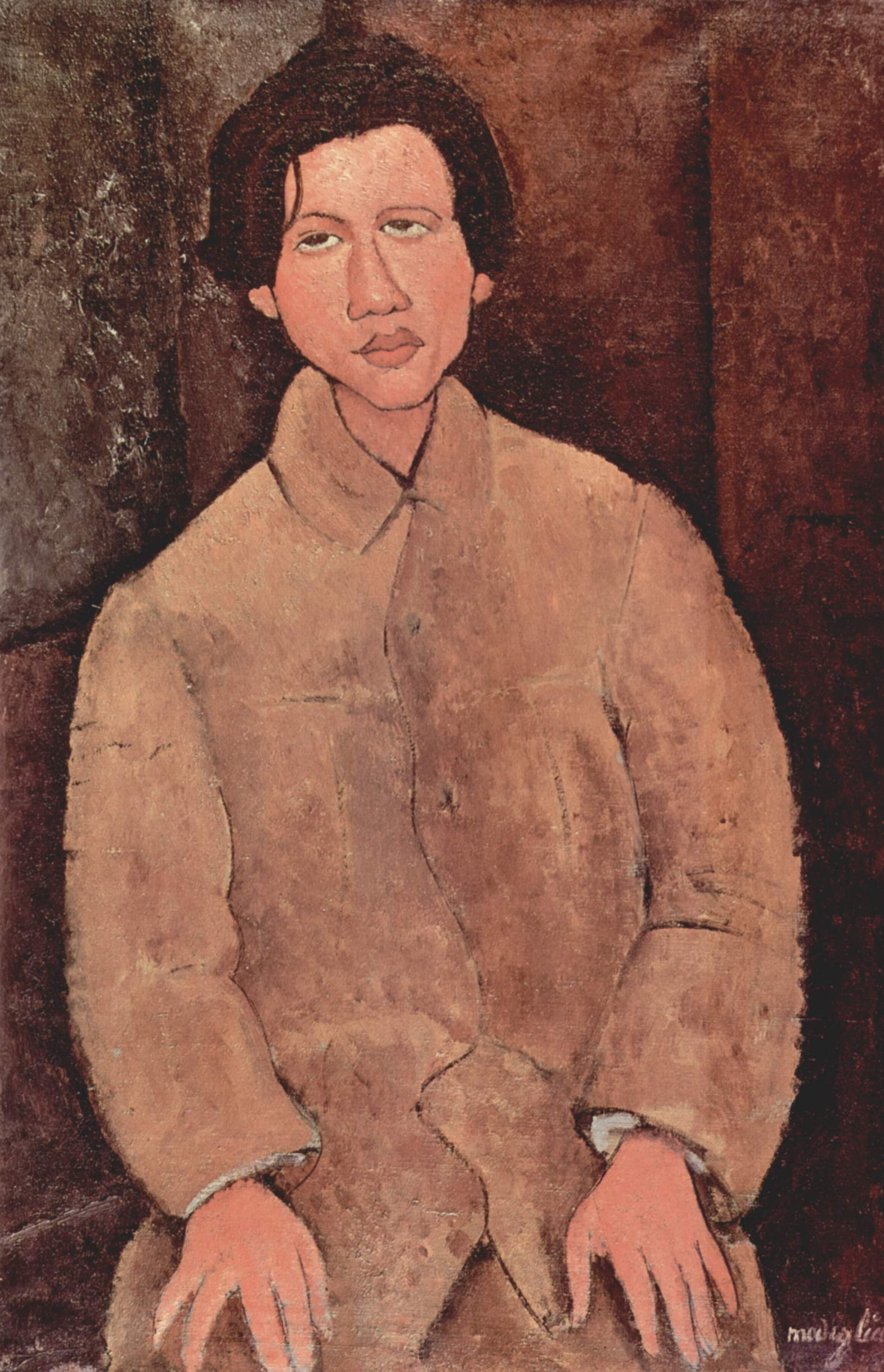
Fernand Léger 1919, synthetic Cubism, tubism
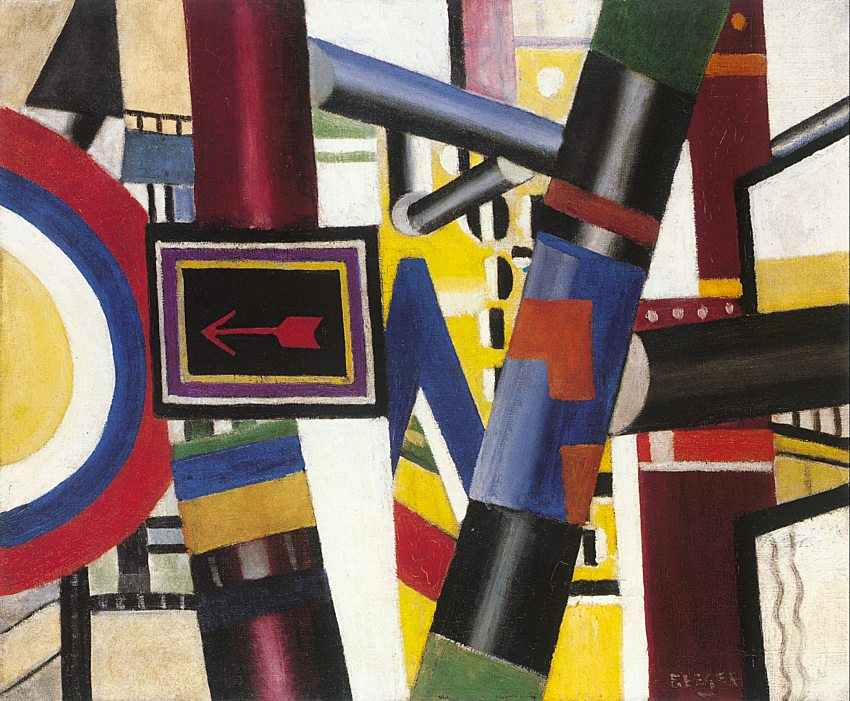

- Tập tin:Leger railway crossing.jpg

Trong hai thập niên đầu của thế kỷ XX và sau truòng phái lập thể, một số phong trào quan trọng khác xuất hiện; Chủ nghĩa vị lai (Balla), nghệ thuật trừu tượng (Kandinsky), Der Blaue Reiter), Bauhaus, (Kandinsky) và (Klee), Orphism, (Robert Delaunay và František Kupka), Synchromism (Morgan Russell), De Stijl (Mondrian), Suprematism (Malevich), tạo dựng (Tatlin), Dadaism (Duchamp, Picabia, Arp) và chủ nghĩa siêu thực (De Chirico, André Breton, Miró, Magritte, Dalí, Ernst). Hội họa hiện đại chịu ảnh hưởng tất cả các nghệ thuật thị giác, từ kiến trúc hiện đại và thiết kế, phim avant-garde, nhà hát và múa hiện đại và trở thành một phòng thí nghiệm thử nghiệm cho sự biểu hiện của trải nghiệm thị giác, từ nhiếp ảnh và thơ cụ thể với nghệ thuật thời trang và quảng cáo. Bức tranh của Van Gogh đã gây ảnh hưởng lớn với chủ nghĩa biểu hiện thế kỷ XX, như có thể thấy trong các tác phẩm của các họa sĩ Fauves, Die Brücke (một nhóm do họa sĩ người Đức Ernst Kirchner), và các biểu hiện của Edvard Munch, Egon Schiele, Marc Chagall, Amedeo Modigliani, Chaim Soutine và những người khác..
Wassily Kandinsky một họa sĩ, nhà in ấn và nhà lý thuyết của Nga, một trong những nghệ sĩ nổi tiếng nhất thế kỷ XX thường được coi là họa sĩ quan trọng đầu tiên của nghệ thuật trừu tượng hiện đại. Là một người theo trường phái Hiện đại đầu tiên, để tìm kiếm phương thức mới đầy ấn tượng thị giác và biểu hiện tinh thần, ông đưa ra lý thuyết cũng như nhà thị giác học và thông thiên học đương đại, mà trừu tượng thị giác thuần túy có thể rung động hệ quả với âm thanh và âm nhạc. Họ thừa nhận rằng sự trừu tượng thuần túy có thể diễn tả tâm linh thuần khiết. Trừu tượng hóa sớm nhất của ông được mang những cái tên thông thường như ví dụ trong (trên gallery) thành phần VII, tạo sự liên kết với tác phẩm của các nhà soạn nhạc. Kandinsky bao gồm nhiều lý thuyết của ông về nghệ thuật trừu tượng trong cuốn sách của ông Liên quan đến tâm linh trong nghệ thuật. Robert Delaunay là một nghệ sĩ người Pháp, người có liên quan với Orphism, (gợi nhớ đến một liên kết giữa trừu tượng thuần túy và xu hướng lập thể). Tác phẩm sau này của ông trừu tượng hơn, gợi nhớ về Paul Klee. Đóng góp quan trọng của mình cho hội họa trừu tượng tham khảo sử dụng sự mạnh mẽ của màu sắc, và một niềm yêu thích rõ ràng với việc thử nghiệm của cả chiều sâu và giai điệu. Nhận lời mời của Wassily Kandinsky, Delaunay và vợ của ông là nghệ sĩ Sonia Delaunay, gia nhập The Blue Rider (Der Blaue Reiter), một nhóm có trụ sở tại Munich của các nghệ sĩ trừu tượng, trong năm 1911, và nghệ thuật của ông đã lần lượt chuyển sang trừu tượng.
Người tiên phong quan trọng khác của sự trừu tượng ban đầu gồm có họa sĩ người Nga Kasimir Malevich, những người sau khi cuộc Cách mạng Nga năm 1917, và sau khi áp lực từ chế độ Stalin năm 1924 trở lại hình ảnh hội họa và nông dân và người lao động trong lĩnh vực này, và họa sĩ Thụy Sĩ Paul Klee một bậc thầy về màu sắc có những trải nghiệm khiến ông trở thành một người tiên phong quan trọng của hội họa trừu tượng ở Bauhaus. Vẫn là nhũng người tiên phong quan trọng khác của hội họa trừu tượng bao gồm các họa sĩ Thụy Điển Hilma af Klint, họa sĩ Czech František Kupka cũng như các họa sĩ Mỹ Stanton MacDonald-Wright và Morgan Russell người thành lập Synchromism, một phong trào nghệ thuật gần giống với Orphism vào năm 1912.
Trường phái Biểu hiện và Biểu tượng là một mảng rộng lớn có liên quan đến một vài quan trọng và có liên quan tới hội họa thế kỷ XX đã từng thống trị nhiều nghệ thuật tiên phong đang được thực hiện ở phương Tây, Đông và Bắc Âu. Các tác phẩm của họa sĩ trường phái Biểu hiện đa số được vẽ giữa Thế Chiến I và Thế Chiến II, chủ yếu ở Pháp, Đức, Na Uy, Nga, Bỉ và Áo. Họa sĩ biểu hiện thường liên quan đến cả chủ nghĩa siêu thực và biểu tượng và mỗi người lại có tính độc đáo và chút gì đó cá nhân.Fauvism, Die Brücke, và Der Blaue Reiter là ba trong số những nhóm nổi tiếng nhất của họa sĩ trường phái Biểu hiện và Tượng trưng.
Một nghệ sĩ thú vị và đa dạng như Marc Chagall, người đã vẽ bức Tôi và đồng quê kể một tự chuyện mà kiểm tra mối quan hệ giữ nghệ sĩ và nguồn gốc của anh ta, với từ ngữ của chủ nghĩa Biểu tượng. Gustav Klimt, Egon Schiele, Edvard Munch, Emil Nolde, Chaim Soutine, James Ensor, Oskar Kokoschka, Ernst Ludwig Kirchner, Max Beckmann, Franz Marc, Käthe Schmidt Kollwitz, Georges Rouault, Amedeo Modigliani và một vài người Mỹ ở nước ngoài như Marsden Hartley, and Stuart Davis, được coi là các họa sĩ ảnh hưởng bởi trường phái Biểu hiện. Mặc dù Alberto Giacometti chủ yếu được coi như là một nhà điêu khắc siêu thực dữ dội, ông cũng đã thực hiện bức tranh biểu hiện cường độ cao.

#### Người tiên phong cho sự Trừu tượng

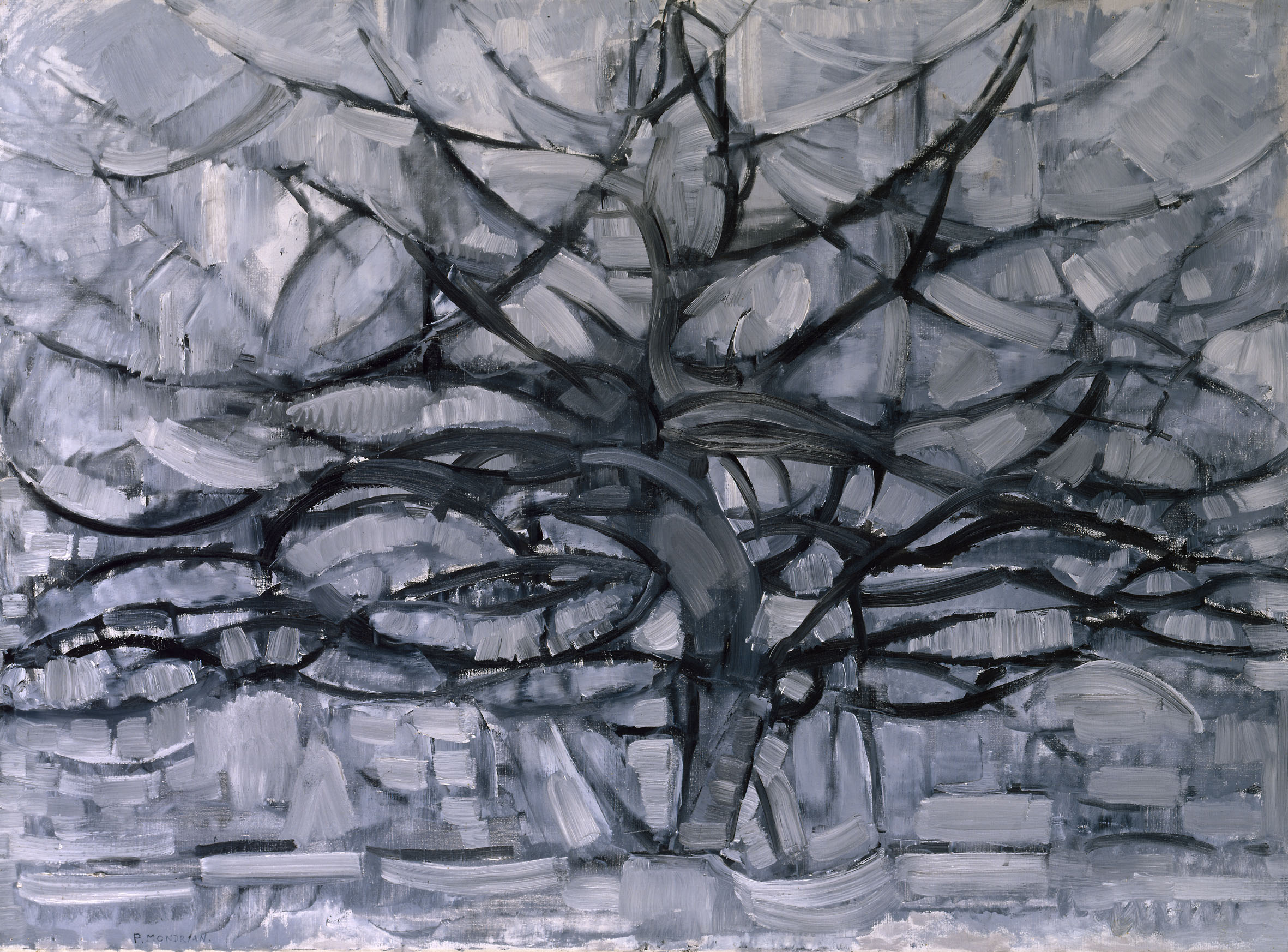
Piet Mondrian, 1912, early De Stijl
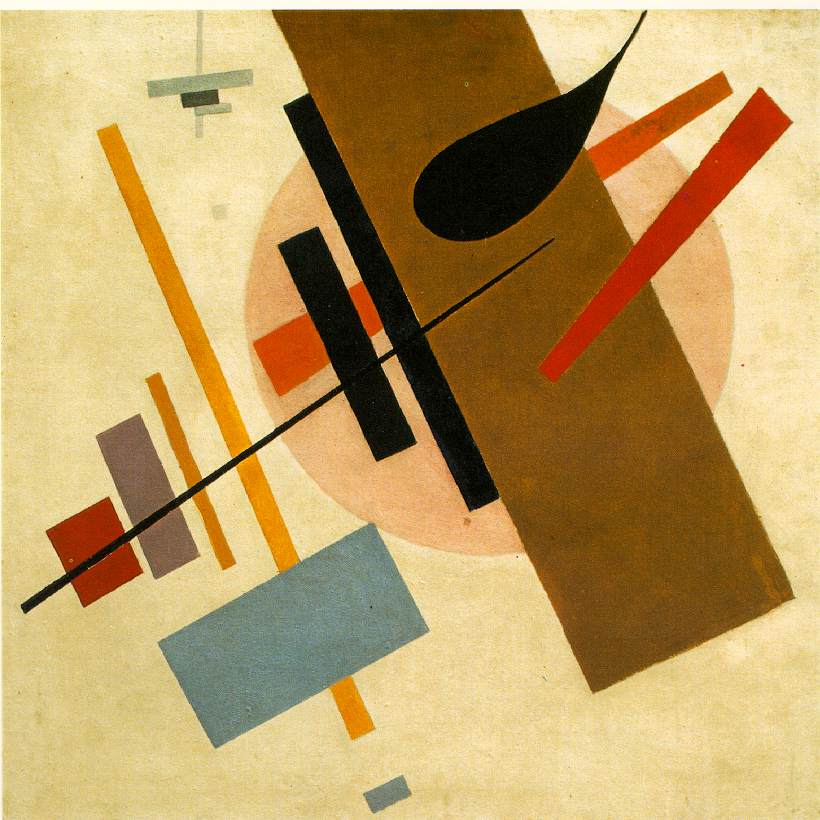
Kasimir Malevich 1916, Suprematism
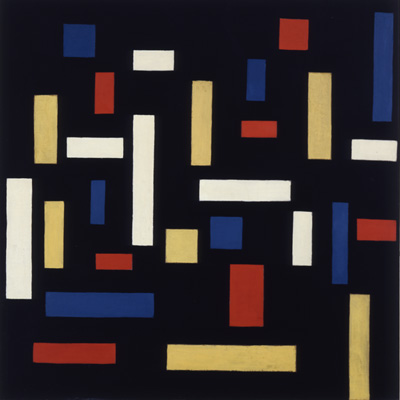
Theo van Doesburg 1917, De Stijl, Neo-Plasticism
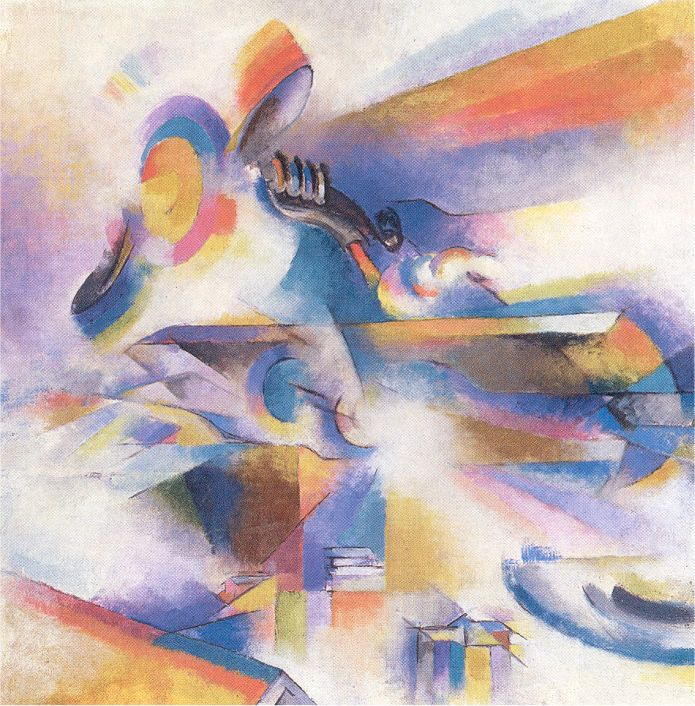
Stanton MacDonald-Wright 1920, Synchromism

- Tập tin:Mondrian CompRYB.jpg

nghệ thuật của Piet Mondrian cũng liên quan đến nghiên cứu tâm linh và triết học của ông. Năm 1908 ông trở nên quan tâm đến phong trào sính thông thiên học đưa ra bởi Helena Petrovna Blavatsky vào cuối thế kỷ thứ XIX. Blavatsky cho rằng nó đã có thể đạt được một sự hiểu biết về bản chất sâu xa hơn được cung cấp bởi các phương tiện thực nghiệm, và nhiều tác phẩm của Mondrian cho phần còn lại của cuộc đời mình đã được lấy cảm hứng từ tìm kiếm của mình cho rằng kiến thức tâm linh.
De Stijl còn được gọi là neoplasticism, là một phong trào nghệ thuật Hà Lan được thành lập vào năm 1917. Thuật ngữ De Stijl được dùng để chỉ một bộ tác phẩm 1917-1931 thành lập ở Hà Lan.
De Stijl cũng là tên của một tạp chí được xuất bản bởi các họa sĩ, nhà thiết kế, nhà văn và nhà phê bình Hà Lan Theo van Doesburg tuyên truyền lý thuyết của nhóm. Tiếp theo sau van Doesburg, các thành viên chính của nhóm là những họa sĩ Piet Mondrian, Vilmos Huszár, và Bart van der Leck, và các kiến trúc sư Gerrit Rietveld, Robert van 't Hoff, và J.J.P. Oud. Triết lý nghệ thuật hình thành cơ sở cho công việc của nhóm được gọi là neoplasticism - hội họa trên chất liệu nhựa mới (hoặc Nieuwe Beelding ở Hà Lan).
Những người ủng hộ De Stijl tìm cách thể hiện một lý tưởng không tưởng mới của sự hòa hợp tinh thần và trật tự. Họ chủ trương trừu tượng thuần khiết và tính phổ quát bởi một sự suy giảm đến mức cần thiết về hình thức và màu sắc; họ đơn giản hóa thành phần trực quan thành hướng dọc và ngang, và chỉ sử dụng màu cơ bản cùng với màu đen và trắng. Thật vậy, theo bài báo trực tuyến Thư viện của Tate về neoplasticism, Mondrian tự đặt ra những luận điểm trong luận văn "Neo-Plasticism trong Báo ảnh nghệ thuật '. Ông viết: "... ý tưởng bằng chất liệu nhựa mới này sẽ bỏ qua các đặc điểm của sự xuất hiện, đó là để nói, hình thức tự nhiên và màu sắc. Ngược lại, cần tìm những biểu hiện của nó trong sự trừu tượng về hình thức và màu sắc, đó là để nói, trong các đường thẳng và màu sắc chính được xác định rõ ràng ". Các bài viết Tate thêm tóm tắt rằng nghệ thuật này cho phép "chỉ màu cơ bản và không màu sắc, chỉ có hình vuông và hình chữ nhật, chỉ thẳng và ngang hoặc dọc đường." bài báo trực tuyến của Bảo tàng Guggenheim trên De Stijl tóm tắt những đặc điểm này trong điều kiện tương tự: "Nó [De Stijl] đã được thừa nhận trên nguyên tắc cơ bản của hình học của đường thẳng, hình vuông, và hình chữ nhật, kết hợp với một asymmetricality mạnh, những ưu thế sử dụng màu sắc chính tinh khiết với màu đen và trắng;. và mối quan hệ giữa các yếu tố tích cực và tiêu cực trong một sự sắp xếp của các hình thức và các dòng không khách quan ". Một bài báo trực tuyến của Bảo tàng Guggenheim về De Stijl tóm tắt những đặc điểm này trong điều kiện tương tự: "Nó [De Stijl] đã được thừa nhận trên nguyên tắc cơ bản của hình học của đường thẳng, hình vuông, và hình chữ nhật, kết hợp với một sự thiếu đối xứng mạnh, những ưu thế sử dụng màu sắc chính tinh khiết với màu đen và trắng;. và mối quan hệ giữa các yếu tố tích cực và tiêu cực trong một sự sắp xếp của các hình thức và các dòng không khách quan "
Phong trào De Stijl chịu ảnh hưởng bởi hội họa Lập thể cũng như của các điều bí ẩn và những ý tưởng về hình thức hình học "lý tưởng" (chẳng hạn như "đường thẳng hoàn hảo") trong triết học của nhà toán học Tân-Platon M.H.J. Schoenmaekers. Các tác phẩm của De Stijl có thể ảnh hưởng đến phong cách Bauhaus và phong cách kiến trúc quốc tế cũng như quần áo và thiết kế nội thất. Tuy nhiên, nó đã không làm theo những hướng dẫn chung của một "thuyết" (Lập thể, chủ nghĩa vị lai, chủ nghĩa siêu thực), cũng như không tuân thủ các nguyên tắc của các trường nghệ thuật như Bauhaus; nó là một dự án tập thể, một doanh nghiệp liên doanh.

#### Dada và chủ nghĩa siêu thực

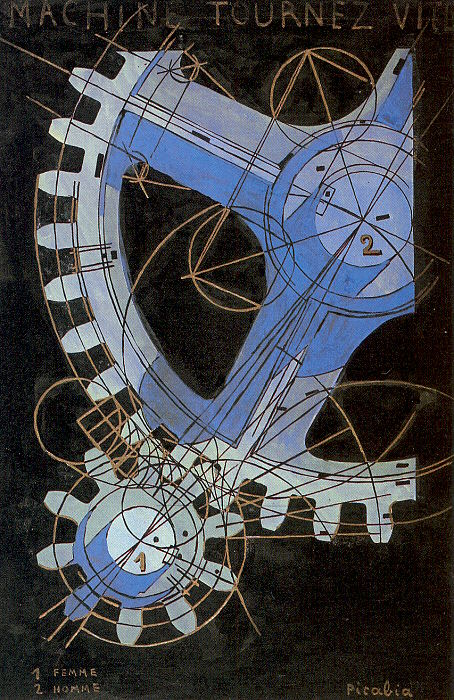
Francis Picabia 1916, Dada
Max Ernst, 1921), SurrealismMax Ernst, 1921), Surrealism
André Masson, 1922, early SurrealismAndré Masson, 1922, early Surrealism
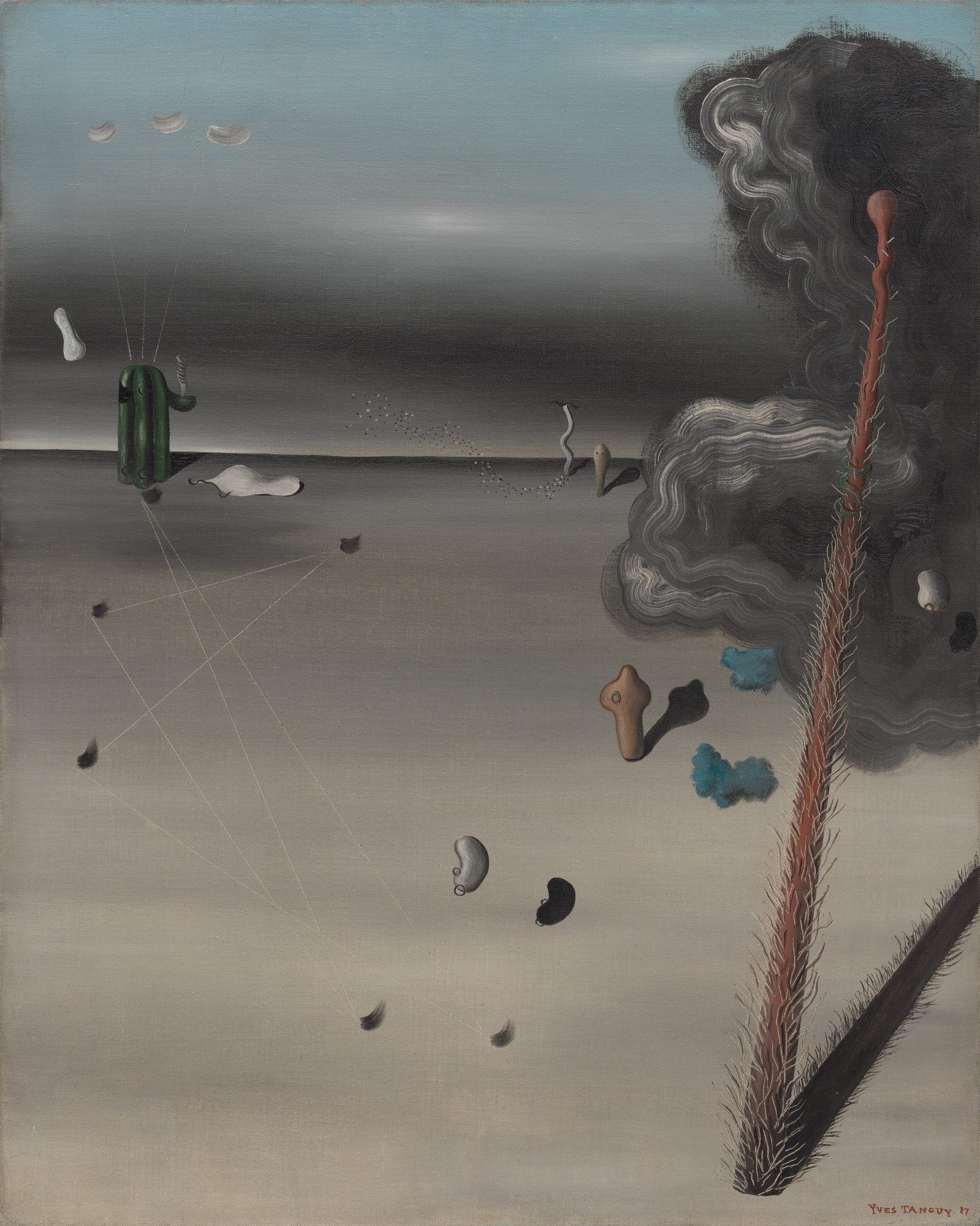

- Tập tin:MenShallKnowNothingofThis.jpg
- Tập tin:Mama, Papa is Wounded!.jpg
- Tập tin:Apparatus and hand.jpg

Marcel Duchamp, trở thành một hiện tượng quốc tế nổi bật trong bối cảnh của sự thành công vang dội của mình tại triển lãm thành phố New York Armory vào năm 1913. Sau khi bức tranh Người phụ nữ khỏa thân bên bậc thang của Duchamp trở thành nguyên nhân để quốc tế xảy ra nhiều cuộc tranh luận đáng chú ý tại triển lãm Armory năm 1913 tại New York ông đã tạo ra The Bride Stripped Bare by Her Bachelors, Even, Large Glass. Large Glass đã đưa nghệ thuật hội họa đến giới hạn căn bản mới là một phần bức tranh, một phần liên quan, một phần cấu trúc. Duchamp đã cộng tác chặt chẽ với các phong trào Dada bắt đầu từ những người Zurich, Thụy Sĩ trung lập trong Thế Chiến I và đạt đỉnh điểm 1916-1920. Phong trào chủ yếu liên quan đến nghệ thuật thị giác, văn học (thơ, Tuyên ngôn nghệ thuật, lý thuyết nghệ thuật), nhà hát, và thiết kế đồ họa, và tập trung chính trị chống chiến tranh của mình thông qua sự từ chối của các tiêu chuẩn hiện hành trong nghệ thuật thông qua các công trình văn hóa chống nghệ thuật. Francis Picabia (xem ở trên), Man Ray, Kurt Schwitters, Tristan Tzara, Hans Richter, Jean Arp, Sophie Taeuber-Arp, cùng với Duchamp và nhiều người khác có liên quan đến phong trào Dadaist. Duchamp và một số Dadaists cũng liên quan với chủ nghĩa siêu thực, phong trào đã thống trị hội họa châu Âu trong những năm 1920 và 1930. Năm 1924, André Breton công bố Chủ nghĩa Siêu thực Tuyên Ngôn. Các phong trào Siêu thực trong hội họa đã trở nên gắn kết với những người tiên phong và trong đó các họa sĩ tiêu biểu có tác phẩm đa dạng từ trừu tượng đến các siêu thực. Với tác phẩm trên giấy như Machine Turn Quickly, (ở trên) Francis Picabia tiếp tục tham gia vào phong trào Dada đến hết năm 1919 tại Zurich và Paris, trước khi phá vỡnó từ sau khi phát triển một mối quan tâm đến nghệ thuật siêu thực. Yves Tanguy, René Magritte và Salvador Dalí được đặc biệt biết đến với miêu tả thực tế của họ về hình ảnh giấc mơ và sự thể hiện tuyệt vời của trí tưởng tượng. Joan Miró với tác phẩm The Tilled Field năm 1923-1924 thiên về trừu tượng, bức tranh đầu tiên này là sự phức tạp của các đối tượng và con số, và sự sắp xếp của các nhân vật hoạt động tình dục; là kiệt tác siêu thực đầu tiên của Miró. The Tilled Field Miró cũng có một số điểm tương đồng với Garden of Earthly Delights của Bosch: tương tự về các đàn chim hoặc loài chim; các hồ mà từ đó sinh vật xuất hiện; và cực kỳ tai quái là tất cả tiếng vang của các tác phẩm của bậc thầy Hà Lan rằng Miró thấy như một họa sĩ trẻ trong Prado. Còn trừu tượng hơn Joan Miró, Jean Arp, André Masson, và Max Ernst rất có ảnh hưởng, đặc biệt là tại Hoa Kỳ trong năm 1940. Trong suốt những năm 1930, chủ nghĩa siêu thực tiếp tục trở nên rõ ràng hơn đối với công chúng nói chung. Một nhóm siêu thực được phát triển ở Anh và theo Breton, Triển lãm siêu thực quốc tế Luân Đôn 1936 của họ là một đánh dấu quan trọng thời kỳ này và trở thành hình mẫu cho triển lãm quốc tế. Nhóm siêu thực ở Nhật Bản, và đặc biệt là ở châu Mỹ Latin, vùng Caribbean và Mexico sản xuất các tác phẩm sáng tạo và độc đáo.
Dalí và Magritte tạo ra một số hình ảnh được công nhận rộng rãi nhất của phong trào. Bức tranh vẽ năm 1928/1929 This is not a Pipe, bởi Magritte là chủ đề của một cuốn sách năm 1973 của Michel Foucault, This is not a Pipe (phiên bản tiếng Anh, 1991), thảo luận về bức tranh và nghịch lý của nó. Dalí gia nhập nhóm vào năm 1929, và tham gia vào việc thành lập nhanh chóng của phong cách trực quan giữa các năm 1930 và 1935.
Chủ nghĩa siêu thực là một phong trào thị giác đã tìm thấy một phương pháp: để lộ sự thật về tâm lý bằng cách tách đối tượng có ý nghĩa thông thường chúng, để tạo ra một hình ảnh hấp dẫn đó là ngoài tổ chức chính thức bình thường, và về mặt nhận thức, đôi khi gợi lên sự đồng cảm từ người xem, đôi khi tiếng cười và đôi khi sự phẫn nộ và hoang mang.
1931 đánh dấu một năm khi một số họa sĩ siêu thực tạo ra các tác phẩm được đánh dấu như biến điểm trong quá trình phát triển phong cách của họ: trong một ví dụ (xem thư viện ở trên) hình dạng của chất lỏng trở thành thương hiệu của Dalí, đặc biệt là trong The Persistence of Memory của ông, mà đặc điểm của nó là hình ảnh những chiếc đồng hồ như thể đang tan chảy. Sự gợi mở của thời gian và bí ẩn hấp dẫn và phi lý của nó.
Các đặc điểm của phong cách này - một sự kết hợp của mô tả, trừu tượng, và tâm lý - đã xuất hiện như nhiều người cảm thấy trong thời kỳ hiện đại, kết hợp với cảm giác diễn đạt sâu hơn vào tâm lý, để được "thể hiện toàn bộ với cá tính của mình. "
Max Ernst có bức tranh năm 1920 Murdering Airplane, nghiên cứu triết học và tâm lý học tại Bonn và đã quan tâm đến thực tế thay thế kinh nghiệm của người điên. Bức tranh của ông có thể đã được lấy cảm hứng từ nghiên cứu của nhà phân tâm học Sigmund Freud về các ảo tưởng của một người bị chứng mất ngủ kinh niên, Daniel Paul Schreber. Freud xác định Schreber ảo tưởng 
rằng mình đã trở thành một người phụ nữ sau một chuyển đổi giới tính phức tạp. Hình ảnh trung tâm của hai cặp chân đề cập đến những ham muốn lưỡng tính Schreber của. Chữ khắc Ernst của mặt sau của bức tranh đọc được là: Những hình ảnh tò mò vì đối xứng của nó. Hai giới tính cân bằng nhau.
Trong năm 1920 các tác phẩm André Masson là vô cùng có ảnh hưởng trong việc giúp đỡ những người mới đến ở Paris và họa sĩ trẻ Joan Miró tìm thấy nguồn gốc của mình trong hội họa Siêu thực mới. Miró thừa nhận trong lá thư đến đại lý của ông Pierre Matisse tầm quan trọng của Masson chính là hình mẫu của ông trong những năm đầu tiên của ông ở Paris.

Rất lâu sau khi những căng thẳng cá nhân, chính trị và chuyên nghiệp đã bị phân mảnh nhóm siêu thực vào không khí mỏng và ether, Magritte, Miró, Dalí và những họa sĩ siêu thực khác tiếp tục để xác định một hình ảnh nghệ thuật mới. Các họa sĩ siêu thực nổi bật khác bao gồm Giorgio de Chirico, Méret Oppenheim, Toyen, Grégoire Michonze, Roberto Matta, Kay Sage, Leonora Carrington, Dorothea Tanning, và Leonor Fini trong số những người khác.

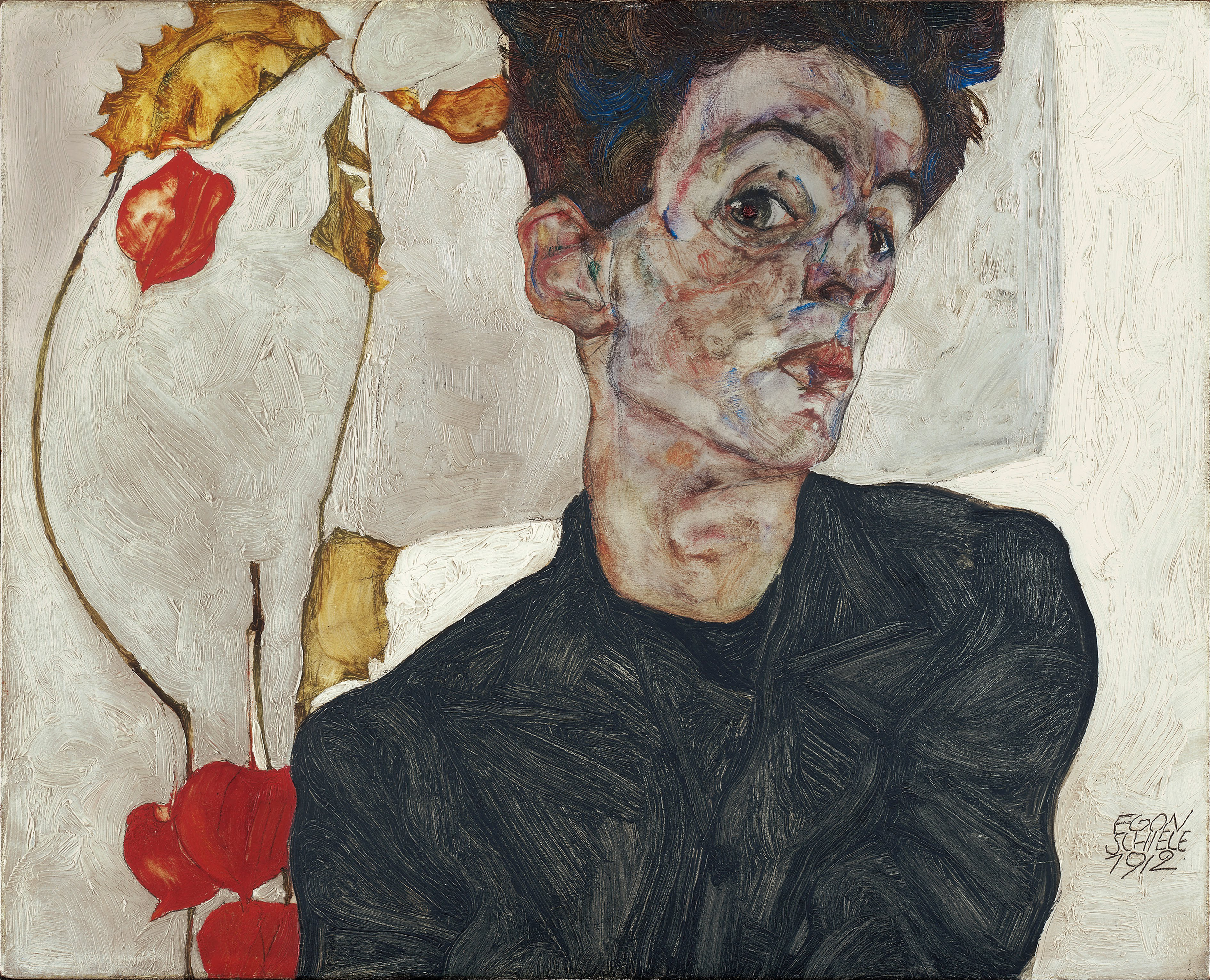
Egon Schiele, Symbolism and Expressionism 1912
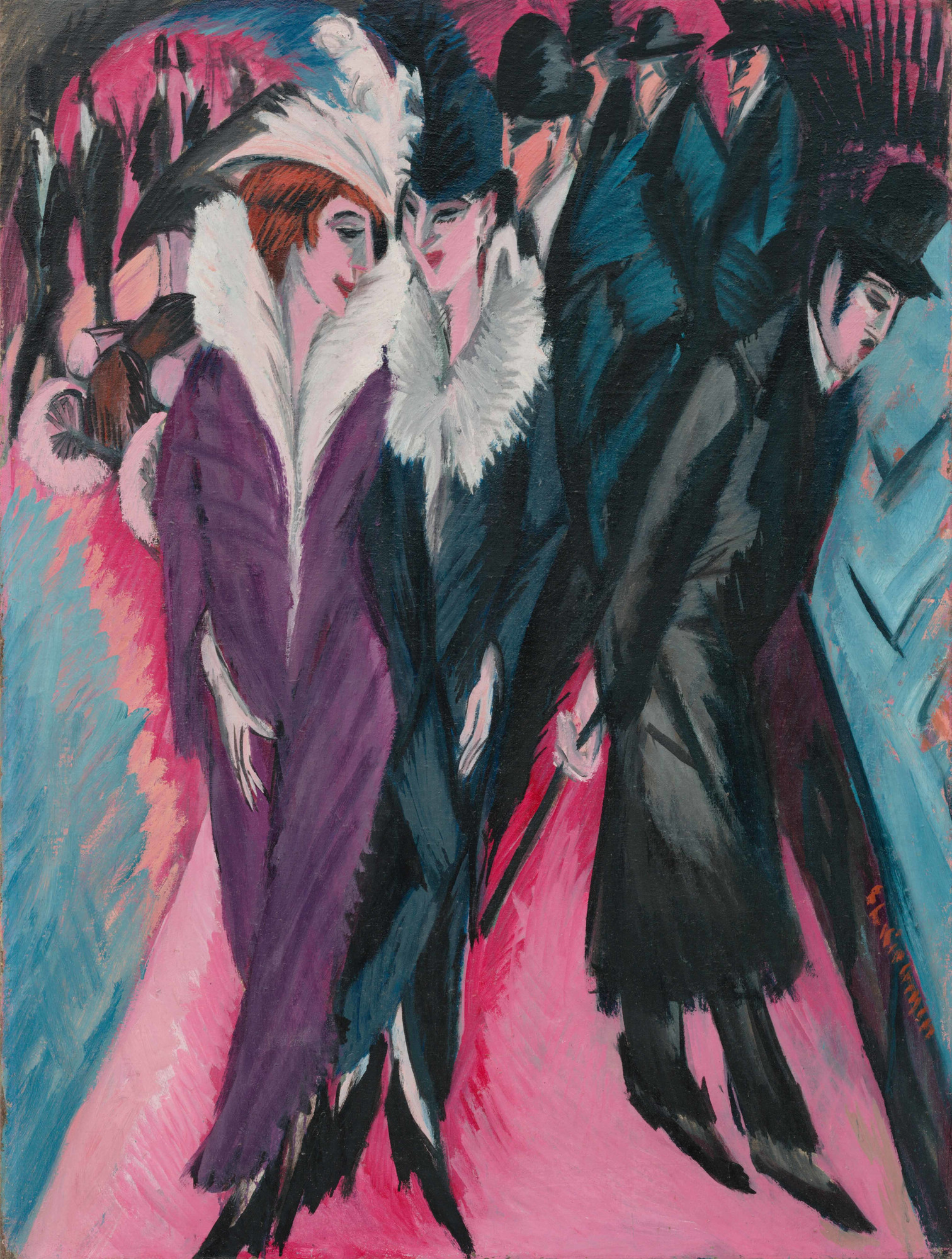
Ernst Kirchner Die Brücke 1913
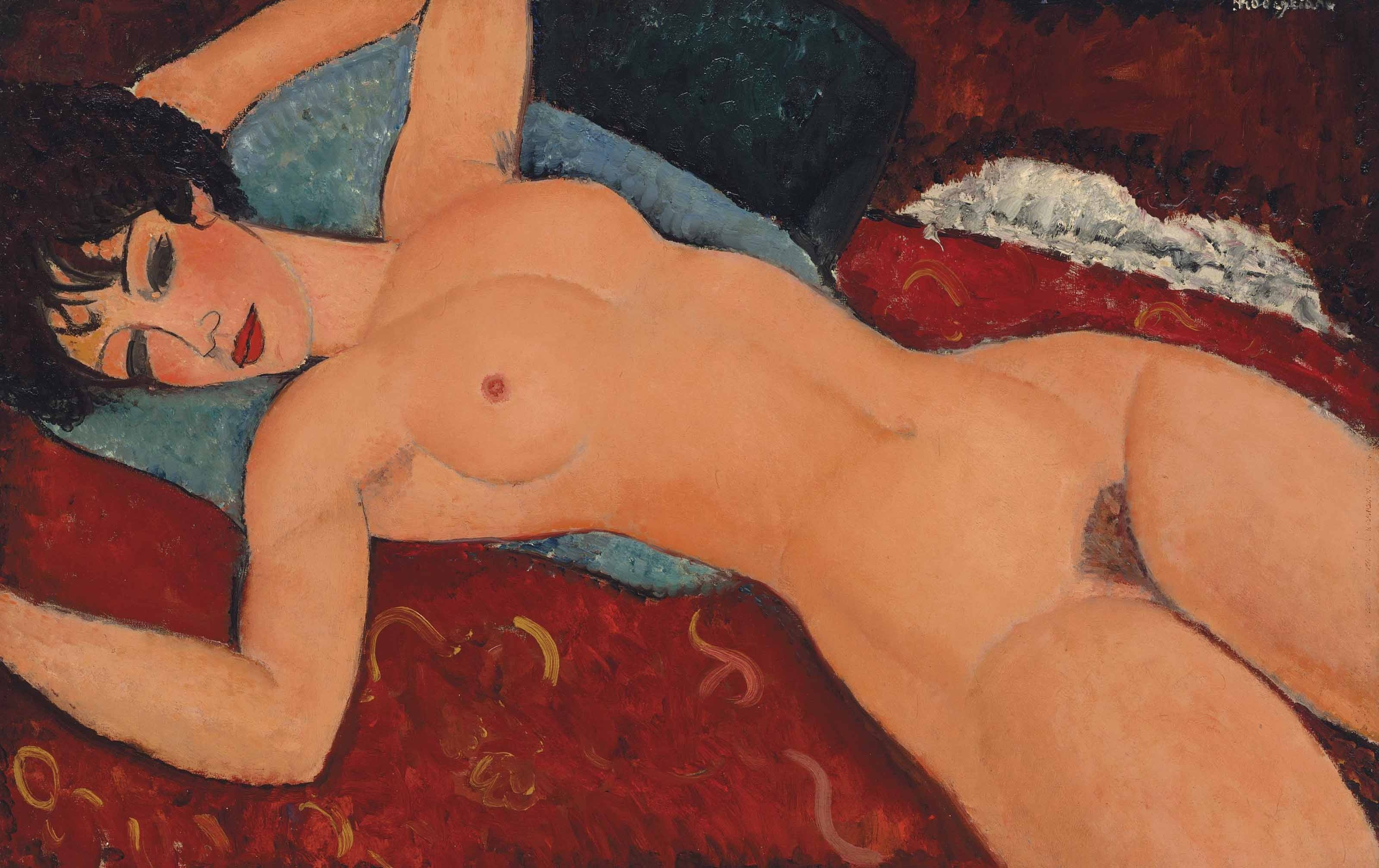
Amedeo Modigliani Symbolism and Expressionism 1917
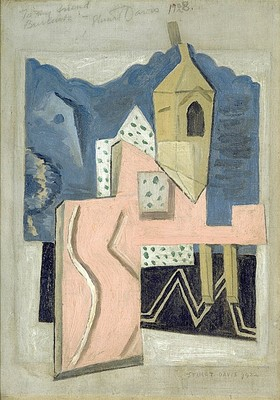
Stuart Davis American Modernism 1922
Chaim Soutine, Expressionism, c. 1920Chaim Soutine, Expressionism, c. 1920
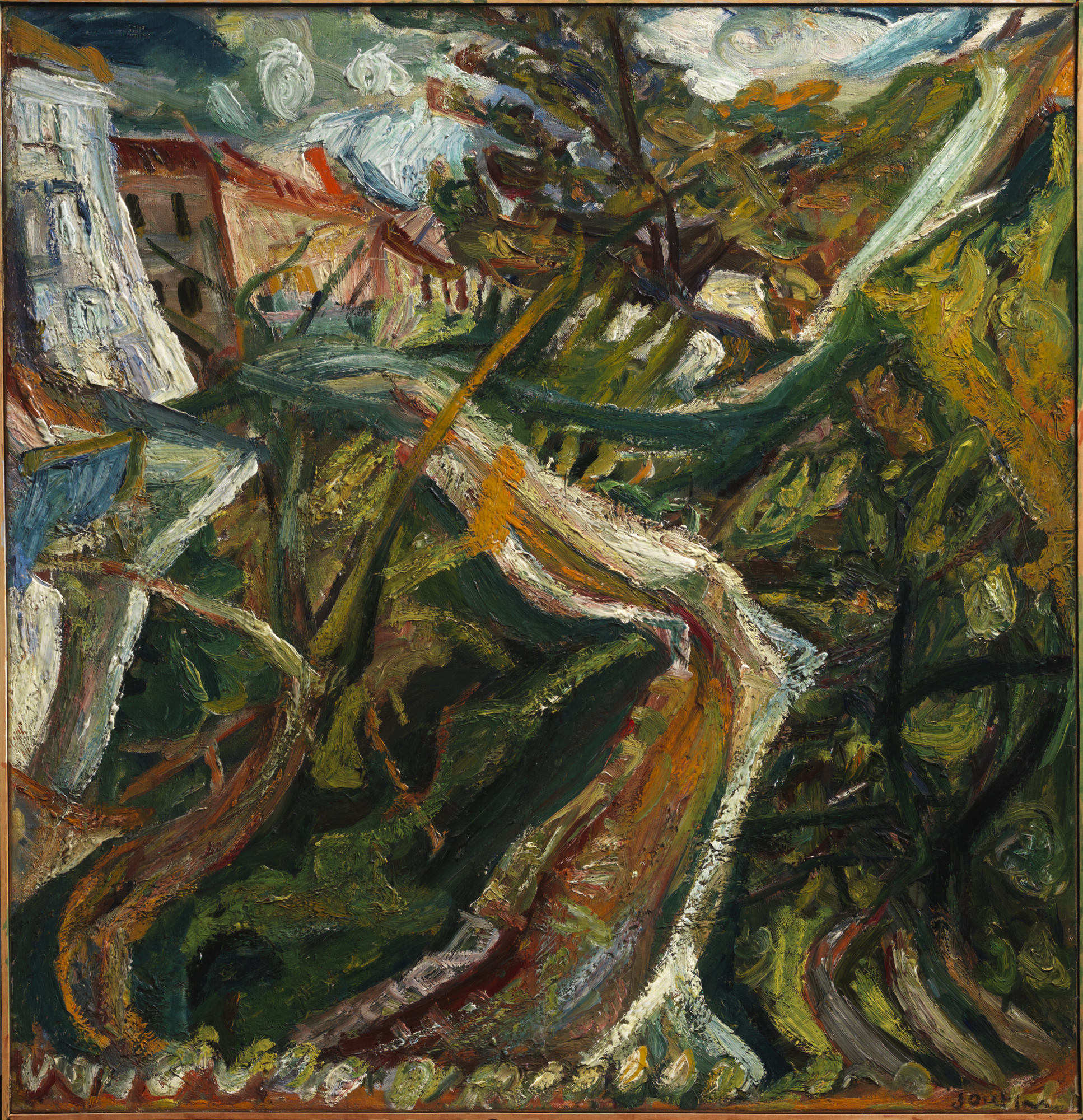

Der Blaue Reiter là một phong trào của Đức kéo dài 1911-1914, nền tảng cho chủ nghĩa biểu hiện, cùng với Die Brücke được thành lập vào thập kỷ trước đó vào năm 1905 và là một nhóm các nghệ sĩ biểu hiện của Đức được thành lập ở Dresden vào năm 1905. Thành viên sáng lập của Die Brücke là Fritz Bleyl, Erich Heckel, Ernst Ludwig Kirchner và Karl Schmidt-Rottluff. thành viên sau bao gồm Max Pechstein, Otto Mueller và những người khác. Nhóm này là một trong những chuyên đề, mà trong khóa học do đã có một tác động lớn đến sự phát triển của nghệ thuật hiện đại trong thế kỷ XX và tạo ra phong cách của chủ nghĩa biểu hiện.
Wassily Kandinsky, Franz Marc, August Macke, Alexej von Jawlensky, mà diễn cảm bức tranh một cách tâm lý của Chân dung vũ công Nga của Alexander Sakharoff, 1909 nằm trong thư viện trên, Marianne von Werefkin, Lyonel Feininger và những người khác thành lập nhóm Der Blaue Reiter để đáp ứng với sự từ chối của hội họa của Kandinsky như phán xét cuối cùng từ một cuộc triển lãm. Der Blaue Reiter thiếu một tuyên ngôn nghệ thuật trung ương, nhưng đã được tập trung xung quanh Kandinsky và Marc. Nghệ sĩ Gabriele Münter và Paul Klee cũng tham gia.
The name of the movement comes from a painting by Kandinsky created in 1903 (see illustration). It is also claimed that the name could have derived from Marc's enthusiasm for horses and Kandinsky's love of the colour blue. For Kandinsky, blue is the colour of spirituality: the darker the blue, the more it awakens human desire for the eternal.

Tại Hoa Kỳ trong thời gian từ Thế Chiến I và Thế Chiến II họa sĩ có xu hướng đi sang châu Âu để được công nhận. Nghệ sĩ như Marsden Hartley, Patrick Henry Bruce, Gerald Murphy và Stuart Davis, tạo danh tiếng ở nước ngoài. Tại thành phố New York, Albert Pinkham Ryder và Ralph Blakelock có ảnh hưởng và quan trọng trong hội họa tiên tiến nước Mỹ giữa các năm 1900 và 1920. Trong suốt những năm 1920 nhiếp ảnh gia Alfred Stieglitz trưng bày Georgia O'Keeffe, Arthur Dove, Alfred Henry Maurer, Charles Demuth, John Marin và các nghệ sĩ khác bao gồm cả các bậc thầy Châu Âu Henri Matisse, Auguste Rodin, Henri Rousseau, Paul Cézanne, và Pablo Picasso, tại phòng trưng bày của mình 291.

George Grosz, 1920, Neue SachlichkeitGeorge Grosz, 1920, Neue Sachlichkeit
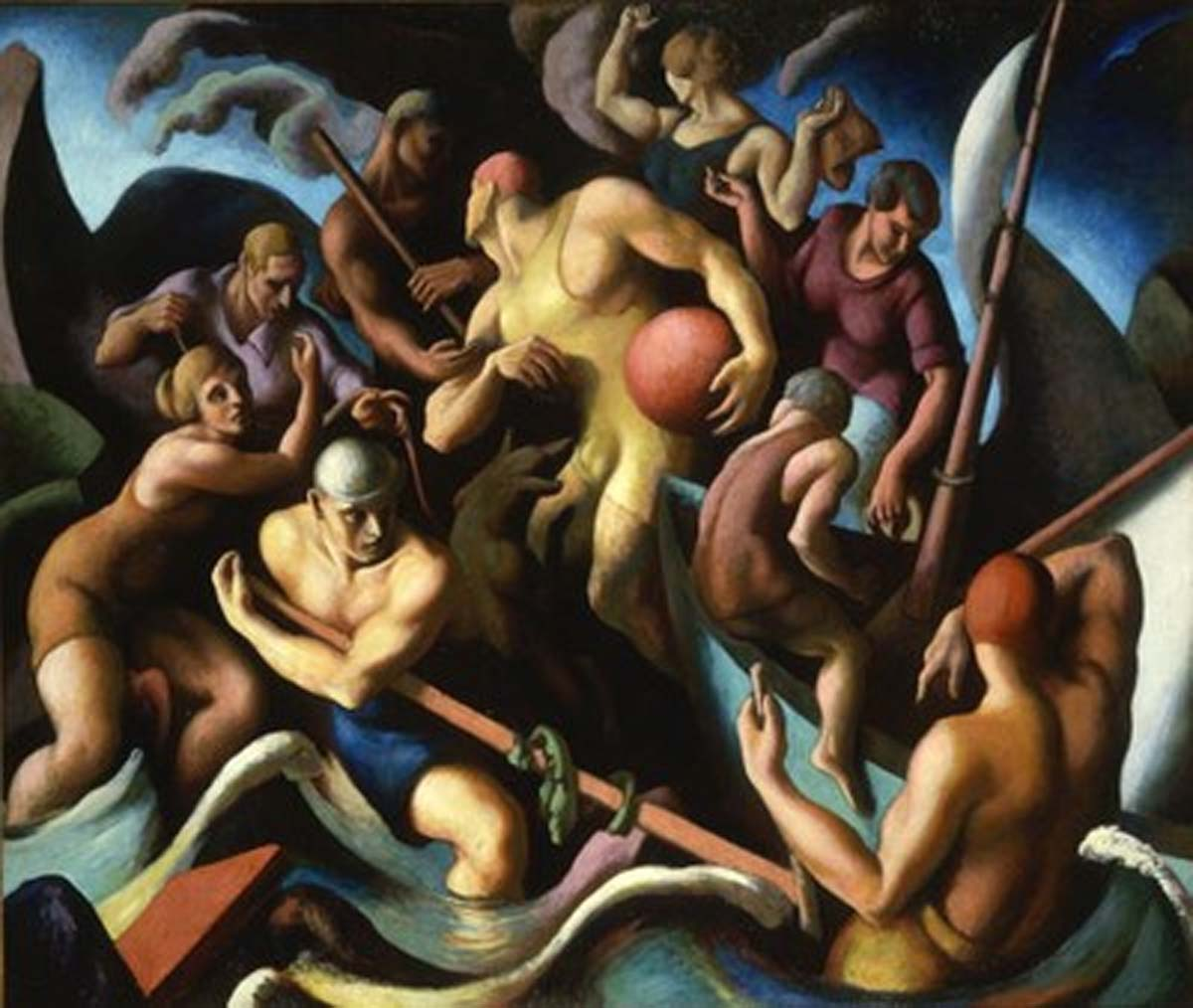
Thomas Hart Benton 1920, Regionalism
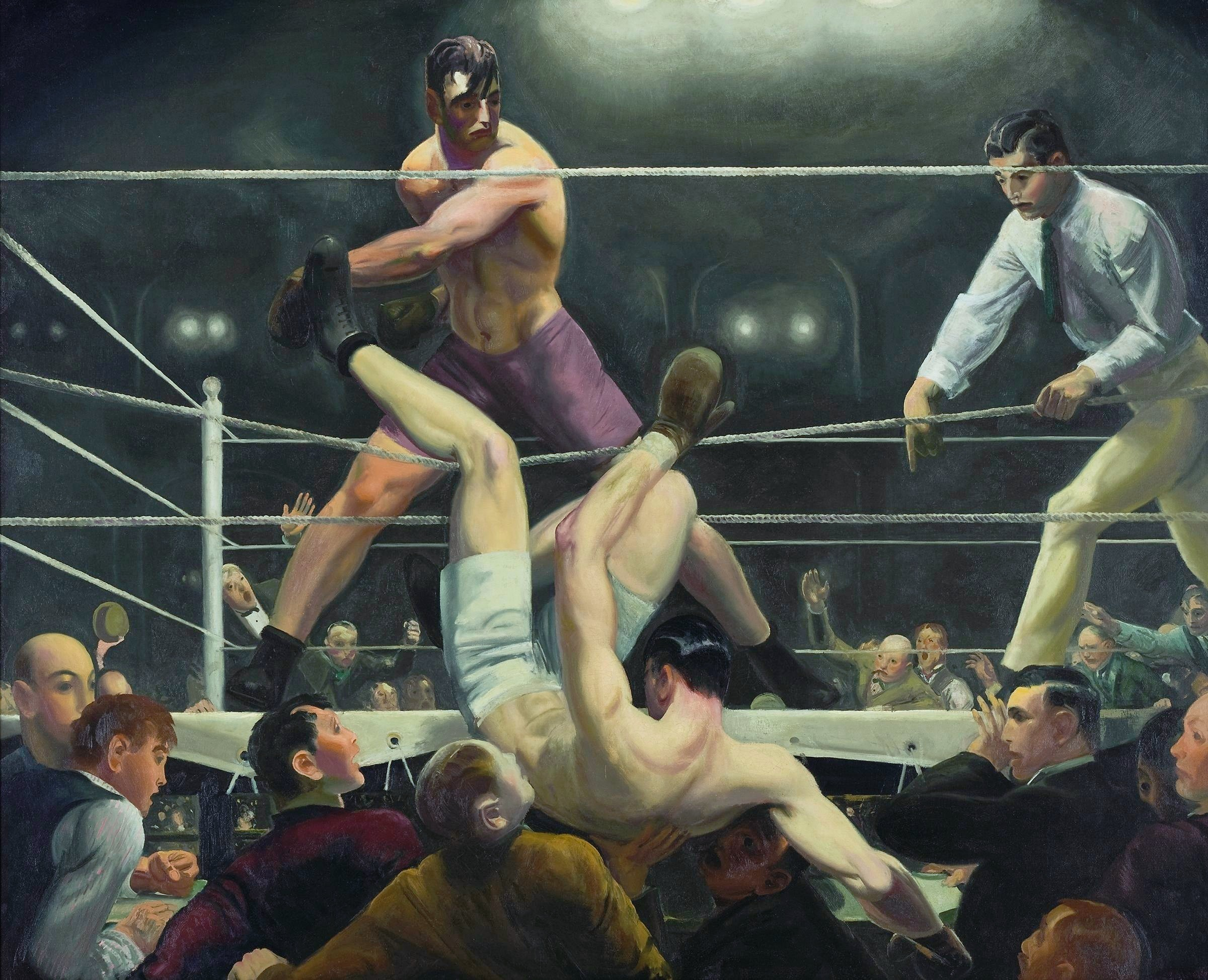
George Bellows, 1924, American realism
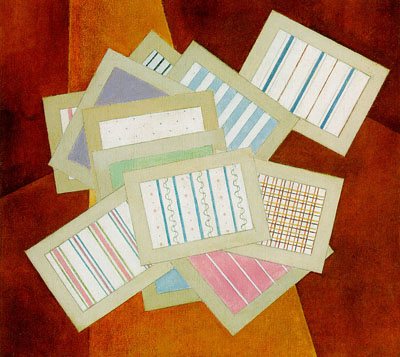
Charles Demuth Spring, 1921, American Precisionism (proto Pop Art)

- Tập tin:John Brown Painting.JPG

Trong thập niên 1920 và thập niên 1930 và cuộc Đại suy thoái, chủ nghĩa siêu thực, chủ nghĩa lập thể muộn, Bauhaus, De Stijl, Dada, Chủ nghĩa biểu hiện Đức, chủ nghĩa biểu hiện, và hiện đại và bậc thầy về màu sắc như họa sĩ như Henri Matisse và Pierre Bonnard đặc trưng cho của nền hội họa châu Âu. Tại Đức Max Beckmann, Otto Dix, George Grosz và những người khác chính trị hóa bức tranh của họ, báo hiệu sự xuất hiện của Chiến tranh Thế giới II. Trong khi ở Mỹ Mỹ cảnh bức tranh và chủ nghĩa hiện thực và chủ nghĩa khu vực phong trào xã hội có chứa cả bình luận chính trị và xã hội thống trị thế giới nghệ thuật. Nghệ sĩ như Ben Shahn, Thomas Hart Benton, Grant Wood, George Tooker, John Steuart Curry, Reginald Marsh, và những người khác trở nên nổi bật. Ở Mỹ Latin bên cạnh các họa sĩ người Uruguay Joaquín Torres García và Rufino Tamayo từ Mexico, phong trào vẽ tranh tường với Diego Rivera, David Siqueiros, José Orozco, Pedro Nel Gómez và Santiago Martinez Delgado và những bức tranh tượng trưng bởi Frida Kahlo đã bắt đầu một thời kỳ phục hưng của nghệ thuật cho khu vực, với việc sử dụng màu sắc và lịch sử, và thông điệp chính trị. Tượng trưng Frida Kahlo cũng trình liên quan chặt chẽ với chủ nghĩa siêu thực và phong trào chủ nghĩa hiện thực Magic trong văn học. Bộ phim tâm lý trong nhiều chân dung tự họa của Kahlo (trên) đã nhấn mạnh đến sức sống và sự phù hợp của các bức tranh của mình để các nghệ sĩ trong thế kỷ XXI.
American Gothic là một bức tranh của Grant Wood từ năm 1930. Diễn tả một nông dân và một người phụ nữ trẻ ở phía trước của một ngôi nhà phong cách Carpenter Gothic, nó là một trong những hình ảnh quen thuộc nhất trong nghệ thuật Mỹ thế kỷ XX. Các nhà phê bình nghệ thuật có những ý kiến ủng hộ về bức tranh, như Gertrude Stein và Christopher Morley, họ cho rằng các bức tranh có nghĩa như một sự châm biếm của cuộc sống thị trấn nhỏ ở nông thôn. Do đó nó được coi là một phần của xu hướng miêu tả ngày càng quan trọng của nông thôn Mỹ, theo dòng của Sherwood Anderson 1919 Winesburg, Ohio, 1920 Main Street của Sinclair Lewis, và Carl Van Vechten's The Tattooed Countess trong văn học. Tuy nhiên, với sự khởi đầu của cuộc Đại suy thoái, bức tranh đã được xem như là một mô tả của tinh thần tiên phong kiên định của Mỹ.
Diego Rivera có lẽ nổi tiếng nhất với thế giới công chúng vì bức tranh tường, "Con người ở ngã tư đường" năm 1933 của mình, trong tiền sảnh của tòa nhà RCA ở Rockefeller Center. Khi người bảo trợ của ông Nelson Rockefeller phát hiện ra rằng các bức tranh tường có một bức chân dung của Vladimir Lenin và hình ảnh cộng sản khác, ông bị sa thải Rivera, và tác phẩm dở dang cuối cùng đã bị phá hủy bởi các nhân viên của Rockefeller. Bộ phim Cradle Will Rock bao gồm những tranh cãi kịch tính. Tác phẩm của Frida Kahlo (vợ của Rivera) thường được đặc trưng bởi việc mô tả rõ rệt trong đau đớn. Trong số 143 bức tranh của bà 55 bức là tự họa chân dung, mà thường xuyên kết hợp miêu tả biểu tượng của những vết thương về thể chất và tâm lý của bà. Kahlo đã chịu ảnh hưởng sâu sắc bởi văn hóa Mexico bản địa, cái mà rõ ràng trong màu sắc tươi sáng bức tranh của bà và biểu tượng đầy kịch tính. chủ đề Kitô giáo và Do Thái thường được miêu tả trong tác phẩm của bà; bà kết hợp các yếu tố kinh điển của tôn giáo truyền thống Mexico, mà thường là đẫm máu và bạo lực với các phong cách siêu thực. Trong khi bức tranh của bà không công khai với các con chiên - bà ấy, sau khi tất cả, một người cộng sản được thừa nhận - chắc chắn có chứa các yếu tố của phong cách Công giáo Mexico rùng rợn của các bức tranh tôn giáo.
Hoạt động chính trị là một phần quan trọng của cuộc đời David Siqueiros ', và thường xuyên truyền cảm hứng cho ông với sự nghiệp nghệ thuật của mình. Hội họa của ông được bắt rễ sâu trong cuộc Cách mạng Mexico, một giai đoạn bạo lực và hỗn loạn trong lịch sử Mexico, trong đó nhiều phe phái chính trị xã hội đấu tranh cho sự công nhận và quyền lực. Giai đoạn từ năm 1920 đến năm 1950 được gọi là thời kỳ Phục hưng Mexico, và Siqueiros đã tích cực trong nỗ lực để tạo ra một nghệ thuật mà là cùng một lúc vừa Mexico vừa phổ quát. Ông đã từ bỏ hội họa trong thời gian ngắn để tập trung vào việc tổ chức thợ mỏ ở Jalisco. Ông điều hành một xưởng nghệ thuật chính trị ở thành phố New York để chuẩn bị cho năm 1936 Cuộc diễu hành General Strike cho ngày Hòa Bình và Quốc tế Lao động. Người thanh niên Jackson Pollock tham dự hội thảo và giúp xây dựng phần nổi cho cuộc diễu hành. Giữa năm 1937 và năm 1938, ông đã chiến đấu trong cuộc nội chiến Tây Ban Nha cùng với các lực lượng Cộng hòa Tây Ban Nha, đối lập với cuộc đảo chính quân sự Francisco Franco. Ông bị đi đày hai lần từ Mexico, một lần vào năm 1932 và một lần nữa vào năm 1940, sau vụ ám sát Leon Trotsky.

#### Mâu thuẫn Thế giới

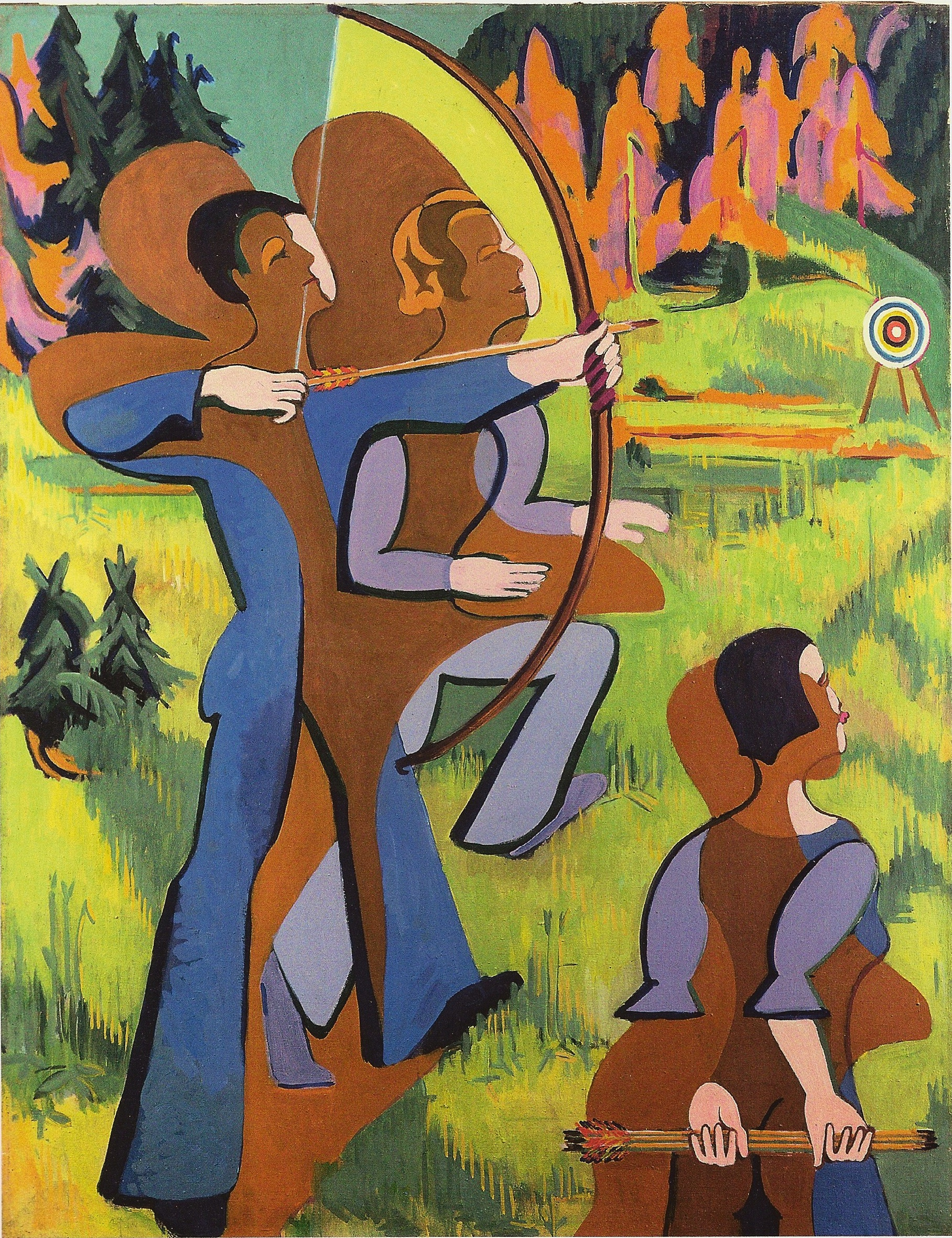
Ernst Ludwig Kirchner, 1935-1937, German Expressionism
Max Beckmann 1938–1940, ExpressionismMax Beckmann 1938–1940, Expressionism
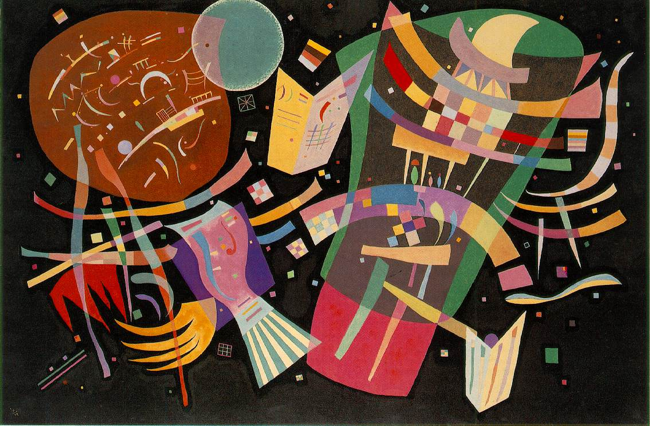
Wassily Kandinsky Composition X 1939, Geometric abstraction
Arshile Gorky 1929–1936, pre abstract expressionismArshile Gorky 1929–1936, pre abstract expressionism

Trong những năm 1930 chính trị cánh tả cấp tiến đặc trưng rất nhiều các nghệ sĩ kết nối với chủ nghĩa siêu thực, bao gồm Pablo Picasso. Ngày 26 tháng 4 năm 1937, trong cuộc nội chiến Tây Ban Nha, thị trấn Basque của Gernika là cảnh của các"Vụ đánh boom ở Gernika" vẽ bởi Condor Legion of Luftwaffe - Đức Quốc Xã. Người Đức đã tấn công để hỗ trợ những nỗ lực của Francisco Franco nhằm lật đổ Chính phủ Basque và chính quyền Cộng hòa Tây Ban Nha. Các thị trấn bị tàn phá, mặc dù hội đồng Biscayan và Oak của Gernika vẫn tồn tại. Pablo Picasso vẽ bức tranh tường Guernica của mình để tưởng niệm sự kinh hoàng của vụ đánh bom
Trong phiên bản cuối cùng, Guernica là một bức tranh tường sơn dầu được bao phủ bởi màu đen và màu trắng, cao 3,5 mét (11 feet) và rộng 7,8 mét (26 feet). Bức tranh tường trình bày một cảnh chết chóc, bạo lực, tàn bạo, đau khổ và bất lực mà không mô tả nguyên nhân trực tiếp của nó. Sự lựa chọn để vẽ với các cường độ tương phản đen và trắng miêu tả và gợi đến ngay lập tức hình ảnh của một bức ảnh trên báo. Picasso vẽ bức tranh có kích thước bức tranh tường được gọi là Guernica để phản đối vụ đánh bom. Bức tranh được trưng bày lần đầu tiên tại Paris vào năm 1937, sau đó tại Scandinavia và tiếp theo là Luân Đôn vào năm 1938 và cuối cùng vào năm 1939 theo yêu cầu của Picasso bức tranh đã được gửi đến Hoa Kỳ trong một khoản vay dài (cho an toàn) tại MoMA. Bức tranh đã đi trên một tour du lịch đến các bảo tàng trên khắp nước Mỹ cho đến khi trở lại điểm cuối cùng của mình là Bảo tàng Nghệ thuật Hiện đại ở thành phố New York, nơi nó được trưng bày trong gần ba mươi năm. Cuối cùng phù hợp với mong muốn của Pablo Picasso tặng bức tranh cho người dân Tây Ban Nha như một món quà, nó đã được gửi đến Tây Ban Nha vào năm 1981
Trong Đại suy thoái những năm 1930, trong những năm qua của nghệ thuật Mỹ trong Chiến tranh Thế giới II đã được đặc trưng bởi chủ nghĩa hiện thực xã hội và Tranh Hoạt cảnh Mỹ (như trên) trong tác phẩm của Grant Wood, Edward Hopper, Ben Shahn, Thomas Hart Benton, và một số loại khác. Nighthawks (1942) là một bức tranh của Edward Hopper miêu tả vài người ngồi trong một quán ăn trung tâm thành phố vào đêm khuya. Nó không chỉ là bức tranh nổi tiếng nhất Hopper, mà còn là một trong những bức tranh nhận biết nhất của hội họa Mỹ. Nó hiện đang trong bộ sưu tập của Viện Nghệ thuật Chicago. Cảnh tượng được lấy cảm hứng từ một quán ăn (kể từ khi phá bỏ) ở Greenwich Village, khu nhà Hopper ở Manhattan. Hopper bắt đầu vẽ nó ngay lập tức sau khi các cuộc tấn công vào Trân Châu Cảng. Sau sự kiện này, đã có một cảm giác lớn ảm đạm trên toàn quốc, một cảm giác mà được miêu tả trong các bức tranh. Các đường phố đô thị trống rỗng ngoài giờ ăn tối, và bên trong không ai trong số ba khách hàng quen thuộc dường như đang tìm kiếm hay nói chuyện với những người khác thay vì bị lạc trong suy nghĩ của riêng mình. Mặt này của cuộc sống đô thị hiện đại như trống rỗng, hoặc cô đơn là một chủ đề phổ biến trong suốt tác phẩm của Hopper.
Các động lực của các nghệ sĩ ở châu Âu trong những năm 1930 giảm đi nhanh chóng khi quyền lực của Đức Quốc Xã ở Đức và khắp Đông Âu tăng lên. Không khí trở nên thù địch đối với các nghệ sĩ và nghệ thuật gắn liền với chủ nghĩa hiện đại và trừu tượng làm cho nhiều người bỏ sang châu Mỹ. Nghệ thuật thoái trào là một thuật ngữ được thông qua bởi chế độ phát xít ở Đức cho hầu như tất cả các nghệ thuật hiện đại. Hội họa như vậy đã bị cấm công khai khiến những người phản đối Đức hoặc Bolshevist Do thái trong tự nhiên, và người được xác định là nghệ sĩ thoái trào đã phải chịu sự trừng phạt. Chúng bao gồm bị sa thải khỏi vị trí giảng dạy, bị cấm để triển lãm hoặc bán tranh của mình, và trong một số trường hợp bị cấm sáng tạo nghệ thuật một cách triệt để.
Nghệ thuật thoái trào cũng là tiêu đề của một cuộc triển lãm, được gắn kết bởi Đức Quốc Xã tại Munich vào năm 1937, bao gồm các tác phẩm nghệ thuật hiện đại một cách hỗn loạn và kèm theo tiêu đề bằng văn bản nhạo báng nghệ thuật. Được thiết kế để làm nóng dư luận chống lại chủ nghĩa hiện đại, triển lãm sau đó đi đến một số thành phố khác ở Đức và Áo. nghệ sĩ người Đức, Max Beckmann và phần đông những người khác chạy trốn châu Âu để tới New York. Tại thành phố New York một thế hệ mới của các họa sĩ hiện đại trẻ trung và sôi động do Arshile Gorky, Willem de Kooning, và những người khác chỉ mới bắt đầu.
Arshile Gorky là bức chân dung của một người có thể được vẽ bởi Willem de Kooning (trên) là một ví dụ về sự phát triển của chủ nghĩa biểu hiện trừu tượng từ các bối cảnh của bức tranh hình, xu hướng lập thể và chủ nghĩa siêu thực. Cùng với bạn bè của mình de Kooning và John D. Graham Gorky tạo sinh học morphically hình và trừu tượng tác phẩm tượng trưng rằng vào năm 1940 phát triển thành bức tranh hoàn toàn trừu tượng. việc Gorky có vẻ là một phân tích cẩn thận nhớ, cảm xúc và hình dạng, sử dụng dòng và màu sắc để diễn tả cảm xúc và thiên nhiên.

#### Vào giữa Thế kỷ

Andrew Wyeth, 1948, American Figurative paintingAndrew Wyeth, 1948, American Figurative painting
Edward Hopper, 1953, American Scene paintingEdward Hopper, 1953, American Scene painting
Lucian Freud 1951 – 1952, British Figurative paintingLucian Freud 1951 – 1952, British Figurative painting
Giorgio Morandi, 1956, Still LifeGiorgio Morandi, 1956, Still Life

Những năm 1940 tại thành phố New York đã báo trước sự thắng lợi của chủ nghĩa biểu hiện trừu tượng của Mỹ, một phong trào hiện đại kết hợp giữa bài học kinh nghiệm từ Henri Matisse, Pablo Picasso, chủ nghĩa Siêu thực, Joan Miró, chủ nghĩa Lập thể, trường phái Hoang dã, và thời kỳ đầu nghĩa Hiện đại thông qua giáo viên lớn ở Mỹ như Hans Hofmann và John D. Graham. nghệ sĩ người Mỹ được hưởng lợi từ sự hiện diện của Piet Mondrian, Fernand Léger, Max Ernst và nhóm André Breton, bộ sưu tập Pierre Matisse, và bộ sưu tậpThe Art of This Century của Peggy Guggenheim, cũng như các yếu tố khác. Các công trình tượng trưng của Francis Bacon, Frida Kahlo, Edward Hopper, Lucian Freud, Andrew Wyeth và những người khác phục vụ như là một loại thay thế cho chủ nghĩa biểu hiện trừu tượng.
Hội họa sau Đại chiến II ở Mỹ gọi là chủ nghĩa biểu hiện trừu tượng bao gồm các nghệ sĩ như Jackson Pollock, Willem de Kooning, Arshile Gorky, Mark Rothko, Hans Hofmann, Clyfford Tuy nhiên, Franz Kline, Adolph Gottlieb, Mark Tobey, Barnett Newman, James Brooks, Philip Guston, Robert Motherwell, Conrad Marca-Relli, Jack Tworkov, William Baziotes, Richard Pousette-Dart, Ad Reinhardt, Hedda Sterne, Jimmy Ernst, Esteban Vicente, Bradley Walker Tomlin, và Theodoros Stamos, trong số những người khác.Chủ nghĩa biểu hiện tượng trung ở Mỹ có tên của nó vào năm 1946 từ nhà phê bình nghệ thuật Robert Coates. Nó được xem như kết hợp cường độ cảm xúc và tự phủ nhận Biểu hiện của Đức với thẩm mỹ chống tượng trưng của các trường học trừu tượng châu Âu như vị lai, Bauhaus và xu hướng lập thể tổng hợp. Chủ nghĩa biểu hiện trừu tượng, hội họa hành động, và tranh Mảng màu (Color Field) tương đồng với các trường phái New York.
Về mặt kỹ thuật Surrealism là một người tiền nhiệm quan trọng đối với chủ nghĩa biểu hiện trừu tượng với sự nhấn mạnh vào việc tạo ra tự phát, tự động hoặc tiềm thức. sơn nhỏ giọt Jackson Pollock lên vải đặt trên sàn nhà là một kỹ thuật có nguồn gốc của nó trong công việc của André Masson. Một biểu hiện quan trọng đầu của những gì đã được biểu hiện trừu tượng là tác phẩm của nghệ sĩ người Mỹ Tây Bắc Mark Tobey, đặc biệt là "văn bản trắng" bức tranh sơn dầu của ông, trong đó, mặc dù nhìn chung không lớn về quy mô, dự đoán "trên tất cả" cái nhìn của bức tranh nhỏ giọt Pollock.

#### Chủ nghĩa Biểu hiện trừu tương

Willem de Kooning 1952–1953 Figurative abstract expressionismWillem de Kooning 1952–1953 Figurative abstract expressionism
Franz Kline 1954 action paintingFranz Kline 1954 action painting
Mark Tobey, 1954, Canticle, abstract expressionism, calligraphy, Northwest SchoolMark Tobey, 1954, Canticle, abstract expressionism, calligraphy, Northwest School
Mark Rothko, No. 3/No. 13 (Magenta, Black, Green on Orange), 1949, Color Field – abstract expressionismMark Rothko, No. 3/No. 13 (Magenta, Black, Green on Orange), 1949, Color Field – abstract expressionism

- Tập tin:Hans Hofmann's painting 'The Gate', 1959–60.jpg
- Tập tin:'Canticle', casein on paper by Mark Tobey, 1954.jpg
- Tập tin:Oil painting by Sam Francis.jpg
- Tập tin:Robert Motherwell's 'Elegy to the Spanish Republic No. 110'.jpg
- Tập tin:'Magenta, Black, Green on Orange', oil on canvas painting by Mark Rothko, 1947, Museum of Modern Art.jpg

Ngoài ra, chủ nghĩa biểu hiện trừu tượng có một hình ảnh của việc nổi loạn, hỗn loạn, rất phong cách riêng và một số cảm giác, chứ không phải hư vô. Trong thực tế, thuật ngữ này được áp dụng cho bất kỳ số lượng các nghệ sĩ làm việc (chủ yếu) ở New York, người có phong cách khá khác nhau, và thậm chí áp dụng để làm việc mà không phải là đặc biệt là trừu tượng cũng không biểu hiện. tràn đầy năng lượng "bức tranh hành động" của Pollock, với cảm giác "bận rộn" cụa họ, là khác nhau cả về kỹ thuật và thẩm mỹ, với hàng loạt phụ nữ bạo lực và kỳ cục của Willem de Kooning. Như đã thấy ở trên trong bộ sưu Woman V là một trong một loạt sáu bức tranh của Kooning giữa năm 1950 và 1953 mà miêu tả một nhân vật nữ ba phần tư chiều dài. Ông bắt đầu những bức tranh đầu tiên này, bộ sưu tậpWoman I: Viện bảo tàng nghệ thuật hiện đại, thành phố New York, trong tháng 6 năm 1950, liên tục thay đổi và vẽ ra các hình ảnh cho đến tháng Giêng hoặc tháng 2 năm 1952, khi bức tranh đã bị bỏ dở. Các nhà sử học nghệ thuật Meyer Schapiro thấy bức tranh trong phòng thu de Kooning của ngay sau đó và khuyến khích các nghệ sĩ để tồn tại. phản ứng De Kooning là để bắt đầu ba bức tranh khác về cùng một chủ đề; Woman II sưu tập: Viện bảo tàng nghệ thuật hiện đại, thành phố New York, Woman III, Tehran Bảo tàng Nghệ thuật Đương đại, người phụ nữ IV, Nelson-Atkins Bảo tàng Nghệ thuật Thành phố Kansas, Missouri. Trong mùa hè năm 1952, chi tiêu tại Đông Hampton, de Kooning tiếp tục khám phá các chủ đề thông qua các bản vẽ và phấn màu. Ông có thể đã hoàn thành công việc trên Woman I vào cuối tháng Sáu, hoặc có thể đến tận cuối tháng 11 năm 1952, và có lẽ là ba người phụ nữ hình ảnh khác đã được ký kết tại nhiều cùng một lúc. Loạt phụ nữ là những bức tranh decidedly tượng hình. Một nghệ sĩ khác quan trọng là Franz Kline, như chứng minh bằng bức tranh của ông High Street, 1950 (xem gallery) như với Jackson Pollock và Tóm tắt Biểu hiện khác, đã được dán nhãn là "họa sĩ hành động" vì phong cách dường như tự phát và dữ dội của mình, tập trung ít, hoặc không ở tất cả, trên các số liệu hoặc hình ảnh, nhưng trên nét cọ thực tế, sử dụng vải.
Tóm tắt nghĩa biểu hiện có nhiều điểm tương đồng về phong cách để các nghệ sĩ Nga trong những năm đầu thế kỷ XX như Wassily Kandinsky. Mặc dù đúng là tự phát hay những ấn tượng của tự nhiên đặc trưng rất nhiều các tác phẩm Biểu hiện trừu tượng, hầu hết các bức tranh được chuẩn bị cẩn thận, đặc biệt là kể từ khi họ đòi hỏi kích thước lớn. Một ngoại lệ có thể là những bức tranh nhỏ giọt của Pollock.
Tại sao phong cách này được chấp nhận trở thành chủ đạo trong những năm 1950 là một vấn đề gây tranh cãi. Chủ nghĩa hiện thực xã hội Mỹ đã từng là chủ đạo trong năm 1930. Nó đã bị ảnh hưởng không chỉ bởi cuộc Đại khủng hoảng mà còn bởi những hiện thực xã hội của Mexico như David Alfaro Siqueiros và Diego Rivera. Không khí chính trị sau Thế Chiến II không dài chịu đựng các cuộc biểu tình xã hội của những họa sĩ. Tóm tắt chủ nghĩa biểu hiện phát sinh trong Thế Chiến II và bắt đầu được giới thiệu trong năm 1940 tại các phòng trưng bày ở New York như The Art Gallery thế kỷ này. Cuối những năm 1940 đến giữa năm 1950 mở ra thời đại McCarthy. Đó là sau khi chiến tranh thế giới II và một thời điểm bảo thủ chính trị và kiểm duyệt nghệ thuật cực tại Hoa Kỳ. Một số người đã phỏng đoán rằng kể từ khi vấn đề là thường hoàn toàn trừu tượng, trừu tượng biểu hiện đã trở thành một chiến lược an toàn cho các nghệ sĩ theo đuổi phong cách này. Nghệ thuật trừu tượng có thể được xem là phi chính trị. Hoặc nếu nghệ thuật là chính trị, thông điệp được dành cho phần lớn những người trong cuộc. Tuy nhiên, những nhà lý luận là thiểu số. Giống như trường mỹ thuật thực sự ban đầu tại Mỹ, Biểu hiện trừu tượng chứng tỏ sức sống và sự sáng tạo của đất nước trong những năm sau chiến tranh, cũng như khả năng của mình (hoặc cần) để phát triển một ý thức thẩm mỹ mà không bị hạn chế bởi các tiêu chuẩn châu Âu về cái đẹp.
Mặc dù chủ nghĩa biểu hiện trừu tượng hiện lây lan nhanh chóng trên khắp nước Mỹ, các trung tâm lớn của phong cách này là thành phố New York và California, đặc biệt là trong trường New York, và các khu vực Vịnh San Francisco. Những họa sĩ theo chủ nghĩa Biểu hiện trừu tượng chia sẻ đặc điểm nhất định, bao gồm cả việc sử dụng các bức tranh sơn dầu, phương pháp tiếp cận "tất cả trong một", trong đó toàn bộ khung được xử lý với tầm quan trọng ngang nhau (như trái ngược với các trung tâm là quan tâm hơn các cạnh). Các vải như đấu trường trở thành một cương lĩnh của hội họa hành động, trong khi sự toàn vẹn của mặt phẳng hình ảnh đã trở thành một cương lĩnh của các họa sĩ Màu Field. Nhiều nghệ sĩ khác đã bắt đầu trưng bày những bức tranh nghĩa biểu hiện trừu tượng liên quan của họ trong năm 1950 bao gồm Alfred Leslie, Sam Francis, Joan Mitchell, Helen Frankenthaler, Cy Twombly, Milton Resnick, Michael Goldberg, Norman Bluhm, Ray Parker, Nicolas Carone, Grace Hartigan, Friedel Dzubas, và Robert Goodnough số những người khác.
Phong cách Mảng màu trong hội họa những năm 1950 ban đầu được coi như một loại hình cụ thể của chủ nghĩa Biểu hiện trừu tượng, đặc biệt là tác phẩm của Mark Rothko, Clyfford Still, Barnett Newman, Robert Motherwell và Adolph Gottlieb. Nó chủ yếu liên quan đến bức tranh trừu tượng với các mảng lớn, mở rộng bằng phẳng của màu sắc mà bày tỏ cảm xúc và tính chất của khu vực rộng lớn của bề mặt sắc thái gợi cảm.Nhà phê bình nghệ thuật Clement Greenberg nhận thức màu phong cách Mảng màu như có liên quan đến nhau nhưng khác nhau từ hội họa hành động. Các mở rộng tổng thể và Gestalt về tác phẩm của những họa sĩ đầu lĩnh vực màu sắc nói về một kinh nghiệm gần như tôn giáo, kinh hoàng khi đối mặt với một vũ trụ mở rộng của sự cảm tính, màu sắc và bề mặt. Trong những năm đầu đến giữa những năm 1960, phong cách Mảng màu tham khảo phong cách của nghệ sĩ như Jules Olitski, Kenneth Noland, và Helen Frankenthaler, có tác phẩm có liên quan đến thế hệ thứ hai biểu của hiện trừu tượng, và các nghệ sĩ trẻ như Larry Zox, và Frank Stella, - tất cả các chuyển động theo một hướng mới. Nghệ sĩ như Clyfford Tuy nhiên, Mark Rothko, Hans Hofmann, Morris Louis, Jules Olitski, Kenneth Noland, Helen Frankenthaler, Larry Zox, và những người khác thường được sử dụng giảm đi rất nhiều tài liệu tham khảo với thiên nhiên, và họ được vẽ bằng một khớp nối cao và tâm lý sử dụng màu sắc. Nói chung, các nghệ sĩ loại bỏ hình ảnh dễ nhận biết. Trong dãy núi và biển, từ năm 1952, (xem ở trên) một tác phẩm hội thảo của bức tranh màu Dòng bởi Helen Frankenthaler các nghệ sĩ sử dụng kỹ thuật nhuộm cho lần đầu tiên.
Tại châu Âu đã có sự tiếp tục của chủ nghĩa siêu thực, Lập thể, Dada và các tác phẩm của Matisse. Ngoài ra ở châu Âu, Tachisme (tương đương với chủ nghĩa Biểu hiện trừu tượng ở châu Âu) nắm lấy thế hệ mới nhất. Serge Poliakoff, Nicolas de Staël, Georges Mathieu, Vieira da Silva, Jean Dubuffet, Yves Klein và Pierre Soulages số những người khác được coi là nhân vật quan trọng trong hội họa Châu Âu sau chiến tranh.
Cuối cùng hội họa trừu tượng ở Mỹ đã phát triển thành phong trào như Tân-Dada, phong cách Mảng mầu, Bưu họa trừu tượng, Op Art, hội họa hard-edge, Họi họa tối giản, Hội họa trên vải, Lyrical Abstraction, Tân-biểu hiện chủ nghĩa và sự tiếp nối của vhur nghĩa Biểu hiện Trừu tượng. Như một phản ứng với các khuynh hướng thiên về hình ảnh trừu tượng nổi lên thông qua phong trào mới khác nhau, đặc biệt là Pop art.

#### Pop Art

Jasper Johns 1954–55 pre-Pop ArtJasper Johns 1954–55 pre-Pop Art
Andy Warhol, Marilyn Diptych 1962, Pop ArtAndy Warhol, Marilyn Diptych 1962, Pop Art
Roy Lichtenstein, Whaam, 1963 Pop ArtRoy Lichtenstein, Whaam, 1963 Pop Art

- Tập tin:'The Robe Following Her - 4', oil on canvas painting by Jim Dine, 1984-5.jpg
- Tập tin:Alex Katz's 1970 painting of his son 'Vincent with Open Mouth'.jpg

Trước đó, tại Anh vào năm 1956, hạn Pop Art đã được sử dụng bởi Lawrence Alloway để vẽ tranh tưởng niệm sự bảo vệ quyền lợi người tiêu dùng sau Chiến tranh Thế giới II. Phong trào này bác bỏ chủ nghĩa biểu hiện trừu tượng và tập trung vào các thông diễn và nội tâm, ủng hộ của nghệ thuật trong đó miêu tả, và thường văn hóa tiêu thụ nguyên liệu nổi tiếng, quảng cáo, và hình tượng của thời đại sản xuất hàng loạt. Các tác phẩm đầu của David Hockney và các tác phẩm của Richard Hamilton Peter Blake và Eduardo Paolozzi được coi là ví dụ tinh trong phong trào. Pop art ở Mỹ là đến một mức độ lớn ban đầu lấy cảm hứng từ các tác phẩm của Jasper Johns, Larry Rivers, và Robert Rauschenberg. Mặc dù những bức tranh của Gerald Murphy, Stuart Davis và Charles Demuth trong những năm 1920 và 1930 thiết lập các bảng cho nghệ thuật pop tại Mỹ. Tại thành phố New York vào giữa những năm 1950, Robert Rauschenberg và Jasper Johns tạo ra tác phẩm nghệ thuật mà lúc đầu dường như là sự tiếp tục của hội họa biểu hiện trừu tượng. Trên thực tế công trình của họ và công việc của Larry Rivers, là khởi đầu căn bản từ chủ nghĩa biểu hiện trừu tượng đặc biệt trong việc sử dụng các hình ảnh tầm thường và đen và sự bao gồm và sự kết hợp của các vật liệu trần tục vào công việc của họ. Những đổi mới của Johns 'sử dụng cụ thể của các hình ảnh khác nhau và các đối tượng như ghế, con số, chỉ tiêu, lon bia và cờ Mỹ; Sông bức tranh của các đối tượng được rút ra từ văn hóa phổ biến như George Washington vượt Delaware, và vùi mình trong hình ảnh từ quảng cáo như con lạc đà từ thuốc lá Camel, và các công trình đáng ngạc nhiên Rauschenberg bằng cách sử dụng tạp của các đối tượng và hình ảnh được chụp từ văn hóa đại chúng, các cửa hàng phần cứng, Bãi đỗ xe, các đường phố thành phố, và nhồi bông đã tăng lên đến một phong trào mới căn bản trong nghệ thuật Mỹ. Cuối cùng vào năm 1963 phong trào đã được biết đến trên toàn thế giới như là nghệ thuật pop.
Pop mỹ nghệ thuật được minh chứng bởi nghệ sĩ: Andy Warhol, đối phó Hamburg, Wayne Thiebaud, James Rosenquist, Jim Ăn uống, Tom Wesselmann và Roy Liechtenstein trong số những người khác. Gương của công việc quan trọng nhất là cho là Whaam! (1963, Tate hiện Đại, Luân Đôn), một trong những sớm biết, ví dụ về nghệ thuật pop, thích nghi một truyện tranh bảng một năm 1962 vấn đề của DC Truyện tranh' tất Cả các người Mỹ, người Đàn ông của Chiến tranh. bức tranh mô tả một máy bay chiến đấu bắn một tên lửa vào một chiếc máy bay địch, với một màu đỏ và vàng vụ nổ. Phong cách hoạt hình là cao bằng việc sử dụng các tượng chữ "Whaam!" và chú thích đóng hộp "tôi đã nhấn vào lửa kiểm soát... và trước tôi tên lửa cháy rực qua bầu trời..." Câu nghệ thuật kết hợp nhất và lễ văn hóa, nghệ thuật, trong khi tiêm hài hước, trớ trêu, và nhận ra hình ảnh và nội dung vào hỗn hợp. Trong tháng 10 năm 1962, Sidney Janis bộ Sưu tập gắn Mới Thực sự lớn đầu tiên, pop triển lãm nghệ thuật ở một uptown trưng bày nghệ thuật ở thành Phố New York. Sidney Janis gắn triển lãm trong một Đường 57 cửa hàng gần bộ sưu tập của mình tại 15 E. 57 đường Phố. Chương trình gửi qua cú shock Trường New York và vang dội trên toàn thế giới. Trước đó, trong sự sụp đổ của 1962 một lịch sử quan trọng, và đột phá Mới bức Tranh của các đối Tượng Thường triển lãm nghệ thuật pop tuyển chọn bởi Walter Hopps ở Pasadena, bảo Tàng Nghệ thuật gửi sóng sốc trên khắp miền Tây Hoa Kỳ.
Trong khi các nghệ sĩ ở phòng trưng bày New York City's East Village 10th Street đang xây dựng một phiên bản Pop Art ở Mỹ, Claes Oldenburg đã có cửa hàng của mình và tạo ra các đối tượng hội họa, và Thư viện xanh trên Đường số 57 bắt đầu trưng bày tranh của Tom Wesselmann và James Rosenquist. Sau đó Leo Castelli trưng bày các nghệ sĩ khác của Mỹ bao gồm phần lớn sự nghiệp của Andy Warhol và Roy Lichtenstein và sử dụng Benday, một kỹ thuật được sử dụng trong sinh sản thương mại. Có một mối liên hệ giữa các tác phẩm căn bản của Duchamp, và Man Ray, người theo trường phái Dadaists nổi loạn - với một cảm giác hài hước; và các họa sĩ pop art như Alex Katz (người nổi tiếng nhờ bức tự họa và cuộc sống ngoại ô châm biếm), Claes Oldenburg, Andy Warhol, Roy Lichtenstein và những người khác.
Trong khi trong suốt thế kỷ XX, nhiều họa sĩ tiếp tục thực hành vẽ tranh phong cảnh và tranh tượng trưng với các đối tượng hiện đại và kỹ thuật vững chắc, như Milton Avery, John D. Graham, Fairfield Porter, Edward Hopper, Balthus, Francis Bacon, Nicolas de Staël, Andrew Wyeth, Lucian Freud Frank Auerbach, Philip Pearlstein, David Park, Nathan Oliveira, David Hockney, Malcolm Morley, Richard Estes, Ralph goings, Audrey Flack, Chuck Close, Susan Rothenberg, Eric Fischl, Vija Celmins và Richard Diebenkorn.

#### Hội họa Tượng trưng, phong cảnh, đời sống, cảnh biển và chủ nghihiện thực

Edward Hopper, The El Station (1908) CityscapeEdward Hopper, The El Station (1908) Cityscape
Francis Bacon, Head VI, 1949, British expressionismFrancis Bacon, Head VI, 1949, British expressionism
Milton Avery, 1958, seascapeMilton Avery, 1958, seascape

- Tập tin:Office in a small city hopper 1953.jpg
- Tập tin:Milton Avery - 'Green Sea', oil on canvas 1958, University of Kentucky Art Museum (Lexington, Kentucky).jpg

Trong những năm 1930 qua những năm 1960 tranh trừu tượng  tại Mỹ và châu Âu tiến hóa vào phong trào như trừu tượng, bức tranh Trường Màu, Hậu trừu tượng, nghệ thuật Op, Hard-edge, Hội họa tối giản, tranh tren vải, và Trữ tình trừu tượng. Các nghệ sĩ khác đã phản ứng với xu hướng về phía trừu tượng tượng trưng cho phép hình ảnh để có thể tiếp tục thông qua các hoàn cảnh mới như các Bay Area Figurative Movement trong những năm 1950 và hình thức mới của biểu hiện từ năm 1940 qua những năm 1960. Ở Ý, trong thời gian này, Giorgio Morandi là quan trọng nhất trong các họa sĩ khám phá một loạt các tiếp cận để miêu tả chai và nhà bếp. Trong suốt thế kỷ XX, nhiều họa sĩ thực hành chủ nghĩa hiện thực và đã dùng hình ảnh biểu cảm; thực hành phong cảnh và vẽ tranh tượng trưng với các đối tượng hiện đại và kỹ thuật vững chắc, và thể hiện độc đáo như họa sĩ tĩnh vật Giorgio Morandi, Milton Avery, John D. Graham, Fairfield Porter, Edward Hopper, Andrew Wyeth, Balthus, Francis Bacon, Leon Kossoff, Frank Auerbach, Lucian Freud, Philip Pearlstein, Willem de Kooning, Arshile Gorky, Grace Hartigan, Robert de Niro, Sr., Elaine de Kooning và những người khác. Cùng với Henri Matisse, Pablo Picasso, Pierre Bonnard, Georges Braque, và những bậc thầy thế kỷ XX khác. Đặc biệt Milton Avery là sử dụng màu sắc và quan tâm của ông trong các bức tranh cảnh biển và cảnh quan kết nối với các khía cạnh lĩnh vực màu sắc của chủ nghĩa biểu hiện trừu tượng như biểu hiện bởi Adolph Gottlieb và Mark Rothko cũng như những bài học họa sĩ người Mỹ có được từ tác phẩm của Henri Matisse.
Head VI năm 1949 (xem ở trên) là một bức tranh của nghệ sĩ sinh ra tại Ireland Francis Bacon và là một ví dụ về trường phái biểu hiện hậu Thế Chiến II ở châu Âu. Tác phẩm cho thấy một phiên bản méo mó của Chân dung của Innocent X vẽ bởi họa sĩ Tây Ban Nha Diego Velázquez trong 1650. Công trình này là một trong một loạt các biến thể của bức tranh Velázquez mà Bacon thực hiện trong suốt năm 1950 và đầu năm 1960, qua tổng cộng bốn mươi lăm tác phẩm. Khi được hỏi tại sao ông bị buộc phải xem xét lại vấn đề này quá thường xuyên, Bacon đã trả lời rằng ông không có gì chống lại các Đức Giáo hoàng, rằng ông chỉ đơn thuần là "muốn một cái cớ để sử dụng các màu sắc, và bạn không thể cung cấp cho quần áo bình thường có màu tím mà không đi vào một loại cách thức sai lầm".Đức Giáo hoàng trong phiên bản này được miêu tả với sự giận dữ và hung hăng, và màu tối cho hình ảnh của một sự kỳ cục và cơn ác mộng xuất hiện. Các màn cửa của nền được kết xuất trong suốt, và dường như xuyên qua khuôn mặt của Đức Giáo hoàng.
Họa sĩ người Ý Giorgio Morandi là một người tiên phong đầu thế kỷ XX quan trọng của Minimalism. Sinh ra tại Bologna, Ý vào năm 1890, trong suốt sự nghiệp của mình, Morandi tập trung gần như độc quyền trên vẫn còn sống và cảnh quan, ngoại trừ một vài bức tự họa chân dung. Với sự nhạy cảm tuyệt vời về giai điệu, màu sắc, và độ cân bằng về thành phần, ông sẽ mô tả các chai và bình quen thuộc một lần nữa và một lần nữa những bức tranh nổi tiếng vì sự đơn giản của thực hiện. Morandi thực hiện 133 tác phẩm khắc axit, một phần quan trọng trong sự nghiệp của ông, và các bản vẽ và màu nước của ông thường tiếp cận trừu tượng trong ý nghĩa kinh tế của họ. Thông qua các họa tiết đơn giản và lặp đi lặp lại của mình và sử dụng tiết kiệm của màu sắc, giá trị và bề mặt, Morandi trở thành một tiền thân quan trọng và được dự báo trước của Minimalism. Ông qua đời tại Bologna vào năm 1964.
Sau Thế Chiến II các trường phái của Paris thường được gọi là Tachisme, tương ứng với chủ nghĩa Biểu hiện trừu tượng của Mỹ ở Châu Âu và những nghệ sĩ cũng liên quan tới Cobra. Những người ủng hộ quan trọng là Jean Dubuffet, Pierre Soulages, Nicholas de Staël, Hans Hartung, Serge Poliakoff, và Georges Mathieu, trong số nhiều người khác. Trong những năm 1950, Dubuffet (những người đã luôn luôn là một nghệ sĩ tượng trưng), và de Staël, bỏ qua trừu tượng, và trở lại hình ảnh thông qua hình trạng và cảnh quan. Tác phẩm của De Staël đã nhanh chóng được công nhận trong thế giới nghệ thuật hậu chiến, và ông trở thành một trong những nghệ sĩ có ảnh hưởng nhất những năm 1950.Sụ trở về với phong cách miêu tả (cảnh biển, cầu thủ bóng đá, nhạc sĩ nhạc jazz, mòng biển) trong năm 1950 có thể được xem như là một tiền lệ có ảnh hưởng đối với các Phong trào Bay Area Figurative của Mỹ, như nhiều người trong những họa sĩ trừu tượng như Richard Diebenkorn, David Park, Elmer Bischoff, Wayne Thiebaud, Nathan Oliveira, Joan Brown và những người khác làm một động thái tương tự; trở về hình ảnh trong thời gian giữa những năm 1950. Phần lớn tác phẩm cuối năm của de Staël - với đặc biệt làm mỏng và pha loãng dầu trên tranh phong cảnh trừu tượng trên vải đến giữa năm 1950, dự đoán hội họa Color Field và Lyrical Abstraction của những năm 1960 và 1970. màu sắc táo bạo và mạnh mẽ sống động của Nicolas de Staël trong bức tranh cuối cùng của ông dự đoán xu hướng của nhiều bức tranh đương đại sau đó bao gồm Pop art của những năm 1960.

#### Art brut, Chủ nghĩa Hiện thực mới, phong trào Bay Area Figurative, Tân-Dada, Chủ nghĩa Hiện thực quang

Richard Diebenkorn 1963, Bay Area Figurative Movement[1]Richard Diebenkorn 1963, Bay Area Figurative Movement[1]
Richard Estes, 1968, PhotorealismRichard Estes, 1968, Photorealism
Fairfield Porter 1971–1972, East Coast Figurative paintingFairfield Porter 1971–1972, East Coast Figurative painting
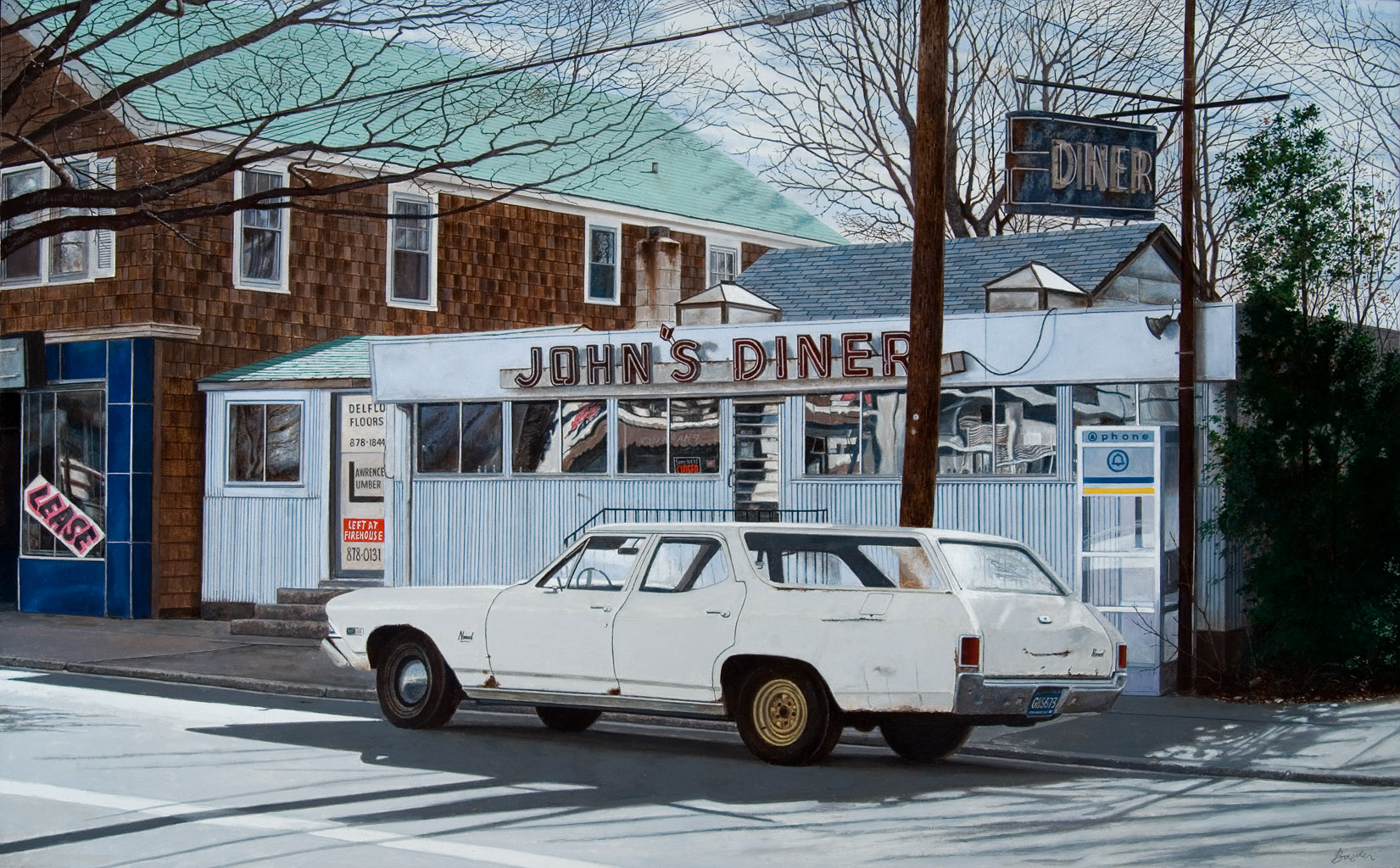

- Tập tin:Cityscape I 360.jpg
- Tập tin:Richard Estes.jpg
- Tập tin:Fairfield Porter's painting 'Under the Elms', 1971 - 1972.jpg
- Tập tin:Ralph Goings.jpg
- Tập tin:Jasper Johns's 'Map', 1961.jpg

Trong suốt những năm 1950 và 1960 hội họa trừu tượng ở Mỹ và châu Âu đã phát triển thành phong trào như bức tranh Color Field, hậu hội họa trừu tượng, op art, hội họa hard-edge, nghệ thuật tối thiểu, tranh trên vải, Lyrical Abstraction, và tiếp tục của chủ nghĩa Biểu hiện trừu tượng. Các nghệ sĩ khác đã phản ứng với xu hướng trừu tượng với brut art, như đã thấy trong Court les rues, 1962, Jean Dubuffet, Fluxus, Tân-Dada, chủ nghĩa hiện thực mới, cho phép hình ảnh tái xuất hiện thông qua các ngữ cảnh mới khác nhau như pop art, phong trào Bay Area Figurative (một ví dụ điển hình là Cityscape tôi Diebenkorn của, (Cảnh số 1), năm 1963, Sơn dầu trên vải, 60 1/4 x 50 1/2 inch, bộ sưu tập: Bảo tàng Nghệ thuật Hiện đại San Francisco) và sau đó trong những năm 1970 Tân biểu hiện chủ nghĩa. Phong trào.Bay Area Figurative của người mà David Park, Elmer Bischoff, Nathan Oliveira và Richard Diebenkorn có bức Cityscape 1, 1963 là một ví dụ điển hình (xem ở trên) có ảnh hưởng các thành viên phát triển mạnh trong những năm 1950 và 1960 ở California. Mặc dù trong suốt thế kỷ XX họa sĩ tiếp tục thực hành chủ nghĩa hiện thực và hình ảnh sử dụng, thực hành phong cảnh và tượng trưng với các đối tượng hiện đại và kỹ thuật vững chắc, và lối thể hiện độc đáo như Milton Avery, Edward Hopper, Jean Dubuffet, Francis Bacon, Frank Auerbach, Lucian Freud, Philip Pearlstein, và những người khác. Họa sĩ trẻ thực hành việc sử dụng các hình ảnh theo những cách mới và cấp tiến. Yves Klein, Võ Raysse, Niki de Saint Phalle, Wolf Vostell, David Hockney, Alex Katz, Malcolm Morley, Ralph goings, Audrey Flack, Richard Estes, Chuck Close, Susan Rothenberg, Eric Fischl, John Baeder và Vija Celmins là một vài người trở nên nổi bật giữa những năm 1960 và những năm 1980. Fairfield Porter (xem ở trên) phần lớn là tự học, và sản xuất làm việc biểu hiện ở giữa của phong trào Abstract Expressionist. Đối tượng của ông là chủ yếu cảnh quan, nội thất trong nước và chân dung của gia đình, bạn bè và các nghệ sĩ đồng nghiệp, nhiều người trong số họ liên kết với các trường New York của nhà văn, trong đó có John Ashbery, Frank O'Hara, và James Schuyler. Nhiều bức tranh của ông đã được đặt trong hoặc xung quanh ngôi nhà mùa hè gia đình trên Great Spruce Head Island, bang Maine.
Cũng trong năm 1960 và 1970, đã có một phản ứng chống lại hội họa. Các nhà phê bình như Douglas Crimp xem các tác phẩm của các nghệ sĩ như Ad Reinhardt, và tuyên bố "cái chết của hội họa". Nghệ sĩ bắt đầu tập luyện cách thức mới để làm nghệ thuật. phong trào mới trở nên nổi tiếng trong số đó là: Postminimalism, nghệ thuật Trái đất, video nghệ thuật, nghệ thuật sắp đặt, arte povera, nghệ thuật trình diễn, nghệ thuật cơ thể, Fluxus, nghệ thuật mail, situationists và nghệ thuật khái niệm.
Tân-Dada cũng là một phong trào bắt đầu những năm 1950 và 1960 và liên quan đến chủ nghĩa biểu hiện trừu tượng chỉ với hình ảnh. Với sự xuất hiện của các mặt hàng được sản xuất kết hợp với các vật liệu nghệ thuật, di chuyển ra khỏi công ước trước của hội họa. Xu hướng trong nghệ thuật này được minh họa bằng các tác phẩm của Jasper Johns và Robert Rauschenberg, mà "tích hợp" trong năm 1950 là tiền thân của Pop Art, nghệ thuật sắp đặt, và đã sử dụng các tổ hợp của các đối tượng vật lý lớn, bao gồm cả thú nhồi bông, chim và thương mại nhiếp ảnh. Robert Rauschenberg, (xem tiêu đề kết hợp, năm 1963, trên), Jasper Johns, Larry Rivers, John Chamberlain, Claes Oldenburg, George Segal, Jim Dine và Edward Kienholz số những người khác là những người tiên phong quan trọng của cảtrừu tượng và Pop Art; tạo công ước mới của nghệ thuật định; họ đã chấp nhận trong giới nghệ thuật đương đại bao gồm các gốc tự do của vật liệu không như các bộ phận của công trình của họ về nghệ thuật.

#### Phong cách trừu tượng mới từ năm 1950 đến 1980

Yves Klein, 1962, Monochrome paintingYves Klein, 1962, Monochrome painting
Josef Albers 1965, Geometric abstractionJosef Albers 1965, Geometric abstraction
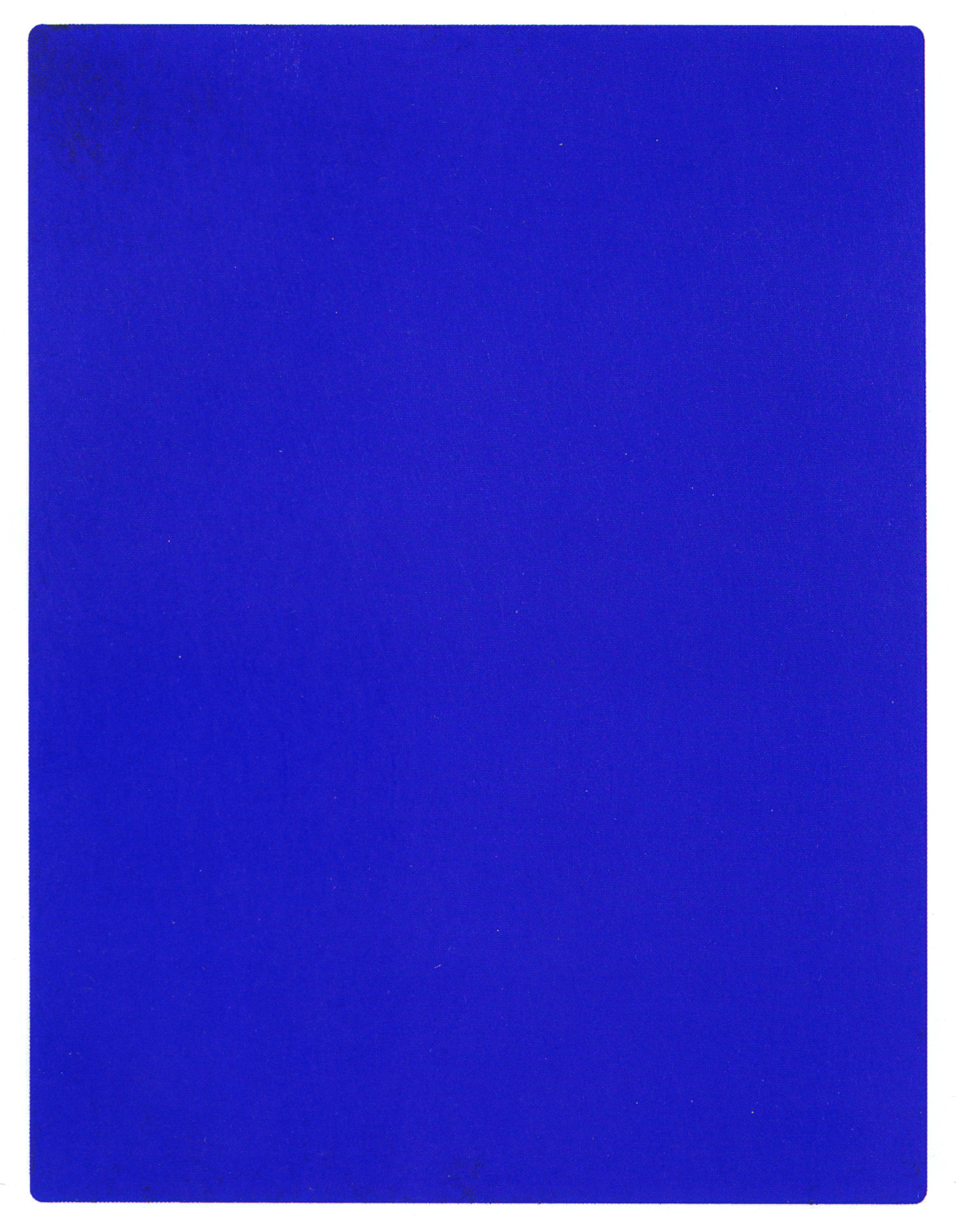
Bridget Riley, 1967, Op art

- Tập tin:Riley, Cataract 3.jpg

Phong cách mảng màu rõ ràng chỉ ra một đinh hướng mới cho hội họa Mỹ, vượt ra khỏi chủ nghĩa Biểu hiện trừu tượng. Phong cách mảng màu liên quan tới phong cách hậu trừu tượng, chủ nghĩa siêu nhân, chủ nghĩa Biểu hiện trừu tượng,hard-edge painting and Lyrical Abstraction.
Trong những năm 1960 và 1970 hội họa trừu tượng tiếp tục phát triển tại Mỹ thông qua các phong cách khác nhau. Trừu tượng hình học, nghệ thuật Op, shard-edge, phong cách Mảng màu và hội họa tối giản, là một số hướng dẫn liên quan đến nhau cho bức tranh trừu tượng tiên tiến cũng như một số phong trào mới khác. Morris Louis là một người tiên phong quan trọng trong phong cách mảng màu, tác phẩm của ông có thể đóng vai trò như một cầu nối giữa chủ nghĩa biểu hiện trừu tượng, phong cách, và nghệ thuật tối thiểu. Hai giáo viên có ảnh hưởng Josef Albers và Hans Hofmann đã giới thiệu một thế hệ mới của nghệ sĩ người Mỹ với những lý thuyết tiên tiến về màu sắc và không gian. Josef Albers được nhớ đến nhiều nhất cho sự nghiệp của mình như là một họa sĩ trừu tượng hình học và lý thuyết. Nổi tiếng nhất trong tất cả là hàng trăm bức tranh và bản in đó, tạo nên hàng loạt Homage to Square, (xem gallery). Trong loạt tác phẩm nghiêm ngặt này, bắt đầu vào năm 1949, Albers khám phá tương tác màu sắc với hình vuông màu sắp xếp đồng tâm trên vải. lý thuyết Albers về nghệ thuật và giáo dục là hình thành cho các thế hệ tiếp theo của các nghệ sĩ. Tác phẩm của ông định hình cho sự thành lập của hard-edge painting and Op art.
Josef Albers, Hans Hofmann, Ilya Bolotowsky, Burgoyne Diller, Victor Vasarely, Bridget Riley, Richard Anuszkiewicz, Frank Stella, Morris Louis, Kenneth Noland, Ellsworth Kelly, Barnett Newman, Larry Poons, Ronald Davis, Larry ZOX, Al Held và một số người khác như Mino Argento, những nghệ sĩ gắn liền với khái niệm trừu tượng hình học,Op art, hội họa mảng màu và trong trường hợp của Hofmann và Newman chủ nghĩa Biểu hiện trừu tượng.
Năm 1965, một cuộc triển lãm mang tên The Eye Responsive, giám tuyển bởi William C. Seitz, đã được tổ chức tại Bảo tàng Nghệ thuật Hiện đại ở thành phố New York. Các tác phẩm thể hiện được trên phạm vi rộng, bao gồm các Minimalism của Frank Stella, nghệ thuật Op của Larry Poons, công việc của Alexander Liberman, cùng với các bậc thầy của phong trào Op Art: Victor Vasarely, Richard Anuszkiewicz, Bridget Riley và những người khác. Triển lãm tập trung vào các khía cạnh nhận thức của nghệ thuật, mà kết quả cả hai khỏi ảo tưởng của phong trào và sự tương tác của các mối quan hệ màu sắc. Op nghệ thuật, còn được gọi là nghệ thuật quang học, là một hiện phong cách trong một số bức tranh và tác phẩm nghệ thuật mà sử dụng ảo ảnh quang học. Op nghệ thuật cũng là giống như chặt chẽ đến trừu tượng hình học và vẽ tranh khó cạnh. Mặc dù đôi khi hạn sử dụng cho nó là nhận thức trừu tượng.
Op art là một phương pháp vẽ liên quan đến sự tương tác giữa ảo tưởng và mặt phẳng hình ảnh, giữa hiểu biết và nhìn thấy. Tác phẩm Op art là trừu tượng, với nhiều mảnh biết đến nhiều hơn được tạo ra chỉ có màu đen và trắng. Khi người xem nhìn vào chúng, ấn tượng được đưa ra là các chuyển động, hình ảnh ẩn, nhấp nháy và rung động, mô hình, hoặc các sự tương đối, sưng hay bị cong vênh.
Phong cách mảng màu đã tìm cách thoát khỏi nghệ thuật hùng biện không cần thiết. Nghệ sĩ như Clyfford Tuy nhiên, Mark Rothko, Hans Hofmann, Morris Louis, Jules Olitski, Kenneth Noland, Helen Frankenthaler, John Hoyland, Larry Zox, và những người khác thường được sử dụng giảm đi rất nhiều tài liệu tham khảo với thiên nhiên, và họ được vẽ bằng một khớp nối cao và tâm lý sử dụng màu. Nói chung, các nghệ sĩ loại bỏ hình ảnh dễ nhận biết. Một số nghệ sĩ trích dẫn tài liệu tham khảo cho nghệ thuật quá khứ hay hiện tại, nhưng trong hội họa mảng màu nói chung thể hiện trừu tượng như một kết thúc trong chính nó. Trong việc theo đuổi xuhướng này của nghệ thuật hiện đại, các nghệ sĩ muốn thể hiện mỗi bức tranh thống nhất, gắn kết, hình ảnh nguyên khối..
Frank Stella, Kenneth Noland, Ellsworth Kelly, Barnett Newman, Ronald Davis, Neil Williams, Robert Mangold, Charles Hinman, Richard Tuttle, David Novros, và Al Loving là những ví dụ của các nghệ sĩ gắn liền với việc sử dụng các vải hình trong khoảng thời gian bắt đầu từ đầu những năm 1960. Nhiều nghệ sĩ hình học trừu tượng, chủ nghĩa tối giản, và họa sĩ Hard-edge tin vào sử dụng các cạnh của hình ảnh để xác định hình dạng của bức tranh chứ không phải là chấp nhận các định dạng hình chữ nhật. Trong thực tế, việc sử dụng vải là chủ yếu kết hợp với những bức tranh của những năm 1960 và 1970, vốn là trừu tượng, mang tính hình thức, hình học, khách quan, duy lý, sắc nét, hoặc tối giản trong tính cách. Các phòng tranh Emmerich Gallery Andre, Castelli Gallery Leo, Feigen Gallery Richard, và Park Place Gallery đã trưng bày các tác phẩm quan trọng đối với hội họa Mảng màu, tranh vải và Lyrical Abstraction ở thành phố New York trong những năm 1960. Có mối liên hệ với hội họa hậu trừu tượng, mà phản ứng chống lại sự bí ẩn của chủ nghĩa biểu hiện trừu tượng, siêu chủ quan, và nhấn mạnh vào làm cho các hành động của hội họa chính đáng kể nhìn thấy được - cũng như việc chấp nhận tôn trọng hình chữ nhật bằng phẳng như một điều kiện tiên quyết gần như nghi lễ cho bức tranh nghiêm túc. Trong những năm 1960 Hội họa mảng màu và nghệ thuật tối thiểu thường có liên quan chặt chẽ với nhau. Trong thực tế của những năm 1970 cả hai phong trào đã trở nên đa dạng một cách rõ ràng.

#### Trường phái màu Washington, định hình trên vải, Chủ nghĩa trừu tượng ảo tưởng,Trừu tượng trữ tình

Gene Davis 1964, Washington Color SchoolGene Davis 1964, Washington Color School
Frank Stella 1967, Shaped CanvasFrank Stella 1967, Shaped Canvas
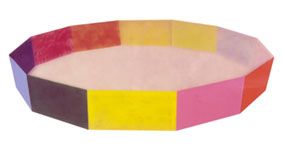
Ronald Davis 1968, Abstract Illusionism
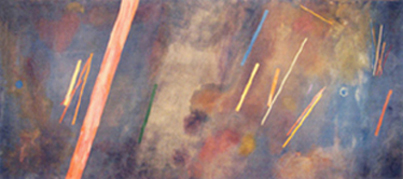
Ronnie Landfield, 1968, Lyrical Abstraction

Một phong trào liên quan của những năm cuối thập niên 1960, Trừu tượng trữ tình (thuật ngữ được đặt ra bởi Larry Aldrich, người sáng lập của Bảo tàng Nghệ thuật Đương đại Aldrich, Ridgefield Connecticut), bao trùm những gì Aldrich cho biết ông đã thấy trong các phòng tranh của nhiều nghệ sĩ tại thời điểm đó. Nó cũng là tên của một cuộc triển lãm có nguồn gốc tại Bảo tàng Aldrich và đi đến Bảo tàng Whitney Nghệ thuật Hoa Kỳ và các bảo tàng khác trên khắp nước Mỹ từ năm 1969 và 1971.
Trừu tượng trữ tình trong cuối những năm 1960 được đặc trưng bởi những bức tranh của Dan Christensen, Ronnie Landfield, Peter Young và những người khác, và cùng với các phong trào Fluxus và postminimalism (một thuật ngữ đầu tiên được đặt ra bởi Robert Pincus-Witten trong các trang của Artforum năm 1969) đã tìm để mở rộng ranh giới của hội họa trừu tượng và tối giản bằng cách tập trung vào quá trình, vật liệu mới và cách thể hiện mới. Postminimalism thường kết hợp với vật liệu công nghiệp, nguyên liệu, chế tác, tìm thấy đối tượng, cài đặt, sự lặp lại nối tiếp, và thường với tài liệu tham khảo cho Dada và chủ nghĩa siêu thực được minh họa tốt nhất trong các tác phẩm điêu khắc của Eva Hesse. Trừu tượng trữ tình, nghệ thuật khái niệm, postminimalism, nghệ thuật Trái đất, video nghệ thuật trình diễn, nghệ thuật sắp đặt, cùng với việc tiếp tục Fluxus, chủ nghĩa biểu hiện trừu tượng, mảng màu, hard-edge, nghệ thuật tối thiểu, nghệ thuật op, nghệ thuật pop, photorealism và Chủ nghĩa hiện thựcmới mở rộng ranh giới của nghệ thuật đương đại vào giữa những năm 1960 cho tới năm 1970. Trừu tượng trữ tình là một loại hình hội họa trừu tượng phóng túng mà nổi lên vào giữa những năm 1960 khi họa sĩ trừu tượng trở lại với các hình thức khác nhau của hội họa, tranh ảnh, biểu hiện tập trung chiếm ưu thế về quy trình, Gestalt và các chiến lược thành phần lặp đi lặp lại nói chung.
u tượng trữ tình có phần tương đồng với hội họa Mảng màu và chủ nghĩa biểu hiện trừu tượng, Trừu tượng trữ tình như được minh họa bởi tác phẩm Ronnie Landfield dành cho với William Blake năm 1968, (ở trên) đặc biệt là trong việc sử dụng phóng túng các màu - kết cấu và bề mặt. Vẽ trực tiếp, sử dụng bút pháp của các dòng, các tác động chải, vết, nhuộm màu, đổ, và văng bề ngoài giống với những hiệu ứng nhìn thấy trong chủ nghĩa biểu hiện trừu tượng và hội họa Mảng màu. Tuy nhiên, phong cách là khác nhau rõ rệt. Thiết lập nó ngoài chủ nghĩa biểu hiện trừu tượng và vẽ tranh hành động của những năm 1940 và 1950 là phương pháp để tiếp cận thành phần và tính kịch. Như đã thấy trong hội họa hành động có một sự nhấn mạnh về nét vẽ, kịch tính thành phần cao, căng thẳng về thành phần năng động. Trong khi ở trữ tình Trừu tượng có một cảm giác của sự ngẫu nhiêntrong thành phần, hơn tất cả các thành phần, quan trọng thấp và kịch sáng tác thoải mái và nhấn mạnh vào quá trình, sự lặp lại, và hơn một tất cả cảm giác nữa.

#### Hard-edge, chủ nghĩa tối giản, chủ nghĩa hậu tối giản, hội họa đơn sắc

Richard Tuttle, 1967, PostminimalismRichard Tuttle, 1967, Postminimalism

Agnes Martin, Robert Mangold (xem ở trên), Brice Marden, Jo Baer, Robert Ryman, Richard Tuttle, Neil Williams, David Novros, Paul Mogenson, Charles Hinman là những ví dụ của các nghệ sĩ gắn liền với Minimalism và (trường hợp ngoại lệ của Martin, Baer và Marden) việc sử dụng vải có hình dạng cũng trong khoảng thời gian bắt đầu từ đầu những năm 1960. Nhiều nghệ sĩ hình học trừu tượng, chủ nghĩa tối giản và họa sĩ hard-edge tin vào sử dụng các cạnh của hình ảnh để xác định hình dạng của bức tranh chứ không phải là chấp nhận các định dạng hình chữ nhật. Trong thực tế, việc sử dụng vải hình là chủ yếu kết hợp với những bức tranh của những năm 1960 và 1970, vốn là lạnh lùng trừu tượng, mang tính hình thức, hình học, khách quan, duy lý, sắc nét, hoặc tối giản trong tính cách. Gallery Bykert, và Park Place Gallery đã trưng bày quan trọng đối với chủ nghĩa tối giản và tranh trên vải ở thành phố New York trong những năm 1960.
Trong những năm 1960 và 1970 các nghệ sĩ như Robert Motherwell, Adolph Gottlieb, Phillip Guston, Lee Krasner, Cy Twombly, Robert Rauschenberg, Jasper Johns, Richard Diebenkorn, Josef Albers, Elmer Bischoff, Agnes Martin, Al Held, Sam Francis, Ellsworth Kelly, Morris Louis, Helen Frankenthaler, Gene Davis, Frank Stella, Kenneth Noland, Joan Mitchell, Friedel Dzubas, và các nghệ sĩ trẻ như Brice Marden, Robert Mangold, Sam Gilliam, John Hoyland, Sean Scully, Pat Steir, Elizabeth Murray, Larry Poons, Walter Darby Bannard, Larry ZOX, Ronnie Landfield, Ronald Davis, Dan Christensen, Joan Snyder, Ross Bleckner, Archie Rand, Susan Crile, và hàng chục người khác sáng tác một loạt các bức tranh.
Trong những năm 1960 và 1970, đã có một phản ứng chống lại bức tranh trừu tượng. Một số nhà phê bình xem các tác phẩm của các nghệ sĩ như Ad Reinhardt, và tuyên bố "cái chết của hội họa". Nghệ sĩ bắt đầu tập luyện cách thức mới để làm nghệ thuật. phong trào mới trở nên nổi tiếng trong số đó là: postminimalism, nghệ thuật Trái đất, video nghệ thuật, nghệ thuật sắp đặt, arte povera, nghệ thuật trình diễn, nghệ thuật cơ thể, Fluxus, xảy ra, nghệ thuật mail, situationists và nghệ thuật khái niệm số những người khác.
Tuy nhiên vẫn có những đổi mới quan trọng khác trong hội họa trừu tượng đã diễn ra trong năm 1960 và năm 1970 được đặc trưng bởi bức tranh đơn sắc và vẽ tranh hard-edge lấy cảm hứng từ Reinhardt, Barnett Newman, Milton Resnick, và Ellsworth Kelly. Nghệ sĩ đa dạng như Agnes Martin, Al Held, Larry Zox, Frank Stella, Larry Poons, Brice Marden và những người khác khám phá sức mạnh của sự đơn giản hóa. Sự hội tụ của tranh mảng màu, nghệ thuật tối thiểu, hard-edge, trữ tình Trừu tượng và chủ nghĩa hậu tối giản làm mờ sự khác biệt giữa các phong trào mà trở nên rõ ràng hơn trong những năm 1980 và 1990. Các phong trào tân chủ nghĩa biểu hiện có liên quan đến sự phát triển trước đó trong chủ nghĩa biểu hiện trừu tượng, Tân-Dada, trữ tình Trừu tượng và chủ nghĩa hậu tối giản.

#### Tân chủ nghĩa Biểu hiện

Philip Guston 1972, tiền-tân-chủ nghĩa biểu hiệnPhilip Guston 1972, tiền-tân-chủ nghĩa biểu hiện

- Tập tin:Rothhorse2.jpg
- Tập tin:'Zim Zum' by Anselm Kiefer, 1990, acrylic, emulsion, crayon, shellac, ashes and canvas on lead, National Gallery of Art (Washington, D. C.).jpg

Vào cuối những năm 1960, họa sĩ chủ nghĩa biểu hiện trừu tượng Philip Guston giúp dẫn một quá trình chuyển đổi từ chủ nghĩa biểu hiện trừu tượng sang tân chủ nghĩa biểu hiện trong hội họa, từ bỏ cái gọi là "trừu tượng thuần túy" của chủ nghĩa biểu hiện trừu tượng có lợi cho render hoạt hình nhiều hơn các biểu tượng cá nhân khác nhau và các đối tượng. Những tác phẩm này đã truyền cảm hứng cho một thế hệ mới của các họa sĩ quan tâm đến một sự hồi sinh của hình ảnh biểu cảm. Bức tranh của ông Painting, Smoking, Eating năm 1973, thấy ở trên trong bộ sưu tập là một ví dụ về sự trở lại cuối cùng và kết luận đại diện của Guston..
Vào cuối những năm 1970 và đầu những năm 1980, đó cũng là sự trở lại bức tranh đã xảy ra gần như đồng thời ở Ý, Đức, Pháp và Anh. Những phong trào này được gọi là Transavantguardia, Neue Wilde, Figuration Libre, tân chủ nghĩa biểu hiện, các trường phái Luân Đôn, và trong những năm cuối thập niên 1980, Stuckists tương ứng. Những bức tranh này được đặc trưng bởi các định dạng lớn, tự do biểu cảm làm nhãn hiệu, hình trạng, huyền thoại và trí tưởng tượng. Tất cả các tác phẩm trong thể loại này đã được dán nhãn tân chủ nghĩa biểu hiện. Phản ứng quan trọng đã được phân chia. Một số nhà phê bình coi nó như là thúc đẩy bởi động cơ lợi nhuận của phòng triển lãm thương mại lớn. Đây là loại hình nghệ thuật tiếp tục phổ biến vào thế kỷ XXI, thậm chí sau khi vụ tai nạn nghệ thuật của những năm cuối thập niên 1980. Anselm Kiefer là một nhân vật hàng đầu của tân chủ nghĩa biểu hiện Châu Âu vào những năm 1980, (xem Để Painter Không biết năm 1983, trong các thư viện ở trên) Nhiều chủ đề Kiefer mở to từ một tập trung vào vai trò của Đức trong nền văn minh đến số phận của nghệ thuật và văn hóa nói chung. Tác phẩm của ông đã trở thành tác phẩm điêu khắc hơn và liên quan đến không chỉ bản sắc dân tộc và bộ nhớ tập thể, mà còn huyền bí tượng trưng, thần học và thần bí. Chủ đề của tất cả các công việc là những chấn thương kinh nghiệm của toàn bộ xã hội, và sự tái sinh liên tục và đổi mới trong cuộc sống.
Trong thời gian cuối những năm 1970 trong các họa sĩ Hoa Kỳ đã bắt đầu làm việc với các bề mặt tiếp thêm và người trở về hình ảnh giống như Susan Rothenberg đã đạt được trong phổ biến, đặc biệt là khi nhìn thấy ở trên trong các bức tranh như Horse 2, năm 1979. Trong những năm 1980 nghệ sĩ Mỹ như Eric Fischl, (xem Bad Boy, năm 1981, trên), David Salle, Jean-Michel Basquiat (người bắt đầu như là một nghệ sĩ graffiti), Julian Schnabel, và Keith Haring, và họa sĩ người Ý như Mimmo Paladino, Sandro Chia, và Enzo Cucchi, trong số những người khác được xác định ý tưởng tân chủ nghĩa biểu hiện ở Mỹ
Tân chủ nghĩa biểu hiện là một phong cách vẽ tranh hiện đại đã trở thành phổ biến vào cuối năm 1970 và thống trị thị trường nghệ thuật cho đến giữa những năm 1980. Nó phát triển ở châu Âu như một phản ứng chống lại nghệ thuật khái niệm và tối giản của những năm 1960 và 1970. Những họa sĩ tân chủ nghĩa hiện thực trở lại vai đối tượng dễ nhận biết, chẳng hạn như cơ thể con người (mặc dù đôi khi trong một cách hầu như trừu tượng), trong một cách thô bạo và cảm xúc bằng màu sắc sống động và hài hòa màu sắc tầm thường. Những họa sĩ kỳ cựu Philip Guston, Frank Auerbach, Leon Kossoff, Gerhard Richter, AR Penck và Georg Baselitz, cùng với các nghệ sĩ hơi trẻ như Anselm Kiefer, Eric Fischl, Susan Rothenberg, Francesco Clemente, Jean-Michel Basquiat, Julian Schnabel, Keith Haring, và nhiều người khác được biết đến khi sáng tác với cường độ cao trong dòng hội họa này.
Hội họa vẫn giữ một vị trí tôn trọng trong nghệ thuật đương đại. Nghệ thuật là một lĩnh vực mở không còn chia mục tiêu so với sự phân đôi không khách quan. Họa sĩ có thể đạt được thành công quan trọng cho dù hình ảnh của họ là biểu hiện hay trừu tượng. Những gì có tiền tệ là nội dung, khám phá những ranh giới của môi trường, và từ chối để tóm những tác phẩm của quá khứ như là một mục tiêu cuối cùng.

#### Hội họa hiện đại cho đến thế kỷ XXI
Vào lúc bắt đầu của hội họa đương đại thế kỷ XXI và nghệ thuật đương đại nói chung tiếp tục trong một số chế độ tiếp giáp lãnh hải, đặc trưng bởi những ý tưởng đa nguyên. Các "khủng hoảng" trong hội họa và nghệ thuật hiện nay và phê bình nghệ thuật hiện nay được gây ra bởi đa nguyên. Không có sự đồng thuận, và cũng không cần có được, như một phong cách đại diện của thời đại. Có một điều gì khiến thái độ đó chiếm ưu thế; một phong trào "tất cả mọi thứ đang xảy ra", và sau đó dẫn đến hội chứng "không có gì xảy ra"; điều này tạo ra một bế tắc thẩm mỹ không có phương hướng vững chắc và rõ ràng và với mỗi làn đường trên xa lộ nghệ thuật đầy năng lực. Do đó tác phẩm tuyệt vời và quan trọng của nghệ thuật tiếp tục được thực hiện mặc dù trong một loạt các phong cách và tính thẩm mỹ, thị trường bị bỏ lại để phán xét công đức.
Hard-egde, trừu tượng hình học, chiếm đoạt, hyperrealism, photorealism, chủ nghĩa biểu hiện, chủ nghĩa tối giản, Trừu tượng trữ tình, pop art, op art, chủ nghĩa biểu hiện trừu tượng, phong cách mảng màu, hội họa đơn sắc, tân chủ nghĩa biểu hiện, cắt dán, hội họa liên truyền thông, vẽ tranh tập hợp, tranh kỹ thuật, hội họa hậu hiện đại, tân Dada, tranh trên vải, tranh tường về môi trường,hội họa tạo hình truyền thống, tranh phong cảnh, tranh chân dung, một số được tiếp tục và hiện vẫn dẫn đường trong hội họa vào đầu thế kỷ XXI.

## Hội họa tại Mỹ
Trong thời gian trước và sau khi Châu Âu khám phá và xâm lược các nước châu Mỹ, bao gồm Bắc Mỹ, Trung Mỹ, Nam Mỹ và quần đảo của vùng biển Caribbean, Antilles, Antilles và các nhóm đảo khác, các nền văn hóa bản địa có các sản phẩm sáng tạo bao gồm kiến trúc, gốm, gốm sứ, dệt, chạm khắc, điêu khắc, hội họa và tranh tường cũng như những đồ vật phục vụ tôn giáo và thực dụng khác. Mỗi lục địa của châu Mỹ tổ chức một xã hội độc đáo và có nền văn hóa phát triển riêng biệt; rằng vật tổ sản xuất, các công trình của các biểu tượng tôn giáo, và các tác phẩm hội họa trang trí và biểu cảm. Anh hưởng của châu Phi là đặc biệt mạnh mẽ trong nghệ thuật của vùng biển Caribbean và Nam Mỹ. Các nghệ thuật của người dân bản địa của châu Mỹ đã có một tác động rất lớn và ảnh hưởng về nghệ thuật châu Âu và ngược lại trong và sau thời đại khám phá. Tây Ban Nha, Bồ Đào Nha, Pháp, Hà Lan, và Anh là tất cả các cường quốc thực dân mạnh mẽ và có ảnh hưởng ở châu Mỹ trong và sau thế kỷ XV. Đến thế kỷ XIX, ảnh hưởng văn hóa bắt đầu chảy cả hai cách trên Đại Tây Dương

### Mexico và Trung Mỹ

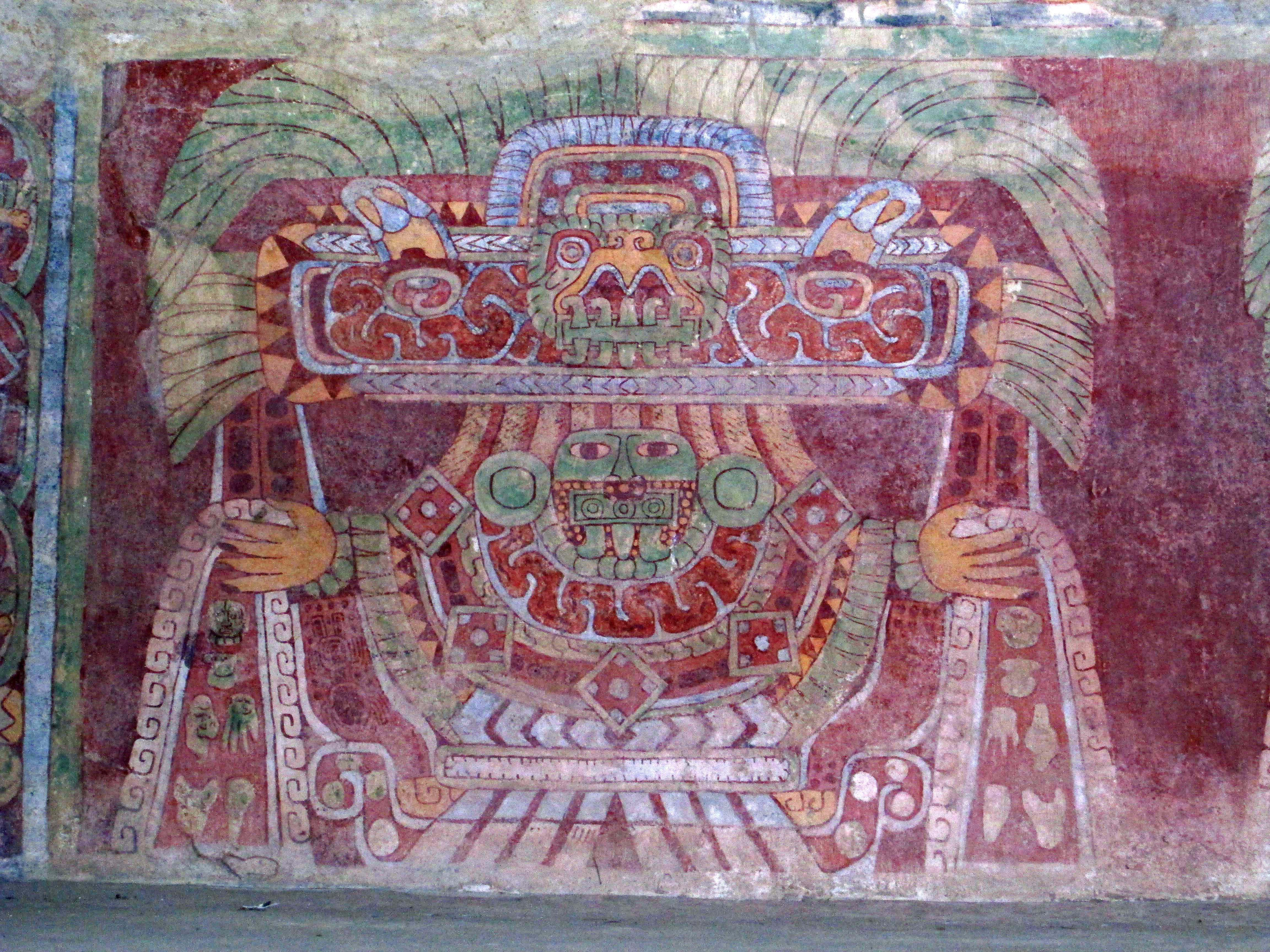
Great Goddess mural from the site at Teotihuacán, Mexico
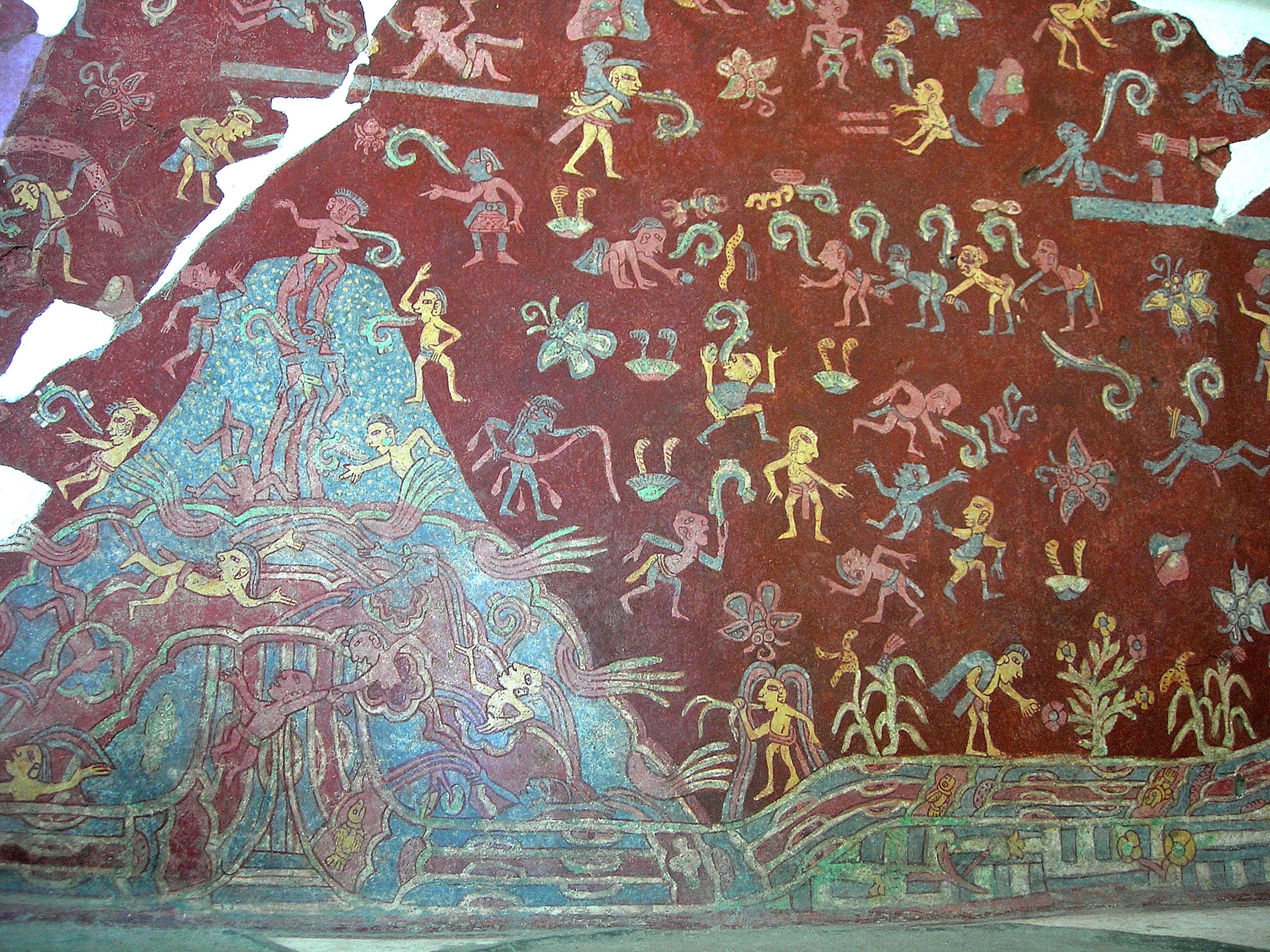
A portion of the actual mural from the Tepantitla compound which appears under the Great Goddess portrait, Mexico
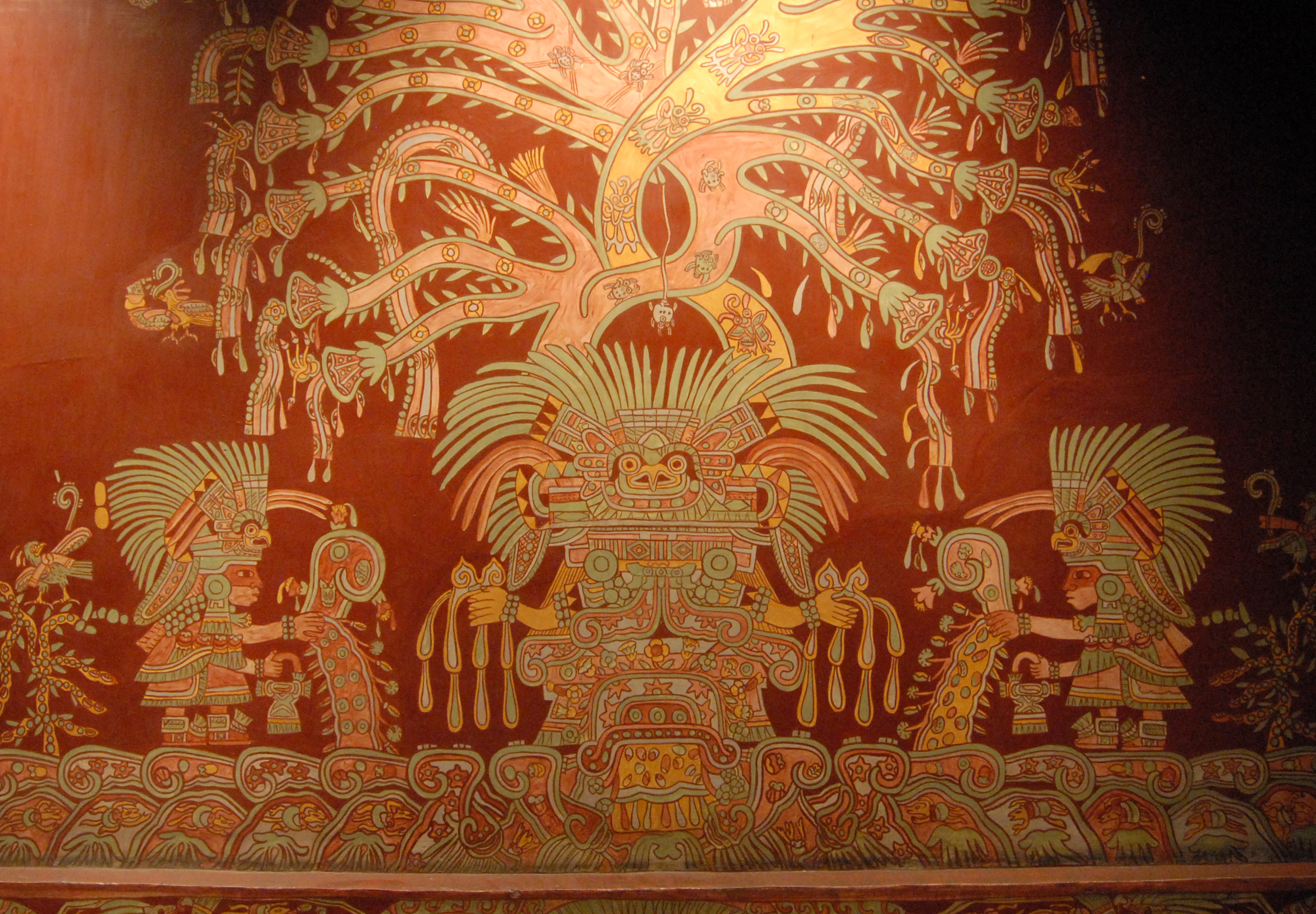
Mural from the Tepantitla compound showing what has been identified as an aspect of the Great Goddess of Teotihuacan, from a reproduction in the National Museum of Anthropology in Mexico City
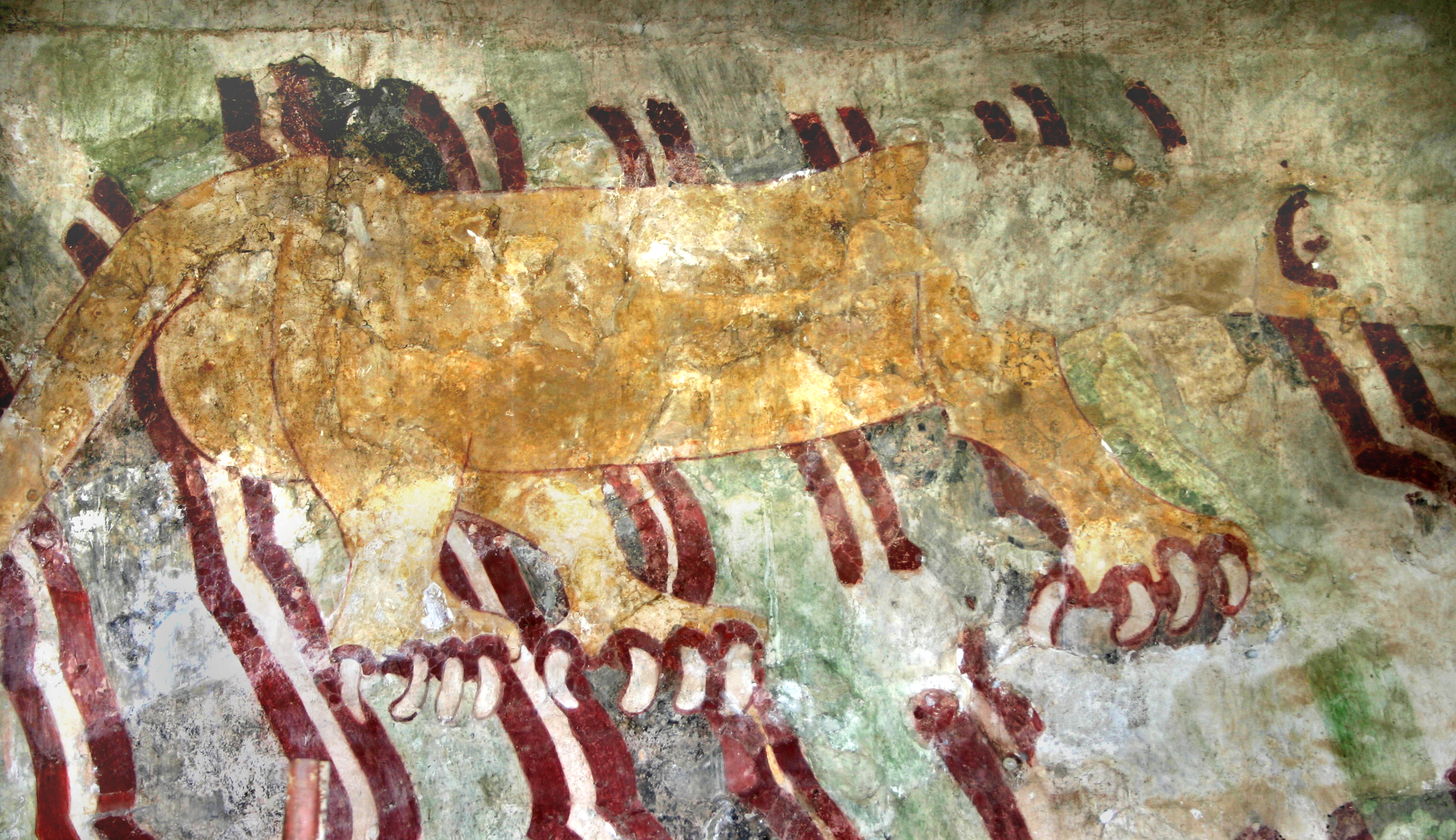
Jaguar mural from the site at Teotihuacán, Mexico
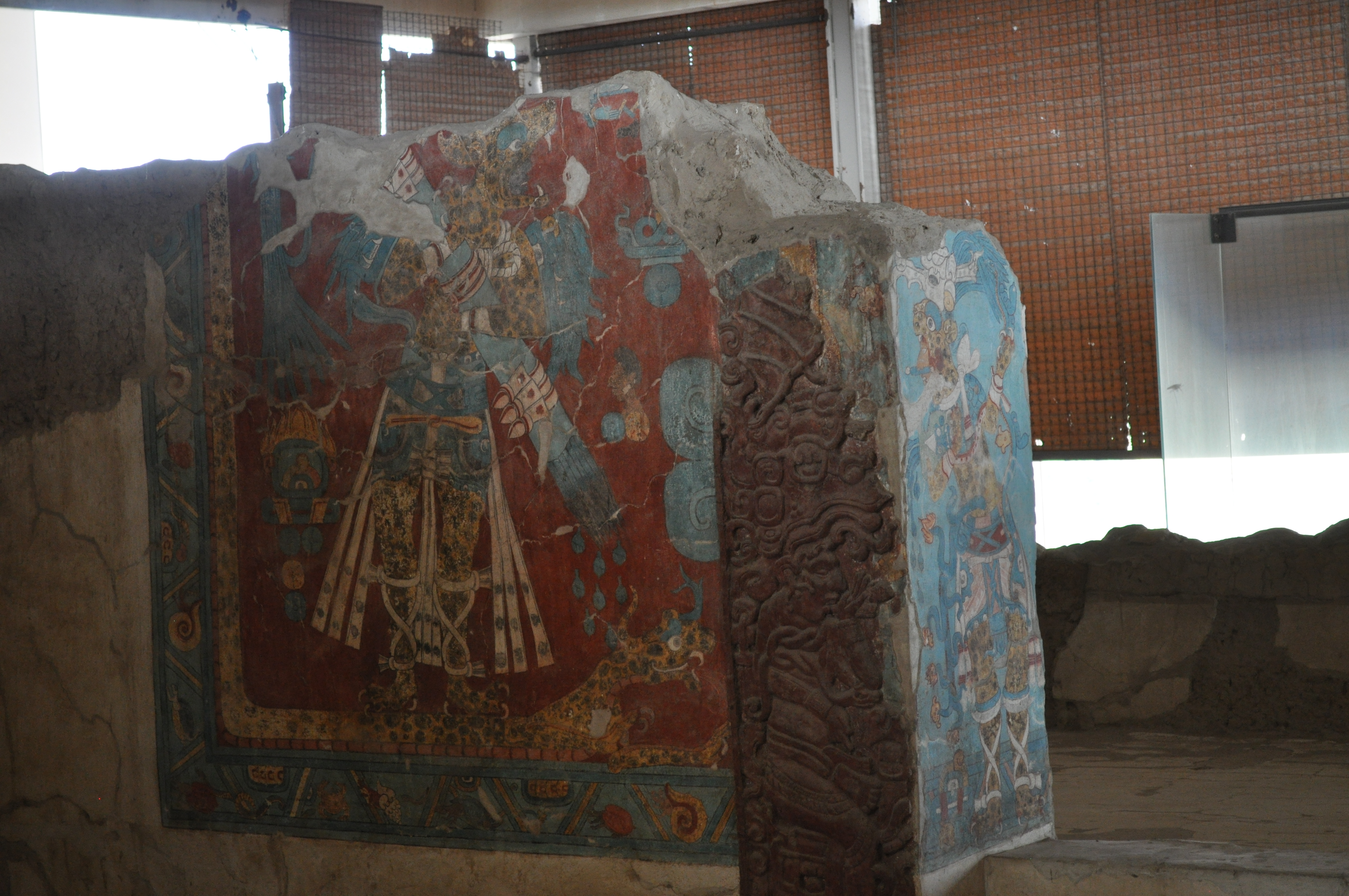
Mural in Portic A, c.600–700, Cacaxtla, Mexico
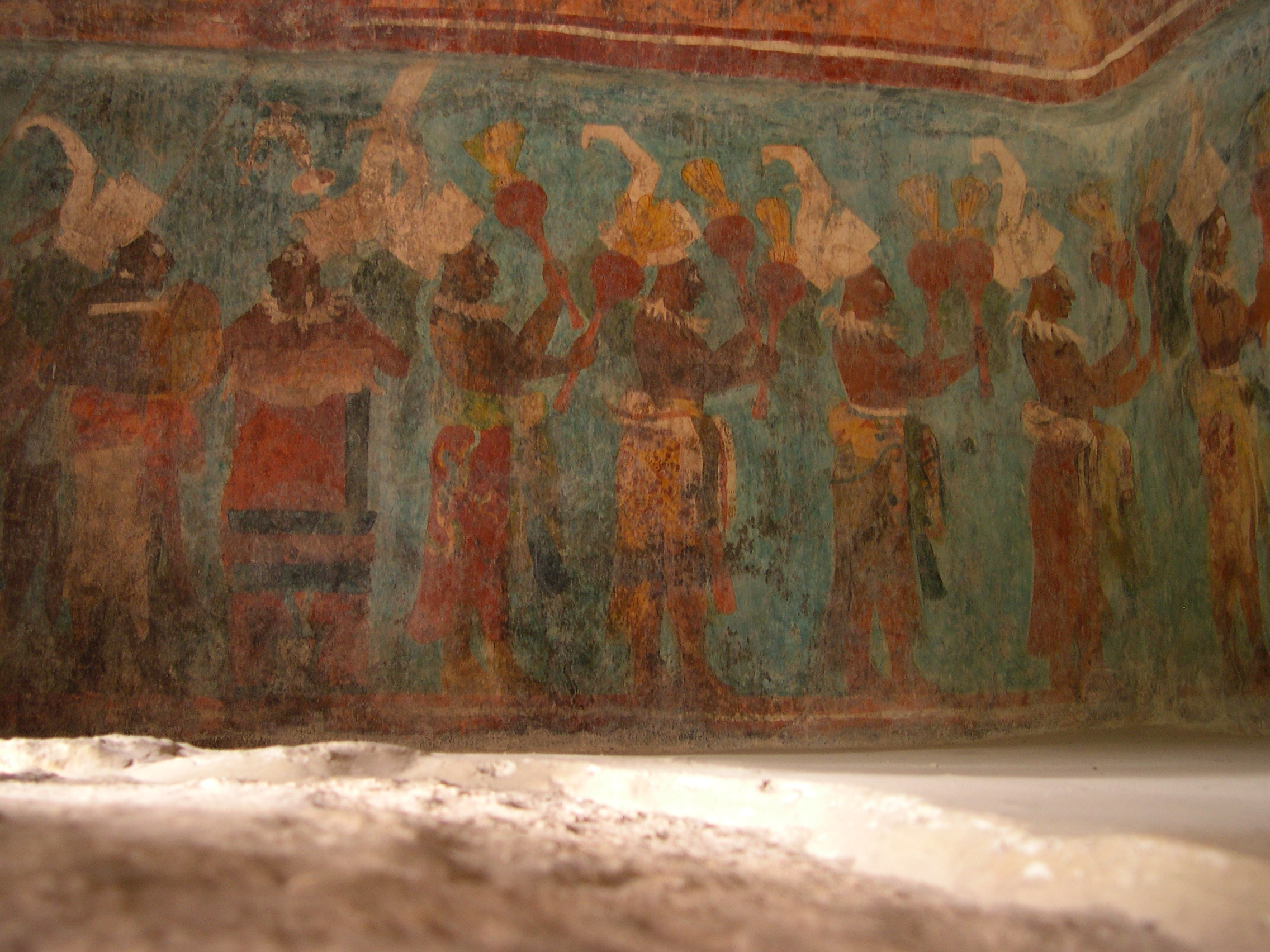
A Mayan mural from Bonampak, Mexico, 580–800 AD.
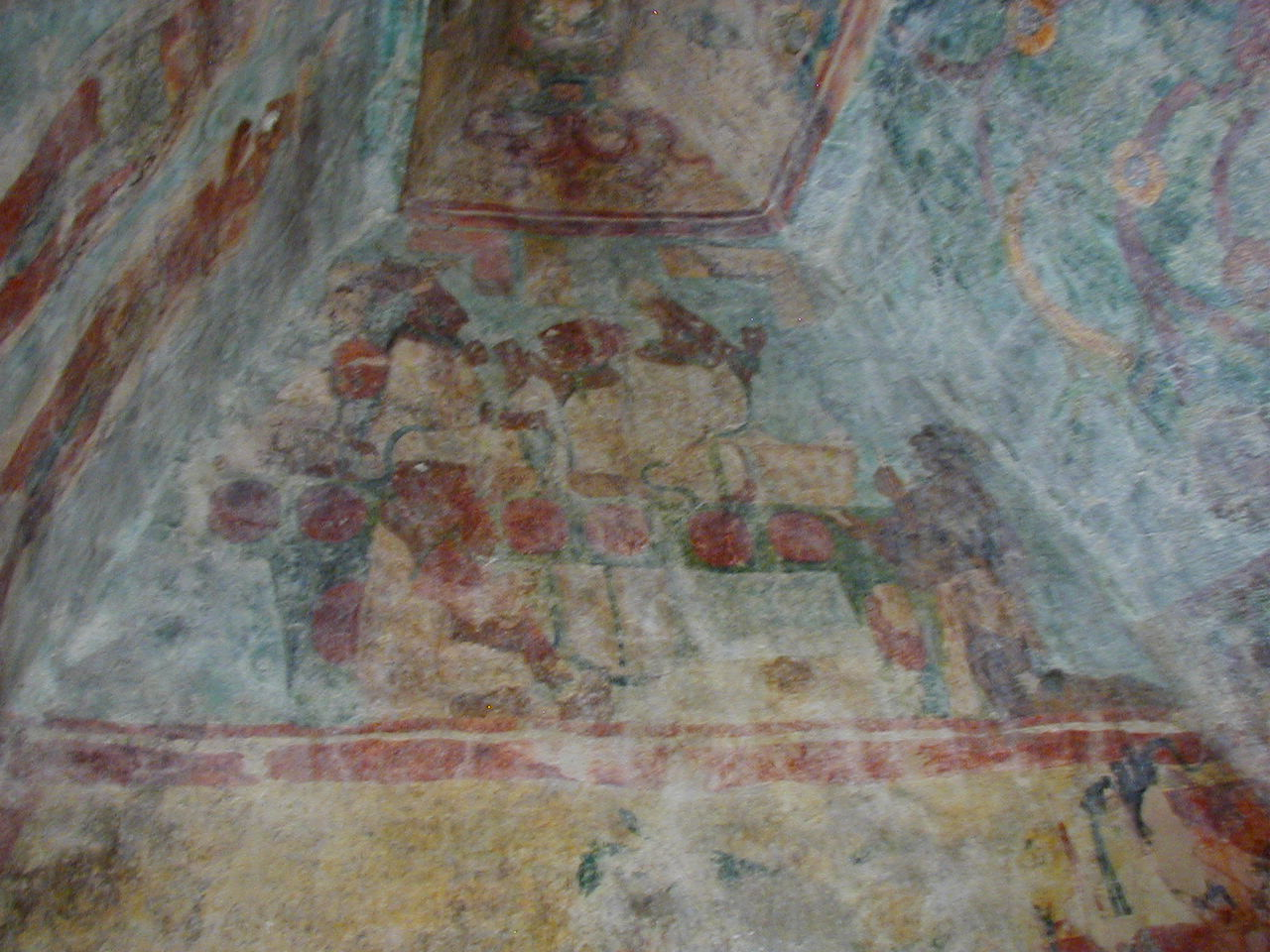
A Mayan mural from Bonampak, 580–800 AD
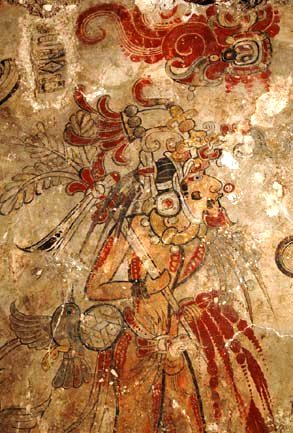
A Mayan mural from Guatemala, Pre-Classical period (1–250 AD)
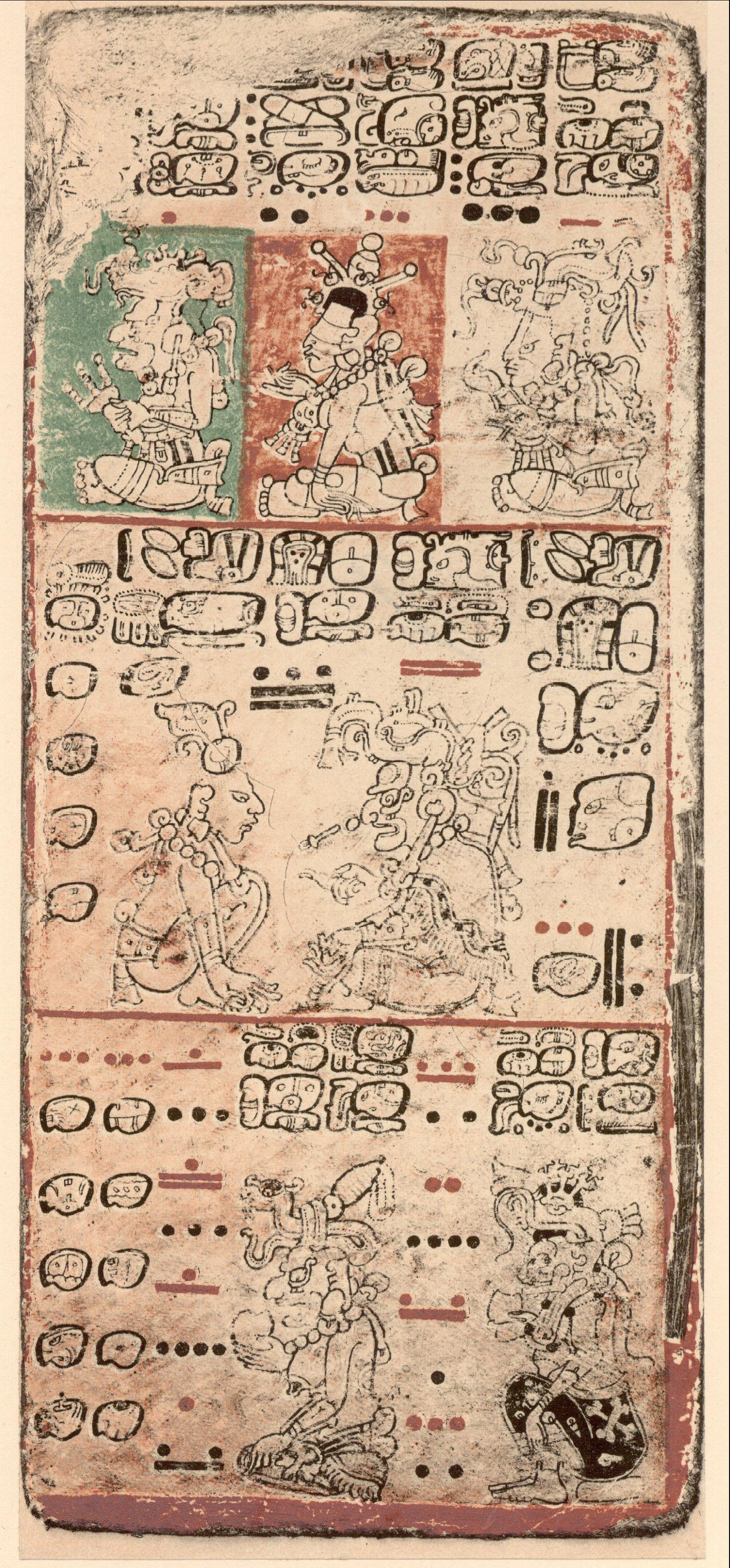
Painting from a Maya codex
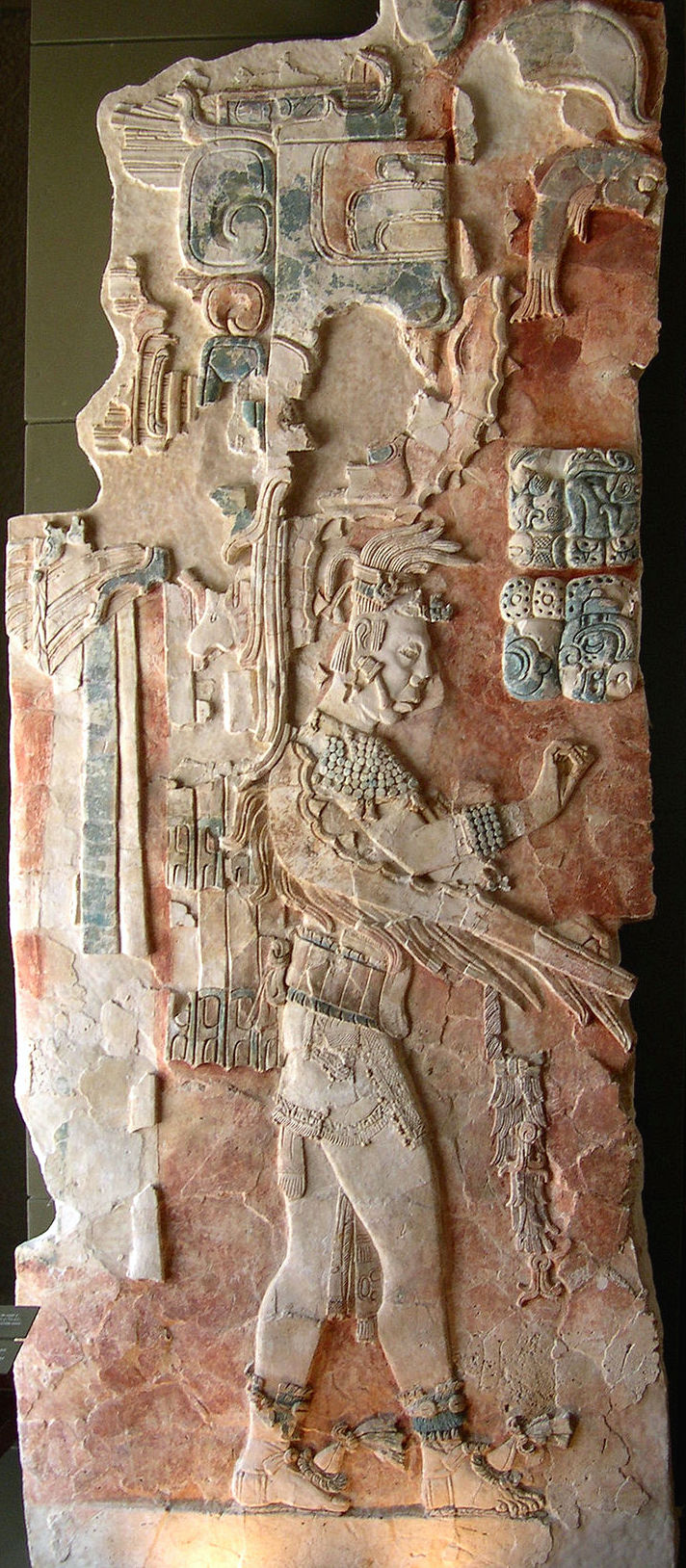
Painted relief of the Maya site Palenque, featuring the son of K'inich Ahkal Mo' Naab' III (678–730s?, r. 722–729).
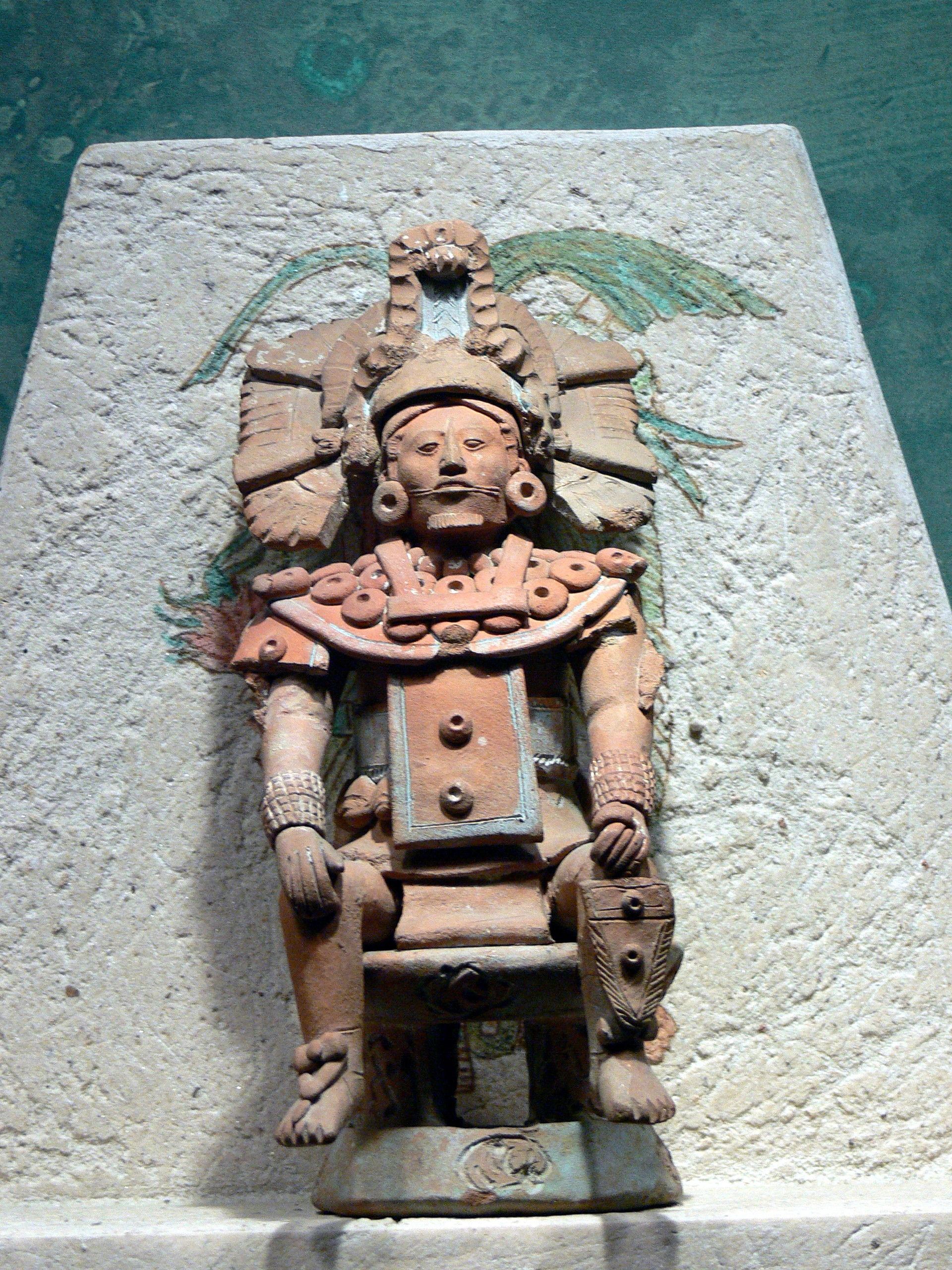
Painted pottery figurine of a drunkard from the burial site at Jaina Island, Mayan art, 400–800 AD.
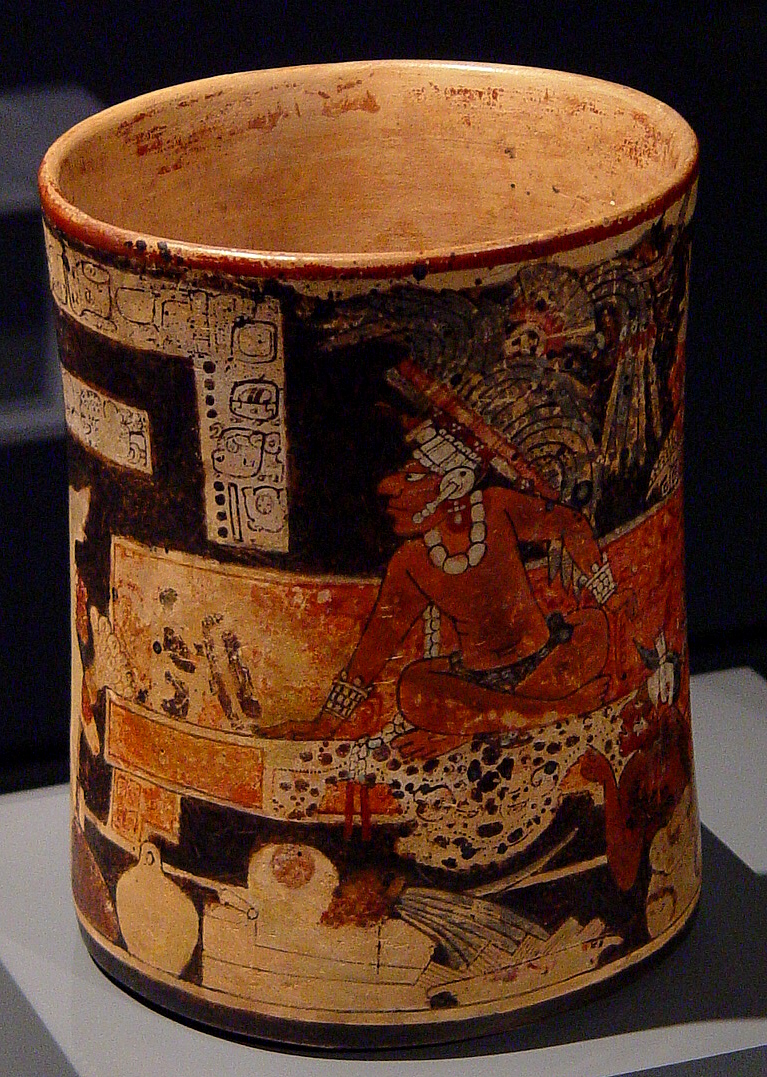
Painting on the Lord of the jaguar pelt throne vase, a scene of the Maya court, 700–800 AD.
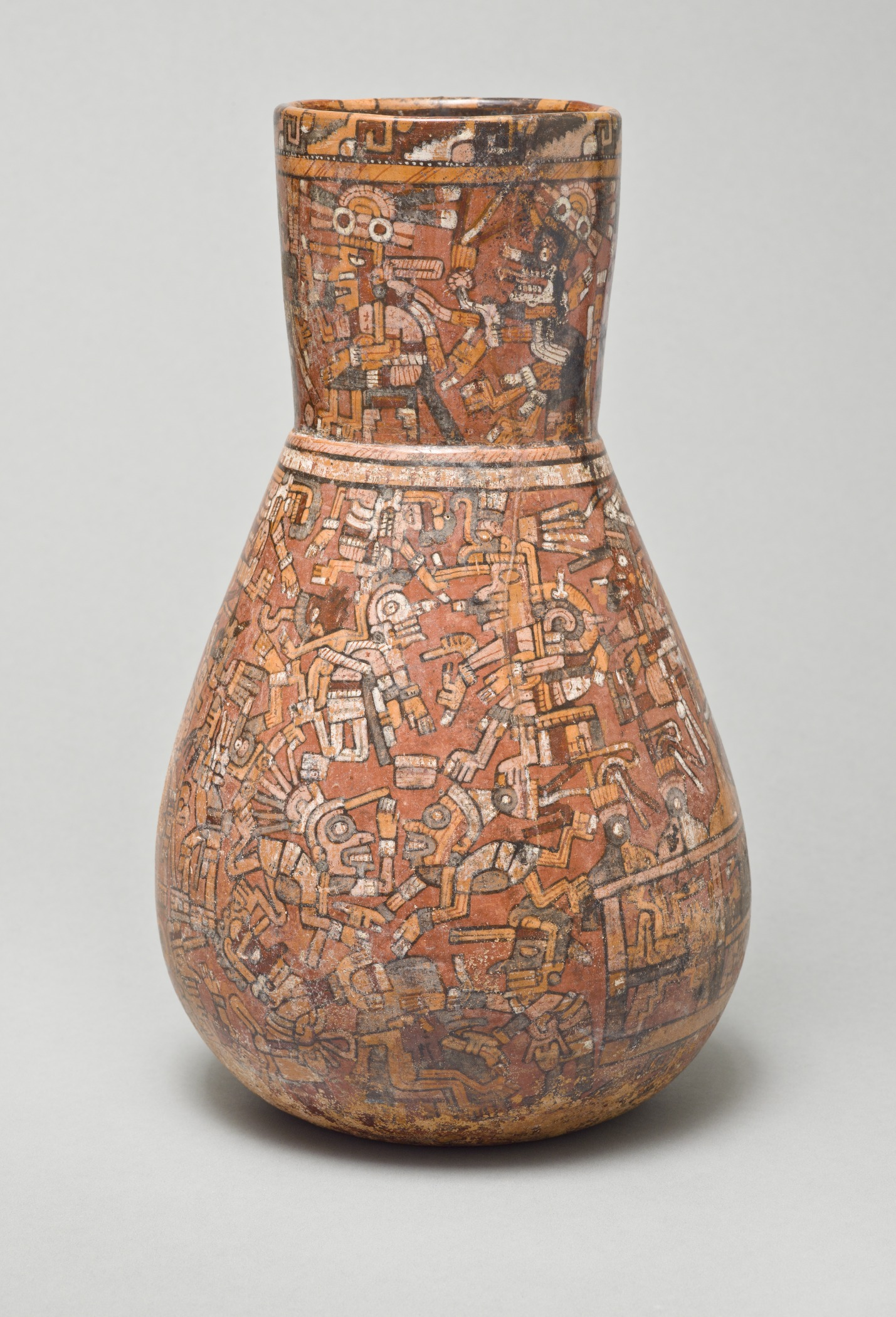
Mixtec ceramic codex style
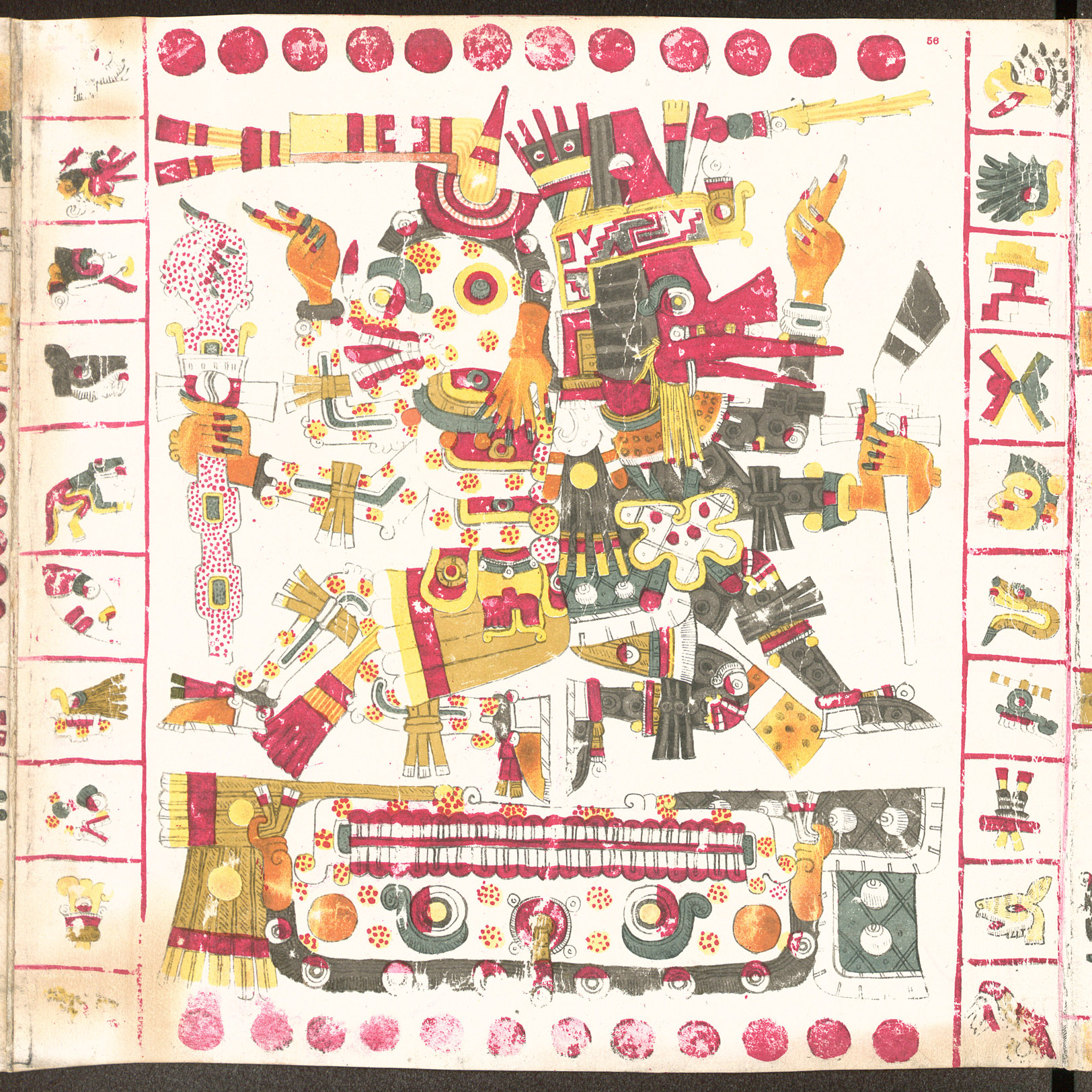
An Aztec painting from the Codex Borgia
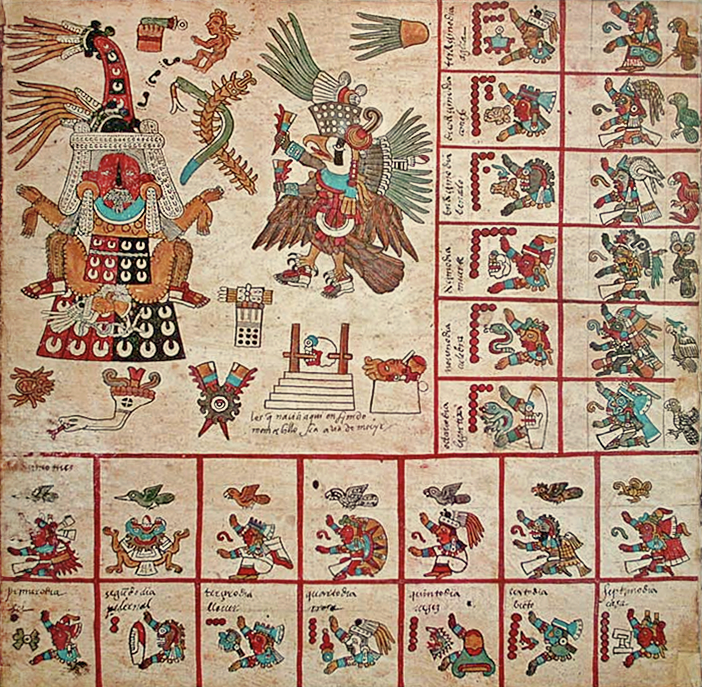
An Aztec painting from the Codex Borbonicus
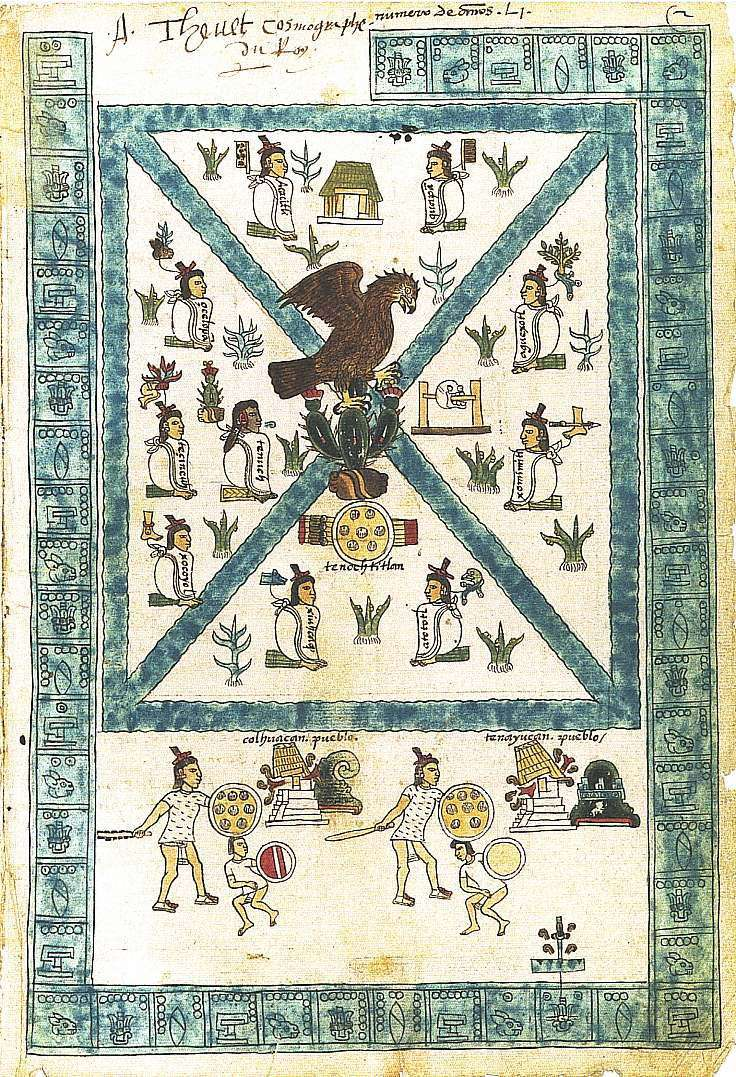
A painting from Codex Mendoza, Mexico, c.1553

### Nam Mỹ

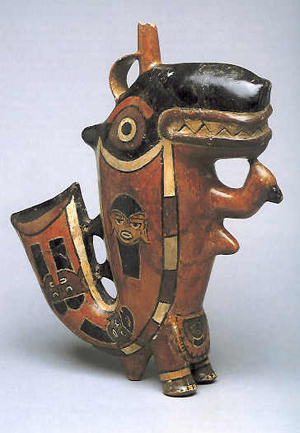
Killer Whale, painted pottery, Nazca culture, 300 BC–800 AD, Larco Museum. Lima, Peru
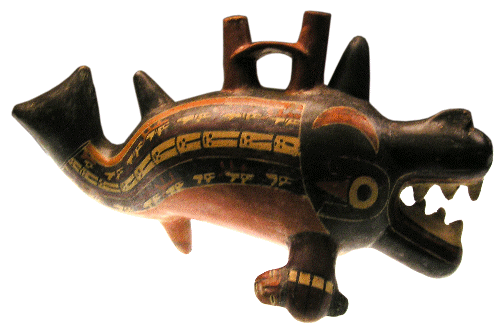
Painted pottery from the Nazca culture of Peru, 300 BC–800 AD
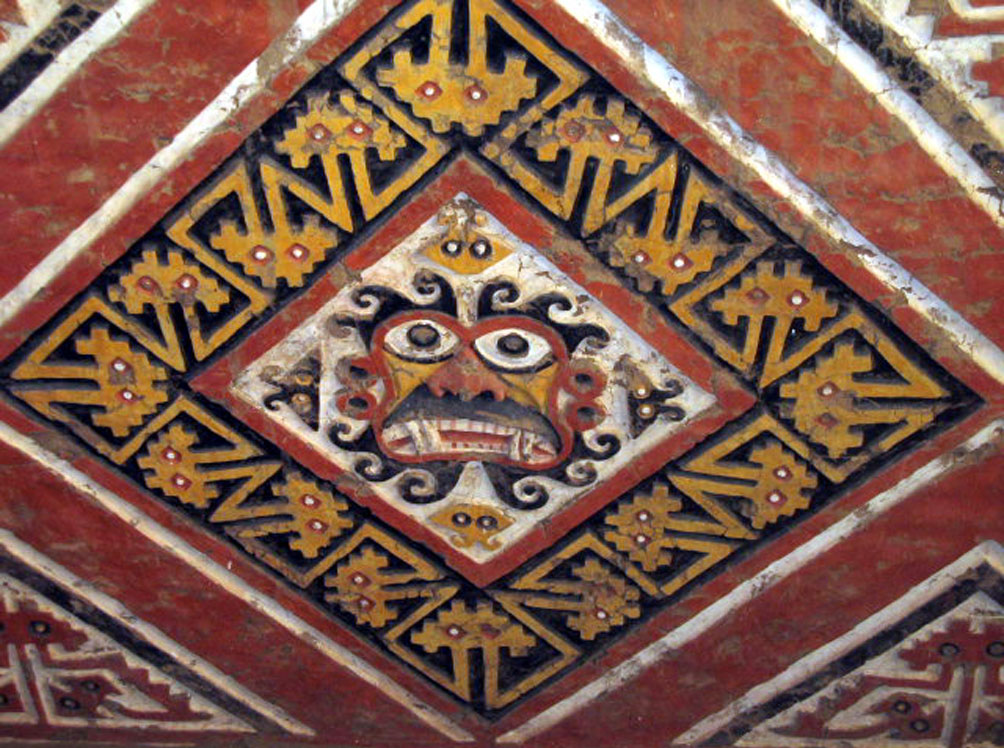
A Moche mural of a decapitator from the Huaca de la Luna site, Peru, 100–700 AD.
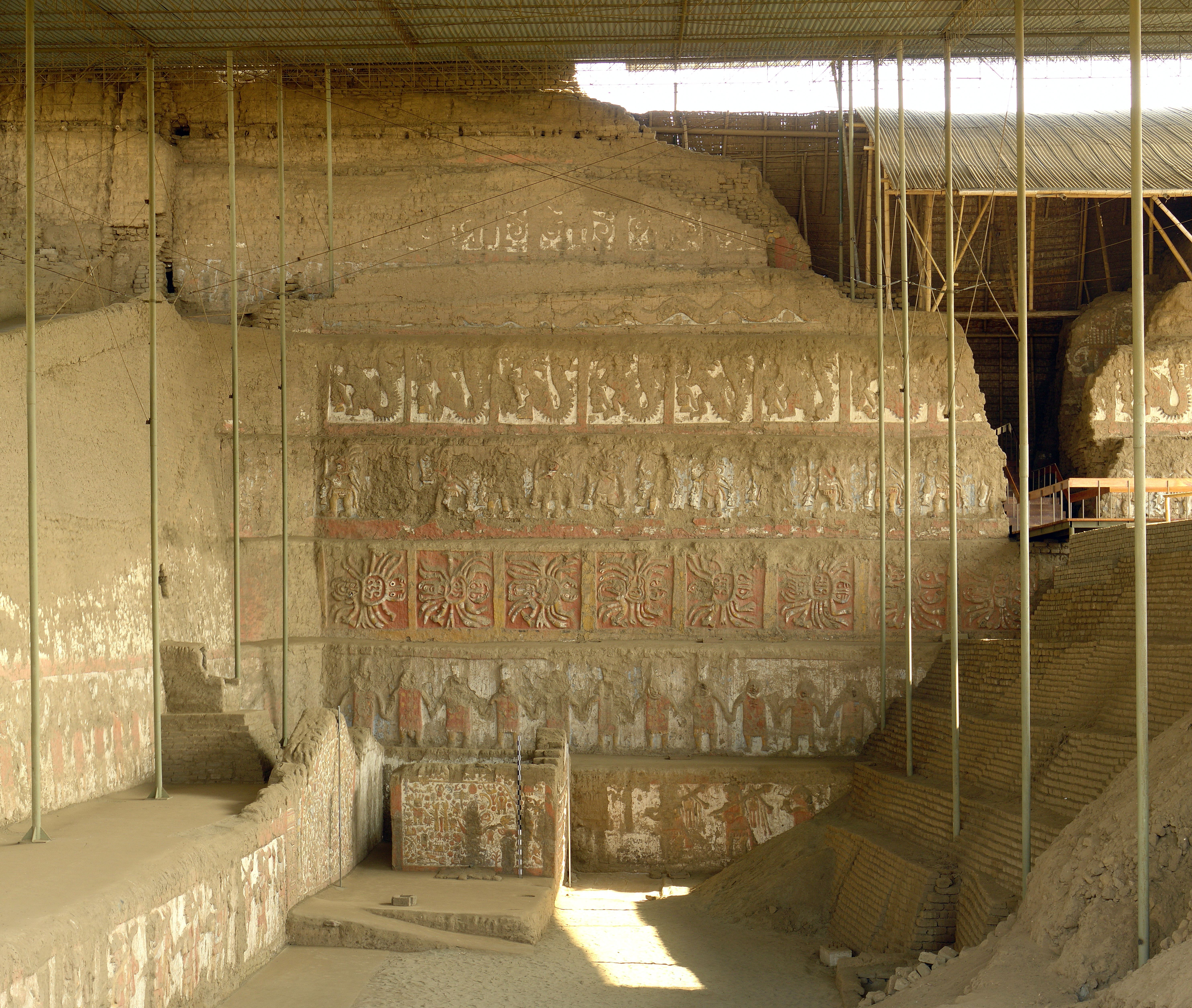
Moche murals from the Huaca de la Luna site, Peru, 100–700 AD.
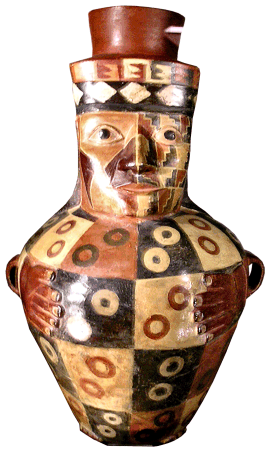
Painted pottery from the Huari culture of Peru, 500–1200 AD
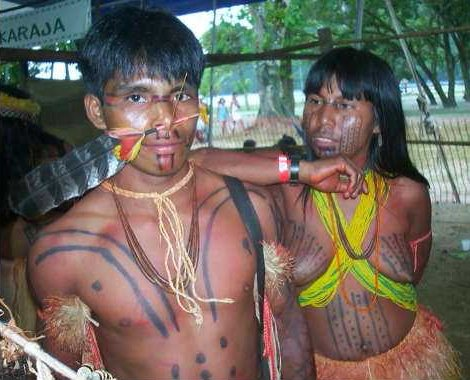
Body painting, Indigenous peoples in Brazil, a Brazilian Indian couple, c.2000

### Bắc Mỹ

#### Hoa Kỳ

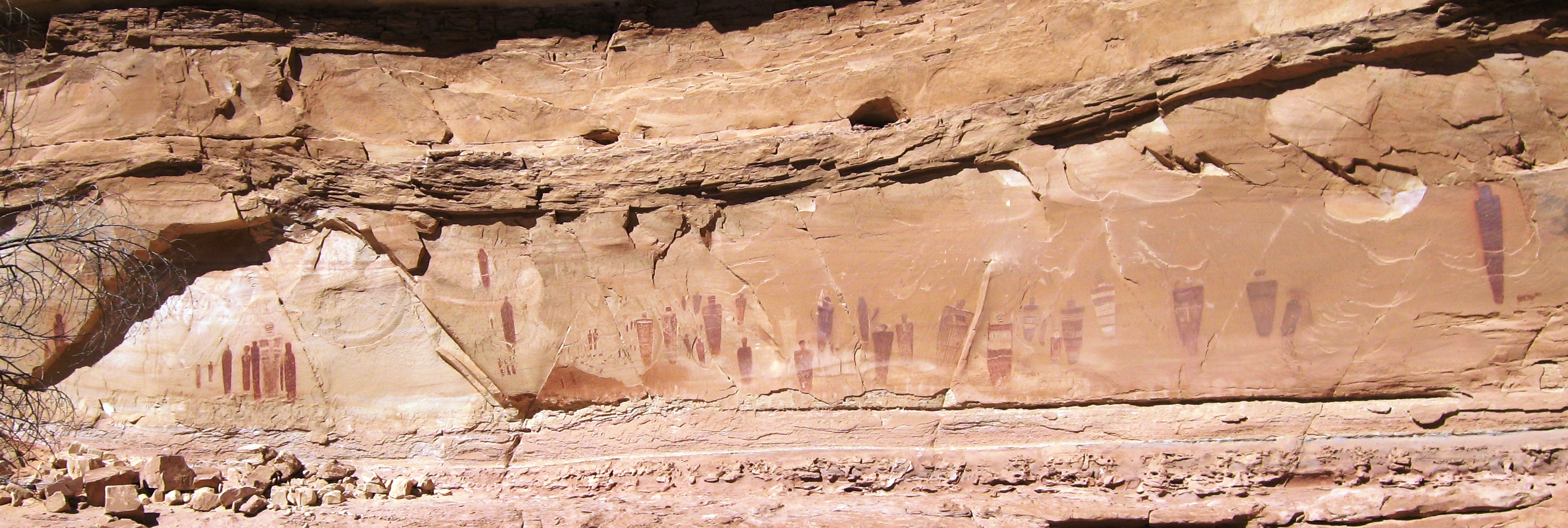
The Great Gallery, Pictographs, Canyonlands National Park, Horseshoe Canyon, Utah, 15 by 200 feet (4.6 by 61.0 m), c. 1500 BCE
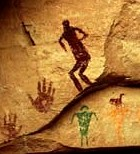
Pictograph, southeastern Utah, c. 1200 BC Pueblo culture
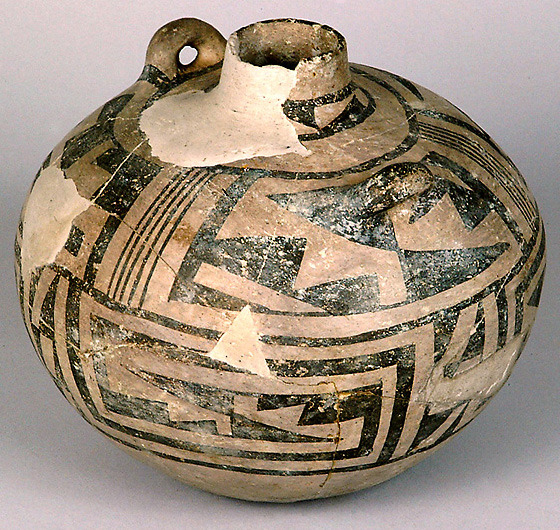
Painted pottery, Anasazi, North America: A canteen (pot) excavated from the ruins in Chaco Canyon, New Mexico, c. 700 AD–1100 AD
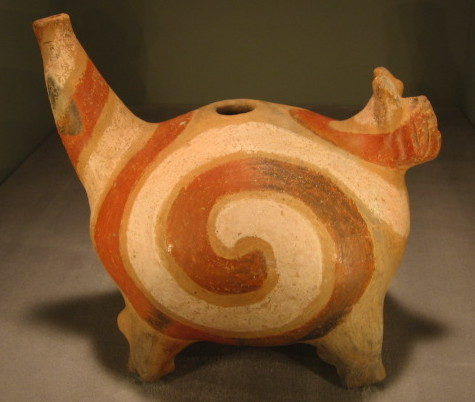
Painted ceramic jug showing the underwater panther from the Mississippian culture, found at Rose Mound in Cross County, Arkansas, c. 1400–1600.
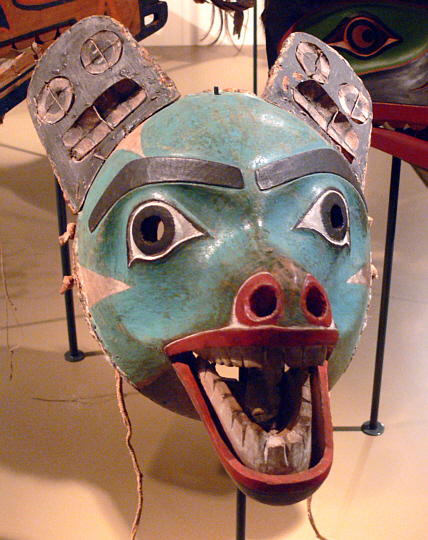
A Haida wolf mask, 1880.
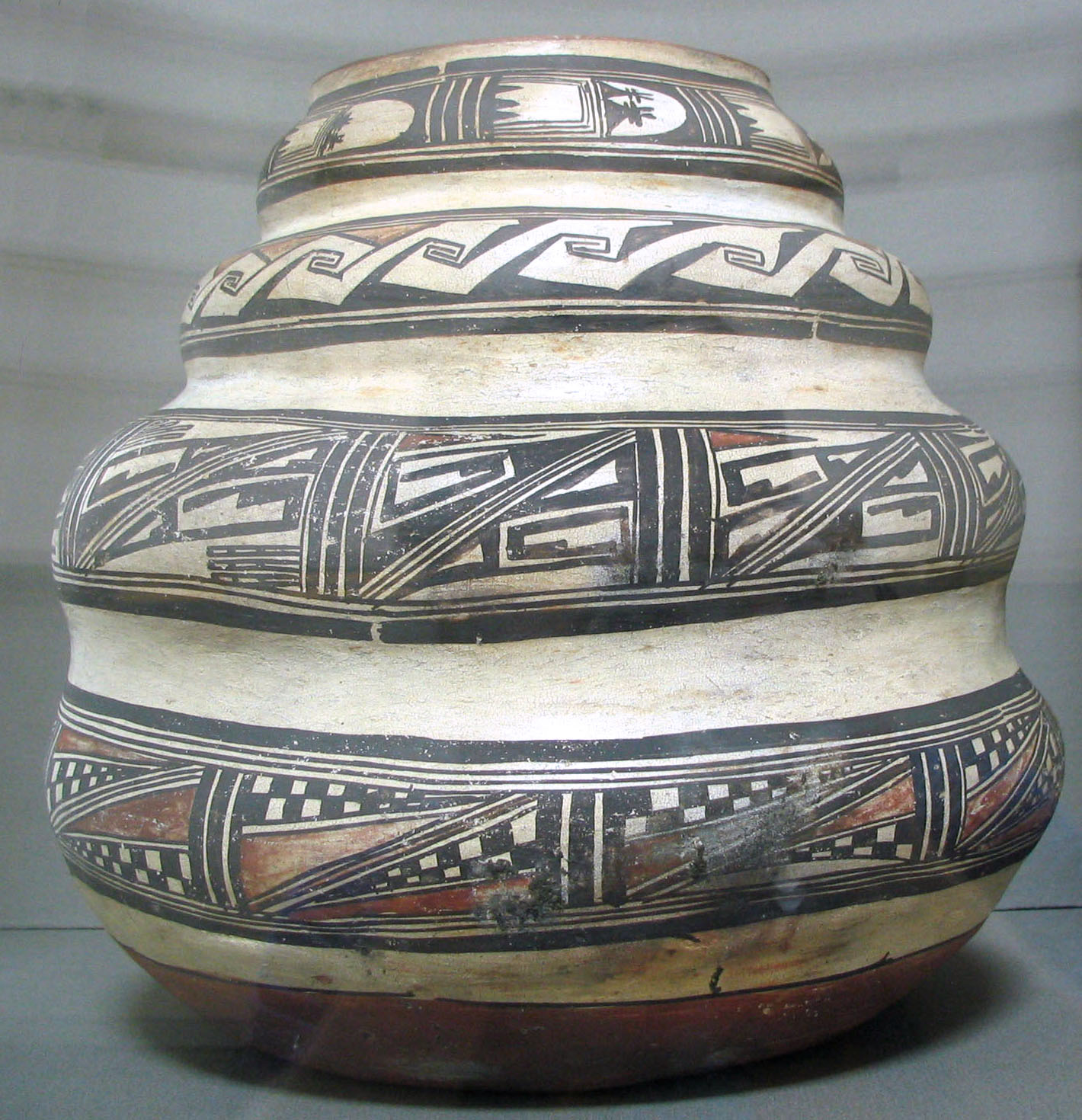
A Hopi jar by Nampeyo (c.1860–1942), made in Arizona, 1880.
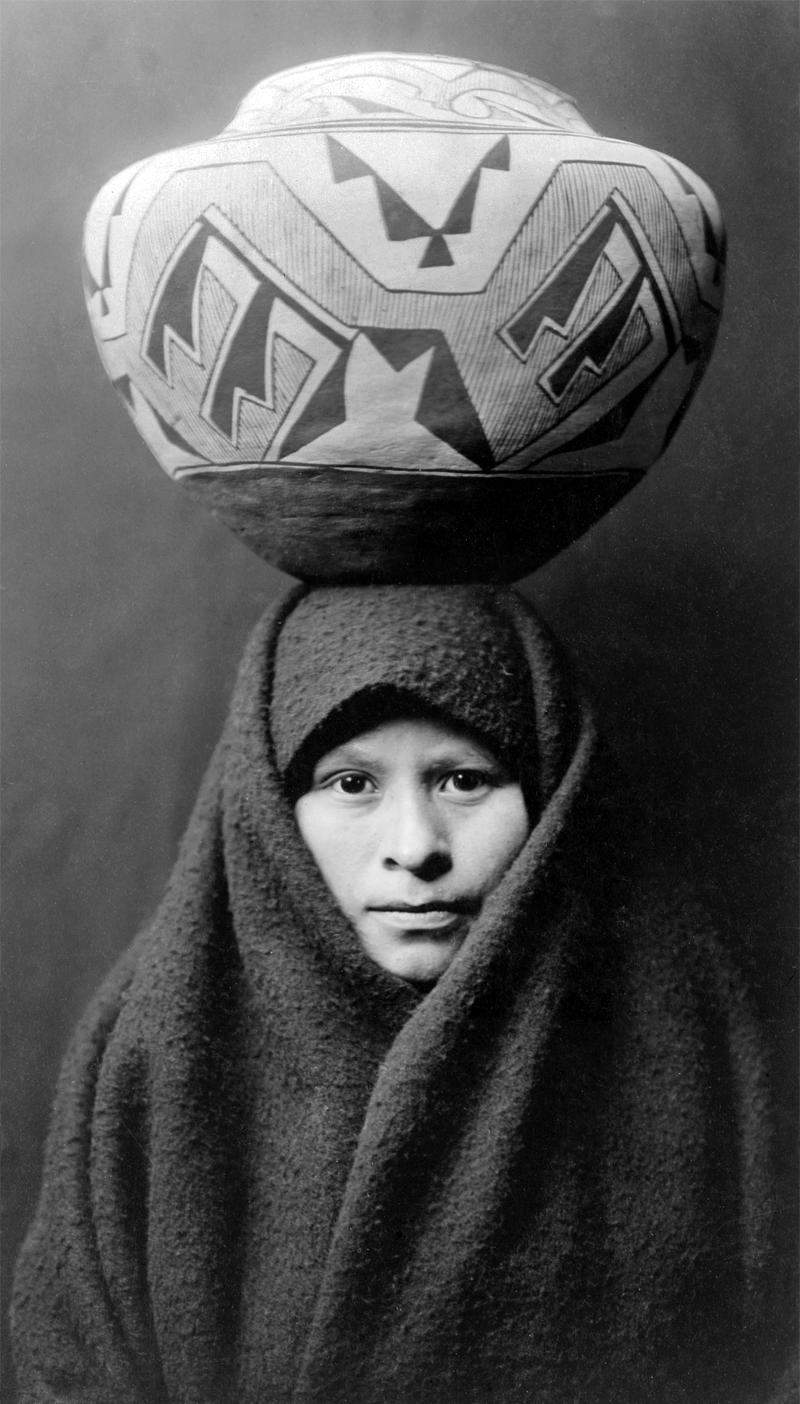
A girl from the Zuni tribe of New Mexico with a painted pottery jar, photographed in c. 1903.
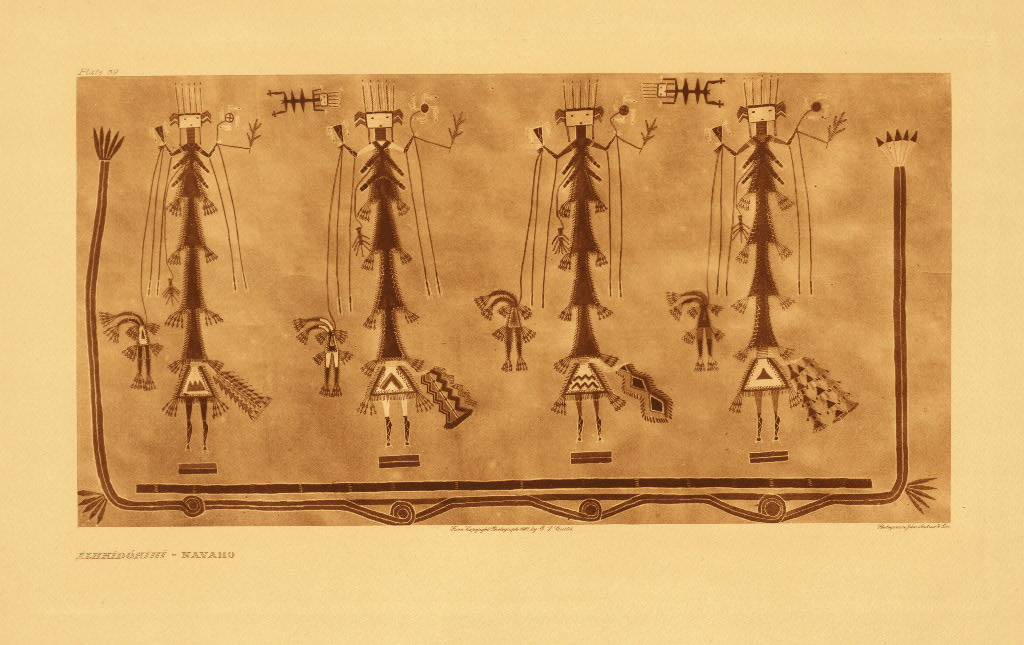
Edward S. Curtis, Navajo sandpainting, sepia photogravure c. 1907
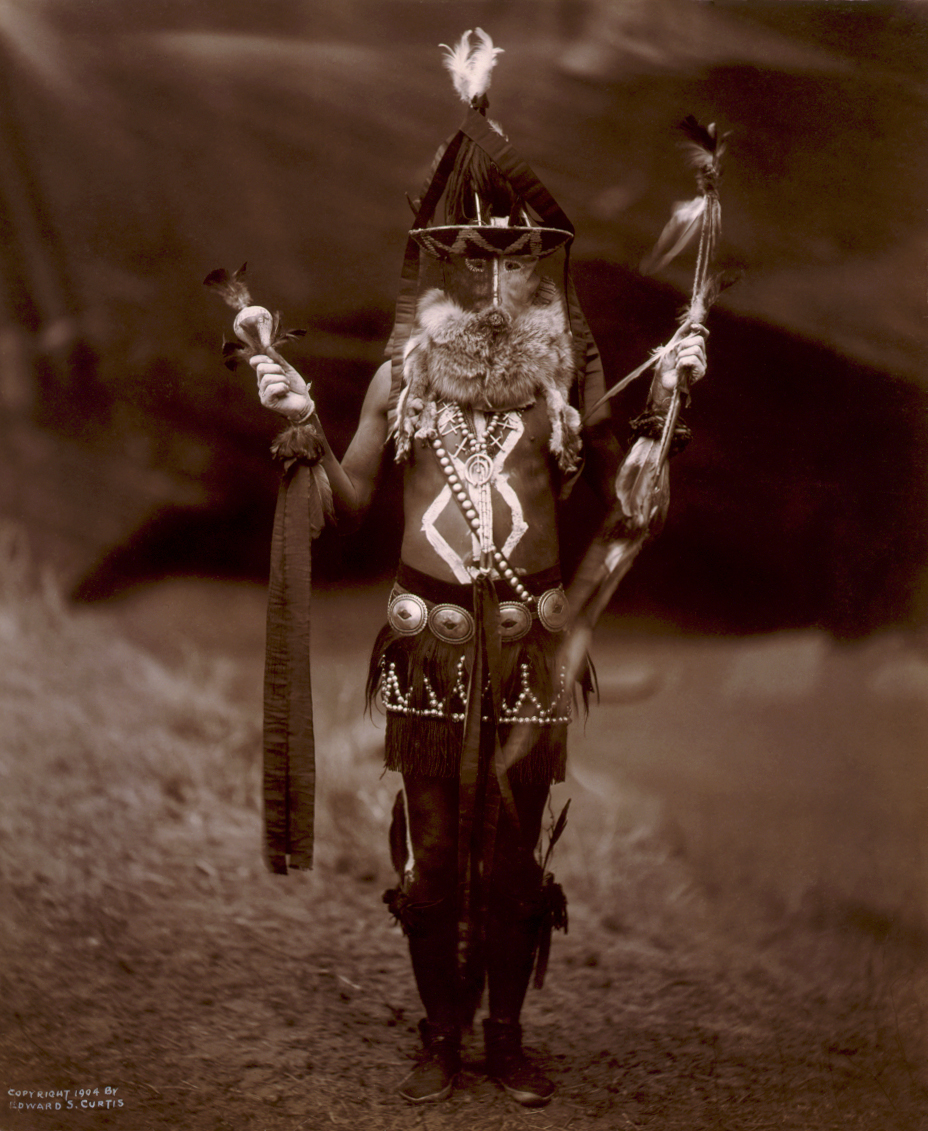
Navajo man in ceremonial dress with mask and body paint, c. 1904
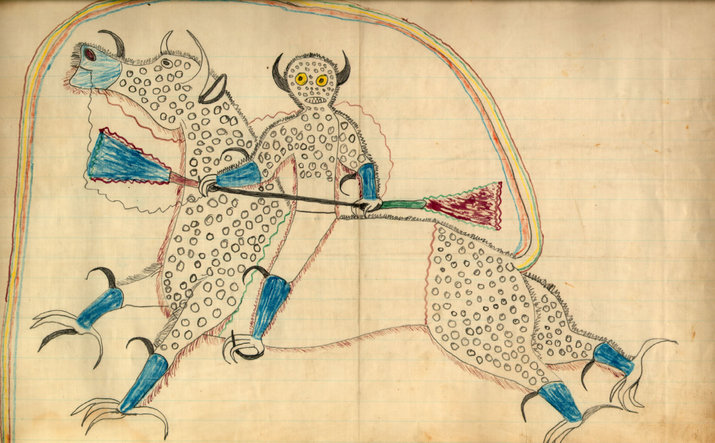
Ledger art of Haokah (ca. 1880) by Black Hawk (Lakota).
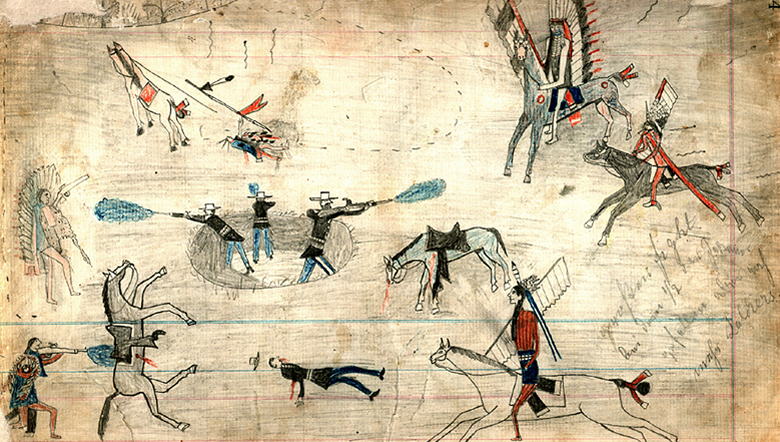
Kiowa ledger art, possibly of the 1874 Buffalo Wallow battle, Red River War.
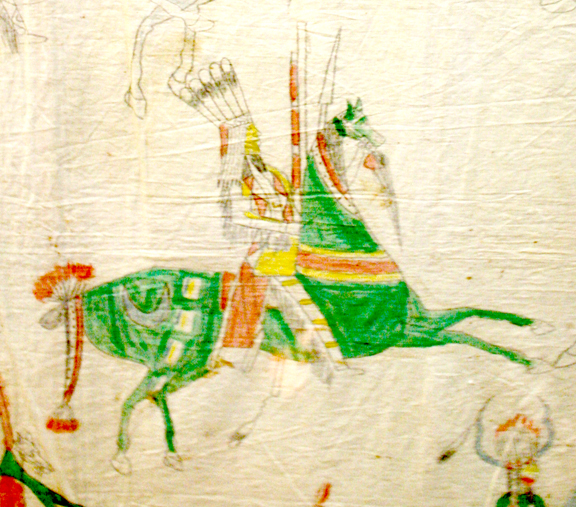
Detail of ledger painting on muslin by Silver Horn (1860–1940), ca. 1880, Oklahoma History Center
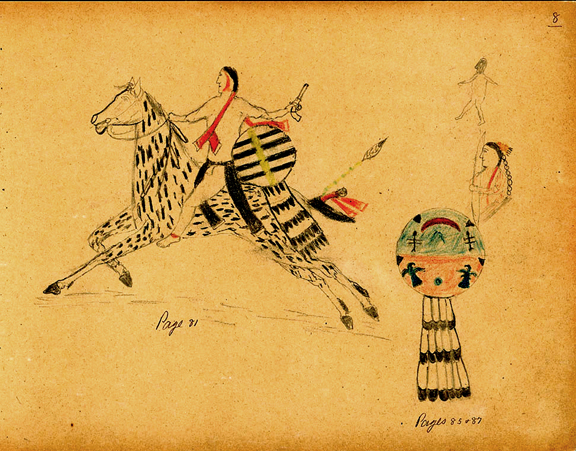
Work on Paper, by Arapaho painter, Carl Sweezy (1881–1953), 1904
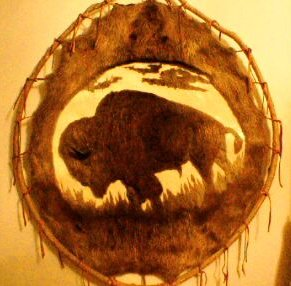
An Uncompaghre Ute, Shaved Beaver Hide Painting. The Northern Ute would trap beavers, shave images into the animals' stretched and cured hides, and use them to decorate their personal and ceremonial dwellings, c. 19th century.
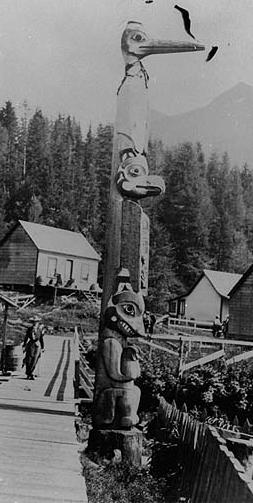
Tlingit totem pole in Ketchikan, Alaska, circa 1901.
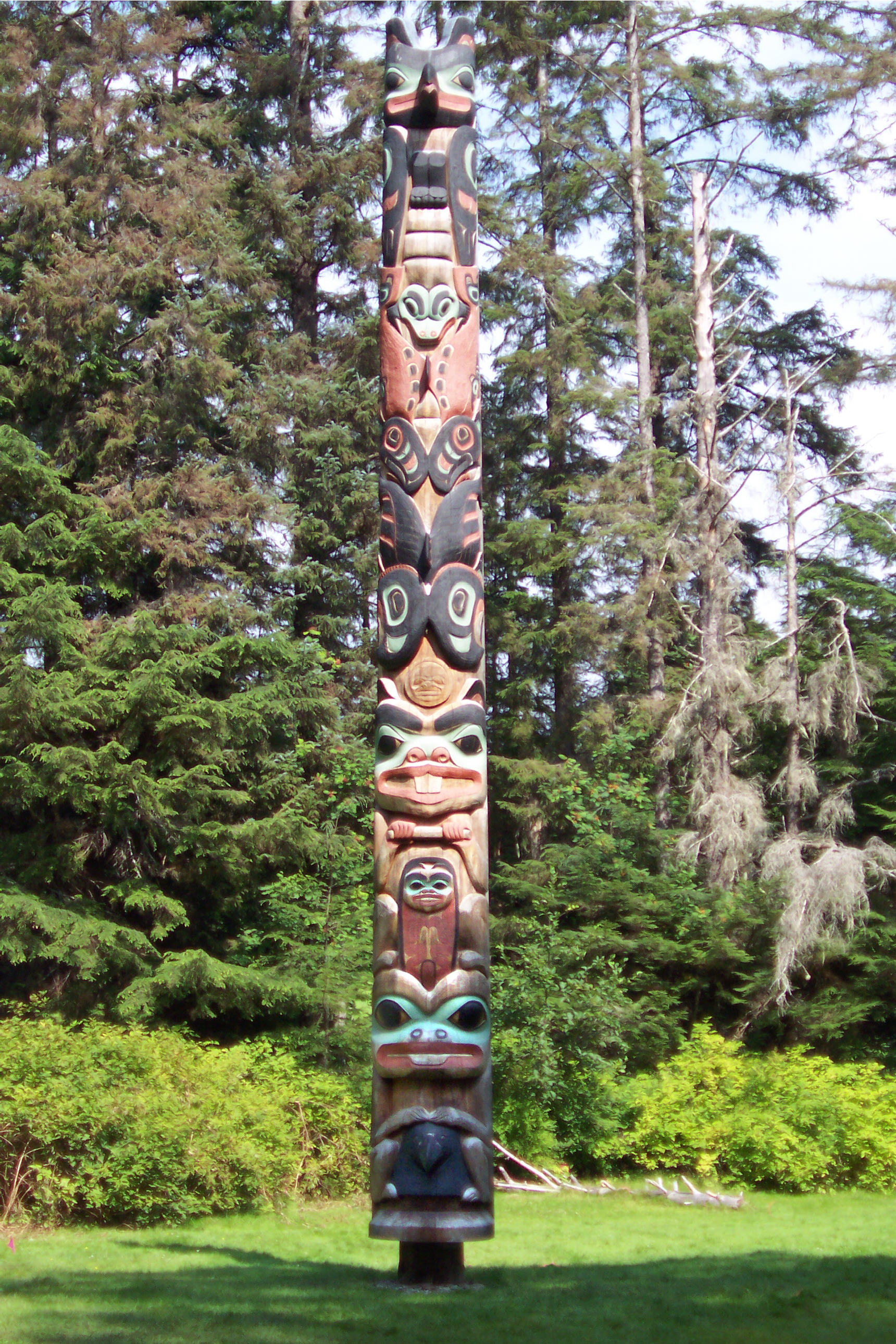
The K'alyaan Totem Pole of the Tlingit Kiks.ádi Clan, erected at Sitka National Historical Park to commemorate the lives lost in the 1804 Battle of Sitka.
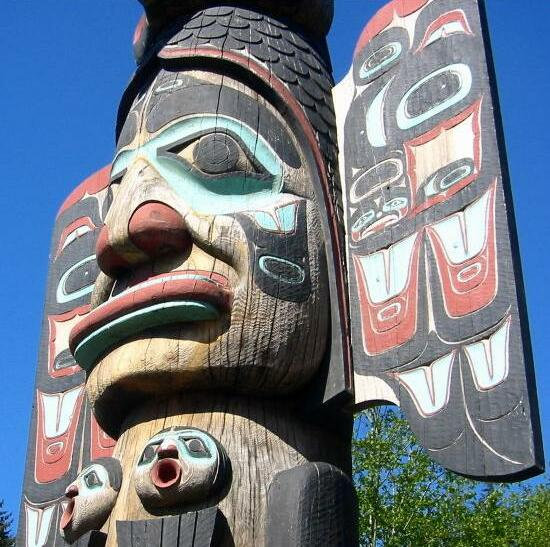
A totem pole in Ketchikan, Alaska, in the Tlingit style.
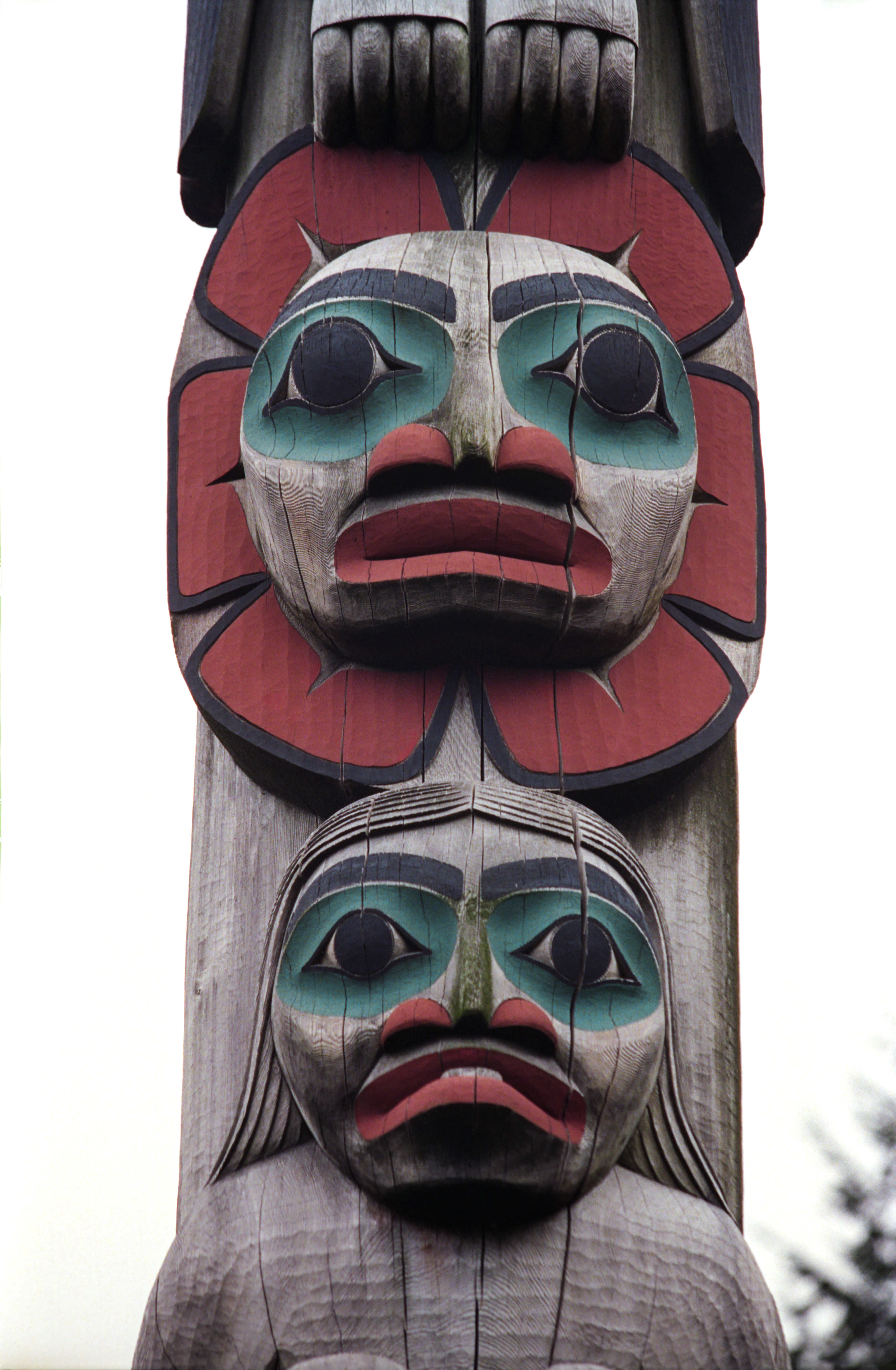
From Saxman Totem Park, Ketchikan, Alaska
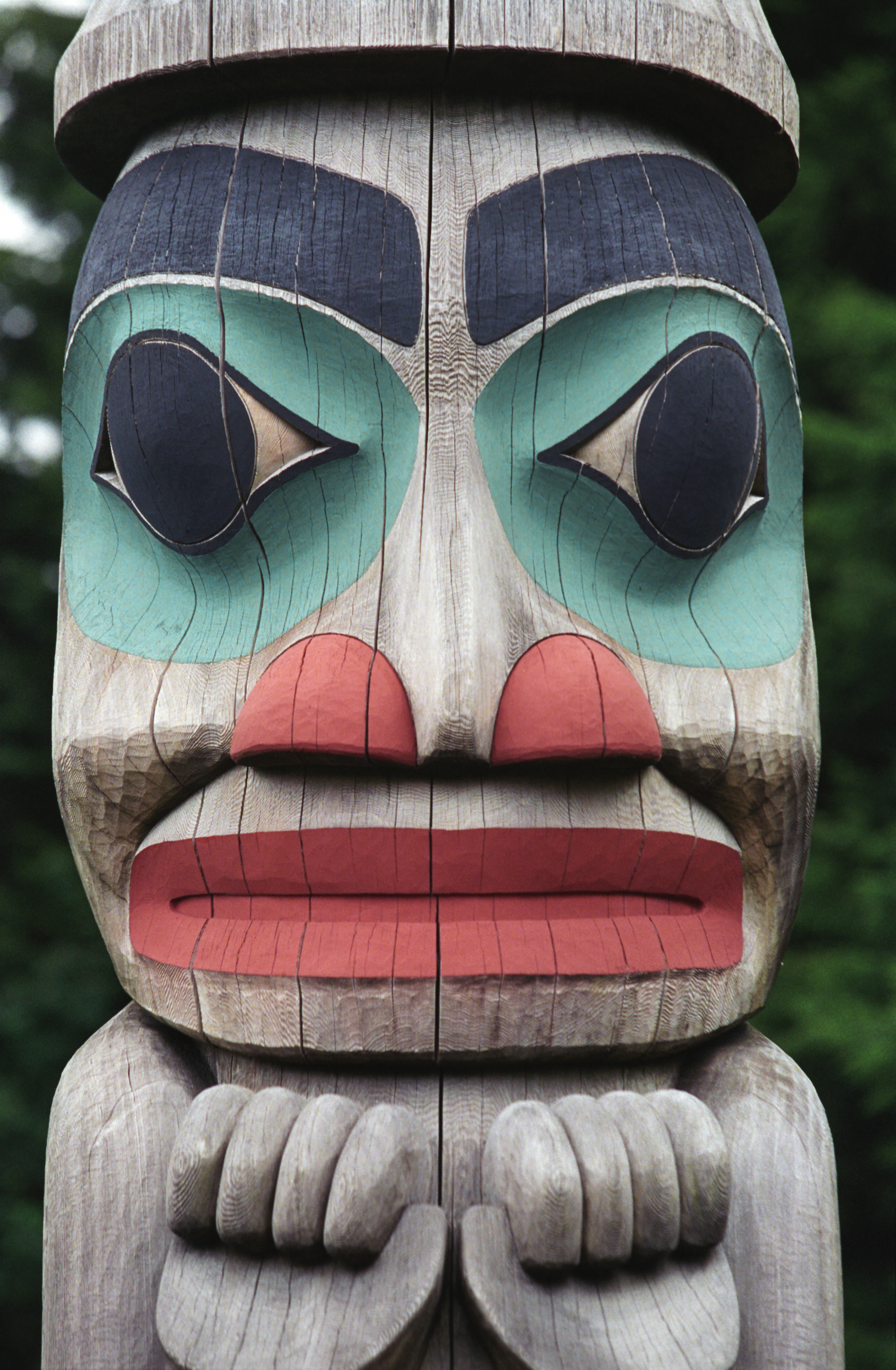
From Saxman Totem Park, Ketchikan, Alaska

#### Canada

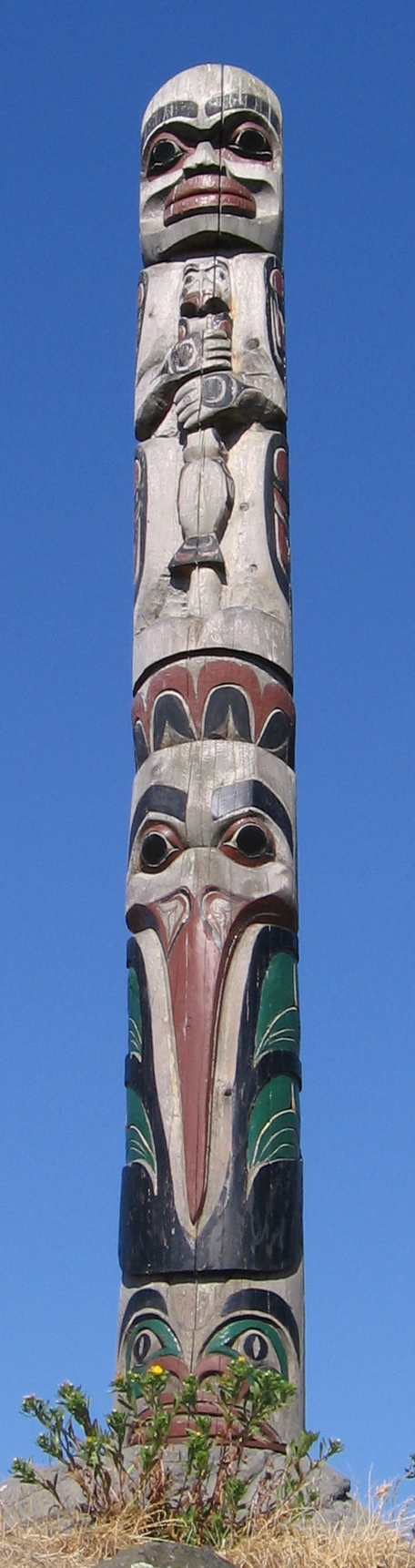
A totem pole in Totem Park, Victoria, British Columbia.
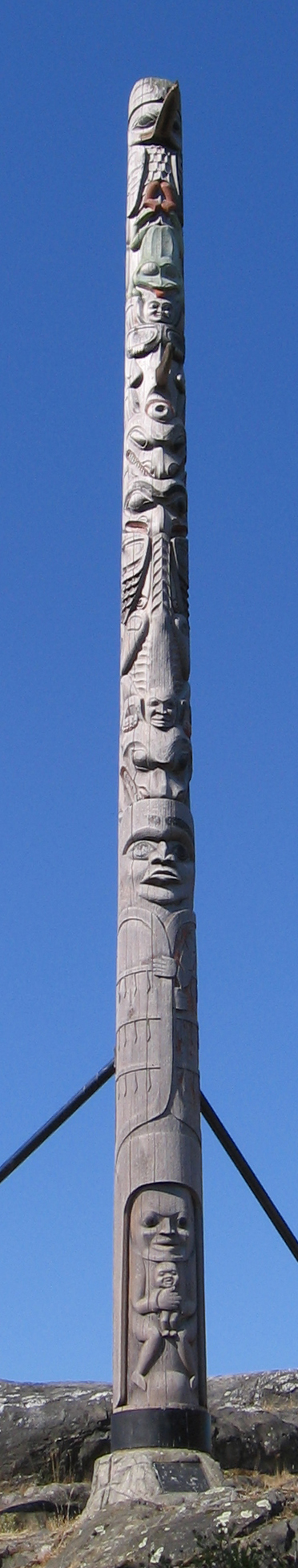
From Totem Park, Victoria, British Columbia.

### Caribbean

Rock petroglyph overlaid with chalk, Caguana Indigenous Ceremonial Center. Utuado, Puerto Rico.Rock petroglyph overlaid with chalk, Caguana Indigenous Ceremonial Center. Utuado, Puerto Rico.

## Hội họa Hồi Giáo

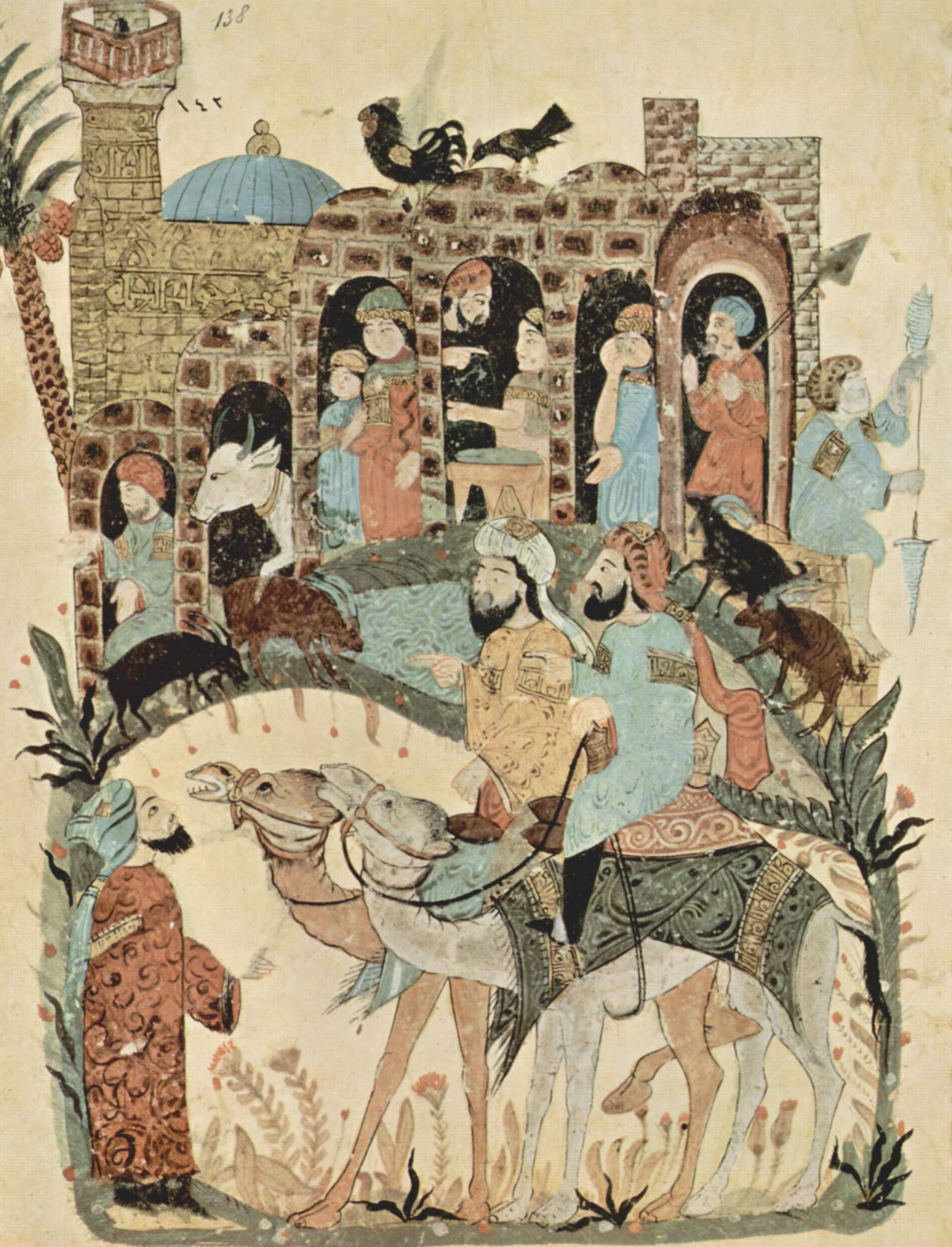
Yahyâ ibn Mahmûd al-Wâsitî, Iraq, 1237
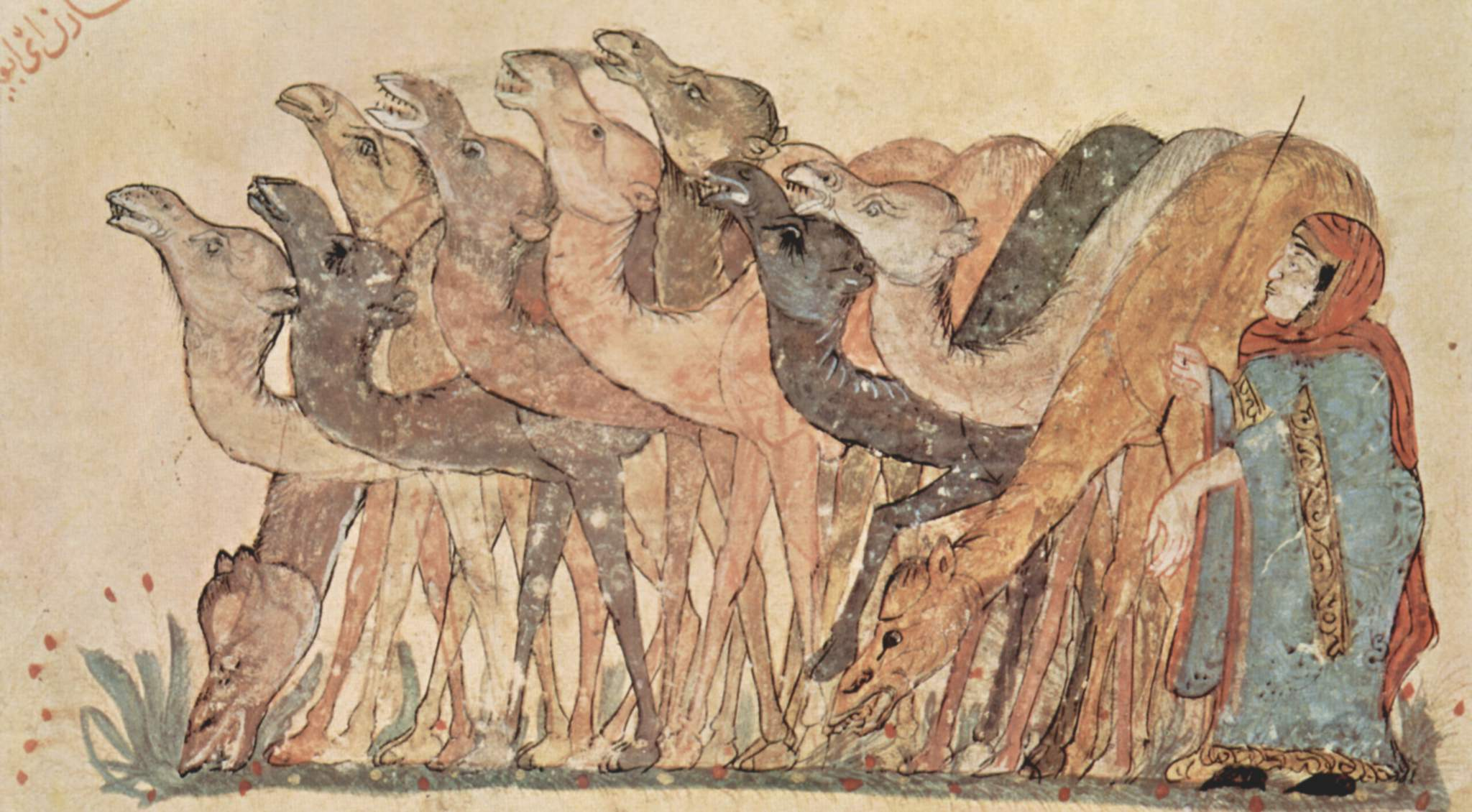
Yahyâ ibn Mahmûd al-Wâsitî, Iraq, 1237
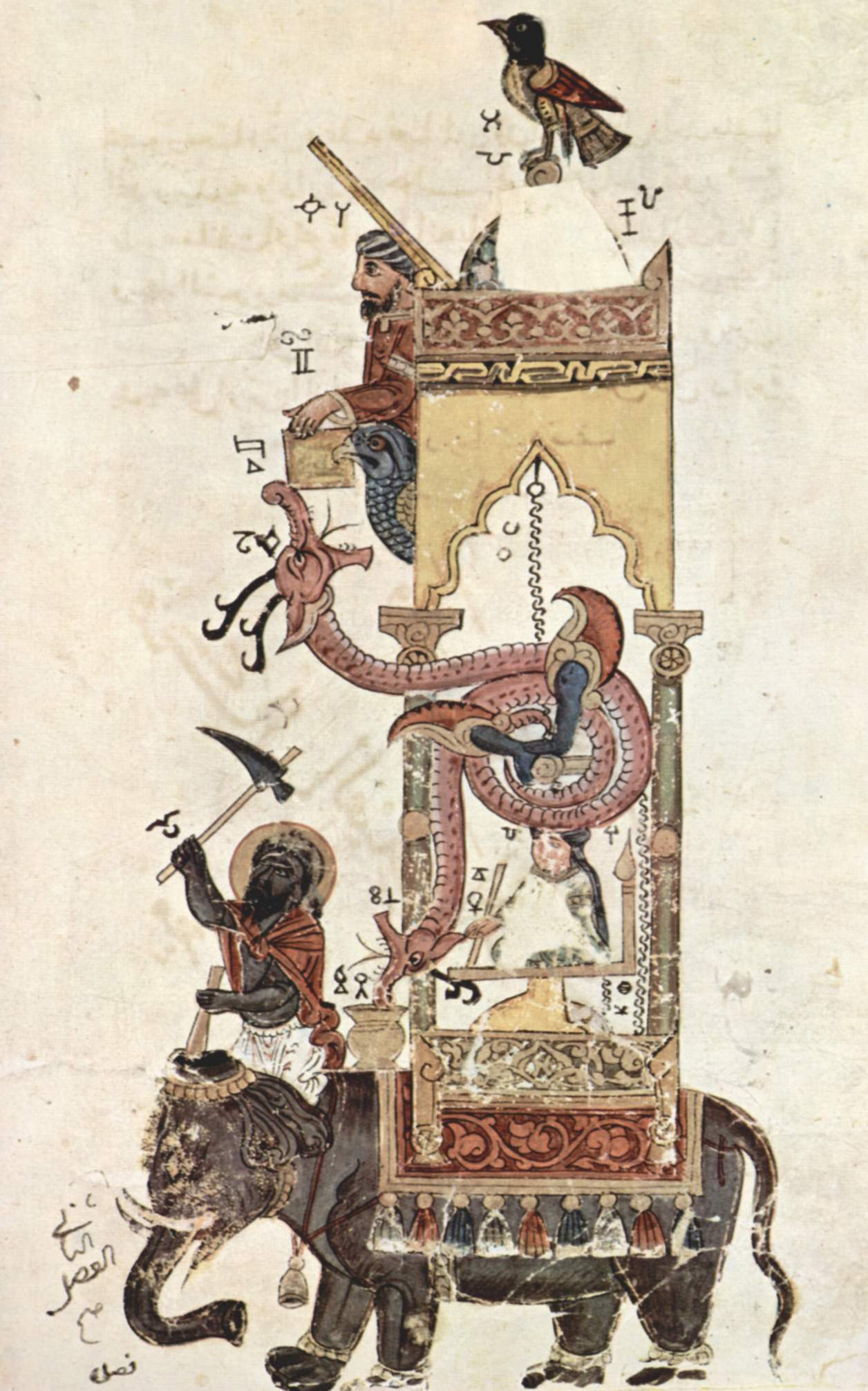
Syrischer Maler, 1315 Metropolitan Museum of Art
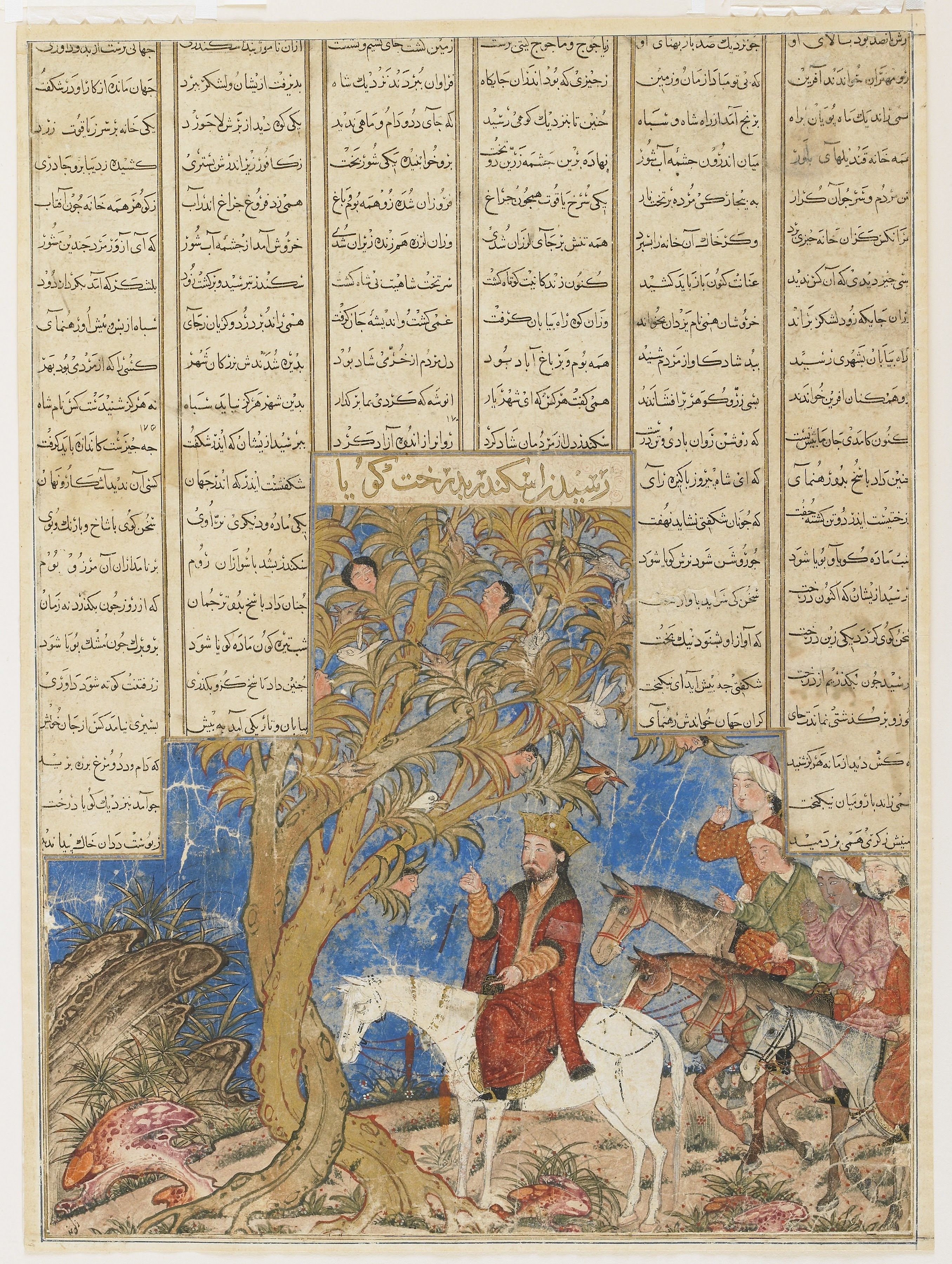
Ilkhanid Shahnameh, ca. 1330–1340, Smithsonian
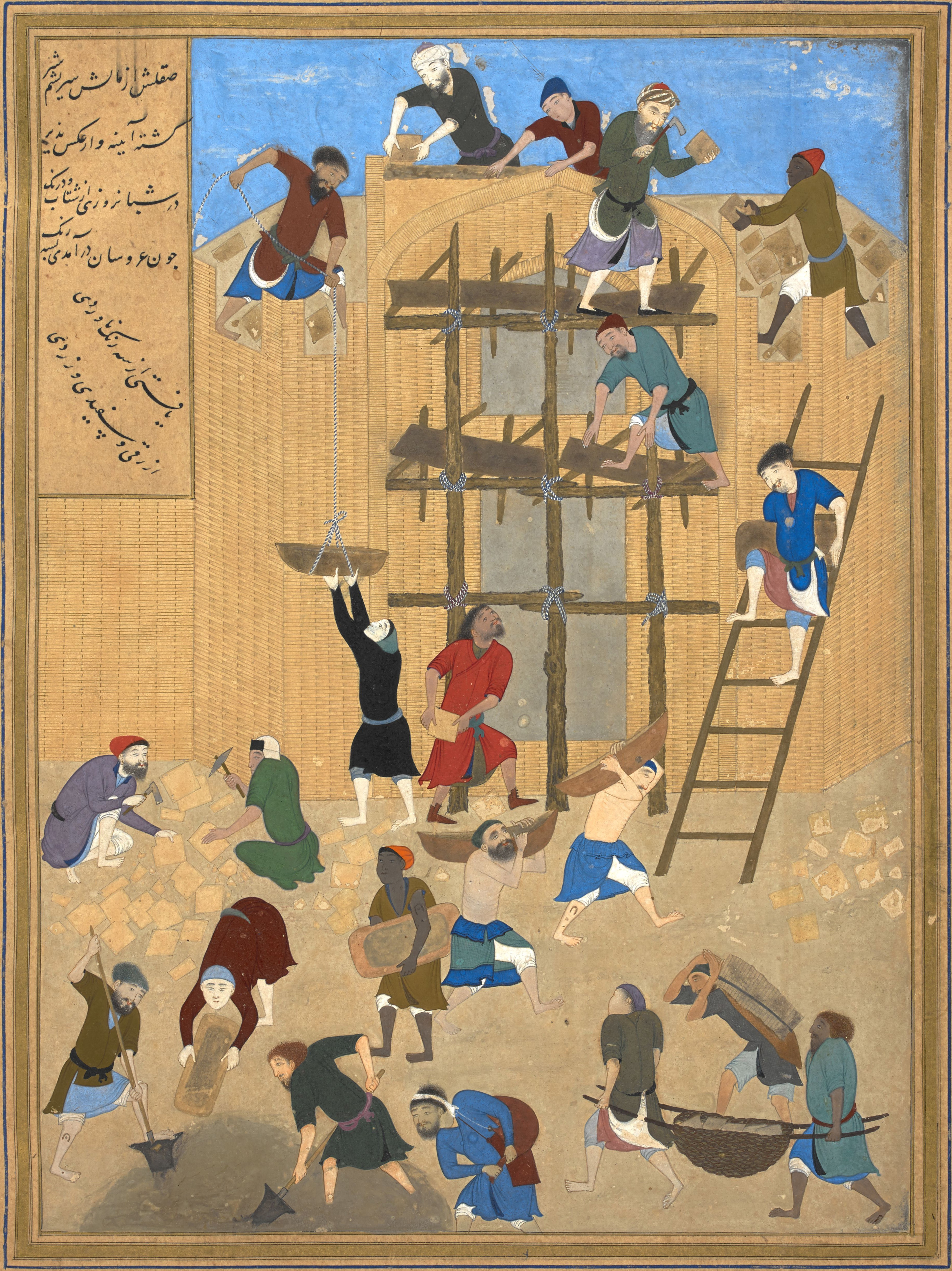
Kamal-ud-din Bihzad (c. 1450 – c. 1535), The construction of castle Khavarnaq (الخورنق) in al-Hira, c. 1494–1495 C.E. British Museum
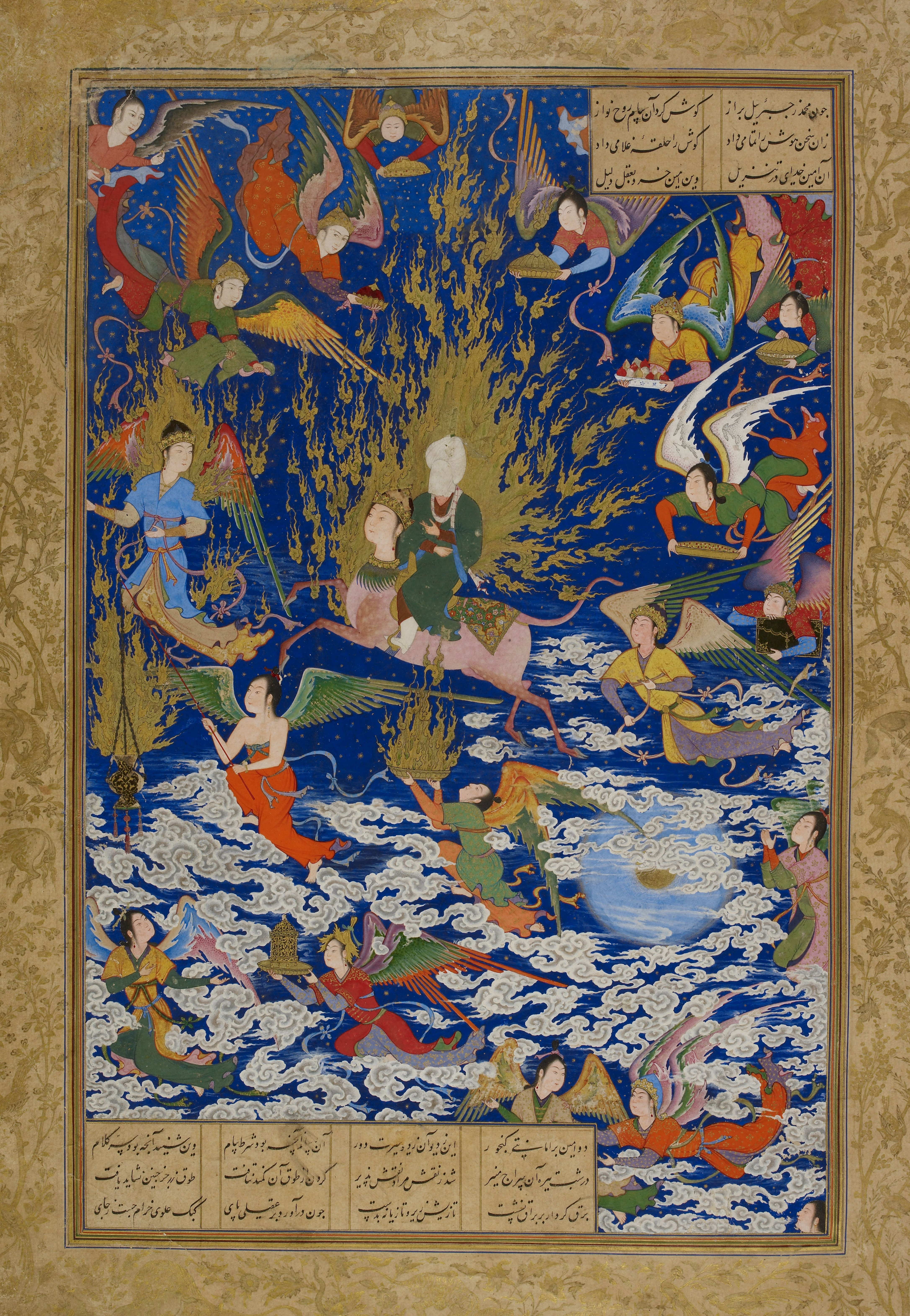
Persian miniature painting, CE 1550
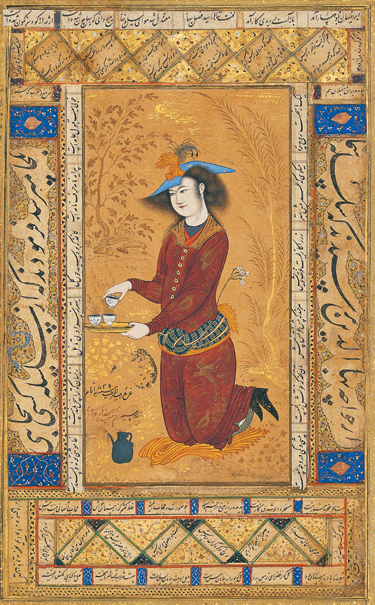
Reza Abbasi, 1609
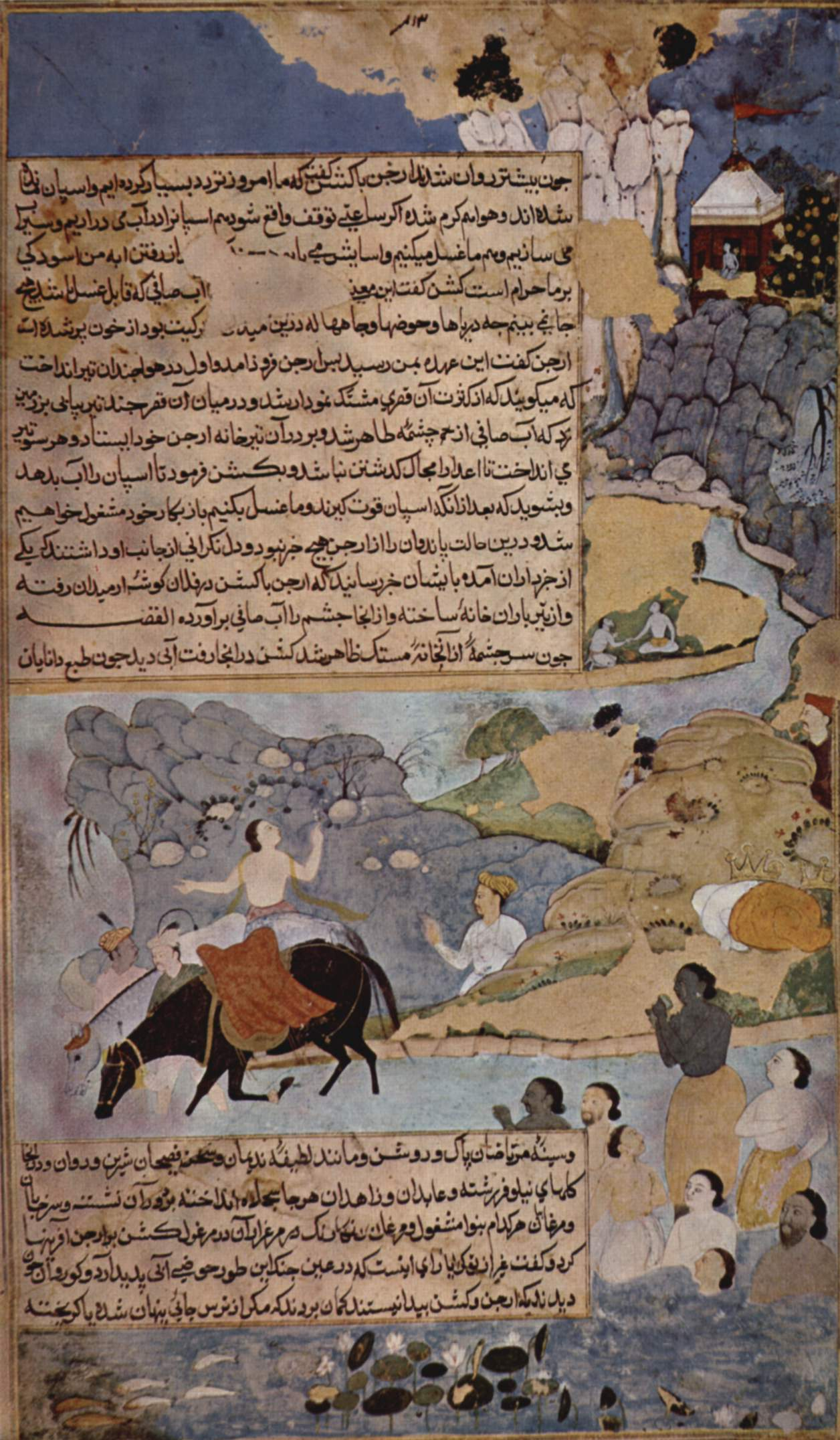
Razmnama, 1616, British Museum
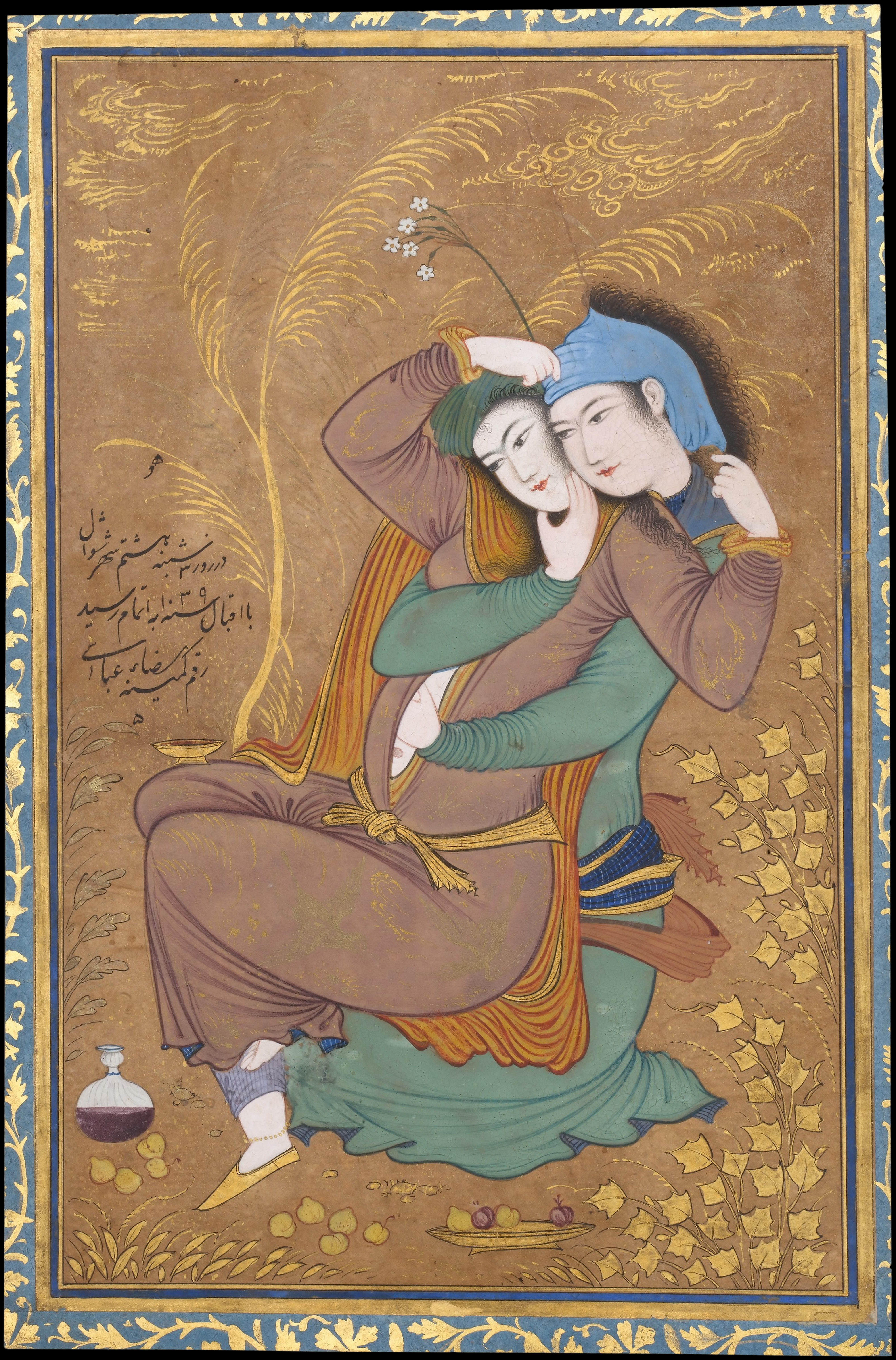
Two Lovers by Reza Abbasi, 1630
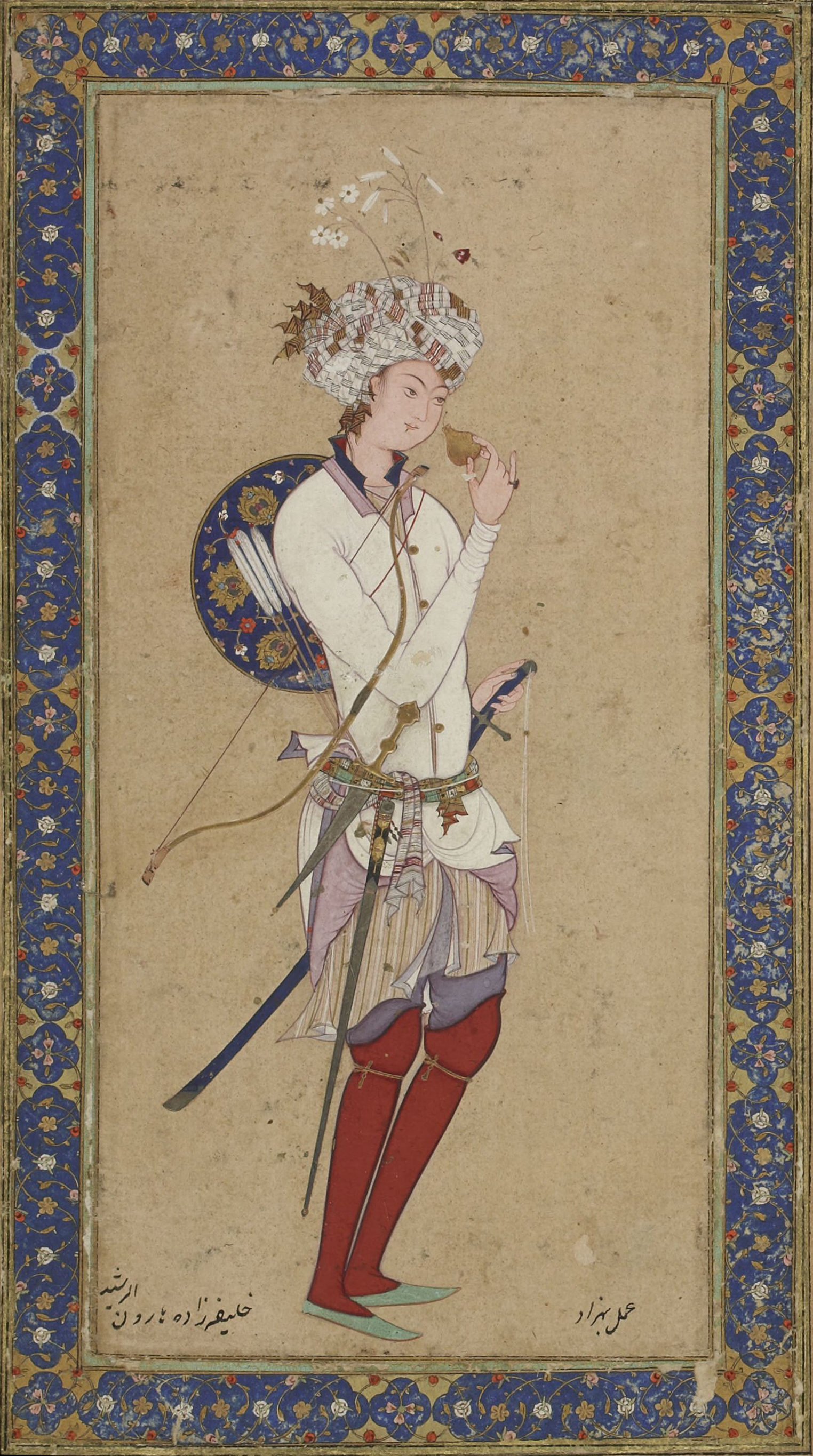
Persian miniature Harun al-Rashid in Thousand and One Nights
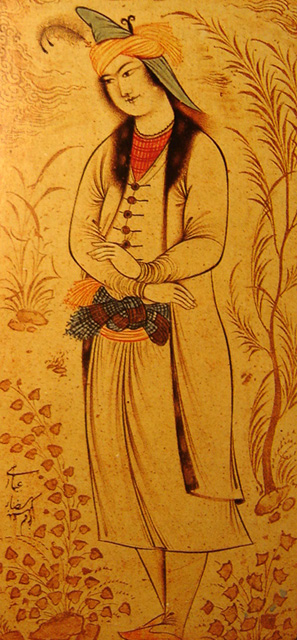
Reza Abbasi (1565–1635), Prince Muhammad-Beik of Georgia, 1620
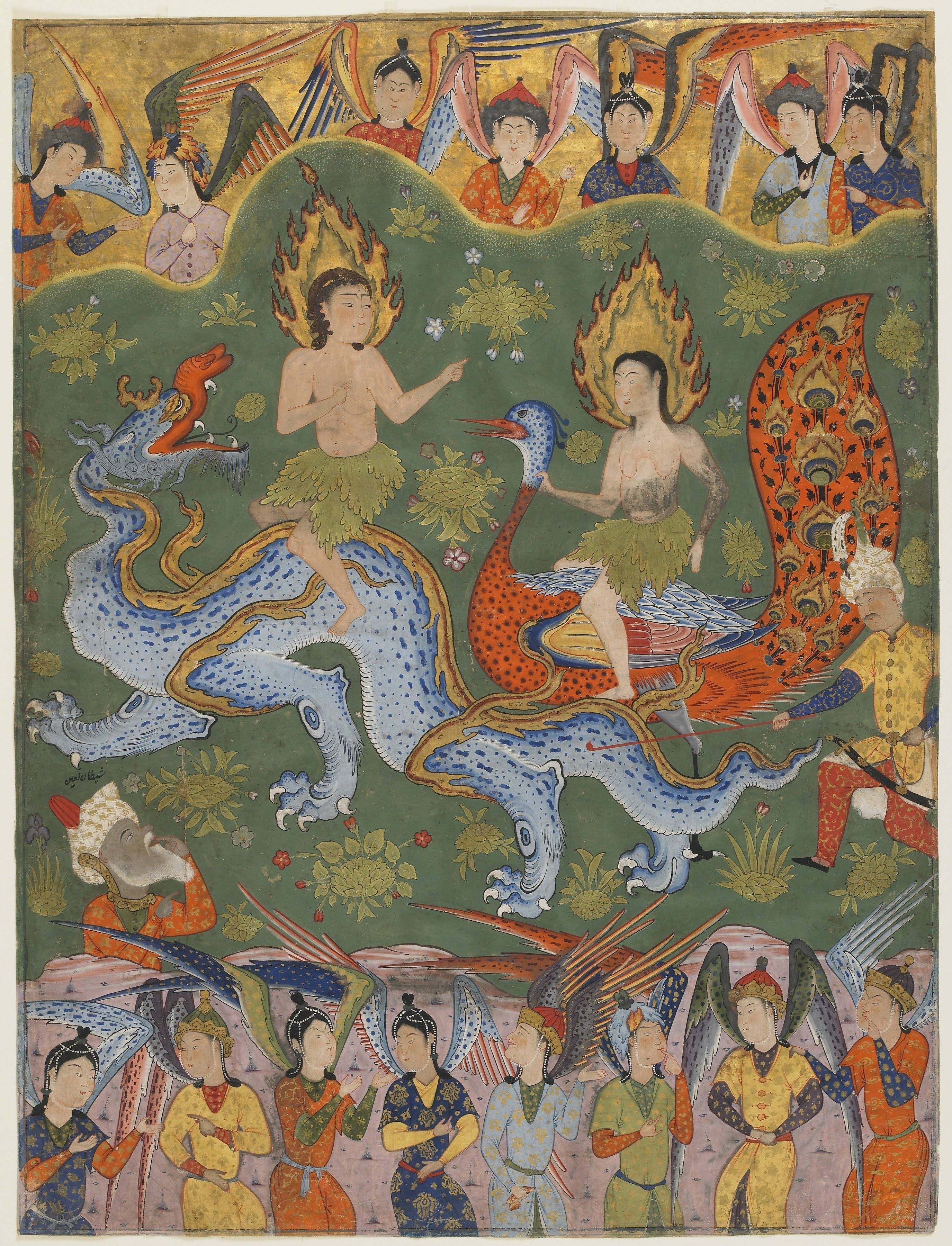
Adam and Eve, Safavid Iran, from a Falnama (book of Omens) c. 1550 AD.
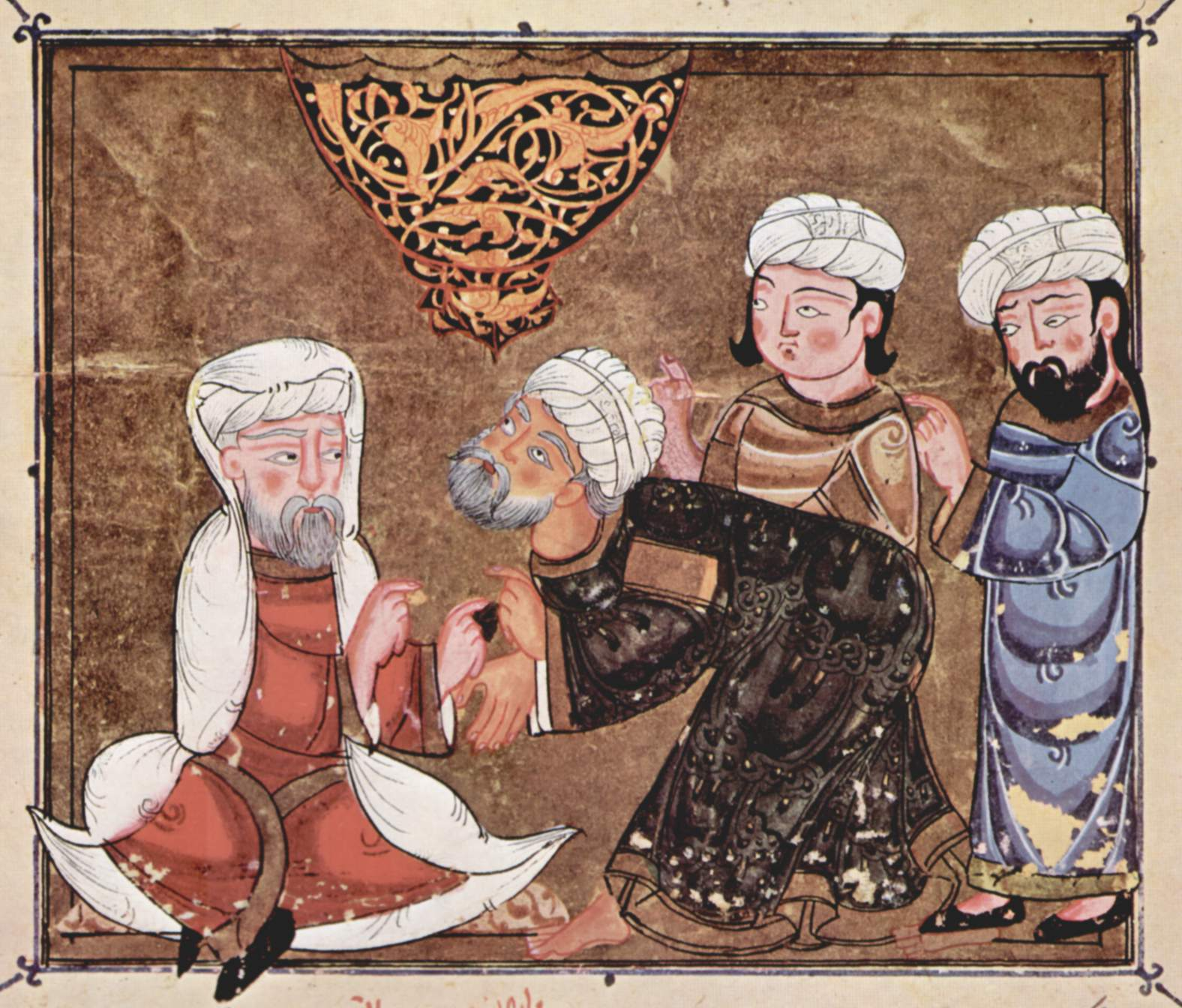
A painting depicting Abû Zayd, 1335 AD.
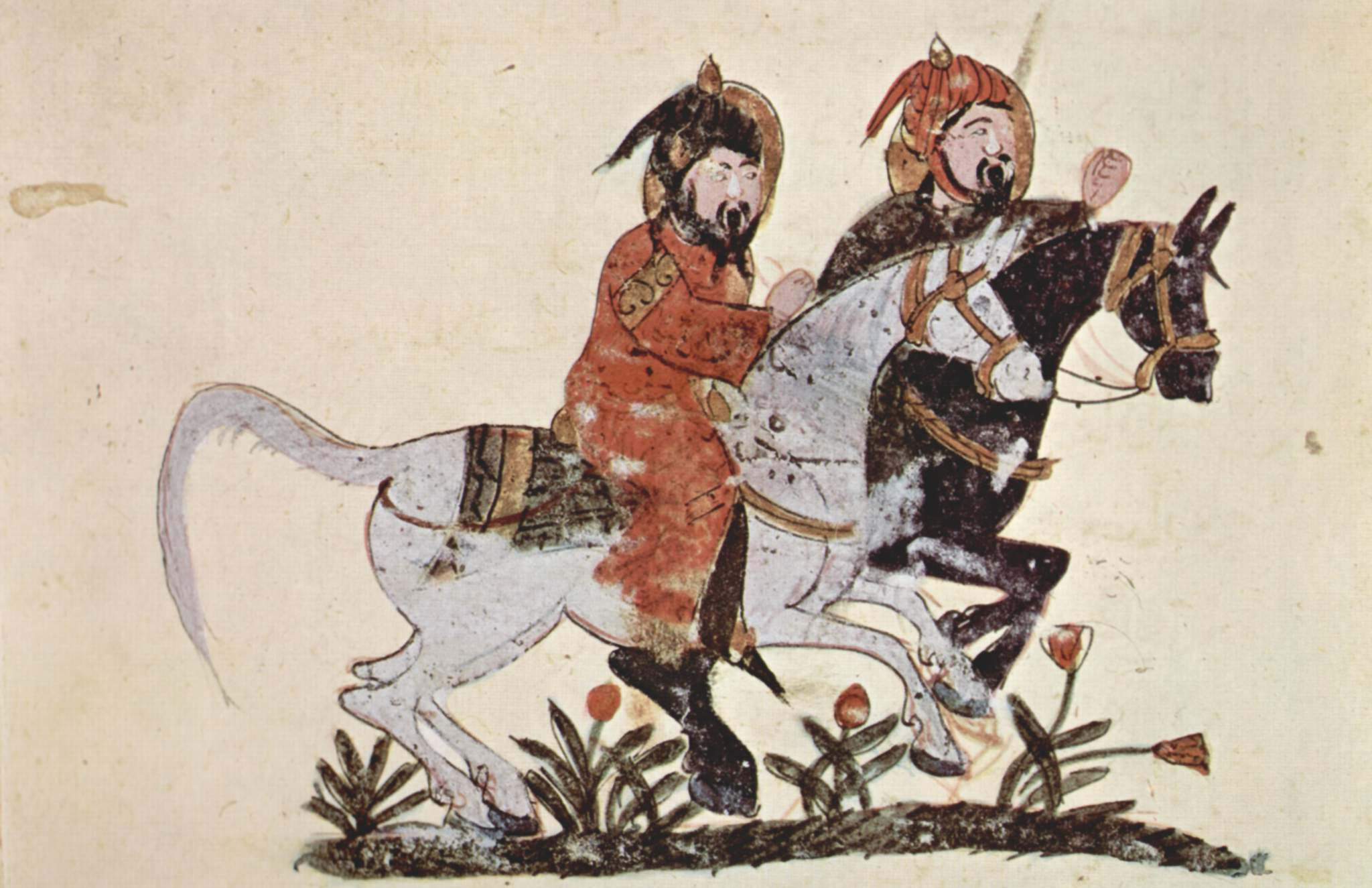
A scene from the book of Ahmad ibn al-Husayn ibn al-Ahnaf, showing two galloping horsemen, 1210 AD.
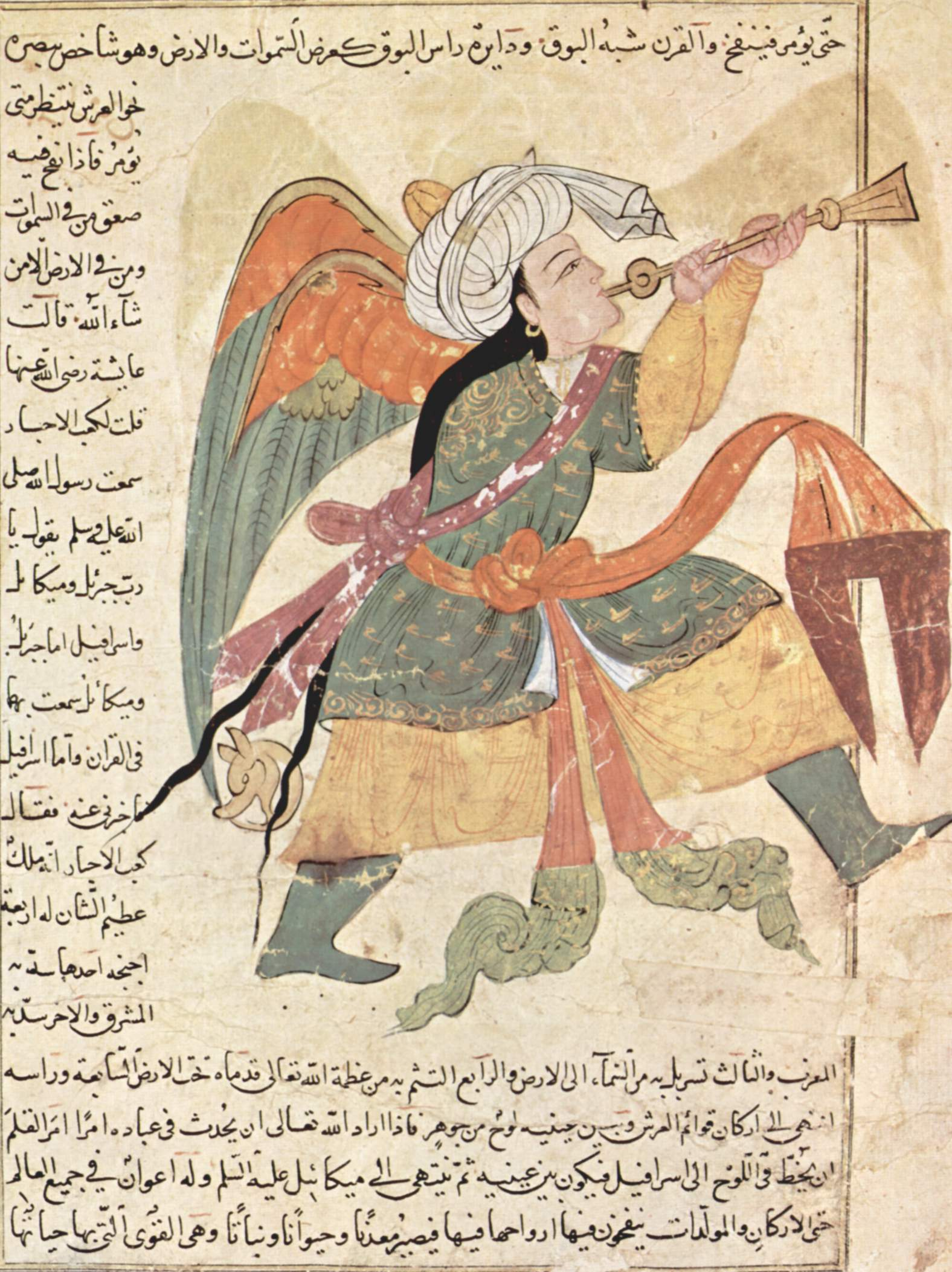
The angel Isrâfîl, Iraq, 1280 AD.
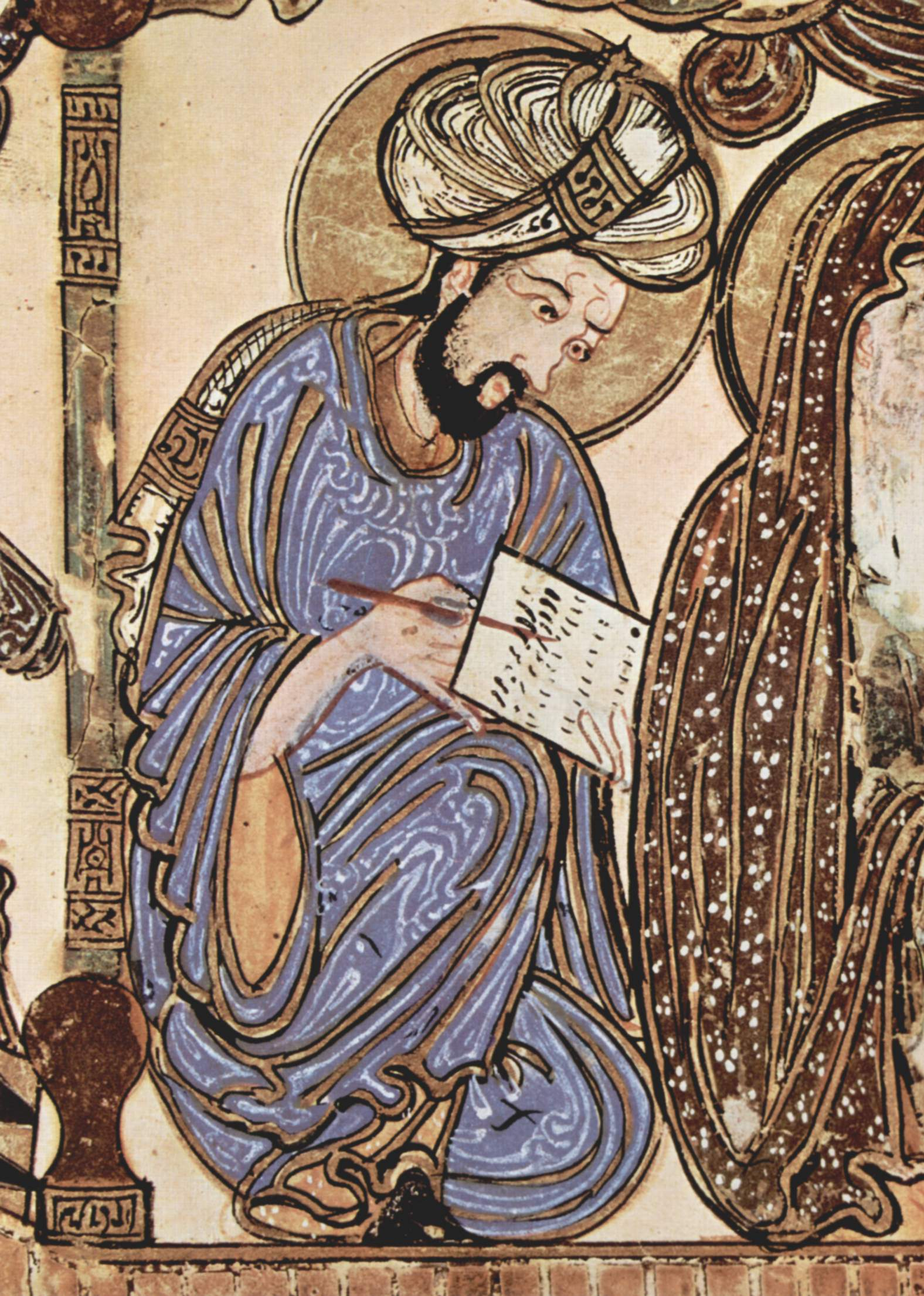
The Clerk, Iraq, 1287.
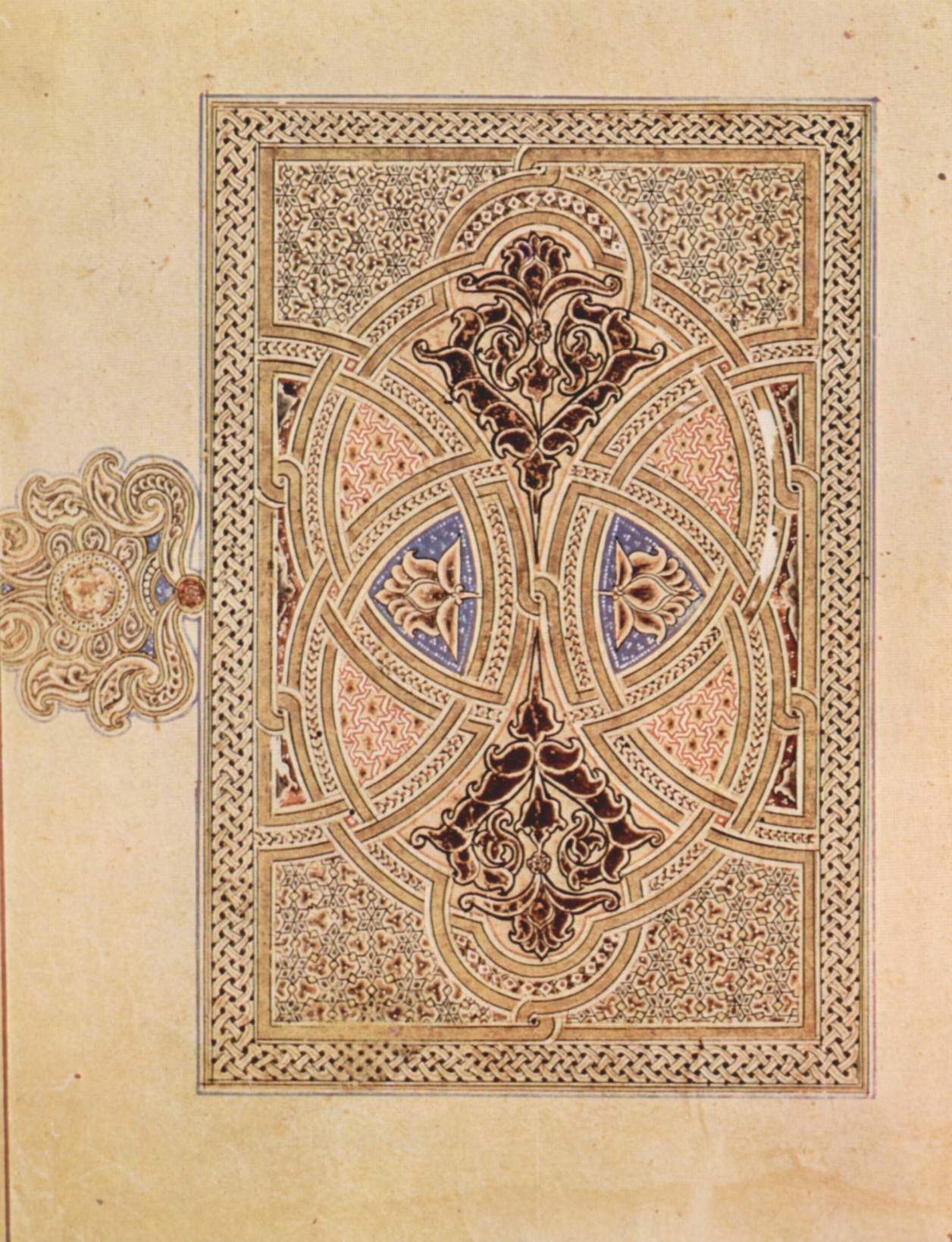
An ornamental Qur'an, by al-Bawwâb, 11th century AD.
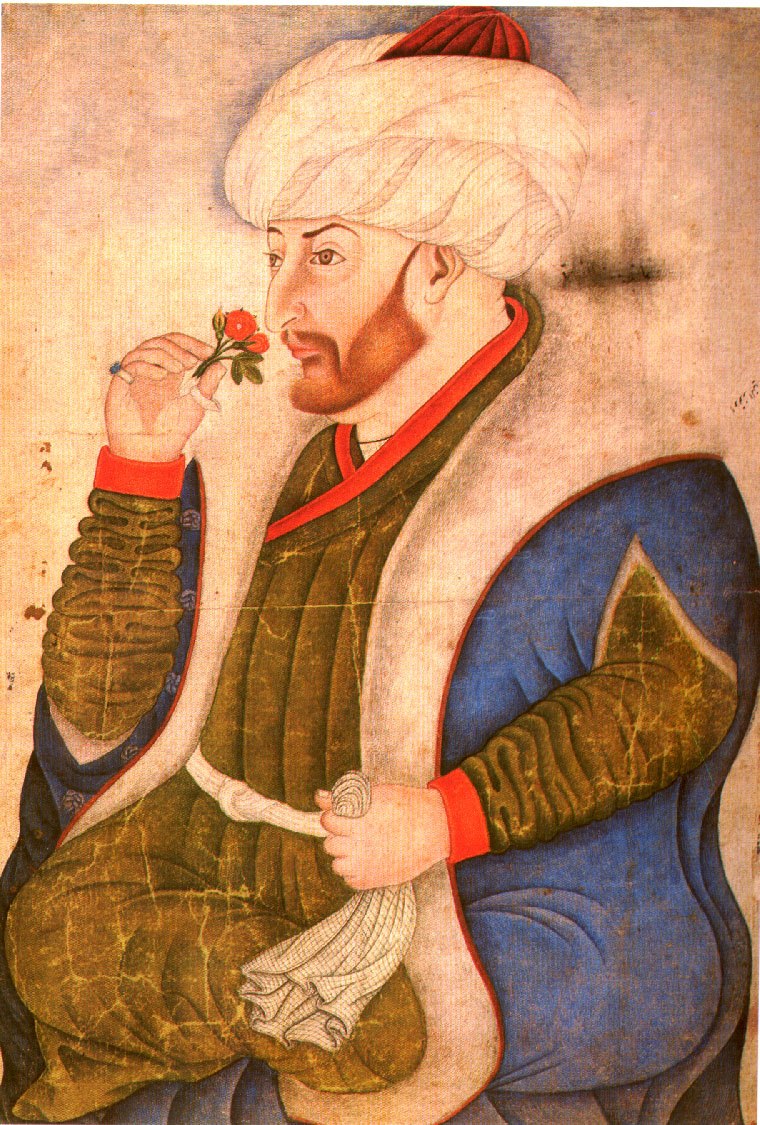
Mehmet II, from the Sarai Albums of Istanbul, Turkey, 15th century AD
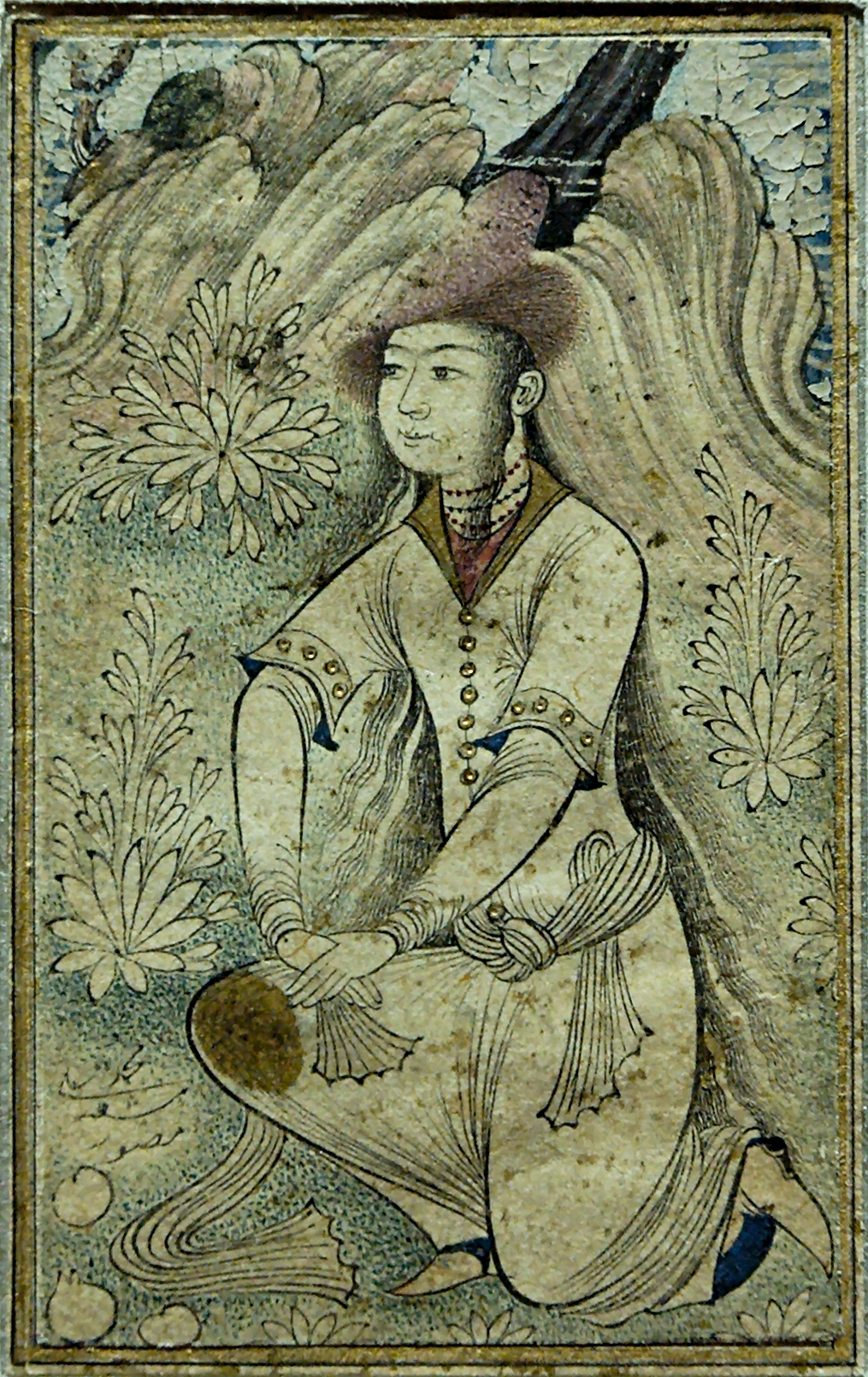
Maiden in a fur cap, by Muhammad ‘Alî, Isfahan, Iran, mid-17th century
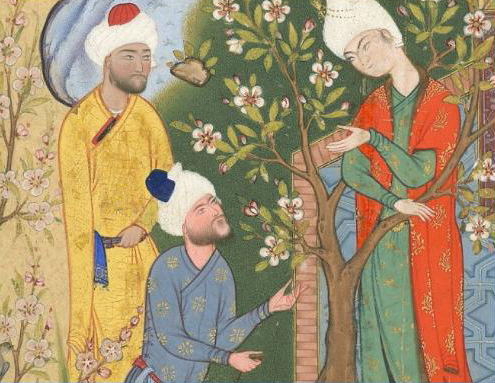
Youth and Suitors, Mashhad, Iran, 1556–1565 AD

Các mô tả của con người, động vật hoặc bất kỳ đối tượng tượng trưng khác bị cấm trong đạo Hồi để ngăn cản tín đồ tôn thờ ngẫu tượng như vậy không động cơ tôn giáo cho hội họa (hoặc điêu khắc) truyền thống trong văn hóa Hồi giáo. Hoạt động Báo ảnh đã được giảm xuống Arabesque, chủ yếu là trừu tượng, với cấu hình hình học hoặc các mẫu hoa và cây giống. Mạnh mẽ kết nối với kiến trúc và thư pháp, nó có thể được coi như là sử dụng cho các bức tranh trên tường trong nhà thờ Hồi giáo hoặc trong sự tưởng tượng xung quanh văn bản của kinh Koran và sách khác. Trong thực tế, nghệ thuật trừu tượng không phải là một phát minh của nghệ thuật hiện đại nhưng nó hiện diện trong các nền văn hóa trước cổ điển, man rợ và phi phương Tây trong nhiều thế kỷ trước khi nó và về cơ bản là một nghệ thuật trang trí hay được áp dụng. Người vẽ tranh minh họa đáng chú ý M. C. Escher đã chịu ảnh hưởng của nghệ thuật hình học và dựa trên mô hình này. Art Nouveau (Aubrey Beardsley và các kiến trúc sư Antonio Gaudi) lại giới thiệu mẫu hoa trừu tượng trong nghệ thuật phương Tây.
Lưu ý rằng mặc dù có những điều cấm kỵ của hình tượng trưng, một số nước Hồi giáo đã nuôi dưỡng một truyền thống phong phú trong hội họa, mặc dù không phải của riêng của nó, nhưng như một đồng hành với chữ viết. Hội họa Iran hay Ba Tư, được biết đến rộng rãi như là thu nhỏ Ba Tư, tập trung vào các hình minh họa của tác phẩm sử thi hay lãng mạn của văn học. Họa sĩ Ba Tư cố ý tránh việc sử dụng bóng và quan điểm, dù quen thuộc với nó trong lịch sử tiền Hồi giáo của họ, để tuân thủ các quy tắc của việc không tạo ra bất kỳ ảo tưởng giống như thật của thế giới thực. Mục đích của họ không phải là để miêu tả thế giới như nó là vốn có, mà để tạo ra hình ảnh của một thế giới lý tưởng của vẻ đẹp vượt thời gian và trật tự hoàn hảo.
Trong ngày hiện tại, bức tranh của sinh viên mỹ thuật, nghệ sĩ chuyên nghiệp ở các nước Ả Rập Hồi giáo và phi-Arab theo khuynh hướng của nghệ thuật văn hóa phương Tây.

### Iran
nhà sử học phương Đông Grey Basil tin rằng "Iran đã cung cấp một nghệ thuật đặc biệt độc đáo với thế giới mà là tuyệt vời trong loại hình này". Hang động ở tỉnh Lorestan triển lãm Iran vẽ hình ảnh động vật và những cảnh săn bắn. Một số ví dụ như những bức tranh ở tỉnh Fars và Sialk ít nhất 5.000 năm tuổi. Hội họa ở Iran được cho là đã đạt đến đỉnh cao trong thời kỳ Tamerlane, khi bậc thầy xuất sắc như Kamaleddin Behzad đã sinh ra một phong cách mới của hội họa.

Tranh của thời kỳ Qajar là một sự kết hợp của những ảnh hưởng của châu Âu và các trường thu nhỏ Safavid của tranh như những người được giới thiệu bởi Reza Abbasi và tác phẩm kinh điển của Mihr 'Ali. Masters như Kamal-ol-molk tiếp tục đẩy về phía trước ảnh hưởng của châu Âu ở Iran. Đó là trong thời đại Qajar khi "Coffee House bức tranh" nổi lên. Đối tượng của phong cách này là thường tôn giáo trong khung cảnh thiên nhiên miêu tả từ sử thi Shia và muốn.

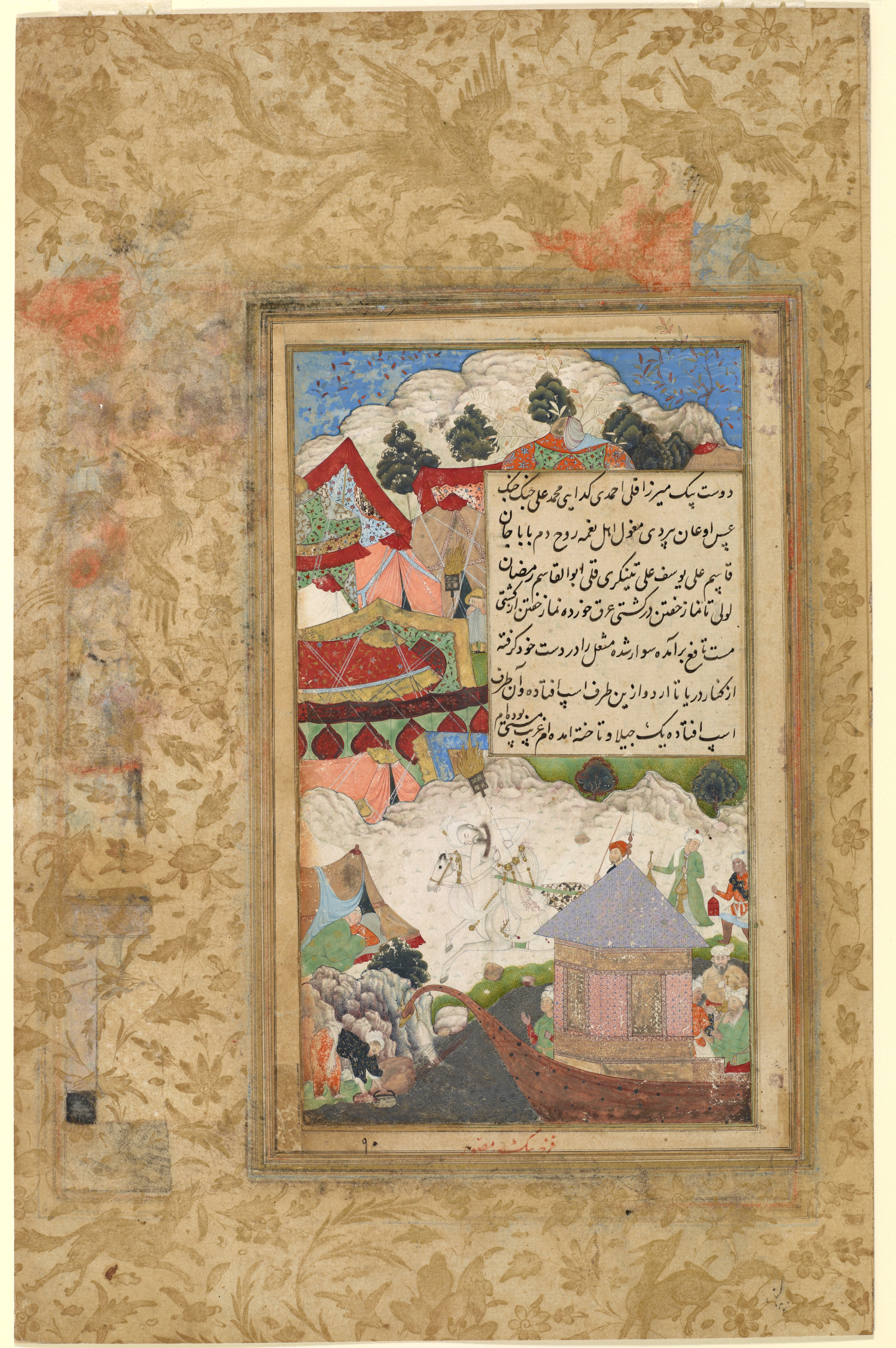
Farrukh Beg (ca. 1545 – ca. 1615), A Drunken Babur Returns to Camp at Night, Lahore, Pakistan, 1589
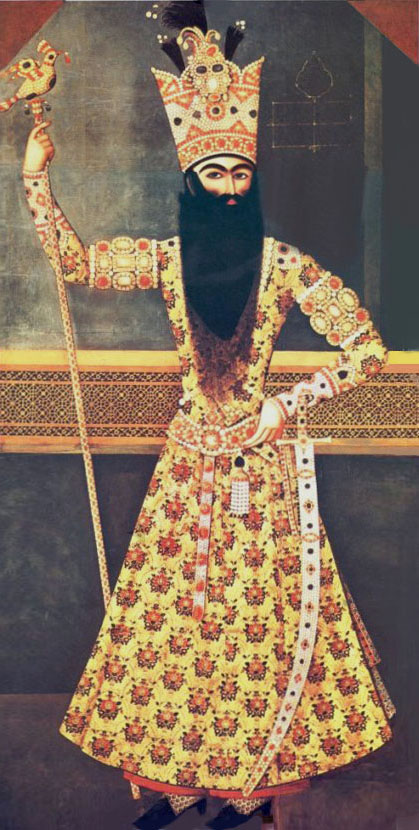
Mihr 'Ali (fl. 1795–1830), Fat'h Ali Shah Qajar (1813–14)
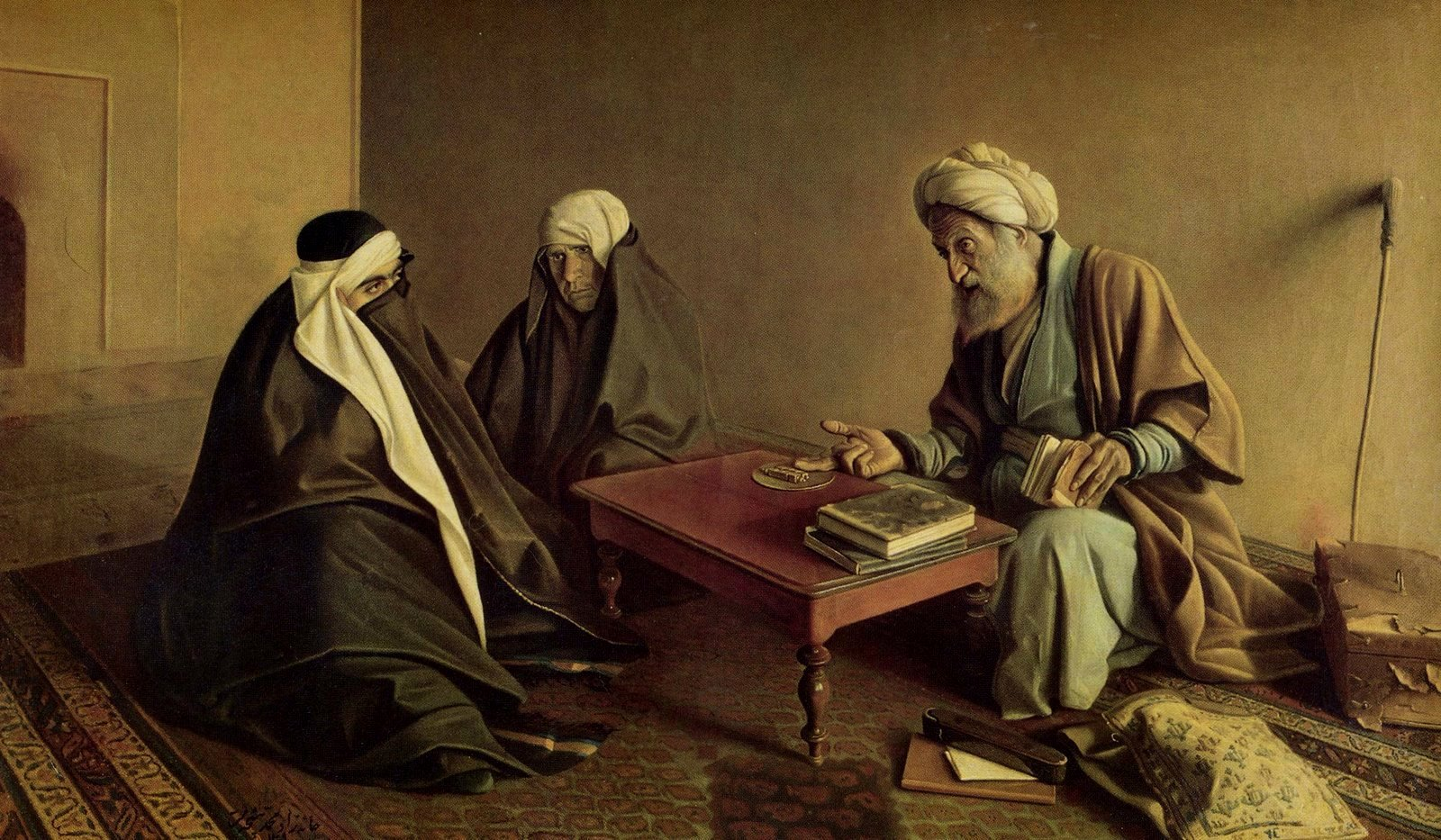
Kamal-ol-molk (1847–1940), Predictor of the Future, 1892, Museum of Sadabad, Teheran

### Pakistan

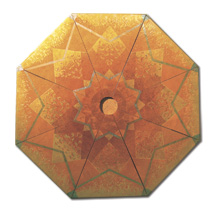
Lubna Agha, Star – a painting inspired by the artisans of Morocco
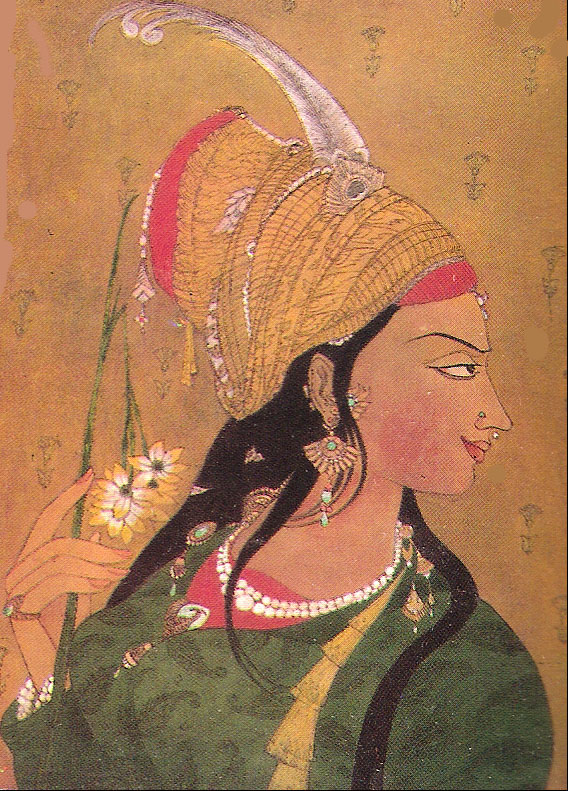
AR Chughtai, Anarkali

## Châu Phi

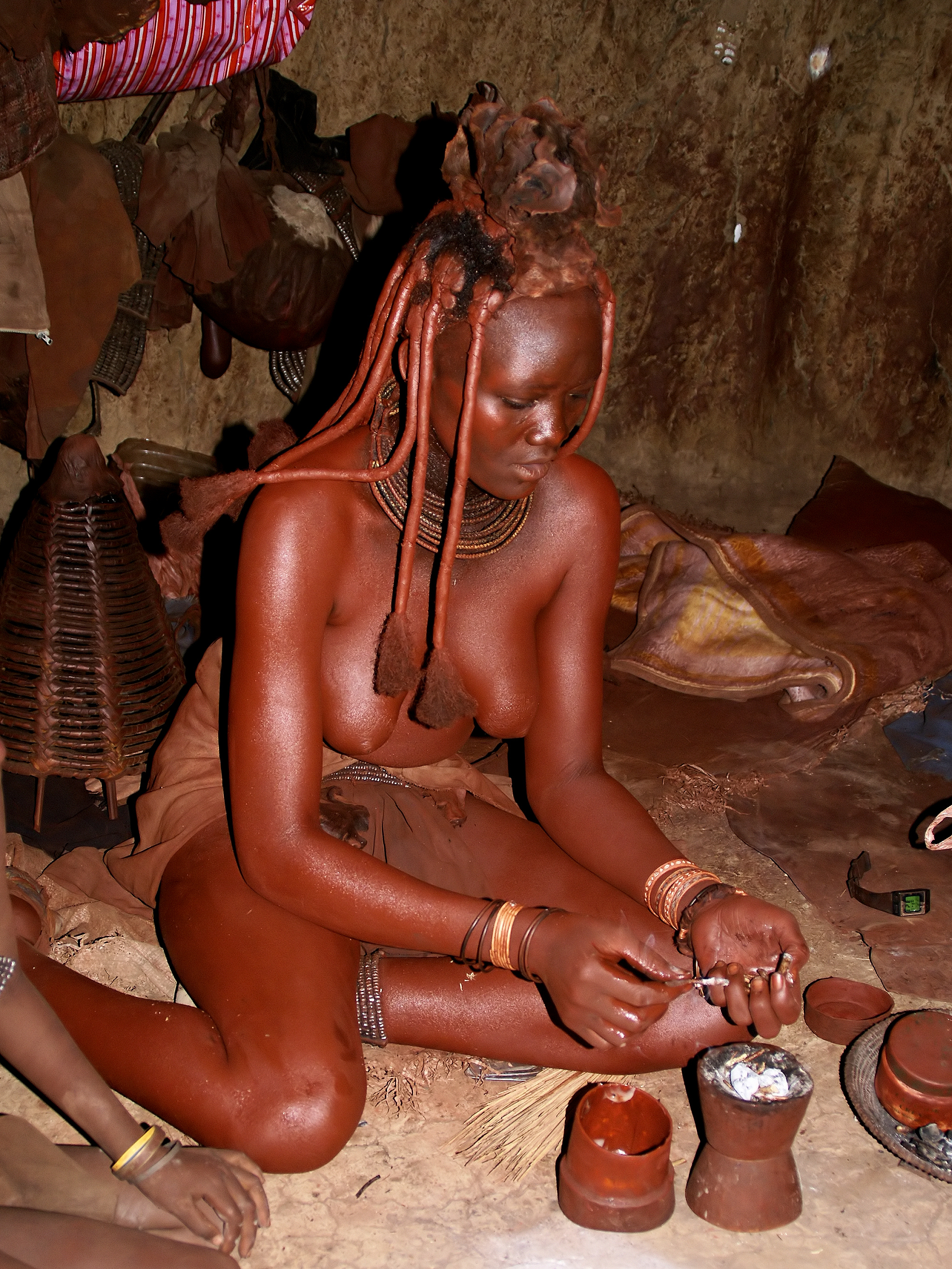
Himba woman covered with traditional red ochre pigment. Traditional body paint symbolic of the earth and of blood, and also worn for protection from the sun.
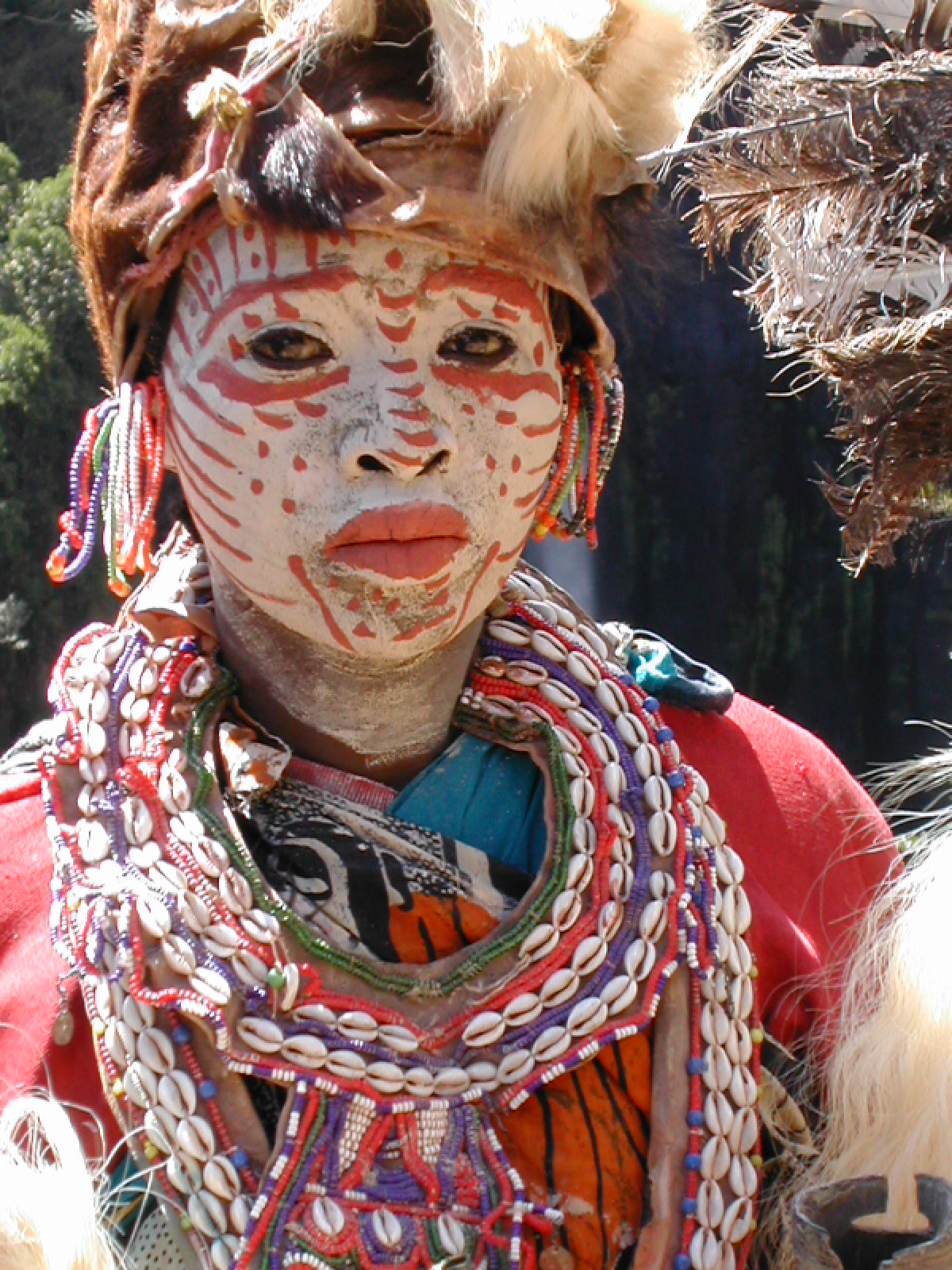
A Kĩkũyũ woman in traditional dress. Ceremonial face painting.
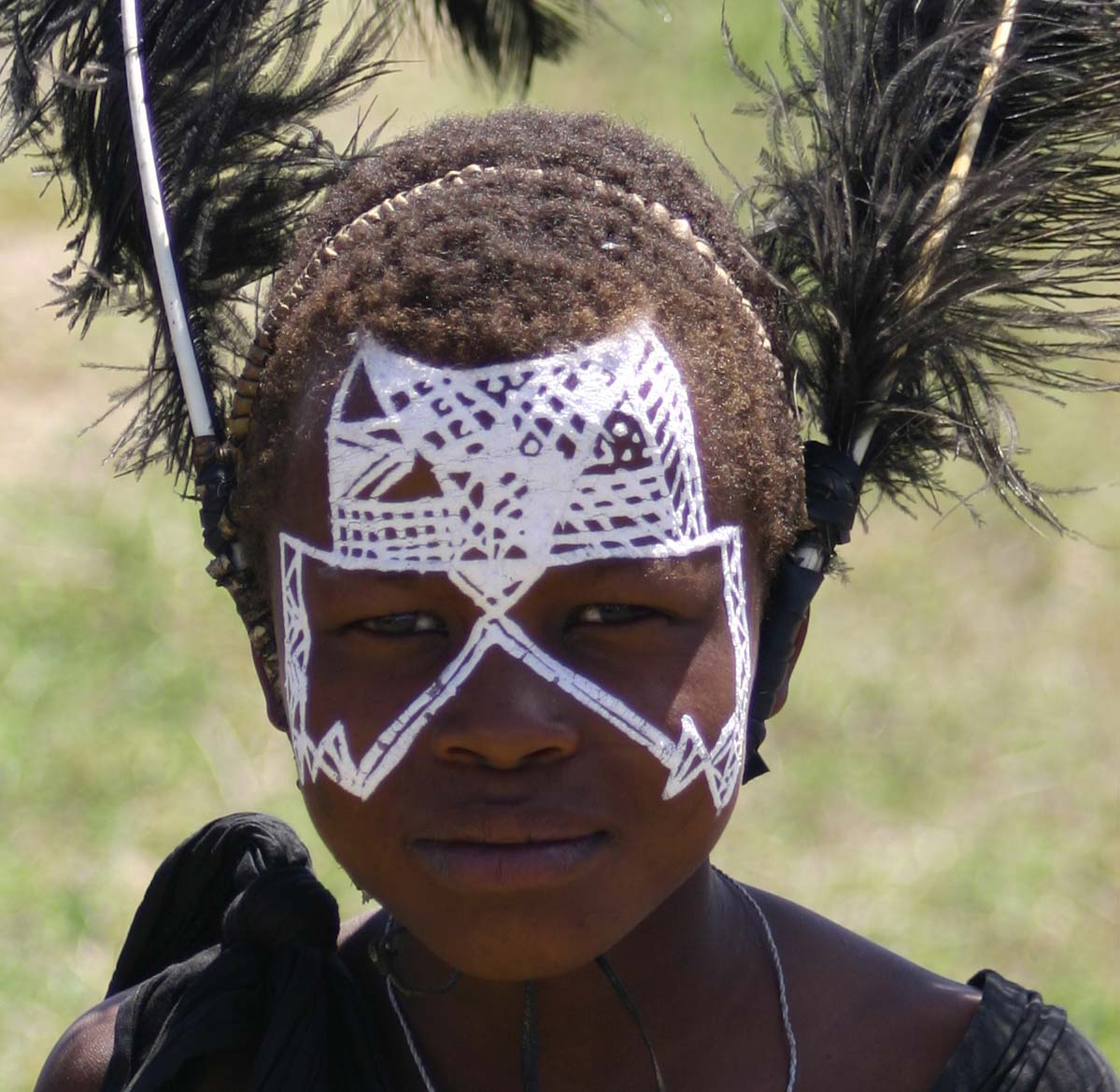
Young Maasai Warrior, with head-dress and face painting.
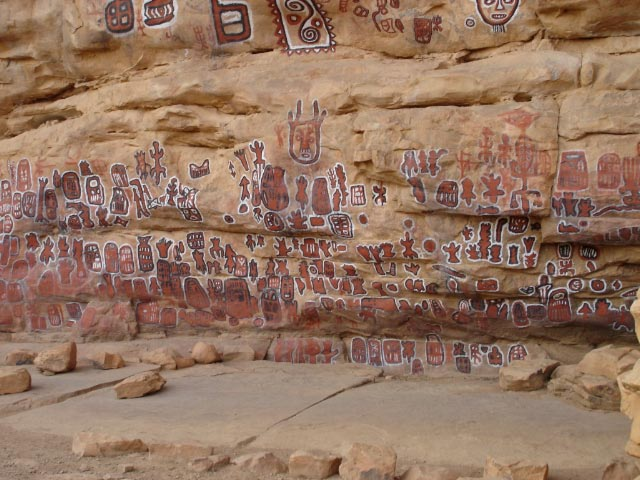
Dogon, circumcision cave, with paintings Mali c. contemporary

Văn hóa truyền thống của châu Phi và các bộ tộc dường như không có mối quan tâm lớn trong đại diện hai chiều có lợi cho tác phẩm điêu khắc và cứu trợ. Tuy nhiên, bức tranh trang trí trong văn hóa Phi châu thường là trừu tượng và hình học. Một biểu hiện bằng hình ảnh là bức tranh trên cơ thể, và vẽ mặt hiện ví dụ như trong văn hóa Maasai và Kikuyu trong các nghi lễ lễ của họ. Tranh hang động ở làng nào đó có thể được tìm thấy là vẫn còn được sử dụng. Lưu ý rằng Pablo Picasso và các nghệ sĩ hiện đại khác đã bị ảnh hưởng bởi các tác phẩm điêu khắc và mặt nạ Châu Phi trong phong cách đa dạng của họ. các nghệ sĩ đương đại châu Phi theo phong trào nghệ thuật phương Tây và các bức tranh của họ có sự khác biệt nhỏ từ các tác phẩm nghệ thuật phương Tây.

### Ảnh hưởng đến hội họa Phương Tây
Vào đầu thế kỷ XX, các nghệ sĩ như Picasso, Matisse, Vincent van Gogh, Paul Gauguin và Modigliani đã trở nên nhận thức, và lấy cảm hứng từ hội họa Châu Phi. Trong một tình huống mà các nhóm được thành lập tiên phong đã căng thẳng với các ràng buộc áp đặt bằng cách phục vụ thế giới xuất hiện, nghệ thuật Châu Phi đã chứng minh sức mạnh của hình thức phi tổ chức; sáng tác không chỉ bằng cách trả lời các khoa của thị giác, mà còn và thường chủ yếu, các khoa của trí tưởng tượng, cảm xúc và kinh nghiệm thần bí và tôn giáo. Những nghệ sĩ này đã thấy trong nghệ thuật châu Phi một sự hoàn hảo và tinh tế chính thức hợp nhất với khả năng diễn đạt hiện tượng.